# Історія архітектури

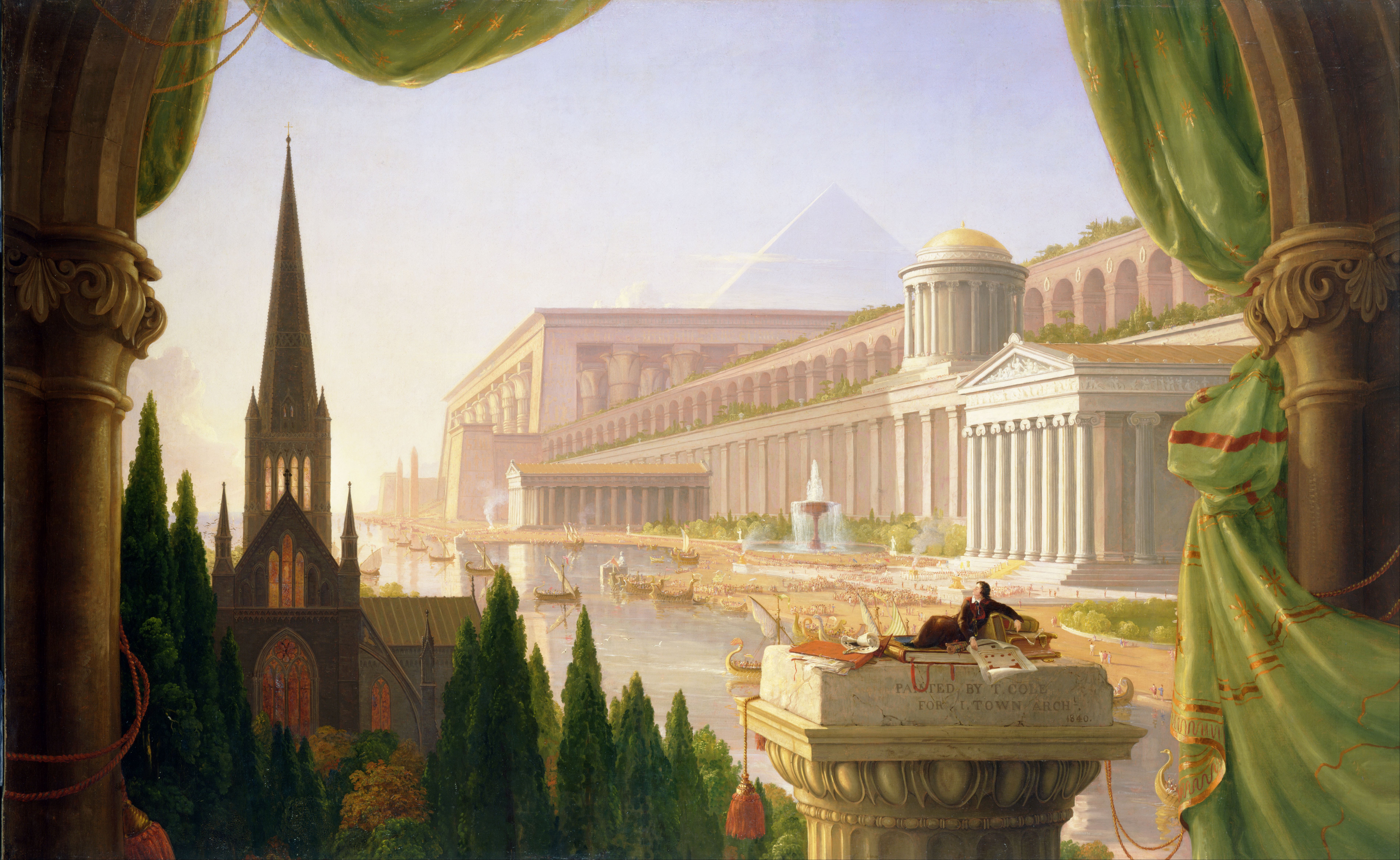
Мрія архітектора, Томас Коул, 1840 р., олія на полотні

Історія архітектури простежує зміни в архітектурі відповідно до різних традицій, регіонів, загальних стилістичних напрямів і часових періодів. Початком усіх цих традицій, як вважається, стало прагнення людини задовольнити базову потребу в укритті та захисті. Термін «архітектура» зазвичай стосується будівель, але за своєю суттю є набагато ширшим і охоплює сфери, які нині вважаються окремими спеціалізованими напрямами діяльності, зокрема: урбанізм, цивільне будівництво, корабельна, військова та ландшафтна архітектура.
Тенденції в архітектурі формувалися, зокрема, під впливом технологічних інновацій, особливо в XIX, XX і XXI століттях. Удосконалення й використання сталі, чавуну, черепиці, залізобетону та скла, наприклад, сприяли появі стилю модерн та надали ще більшої пишності стилю боз-ар.

## Палеоліт
Люди та їхні предки створювали різні типи укриттів щонайменше протягом сотень тисяч років, і будівництво укриттів могло з'явитися ще на ранніх етапах еволюції гомінінів. Усі великі примати створюють «гнізда» для сну, хоча й з різною частотою та складністю. Шимпанзе регулярно роблять гнізда з пучків гілок, переплетених між собою; ці гнізда змінюються залежно від погоди (у холодну погоду вони мають товстішу підстилку, а під час вітру чи дощу будуються з більшими й міцнішими опорами). Орангутанги наразі створюють найскладніші гнізда серед усіх нелюдських великих приматів — із дахами, «ковдрами», «подушками» та «ліжками».
Висловлювалася думка, що практика побудови гнізд відіграла ще важливішу роль у розвитку людської креативності та будівельних навичок, ніж використання знарядь праці, оскільки гомініни були змушені будувати гнізда не лише за виняткових умов, а й як форму сигналізації. Збереження рис мешканців на деревах, таких як дуже чіпкі руки, корисне для майстерного зведення гнізд і укриттів, могло також бути перевагою для ранніх гомінінів в умовах непередбачуваного середовища та мінливого клімату. Багато гомінінів, особливо найдавніші, такі як ардипітеки та австралопітеки зберігали ці риси й могли надавати перевагу будівництву гнізд на деревах, де це було можливо. Поява «домашньої бази» близько 2 мільйонів років тому також могла сприяти еволюції будівництва укриттів або захищених сховищ. Незалежно від складності будівництва гнізд, ранні гомініни могли спати в більш-менш «відкритих» умовах, якщо тільки не мали можливості використати природне скельне укриття. Такі скельні сховища можна було використовувати майже без змін, лише додаючи гнізда та вогнища, або ж — у разі облаштування постійніших баз, особливо в пізніших гомінінів — вони могли набувати індивідуального вигляду завдяки наскельному живопису (як у Ласко) чи іншим формам естетичних конструкцій (як у випадку печери Брунікель серед неандертальців). У випадках сну на відкритому ґрунті нідерландський етолог Адріан Кортландт свого часу припустив, що гомініни могли будувати тимчасові огорожі з колючих кущів для відлякування хижаків, що він підтвердив експериментами, які показали, що леви уникають їжі, якщо поблизу знаходяться колючі гілки.
У 2000 році археологи з Університету Мейдзі в Токіо заявили, що знайшли дві п'ятикутні лінії ям від стовпів на схилі пагорба біля села Чічібу, інтерпретувавши їх як дві хатини, побудовані близько 500 000 років тому Homo erectus. Наразі найдавніші підтверджені спеціально збудовані споруди розташовані у Франції на місці пам'ятки Терра Амата, де також знайдено найдавніші сліди штучного вогню — приблизно 400 000 років тому. Через недовговічний характер житла того часу важко знайти докази існування осель окрім вогнищ та каменів, що могли складати фундамент житла. Біля Ваді-Хальфа, Судан, на ділянці Аркін 8 знайдено кам'яні кола з пісковику віком близько 100 000 років, які, ймовірно, були кріпленнями для наметів. На сході Йорданії сліди ям від стовпів у ґрунті свідчать про будівлі з жердин і солом'яного хмизу, зведені близько 20 000 років тому. В місцевостях, де кістки, особливо мамутові, були придатним будівельним матеріалом, сліди споруд збереглися набагато краще, як-от житла з мамутових кісток культури Мальта-Буре (24–15 тис. років тому) та в Межирічі (15 тис. років тому). Пізній палеоліт загалом характеризується розширенням ареалу та культурним розвитком анатомічно сучасної людини (а також культурним розвитком неандертальців, попри їхнє поступове вимирання у цей період), і хоча наразі бракує даних про оселі побудовані до цього часу, житла цієї доби частіше починають мати ознаки естетичної обробки, як-от у Межирічі, де різьблені бивні мамута, ймовірно, формували «фасад» житла.

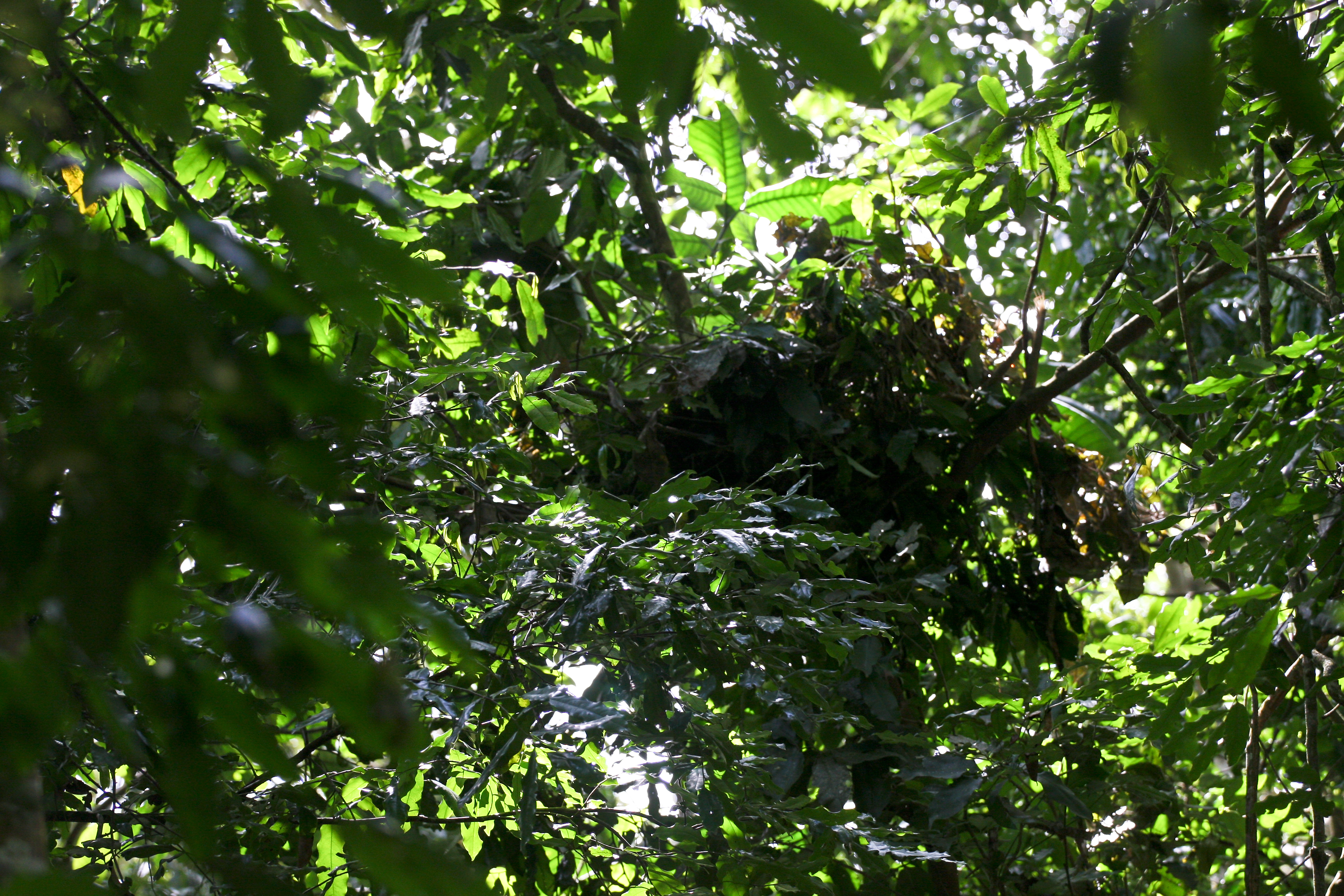
Гніздо шимпанзе. Пізніші гомініни, можливо, розвинули традиції будівництва укриттів з таких ранніх практик будівництва гнізд.
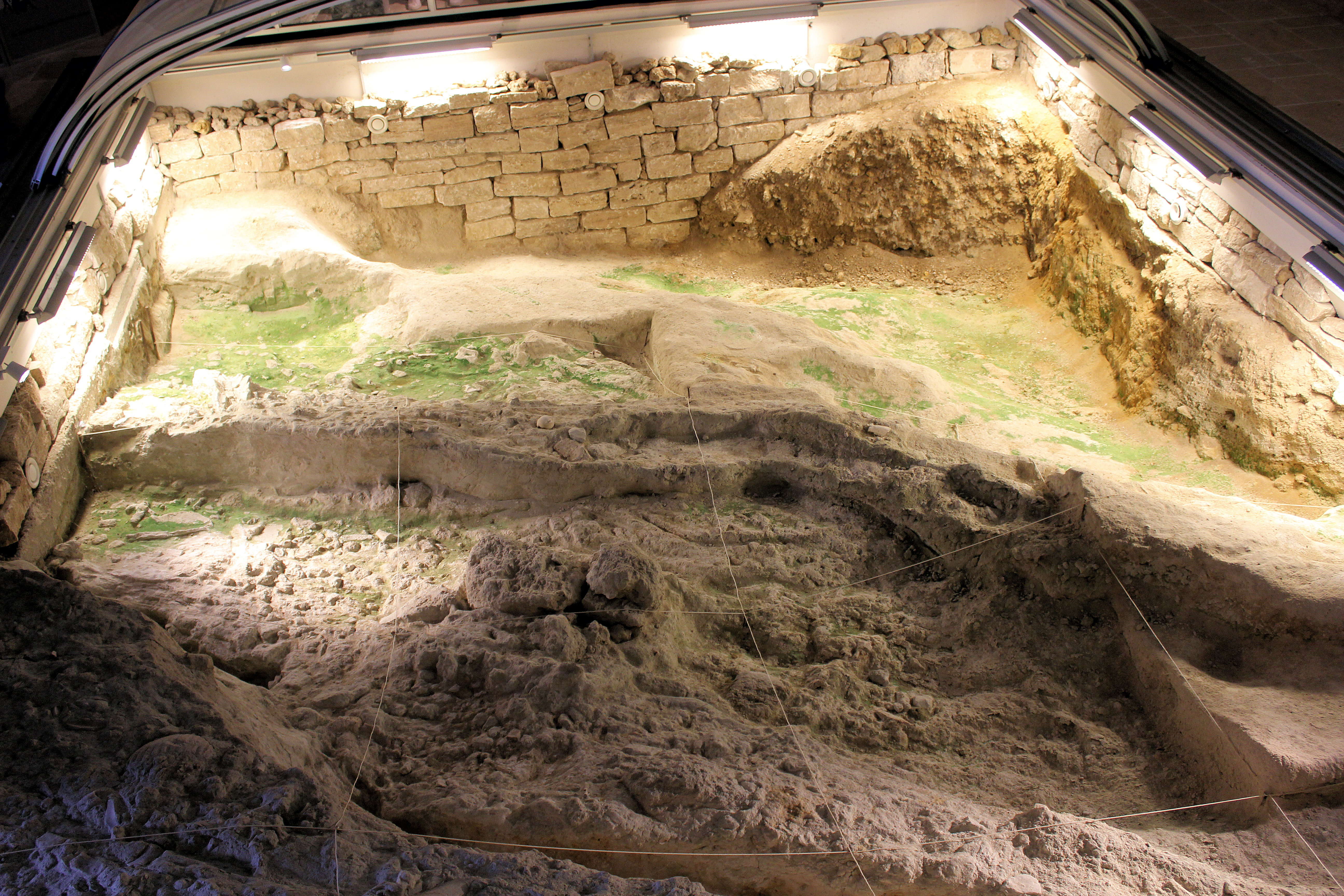
Більцінгслебен[en], можливо, збудований гайдельберзькою людиною, 400 000–350 000 рр. до н. е.[18][19].
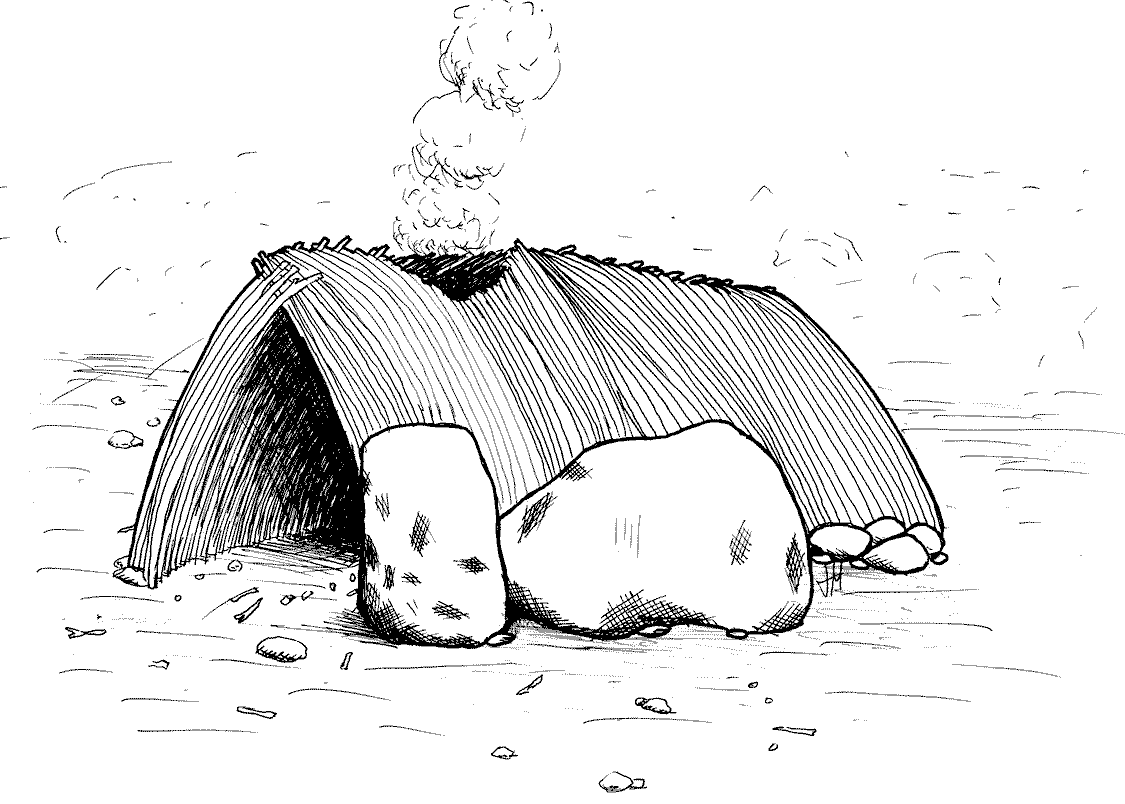
Реконструкція житла Терра Амата[en] можливо, побудованого гайдельберзькою людиною, 380 000–230 000 рр. до н. е.
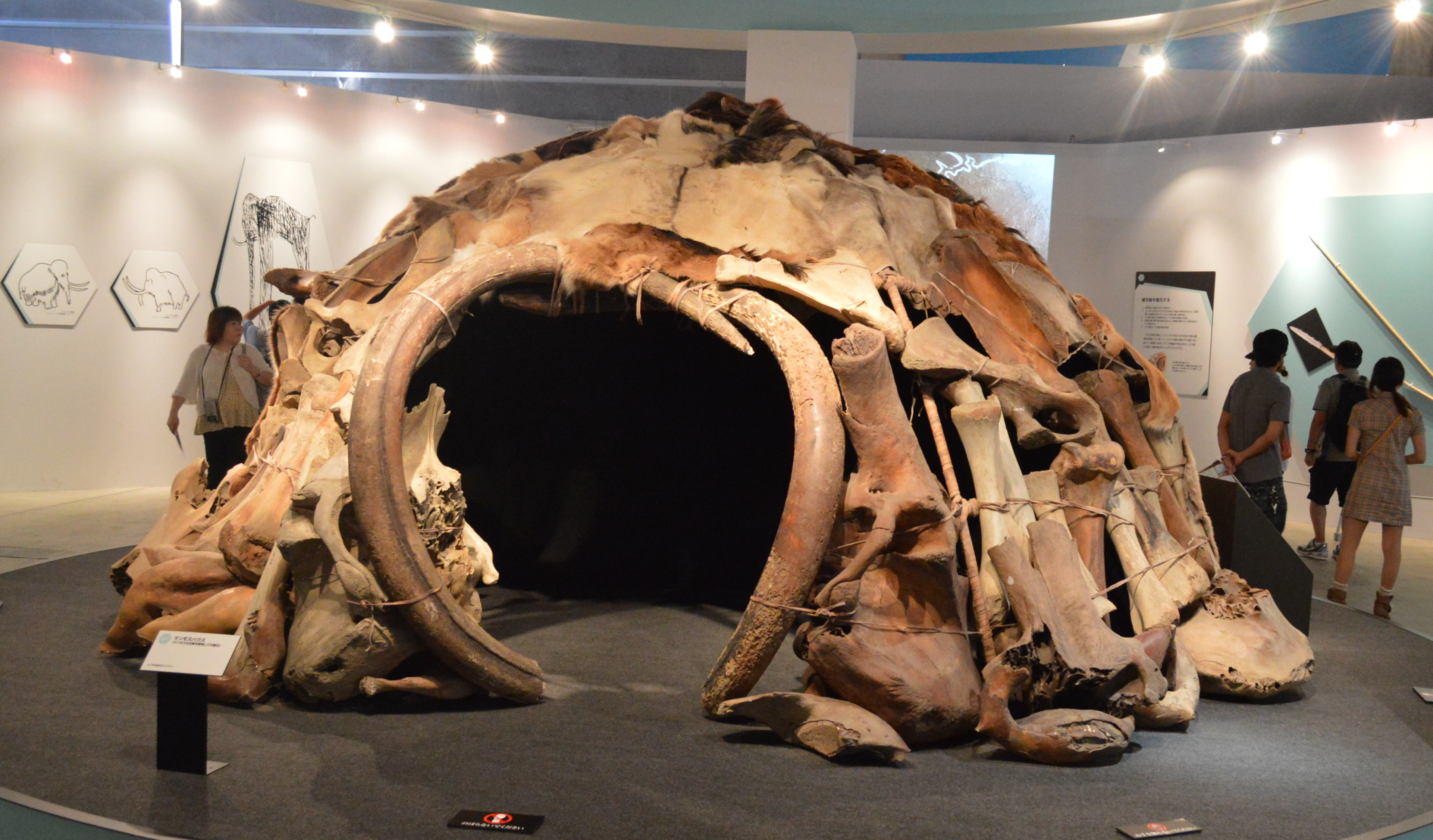
Житло з кісток мамута, подібне до тих, що були побудовані в Межирічі 15 000 років тому
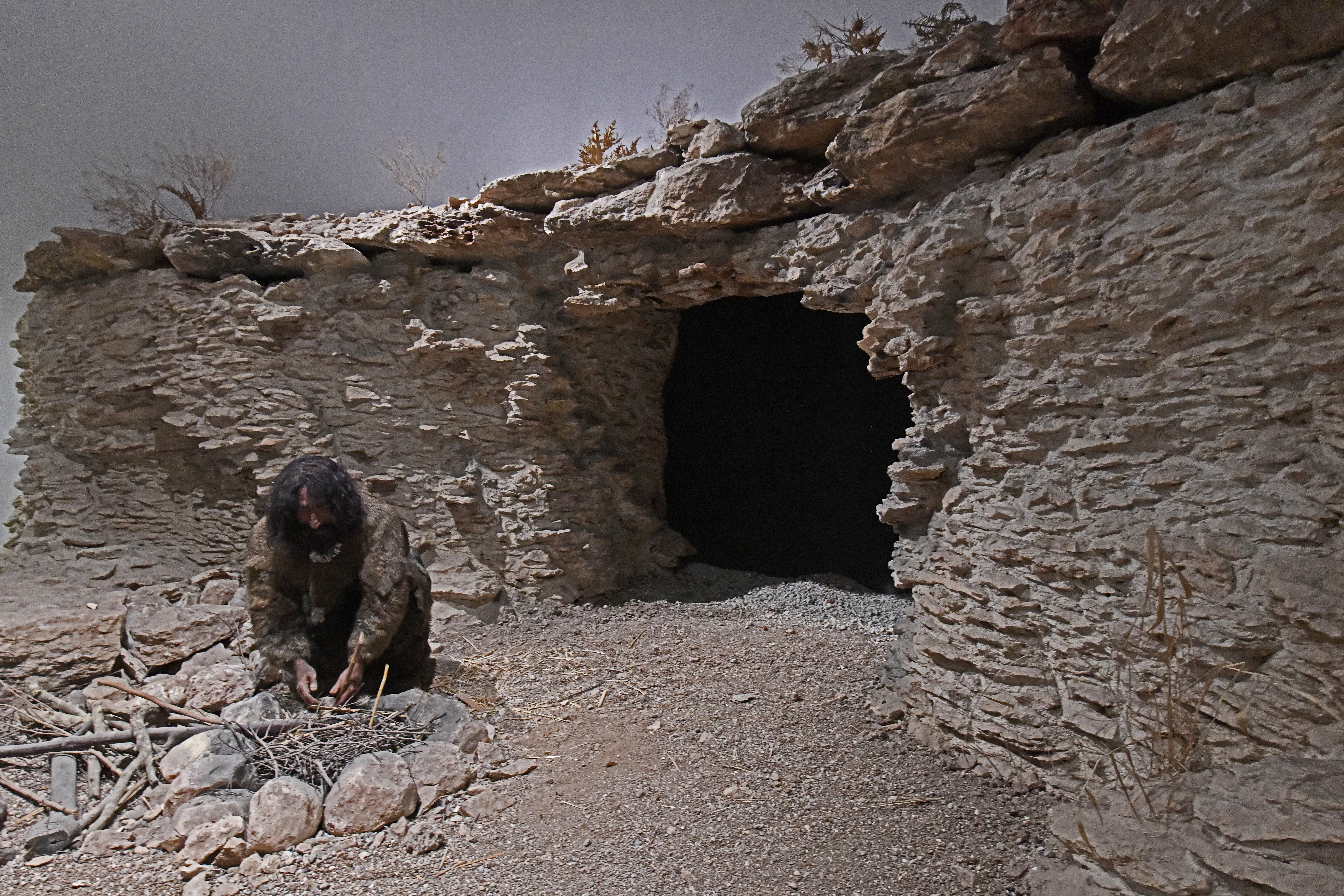
Музейна експозиція палеолітичного житла, технологій і культури

## 10 000—2000рр. до н. е

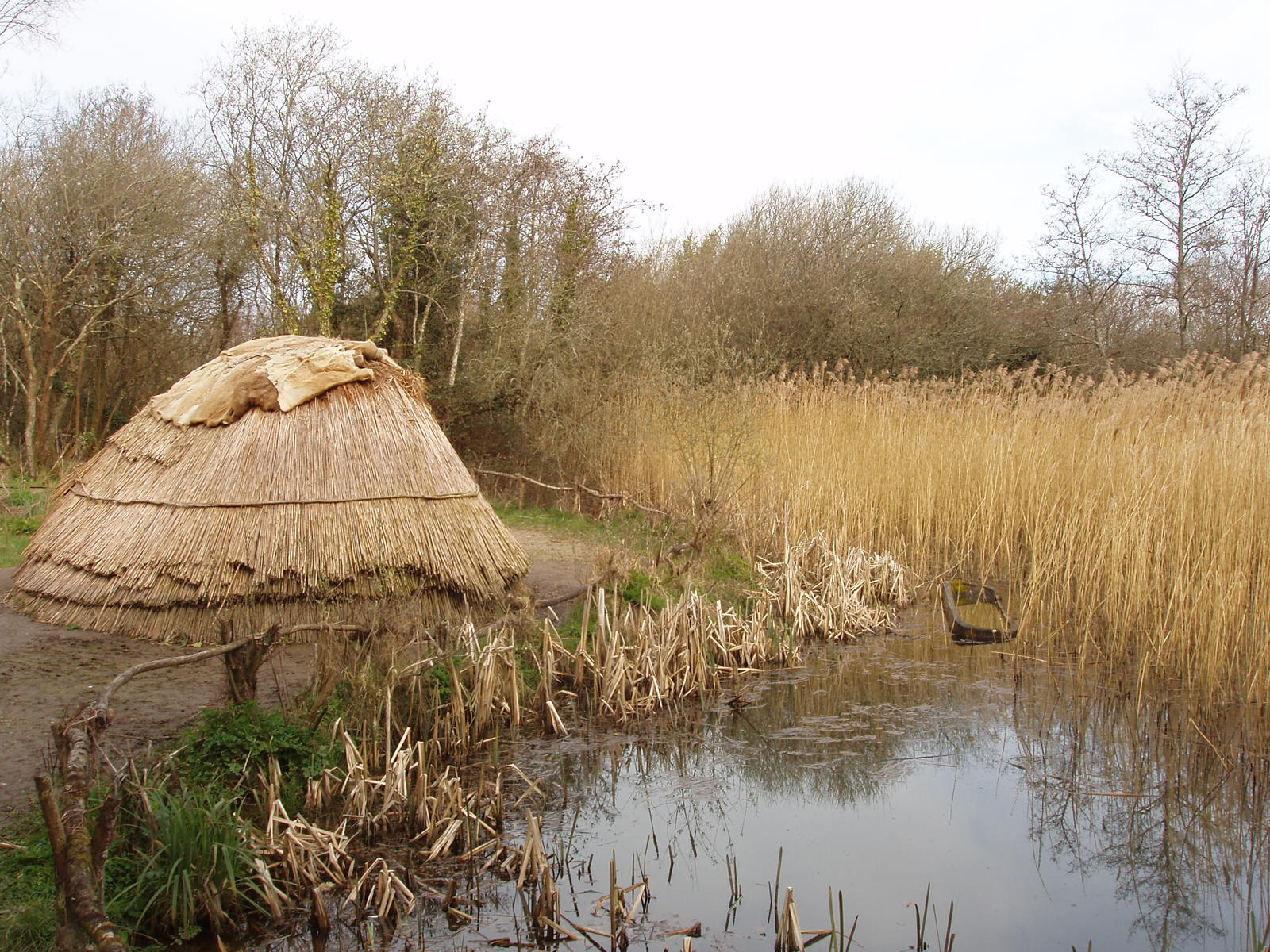
Реконструкція мезолітичного будинку в Ірландії, Ірландський національний парк спадщини

Архітектурні досягнення є важливою складовою неолітичного періоду (10 000–2000 до н. е.), протягом якого відбулися одні з найважливіших інновацій в історії людства. Наприклад, одомашнення рослин і тварин призвело як до появи нових економічних моделей, так і до зміни взаємозв'язку між людьми та світом, збільшення розмірів і сталої форми громад, стрімкого розвитку матеріальної культури, а також до виникнення нових соціальних і ритуальних рішень, які дали змогу людям жити разом у цих громадах. Нові типи окремих споруд і їхнє поєднання в поселення забезпечували умови для нового способу життя та господарювання, а також були важливою складовою цих змін.
Хоча було виявлено багато житлових споруд, що належать до всіх доісторичних періодів, а також деякі глиняні моделі осель, які дозволили створити точні реконструкції, вони рідко містили елементи, які можна безпосередньо пов'язати з мистецтвом. Деякі винятки становлять настінні прикраси, а також знахідки, що однаково стосуються неолітичних і енеолітичних обрядів та мистецтва.
У Південній та Південно-Західній Азії неолітичні культури з'являються невдовзі після 10 000 року до н. е., спершу в Леванті (докерамічний неоліт A та докерамічний неоліт В), звідки поширюються на схід і захід. Ранні неолітичні культури з'являються в Південно-Східній Анатолії, Сирії та Іраку до 8000 р. до н. е., а близько 7000 року до н. е. перші суспільства, що займаються виробництвом їжі, з'являються на південному сході Європи, і близько 5500 року до н. е. — у Центральній Європі (до найдавніших культурних комплексів належать Старчево-Криш (Кереш), лінійно-стрічкова кераміка та Вінча).
Неолітичні поселення та «міста» включають:
- Гебеклі-Тепе в Туреччині, прибл. 9000 р. до н. е.
- Єрихон у Палестині, неоліт прибл. 8350 року до н. е., що виник з ранньої епіпалеолітичної натуфійської культури
- Невали-Чорі в Туреччині, прибл. 8000 р. до н. е.
- Чатал-Гьоюк в Туреччині, 7500 р. до н. е.
- Мергарх в Пакистані, 7000 р. до н. е.
- Герксгайм[en] в Німеччині, 5300 р. до н. е.
- Неп-оф-Гауар та Скара-Брей, Оркнейські острови, Шотландія[en], з 3500 р. до н. е.
- понад 3000 поселень Трипільської культури, деякі з яких мали населення до 15 000 осіб, процвітали на території сучасної Румунії, Молдови та України з 5400 до 2800 р. до н. е.

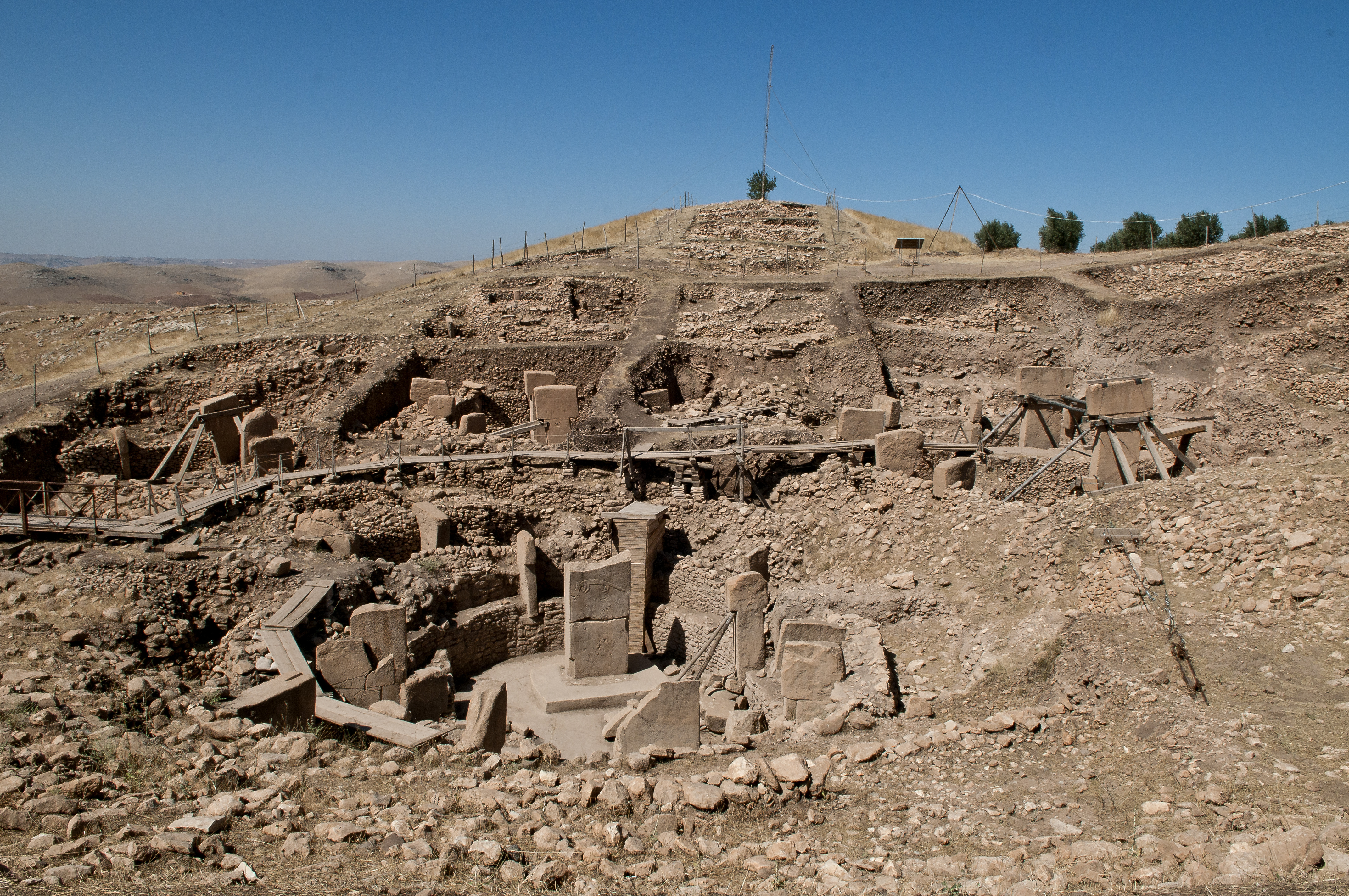
Гебеклі-Тепе (Туреччина), прибл. 9500-8000 рр. до н. е.
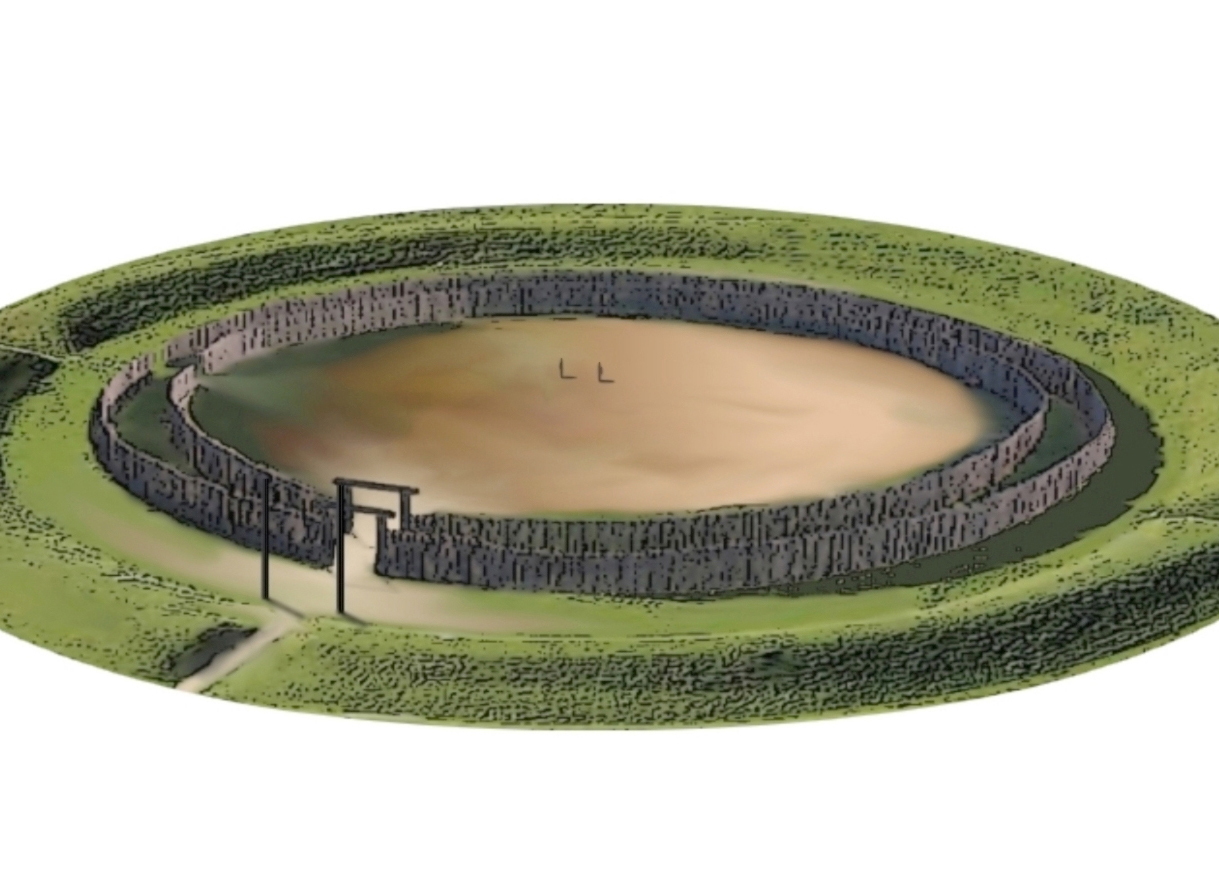
Гозекське коло, Німеччина 4900 р. до н. е.
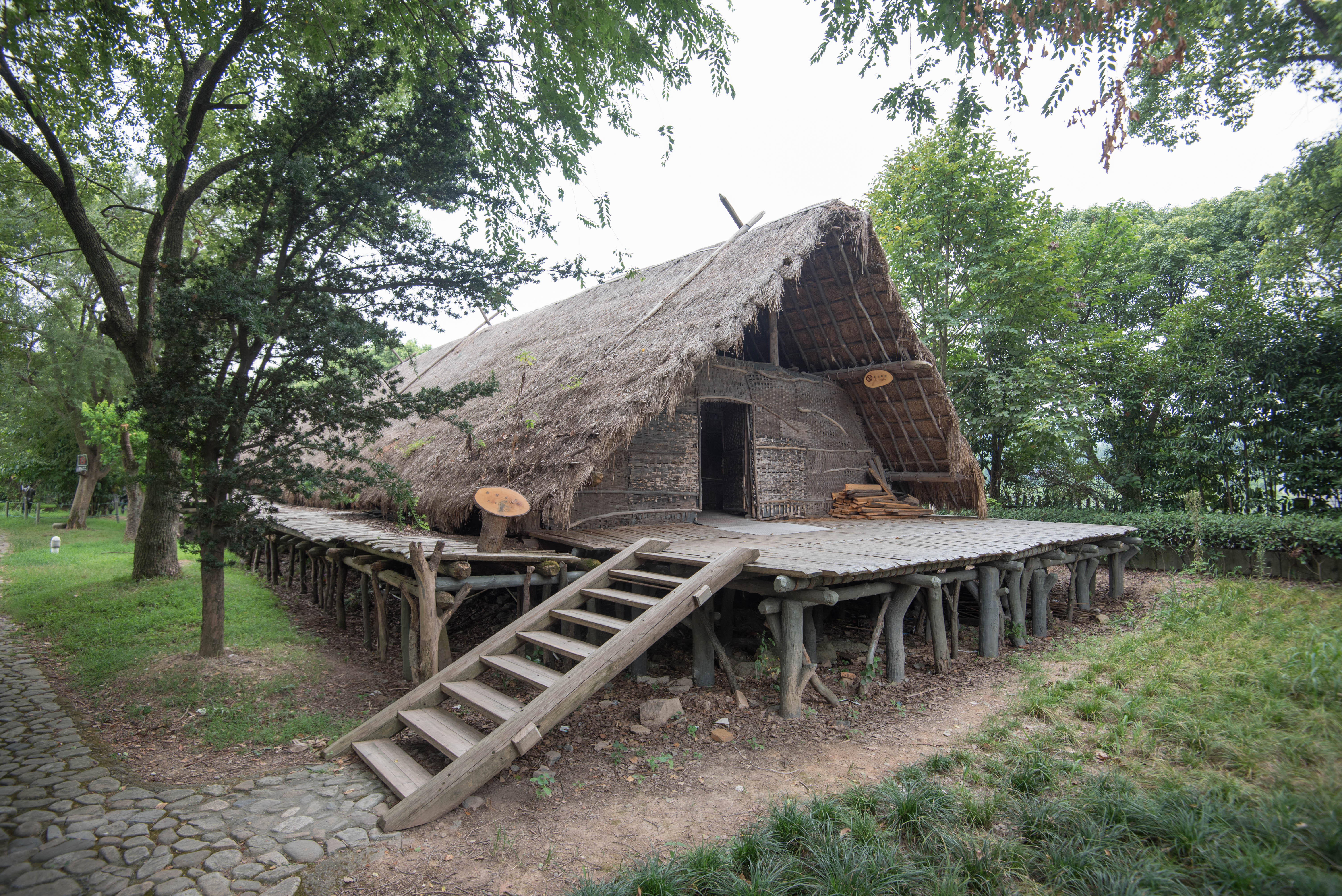
Реконструйований дерев'яний будинок (культура Хемуду[en], Китай), 5000-4500 рр. до н. е.
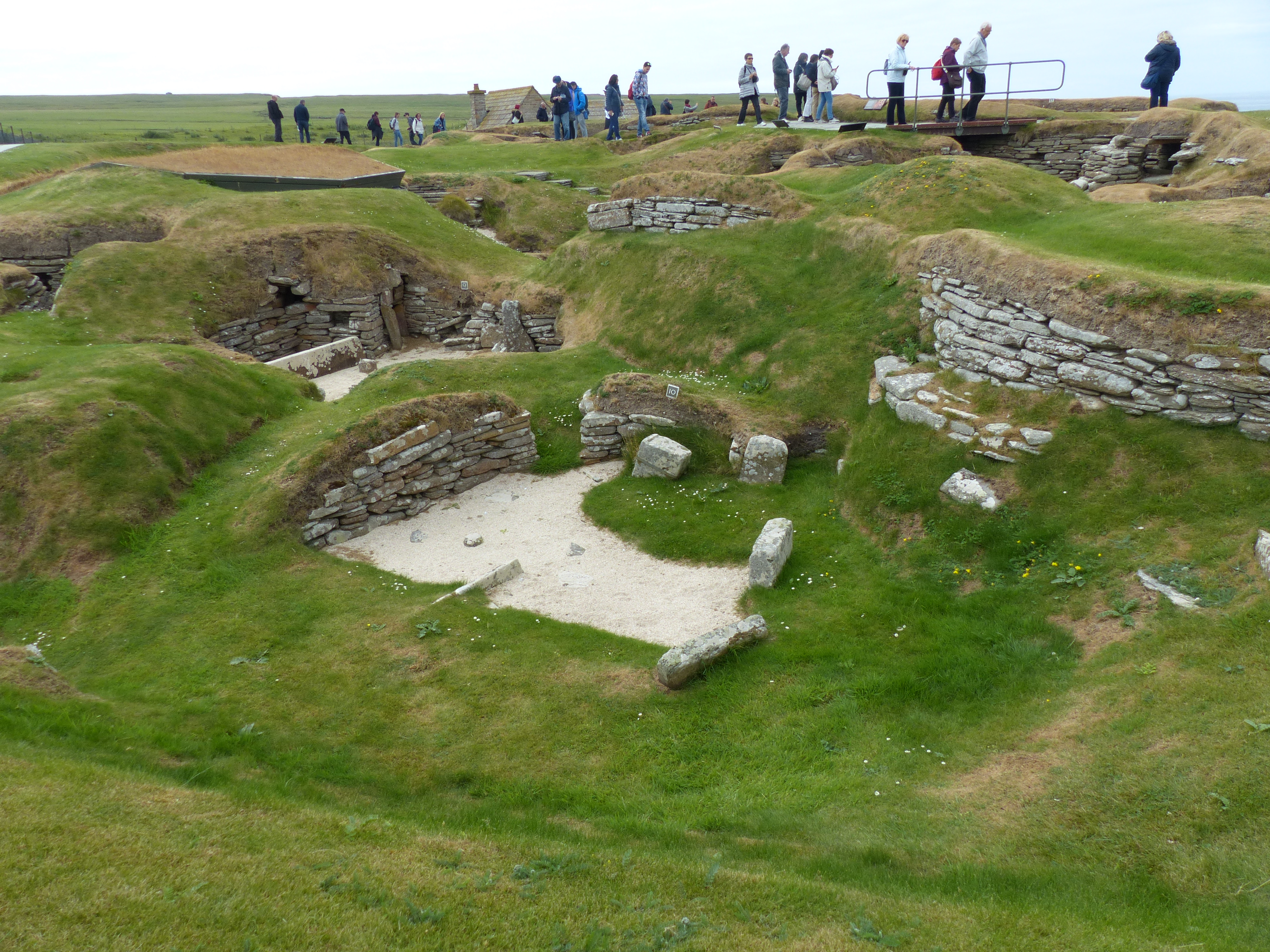
Скара-Брей (Шотландія), 3200-2200 рр. до н. е.
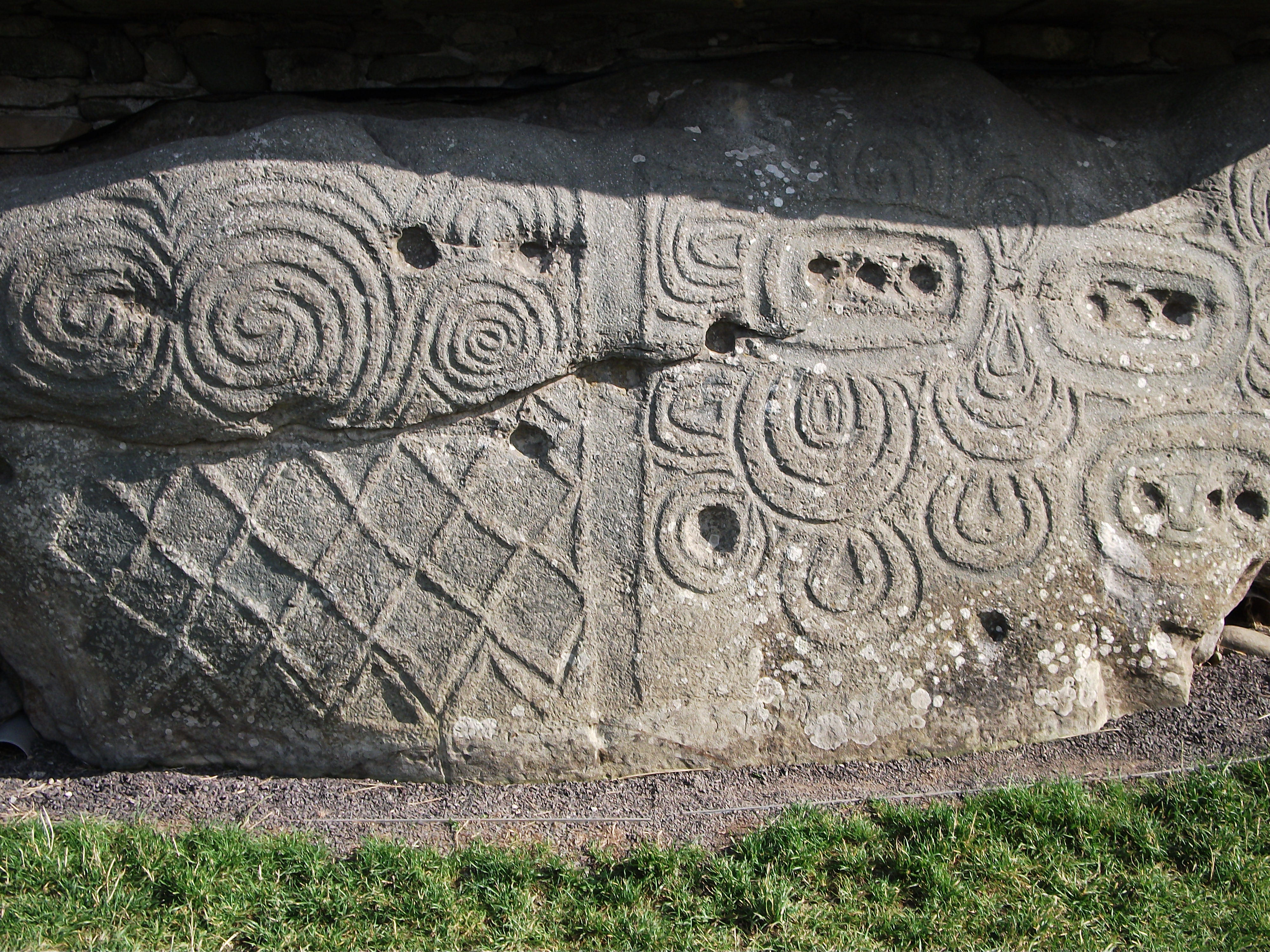
Декорований камінь, Ньюґрандж (Ірландія), 3200-3100 рр. до н. е.

## Античність

### Месопотамія

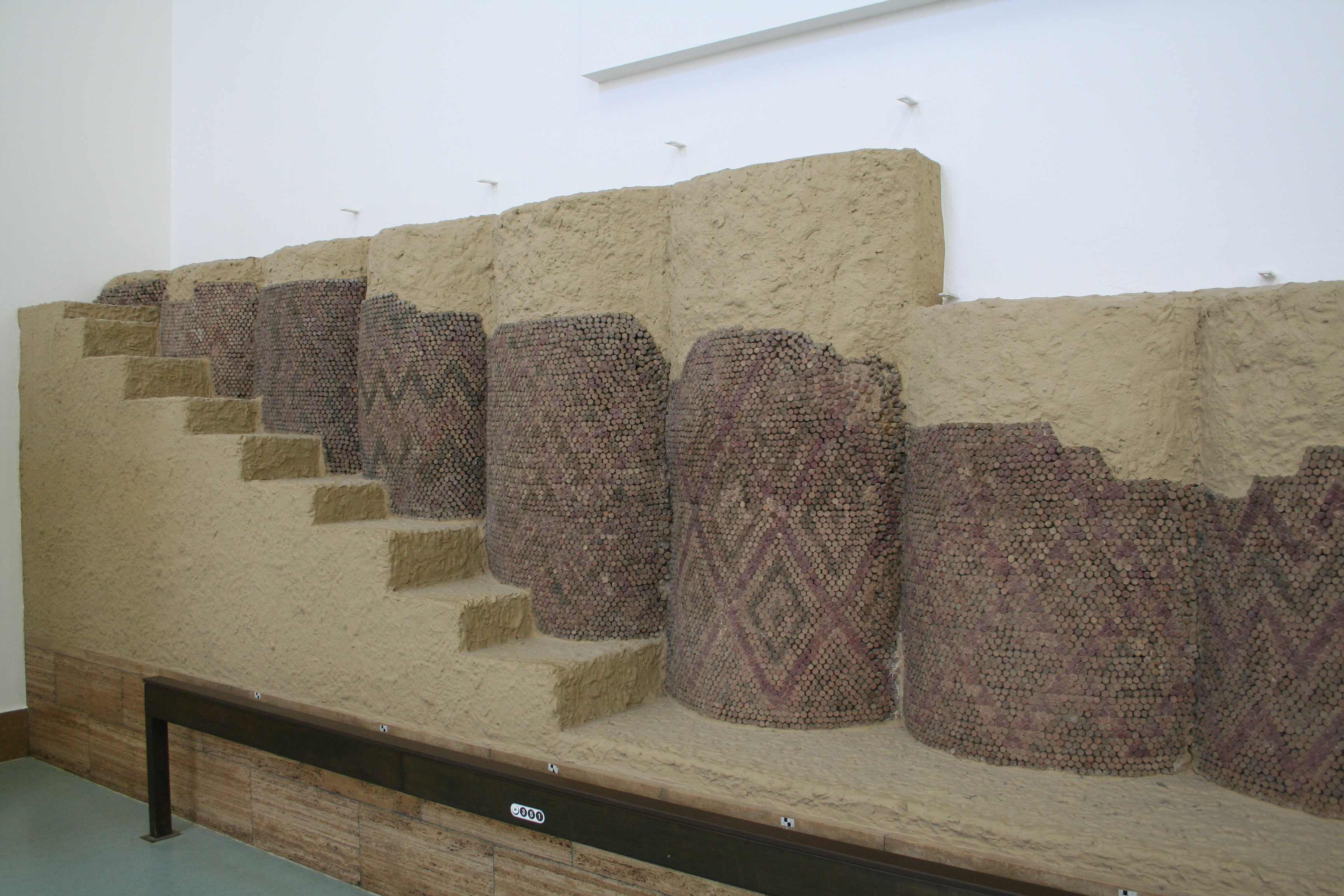
Колони з глиняними мозаїчними конусами з округи Еанна[en] в Уруці (південна Месопотамія), Пергамський музей, Берлін, Німеччина, невідомий архітектор, 3600-3200 рр. до н. е.
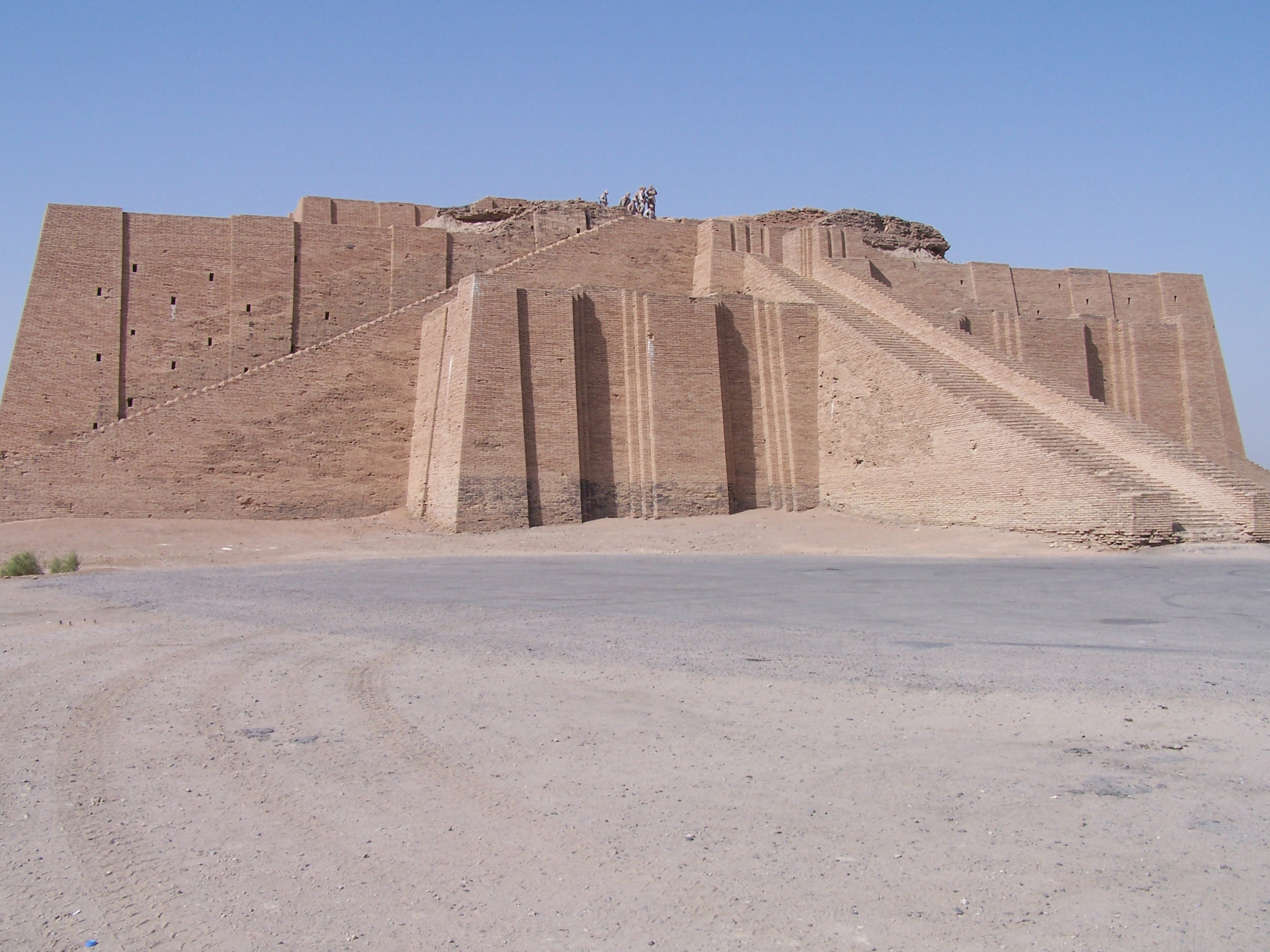
Зикурат в Урі, Ур, Ді-Кар (провінція), Ірак, невідомий архітектор, 21 ст. до н. е.
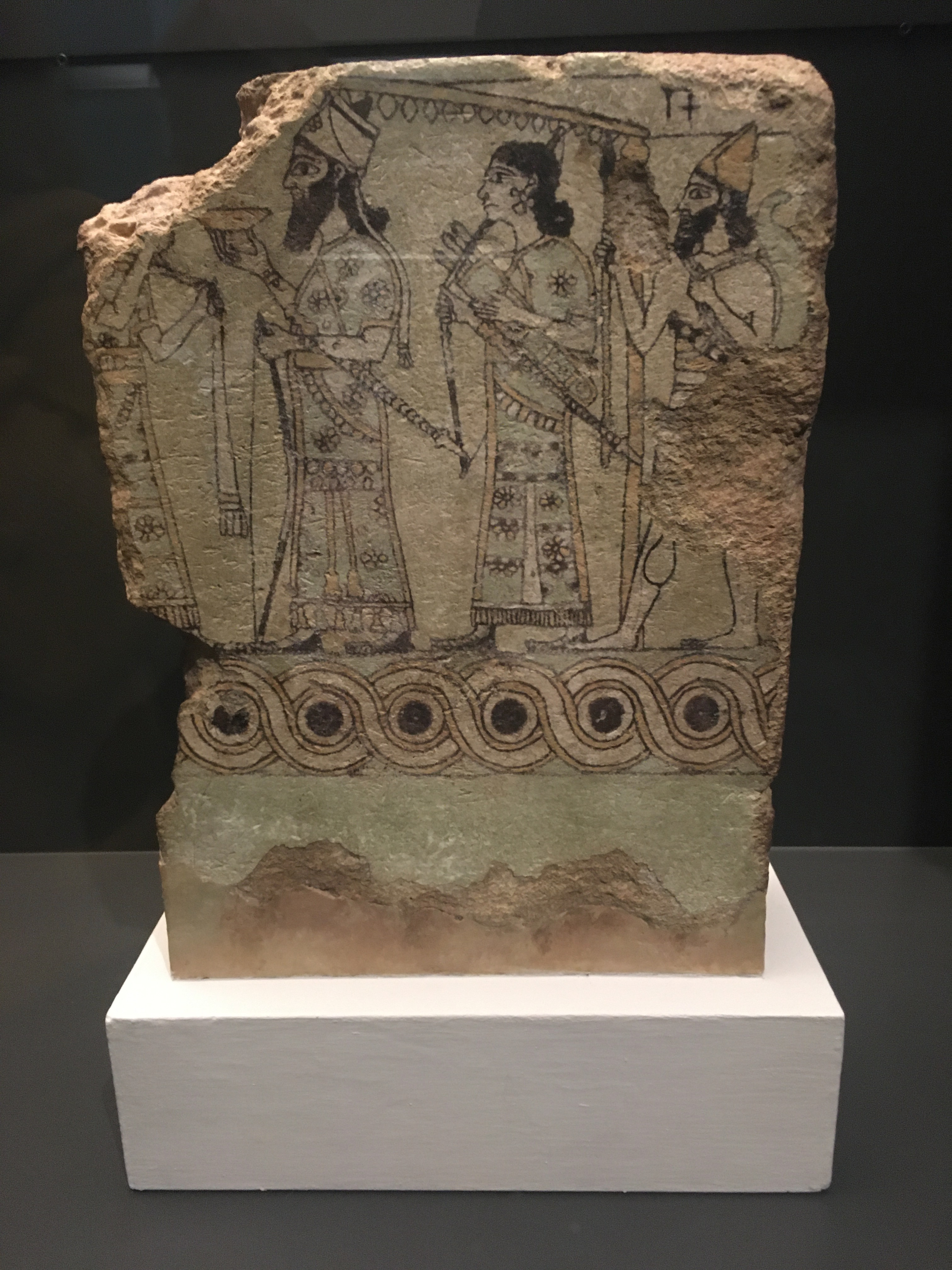
Плитка з гільйошованою каймою з Північно-Західного палацу в Німруді (зараз на території сучасного Іраку), Британський музей, Лондон, невідомий майстер, 883-859 рр. до н. е.
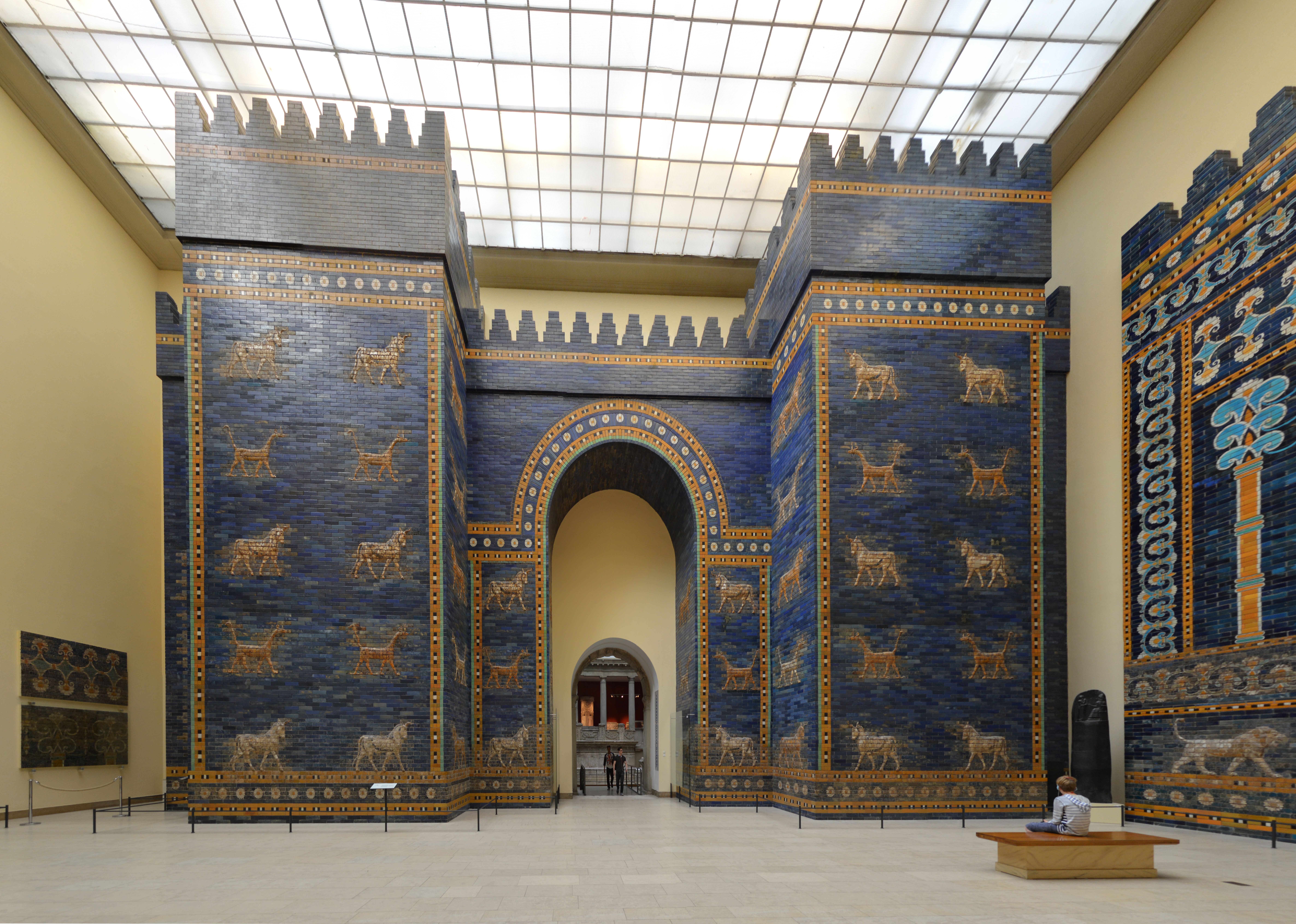
Реконструкція Брами Іштар, Пергамський музей, Берлін, Німеччина, невідомий архітектор, прибл. 605-539 рр. до н.е.

Ассирійські палаци мали великий громадський двір із анфіладою апартаментів зі східного боку та низкою великих бенкетних залів із південного боку. Такий план став традиційним для ассирійських палаців, які будувалися й оздоблювалися задля прославлення царя. У деяких палацах було знайдено велику кількість меблів, оздоблених слоновою кісткою.
Месопотамія найбільш відома своїм будівництвом глинобитних споруд і зведенням зикуратів, штучних пагорбів, які займали чільне місце в кожному місті й зазвичай складалися з масивних ступенів, увінчаних храмом. Пагорб, безсумнівно, був створений, щоб підняти храм над рівнинною місцевістю долини річки і надати йому панівного вигляду. Велике місто Урук мало кілька релігійних районів, де містилися численні храми, які були більшими та амбітнішими за будь-які раніше відомі споруди.
Слово зикурат є англізованою формою аккадського слова ziqqurratum, яким позначали масивні ступінчасті вежі з глиняної цегли. Воно походить від дієслова zaqaru, («бути високим»). Такі споруди описуються як гори, що з'єднують Землю і небо. Зикурат в Урі, розкопаний Леонардом Вуллі, має основу розміром 64 на 46 метрів і був побудований з трьома рівнями терас. Його було збудовано за правління Ур-Намму (прибл. 2100 р. до н. е.) і перебудовано за Набоніда (555—539 рр. до н. е.), коли, ймовірно, його добудували до семи ярусів.

### Стародавній Єгипет

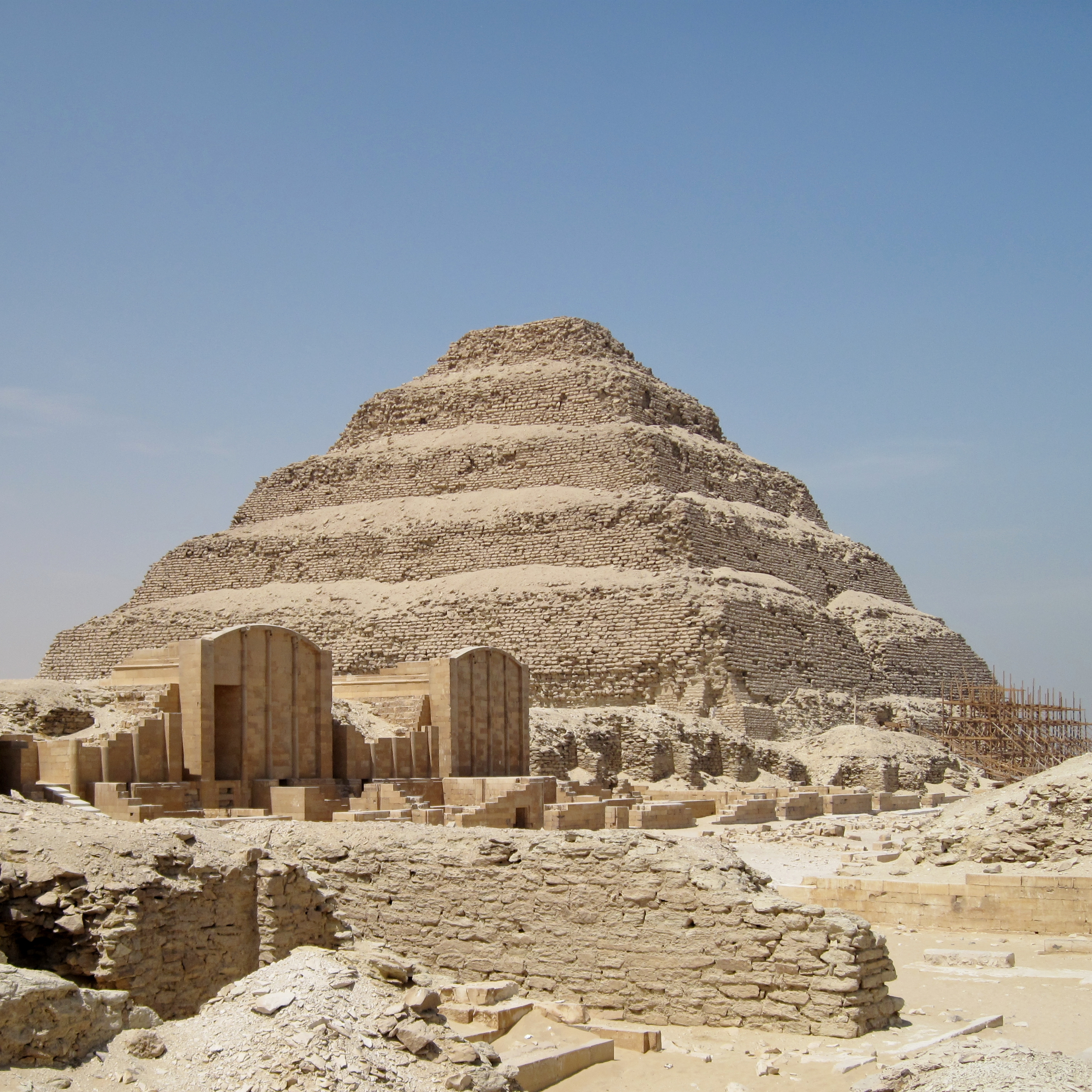
Піраміда Джосера, Саккара, Єгипет, архітектор — Імхотеп, 2667–2648 рр. до н. е.
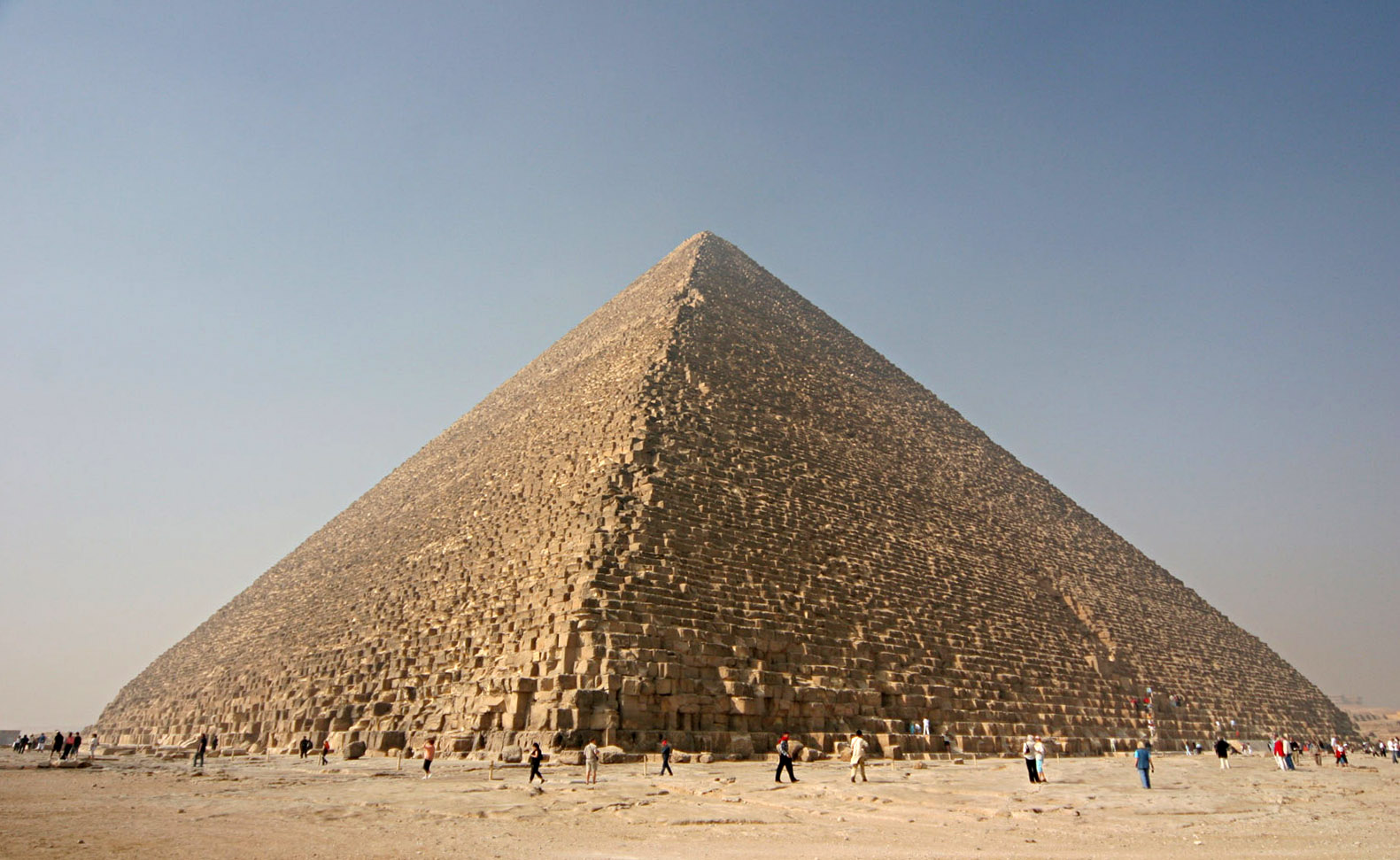
Піраміда Хеопса, Гіза, Єгипет, архітектор — Хеміуну[en], прибл. 2589-2566 рр. до н. е.
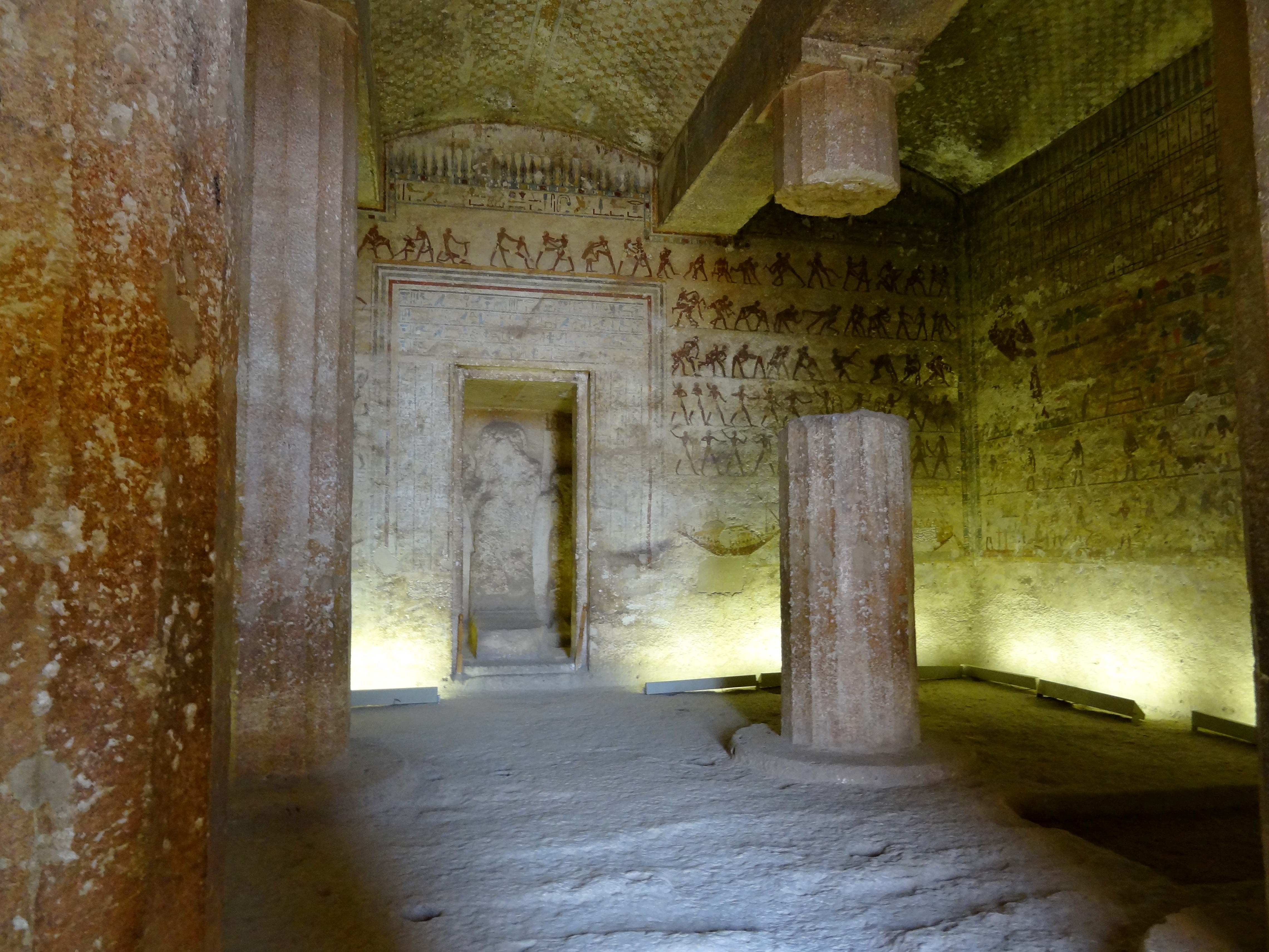
Внутрішня зала скельної гробниці Аменемхета[en], Гробниця 2 (BH2), Бені-Хасан, Єгипет, невідомий архітектор, прибл. 1900 р. до н.е.
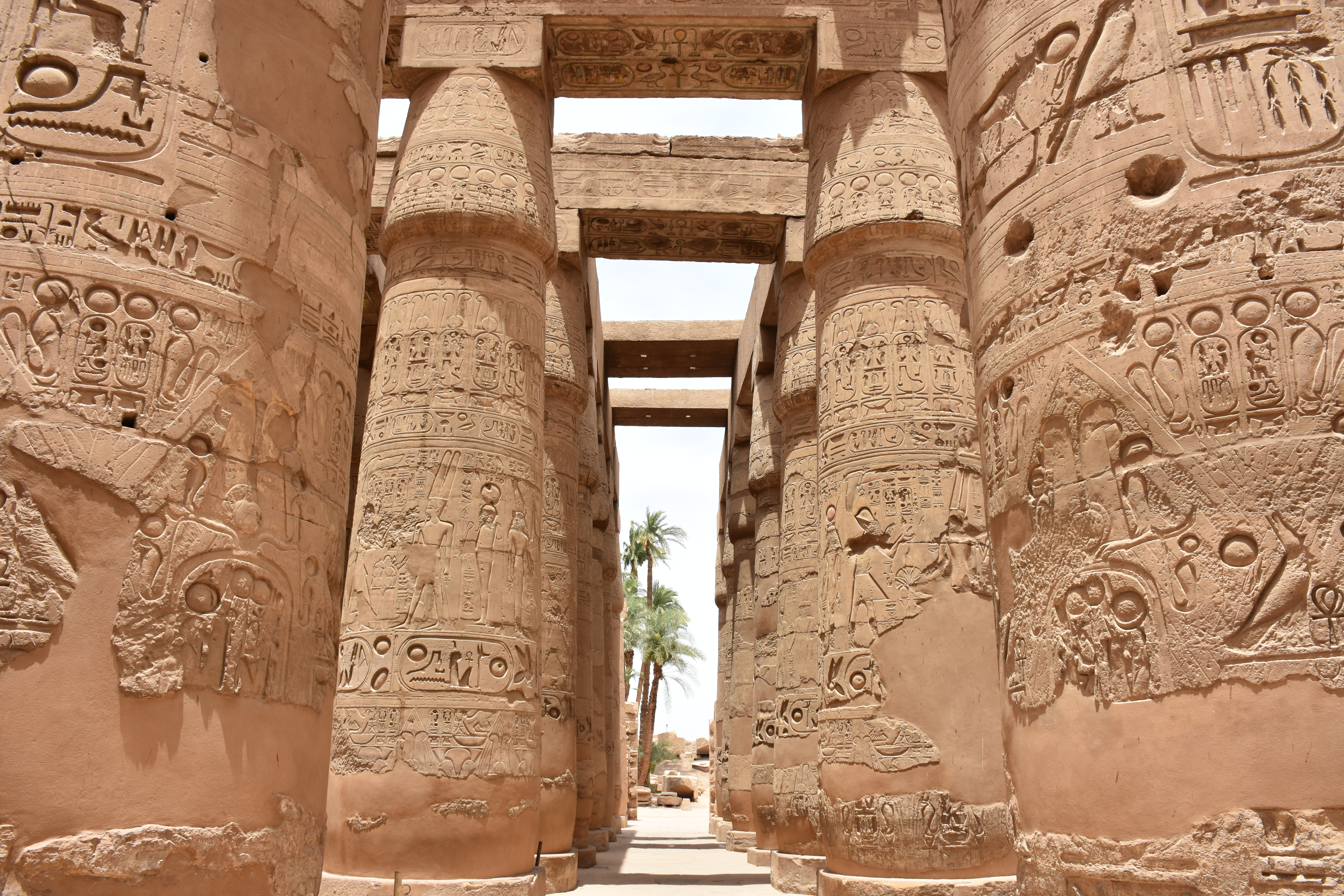
Гіпостильна зала храмового комплексу в Карнаці, Луксор, Єгипет, невідомий архітектор, прибл. 1294–1213 рр. до н. е.
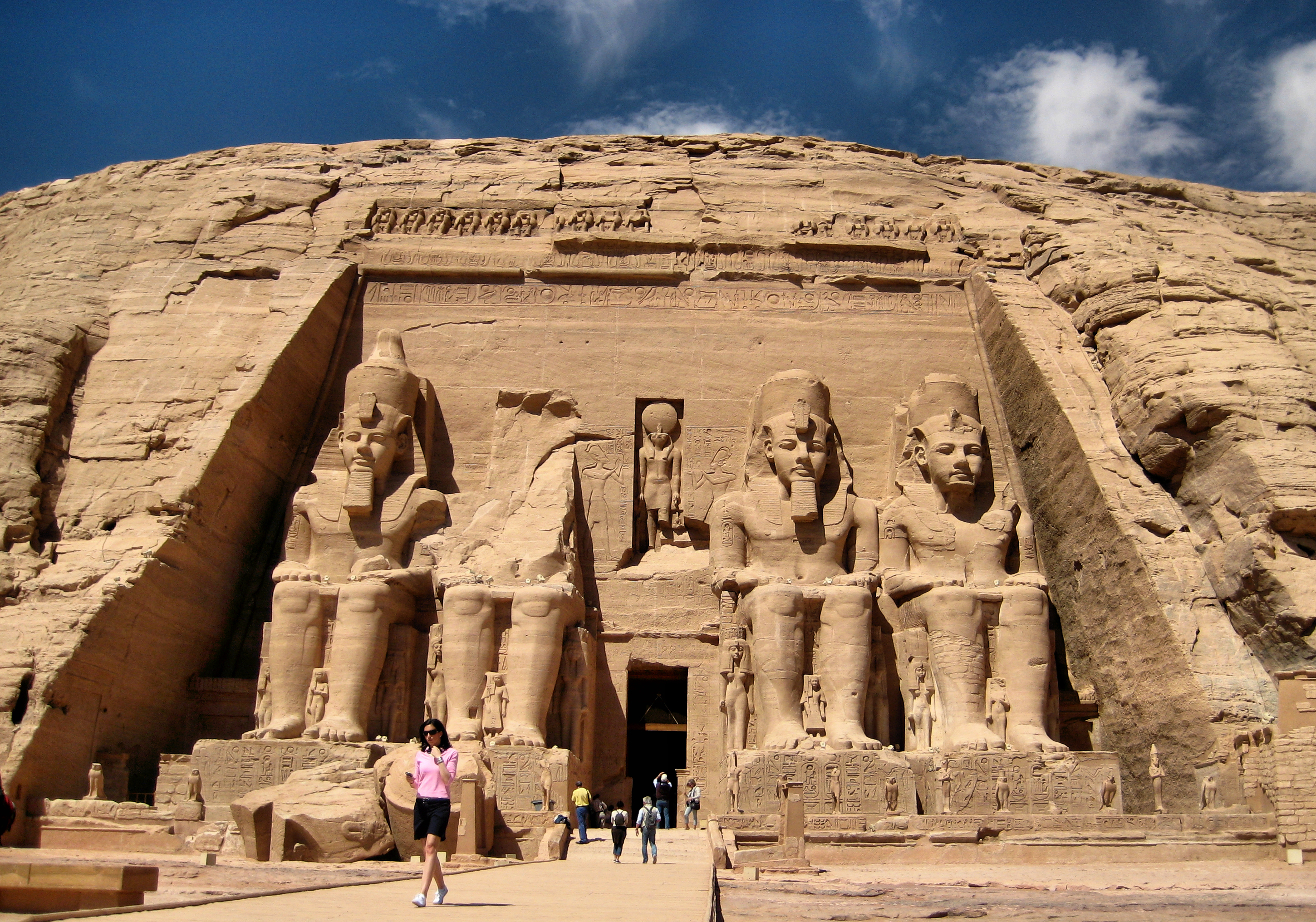
Великий храм Абу-Сімбел, Єгипет, невідомий архітектор, прибл. 1264 р. до н.е.
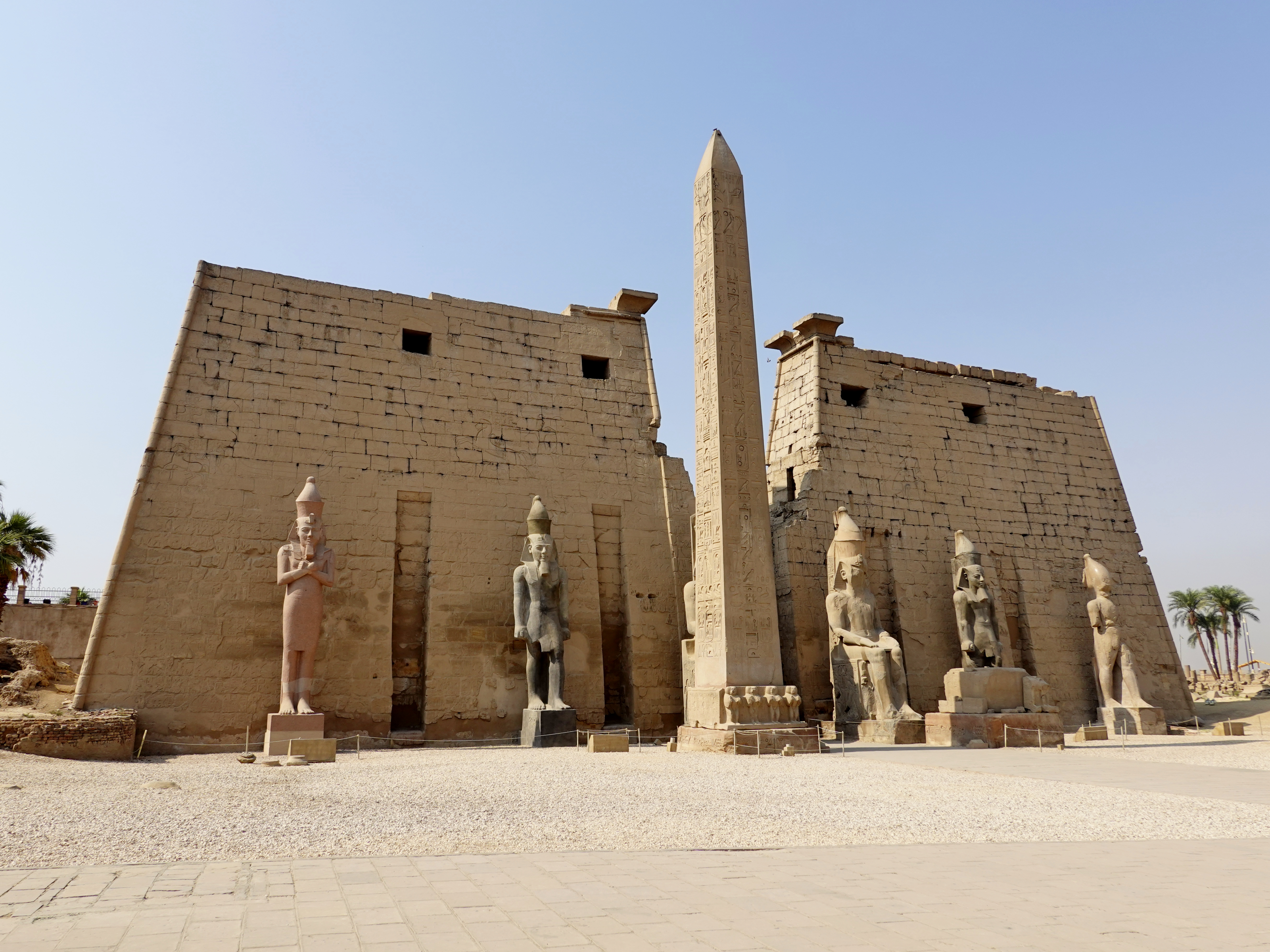
Вхід до комплексу Луксорського храму, невідомий архітектор, 1279-1212 рр. до н. е.
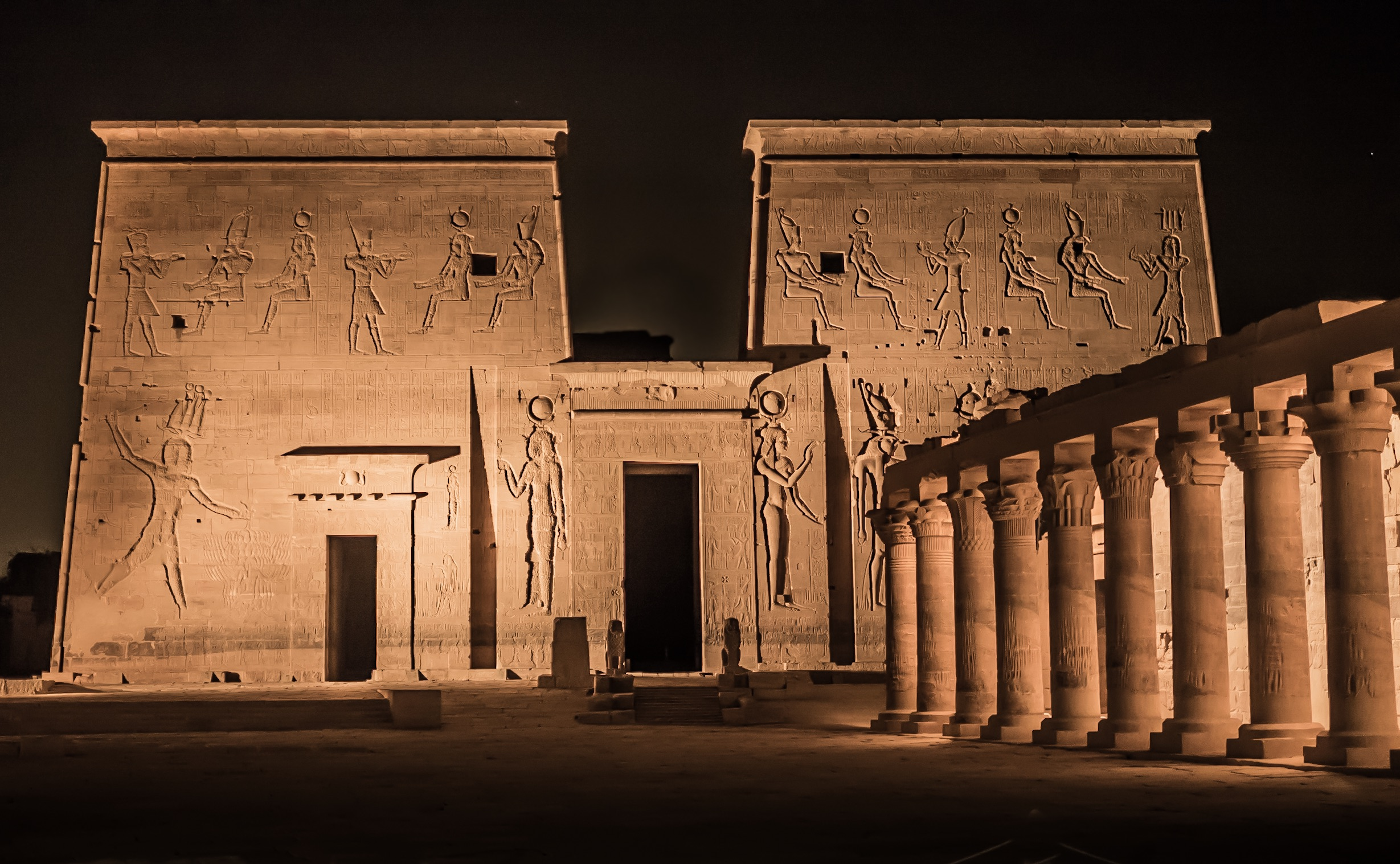
Храм на острові Філи, невідомий архітектор, 380 р. до н.е. —117 р. н.е.
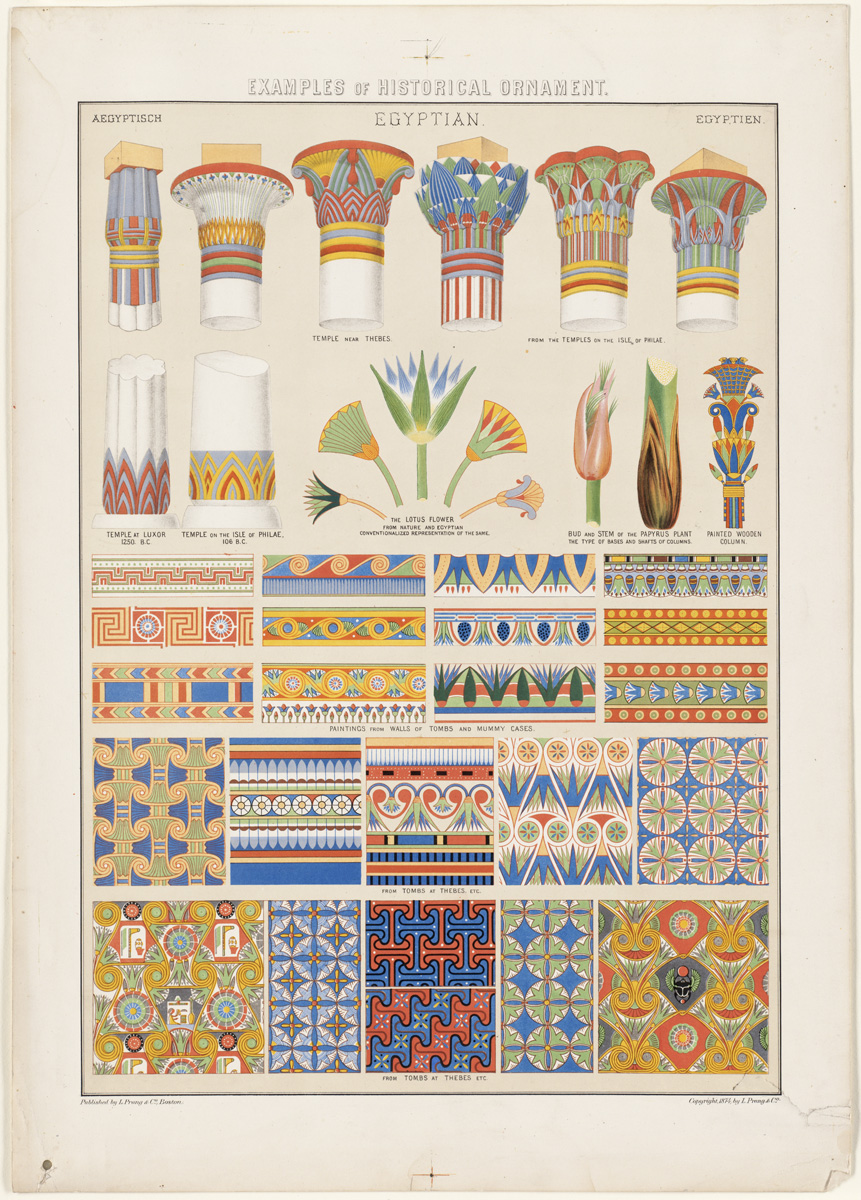
Ілюстрації 1874 року орнаментів та візерунків що використовувалися стародавніми єгиптянами

Сучасні уявлення про Стародавній Єгипет значною мірою сформовані під впливом збережених зразків монументальної архітектури. Багато формальних стилів і мотивів були закладені ще на зорі держави фараонів, близько 3100 року до н. е. Найвідомішими спорудами Стародавнього Єгипту є піраміди, зведені у період Стародавнього та Середнього царств (прибл. 2600—1800 рр. до н. е.) як гробниці для фараонів. Водночас існують і вражаючі храми, як-от храмовий комплекс у Карнаку.
Стародавні єгиптяни вірили в потойбічне життя. Вони також вірили, що для того, аби їхня душа (відома як ка) могла жити вічно в потойбіччі, тіло повинне залишатися цілісним навіки. Отже, виникла потреба створити спосіб захисту померлого від пошкоджень та грабіжників могил. Так з'явилася мастаба — глинобитна споруда з пласким дахом, що мала підземні приміщення для саркофага на глибині близько 30 метрів. Імхотеп, жрець і архітектор Стародавнього Єгипту, мав спроєктувати гробницю для фараона Джосера. Для цього він розмістив п'ять мастаб одну над одною, створивши таким чином першу єгипетську піраміду — східчасту піраміду Джосера в Саккарі (прибл. 2667—2648 рр. до н. е.). Першу піраміду з гладкими боками збудував фараон Снофру, який правив приблизно з прибл. 2613 по 2589 рр. до н. е. Найвеличнішою серед пірамід є Велика піраміда в Гізі, зведена для сина Снофру: Хеопса (прибл. 2589—2566 рр. до н. е.), яка є єдиним вцілілим чудом античного світу і найбільшою пірамідою в Єгипті. Кам'яні блоки, з яких зводили піраміди, скріплювали розчином, а всю споруду вкривали добре відшліфованим білим вапняком, вершини ж інколи оздоблювали золотом. Те, що ми бачимо сьогодні, насправді є внутрішнім ядром піраміди. Усередині вузькі проходи вели до царських поховальних камер. Попри тісний зв'язок із Стародавнім Єгиптом, піраміди будували й інші цивілізації, зокрема майя.
Через нестачу ресурсів і зміщення влади у бік жрецтва стародавні єгиптяни відмовилися від спорудження пірамід, і храми стали центром культового будівництва. Подібно до пірамід, храми Стародавнього Єгипту також були вражаючими й монументальними. Вони еволюціонували від невеликих святилищ із нетривких матеріалів до великих комплексів, і до часів Нового царства (прибл. 1550—1070 рр. до н. е.) перетворилися на гігантські кам'яні споруди з залами й дворами. Храм уособлював своєрідний «космос» у камені — копію первісного пагорба творіння, на якому бог міг оновити себе й світ. Вхід складався з подвійної брами (пілона), що символізувала пагорби на горизонті. Усередині розміщувалися колонадні зали, які уособлювали первісні зарості папірусу. Далі йшла низка залів, що зменшувалися за розмірами, аж до святилища, де розміщувалася культова статуя божества. У давнину храми розфарбовували в яскраві кольори, переважно червоний, синій, жовтий, зелений, помаранчевий та білий. Завдяки посушливому клімату Єгипту деякі ділянки цих розписів добре збереглися, особливо в інтер'єрах.
Архітектурним елементом, притаманним давньоєгипетській архітектурі, є карниз каветто (увігнутий профіль), який з'явився наприкінці Стародавнього царства. Він широко використовувався для акцентування верхньої частини майже кожної офіційної будівлі фараонів. Завдяки такій частоті використання цей елемент згодом прикрашатиме багато споруд і об'єктів у стилі єгипетського відродження.

### Цивілізація Хараппи

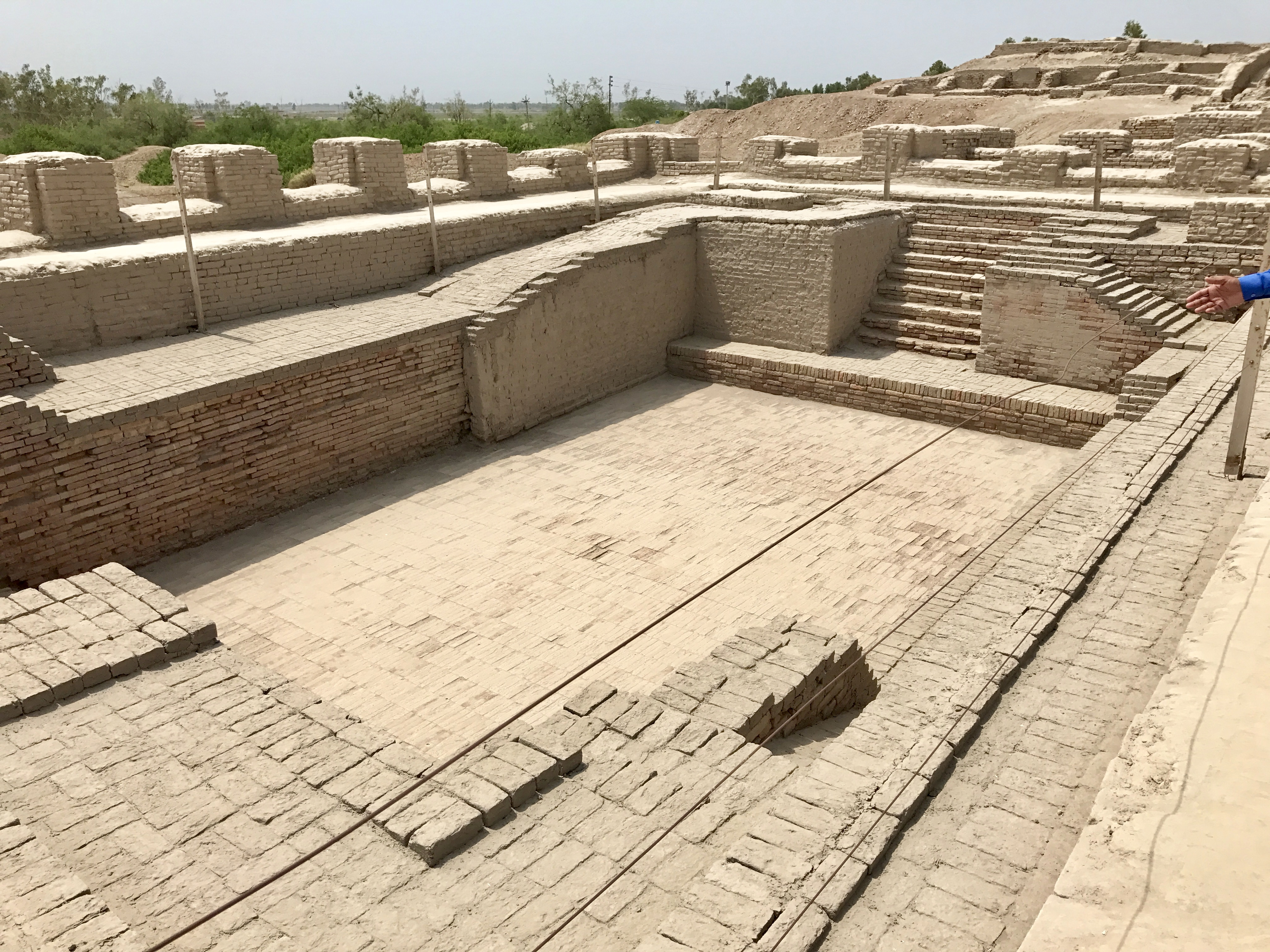
Велика купальня, у підвищеній частині цитаделі міста Мохенджо-Даро, провінція Сінд, Пакистан, невідомий архітектор, прибл. 2600-1900 рр. до н. е.
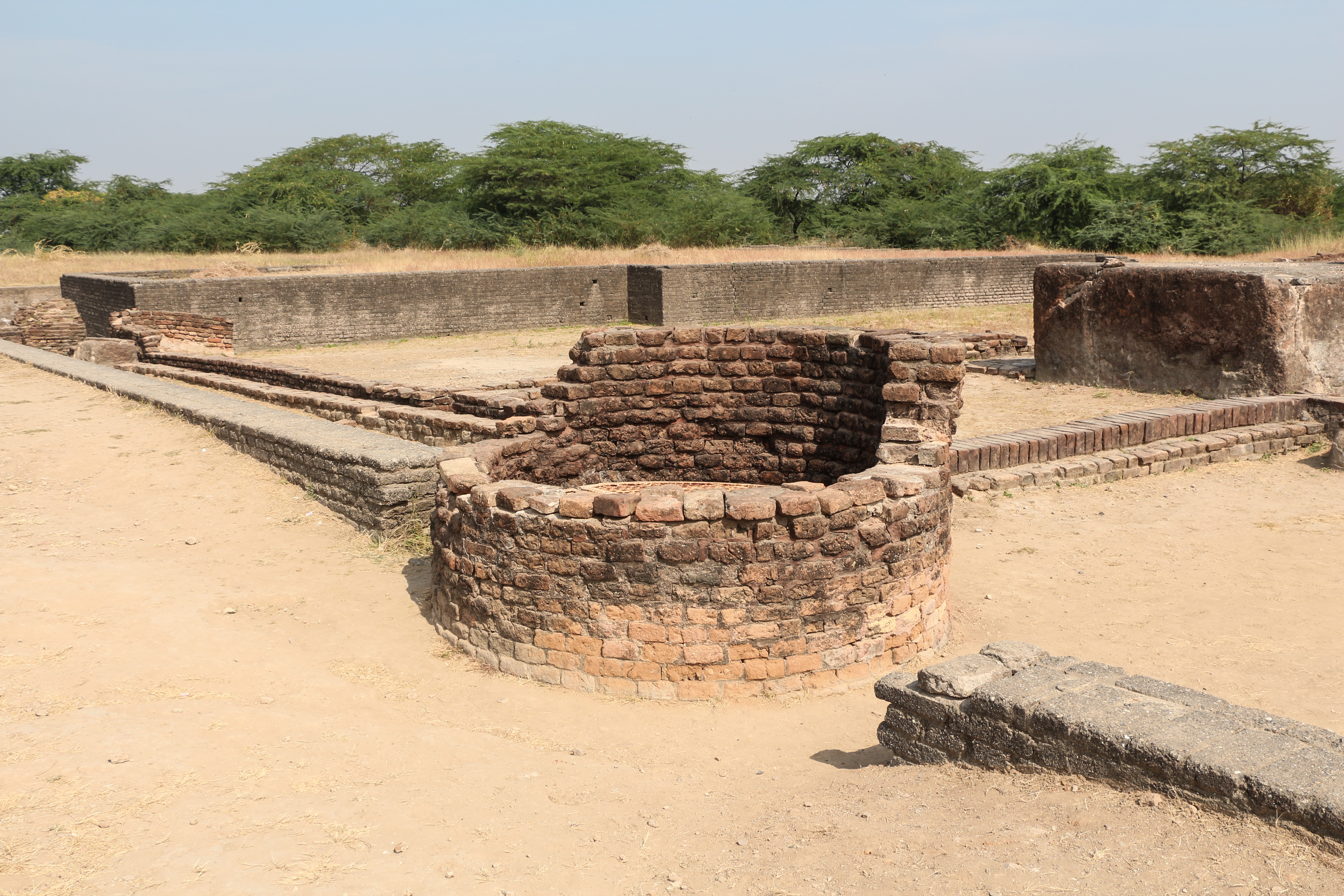
Стародавня криниця та дренажні канали в Лоталі, Гуджарат, Індія, невідомий архітектор, прибл. з 2300 р. до н. е.
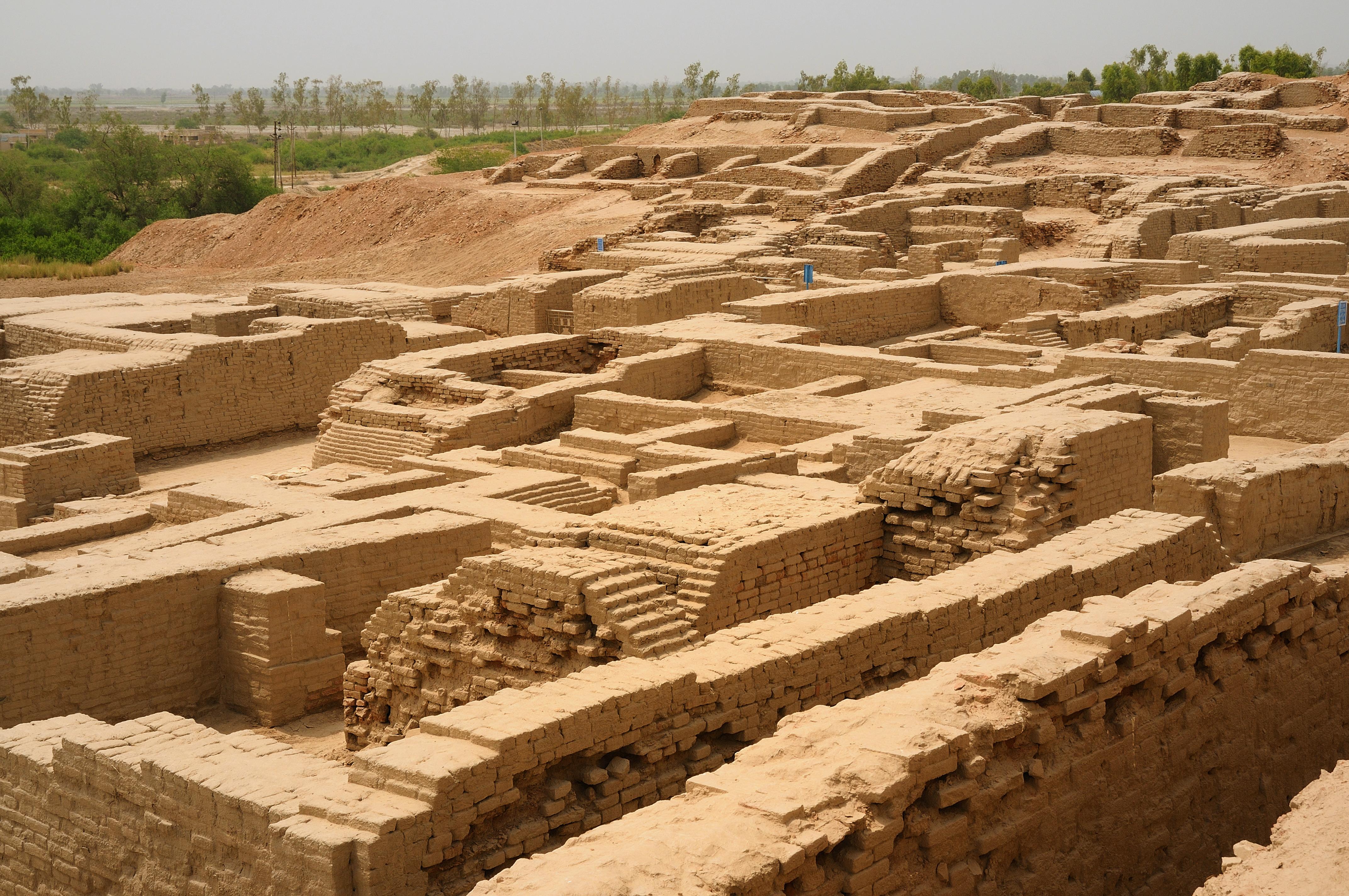
Вид на Мохенджо-Даро, що показує стіни та головні вулиці міста, невідомий архітектор, прибл. 2600-1900 рр. до н. е.

Перша міська цивілізація на Індійському субконтиненті простежується до Індської цивілізації, головним чином у Мохенджо-Даро та Хараппі, що нині розташовані на території сучасного Пакистану, а також у західних штатах Республіки Індія. Найдавніші поселення з'являються ще в неоліті в Мергархі, Белуджистан. Міста цієї цивілізації вирізнялися міським плануванням із будівлями з випаленої цегли, розвиненою системою водовідведення та водопостачання, а також ремеслами (вироби з (сердоліку, гравіювання печаток). Ця цивілізація перейшла від неоліту до енеоліту й далі, досягнувши значних успіхів у металургії (мідь, бронза, свинець і олово). Міські центри могли налічувати від 30 000 до 60 000 мешканців, а вся цивілізація — від одного до п'яти мільйонів осіб.

### Стародавня Греція

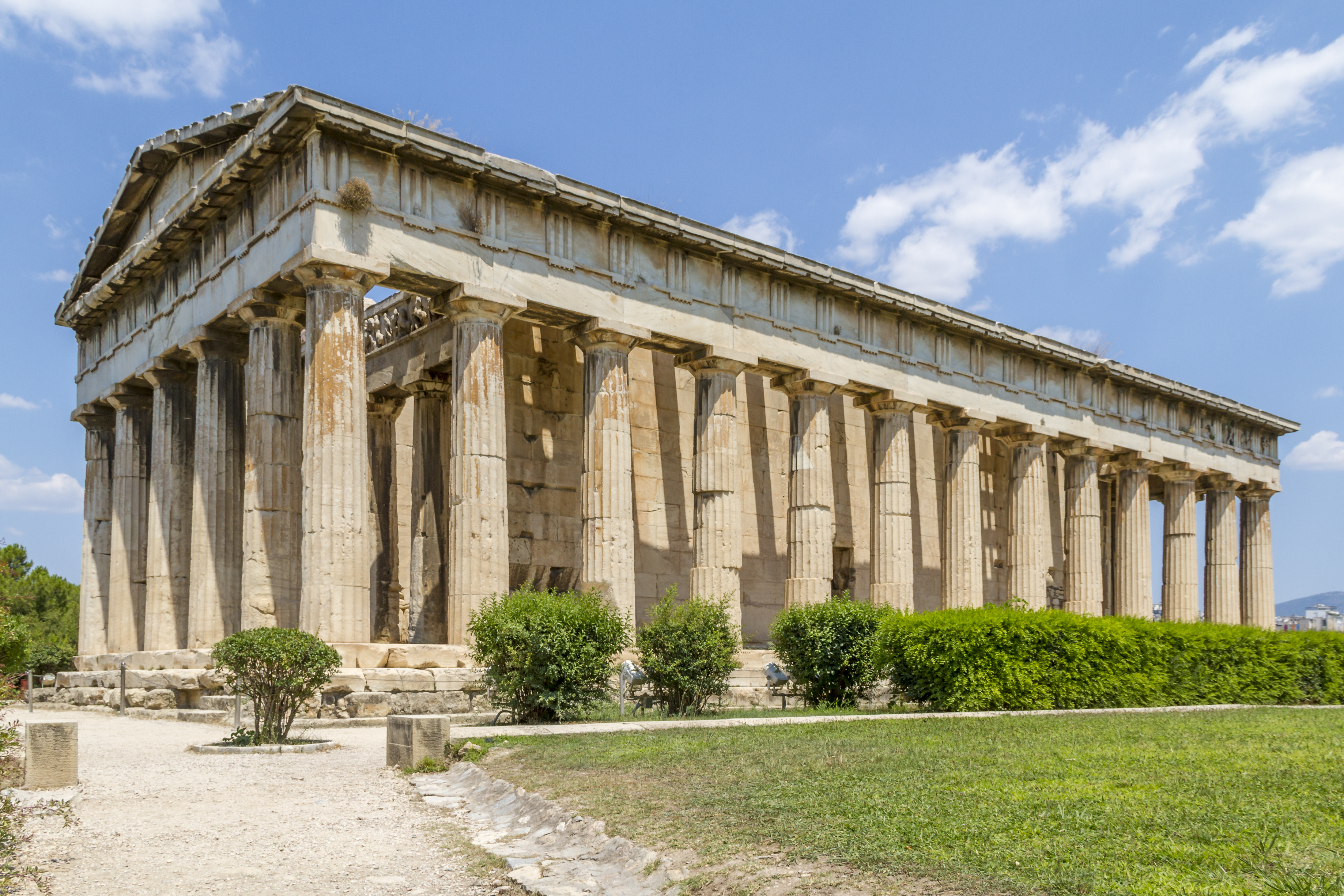
Храм Гефеста на пагорбі Колонос Агорес, Афіни, Греція, прибл. 449 р. до н.е., невідомий архітектор
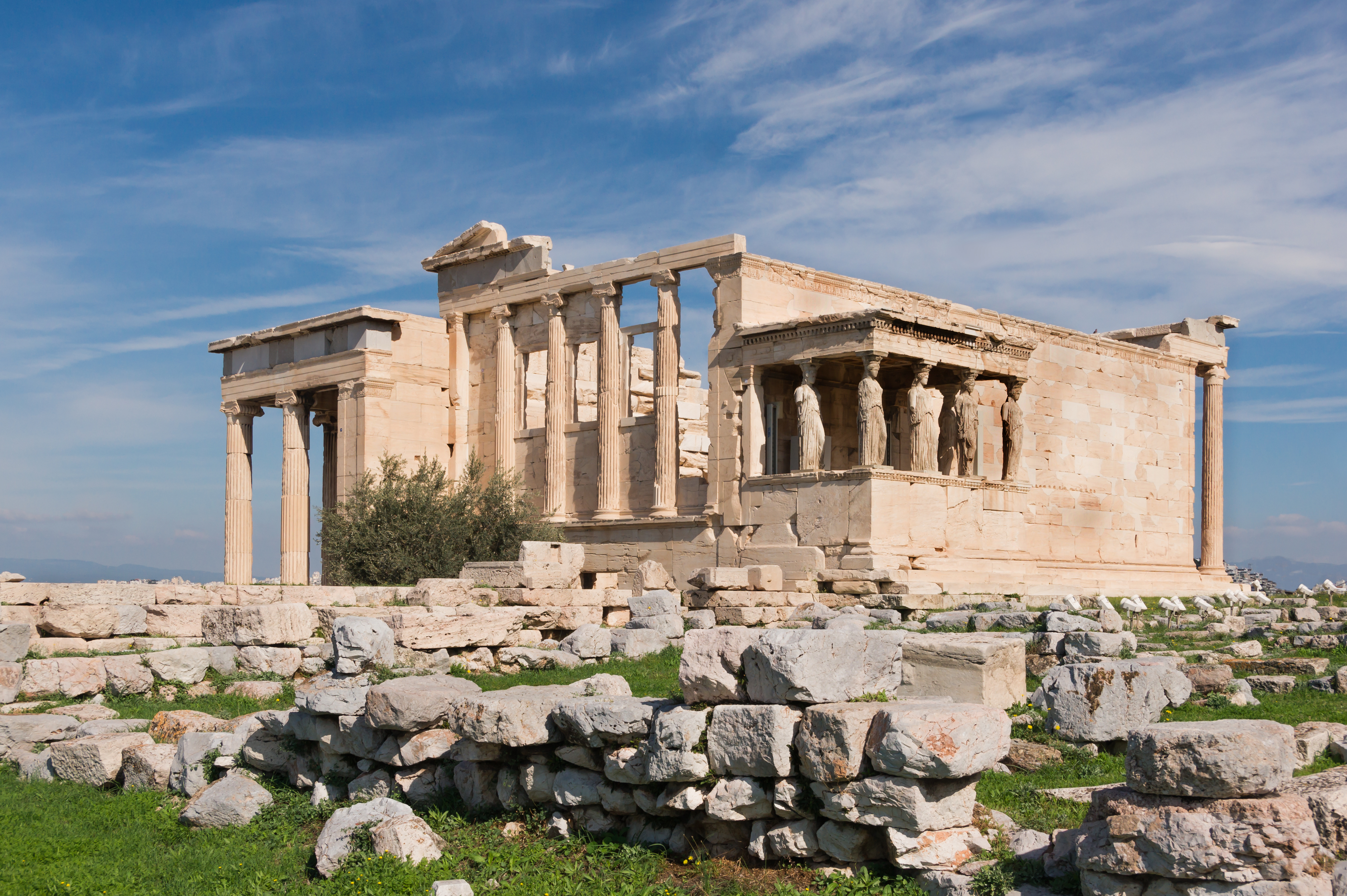
Ерехтейон, Афіни, з його іонічними колонами та каріатидним портиком, 421–405 рр. до н. е.[49], невідомий архітектор
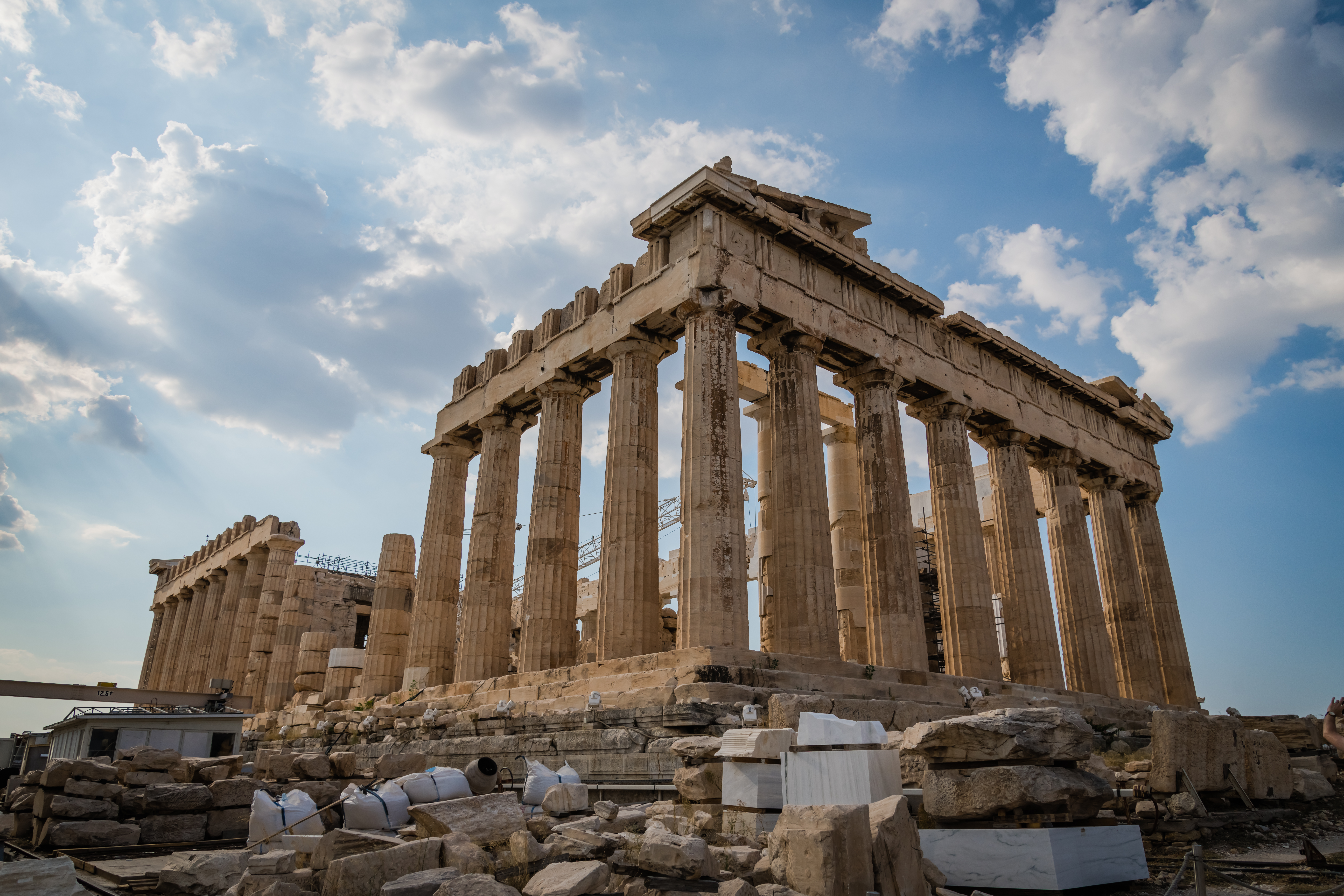
Парфенон, Афіни, Греція, 447–432 рр. до н. е., архітектори Іктін та Каллікрат, скульптор Фідій
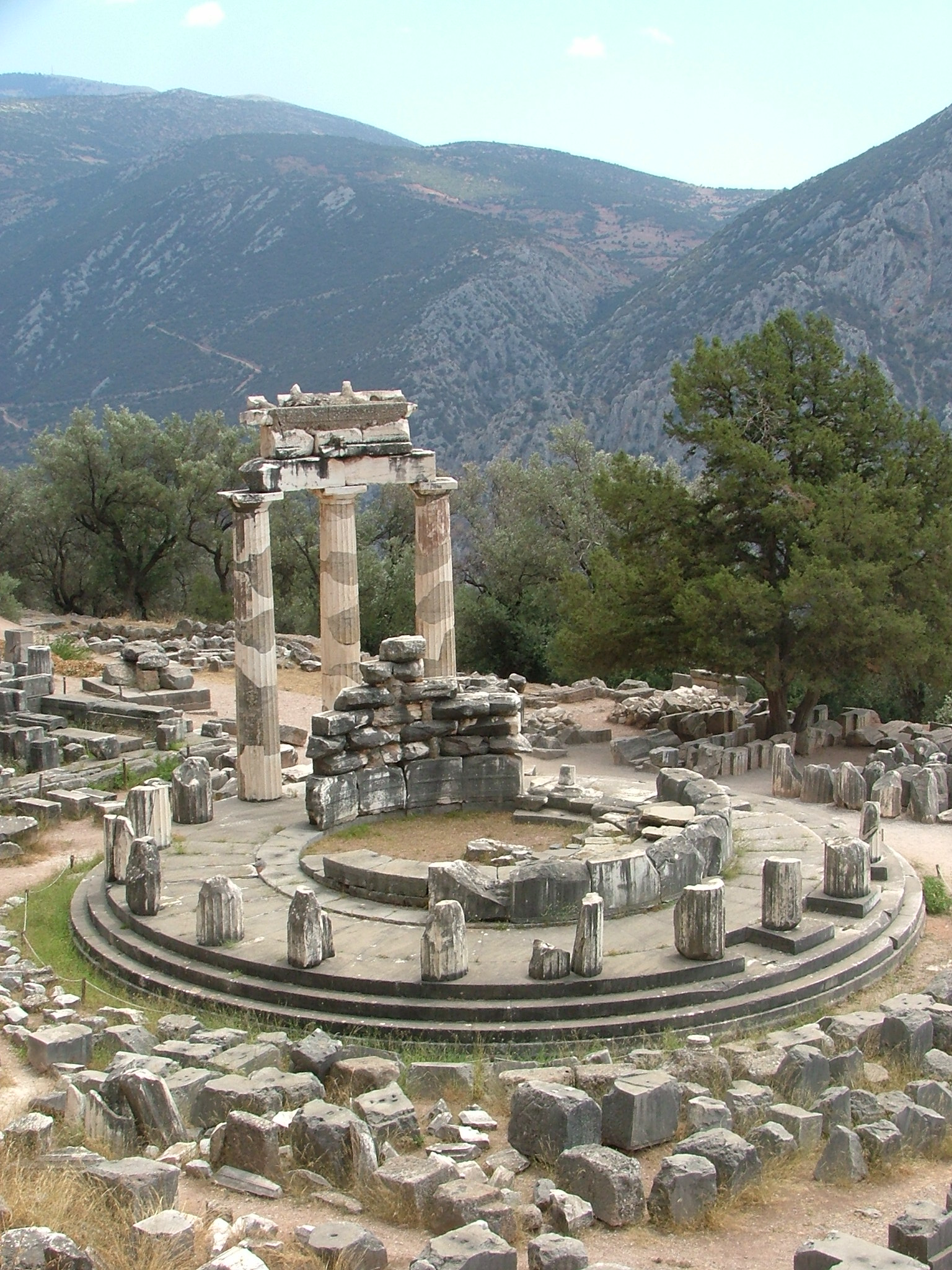
Толос[en] святилища Афіни Пронаї[en], Дельфи, Греція, 380–360 рр. до н.е., архітектор — Теодор Фокейський
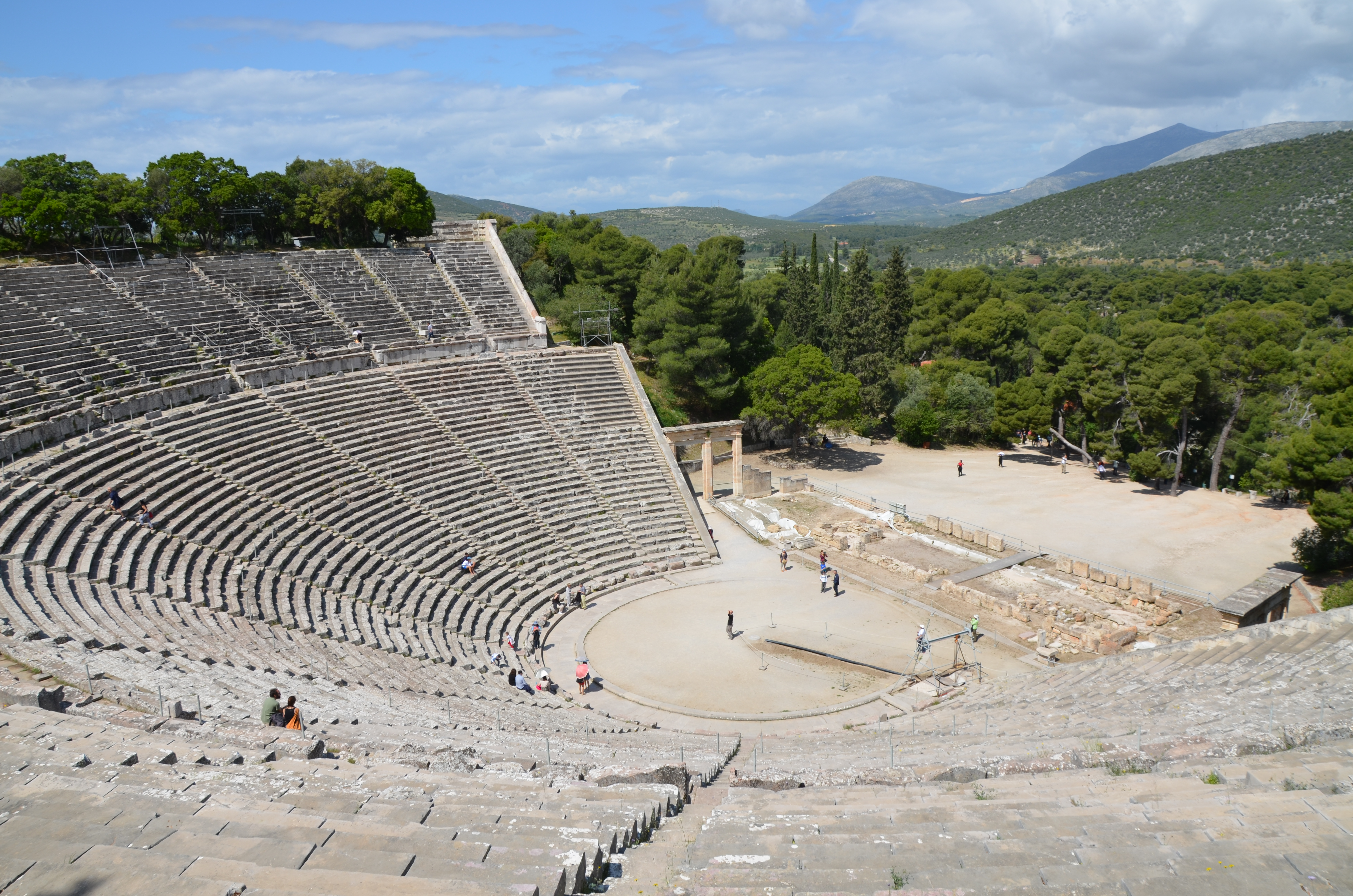
Грецький театр в Епідаврі, Епідавр, Греція, III ст. до н. е.[52], невідомий архітектор
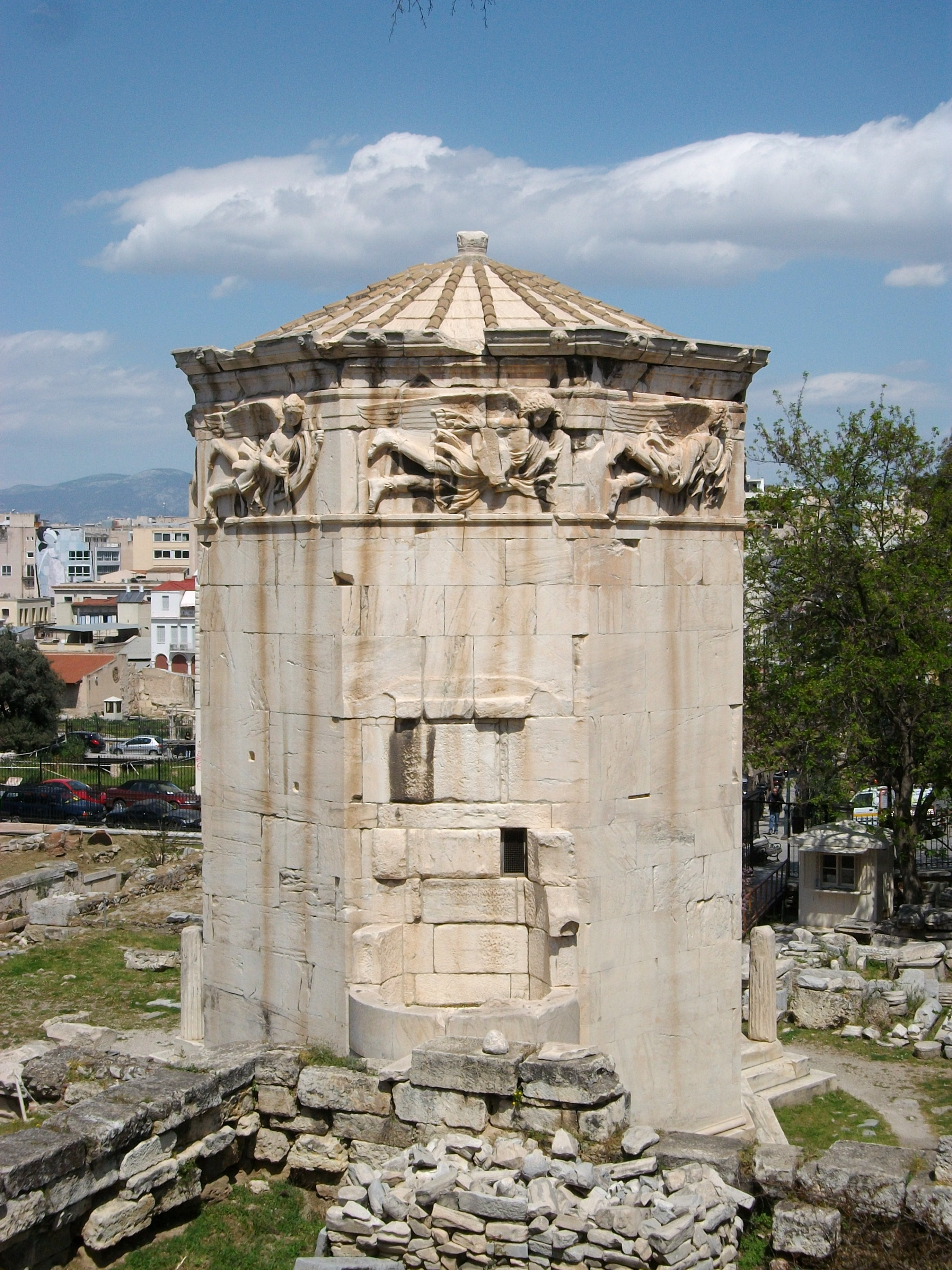
Башта вітрів, Афіни, 1 ст. до н. е.[53], невідомий архітектор
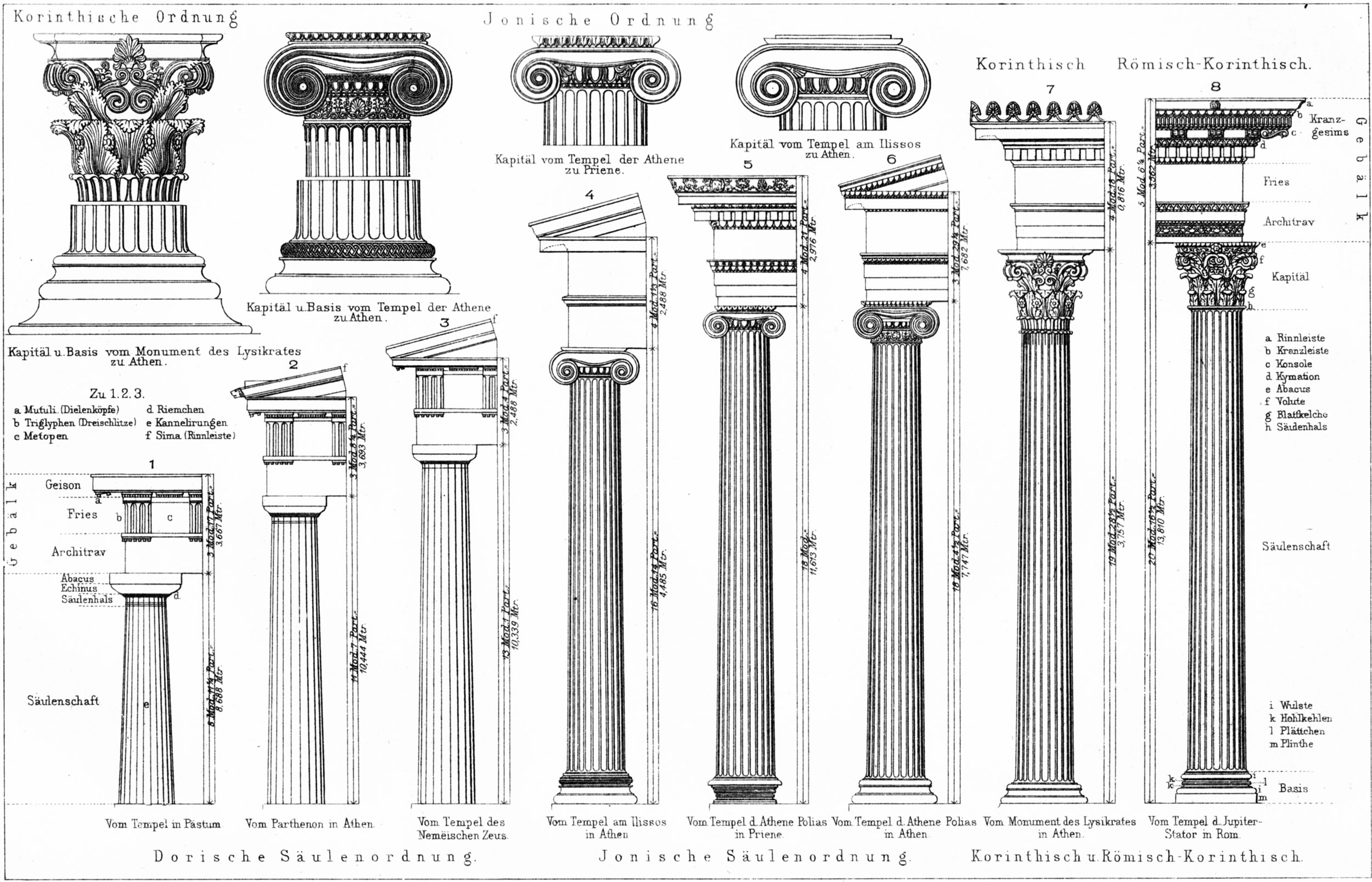
Ілюстрація доричних (три ліворуч), іонічних (три посередині) та коринфських (два праворуч) колон і антаблементів
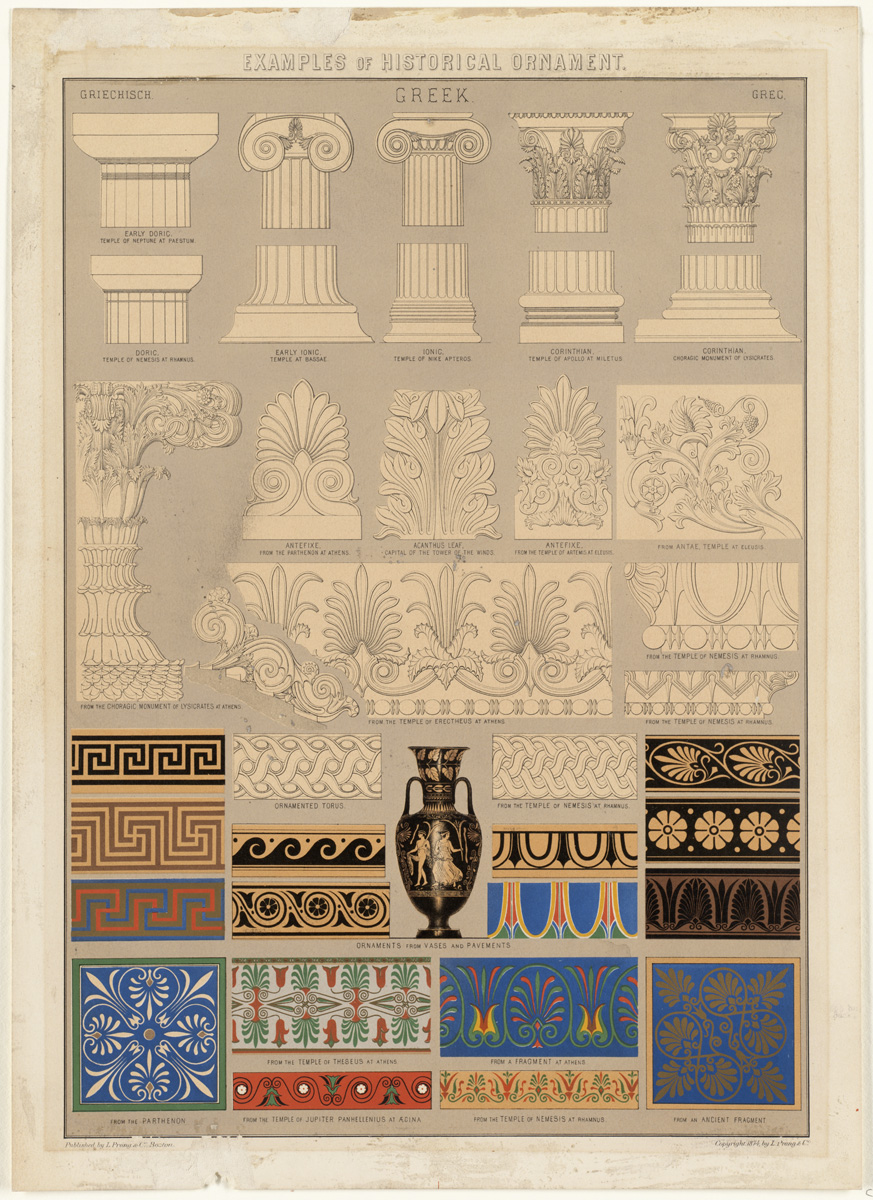
Ілюстрації 1874 року орнаментів та візерунків, що використовувалися стародавніми греками та римлянами
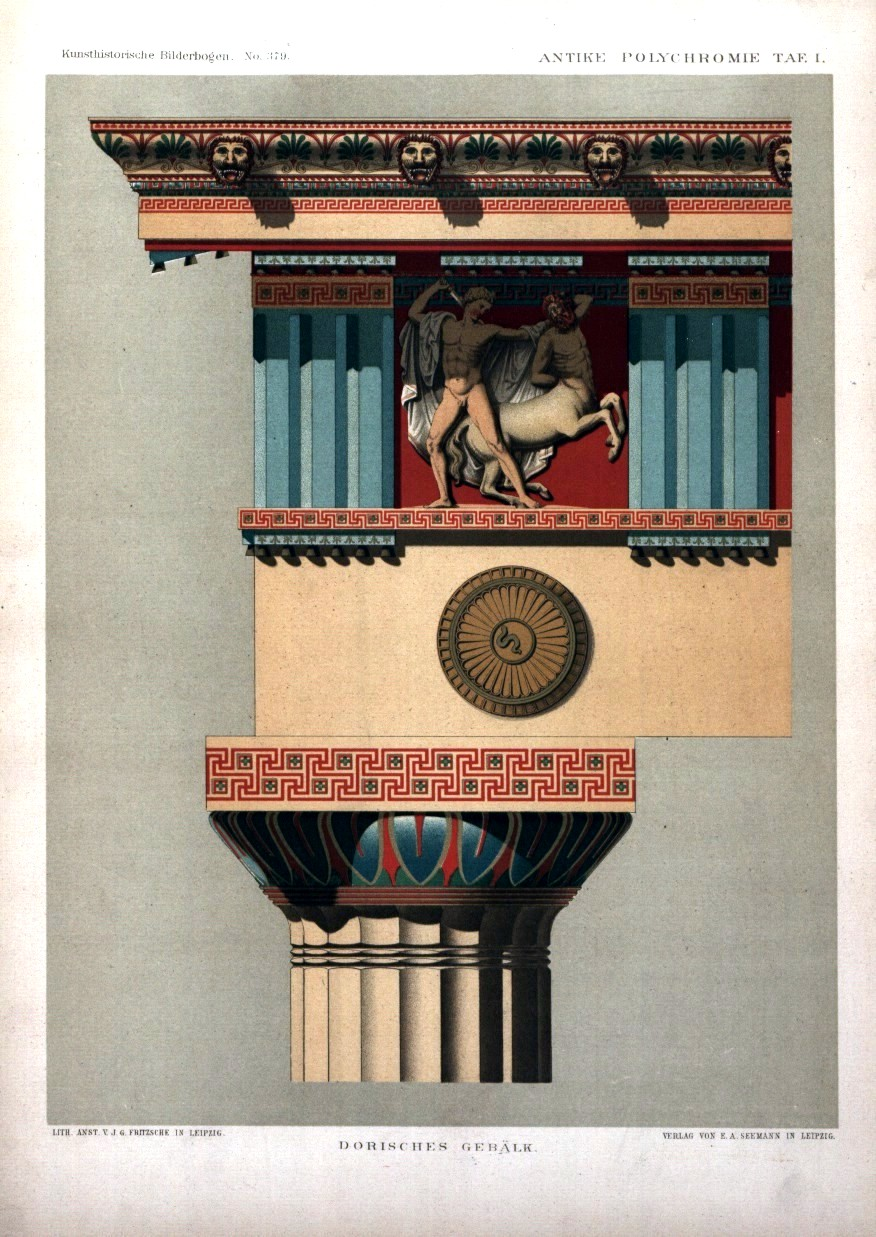
Ілюстрація 1883 року, що показує колірну гаму доричного ордера

З настанням Класичної доби в Афінах, у V столітті до н. е. класичний спосіб будівництва глибоко вкоренився в західне розуміння архітектури й навіть самої цивілізації. Приблизно з 850 року до нашої ери до 300 року нашої ери давньогрецька культура процвітала на материковій частині Греції, Пелопоннесі, та Егейських островах. Однак давньогрецька архітектура найбільш відома своїми храмами, багато з яких розташовано по всьому регіону, а Парфенон є найяскравішим прикладом. Згодом ці споруди стали джерелом натхнення для архітекторів неокласицизму наприкінці XVIII та в XIX століттях. Найвідомішими храмами є Парфенон та Ерехтейон, обидва на Афінському Акрополі. Іншим важливим типом будівель у Давній Греції були театри. І храми, і театри використовували складне поєднання оптичних ілюзій і виважених пропорцій.
Давньогрецькі храми зазвичай складаються з основи з суцільними сходами з кількох сходинок з кожного боку (відомими як крепіда), целли (або наоса) зі статуєю божества, колон, антаблемента та двох фронтонів, одного спереду, а іншого ззаду. До IV століття до нашої ери грецькі архітектори та каменярі розробили систему правил для всіх споруд, відому як ордери: доричний, іонічний і коринфський. Найпростіше їх розрізнити за колонами (особливо за капітелями). Дорична колона — масивна й проста, іонічна — стрункіша і має чотири завитки (волюти) на кутах капітелі, а коринфська — схожа на іонічну, але капітель зовсім інша: прикрашена листям аканта і чотирма завитками. Окрім колон, фриз також відрізнявся залежно від ордера. У той час як доричний фриз має метопи та тригліфи з гутами, іонічний та коринфський фризи складаються з однієї великої суцільної смуги з рельєфами.
Окрім колон, храми були щедро прикрашені скульптурами на фронтонах фризах, метопаах і тригліфах. Орнаменти, які використовували давньогрецькі архітектори та художники, включають пальмети, рослинні або хвилеподібні завитки, лев'ячі маскарони (переважно на бокових карнизах), дентикули, листя аканту, букранії, фестони, орнаменти «яйце і стріла», «лист і стріла» (rais-de-cœur), намистини, меандри, а також акротерії на кутах фронтонів. Досить часто давньогрецькі орнаменти використовувалися суцільними стрічками. Згодом їх почали застосовувати в етруському, римському та постсередньовічних стилях, які прагнули відродити греко-римське мистецтво й архітектуру, таких як Відродження, бароко, неокласицизм тощо.
Оглядаючи археологічні рештки античних і середньовічних споруд, легко сприйняти їх як вапнякові чи бетонні конструкції сіро-коричневого кольору й зробити припущення, що давні будівлі були монохромними. Однак в більшій частині античного та середньовічного світу архітектура була поліхромною. Одна з найвідоміших античних споруд, Парфенон (прибл. 447—432 рр. до н. е.) в Афінах, мала декоративні елементи, пофарбовані в яскраві червоні, сині та зелені кольори. Як і стародавні храми, середньовічні собори також ніколи не були повністю білими. Більшість мали кольорові акценти на капітелях та колонах. Цю практику розфарбовування будівель і творів мистецтва було припинено на початку Відродження. Причиною цього стало те, що Леонардо да Вінчі та інші художники епохи Відродження, зокрема Мікеланджело, популяризували палітру, натхненну виглядом античних руїн, які через занедбаність і постійне руйнування в Середньовіччі побіліли, хоча спочатку були кольоровими. Пігменти, які використовували в давнину, були крихкими й особливо вразливими до впливу довкілля. Без належного догляду фарби зникали під впливом дощу, снігу, бруду та інших чинників — так античні споруди й витвори мистецтва з часом ставали білими, як ми їх бачимо сьогодні і якими їх уже сприймали під час Відродження.

### Кельти

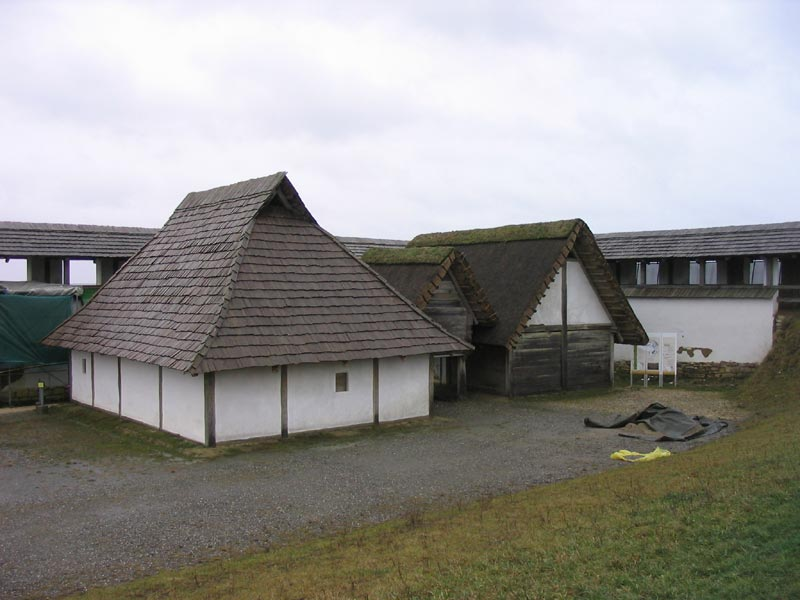
Реконструйовані стіни та будівля в Гойнебургзі на Дунаї, Німеччина, прибл. 600 р. до н. е., найдавніше місто на північ від Альп
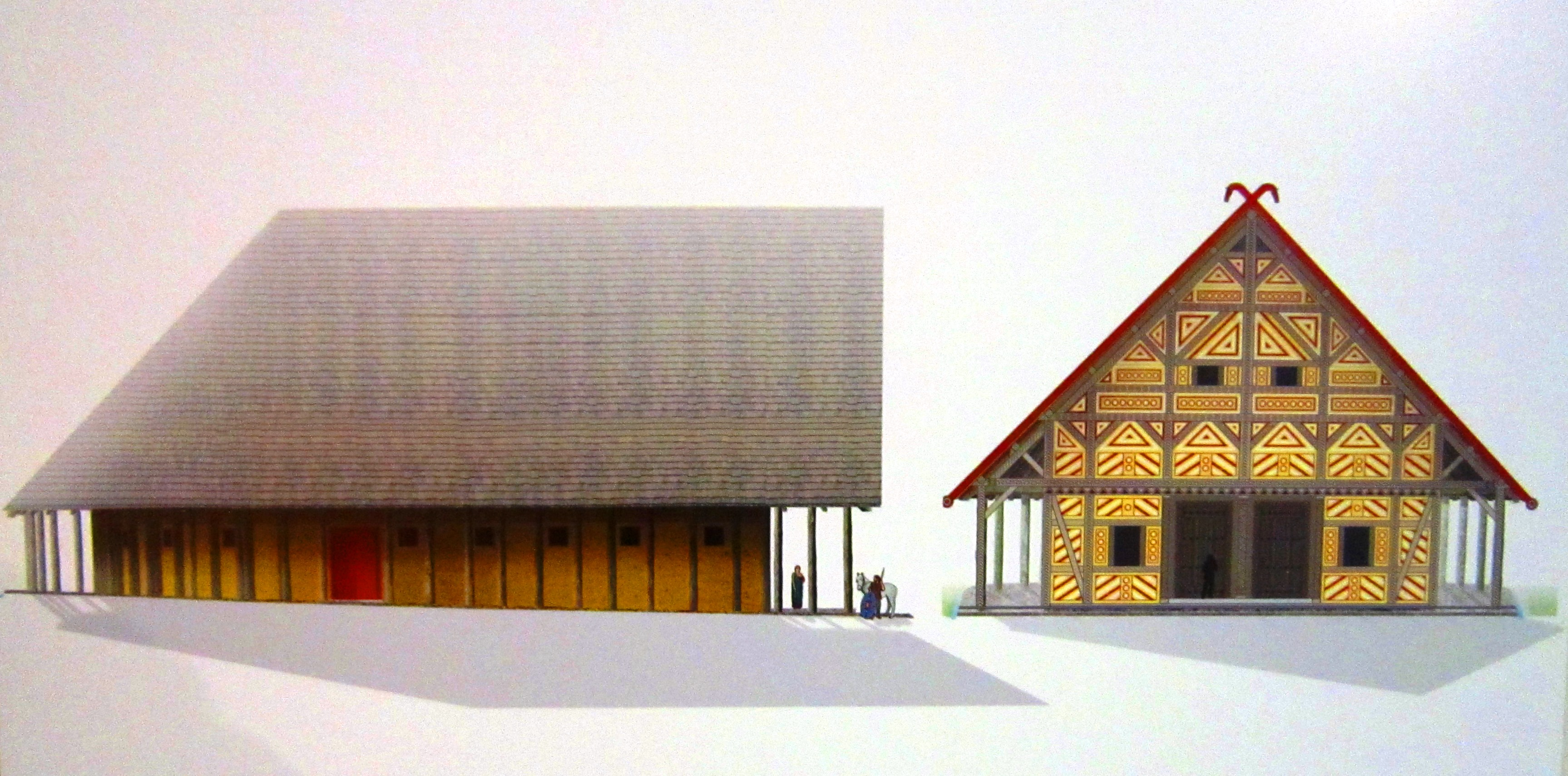
Палац у Віксі (реконструкція), Мон Ласуа[en], Франція, невідомий архітектор, кінець VI століття до н.е.
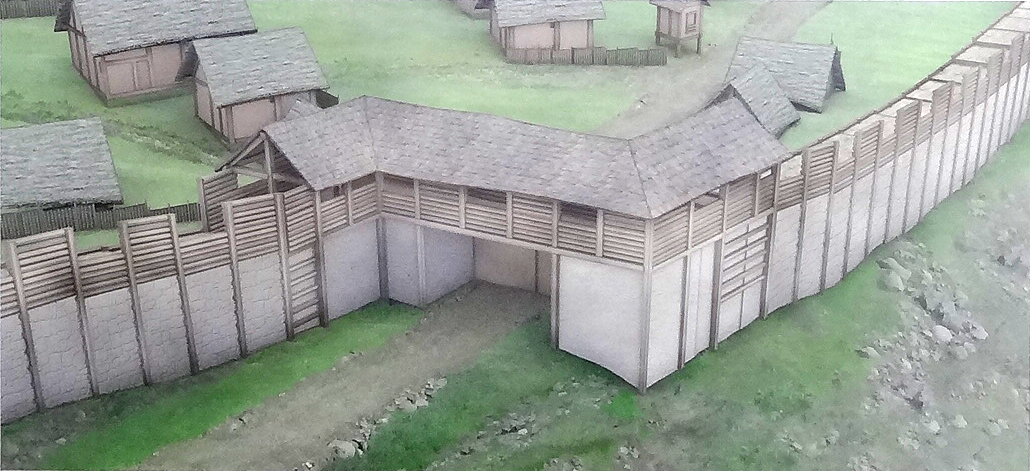
Опідум у Глаубергу[en], Німеччина, головна вхідна брама (реконструкція), невідомий архітектор, прибл. 500 р. до н. е.

Кельтська архітектура в найширшому розумінні охоплює стилі та споруди, пов'язані з кельтськими народами, які колись населяли значну частину Європи, зокрема частини сучасних Франції, Німеччини, Британських островів та інших регіонів. Визначити цю архітектуру однозначно складно, оскільки кельти не мали єдиного, стандартизованого архітектурного стилю в різних регіонах свого проживання. Однак загальні характеристики кельтської архітектури є спільними, наприклад, у спорудах Центральної Європи, таких як Німеччина та Франція, що дає уявлення про матеріальну культуру та архітектурні форми кельтів у цих регіонах.
Багато кельтських споруд, особливо в ранні періоди, були зроблені з дерева, яке збереглося гірше, ніж камінь або інші матеріали.
Кельти часто зводили круглі житла та поселення, причому найпоширенішим типом житлових споруд були круглі хатини (або раундхауси).
Кельти добре вміли створювати оборонні споруди, такі як укріплення на пагорбах (англ. hillforts), які включали рови, вали й палісади.
У пізніші періоди, особливо в залізну добу, деякі кельтські громади почали зводити кам'яні споруди, зокрема храми, святилища та більш постійні житла.
Одним із найвідоміших кельтських об'єктів є Гойнебург, розташований на Швабському Альбі в Німеччині. Гойнебург був великим кельтським поселенням і важливим центром влади наприкінці галльштатського та раннього латенського періодів. Це місце відоме своїми укріпленнями, зокрема великими земляними насипами та дерев'яними палісадами, що свідчить про важливість оборонної архітектури для кельтів.
Мон-Ласуа — ще один важливий кельтський археологічний об'єкт, розташований у Бургундії на сході Франції, поблизу містечка Монбар у департаменті Кот-д'Ор. Це місце відоме як одне з найбільших і найважливіших кельтських опідумів (укріплених поселень) Латенського періоду (приблизно 450 р. до н. е. — 1 р. до н. е.). Мон-Ласуа дає ключове уявлення про кельтське містобудування, архітектуру та соціально-політичну організацію кельтських племен у Галлії напередодні римського завоювання.
Кельтське укріплення на пагорбі у Глаубергу або опідум у Гессені, Німеччина, включає укріплене поселення та кілька поховальних курганів і вважається «князівською резиденцією пізнього галльштатського та раннього латенського періодів». Археологічні відкриття 1990-х років зробили це місце одним із найважливіших ранніх кельтських центрів у Європі. Воно надає безпрецедентні свідчення про кельтські поховальні практики, скульптуру та монументальну архітектуру.

### Стародавній Рим

Колізей, Рим, невідомий архітектор, 72–80 рр. н. е.[71]
Пон-дю-Гар, Вер-Пон-дю-Гар, Гар, Франція, римський акведук[en], невідомий архітектор, 40–60 рр. н. е.[72]
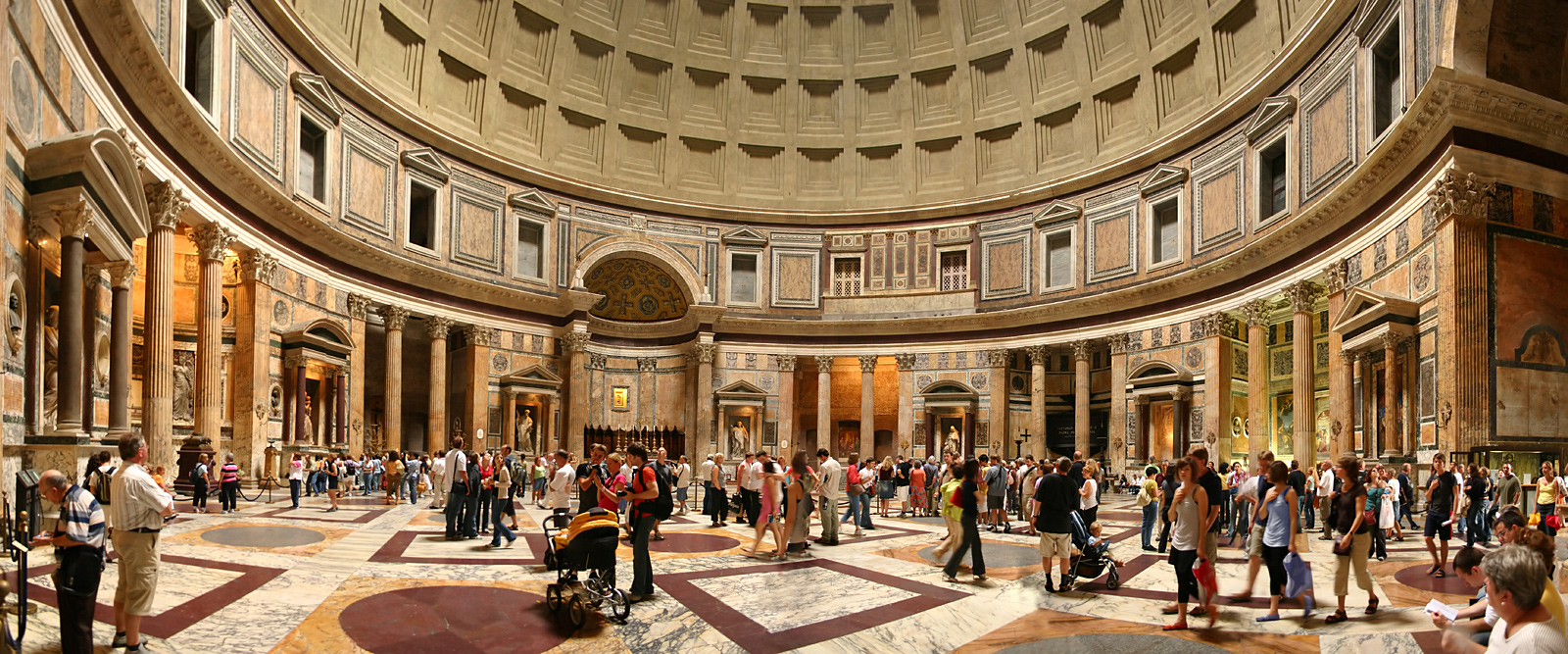
Пантеон, Рим, невідомий архітектор, прибл. 114-123 рр. н. е.
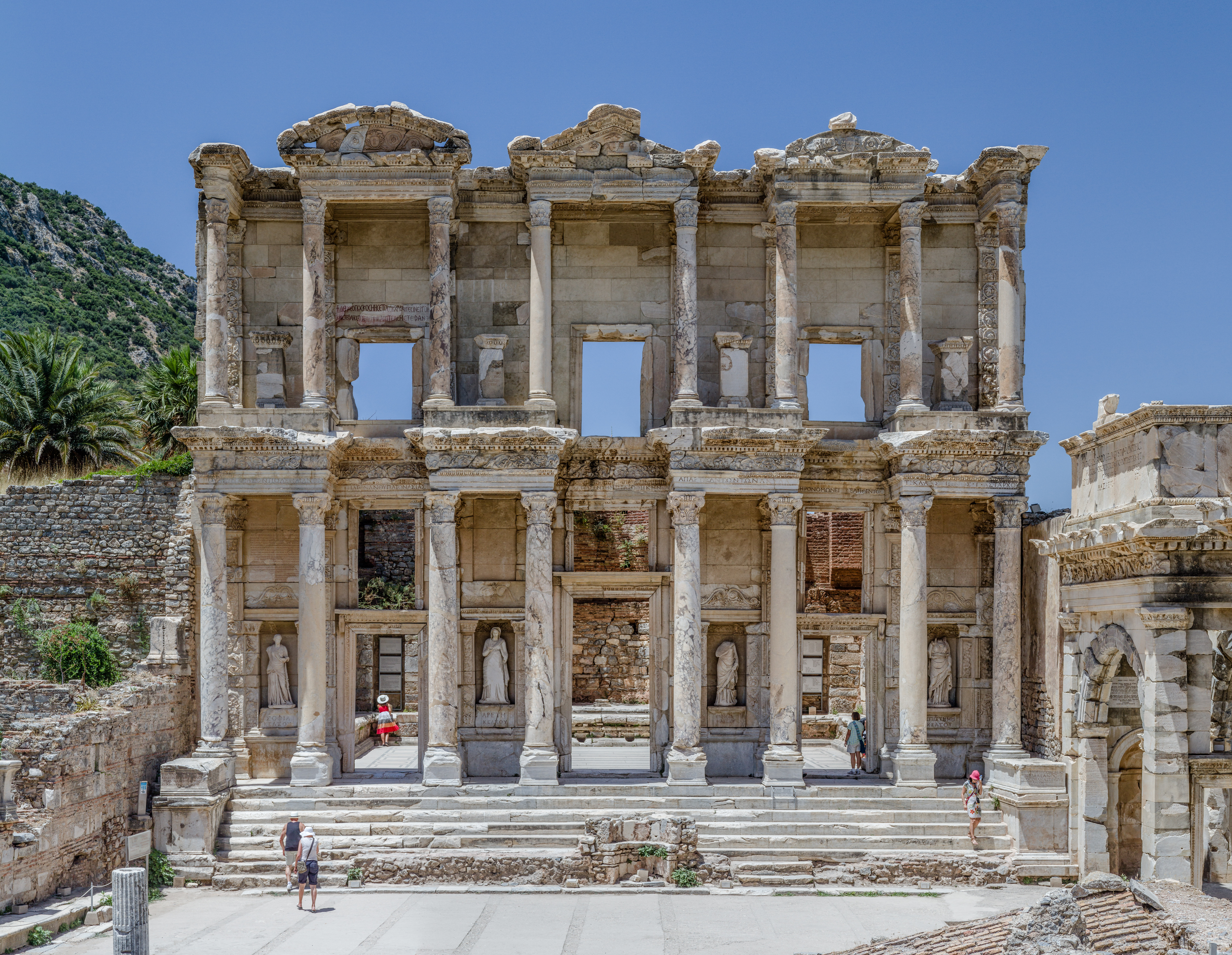
Бібліотека Цельса, Ефес, Туреччина, невідомий архітектор, прибл. 112–120 рр. н. е.
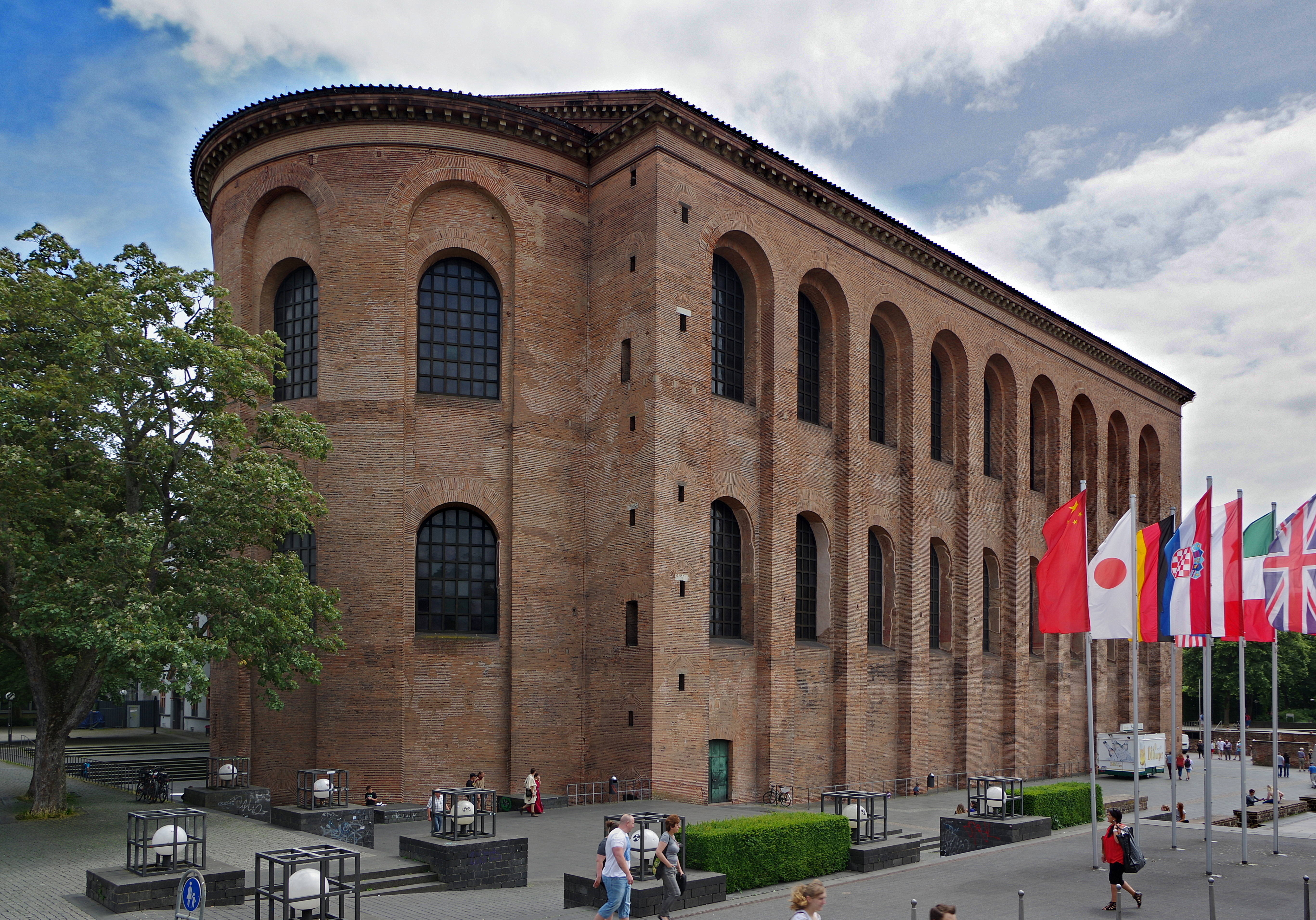
Базиліка Костянтина, найбільша збережена з античності зала[en], Трір, Німеччина, невідомий архітектор, 300-310 рр. н. е.
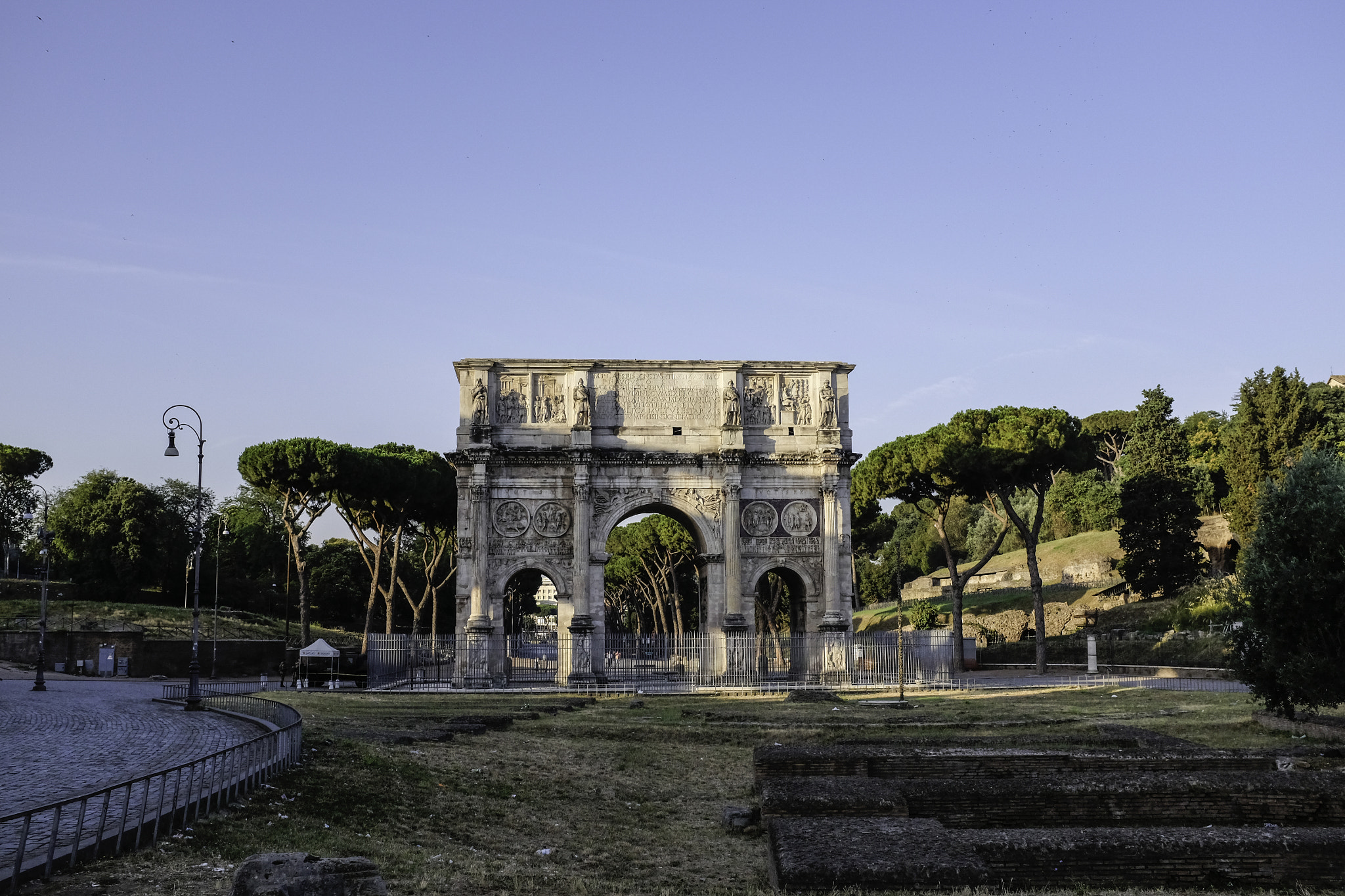
Арка Костянтина, Рим, невідомий архітектор, 316 р. н. е.

Архітектура Стародавнього Риму була однією з найвпливовіших у світі. Її спадщина помітна протягом середньовіччя та раннього нового періоду, а римські будівлі продовжують використовуватися і в сучасну епоху — як у неокласичній, так і в постмодерній архітектурі. Вона зазнала особливого впливу грецького та етруського стилів. У роки республіки (509–27 рр. до н. е.) було розроблено низку типів храмів, заснованих на грецьких та етруських зразках.
Куди б не просувалася римська армія, вона засновувала міста й поселення, поширюючи імперію та впроваджуючи свої архітектурні та інженерні досягнення. Хоча найвизначніші пам'ятки зосереджені в Італії, римські зодчі реалізовували свої творчі задуми також у західних і східних провінціях, найкращі зразки яких збереглися на території сучасної Північної Африки, Туреччини, Сирії та Йорданії. З'явилися екстравагантні проекти, такі як Арка Септимія Севера в Лептіс-Магні (сучасна Лівія, побудована в 216 р. н. е.), з розірваними фронтонами з усіх боків, або Арка Каракалли в Тебесті (сучасний Алжир, побудована приблизно в прибл. 214 р. н. е.), з парними колонами з усіх боків, виступаючими антаблементами та медальйонами з божественними бюстами. Через те, що імперія складалася з багатьох народів і культур, деякі споруди були результатом поєднання римського стилю з місцевими традиціями. Прикладом є арка в Пальмірі (сучасна Сирія, побудована прибл. 212—220 роках), де частина арок прикрашена повторюваним орнаментом у вигляді чотирьох овалів у колі навколо розетки, мотивом східного походження.
Серед численних архітектурних досягнень Риму були куполи (які створювалися для храмів), терми, вілли, палаци та гробниці. Найвідомішим прикладом є Пантеон у Римі, найбільший збережений римський купол, що має великий окулюс у центрі. Ще одним важливим нововведенням стала округла кам'яна арка, яку використовували в аркадах, акведуках та інших спорудах. Окрім грецьких ордерів (доричного, іонічного й коринфського), римляни винайшли ще два. Тосканський ордер зазнав впливу доричного, але мав колони без каннелюрів та простіший антаблемент без тригліфів і гут, натомість композитний ордер був змішаним ордером, що поєднував волюти капітелі іонічного ордера з листям аканта коринфського ордера.
Між 30 і 15 роками до н. е. архітектор і інженер Марк Вітрувій Полліон опублікував фундаментальний трактат, Десять книг про архітектуру, який протягом століть впливав на архітекторів у всьому світі. Як єдиний трактат з архітектури, що зберігся з античності, він з часів Відродження вважається першим твором з архітектурної теорії, а також основним джерелом канону класичної архітектури.
Так само, як і греки, римляни також будували амфітеатри. Найбільший амфітеатр, коли-небудь зведений, Колізей у Римі, міг вміщувати близько 50 000 глядачів. Ще однією знаковою римською спорудою, що демонструє їхню точність і технологічний прогрес, є Пон-дю-Гар на півдні Франції, найвищий із збережених римських акведуків.

## Америка (доколумбовий період)
Ще понад 3 000 років до того, як європейці «відкрили» Америку, на території Північної, Центральної та Південної Америки вже існували складні суспільства. Найрозвиненішими серед них були ті, що знаходились у Мезоамериці, зокрема майя, ольмеки та ацтеки, а також інки в Південній Америці. Споруди та будівлі часто були зорієнтовані за астрономічними об'єктами або за сторонами світу.

### Мезоамерика

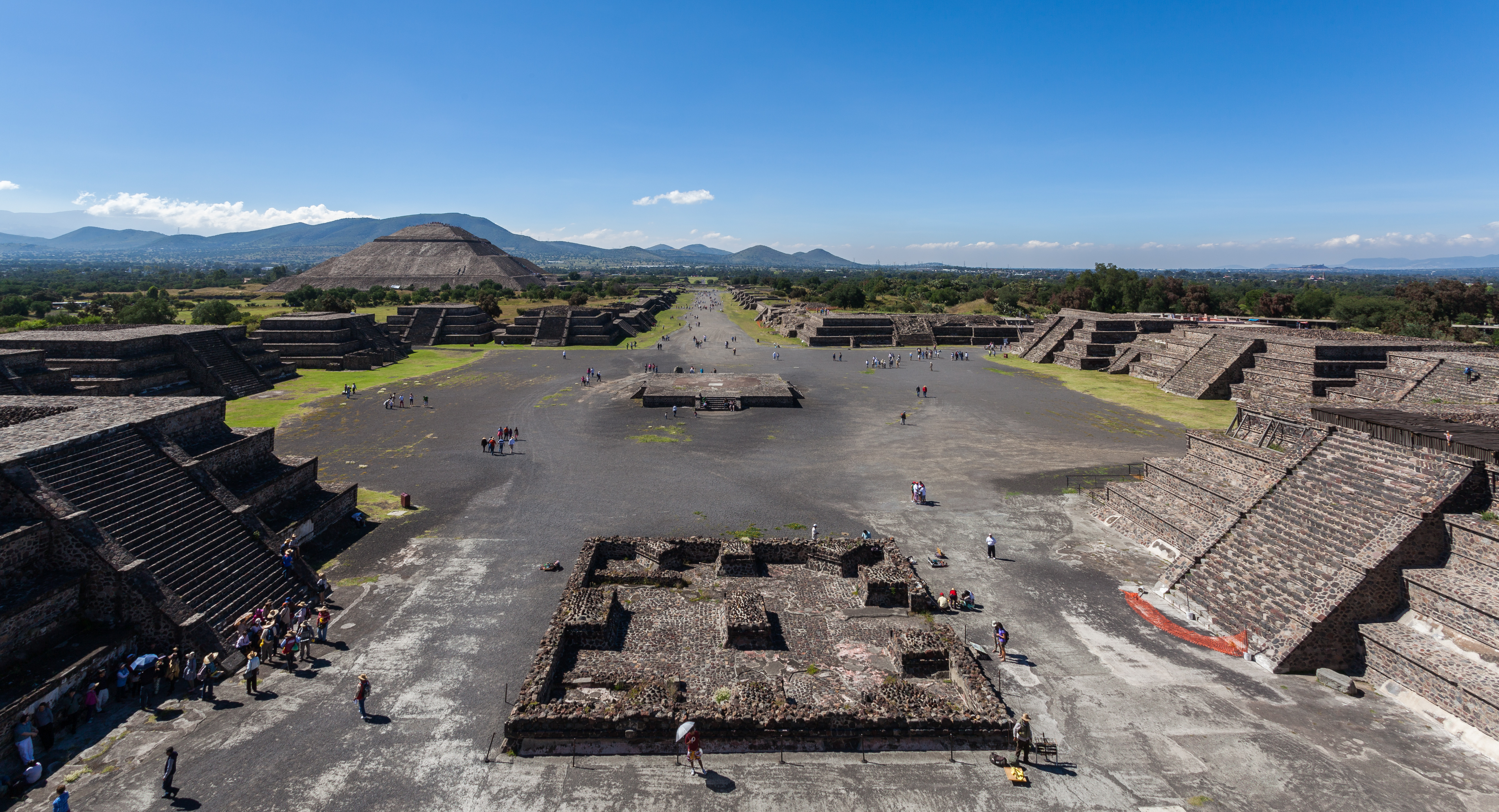
Алея мертвих, Теотіуакан, Мексика, 1–600 рр. н. е.
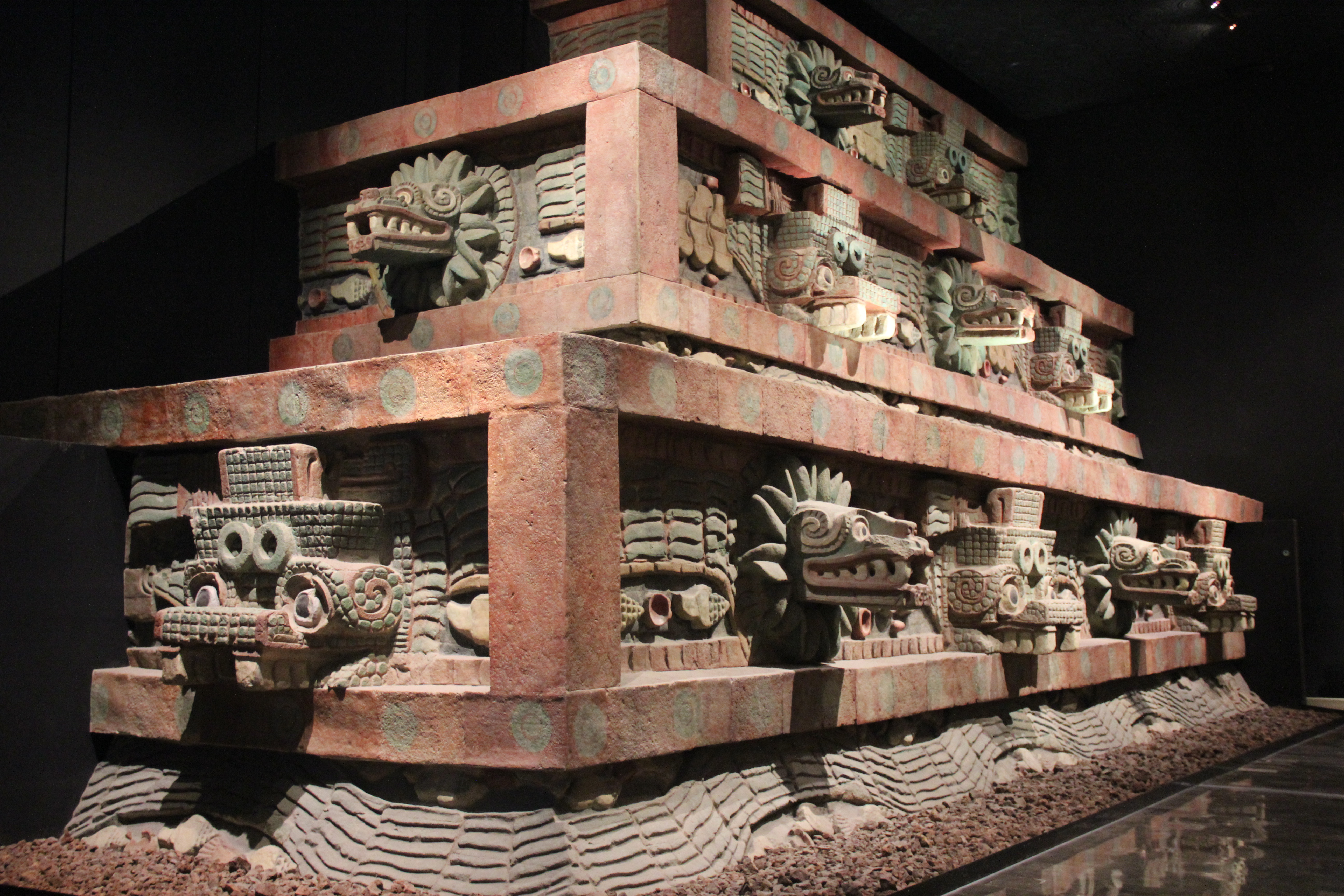
Фасад Храму Пернатого Змія[en] (детальна реконструкція), Теотіуакан, Мексика, прибл. 225 р.
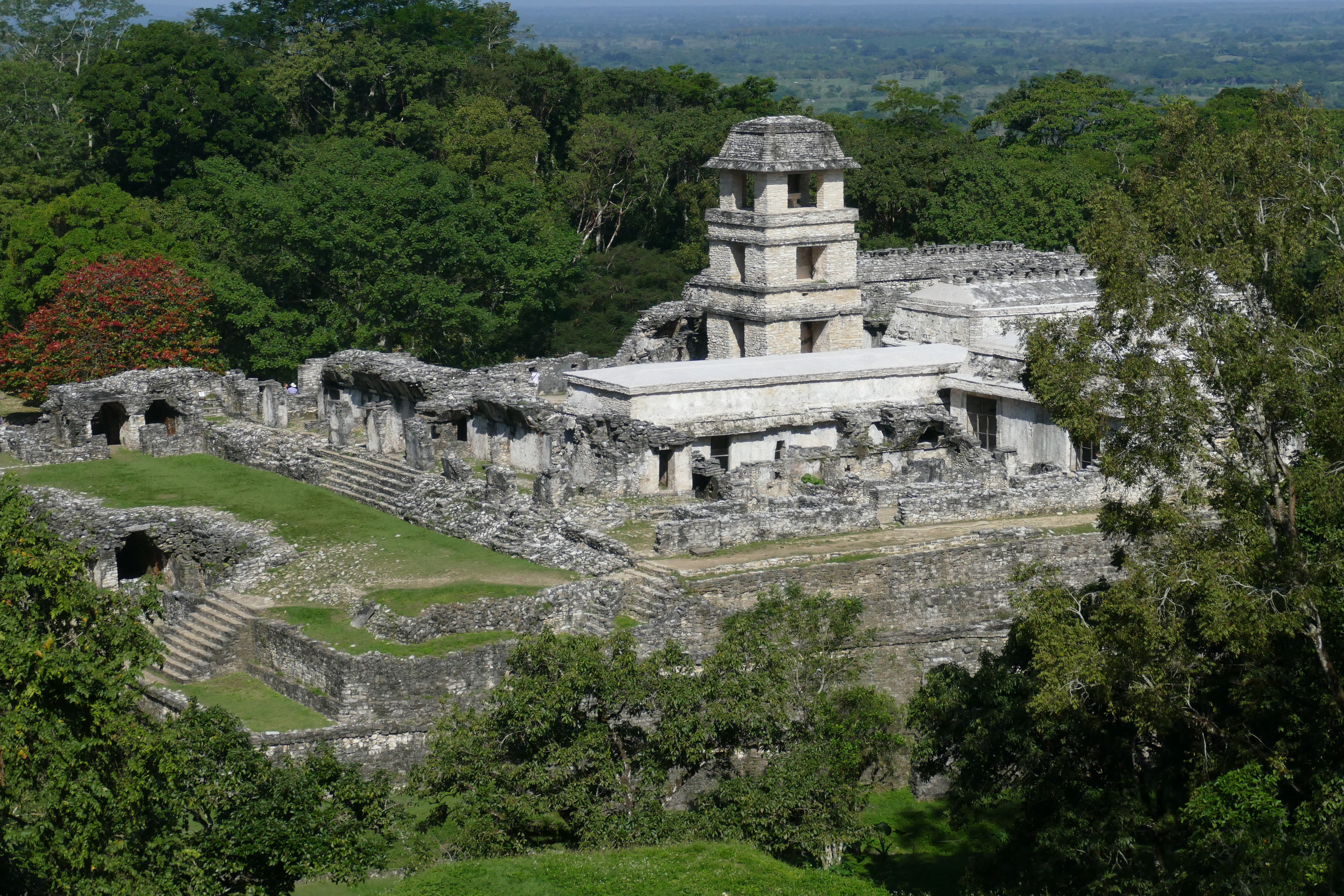
Палац у Паленке, Чіапас, Мексика, VII–VIII століття
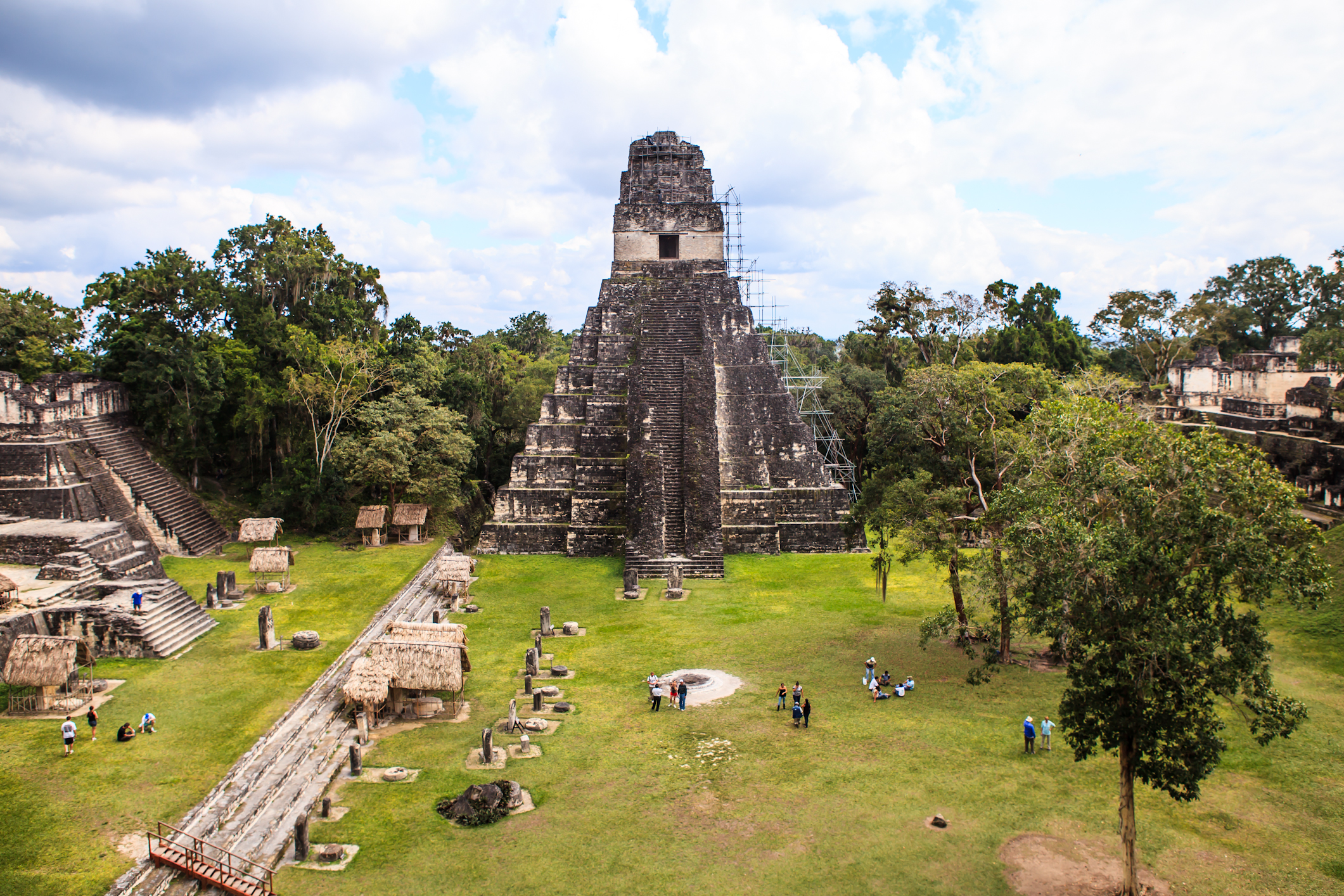
Храм Великого Ягуара, Тікаль, Гватемала, прибл. 732 р.
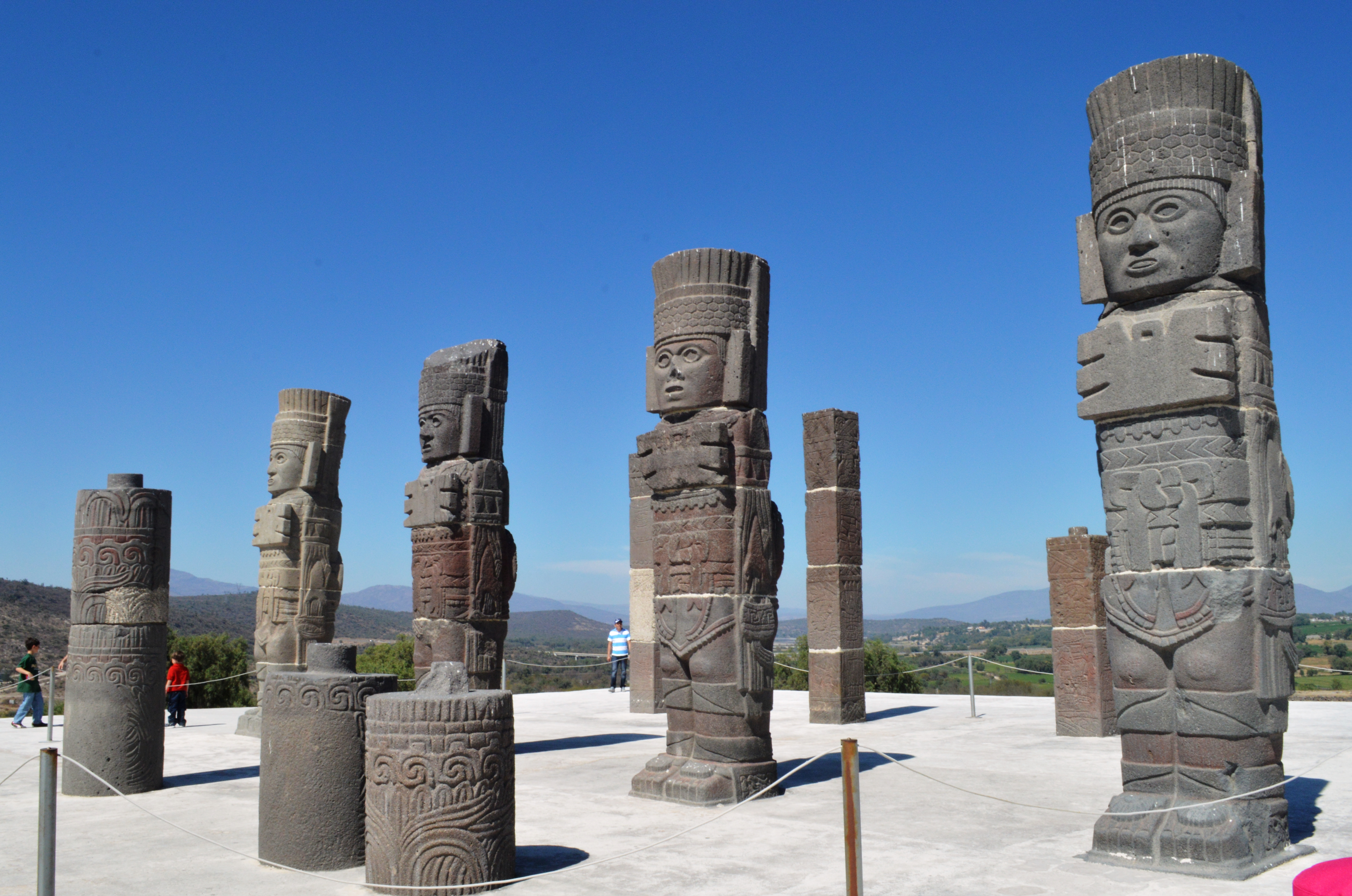
Колосальні атланти тольтеків[en] та інші скульптури, Тула, Ідальго, Мексика, прибл. 900-1100 рр., приблизна висота: 4,88 м
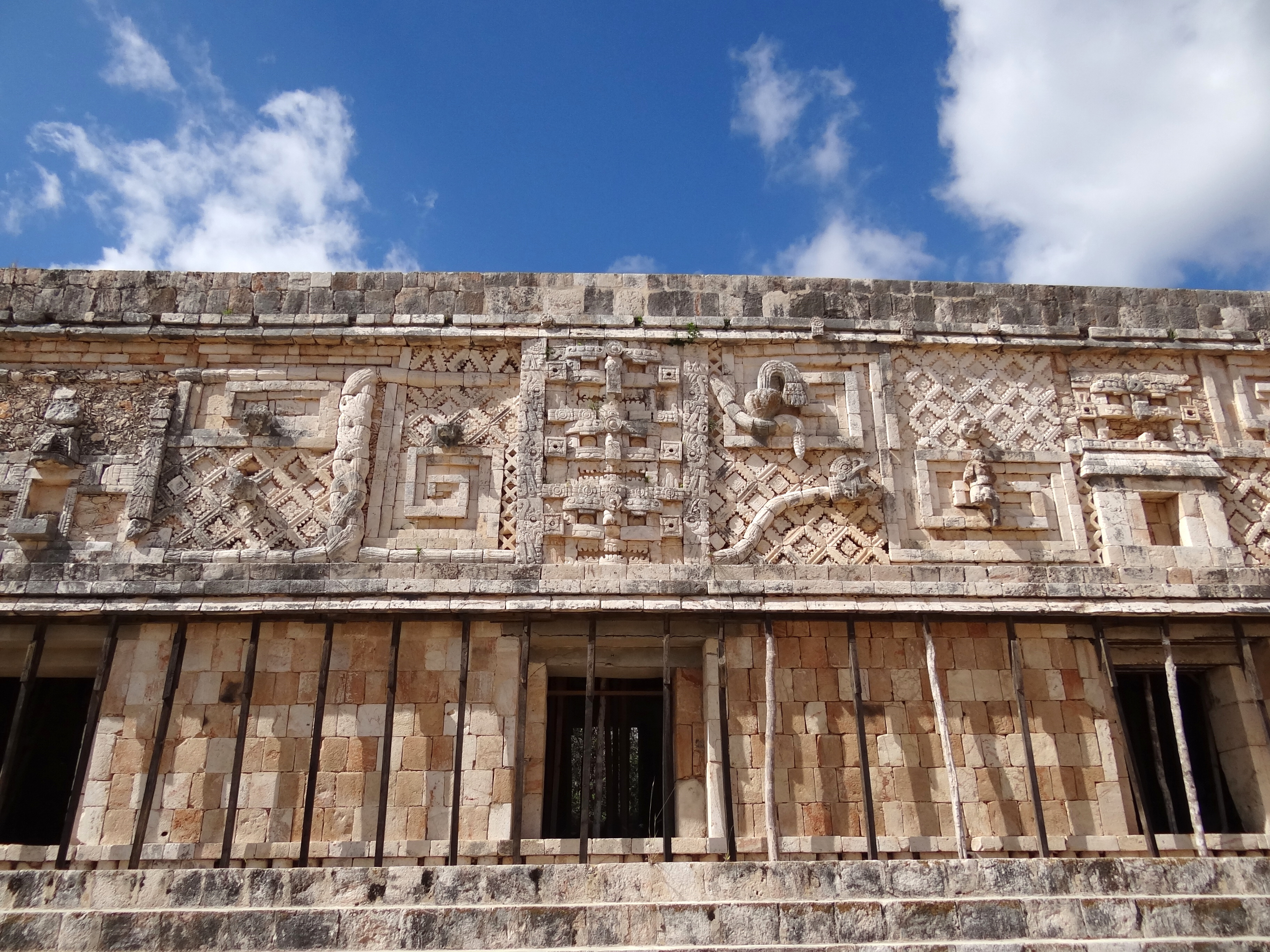
Чотирикутний двір монахинь (англ. Nunnery Quadrangle), Ушмаль, Юкатан, Мексика, 800–1000 рр.

Багато в чому мезоамериканська архітектура розвивалася через культурний обмін — наприклад, ацтеки багато чого запозичили з архітектури майя більш раннього періоду. Багато культур зводили цілі міста з монолітними храмами та пірамідами, прикрашеними різьбленням із зображеннями тварин, богів і царів. Більшість таких міст мали центральну площу з адміністративними будівлями та храмами, а також громадські ігрові майданчики для м'яча, тлачтлі, на підвищених платформах. Так само, як і в Стародавньому Єгипті, тут теж будували піраміди, зазвичай східчасті. Ймовірно, вони не використовувалися як гробниці, а були призначені для релігійних обрядів, що проводилися на вершинах. Усередині було небагато внутрішніх приміщень, адже інтер'єр мав менше значення, ніж ритуальна присутність цих величних споруд і публічні церемонії, що в них проводилися. Тому важливими елементами були платформи, вівтарі, процесійні сходи, статуї та різьблення.

### Анди

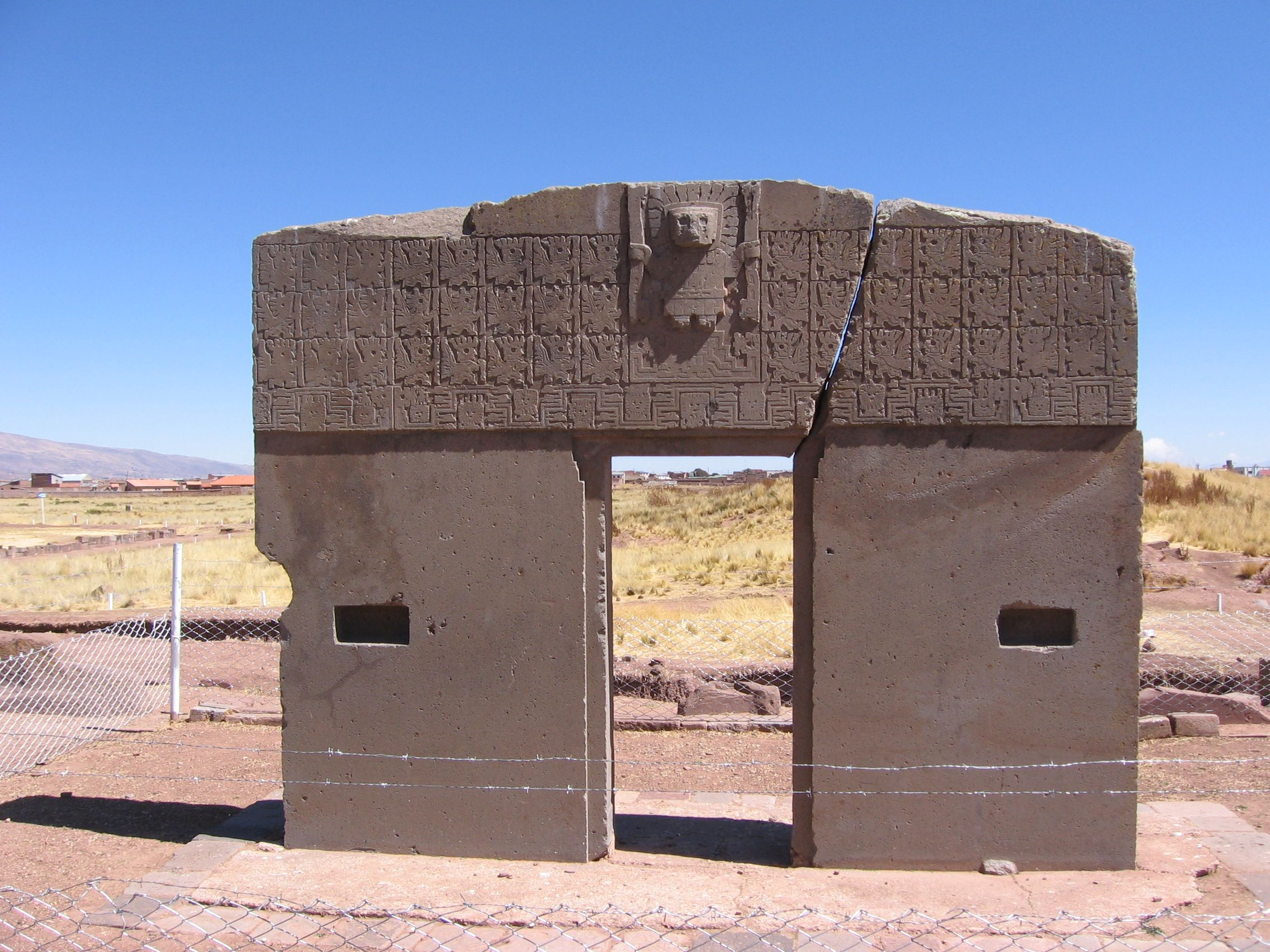
Брама Сонця, Тіаванако, Болівія, прибл. 375-500 рр. н. е.
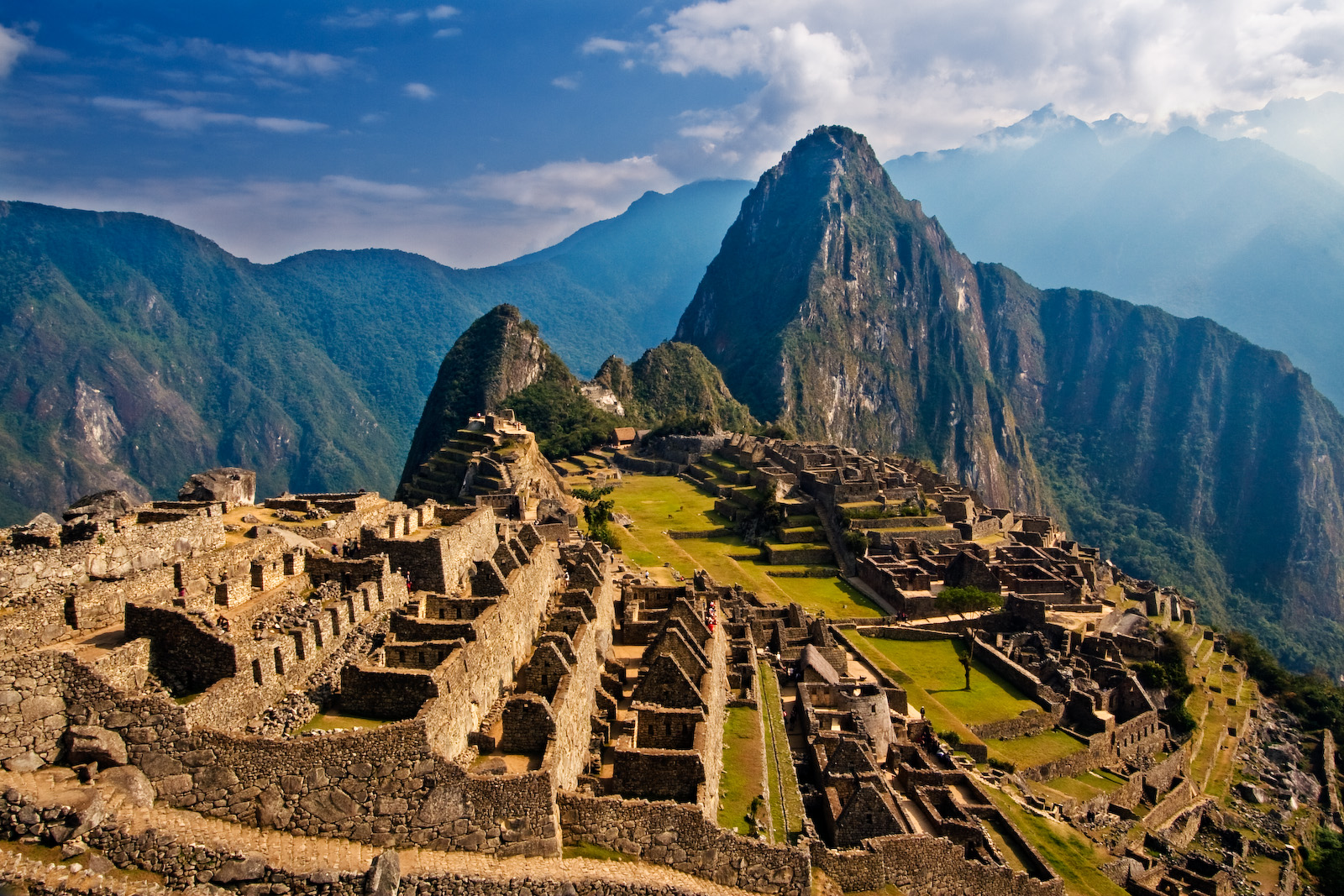
Мачу-Пікчу, Перу, прибл. 1450 р. н. е.

Архітектура інків бере свій початок від стилів Тіаванако, заснованих у II столітті до н. е. Інки використовували топографію та природні матеріали місцевості у своїх проєктах, і у столиці Куско й досі збереглося багато прикладів такої архітектури. Знаменитий королівський маєток Мачу-Пікчу є одним із прикладів, що збереглися, разом із Саксайваманом та Ольянтайтамбо. Інки також розвинули дорожню систему вздовж західного узбережжя континенту, зводячи вздовж маршрутів характерні архітектурні споруди, візуально підкреслюючи свою імперську владу на прикордонних територіях. Інші народи, зокрема муїска, не створювали монументальної архітектури з каменю, натомість використовували дерево та глину.

## Південна Азія
Після занепаду цивілізації Інду, південноазійська архітектура вступила в дгармічний період, під час якого сформувалися давньоіндійські архітектурні стилі, що надалі розвинулися в різноманітні унікальні форми в середньовіччі, поєднавшись з ісламськими стилями, а згодом — і з іншими світовими традиціями.

### Стародавній буддизм

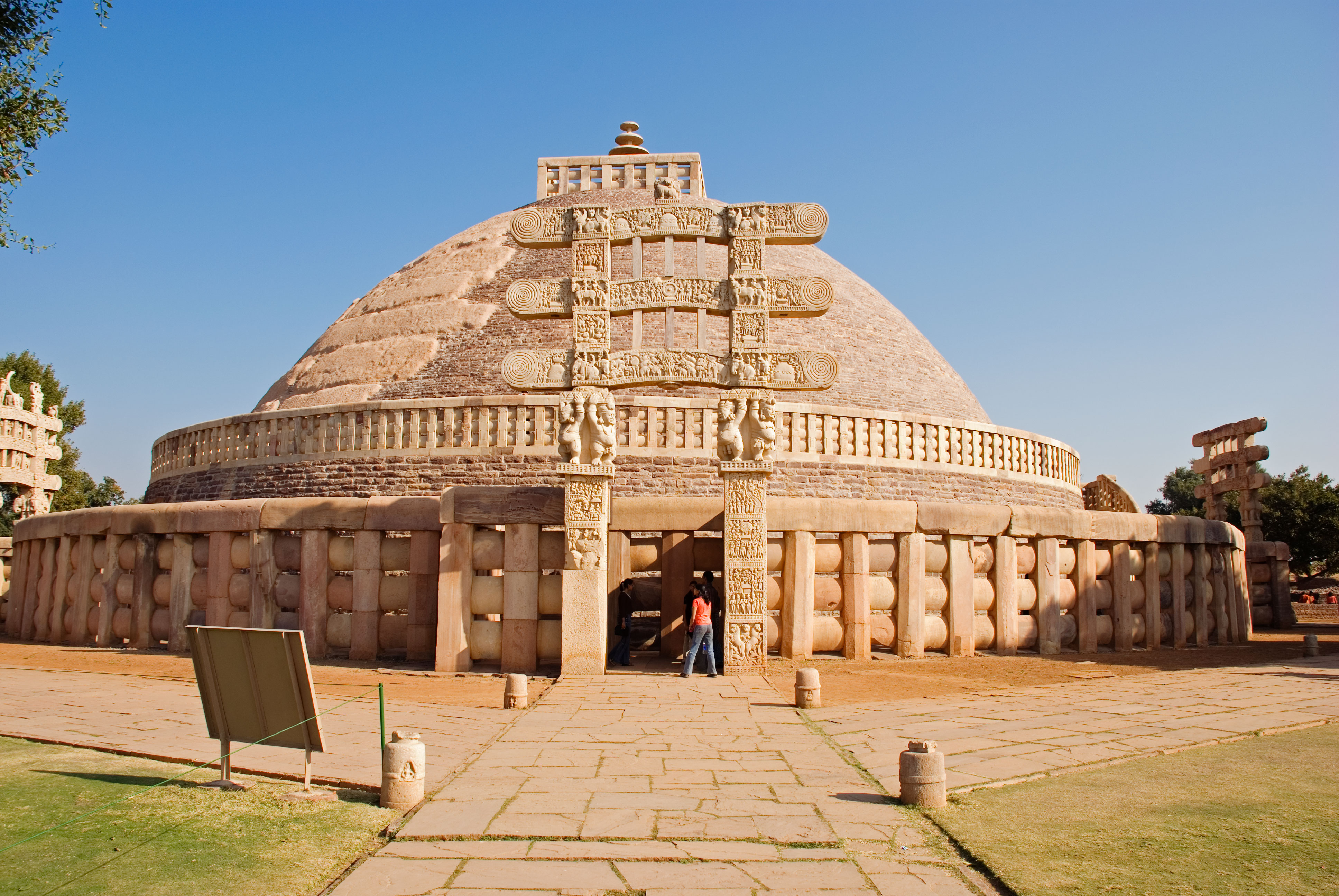
Велика ступа храму Санчі (Мадг'я-Прадеш, Індія), невідомий архітектор, III ст. до н. е.-прибл. 100 р. до н. е.
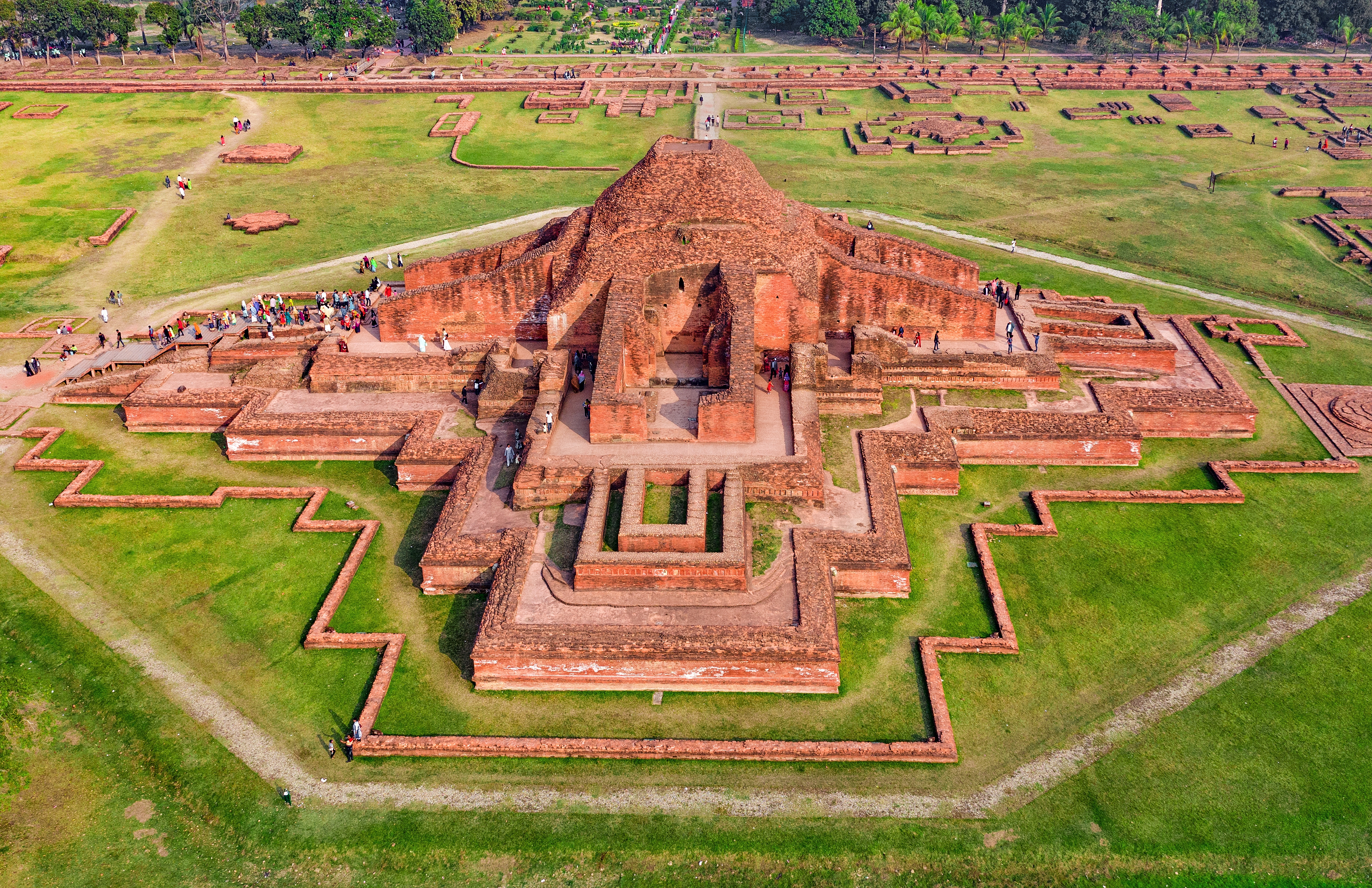
Сомапура Махавіхара (Бангладеш), невідомий архітектор, прибл. VIII ст. н. е.
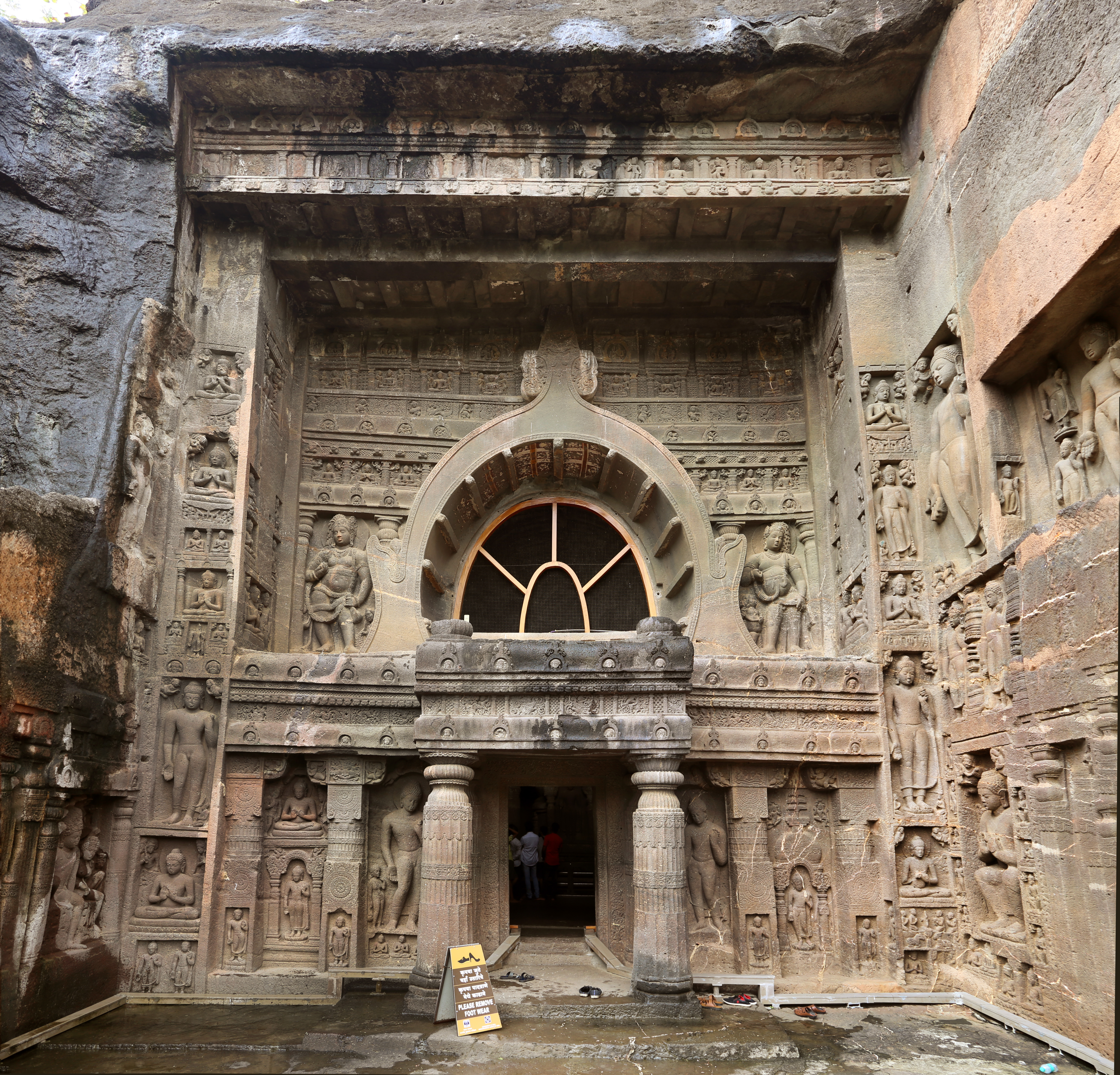
Печера 19 комплексу Аджанта, Махараштра, зал чайтья, а також приклад індійської скельної архітектури[en], невідомий архітектор, V ст.
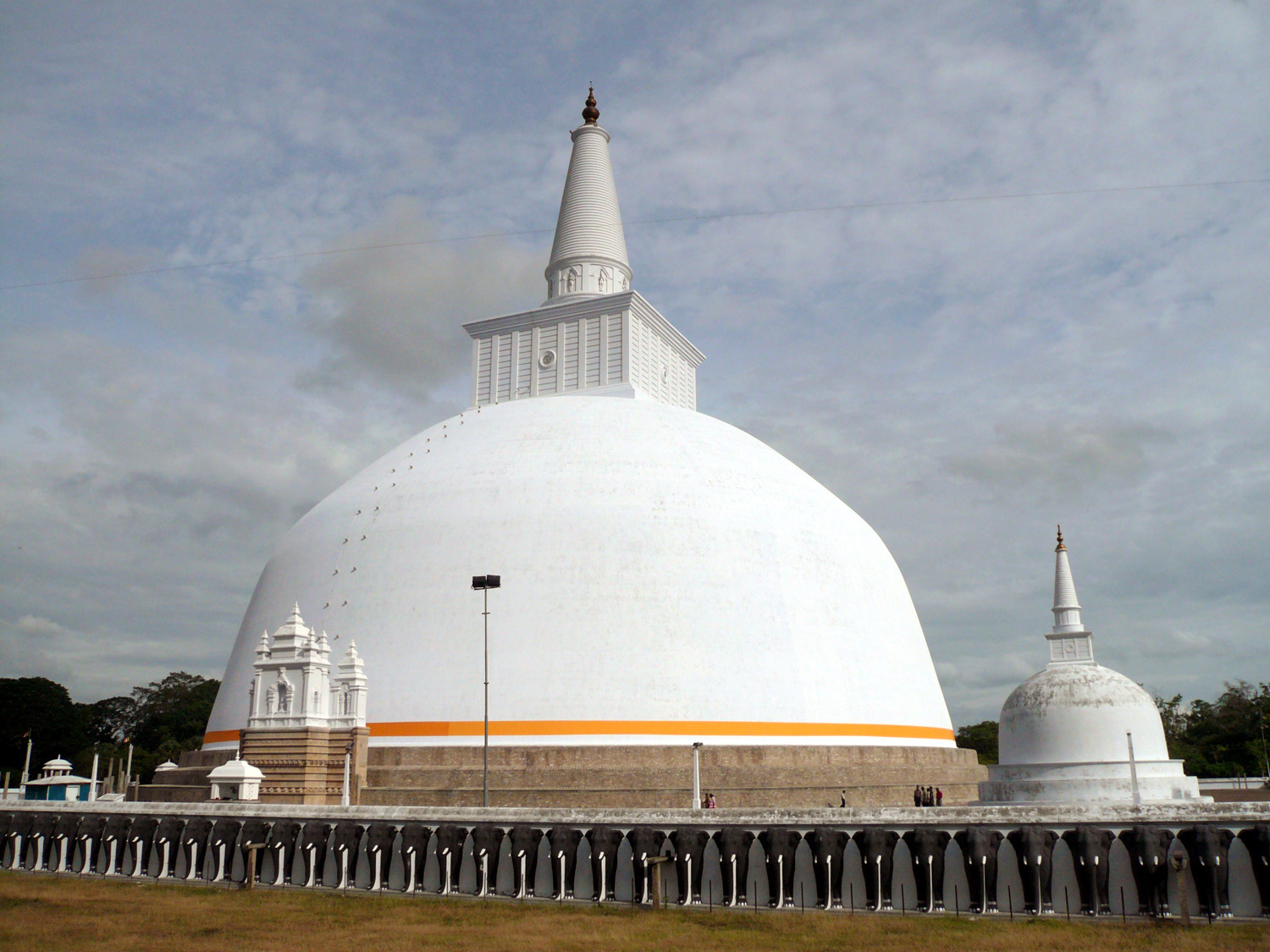
Ступа Руванвелісая[en], Анурадхапура, Шрі-Ланка, невідомий архітектор, прибл. 140 р. до н. е. (відреставрована на початку XX ст.)

Буддійська архітектура сформувалася на Індійському субконтиненті протягом IV та II століть до н. е., а згодом поширилася спочатку до Китаю, а потім — далі по всій Азії. З релігійною архітектурою раннього буддизму пов'язують три типи споруд: монастирі (вігара), місця вшанування реліквій (ступи), та святині або молитовні зали (чайтья, також звані чайтья-гріха), які згодом у деяких регіонах почали називати храмами. Найвідомішим типом буддійської споруди є ступа — куполоподібна конструкція, що містить реліквії та слугує місцем для медитації і вшанування пам'яті Будди. Купол символізував безмежний простір неба.
Буддизм мав значний вплив на архітектуру Шрі-Ланки після своєї появи, а давня архітектура Шрі-Ланки була переважно релігійною, з понад 25 стилями буддійських монастирів. Монастирі проєктувалися згідно з Манджушрі Васту Відья Шастра, що описує планування споруд.
Після падіння імперії Гуптів буддизм здебільшого зберігся в Бенгалії під владою імперії Пала і справив значний вплив на доісламську бенгальську архітектуру того періоду.

### Стародавня індуїстська архітектура

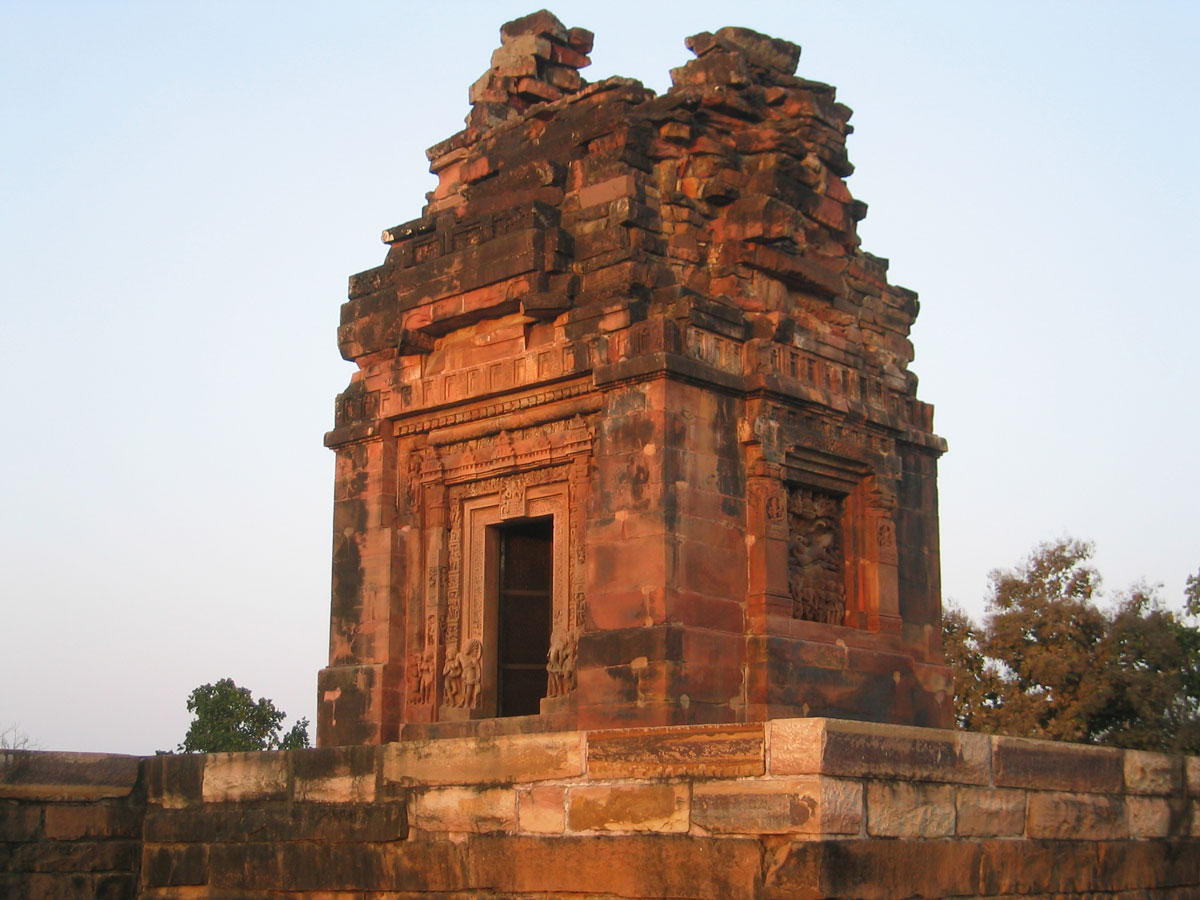
Храм Дашаватара, Деогарх[en], Уттар-Прадеш, невідомий архітектор, прибл. VI століття н.е.
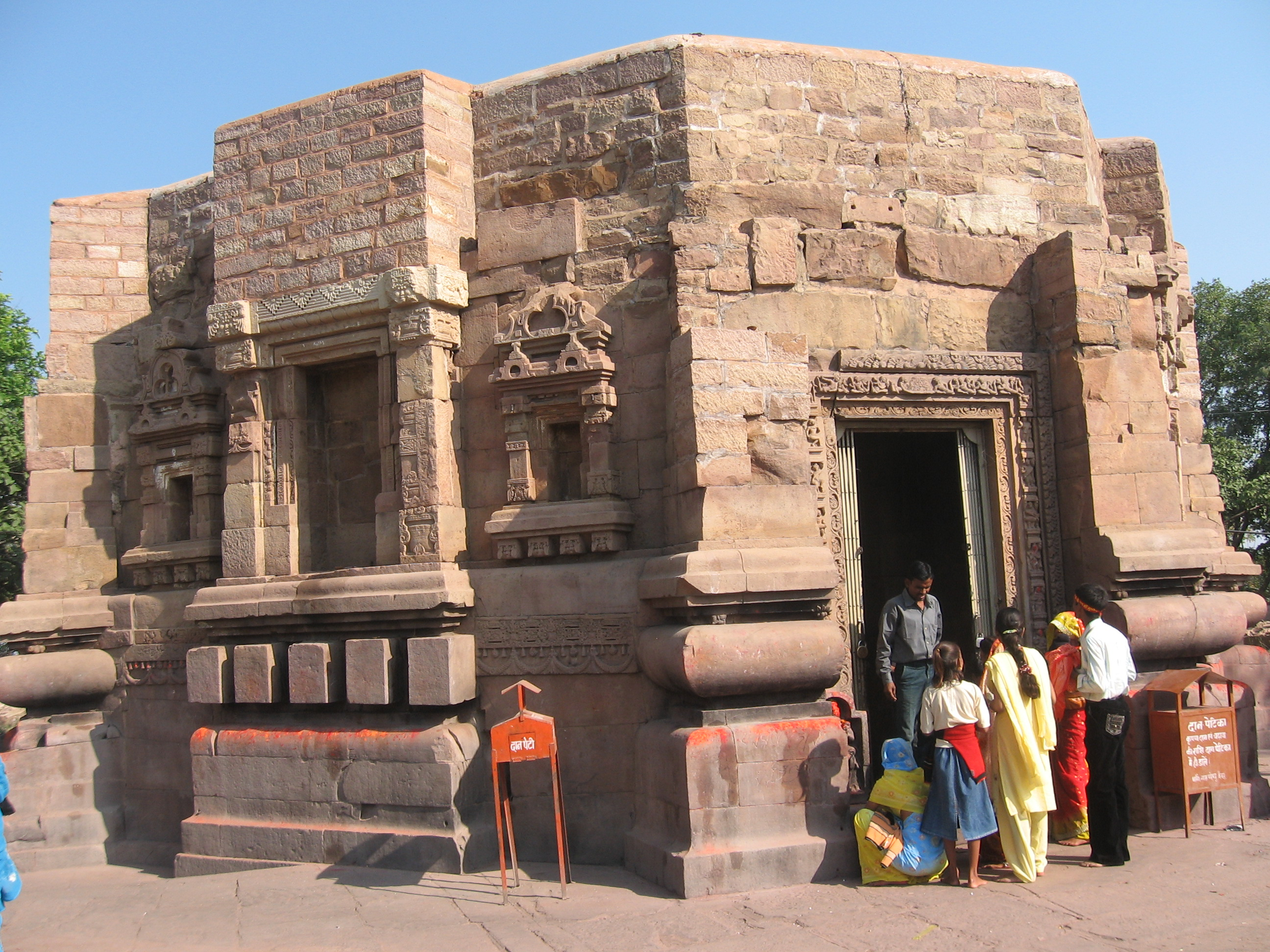
Храм Мундешварі[en], округ Каїмур[en], Біхар, невідомий архітектор, прибл. VII століття н. е.
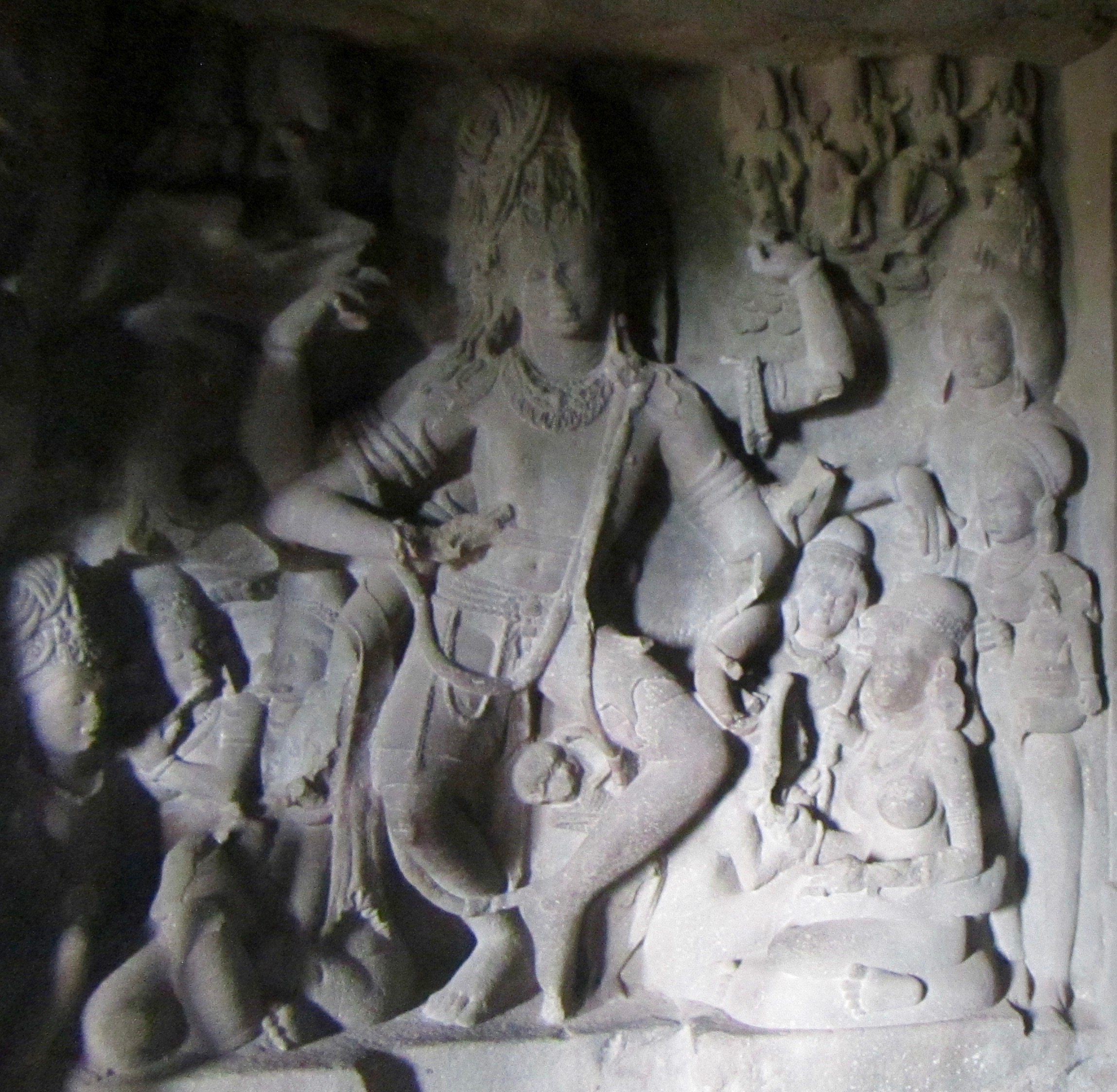
Печери Еллора, район Аурангабад, Махараштра[en], невідомий архітектор, прибл. VI століття н. е.
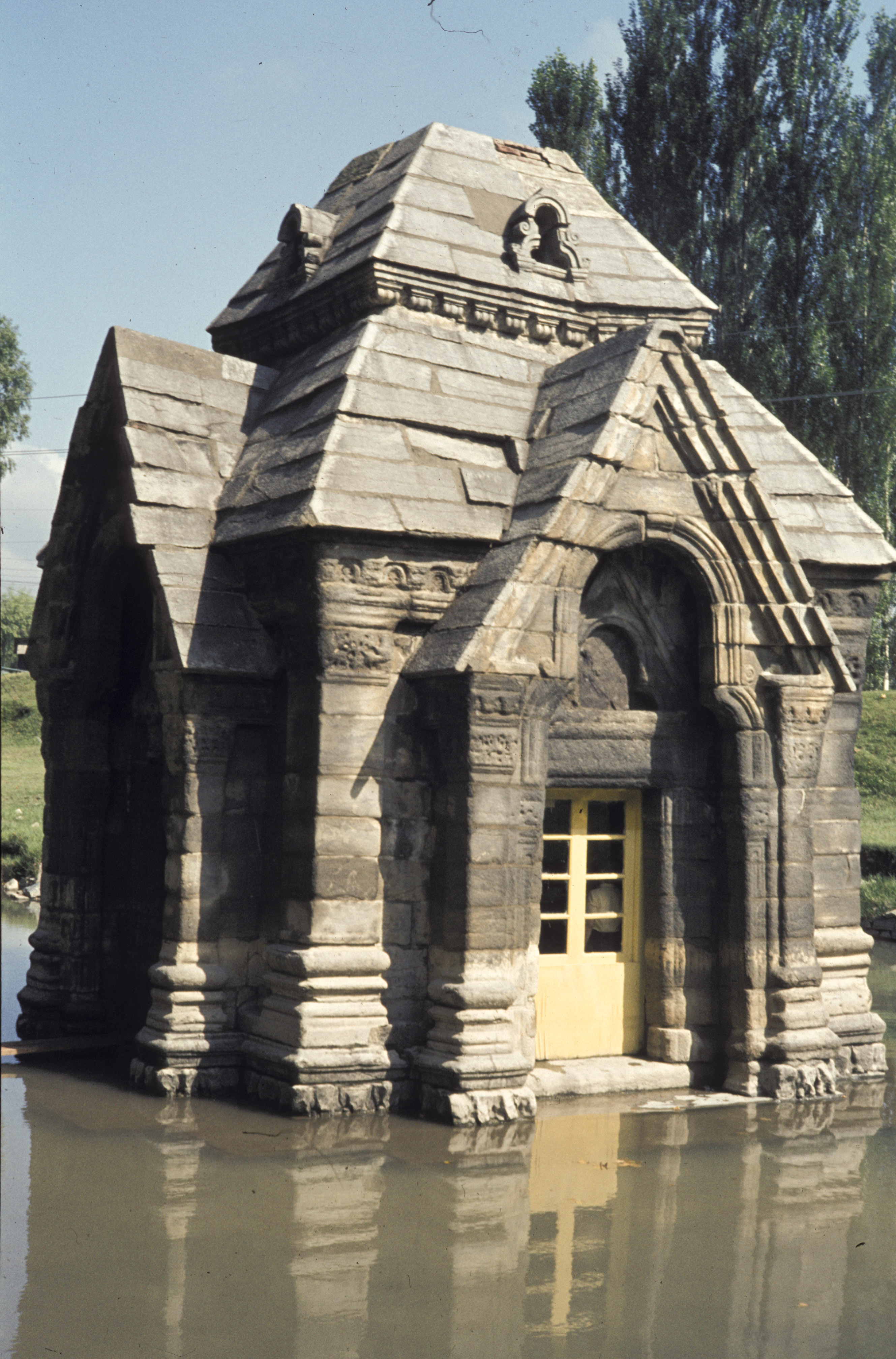
Храм Шиви в Пандретхані[en], Срінагар, Джамму та Кашмір, невідомий архітектор, прибл. VIII-IX століття н. е.

По всьому Індійському субконтиненту індуїстська архітектура еволюціонувала від простих святилищ, висічених у скелі до монументальних храмів. У IV—V століттях н. е. індуїстські храми були пристосовані для вшанування різних божеств і місцевих вірувань, а вже до VI або VII століть більші споруди перетворилися на високі цегляні або кам'яні конструкції, що символізували священну п'ятивершинну гору Меру. Під впливом ранніх буддійських ступ архітектура храмів не передбачала спільного богослужіння, але включала простори для залишення підношень і здійснення ритуалів.
Багато індійських архітектурних стилів для таких споруд, як храми, статуї, будинки, ринки, сади та міське планування, описані в індуїстських текстах. Архітектурні настанови збереглися в санскритських манускриптах, а в деяких випадках — також і в інших регіональних мовах. До них належать Васту-шастри, Шилпа-шастри, Бріхат Самхіта, архітектурні розділи Пуран і Аґам, а також регіональні тексти, як-от Манасара та інші.
Оскільки цей архітектурний стиль сформувався в класичний період, він справив значний вплив на різні середньовічні архітектурні традиції, зокрема гурджарську, дравідійську, деканську, орійську, бенгальську та асамську.

### Мару-гурджарська архітектура

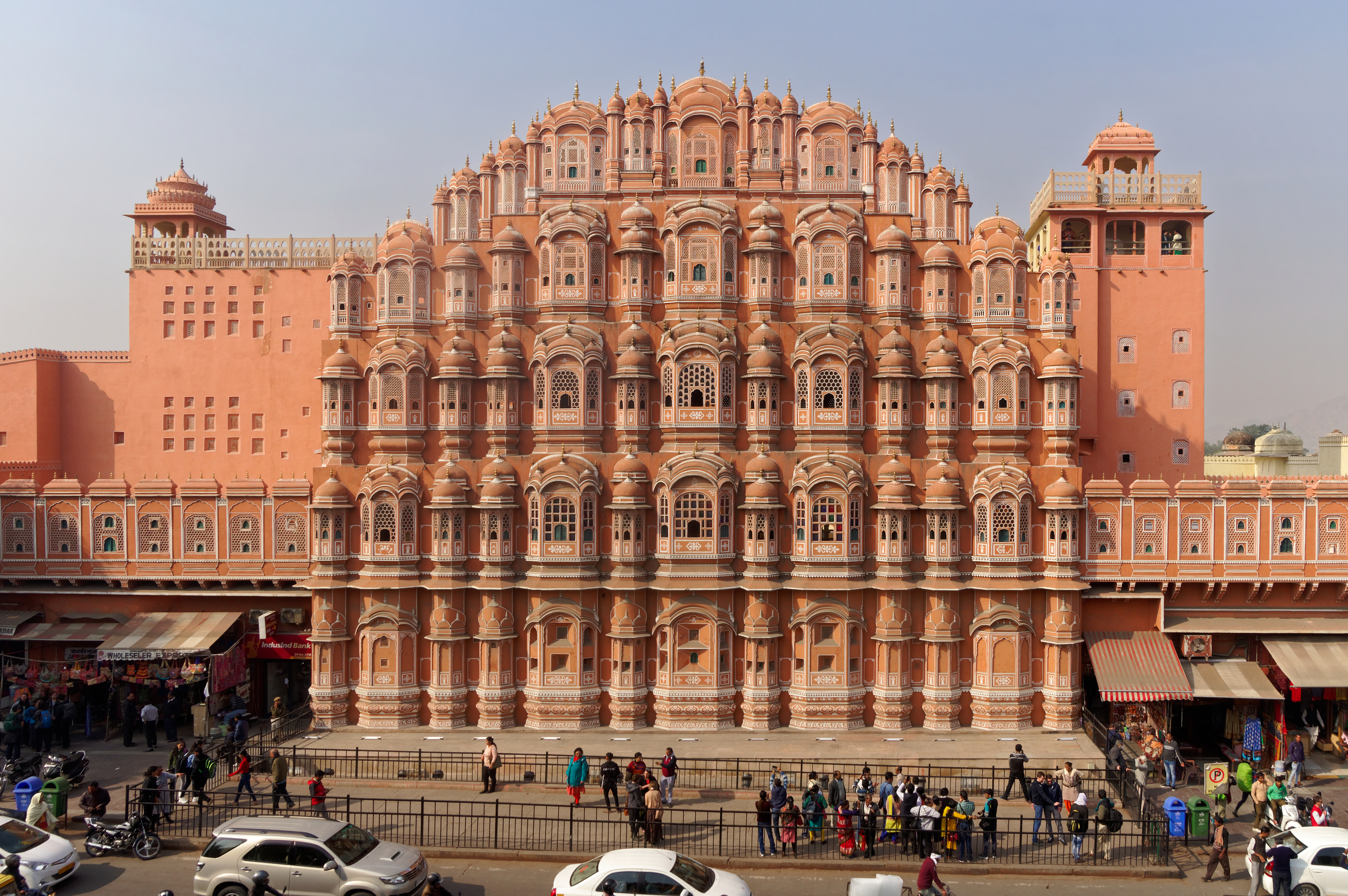
Гава-Магал, Джайпур, Раджастхан, невідомий архітектор, 1799 р.
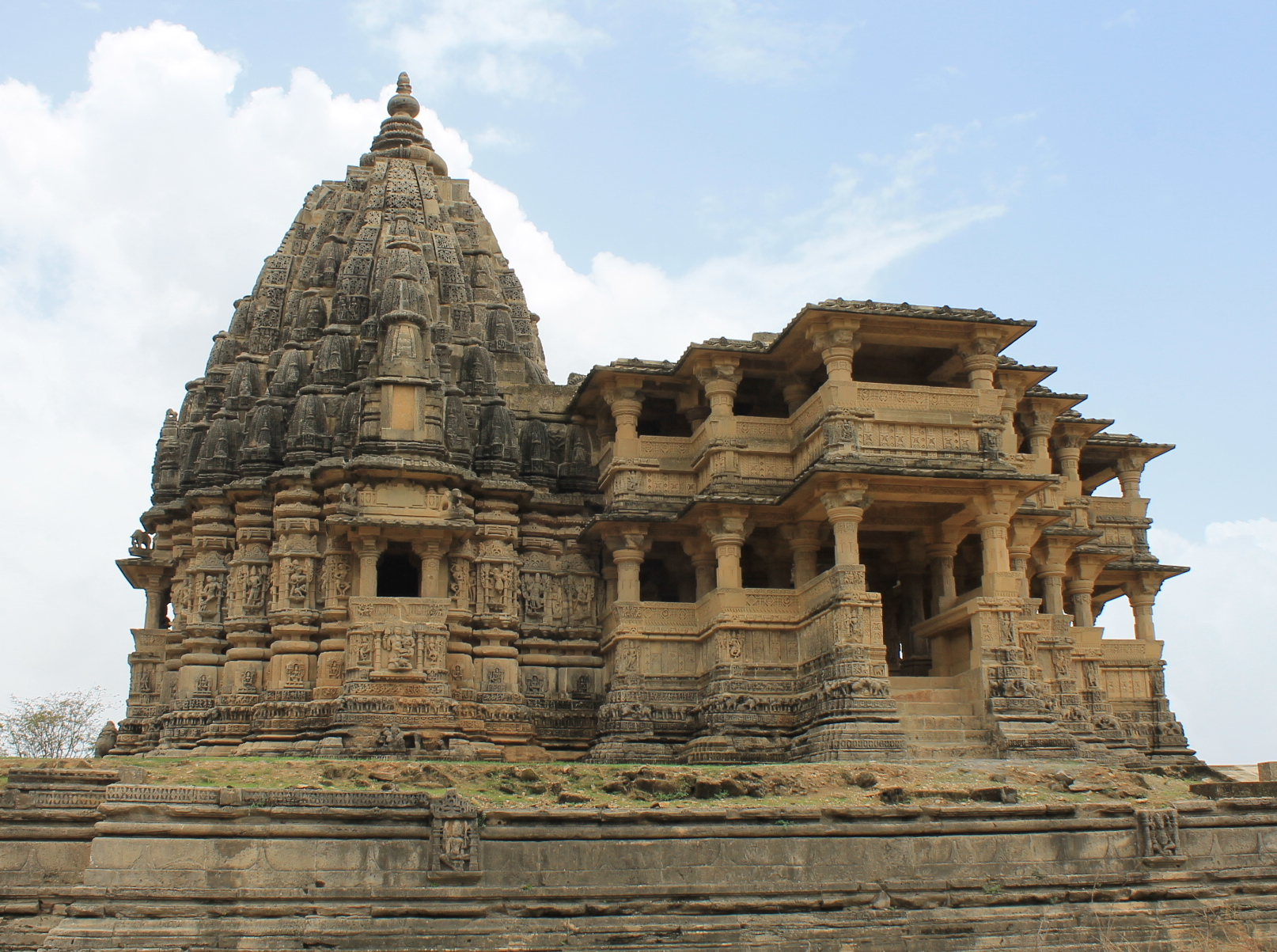
Храм Навлаха[en], Гуджарат, невідомий архітектор, XII ст.
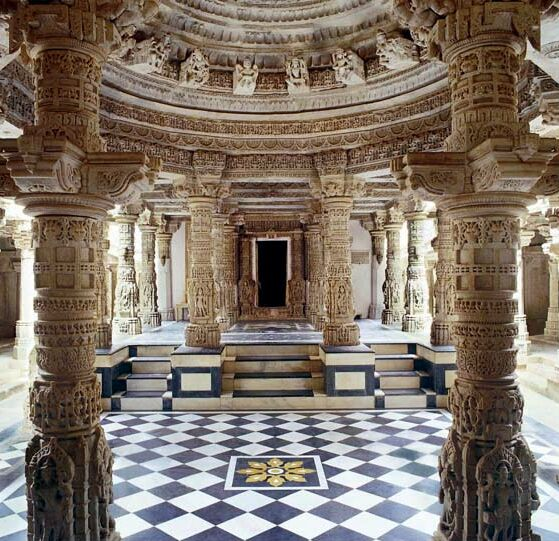
Інтер’єр джайнського храму Вімал Васахі, Маунт-Абу, невідомий архітектор, 1031 р.

Цей стиль північноіндійської архітектури спостерігається як в індуїстських так і в джайнських місцях поклоніння та зборів. Він сформувався у XI—XIII століттях за часів правління династії Чаулук'я (Соланкі). Згодом стиль набув більшої популярності серед джайнських громад, які поширили його в ширшому регіоні та за межами Індії. Ці споруди мають характерні риси, зокрема велику кількість виступів на зовнішніх стінах із різьбленими статуями та численні шпилясті прибудови, урушрінґа, на головній шікхарі.

### Архітектура Гімалаїв

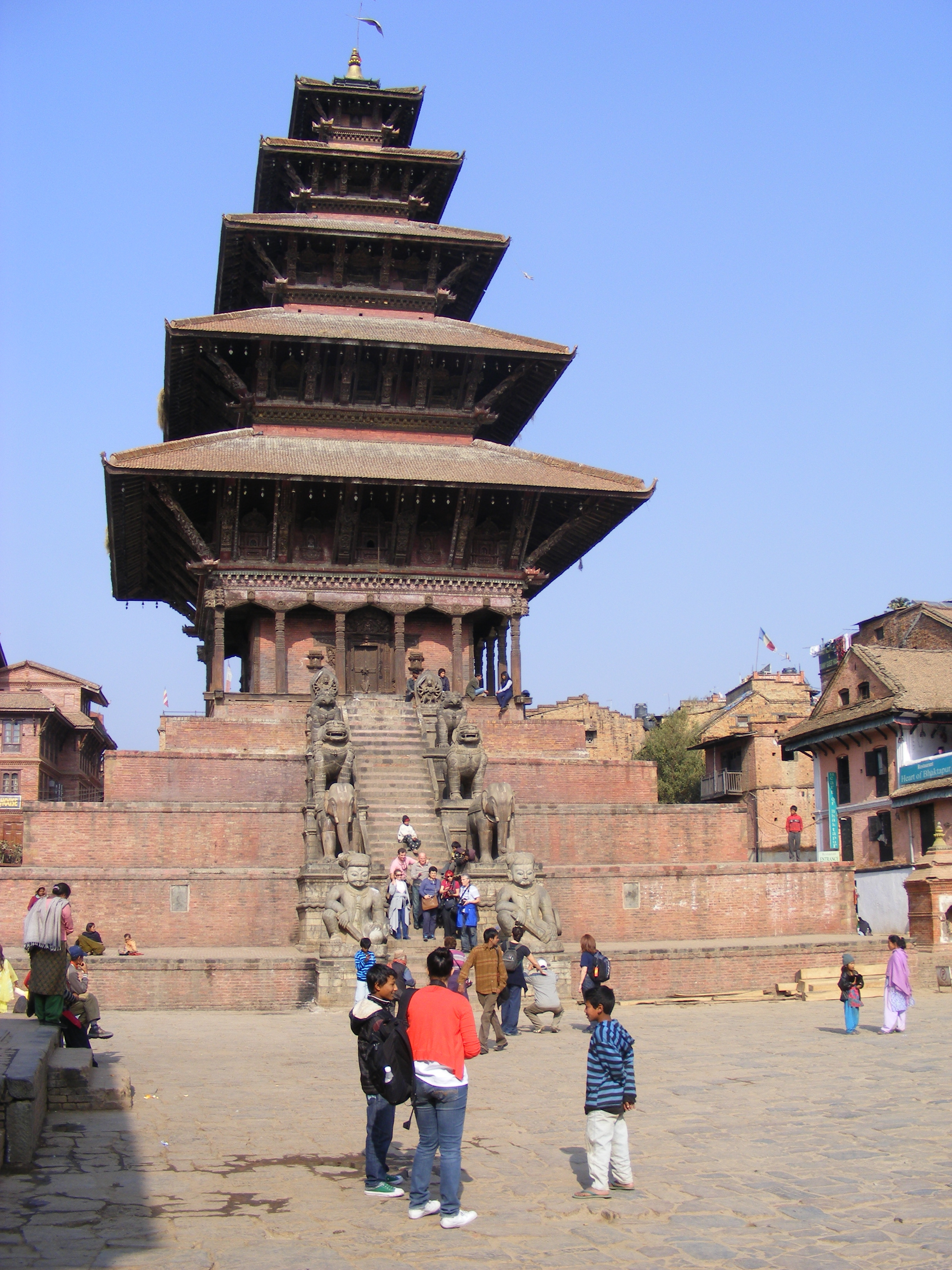
Храм Ньятапола[en], Бактапур, Непал, невідомий архітектор, 1702  р.
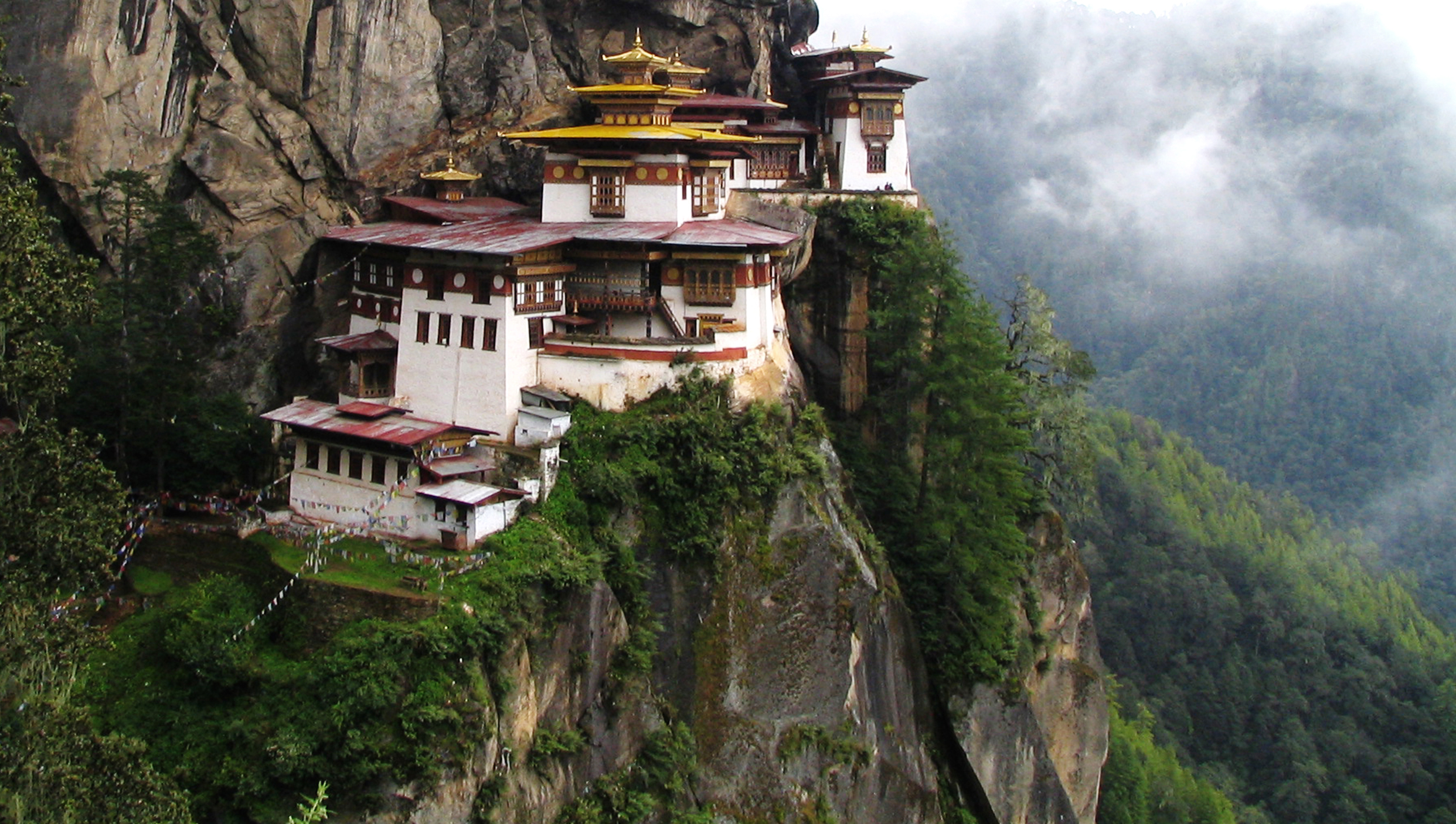
Такцанг-лакханг, Паро, Бутан,  невідомий архітектор, 1692 р.
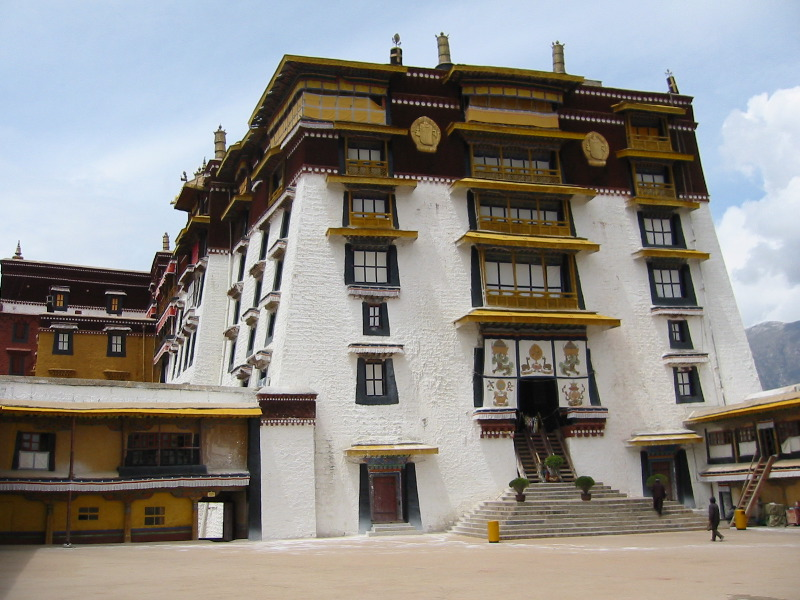
Потала (храм), Лхаса[en], Тибет, невідомий архітектор, 1649 р.
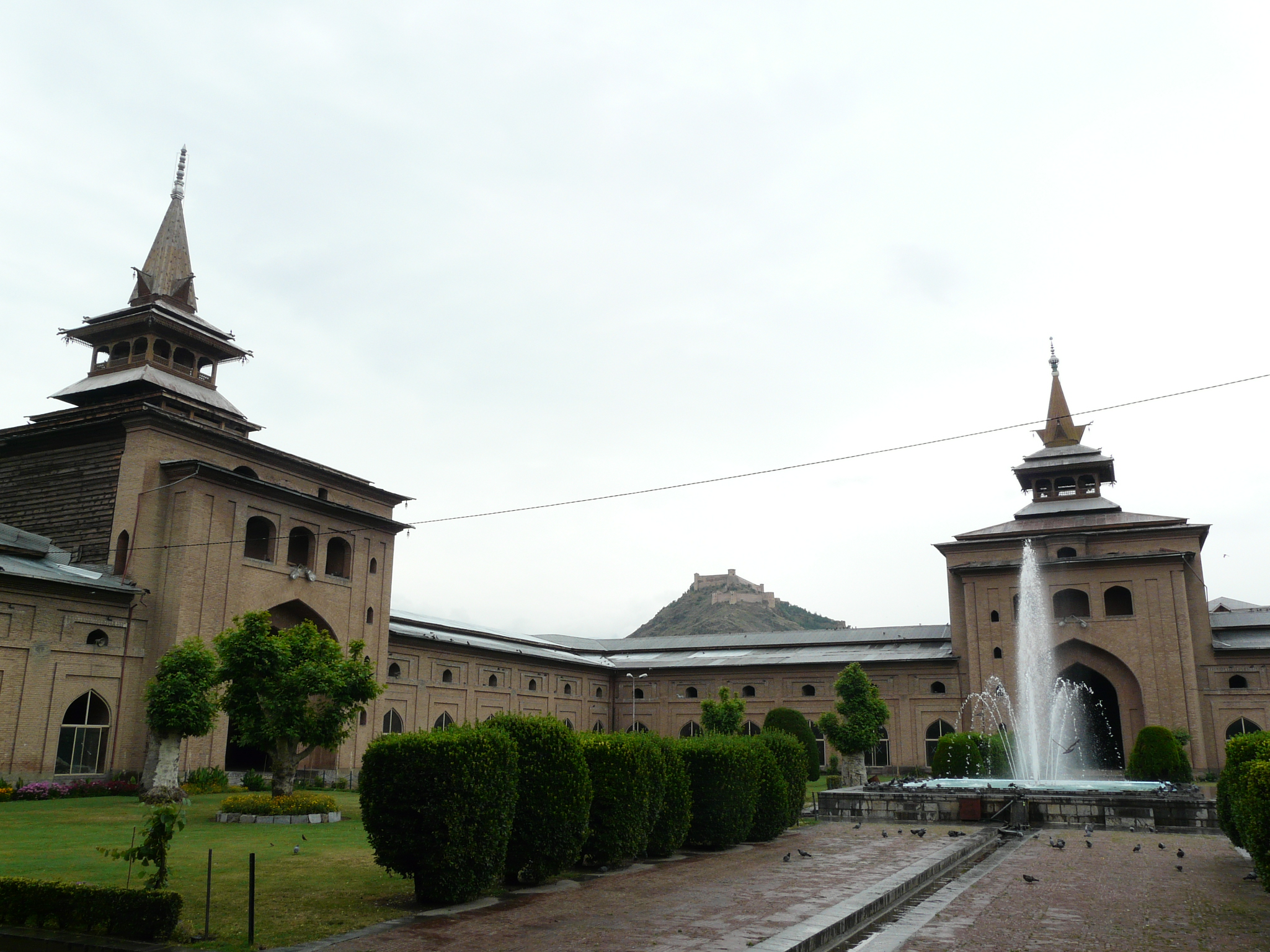
Срінагарська соборна мечеть, Кашмір, невідомий архітектор, 1394 р.

Гімалаї населені різними етнічними групами, зокрема пахарі, сино-тибетцями, кашмірцями, та багатьма іншими. Через релігійне й етнічне розмаїття архітектура цього регіону зазнала численних впливів. З огляду на логістичні труднощі та повільніший темп життя в Гімалаях, ремісники мали змогу приділяти час створенню складних дерев'яних різьблень і розписів, доповнених декоративними металевими виробами та кам'яною скульптурою — усе це втілюється як у релігійних, так і в громадських і військових спорудах. Ці стилі існують у різних формах — від Тибету й Кашміру до Ассаму та Нагаленду. Спільною рисою є похилі багатоярусні дахи храмів, мечетей і громадських будівель.

### Дравідійська архітектура

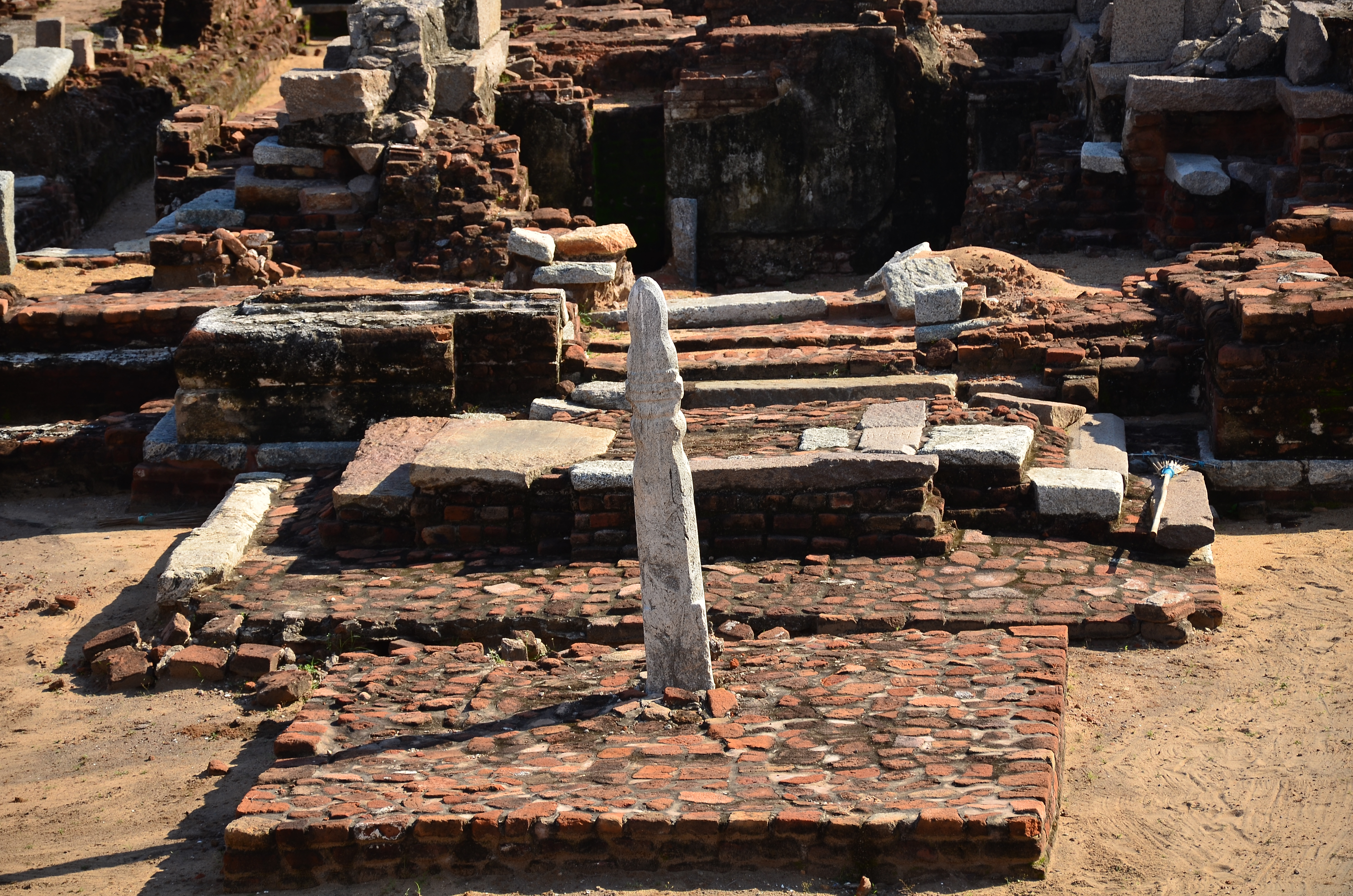
Кам'яний вел[en] на цегляній платформі при вході до храму Муруґана в Салуванкуппамі[en], невідомий архітектор, 300 р. до н.е.
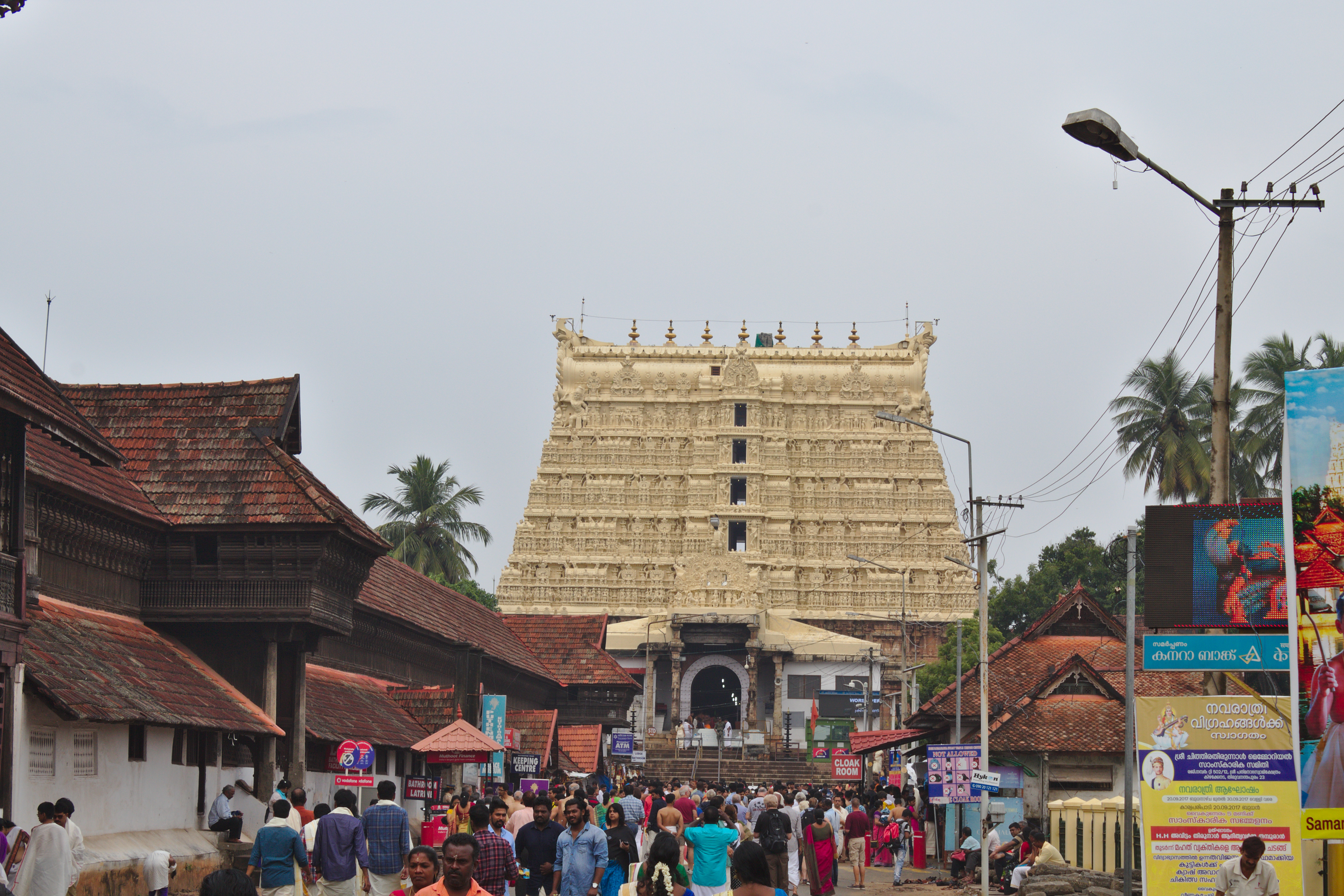
Храм Падманабхасвамі, Тіруванантапурам, Керала, невідомий архітектор, місцеве дравідійське святилище, ймовірно, існувало вже у IV столітті н.е.; місце поклоніння вайшнавітів з — з VIII століття н.е.; його гопурам зведено до XVI століття н.е.
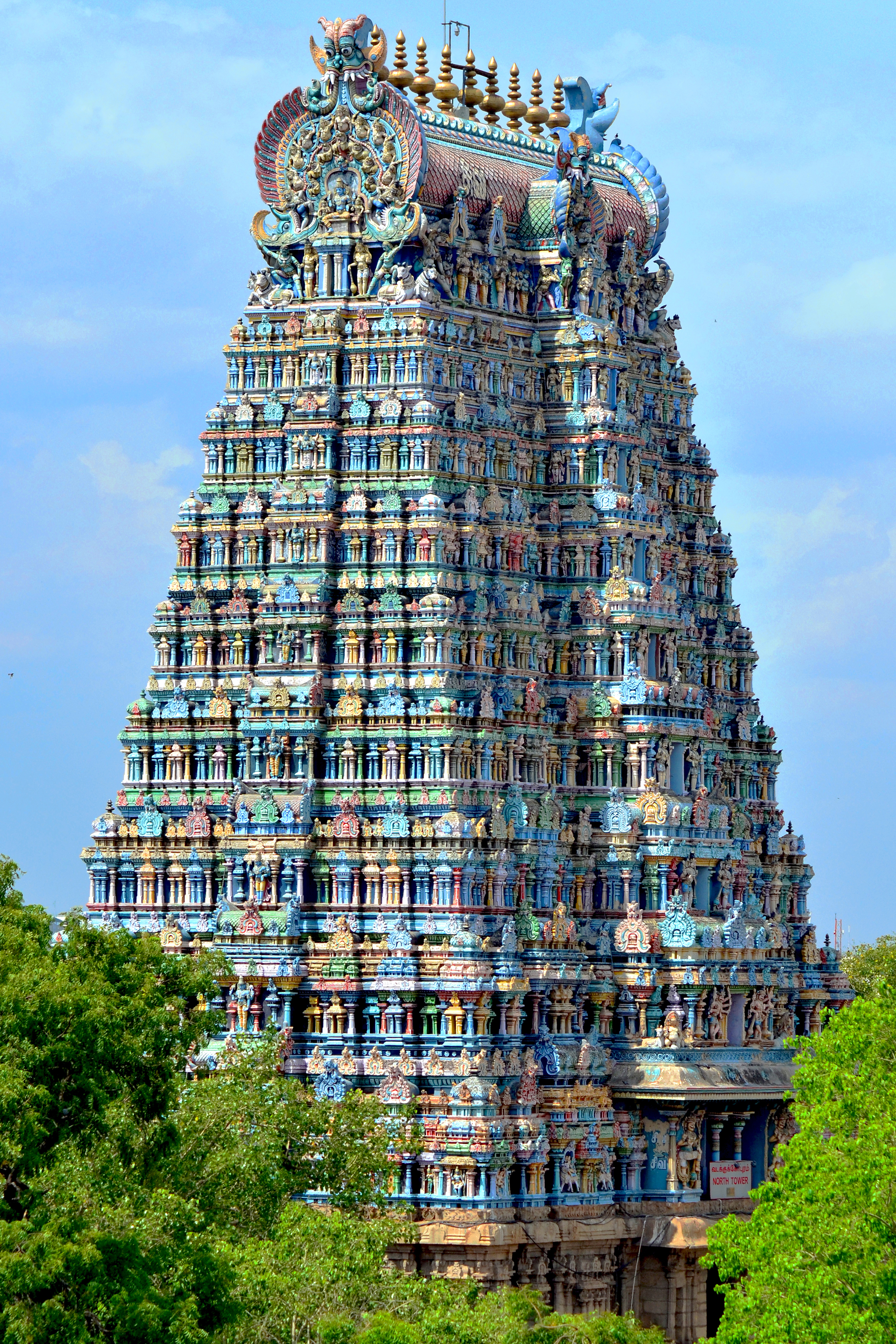
Храм Мінакші, Мадурай, Тамілнад, невідомий архітектор, прибл. 12 ст.

Це архітектурний стиль, що виник у південній частині Індійського субконтиненту та на Шрі-Ланці. До нього належать індуїстські храми з унікальним стилем, який передбачає наявність коротшої пірамідальної вежі над ґарбґріхою (святилищем), що називається вімана, тоді як на півночі будують вищі вежі, які зазвичай звужуються догори — шікхари. Сюди також входять світські споруди, у яких залежно від регіону дахи можуть бути похилими. У Тамільській країні цей стиль зазнав впливу періоду Сангам, а також архітектурних традицій великих династій, що там правили. На заході, в Кералі, стиль варіюється залежно від географічних чинників, таких як західна торгівля та мусони, що зумовлюють використання похилих дахів. Далі на північ, стиль Карната Дравіда змінюється залежно від різноманіття впливів і часто відображає художні тенденції, пов'язані з правлінням дванадцяти різних династій.

### Архітектура держави Калінґа

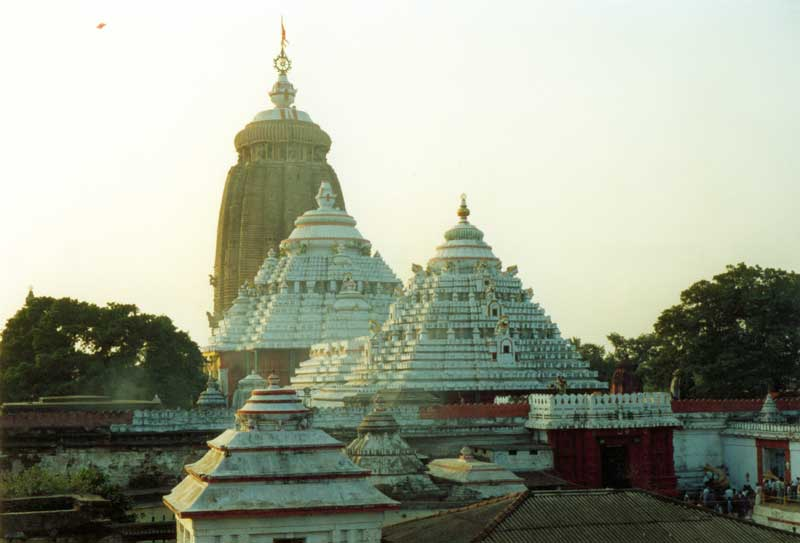
Храм Джаганнатха, Пурі, Одіша, Індія, одне з чотирьох найсвятіших місць (Дхам) індуїзму[102], невідомий архітектор, XII століття
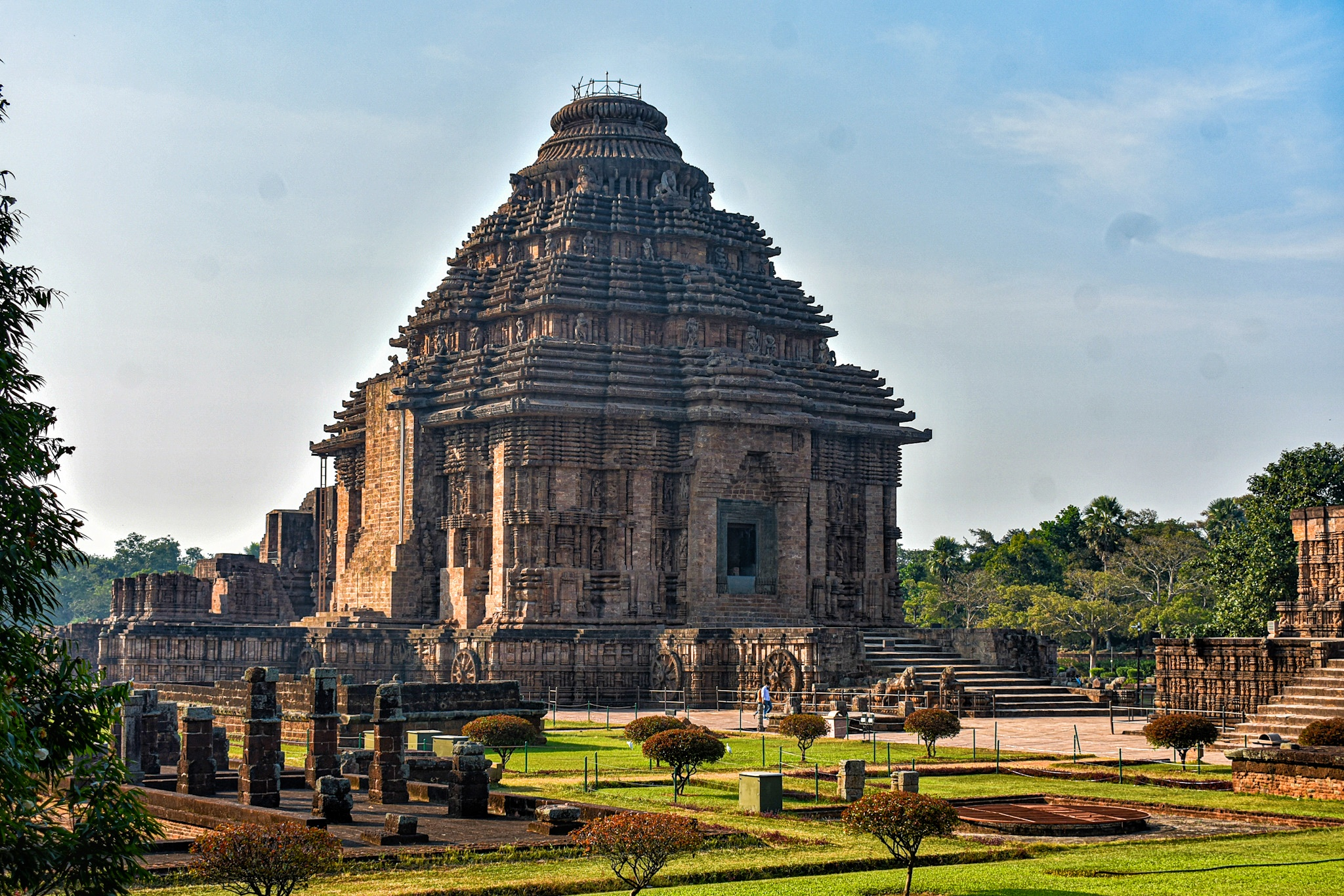
Храм сонця в Конарку, Пурі, невідомий архітектор, прибл. 1250 р.
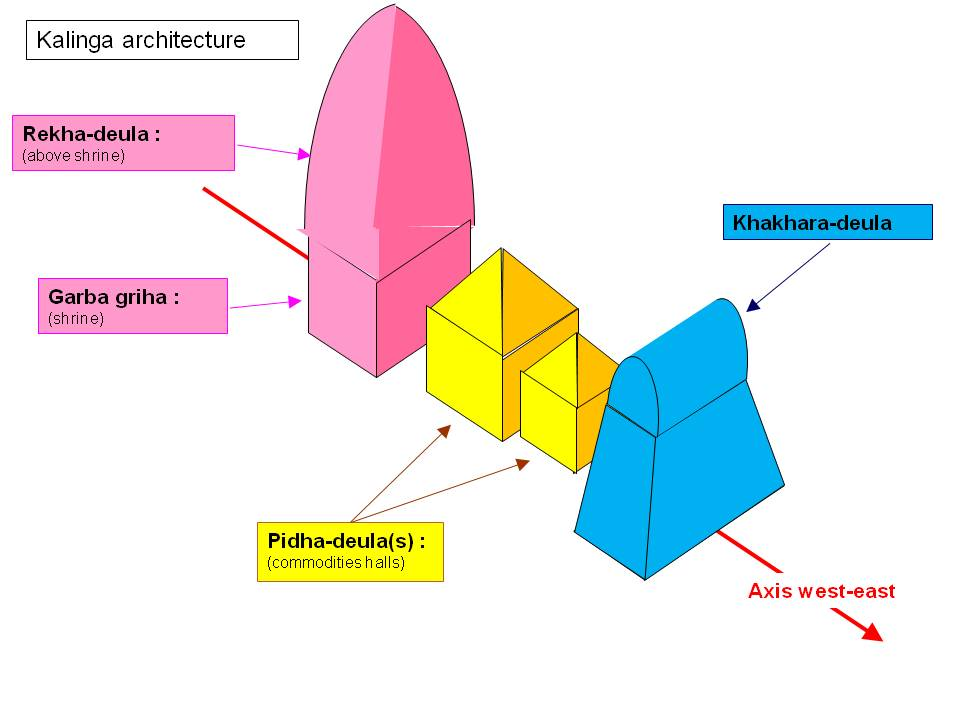
Спрощена схема храму стилю держави Калінґа

Стародавній регіон Калінґа відповідає сучасним східноіндійським територіям Одіші, Західного Бенгалу та північної частини Андгра-Прадешу. Його архітектура досягла розквіту між IX і XII століттями за підтримки династії Сомавамсі з Одіші. Щедро прикрашені сотнями скульптурних фігур, храми стилю Калінґа зазвичай містять повторювані форми, такі як підкови. Усередині захисних стін храмового комплексу розташовані три головні будівлі з характерними вигнутими вежами, які називають деул або деула та молитовні зали, що мають назву джагмохан.

## Східна та Південно-Східна Азія
Китайська та конфуціанська культура мали значний вплив на мистецтво й архітектуру в китайському світі (переважно у В'єтнамі, Кореї та Японії).

### Китай та В'єтнам

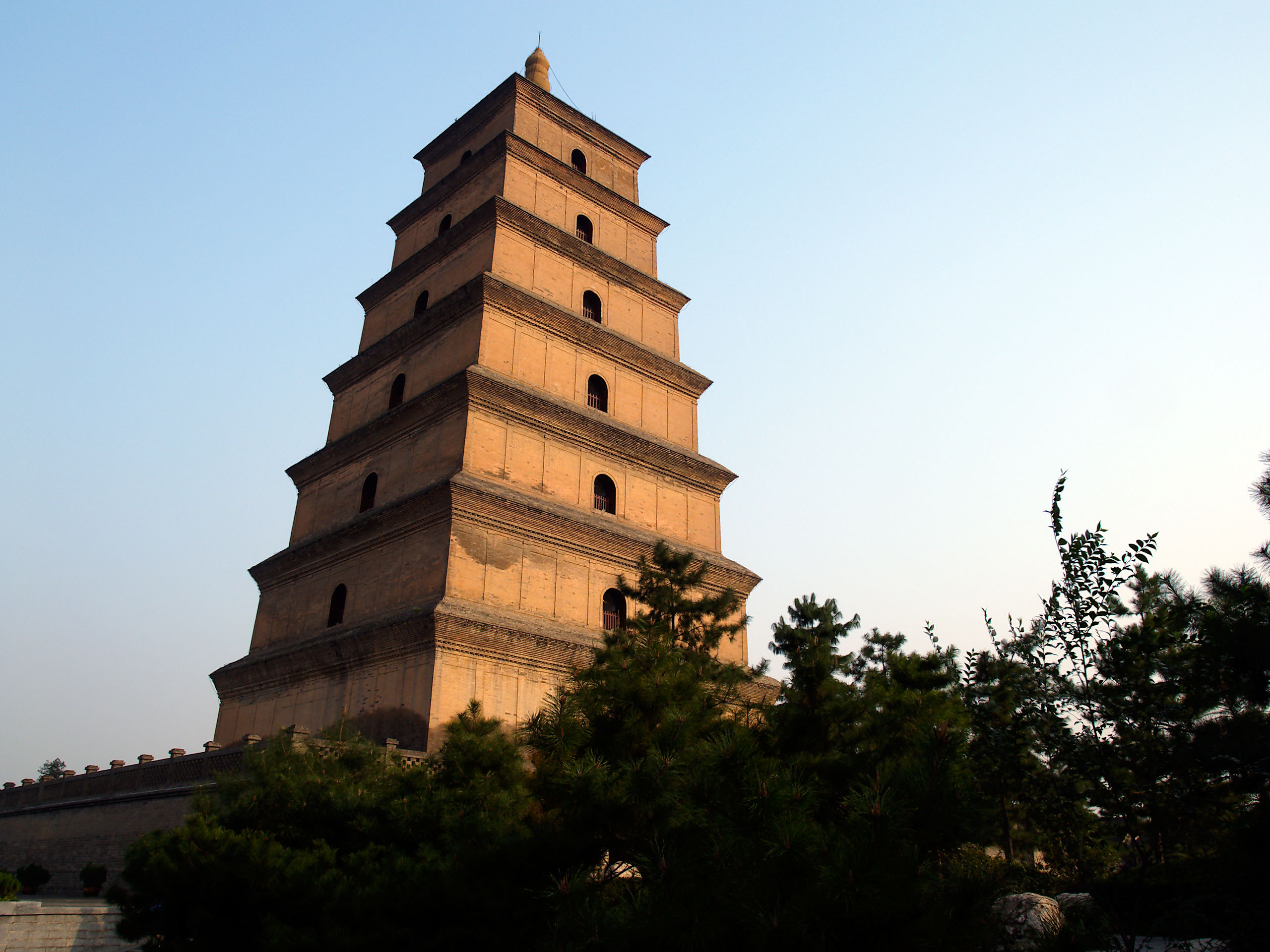
Велика пагода диких гусей у південному Сіані, провінція Шеньсі, Китай, невідомий архітектор, 652 рік
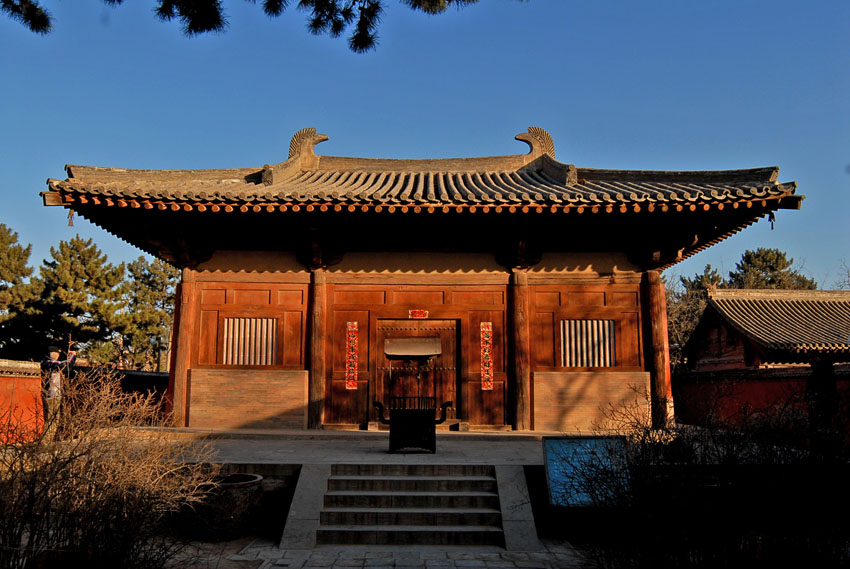
Головна зала монастиря Наньчан, Утайшань, Сіньчжоу, Шаньсі, Китай, невідомий архітектор, відреставрована в 782 році
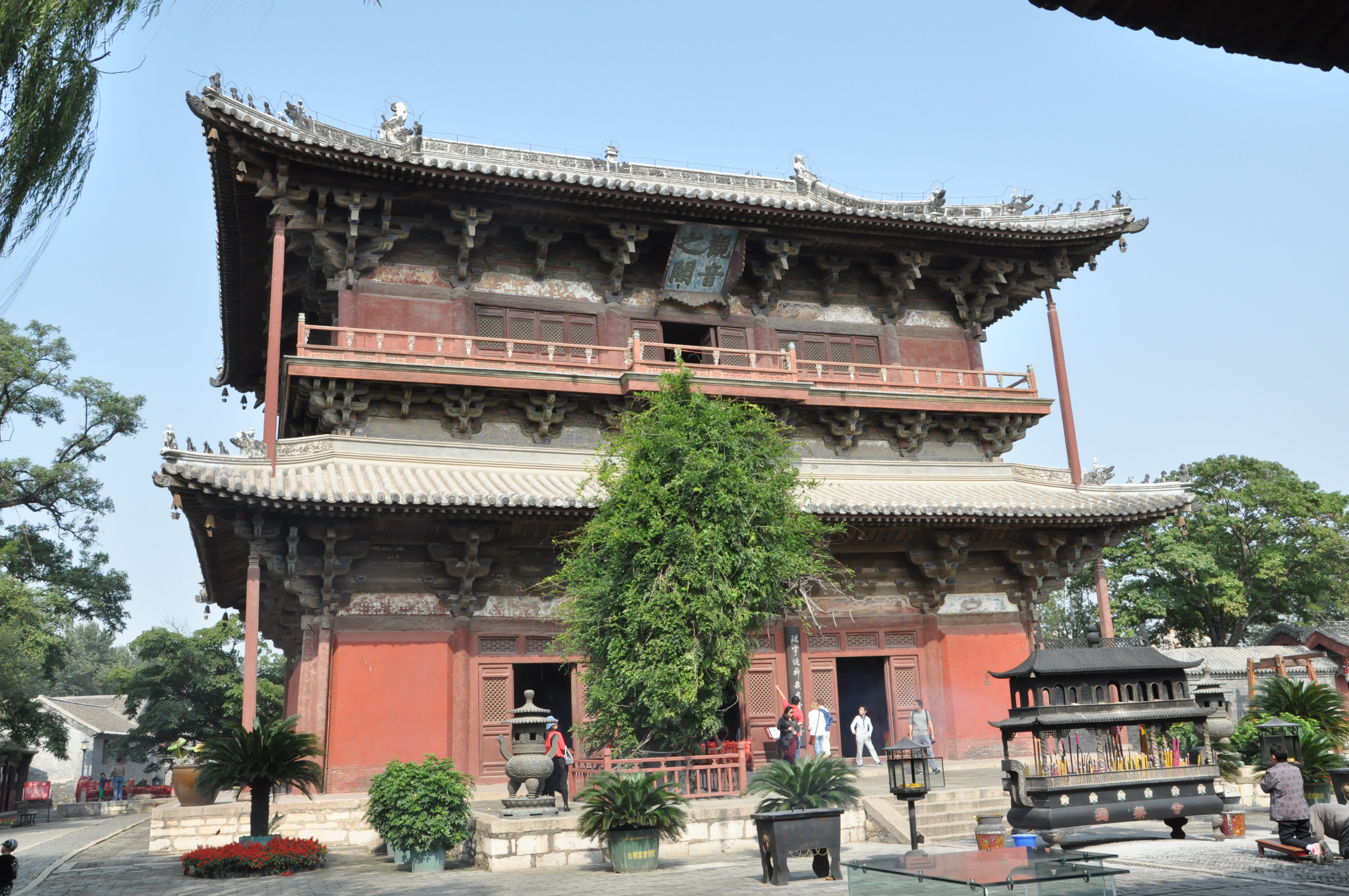
Павільйон Гуаньянь монастиря Дулє[en], Цзісянь[en], Китай, невідомий архітектор, 984 рік
Зала молитви за добрий врожай, головна будівля Храму Неба, Пекін, невідомий архітектор, 1703–1790 рр.
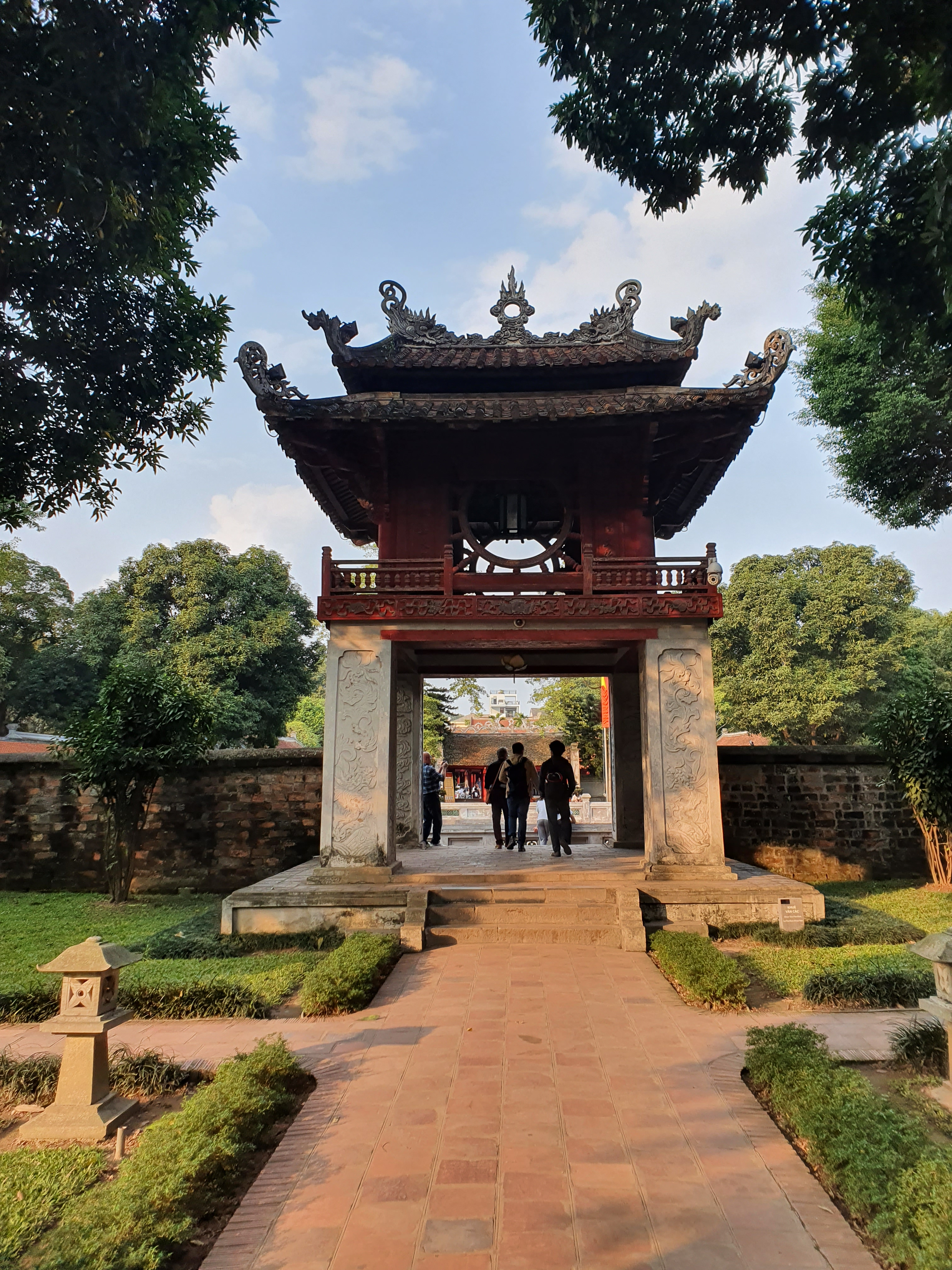
Храм Літератури, Ханой[en], В'єтнам, невідомий архітектор, 1070 рік

Те, що сьогодні вважається китайською культурою, має свої витоки в неолітичному періоді (10 000–2000 рр. до н. е.) і охоплює культурні осередки Яншао, Луншань, і Лянчжу в центральному Китаї. Деякі райони сучасного північно-східного Китаю також містять пам'ятки неолітичної культури Хуншань, яка виявляла риси протокитайської культури. Системи вірувань корінних китайців включали натуралізм, анімізм і культ героїв. Загалом для поклоніння натуралістичним божествам, таким як боги вітру й землі, використовували відкриті майданчики (тан, або вівтар), тоді як формальні будівлі (мяо, або храм) призначалися для вшанування героїв і померлих предків.
Більшість ранніх будівель у Китаї були дерев'яними конструкціями. Колони з системами кронштейнів на фасадах будівель, здебільшого у парній кількості, формували найбільший внутрішній простір у центральному міжколонному проході. Масивні черепичні дахи безпосередньо спиралися на дерев'яну конструкцію, а стіни зводилися з цегли або утрамбованого ґрунту.
Поширення буддизму в Китаї приблизно в I столітті н. е. започаткувало нову епоху релігійної практики, що, своєю чергою, призвело до появи нових типів споруд. У Китаї з'явилися культові споруди у вигляді печерних храмів, створених за зразком індійських висічених у скелі. Ще одним новим типом будівель, запровадженим буддизмом, стала китайська форма ступи (та) і пагоди. В Індії ступи споруджувалися на честь відомих осіб чи вчителів; відповідно, буддійська традиція пристосувала цю форму, щоб увічнити пам'ять великого вчителя — Будди. Китайська пагода поділяла символіку індійської ступи, і її спорудження здебільшого відбувалося за підтримки імператорських покровителів, які сподівалися здобути земні заслуги для наступного життя. Буддизм досяг свого розквіту в період між VI і VIII століттями, коли по всьому Китаю з'явилася безпрецедентна кількість монастирів. Було збудовано понад 4600 офіційних і 40 000 неофіційних монастирів. Вони різнилися за розміром залежно від кількості клуатрів (двірцевих галерей), яких могло бути від 6 до 120. Кожен клуатр складався з головної окремої споруди — зали, пагоди або павільйону — й оточувався критим коридором в прямокутному огородженому просторі, до якого вів будинок-брама.

### Японія та Корея

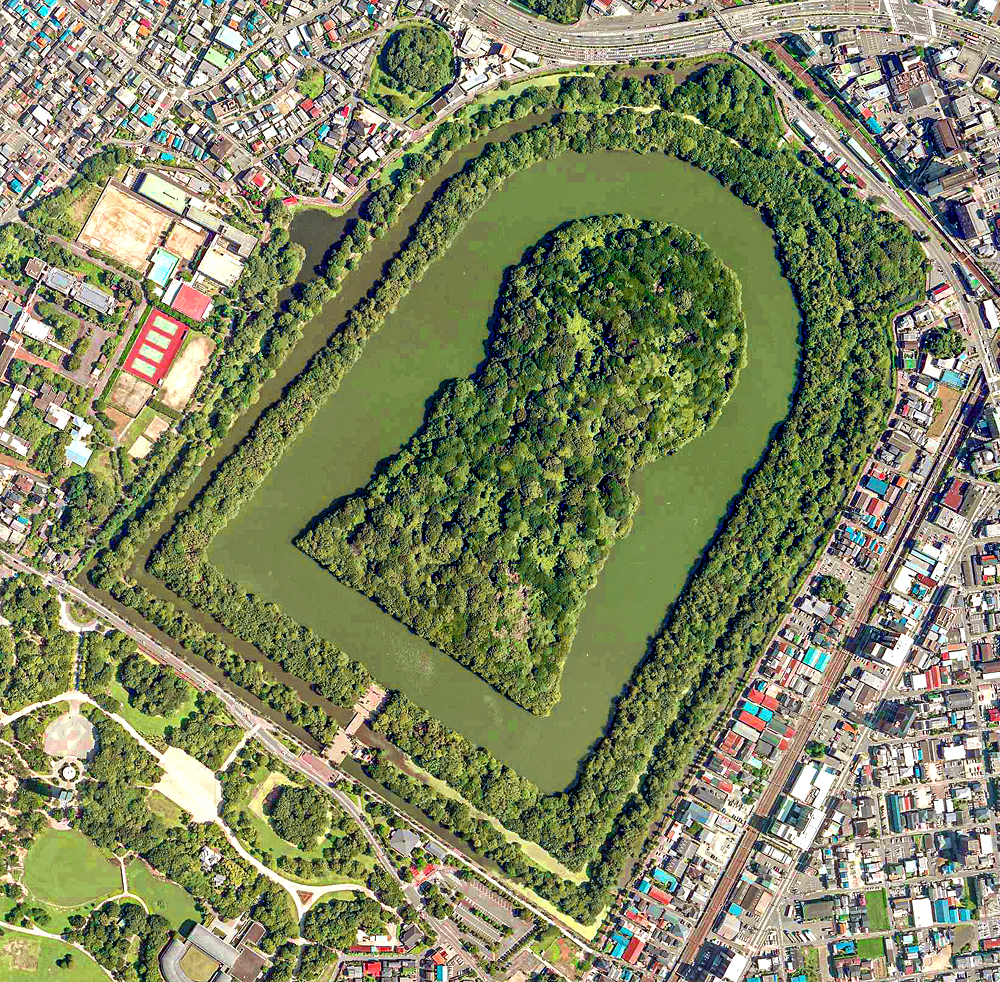
Мавзолей імператора Нінтоку, Сакай, Префектура Осака, Японія, невідомий архітектор, IV століття
Пагода в Хорю-дзі, буддійському храмі в Ікарузі, Префектура Нара, невідомий архітектор, 607 рік
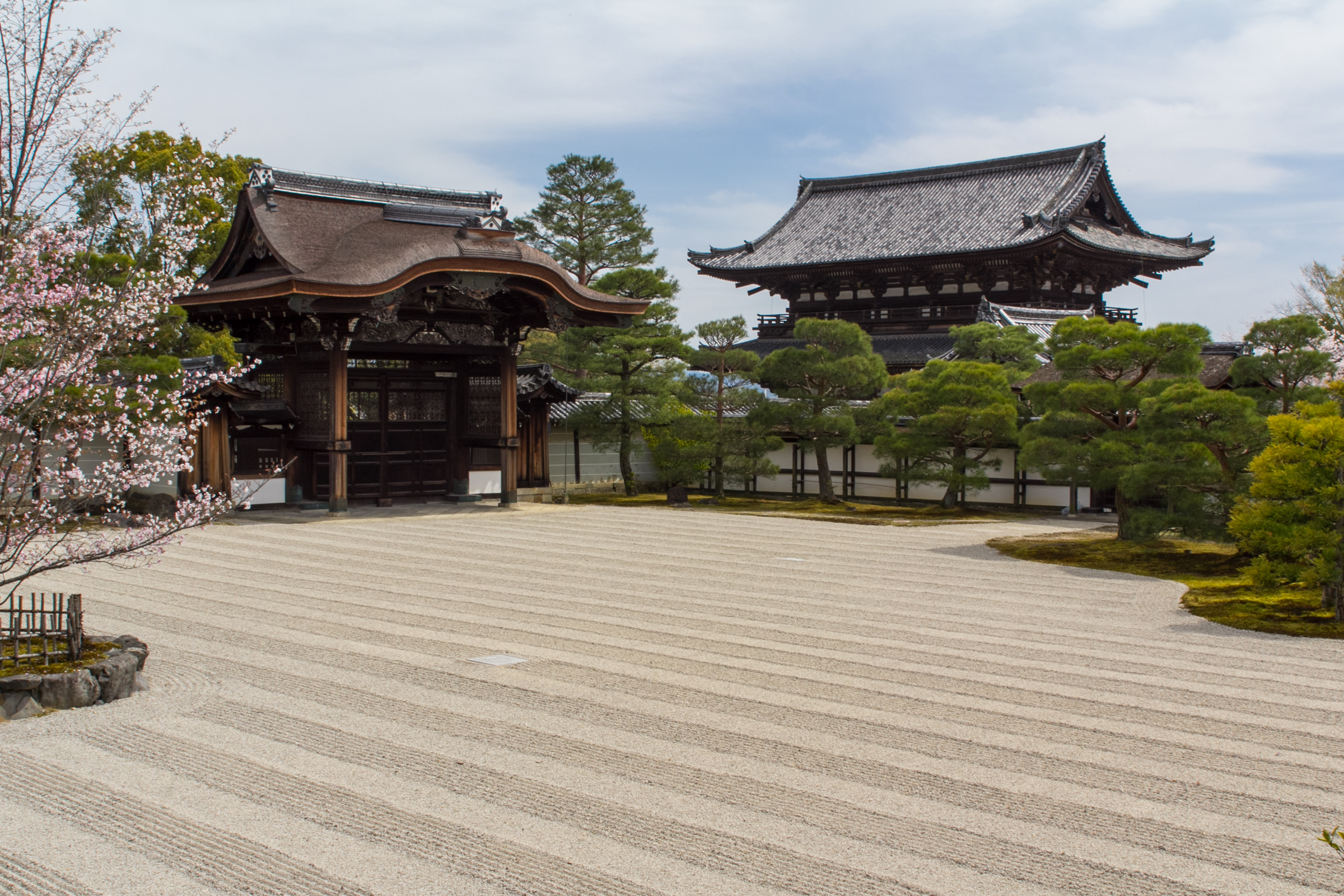
Сад храму Нінна-дзі в Кіото, префектура Кіото, приклад японського саду, невідомий архітектор, 888 рік
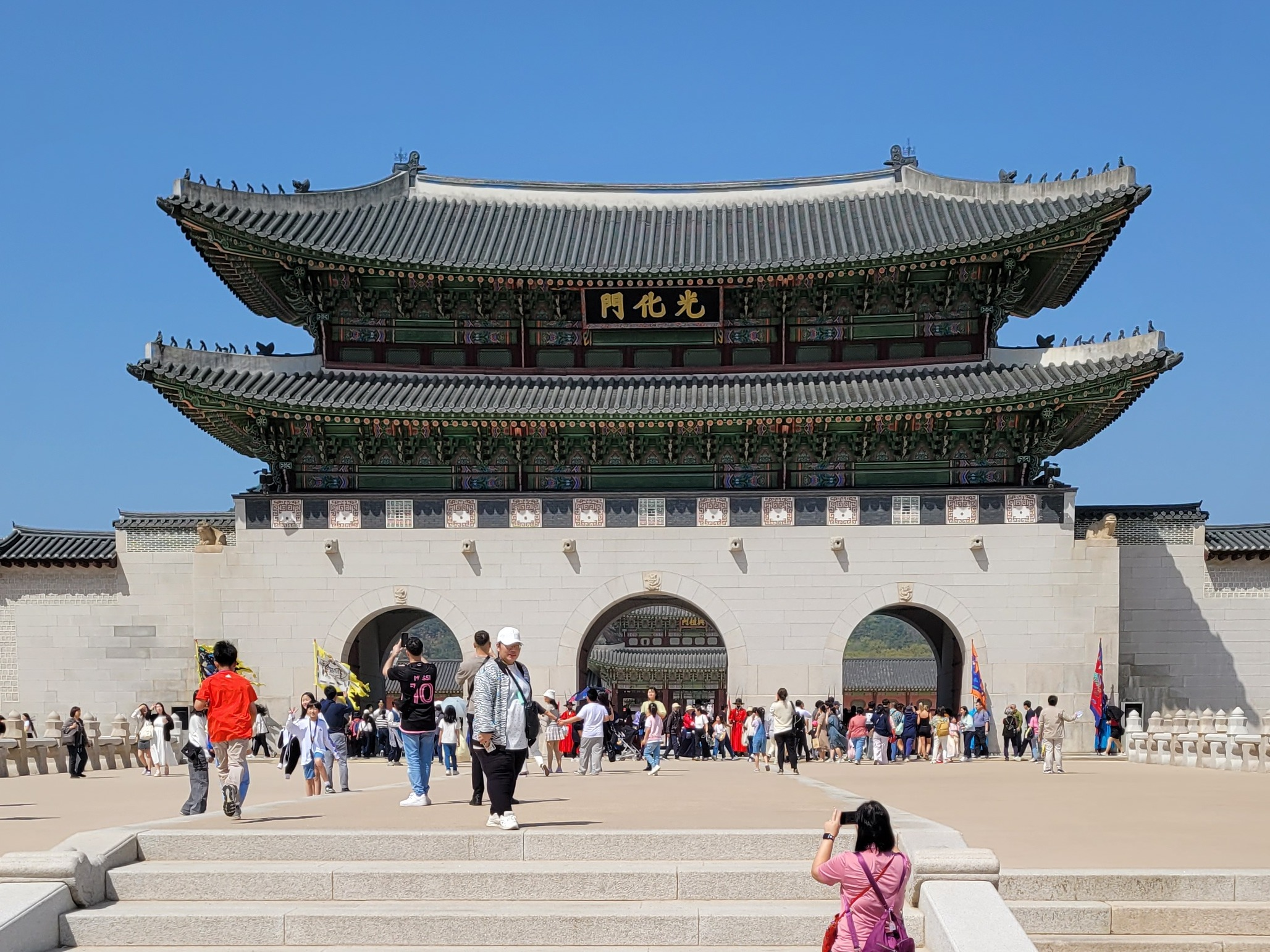
Палац Кьонбоккун, Сеул, Південна Корея, невідомий архітектор, 1395 рік
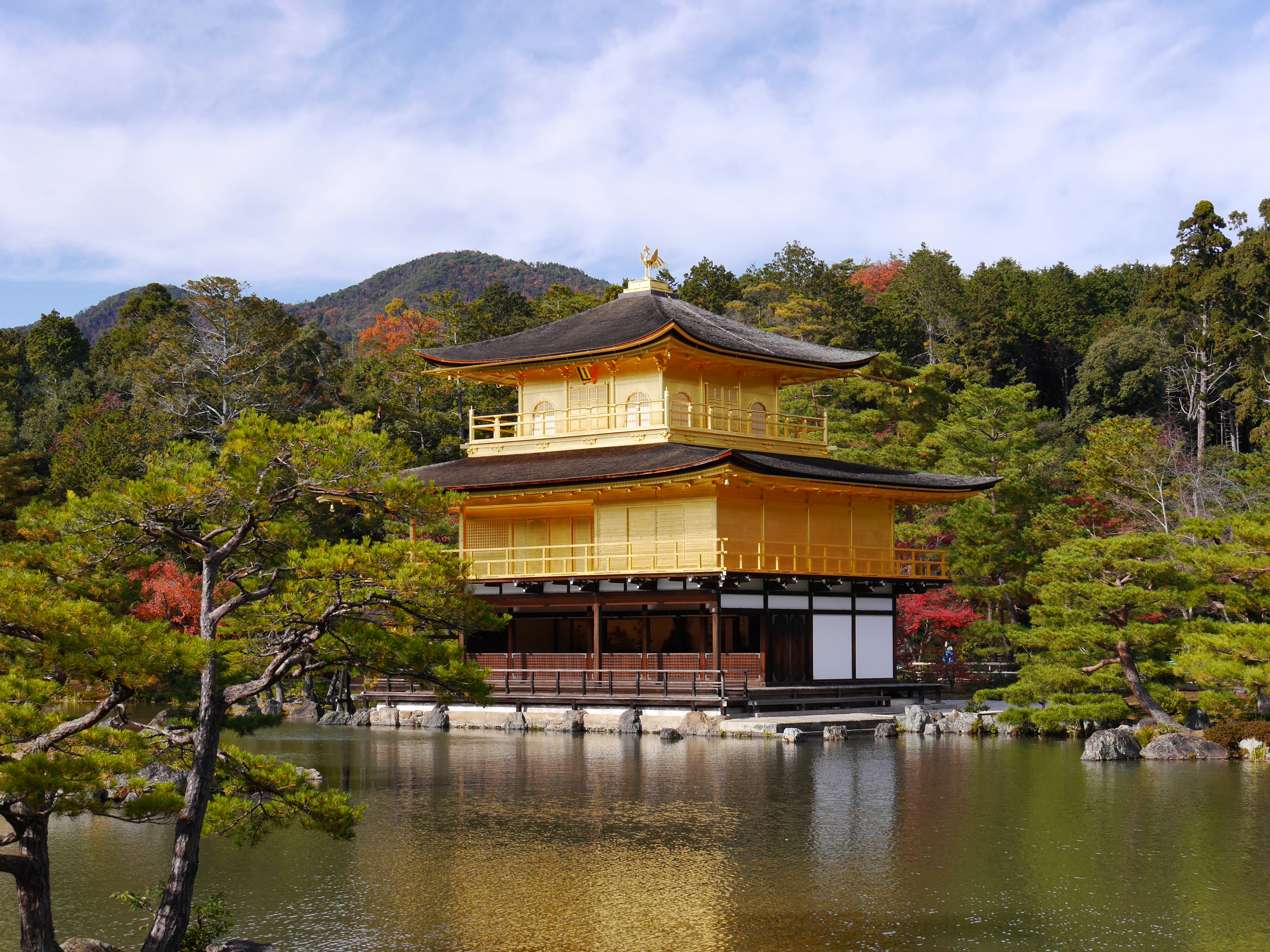
Монастир Кінкаку, Кітаяма, Кіото, дзен-буддійський храм у Кіото, невідомий архітектор, 1398 рік

Корейська архітектура, особливо період після Чосон демонструє вплив династії Мін-Цін.
Традиційно японська архітектура створювалася з дерева, а замість стін використовувалися фусума (розсувні двері), що дозволяло змінювати внутрішній простір залежно від потреб. Запровадження буддизму в середині VI століття через сусіднє корейське королівство Пекче, започаткувало масштабне будівництво дерев'яних храмів із наголосом на простоті; при цьому значна частина архітектурних форм була запозичена з Китаю та інших азійських культур. До кінця цього століття Японія будувала монастирі в континентальному стилі, зокрема храм, відомий як Хорю-дзі в Ікарузі. На відміну від західної архітектури, японські споруди рідко використовують камінь, окрім окремих елементів, таких як фундаменти. Стіни легкі, тонкі, ніколи не є тримальними і часто є рухомими.

### Кхмерська архітектура

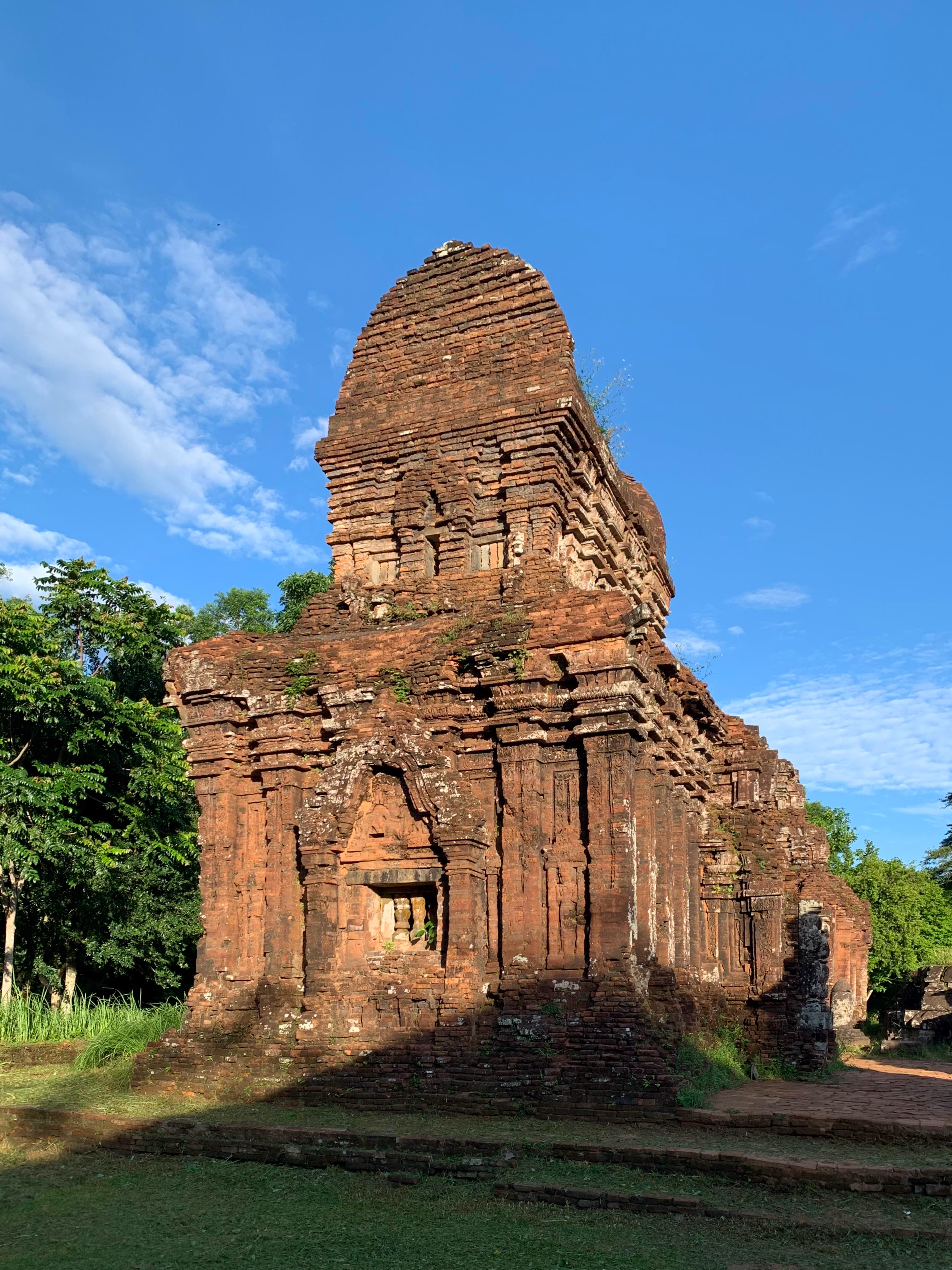
Храми Чампа, Мішон, В'єтнам, невідомий архітектор, прибл. IV століття
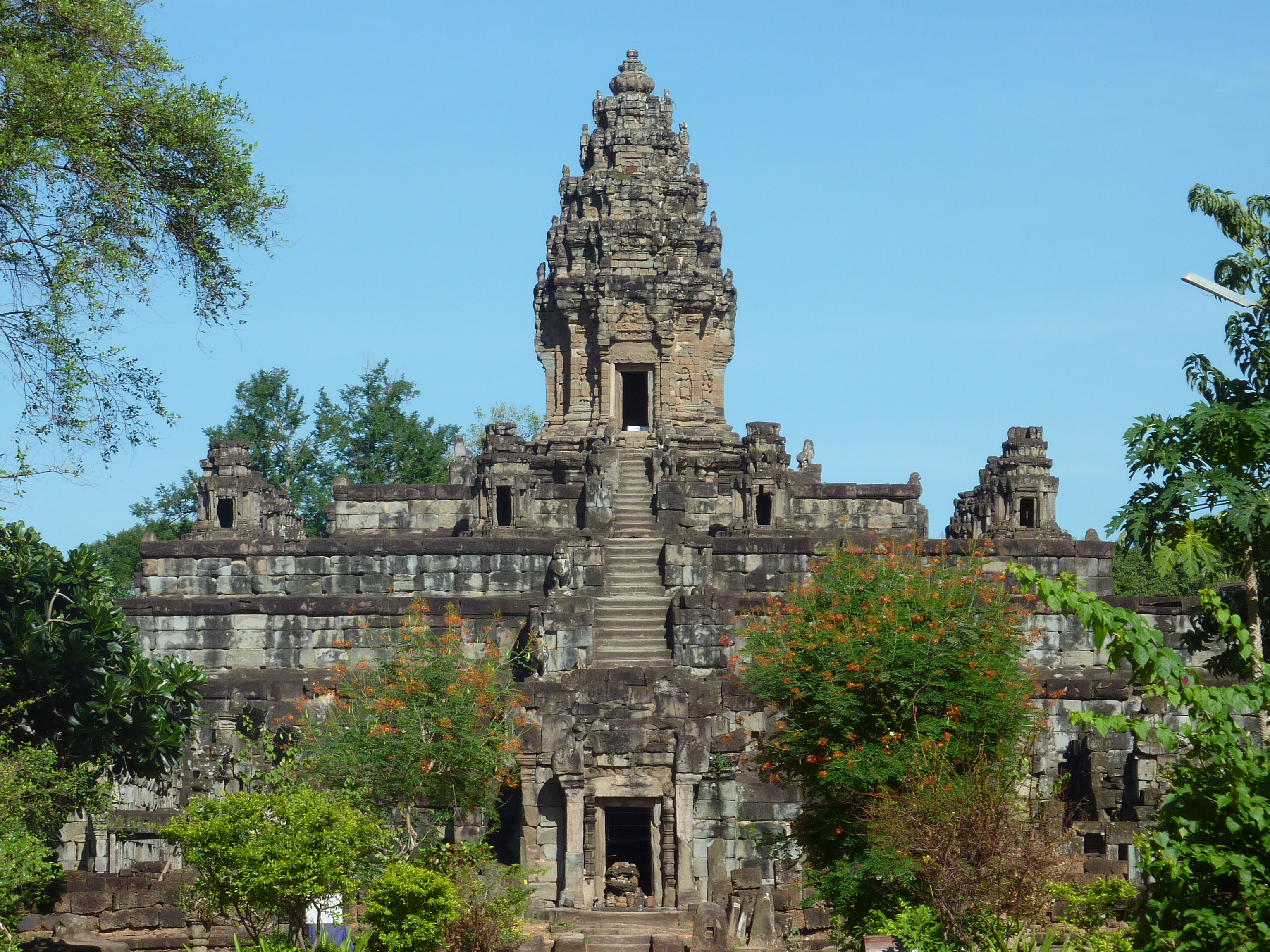
Баконг, Харіхаралайя, Ролуос[en], Камбоджа, невідомий архітектор, IX століття
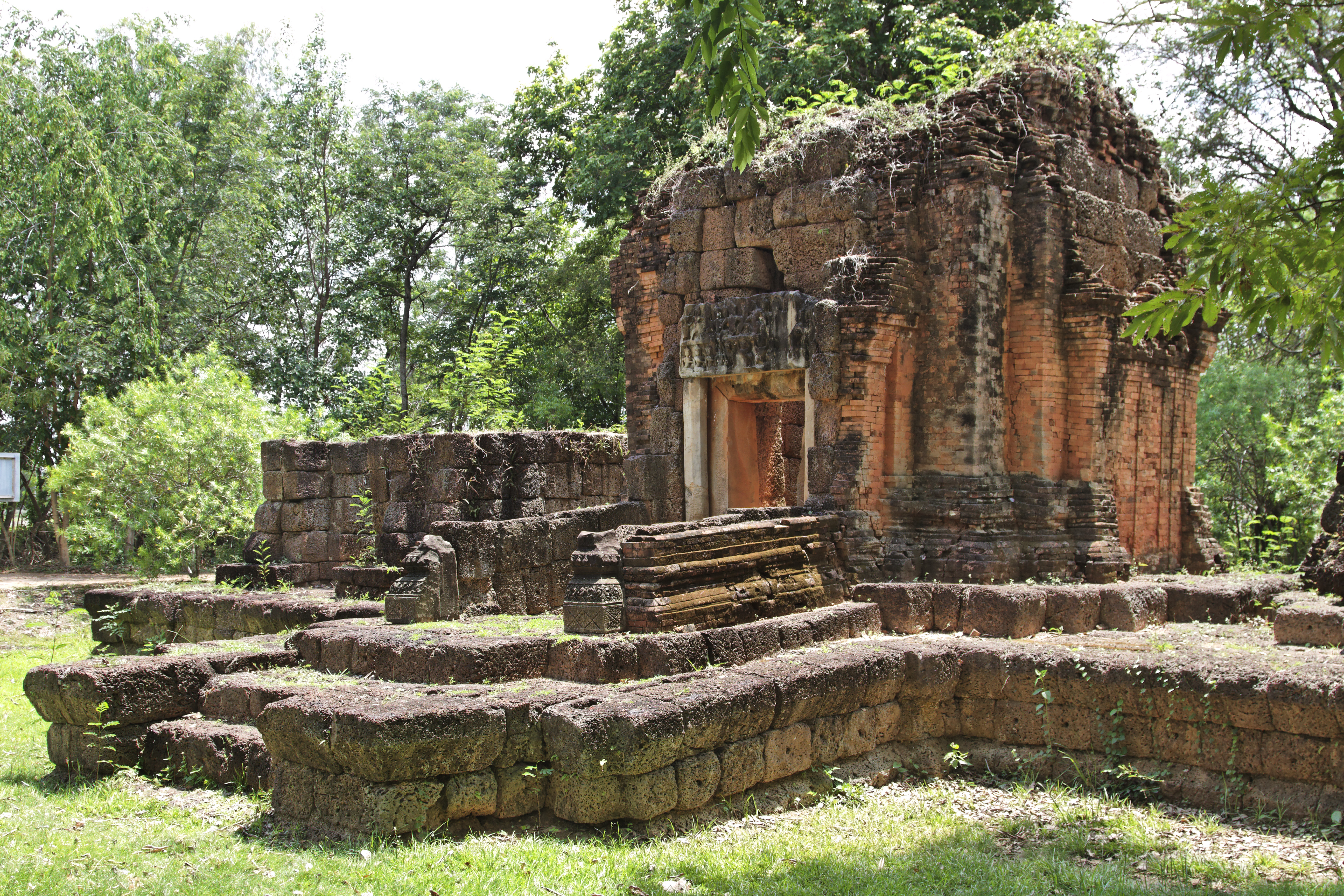
Prasat Prang Ku, Сісакет[en], Таїланд, невідомий архітектор, XII століття
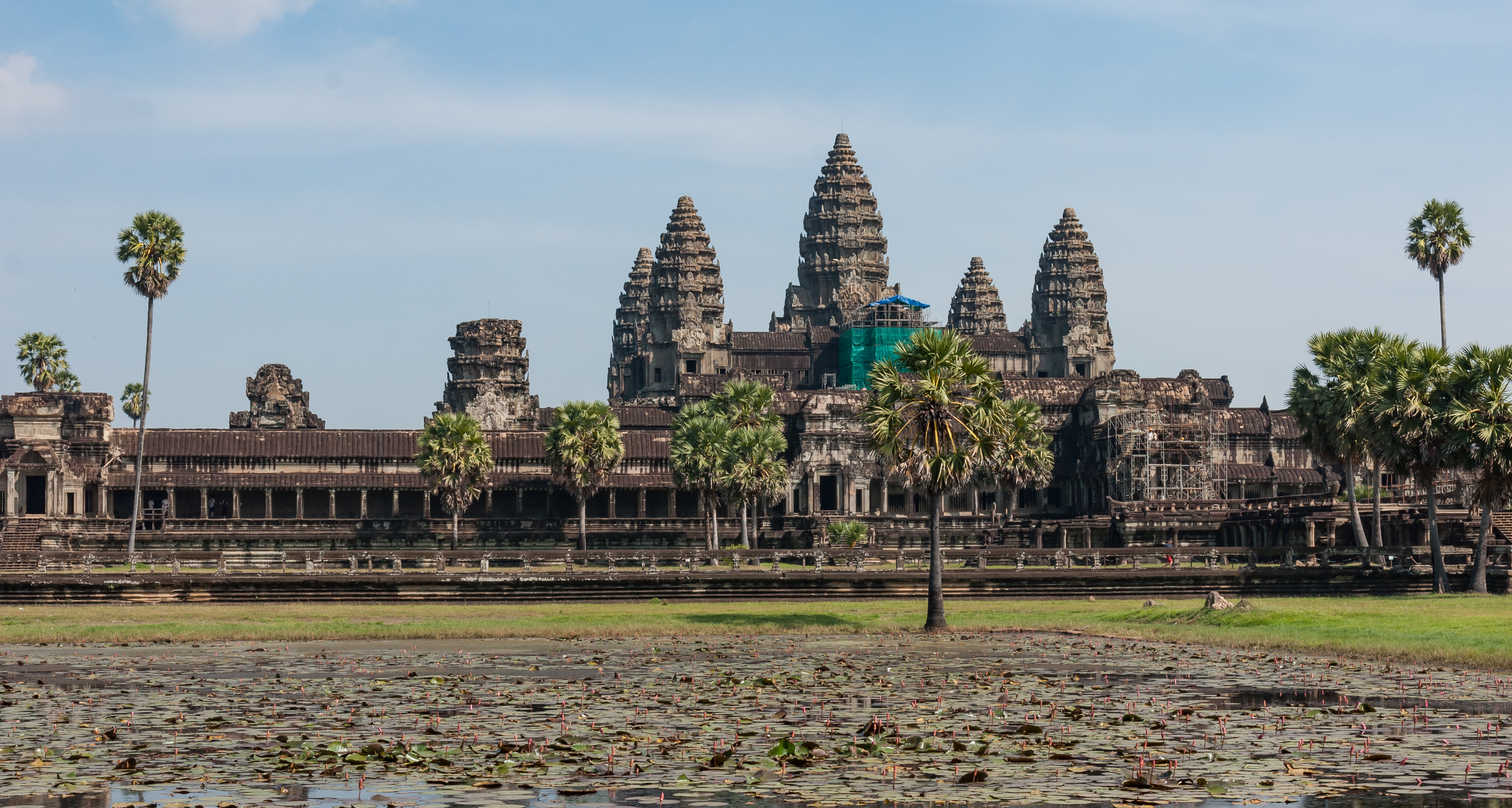
Ангкор-Ват, Ангкор, Камбоджа, невідомий архітектор, початок XII століття

Від початку IX століття до початку XV століття кхмерські королі правили обширною індуїстсько-буддійською імперією в Південно-Східній Азії. Ангкор, розташований на території сучасної Камбоджі, був її столицею, і більшість вцілілих будівель — це кам'яні храми, зорієнтовані на схід. Багато з них мають пірамідальну, ярусну форму, що складається з п'яти квадратних споруд із вежами — прасатами, які символізують священну п'ятивершинну гору Меру згідно з індуїстським, джайнським і буддійським ученням. Як оселі богів, храми будували з міцних матеріалів, таких як пісковик, цегла або латерит — глиноподібна речовина, що твердне при висиханні.
Архітектура Чампа у В'єтнамі також дотримується подібного стилю.

## Африка на південь від Сахари
Традиційна архітектура Африки на південь від Сахари є різноманітною та суттєво відрізняється залежно від регіону. Серед традиційних типів житла трапляються хатини, іноді з однією або двома кімнатами, а також різноманітні більші й складніші споруди.

### Західноафриканський та бантуський стилі

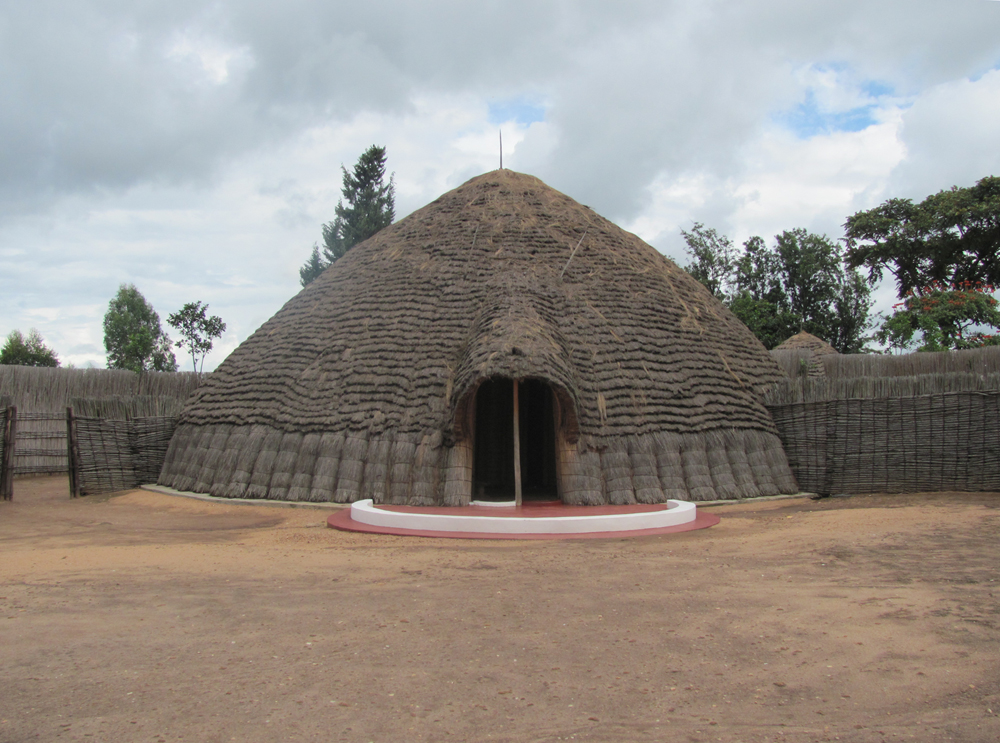
Королівський палац у Ньянзі, Руанда, невідомий архітектор, невідома дата
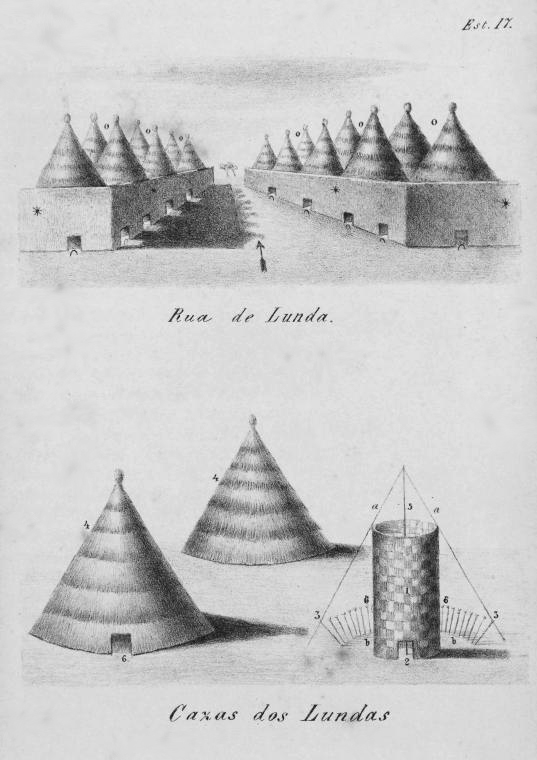
Ілюстрація вулиці та будинків Лунда 1854 року
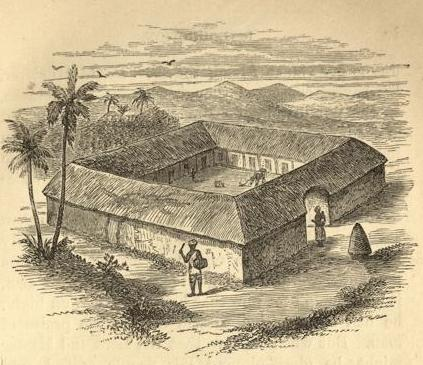
Архітектура Йоруба[en] зображена в книзі Анни Гіндерер[en] у середині XIX століття
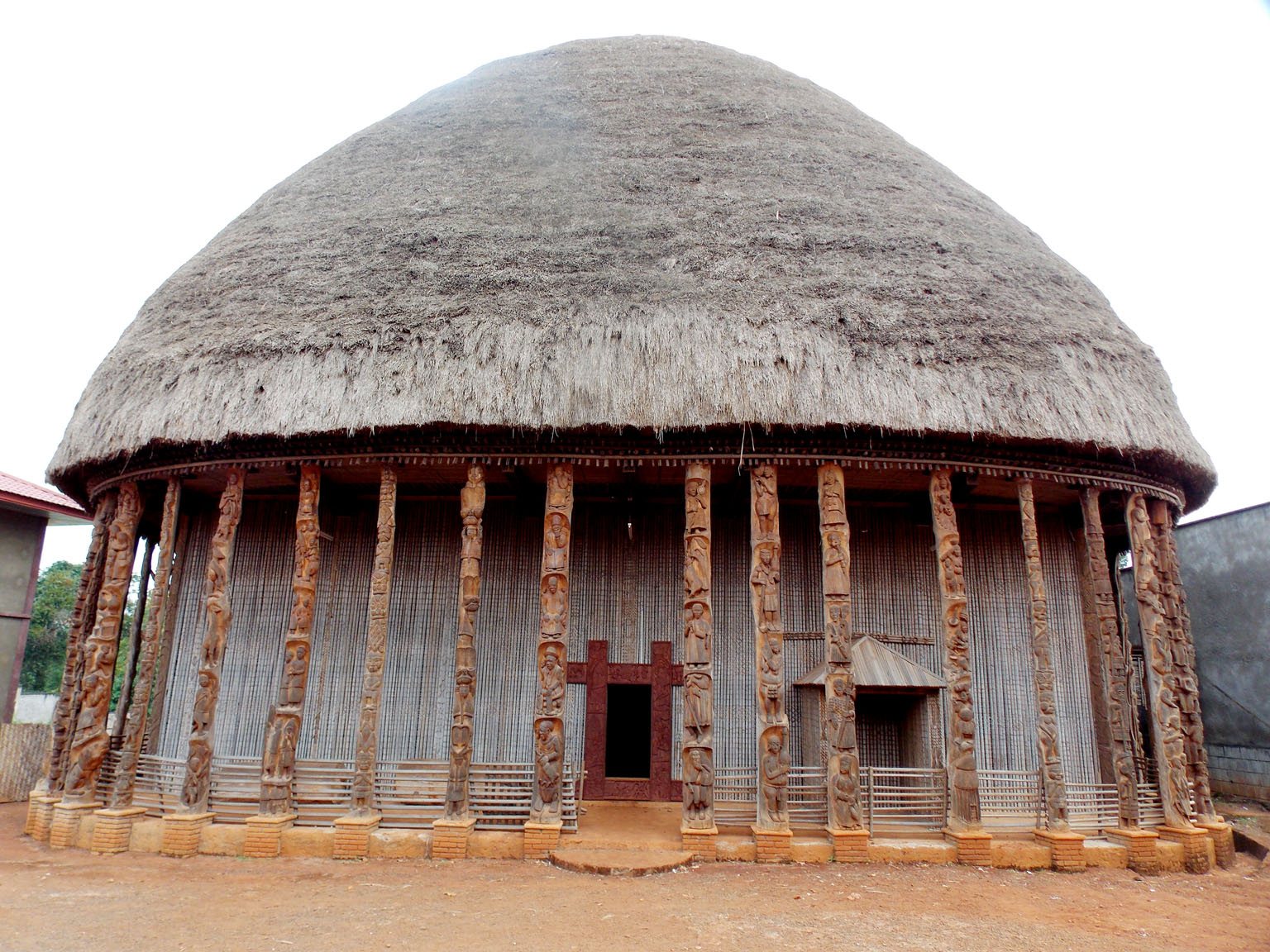
Традиційна архітектура Бамілеке, головна зала палацу Банджун[en] у Камеруні, з декоративно різьбленими дерев'яними колонами та дверним отвором, невідомий архітектор, невідома дата

У значній частині Західної Африки традиційно зустрічаються прямокутні будинки з гостроверхими дахами та внутрішніми дворами, іноді з кількома кімнатами та дворами (іноді прикрашені глинобитними рельєфами, як у ашанті в Гані, або різьбленими колонами, як у народу йоруба в Нігерії, особливо в палацах і помешканнях заможних людей). Окрім звичайного прямокутного типу житла з гострим дахом, поширеного в Західній Африці та на Мадагаскарі, існують також інші типи будинків: будинки-вулики, споруджені з каміння, викладеного по колу і накриті куполоподібним дахом, а також круглі будинки з конічним дахом. Перший тип, який також існував в Америці, особливо характерний для Південної Африки. Його використовували групи, що розмовляють мовами банту, у південній та частково східній Африці; будувалися вони з глини, жердин, соломи та коров'яка (прямокутні будинки були більш поширені серед народів, що розмовляють мовою банту, регіону Великого Конго та Центральної Африки). Кругла хатина з конічним дахом особливо поширена в Судані та Східній Африці, але також трапляється в Колумбії, Новій Каледонії, а також у Західному Судані та регіонах Сахелю Західної Африки, де вони іноді утворюють спільні житлові комплексих. Окремий стиль традиційної дерев'яної архітектури існує серед народів Камерунського нагір'я, зокрема серед бамілеке.
У кількох західноафриканських суспільствах, зокрема в королівстві Бенін (і в інших народів едо), а також у королівствах йоруба, хауса, у таких місцях, як Дженне-Дженно (дописламське місто в Малі), та в інших регіонах, міста та поселення були оточені великими стінами з глинобитної цегли або саману, а іноді й монументальними ровами та земляними укріпленнями, такими як Ередо Сунгбо у йорубському королівстві Іджебу в Нігерії) та Рів Беніну (в нігерійському королівстві Бенін). У середньовічній південній Африці існувала традиція укріплених кам'яних поселень, таких як Велике Зімбабве та Хамі.
Знамените Бенін-Сіті на південному заході Нігерії (столиця Королівства Бенін), зруйноване каральною експедицією, являло собою великий комплекс будинків з викладеної шарами глини, з вальмовими дахами, вкритими ґонтом або пальмовим листям. Палац мав послідовність церемоніальних залів і був прикрашений латунними табличками. Його оточував монументальний комплекс земляних укріплень і стін, будівництво яких, як вважається, розпочалося ще в ранньому Середньовіччі.

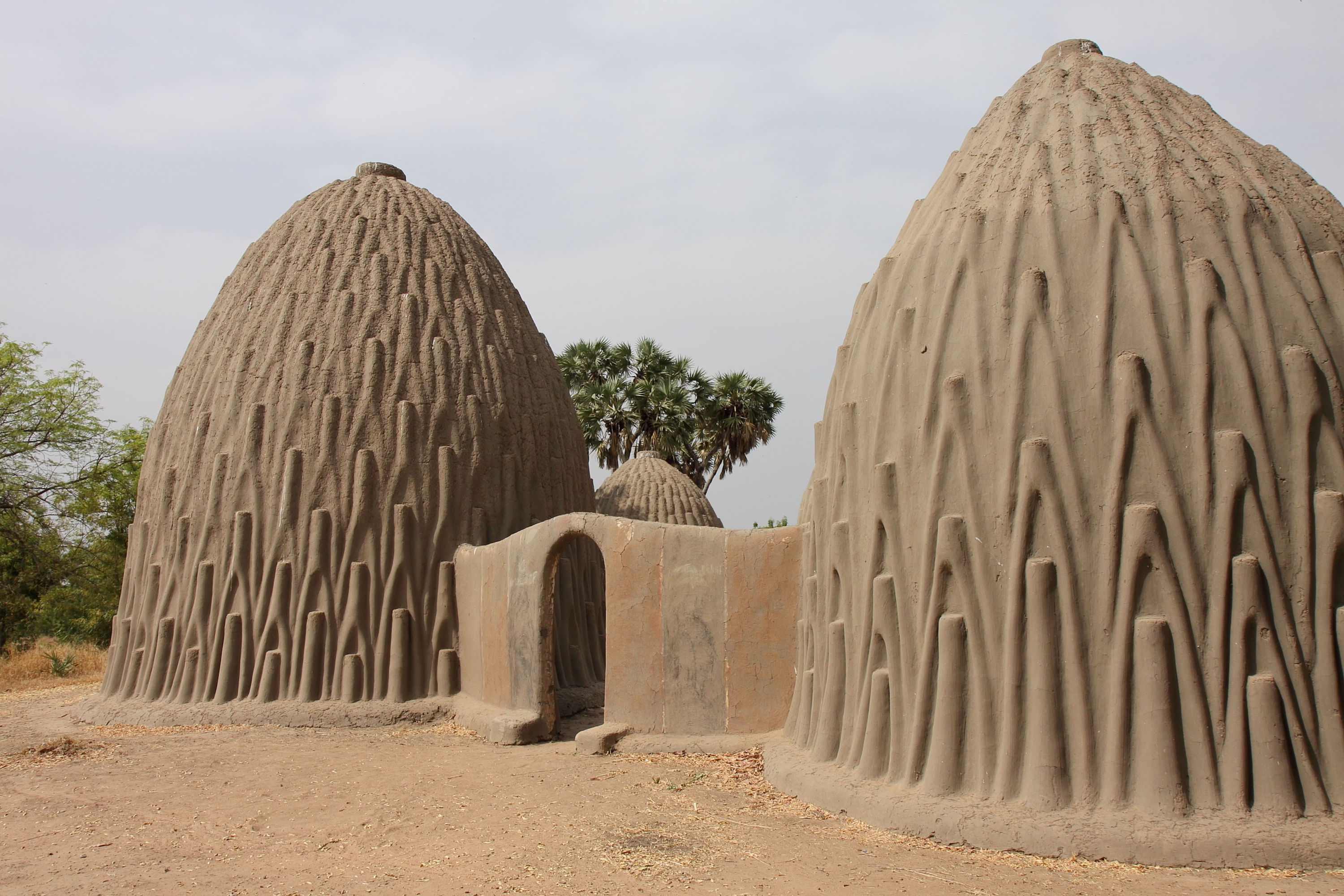
Будинки у формі вулика етнічної групи мусґум[en] у Пуссі[fr], Камерун, невідомий архітектор, невідома дата
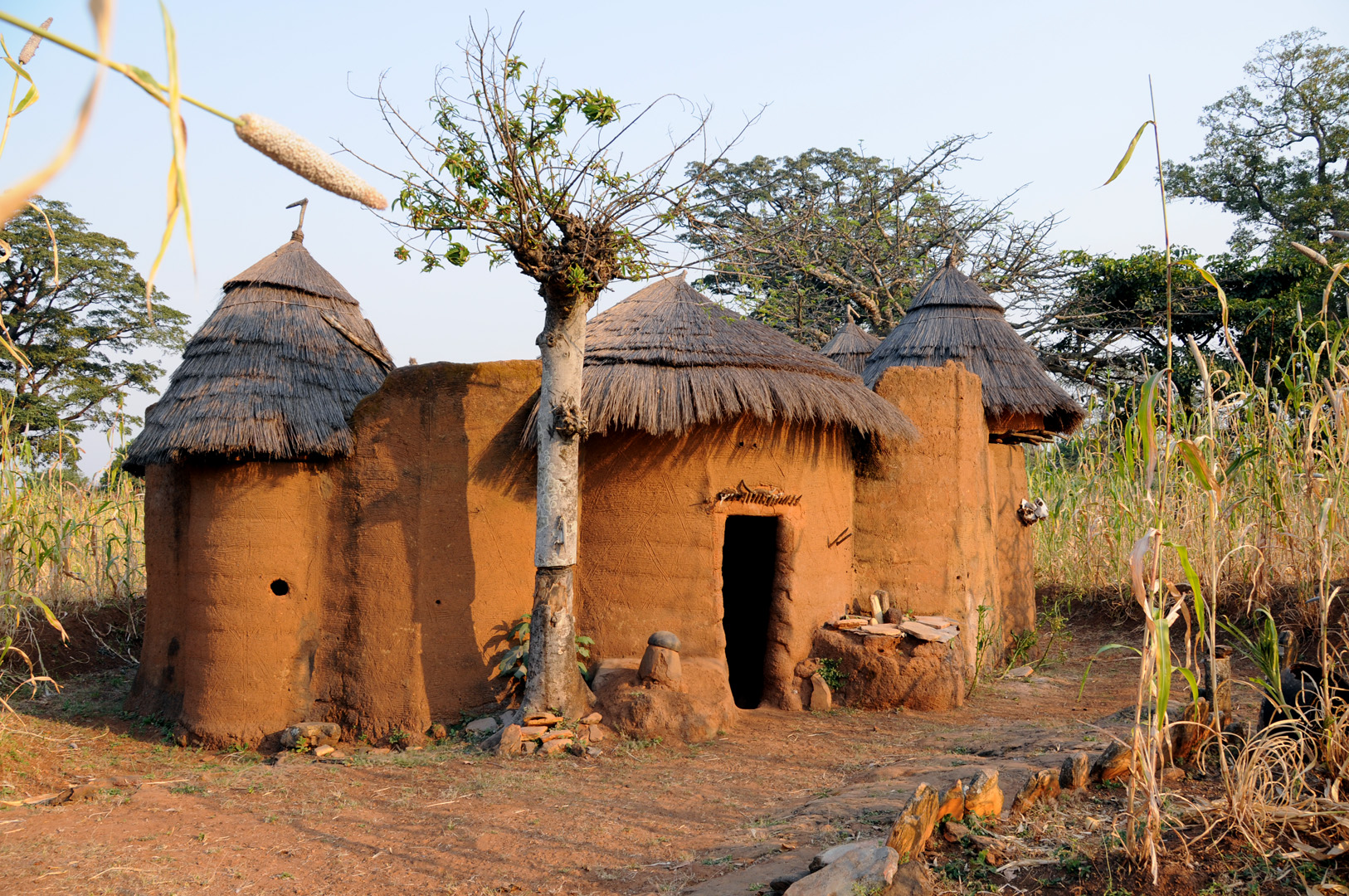
Традиційне житло народу таммарі[en] в департаменті Атакора на півночі Республіки Бенін (не плутати з Нігерійським королівством Бенін), невідомий архітектор, невідома дата
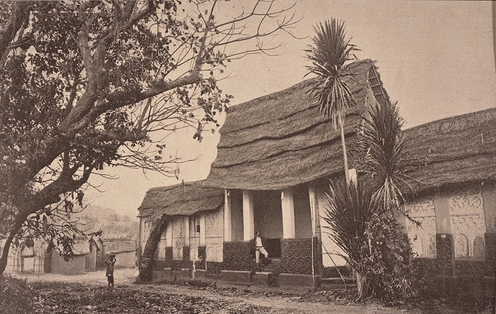
Палац Ашанті Кваку Дуа в Кумасі, Гана, невідомий архітектор, 1896 р.
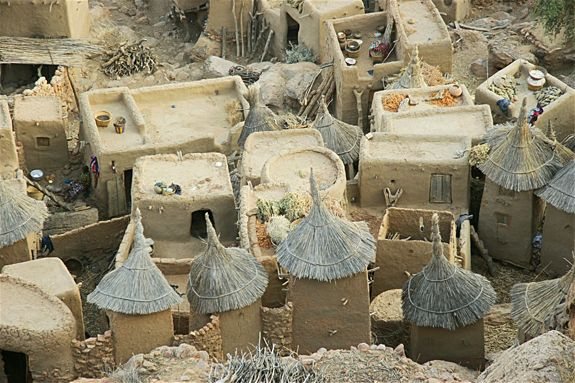
Село догонів у Малі, зі стінами, зведеними за методом плетіння й обмазки[en], невідомий архітектор, невідома дата
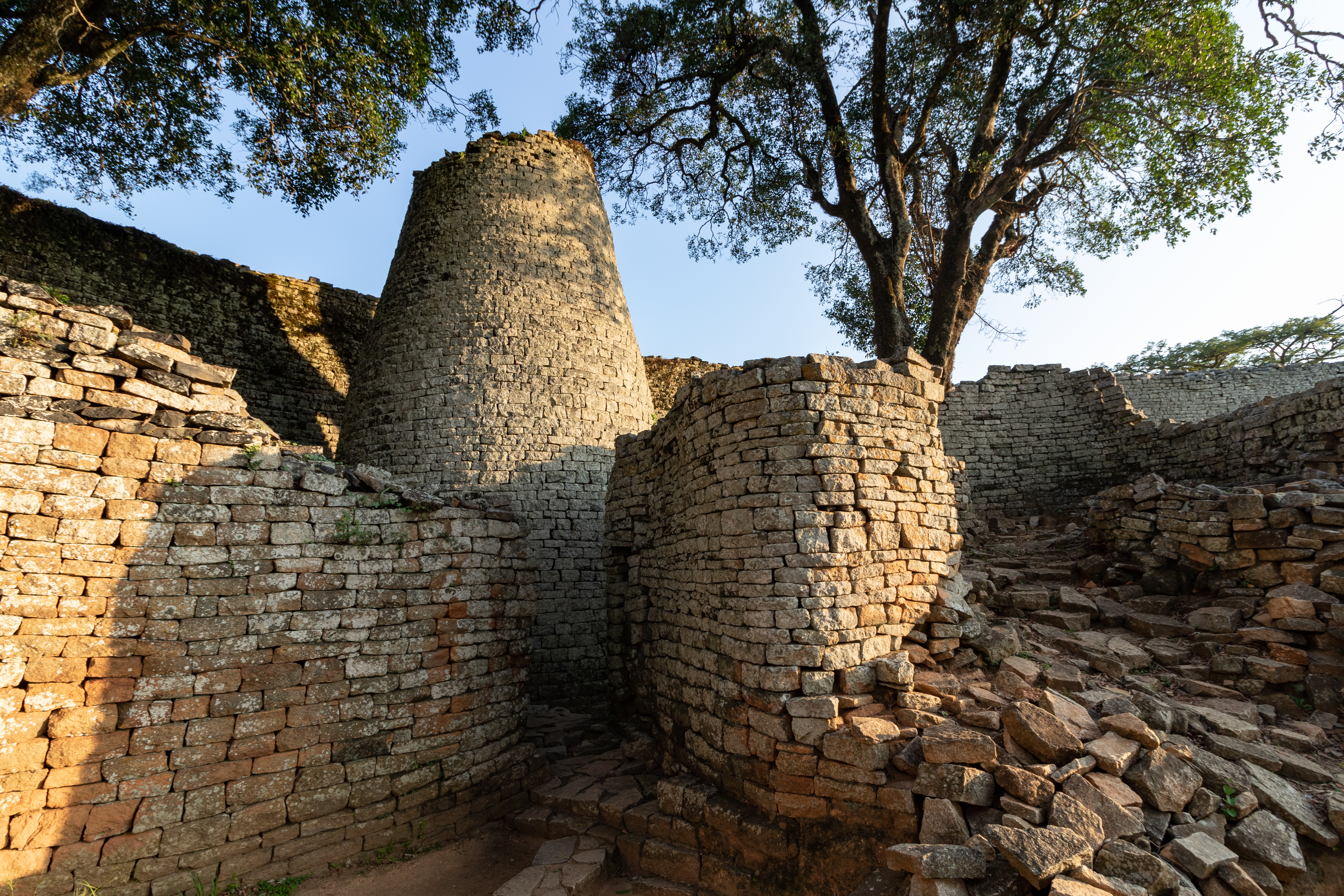
Конічна вежа всередині Великої огорожі у Великому Зімбабве, середньовічному місті, збудованому процвітаючою культурою, невідомий архітектор, прибл. XI–XIV ст.

### Судано-сахельська архітектура

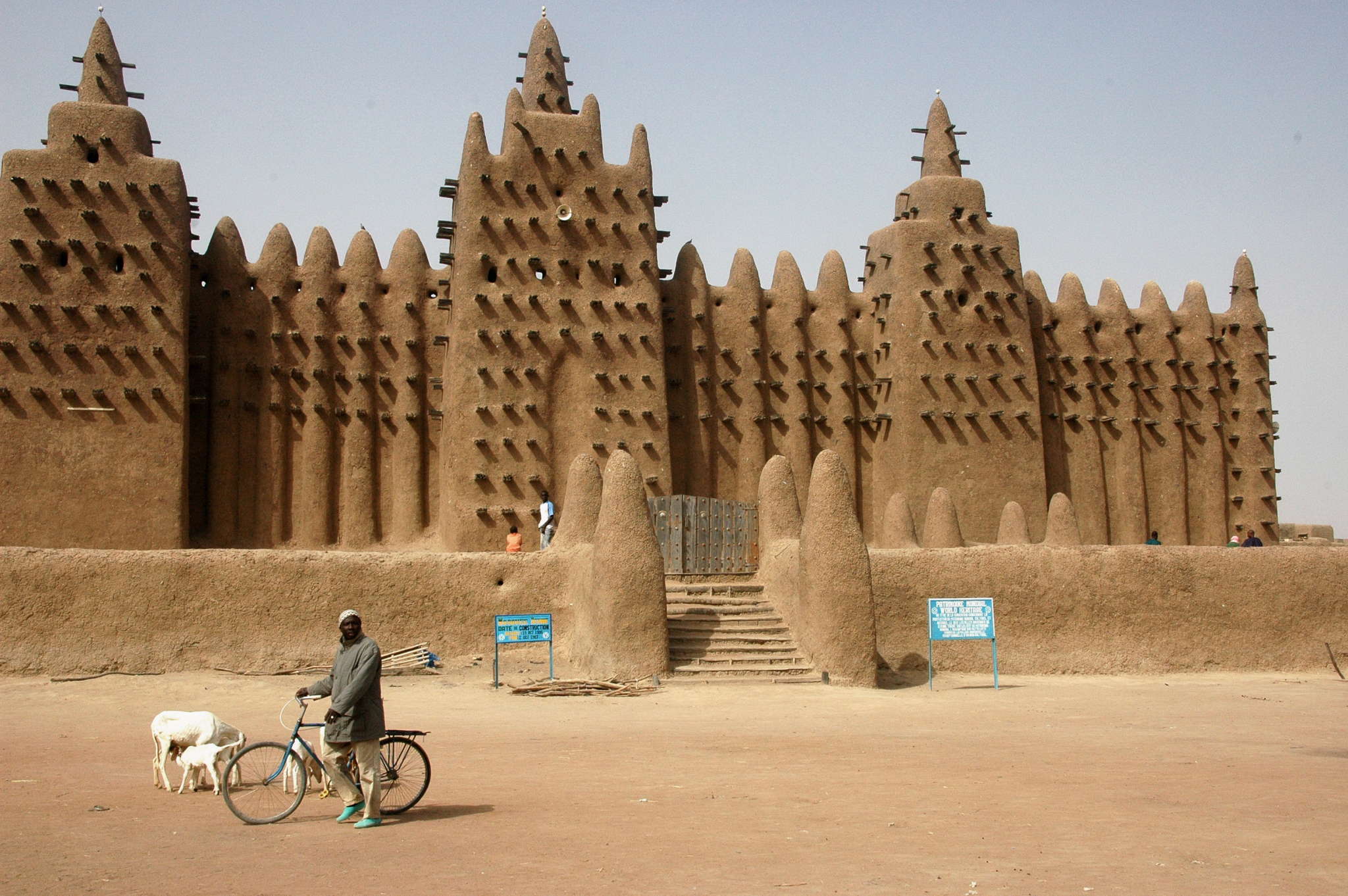
Велика мечеть Дженне, Дженне, Малі, символ судано-сахельської архітектури[en], невідомий архітектор, спочатку збудована у XIII–XIV століттях, перебудована у 1907 році, саман
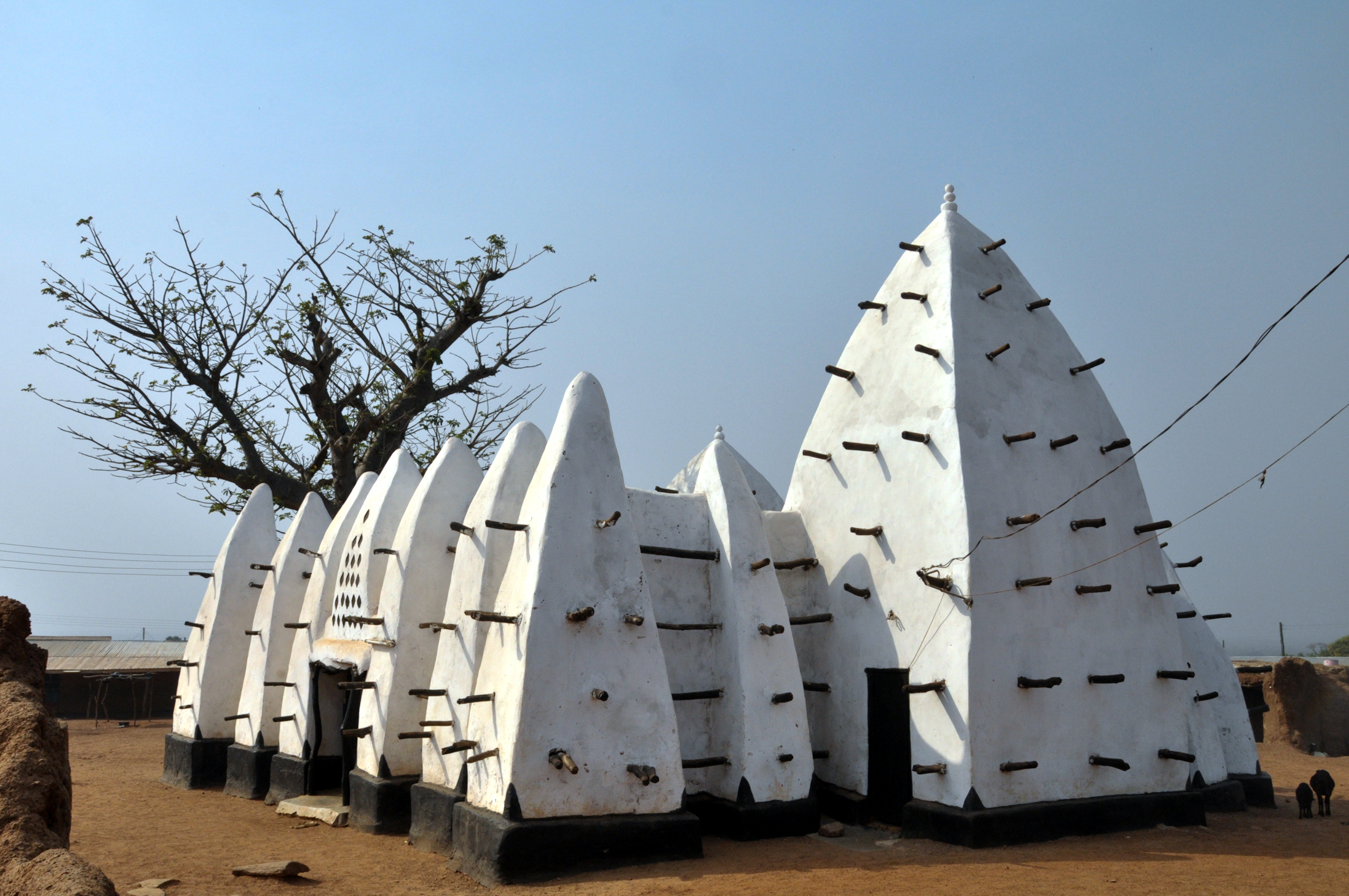
Мечеть Ларабанга[en], Ларабанга[en], північна Гана, невідомий архітектор, ймовірно збудована у XV столітті
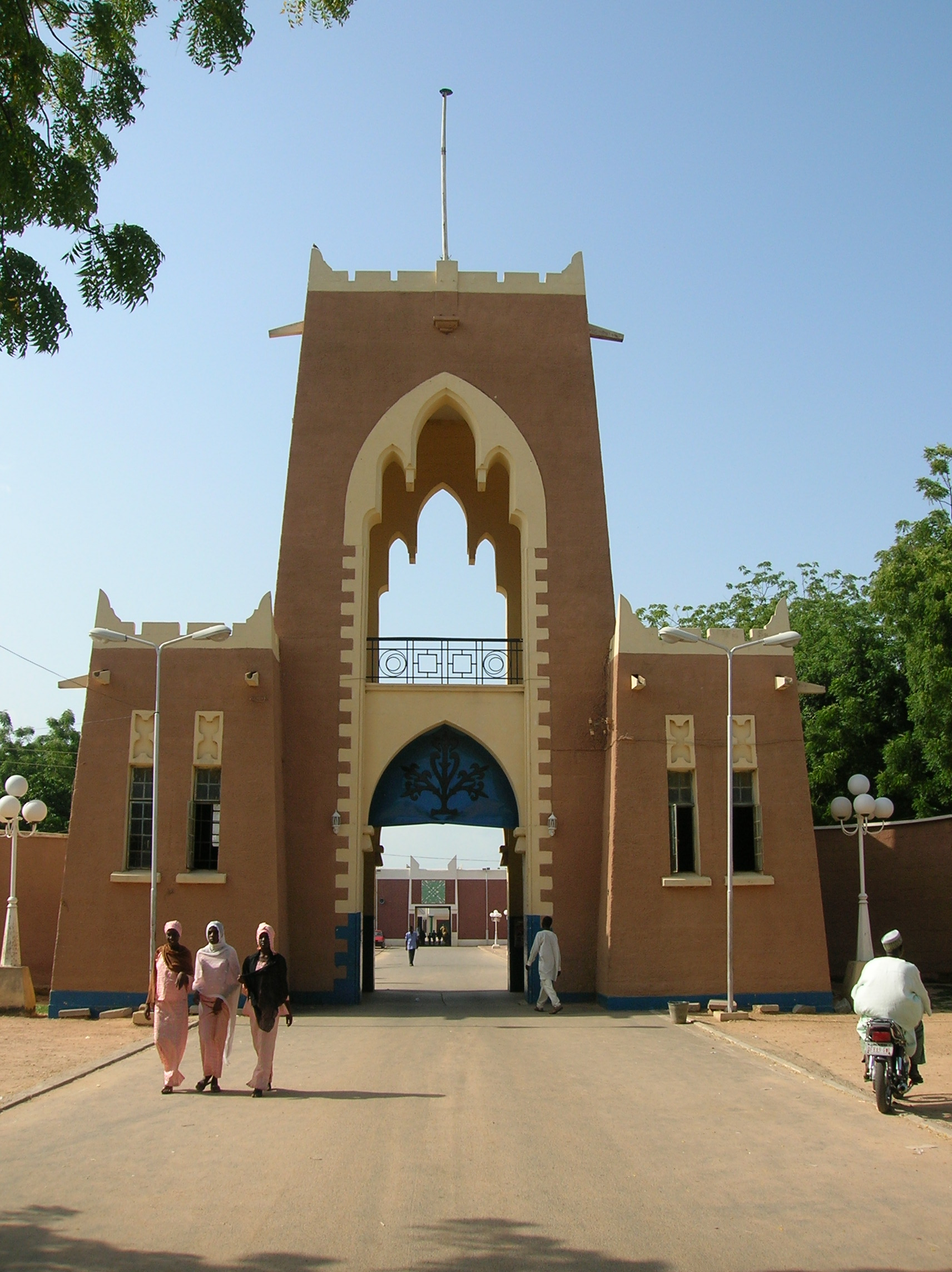
Брама Хауса, Гідан Румфа[en] в Кано, північна Нігерія, невідомий архітектор, XV століття

У західній частині Сахелю ісламський вплив став одним із головних чинників розвитку архітектури, починаючи з пізнього періоду існування Королівства Гана. У Кумбі Салех місцеві жителі мешкали в куполоподібних житлах у королівській частині міста, оточеній великою огорожею. Торговці жили в кам'яних будинках у районі, де, за описом Аль Бекрі, було 12 прекрасних мечетей, одна з них була призначена для п'ятничної молитви. Вважається, що король володів кількома палацами, один із яких був шістдесят шість футів завдовжки, сорок два фути завширшки, мав сім кімнат, два поверхи й сходи; стіни та приміщення були прикрашені скульптурою й живописом.
Сахельська архітектура спочатку розвивалася з двох міст — Дженне та Тімбукту. Мечеть Санкоре в Тімбукту, збудована з глини на дерев'яному каркасі, була подібна за стилем до Великої мечеті Дженне. З піднесенням королівств у прибережному регіоні Західної Африки виникла архітектура, що спиралася на місцеві традиції, з використанням дерева, сирцевої цегли та саману. Хоча згодом стиль зазнав ісламського впливу, він також мав коріння в доісламських місцевих будівельних традиціях, таких як ті, що були притаманні стародавнім поселенням Дженне-Дженно, Діа (Малі) та Дхар-Тічітт, деякі з яких використовували традиційний сахельський стиль із циліндричної глиняної цегли.

### Архітектура Ефіопії

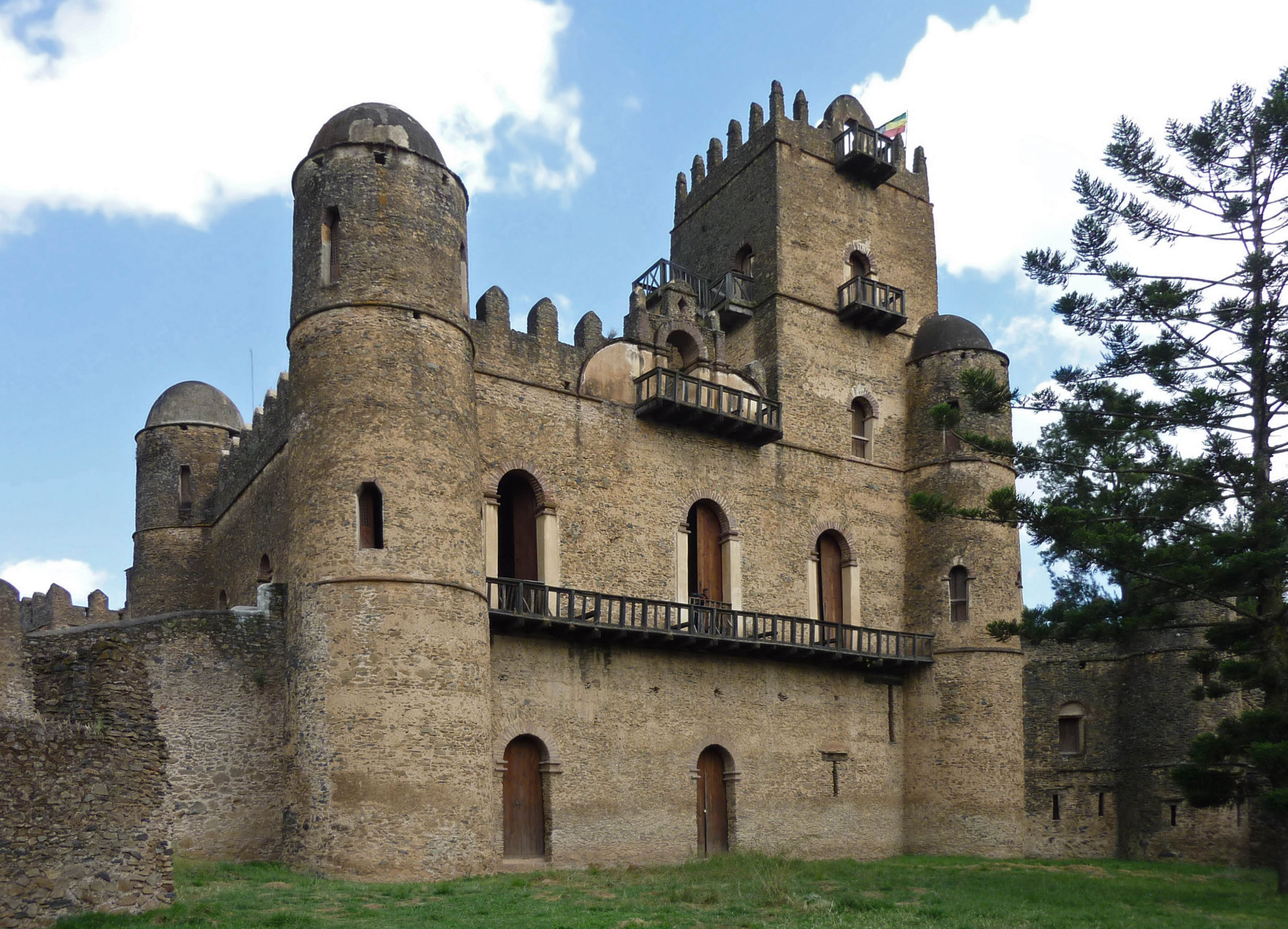
Замок імператора Фасілідеса, заснований ним у XVII столітті
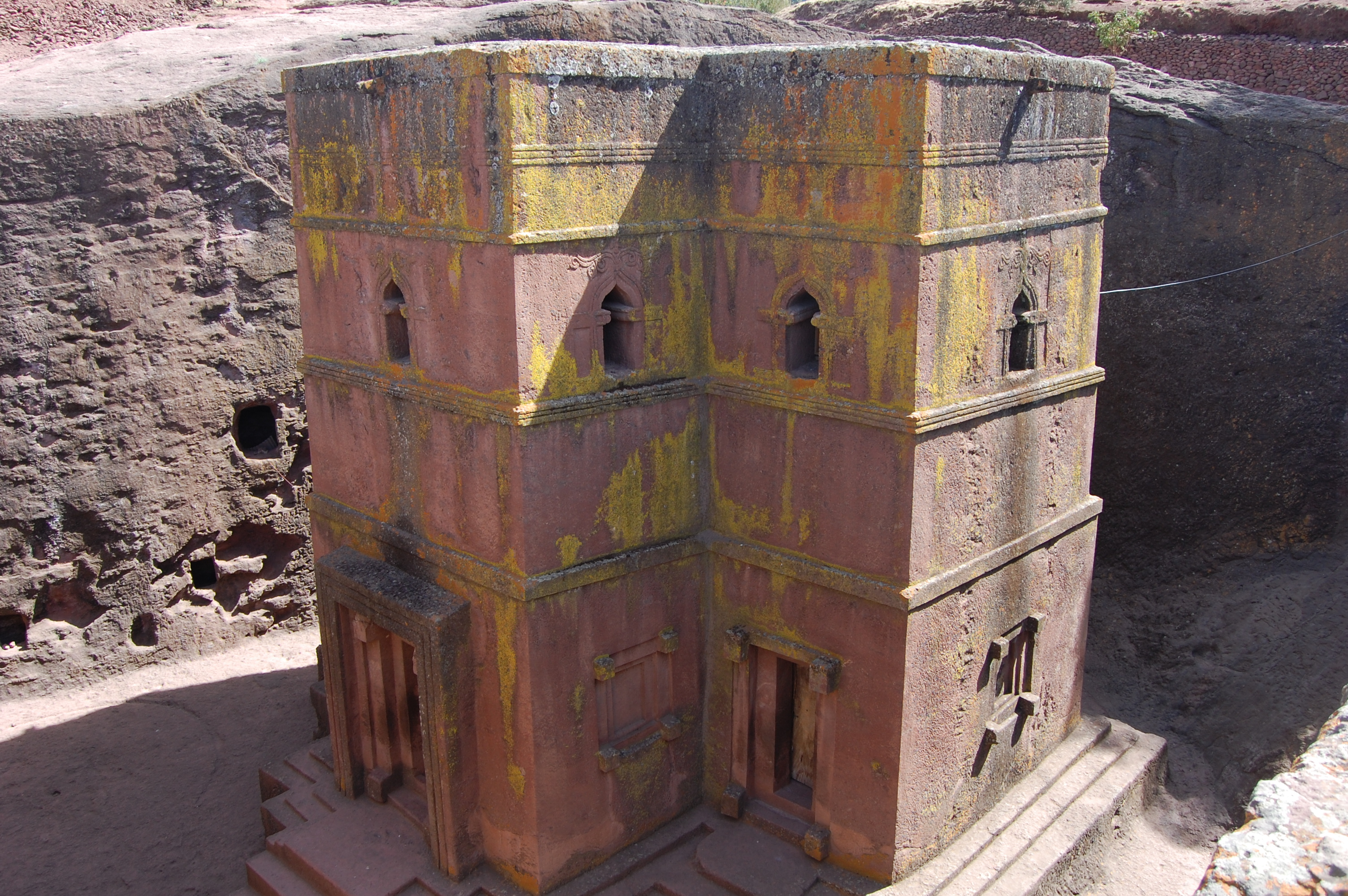
Великі монолітні церкви, такі як церква Святого Георгія (Лалібела), були висічені в кам'яній породі в Ефіопії, невідомий архітектор, кінець XII або початок XIII століття

Архітектура Ефіопії (включаючи сучасну Еритрею) розвивалася на основі аксумського стилю й увібрала нові традиції разом із розширенням Ефіопської держави. У центрі та на півдні країни в житловому будівництві з'явилося більше дерев'яних і округлих форм, і ці стилістичні впливи виявилися також у зведенні церков і монастирів. Упродовж середньовіччя зберігався вплив аксумської архітектури та її монолітної традиції, з найбільш помітним впливом у ранньому середньовіччі (пізній аксумський період) і загвеському періоді (саме тоді були висічені в скелі монолітні церкви Лалібели). Протягом середньовіччя, особливо з X до XII століття, церкви висікали в камені по всій Ефіопії, насамперед у найпівнічнішому регіоні Тиграй, серці Аксумської імперії. Найвідомішим прикладом ефіопської висіченої в скелі архітектури є одинадцять монолітних церков Лалібели, вирубаних у червоному вулканічному туфі, що трапляється навколо цього міста. Протягом раннього модерного періоду в Ефіопії почалося сприйняття нових і різноманітних впливів — бароко, арабського, турецького та гуджаратського стилів, — що збіглося з прибуттям португальських місіонерів-єзуїтів у XVI—XVII століттях.

## Океанія

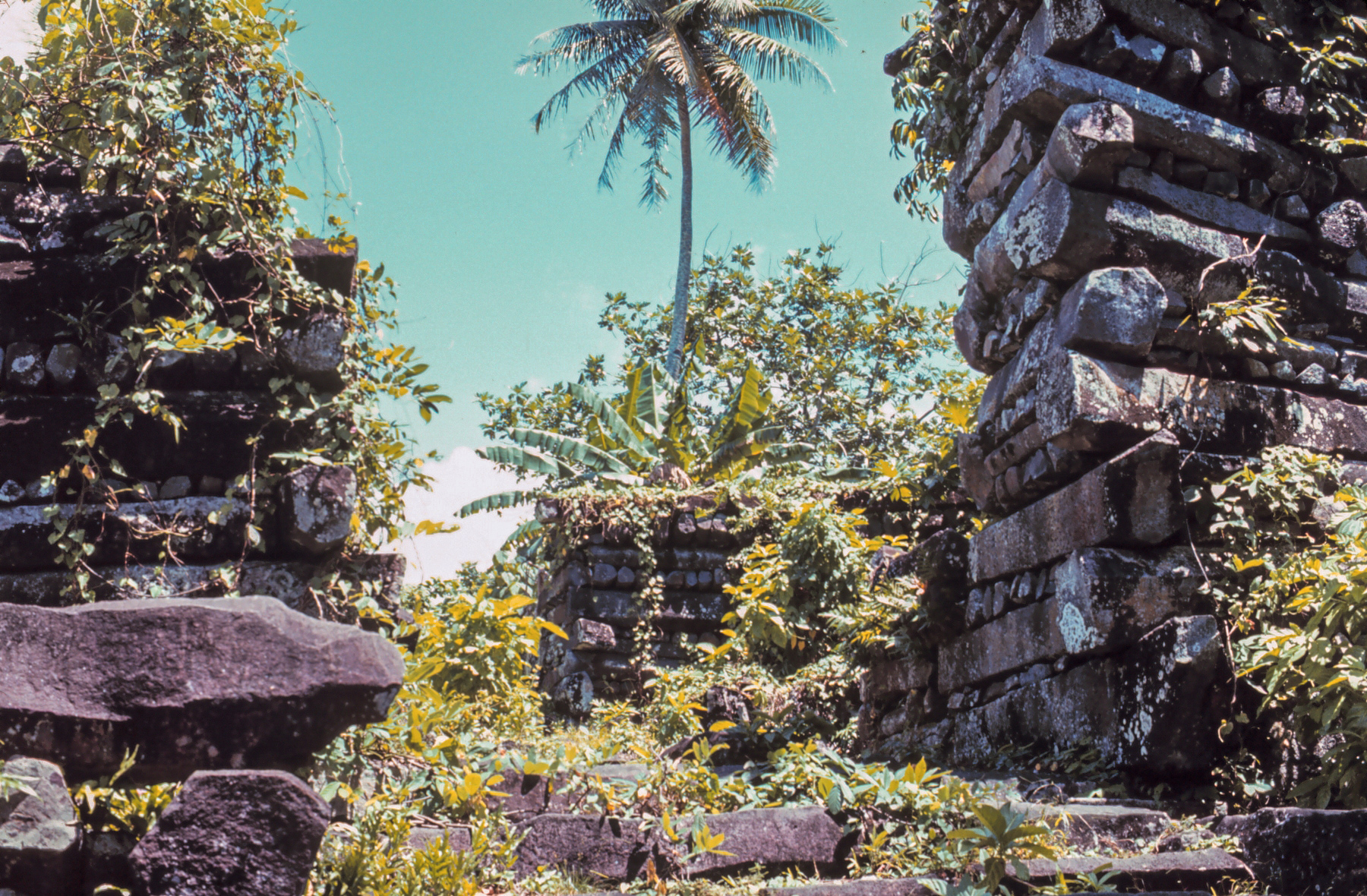
Руїни Нан-Мадола, острів Понпеї[en], Федеративні Штати Мікронезії, невідомий архітектор, прибл. VIII-XIII століття
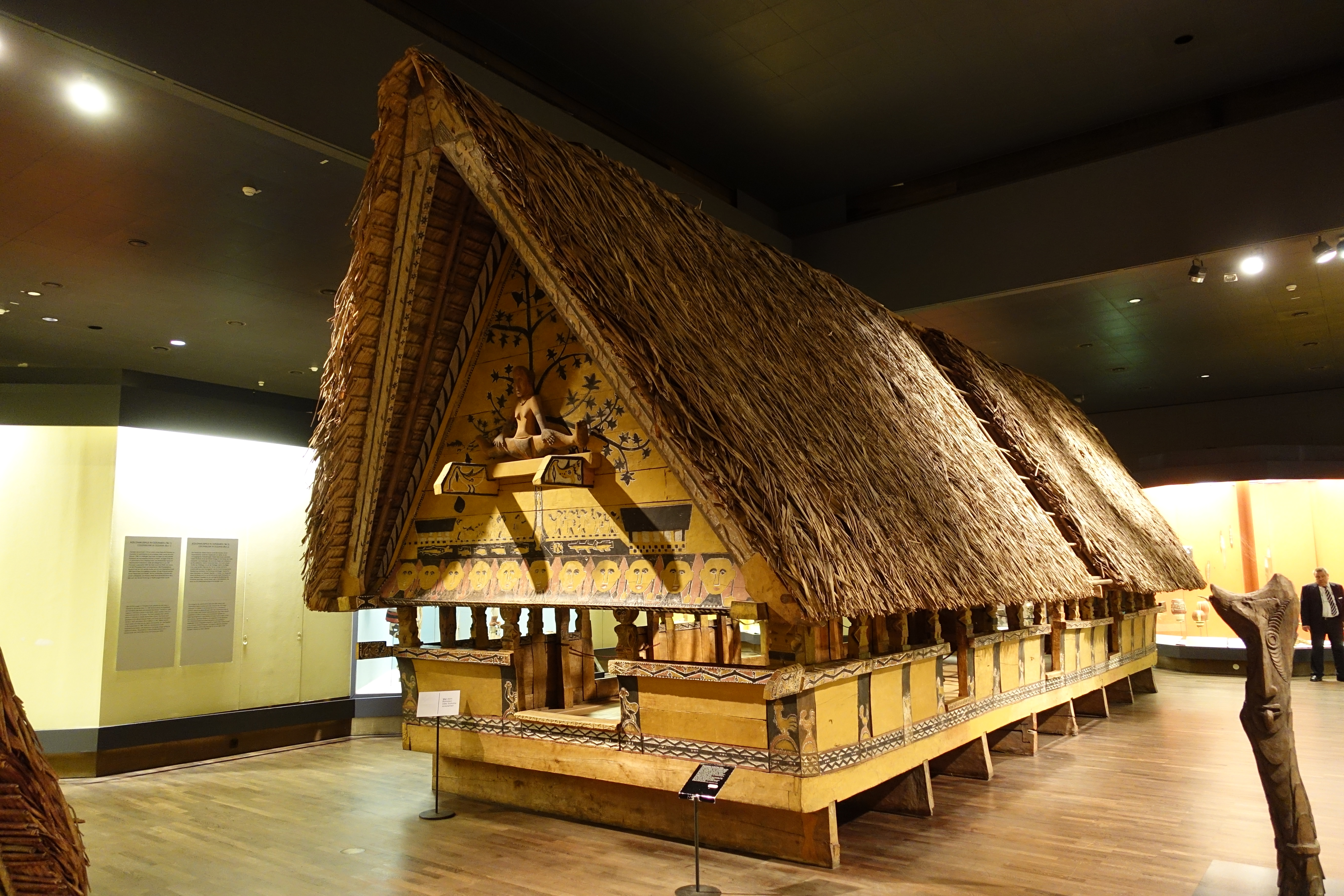
Чоловічий клубний будинок з Палау, нині в Етнологічному музеї Берліна[en], невідомий архітектор, 1907 р.
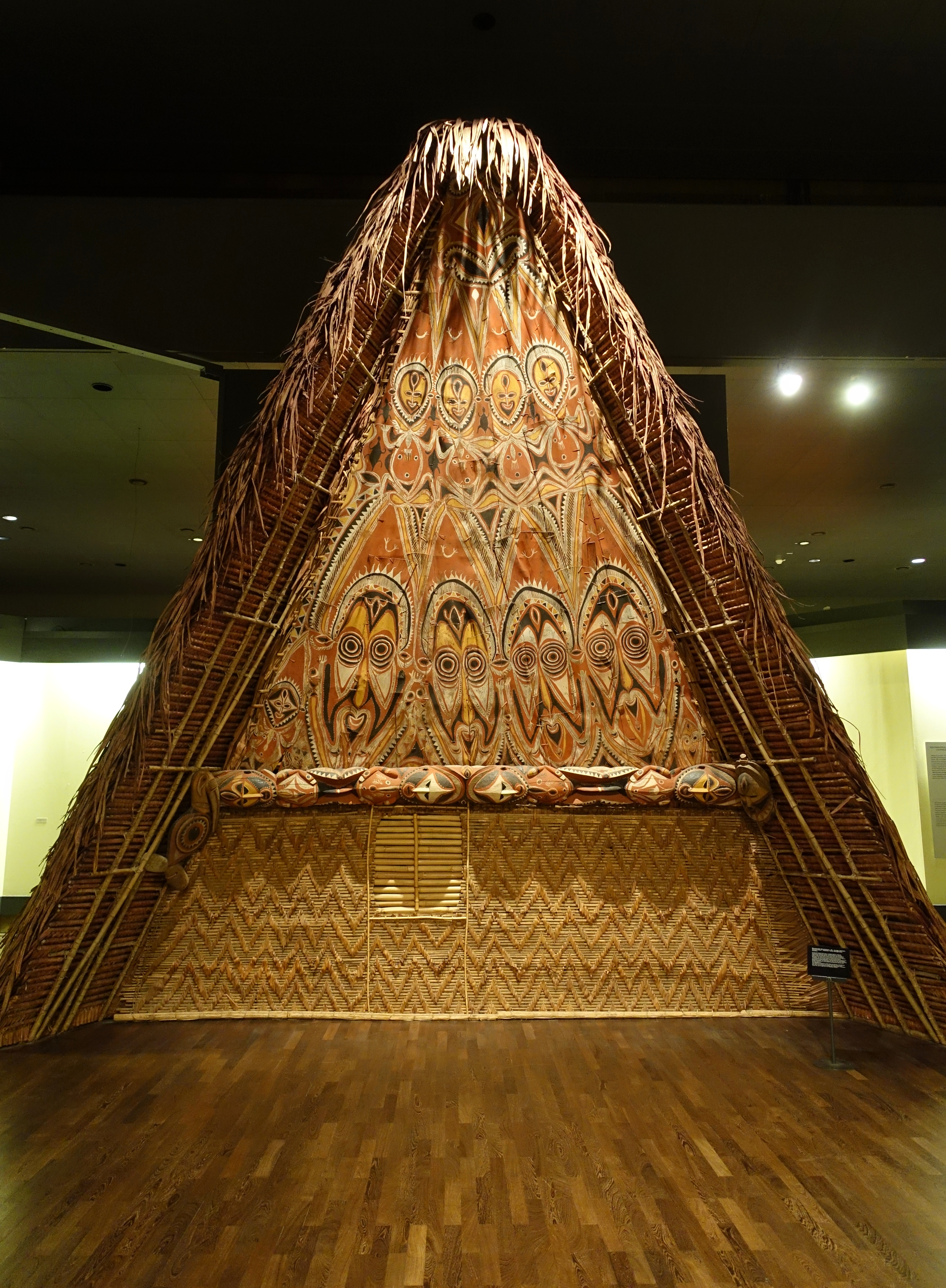
Фрагмент церемоніального господарського будинку з Папуа-Нової Гвінеї, нині в Етнологічному музеї Берліна
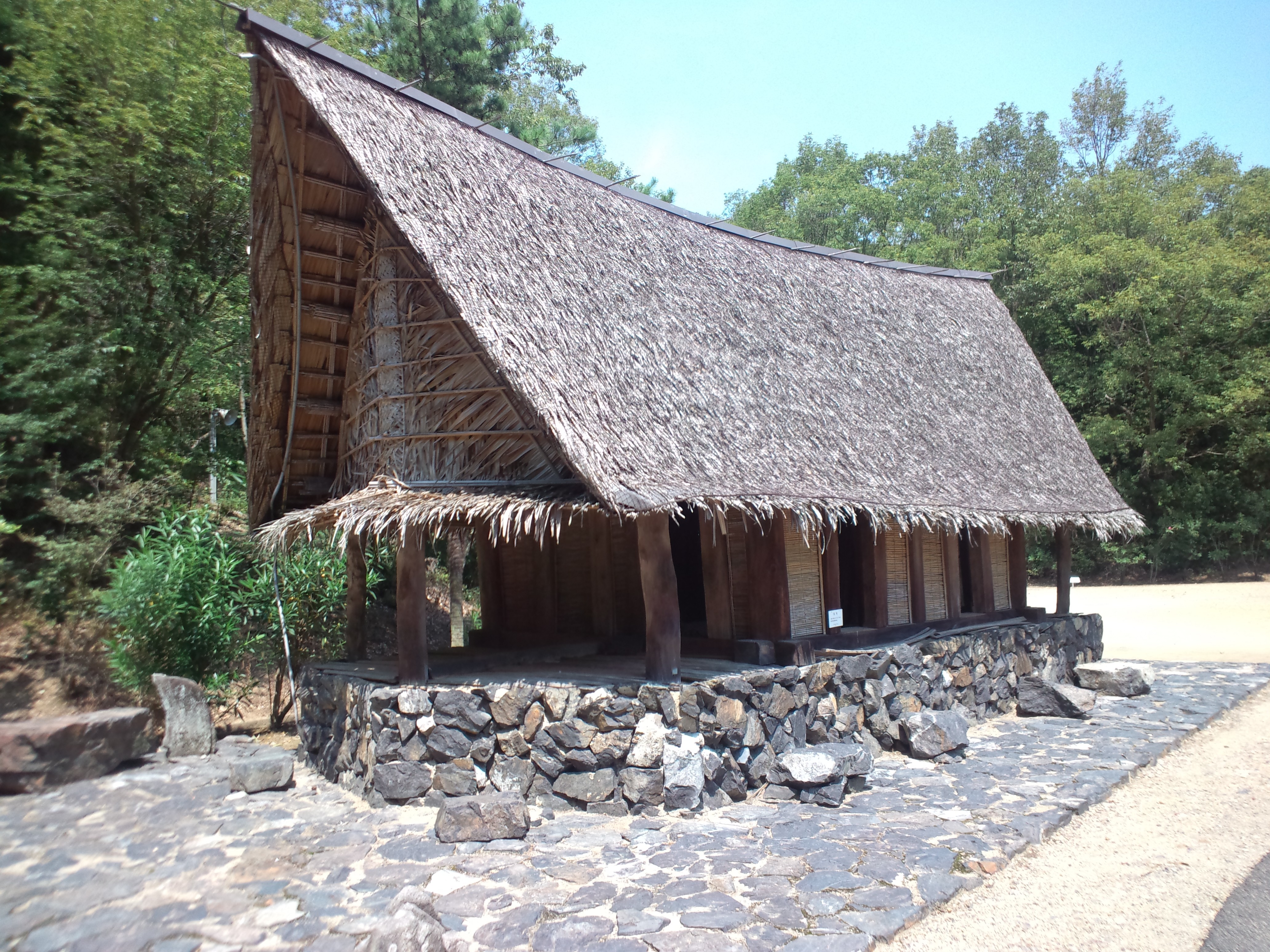
Традиційний будинок у Мікронезії, невідомий архітектор, невідома дата

Більшість споруд Океанії — це хатини, збудовані з дерева та інших рослинних матеріалів. Мистецтво та архітектура часто були тісно пов'язані — наприклад, комори та будинки для зборів нерідко прикрашалися витонченим різьбленням, — тож у цьому огляді вони розглядаються разом. Архітектура островів Тихого океану була різноманітною, а іноді й великою за масштабом. Будівлі відображали суспільну структуру та світогляд суспільств, які їх створювали, часто з багатою символікою. Технічно більшість споруд в Океанії були простими конструкціями з жердин, скріплених між собою ротанговими перев'язками; лише на Каролінських островах були відомі складніші методи з'єднання, зокрема з використанням дерев'яних кілків.
Важливою археологічною пам'яткою Океанії є Нан-Мадол у Федеративних Штатах Мікронезії. Нан-Мадол був церемоніальним і політичним центром династії Сауделеурів, яка об'єднала приблизно 25 000 жителів острова Понпеї до приблизно 1628 року. Розташований окремо між головним островом Понпеї та островом Темвен, він був місцем людської діяльності вже в I—II століттях нашої ери. Будівництво островів розпочалося приблизно у VIII—IX століттях, а зведення характерної мегалітичної архітектури почалося з 1180—1200 років нашої ери.

## Ісламська архітектура

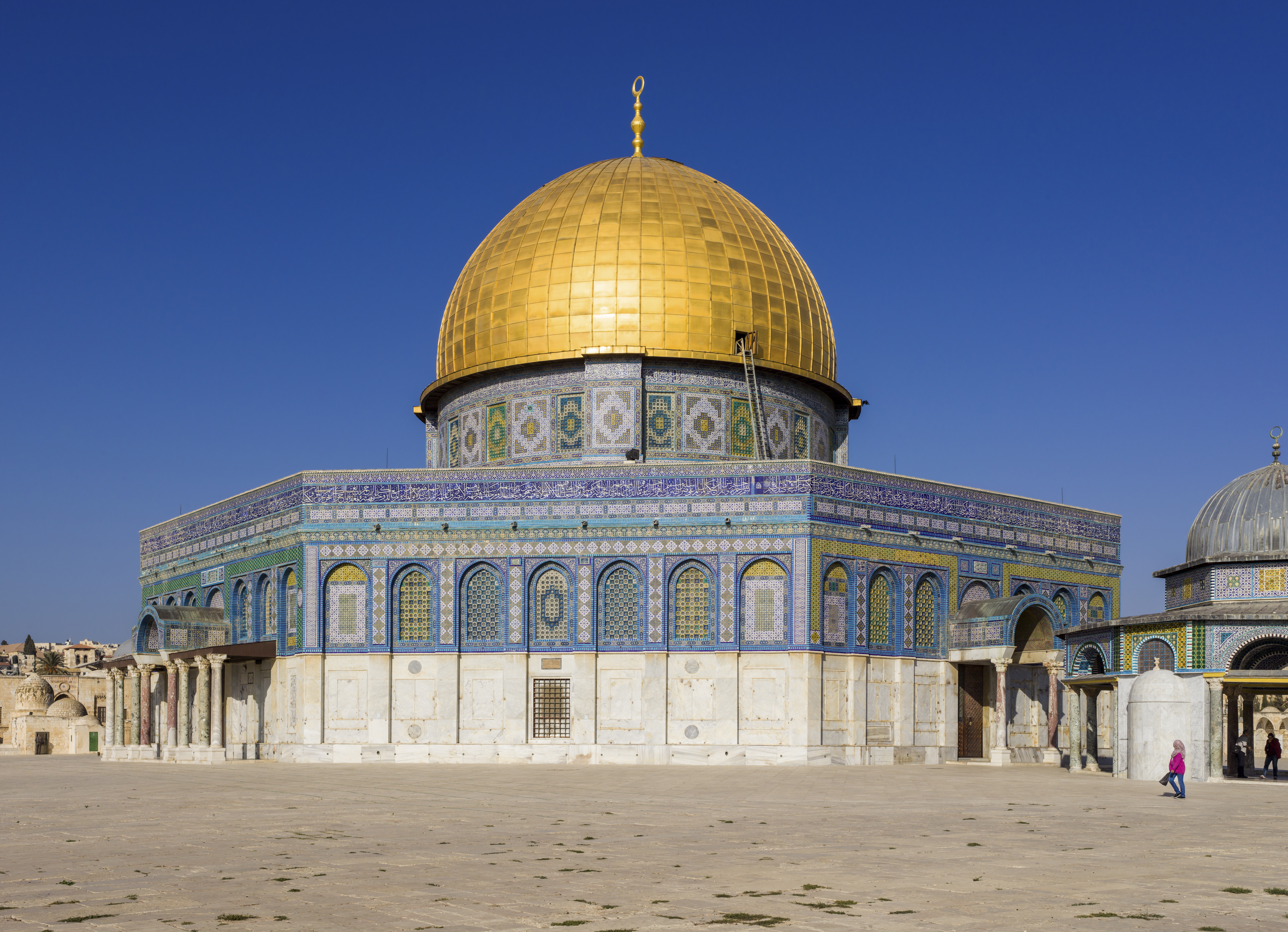
Баня Скелі, Єрусалим, невідомий архітектор, 691 р.
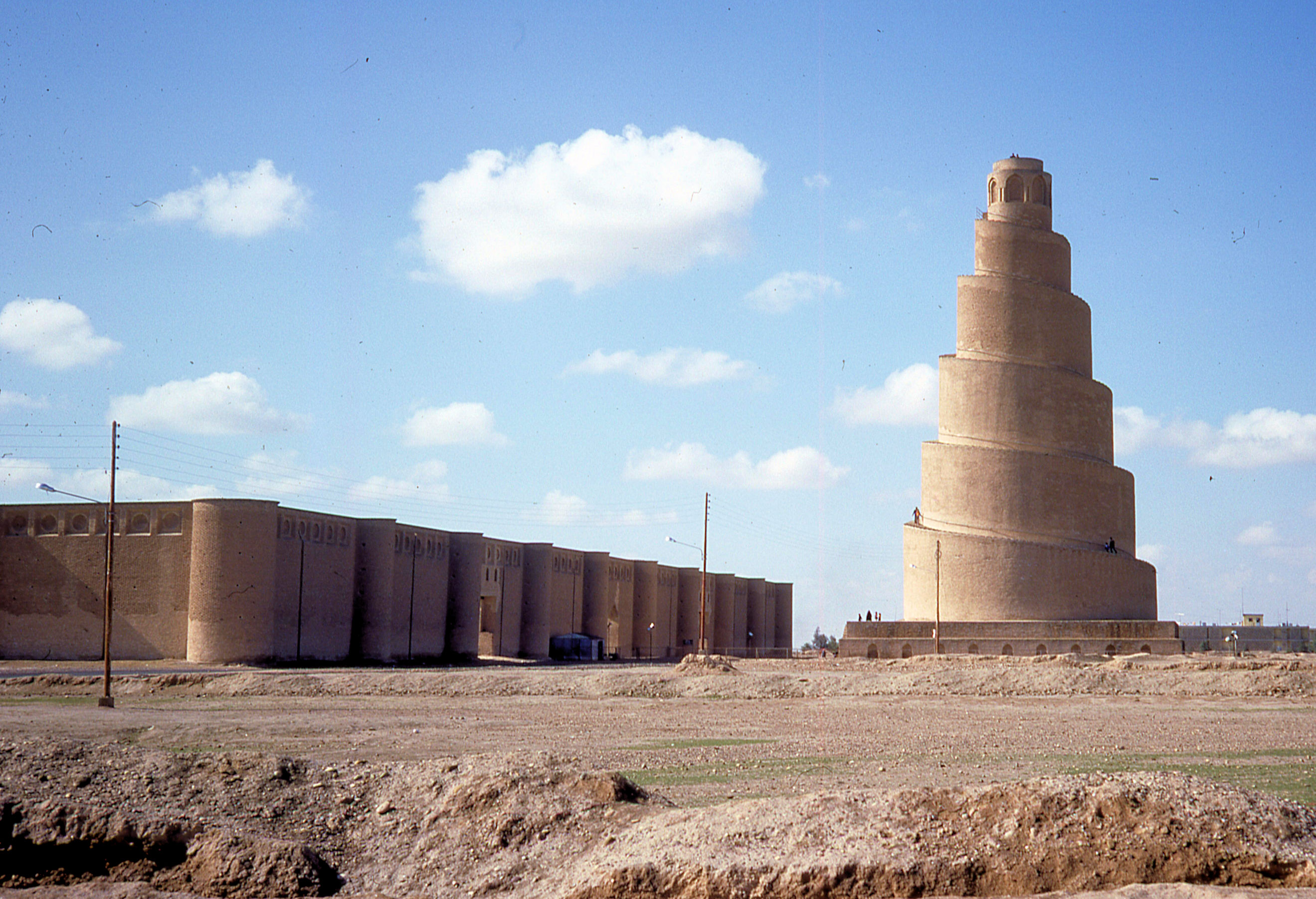
Велика мечеть у Самаррі, Самарра, Ірак, невідомий архітектор, прибл. 851 р.
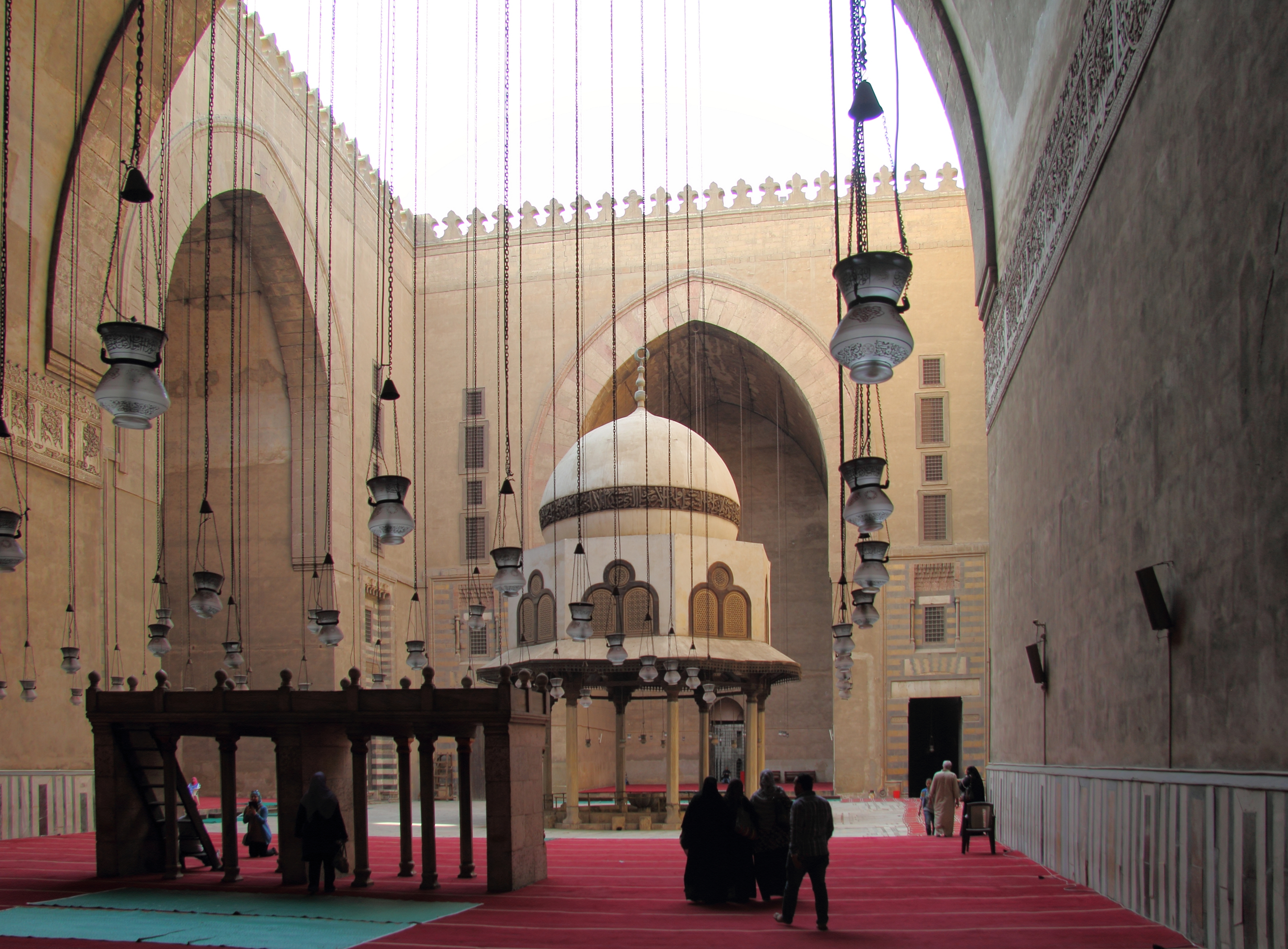
Мечеть султана Хасана, Каїр, Єгипет, невідомий архітектор, 1356-1363 рр.
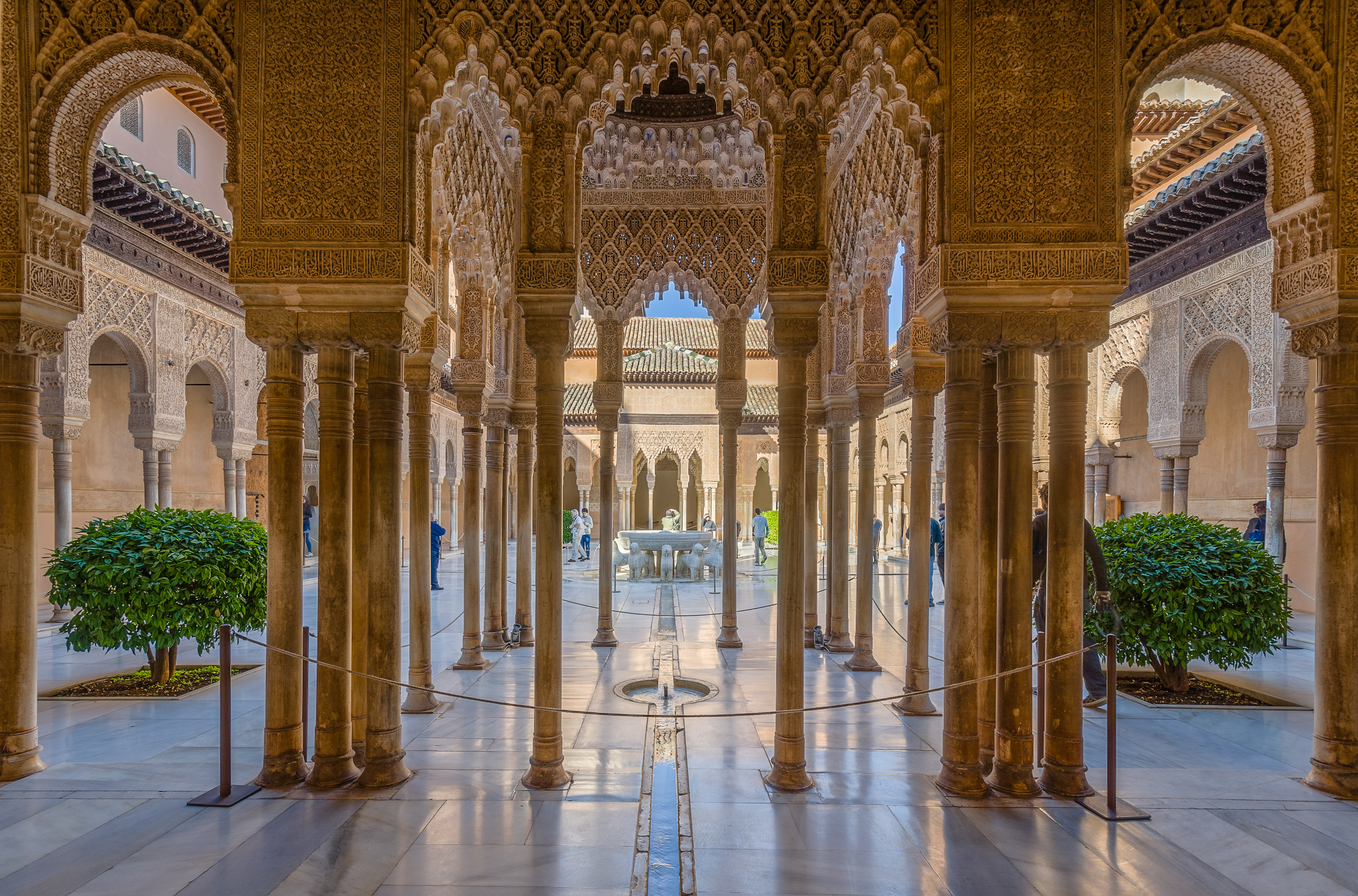
Двір Левів[en], Альгамбра, Гранада, Іспанія, невідомий архітектор, 1362-1391 рр.
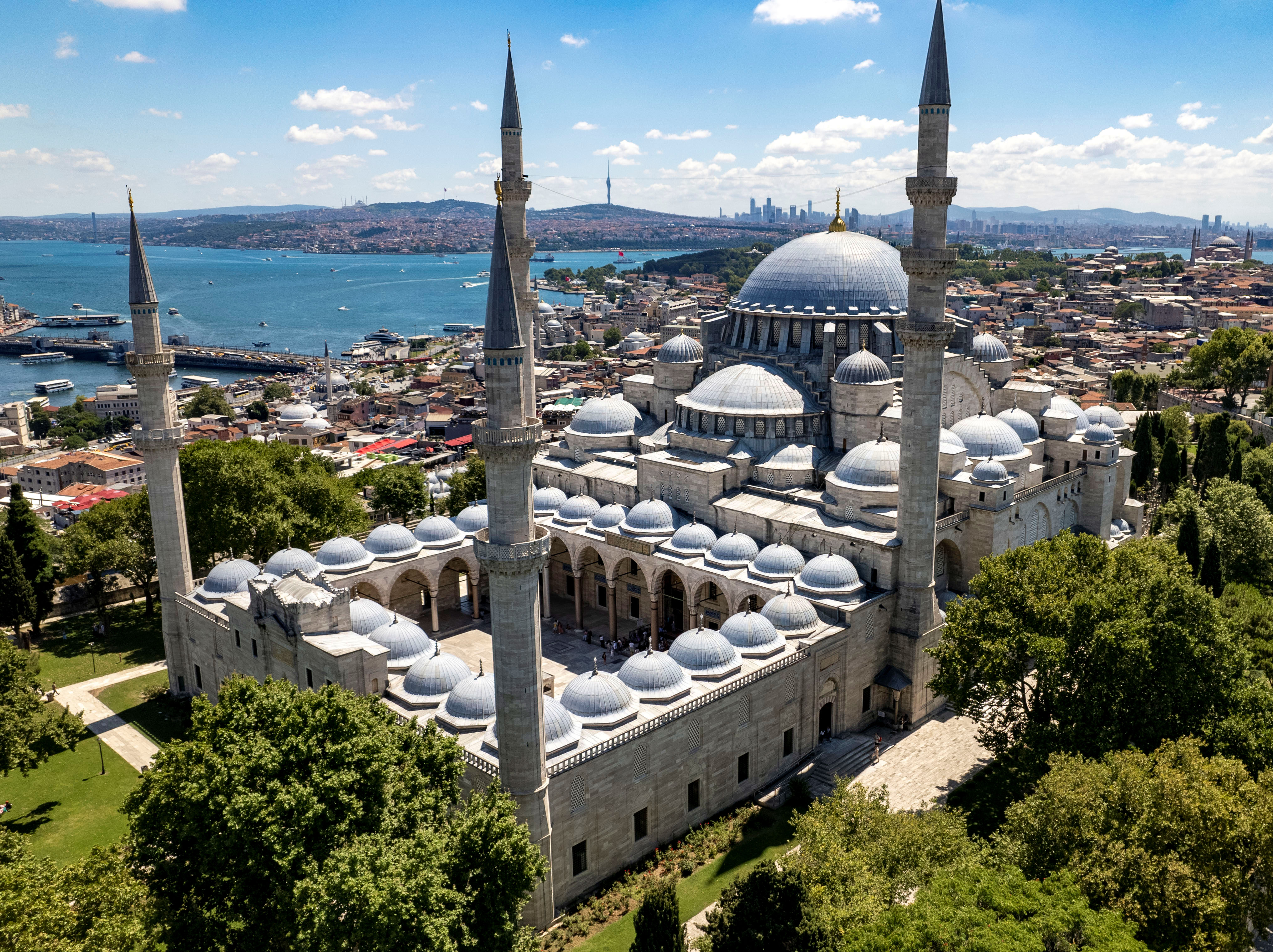
Мечеть Сулейманіє, Стамбул, Туреччина, архітектор — Мімар Сінан, 1550-1557 рр.
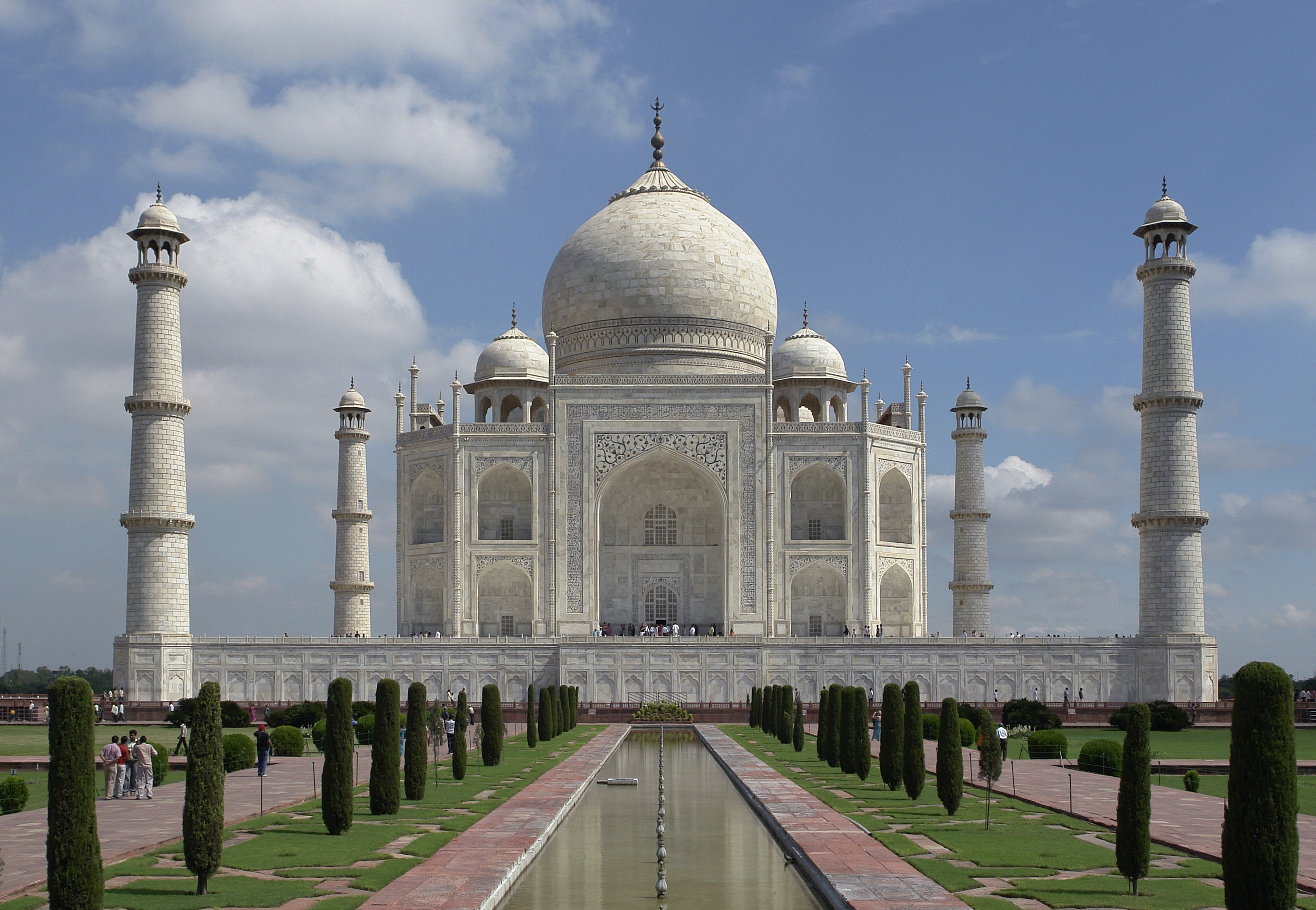
Тадж Махал, Агра, Індія, прибл. 1649 р., архітектор — Устад Ахмад Лахорі

Завдяки масштабам ісламських завоювань, ісламська архітектура охоплює широкий спектр архітектурних стилів — від заснування ісламу (VII століття) й до наших днів. Рання ісламська архітектура зазнала впливу римської, візантійської, перської, месопотамської архітектури та архітектурних традицій усіх інших земель, підкорених під час ранньоісламських завоювань у VII—VIII століттях. Далі на схід вона також перебувала під впливом китайської та індійської архітектури в міру поширення ісламу в Південно-Східну Азію. Така широка та тривала історія зумовила виникнення численних локальних архітектурних стилів, зокрема (але не виключно): омейядського, аббасидського, перського, мавританського, фатімідського, мамлюкського, османського, індо-ісламського (особливо могольського), сино-ісламського та сахельського.
Деякими характерними спорудами ісламської архітектури є мечеті, медресе, мавзолеї, палаци, лазні та форти. Відомими типами ісламської релігійної архітектури є мечеті з гіпостильними залами, мечеті з куполами й мавзолеї, споруди з склепінчастими айванами, а також медресе, збудовані навколо центральних дворів. У світській архітектурі серед найвідоміших збережених історичних палаців — Альгамбра та палац Топкапи. Іслам не заохочує поклоніння ідолам, тому архітектура зазвичай оздоблюється арабською каліграфією (зокрема віршами Корану або іншею поезією) і абстрактними орнаментами, такими як геометричні візерунки, мукарни та арабески, на відміну від зображень сцен і оповідей.

## Європейська архітектура

### Середньовічна архітектура
Збережені зразки середньовічної світської архітектури здебільшого слугували оборонним цілям у різних частинах Європи. Замки та оборонні мури є найвизначнішими збереженими нерелігійними прикладами середньовічної архітектури. У цей період у регіоні починають з'являтися нові типи громадських, військових, а також релігійних споруд у нових стилях.

#### Архітектура Візантії

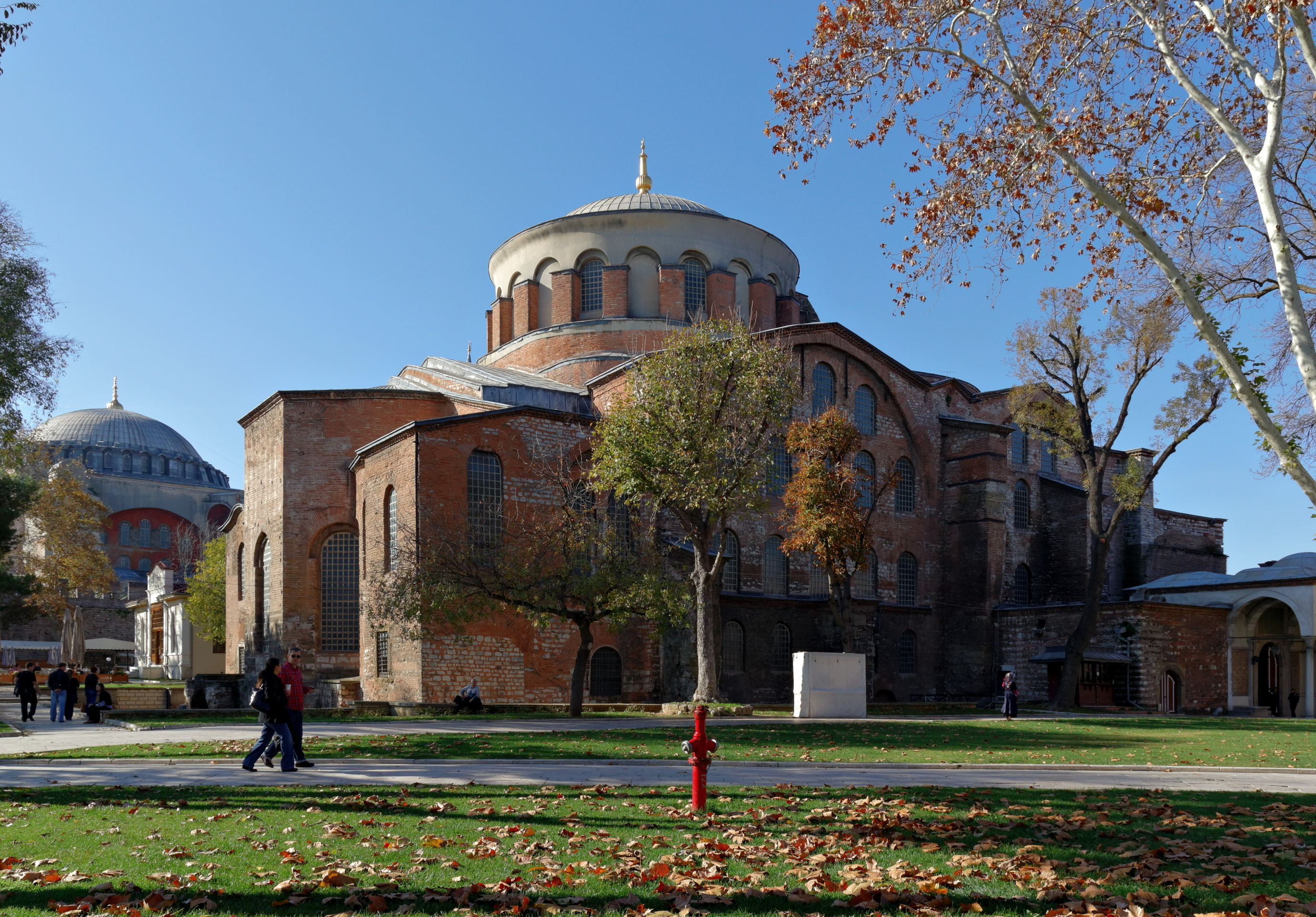
Церква Святої Ірини, Стамбул, Туреччина, невідомий архітектор, VI століття
Софійський собор, Стамбул, архітектори — Анфемій Траллський та Ісидор Мілетський, 537 р.
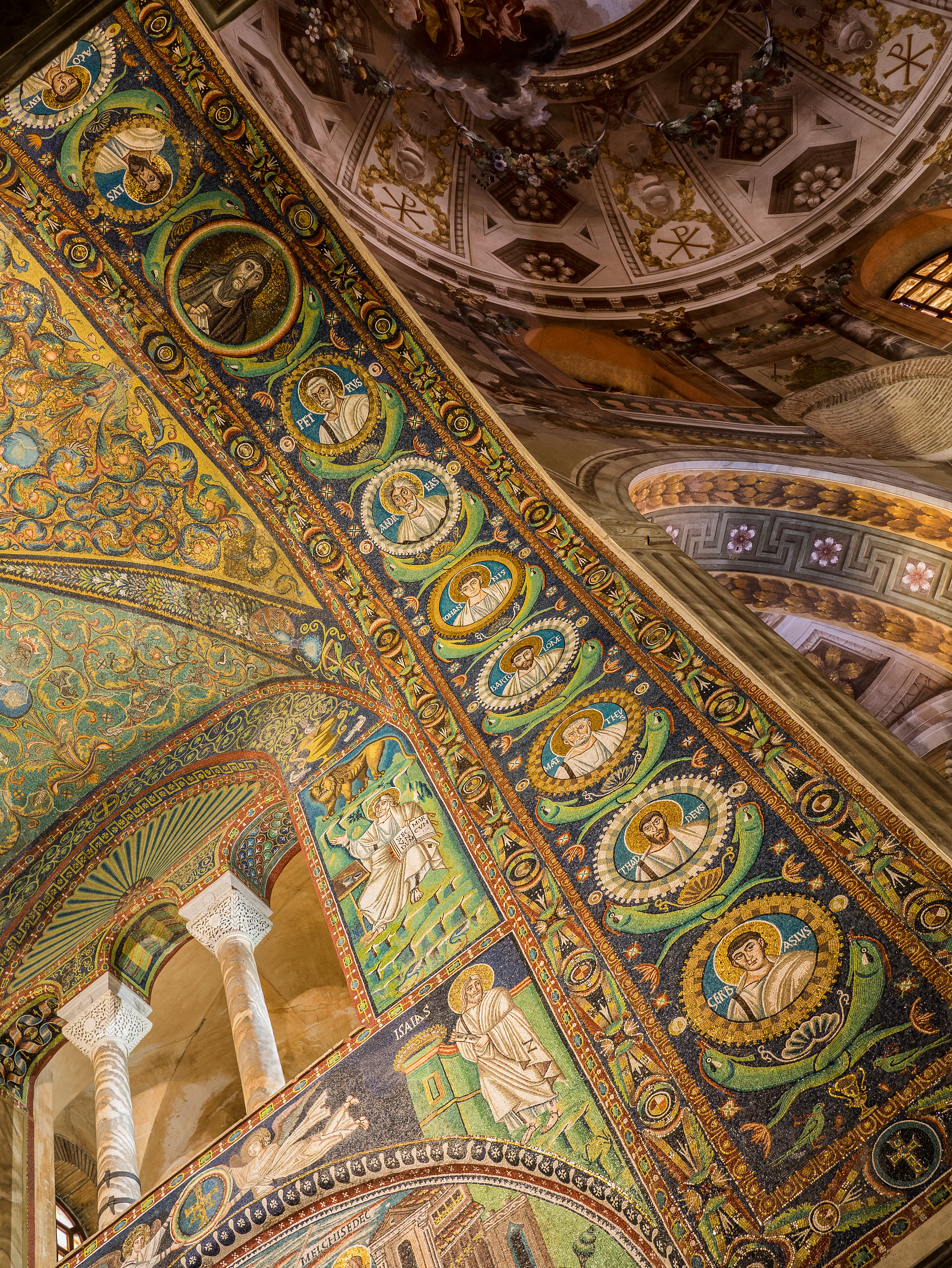
Базиліка Сан-Вітале, Равенна, Італія, невідомий архітектор, 527-548 рр.
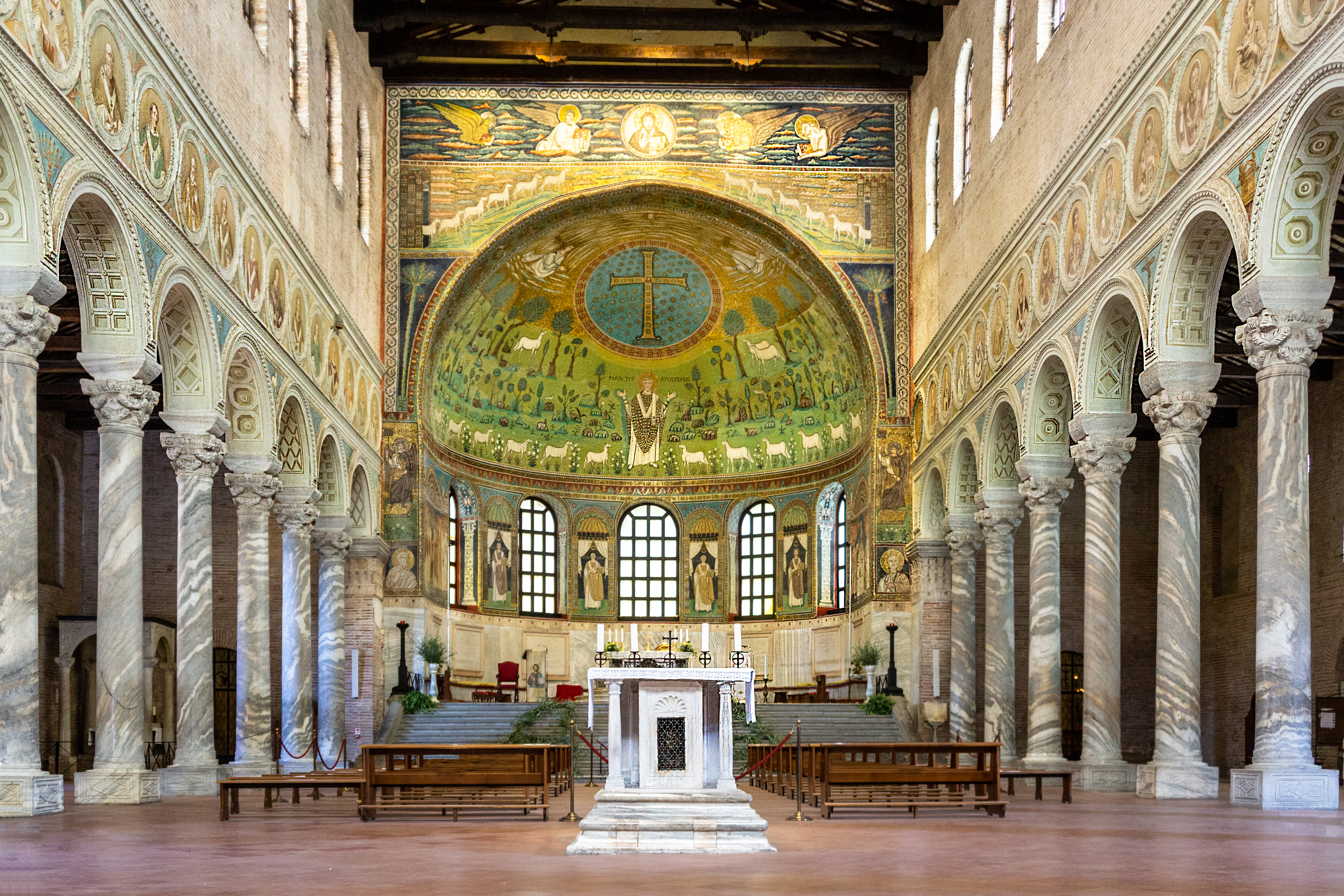
Базиліка Сан-Апполінаре-ін-Классе[en], Равенна, невідомий архітектор, 549 р.
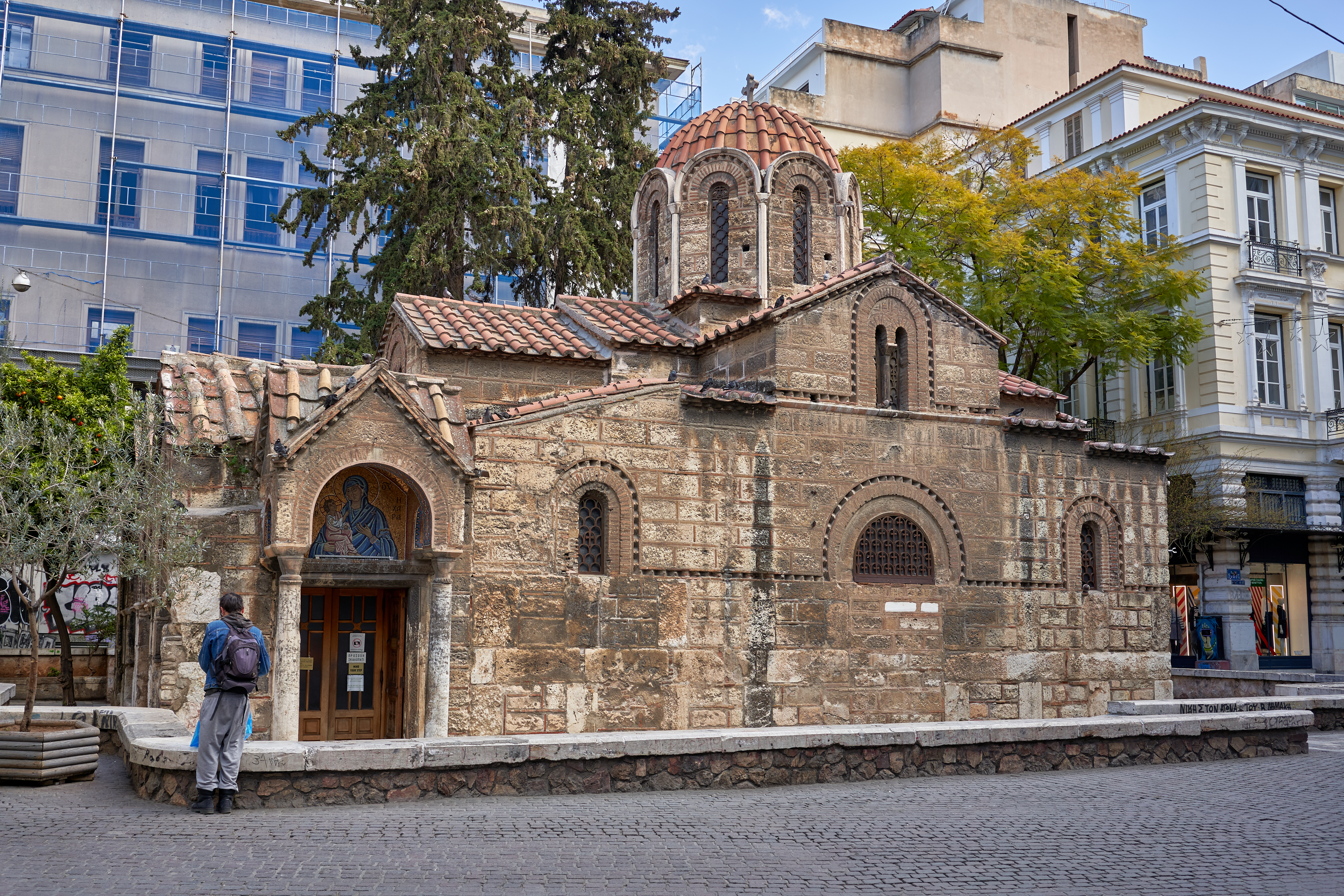
Церква Панагія Капнікарея[en], Афіни, невідомий архітектор, 1050 р.

Візантійські архітектори будували міські мури, палаци, іподроми, мости, акведуки та церкви. Вони будували багато типів церков, зокрема базиліку — найпоширеніший тип, який набув найбільшого розвитку. Після раннього періоду найпоширенішим плануванням став хрестово-купольний храм із п'ятьма куполами — така архітектурна схема зустрічається, зокрема, в Київі, Москві та Новгороді, а також у Румунії, Болгарії, Сербії, Північній Македонії та Албанії. Через модифікації й адаптації в умовах місцевих традицій візантійський стиль став основним джерелом натхнення для архітектурних стилів у всіх країнах східного православ'я. Наприклад, у Румунії бринковянський стиль значною мірою ґрунтується на візантійській архітектурі, але також має свої характерні румунські риси.
Так само, як Парфенон є найвідомішою спорудою архітектури Стародавньої Греції, Софійський собор залишається знаковим храмом православного християнства. У грецьких і римських храмах головною була зовнішня частина споруди, де приносили жертви; внутрішнє приміщення, де зберігалася культова статуя божества, якому був присвячений храм, часто було малодоступним для широкої публіки. Натомість християнські літургії відбуваються всередині церков, тому візантійські фасади зазвичай майже не мають оздоблення або зовсім позбавлені його.
Візантійська архітектура часто вирізнялася мармуровими колонами, кесонованими стелями та розкішним оздобленням, зокрема широким використанням мозаїк із золотим тлом. Будівельним матеріалом, який використовували візантійські архітектори, уже не був мармур, якого надзвичайно цінували стародавні греки. Здебільшого вони застосовували камінь і цеглу, а також тонкі листи алебастру для вікон. Мозаїкою покривали цегляні стіни та будь-яку іншу поверхню, де фреска не могла довго зберігатися. Гарними прикладами мозаїк протовізантійської епохи є церква Святого Димитрія в Салоніках (Греція), базиліка Сант-Аполлінаре-Нуово та базиліка Сан-Вітале в Равенні (Італія), а також Софійський собор в Стамбулі.

#### Вірменська архітектура

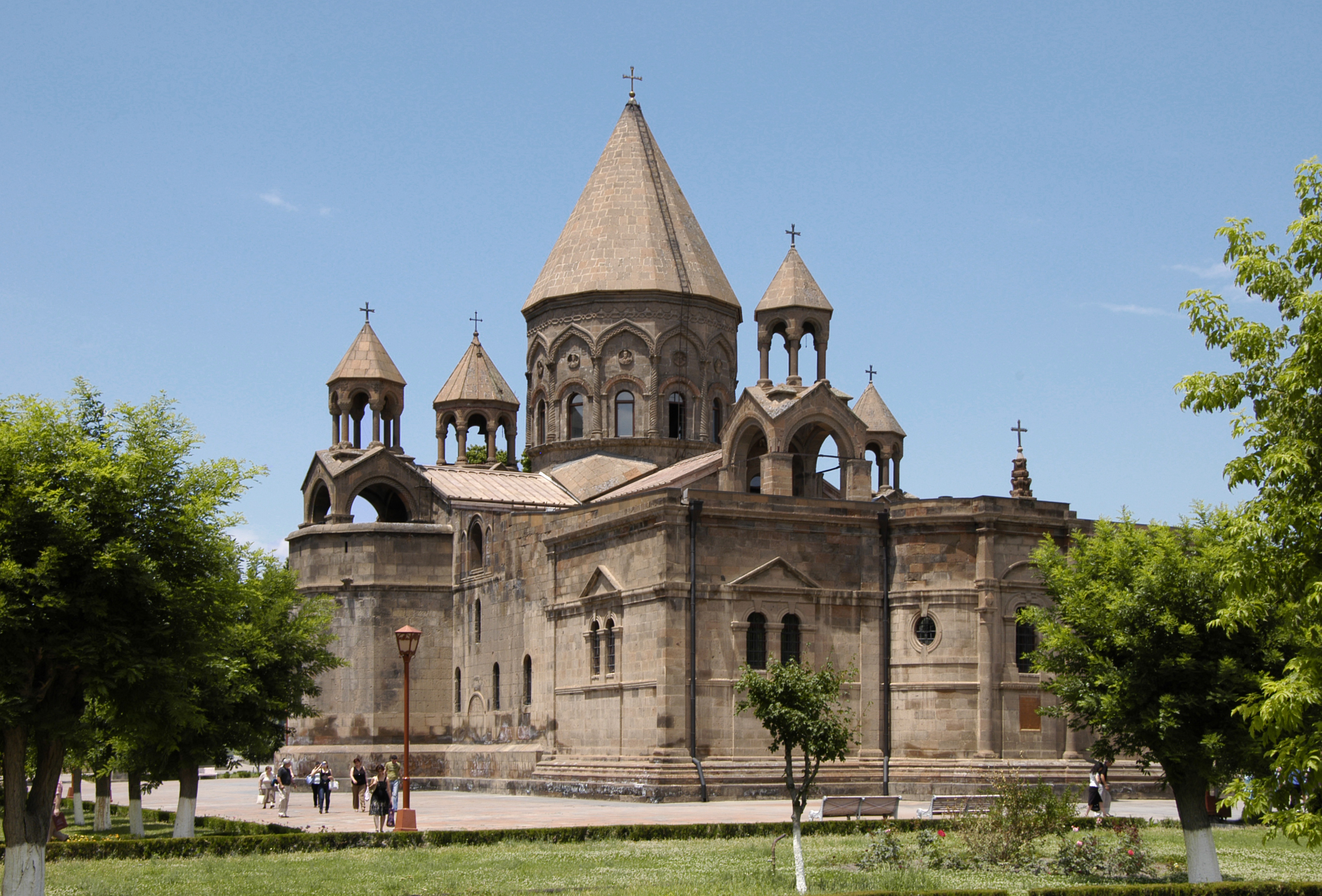
Ечміадзинський кафедральний собор, Вагаршапат, архітектор — Григорій Просвітитель, 301-1868 рр.
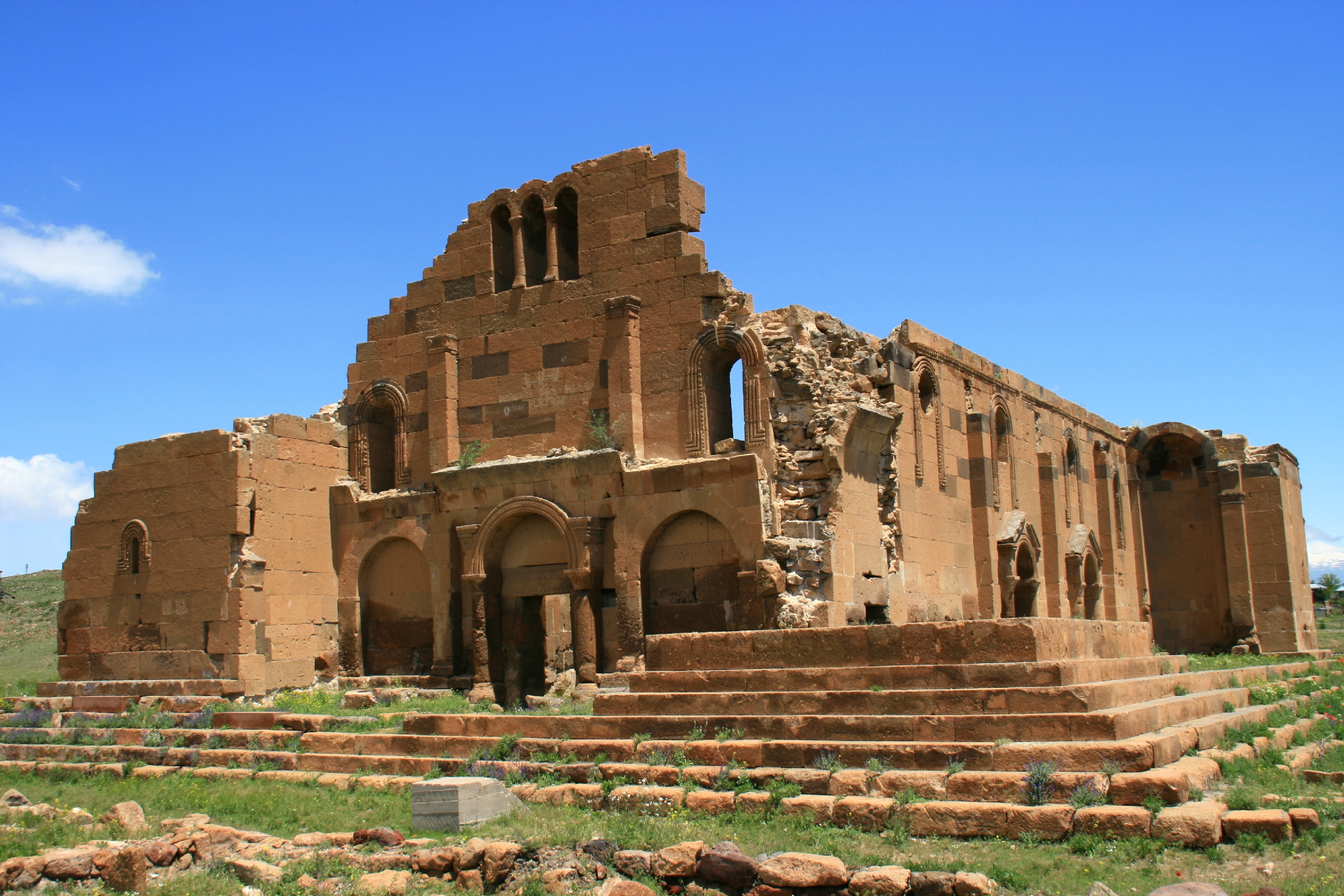
Єреруйкська базиліка, Аніпемза[en], IV-V ст.
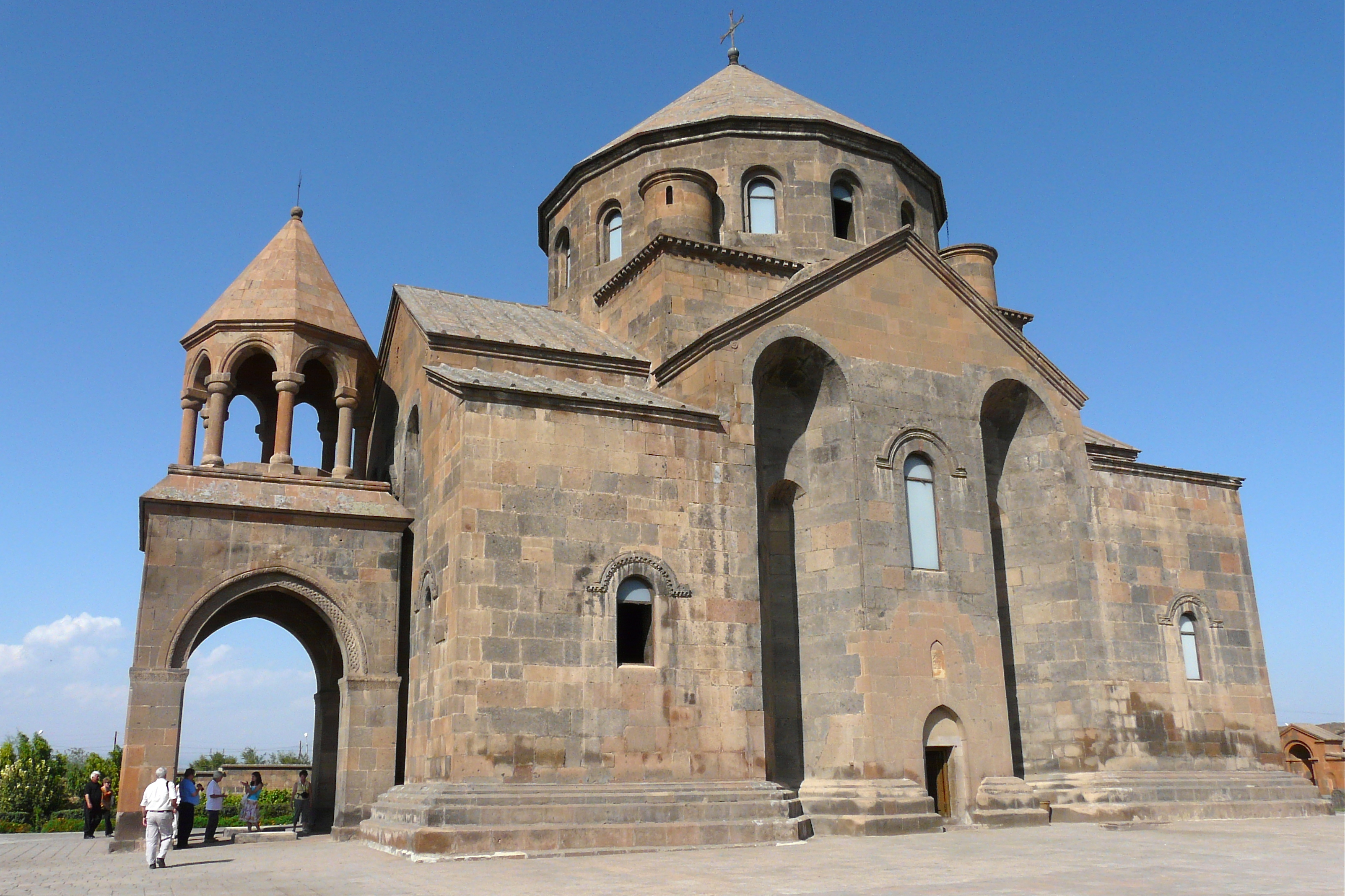
Церква Святої Ріпсіме, Вагаршапат, архітектор — Комітас Агцеці[en], 618 р.
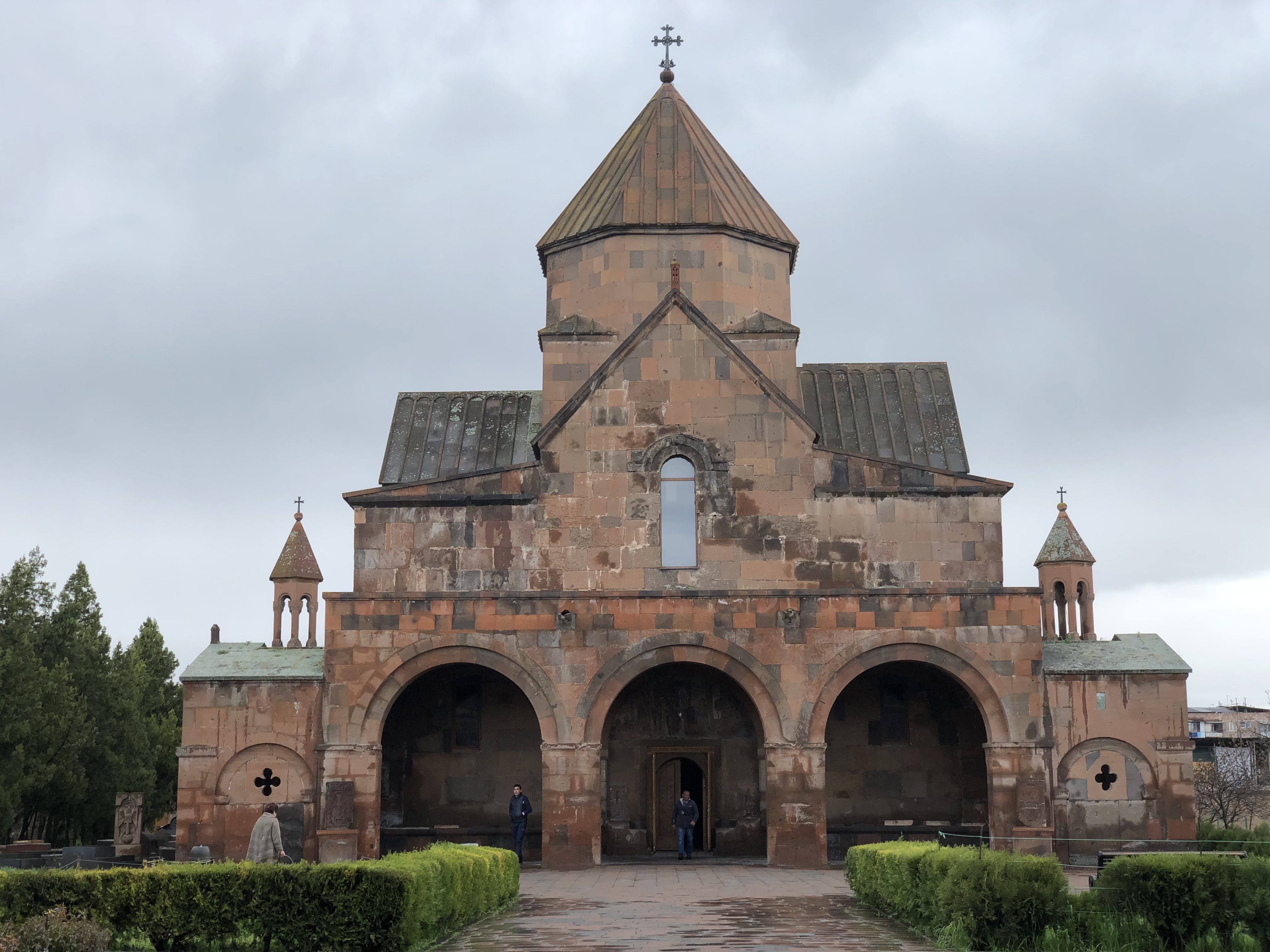
Церква Святої Гаяне, Вагаршапат, збудована Єзрою I, 630 р.
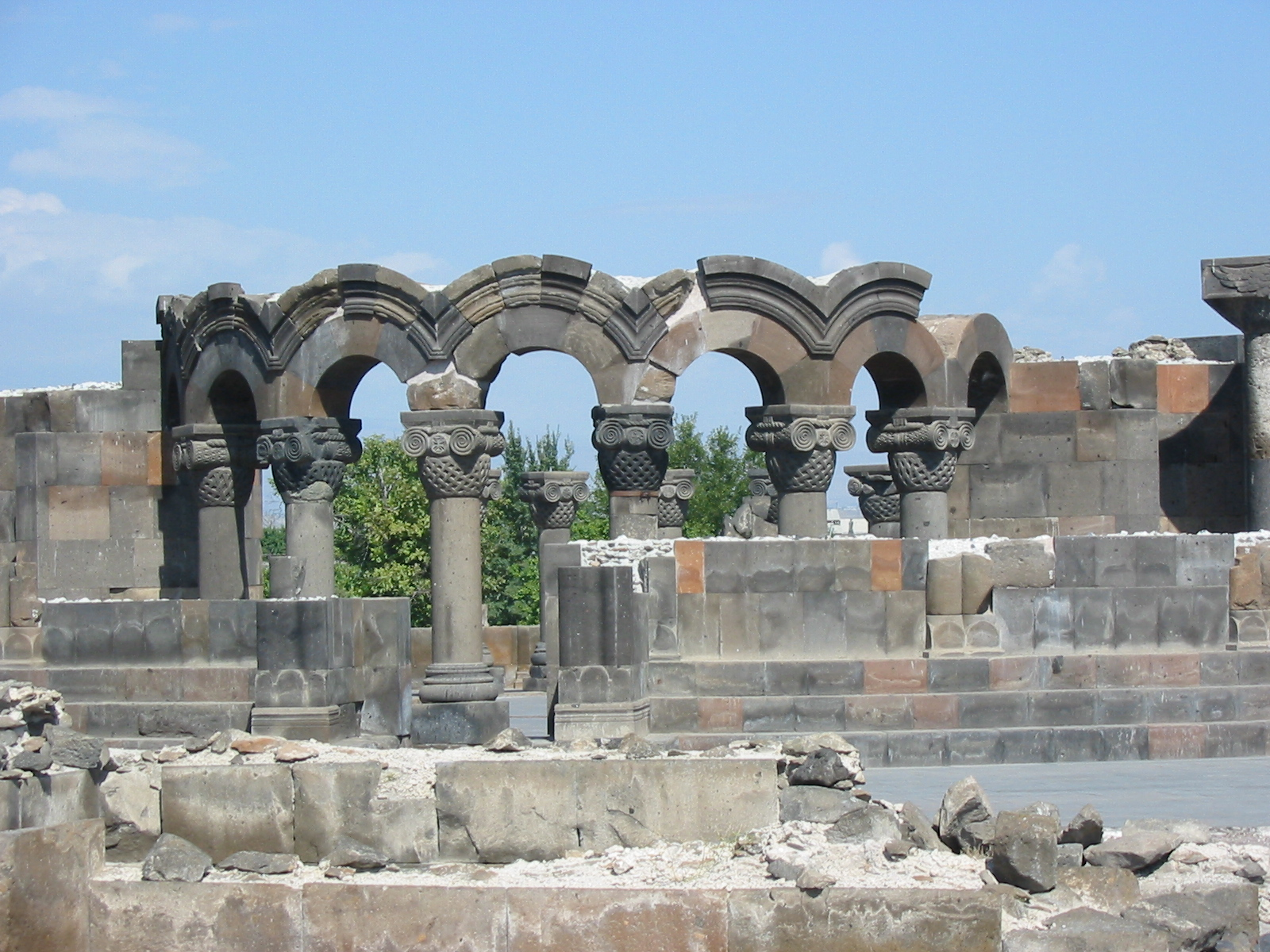
Руїни храму Звартноц, Вагаршапат, Нерсес III Будівничий[en], 643-652 рр.

Від самого початку формування феодальних відносин архітектура й містобудування Вірменії вступили в новий етап. Давні вірменські міста переживали економічний занепад; лише Арташат і Тигранакерт продовжували відігравати важливу роль. Натомість зросла роль міст Двін і Карін (Ерзрум). Будівництво міста Аршакаван, розпочате царем Великої Вірменії Аршаком II, не було повністю завершене. Християнство дало поштовх до появи нової архітектури релігійних споруд, яка спочатку спиралася на традиції давньої, античної архітектури.
Церкви IV—V століть переважно є базиліками (Касах, IV—V ст.; Аштарак, V ст.; Ахц, IV ст.; Єгвард, V ст.). Деякі базиліки вірменської архітектури належать до так званого «західного типу» базилікальних церков. Серед них найвідоміші — Єреруйкська базиліка (IV—V ст.), церкви Текор (V ст.), Двін (470 р.), Ціцернаванк (IV—V ст.). Тринефна Єреруйкська базиліка стоїть на стилобаті з шести сходинок і, ймовірно, зведена на місці давнішого дохристиянського храму. Серед інших прикладів — базиліки Карнута (V ст.), Єгварда (V ст.), Гарні (IV ст.), Зовуні (V ст.), Цахкаванка (VI ст.), Двіна (553—557), Талліна (V ст.), Танаата (491 р.), Джарджаріса (IV—V ст.), Лернакерта (IV—V ст.)[джерело?]

#### Каролінзька та Оттонська архітектура

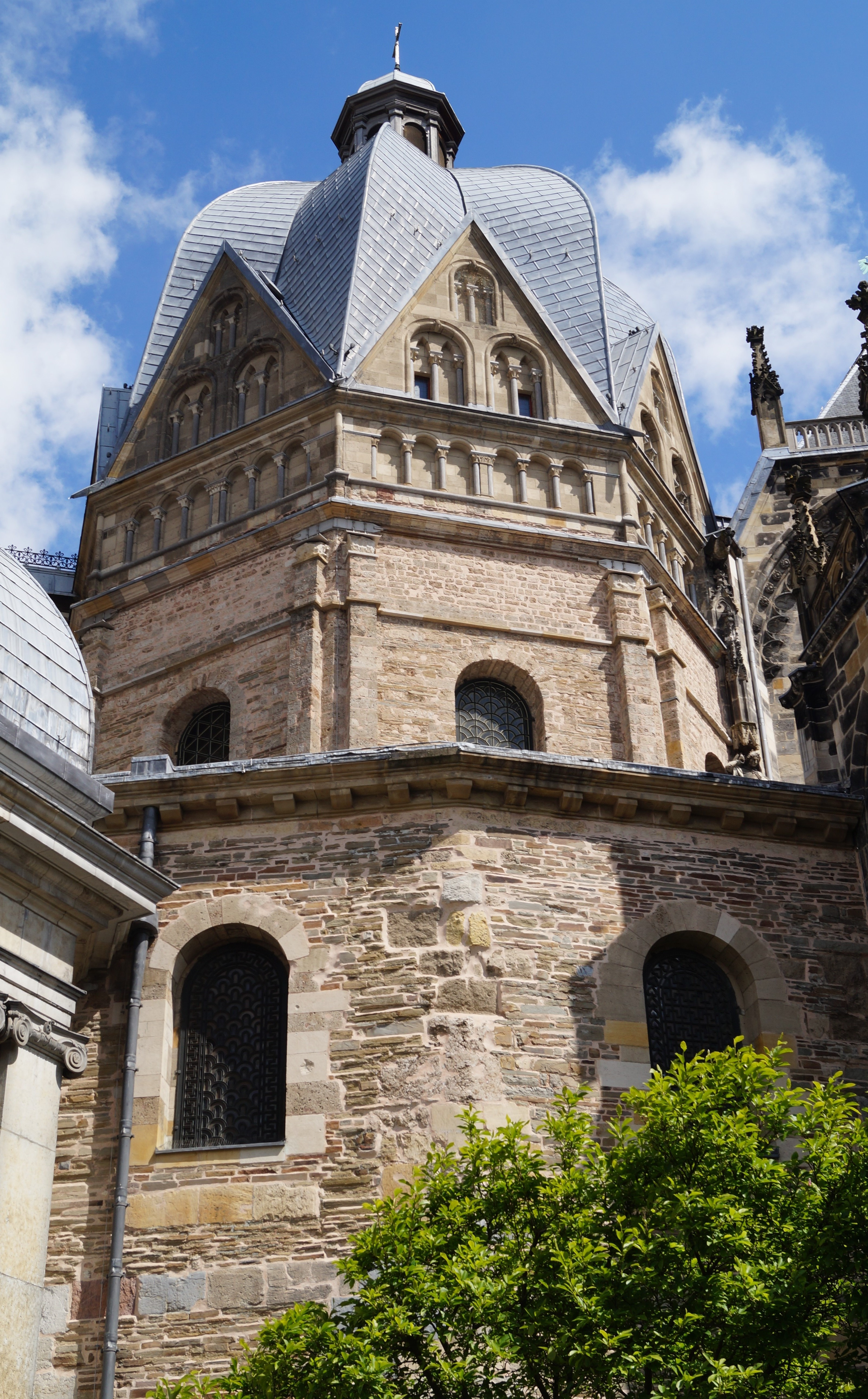
Палатинська капела Карла Великого[en], Аахен, Німеччина, Одо з Меца[en], 768–814 рр.
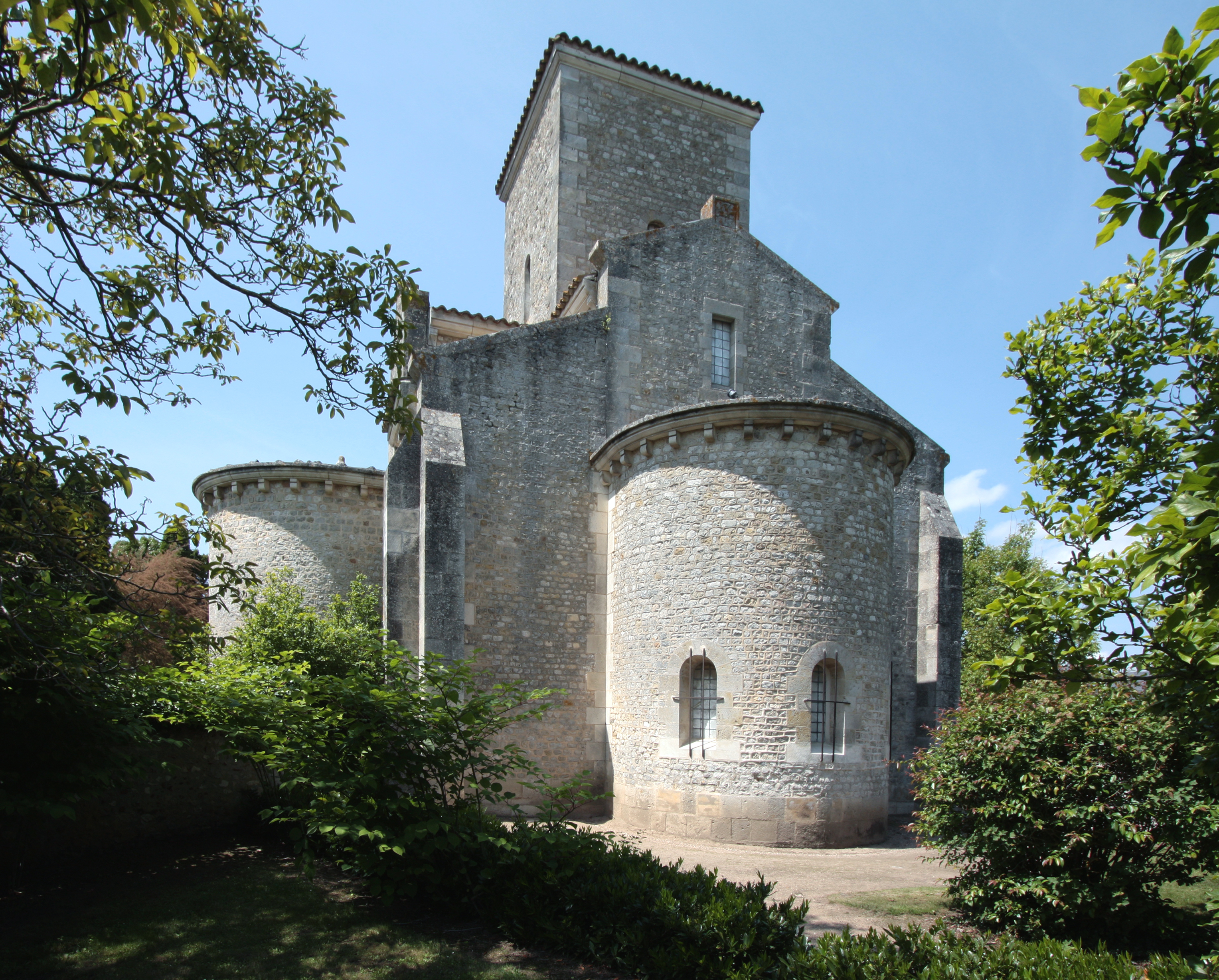
Церква Жерміньї-де-Пре у 806–811 роках
Брама монастиря Лорш, Лорш, невідомий архітектор прибл. 800 р.[154]
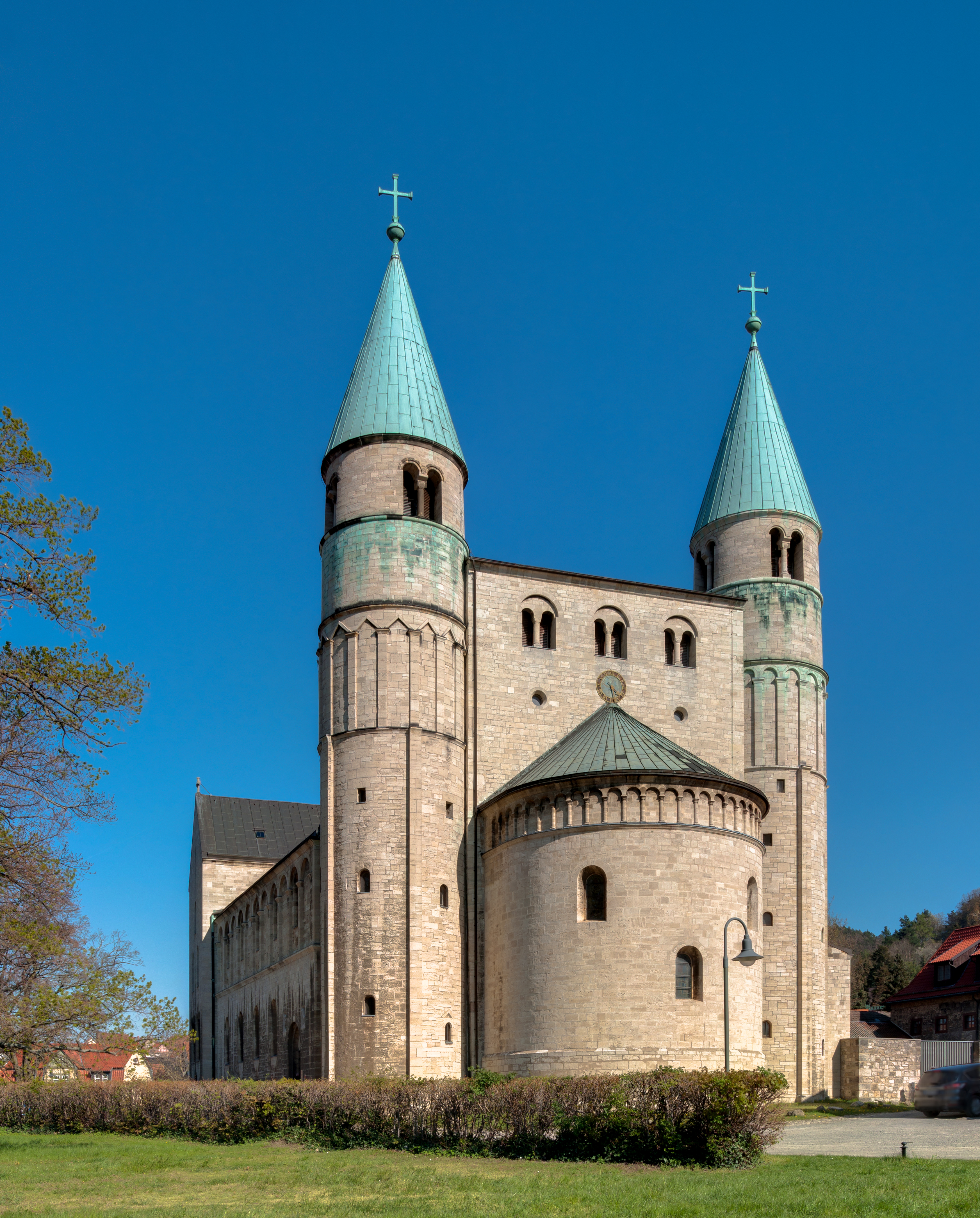
Церква Святого Кіріака[en], Гернроде, невідомий архітектор, прибл. 959/960-1014 рр.
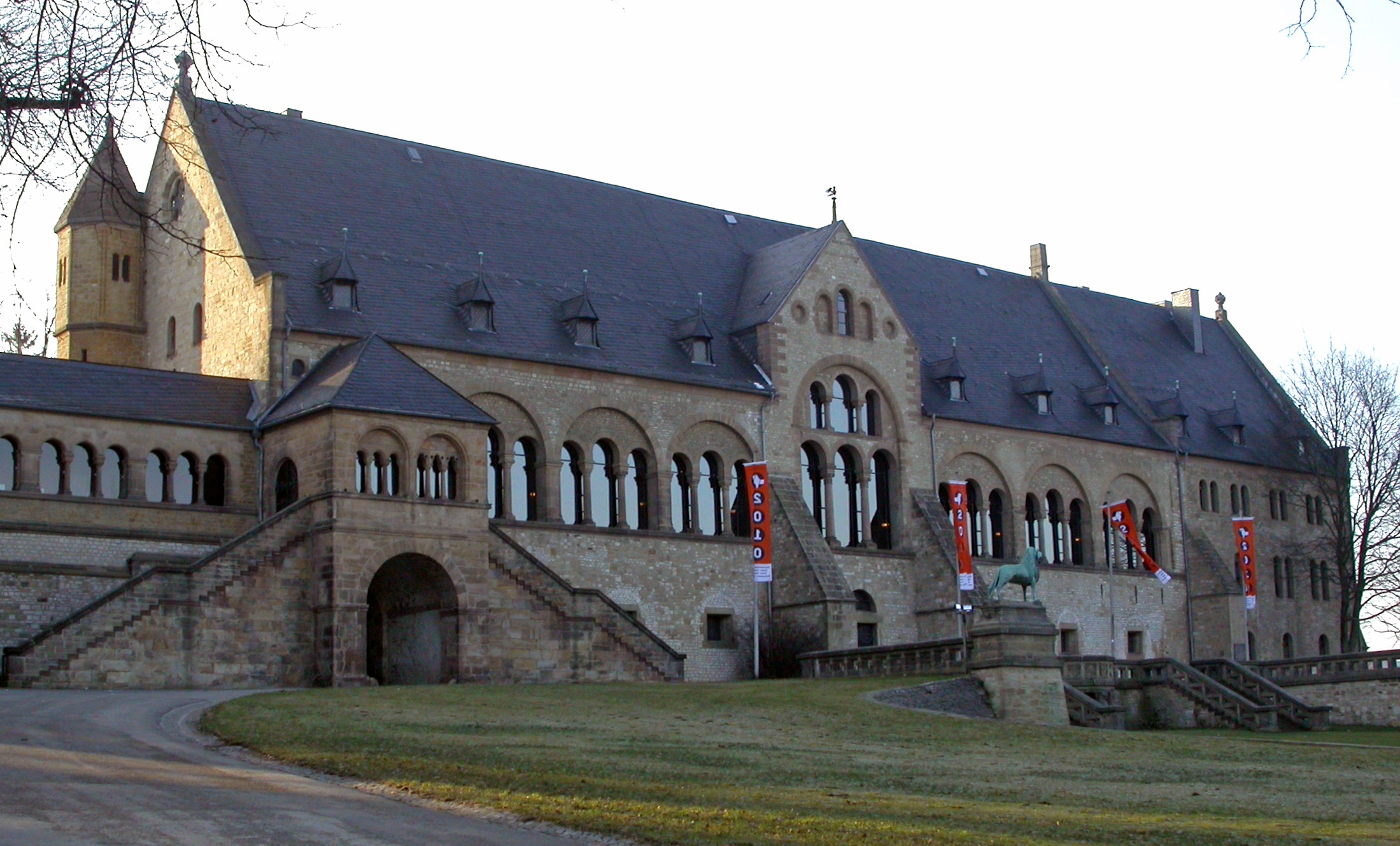
Імператорський палац у Госларі[en], Гослар, невідомий архітектор, прибл. 1040-1050 рр.

Каролінзька архітектура стосується стилю епохи Каролінгів, зокрема за правління Карла Великого (768—814 рр.) та його наступників. Її вважають відродженням римських архітектурних форм, що поєднували класичну спадщину Римської імперії з новими християнськими ідеалами.
Церкви будувалися за зразком римського плану базиліки: з довгим прямокутним нефом, бічними проходами та апсидою. Палатинська капела Карла Великого в Аахені є визначним прикладом — її восьмикутна форма зазнала впливу ранньохристиянської та візантійської архітектури.
Архітектори каролінзької доби використовували циліндричні та хрестові склепіння, натхненні римською інженерією, для створення великих і міцних перекриттів. Палатинська капела в Аахені (792—797 рр.) відома своїм ребристим склепінням.
Колони, арки та антаблементи були запозичені з римської архітектури. Церкви проєктувалися для вираження божественного порядку, відображаючи християнські імперські ідеали Каролінзької імперії.
Оттонська архітектура розвивалася за правління династії Оттонів (прибл. 919—1024 рр.). Цей стиль вирізнявся як продовженням каролінзьких форм, так і поєднанням нових візантійських і романських елементів.
Оттонські церкви часто зберігали базилікальний план, але розширювали його подвійними бічними проходами або додатковими каплицями.
Вестверк — монументальний фасад, подібний до фортеці — став характерною рисою оттонських церков. Церква святого Кіріака в Гернроде має знаковий вестверк із вежами та великим входом. Перші церковні вежі розвинулися з вестверків.
Оттони удосконалили техніку склепінь і ширше застосовували крипти. Магдебурзький собор (прибл. 1200 р.) був однією з ключових споруд цього періоду, символізуючи імператорську владу й християнську відданість.
Оттонська архітектура була відома своїми витонченими мозаїками, фресками та скульптурами, що поєднували візантійські й місцеві традиції. Рукописи цього періоду також свідчать про багатство оттонської візуальної культури.
Оттонські правителі зводили великі палаци, продовжуючи каролінзьку традицію Ахенського палацу, але з доданою витонченістю. Імператорський палац у Госларі та інші імператорські споруди зміцнювали владу імператора.
Каролінзький та Оттонський стилі були попередниками романського стилю.

#### Романська архітектура

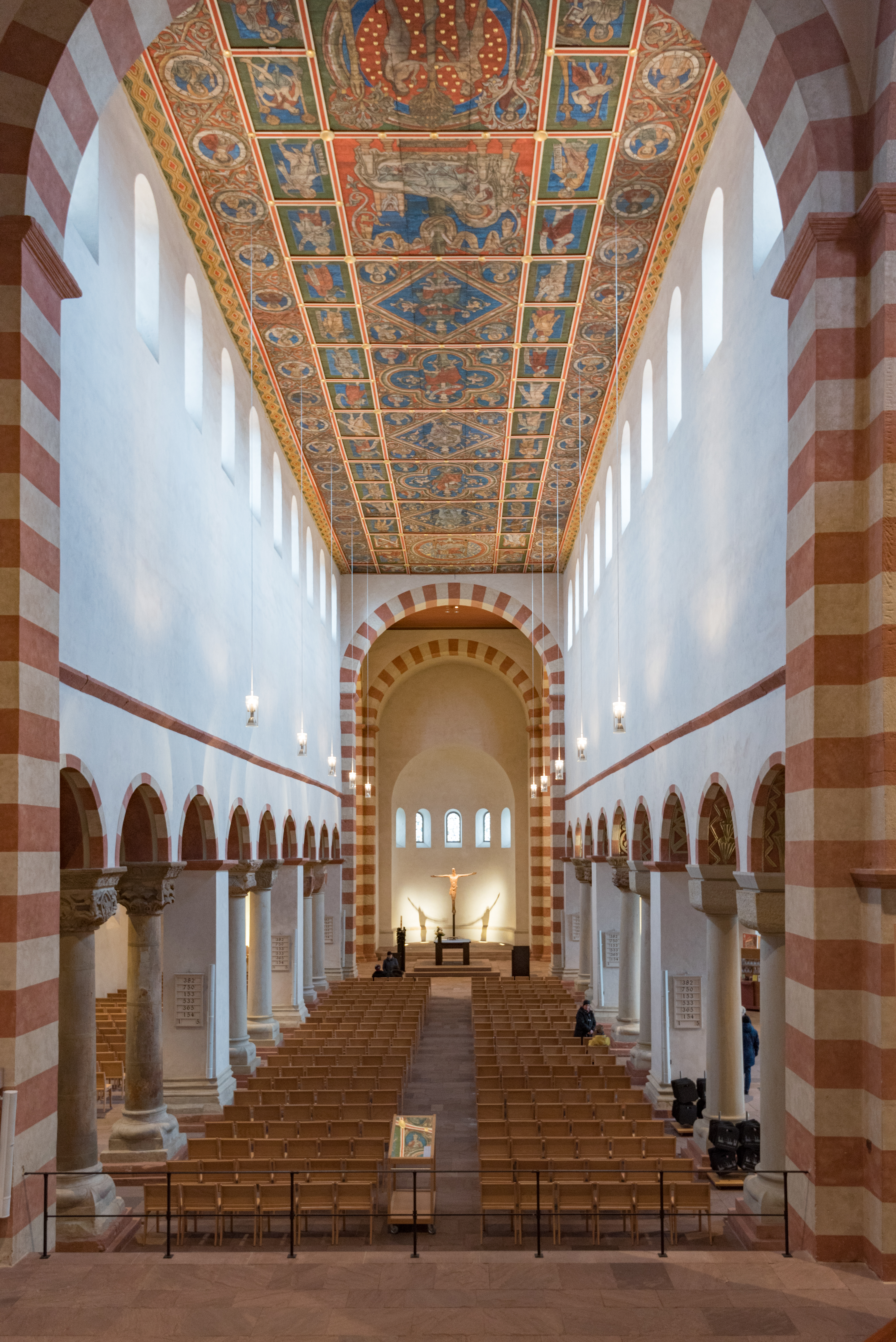
Церква Святого Михайла, Гільдесгайм, Німеччина, невідомий архітектор, 1010-1031 рр.
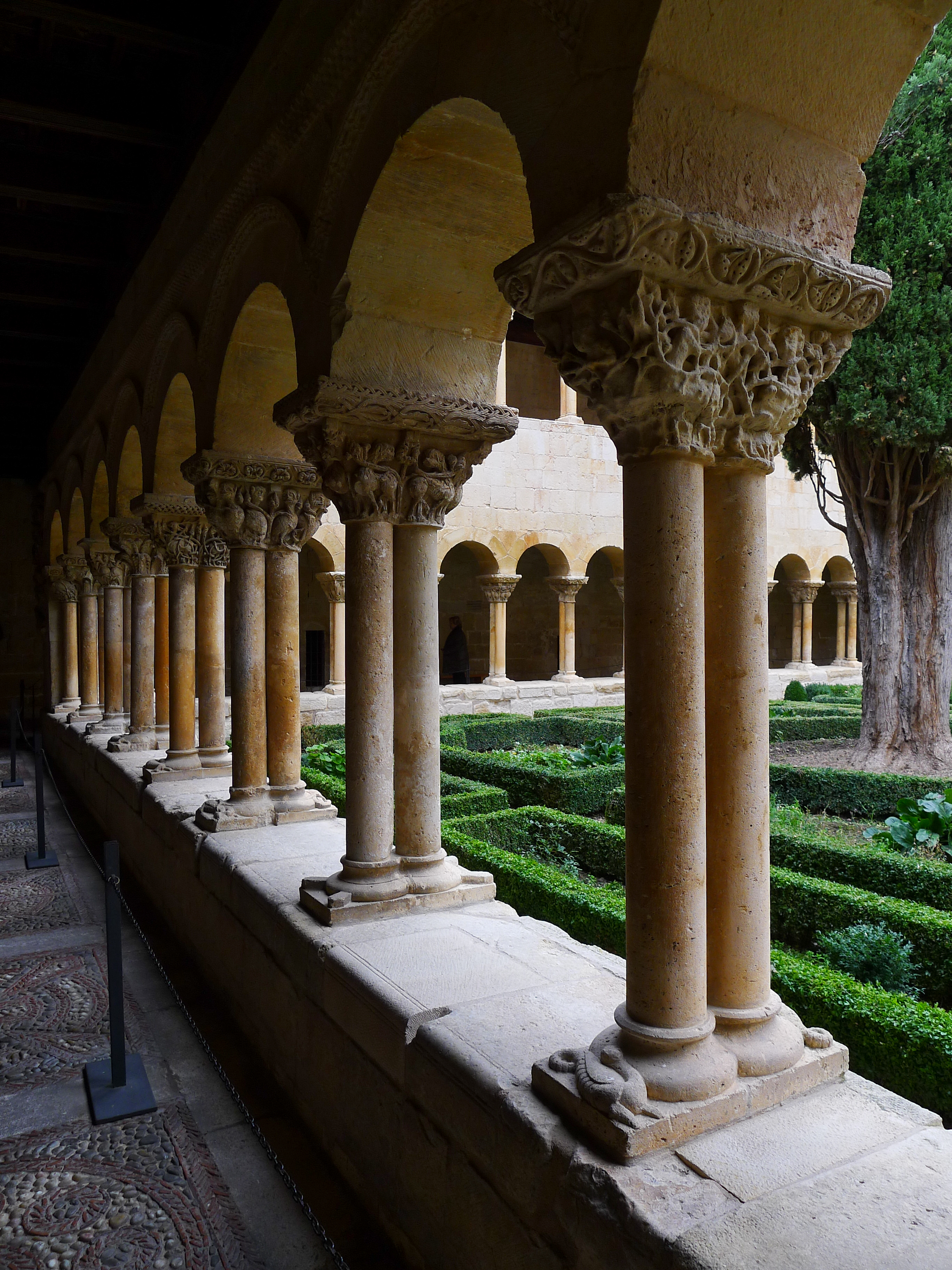
Портик абатства Санто-Домінго-де-Сілос[en], Санто-Домінго-де-Сілос, Іспанія, невідомий архітектор, початий у 1085 р.
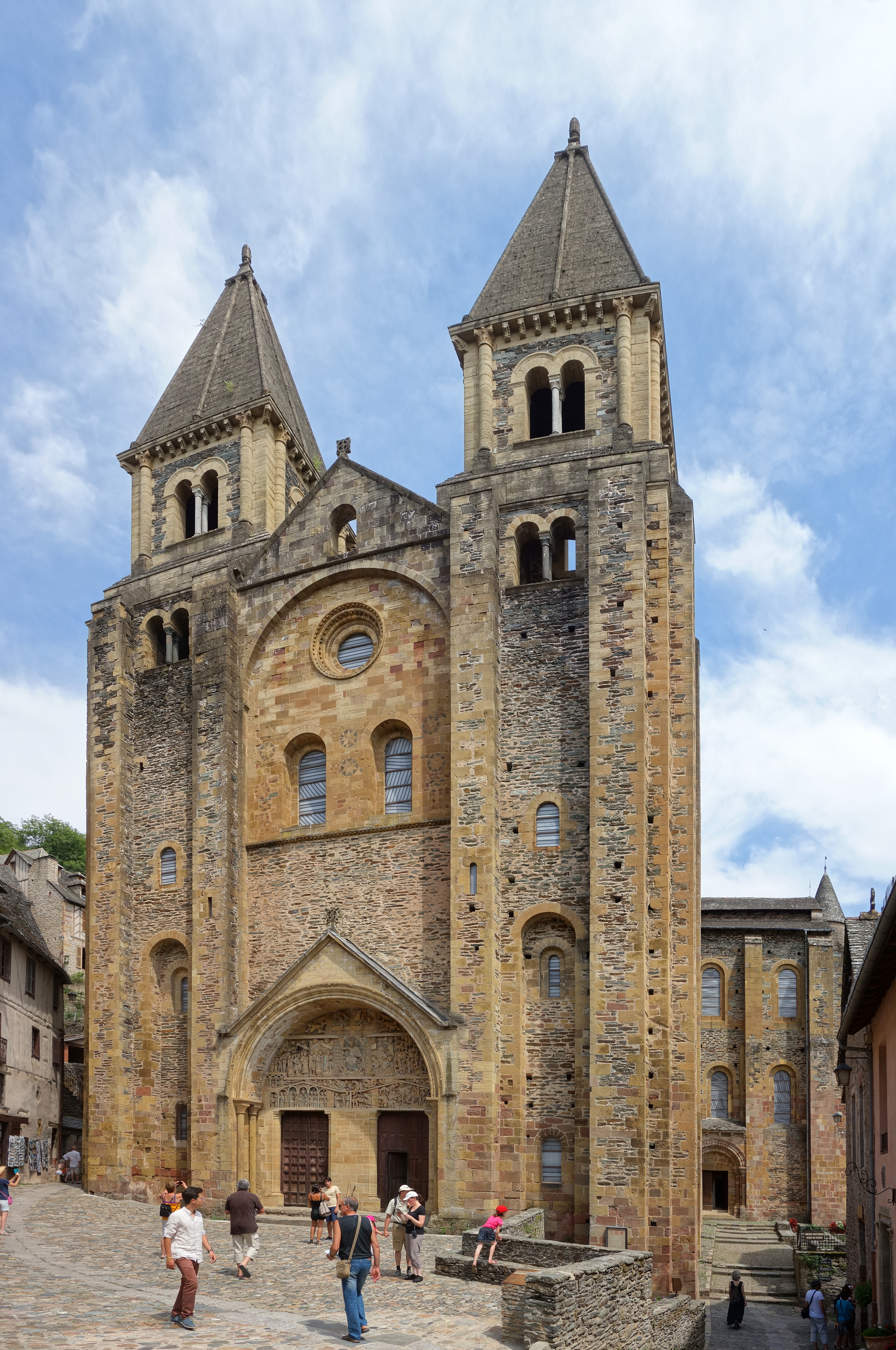
Абатська церква Сент-Фуа[en], Конк, Франція, невідомий архітектор, 1087-1107 рр.
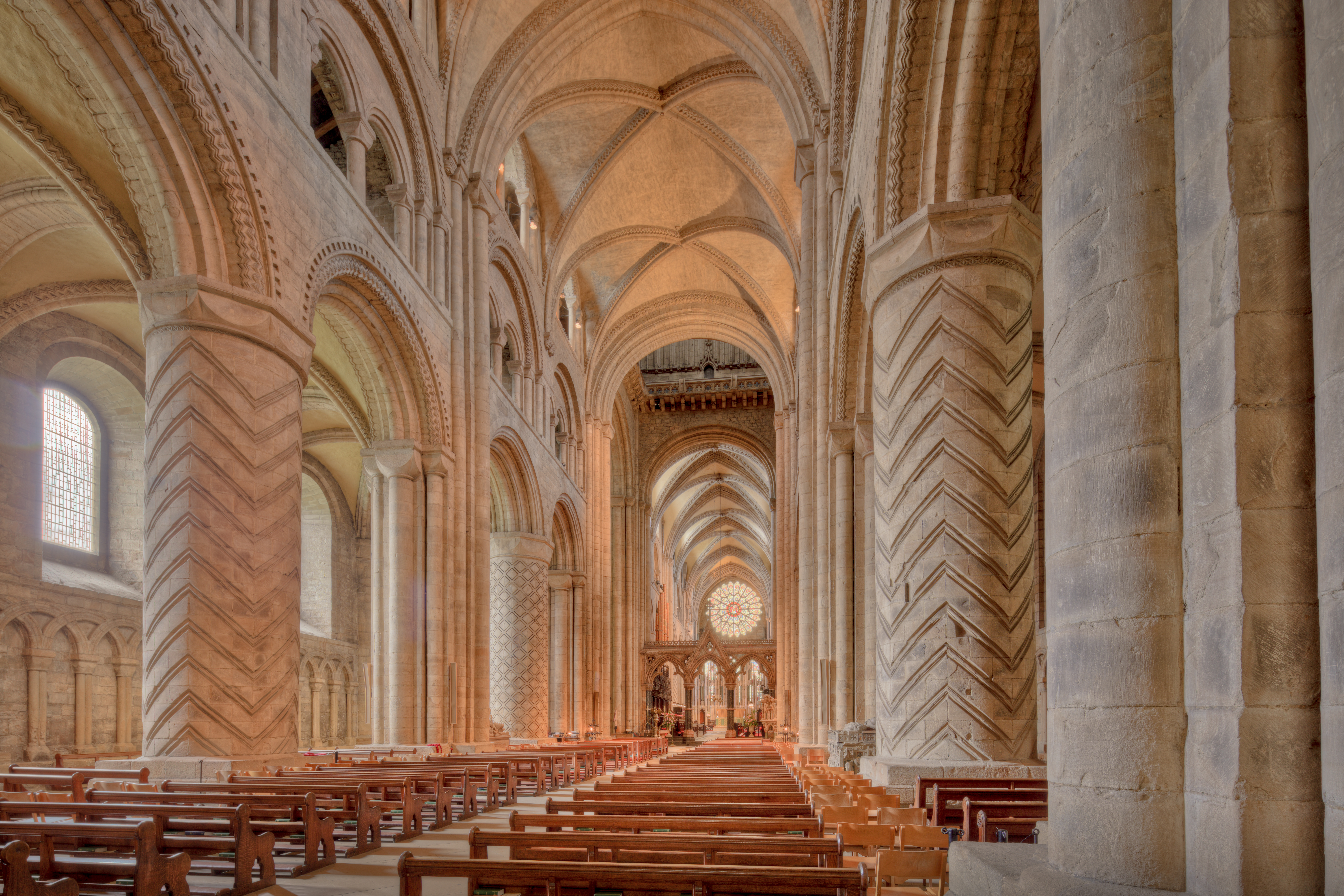
Інтер'єр Даремського собору, Дарем, Велика Британія, невідомий архітектор, 1093-1133 рр.
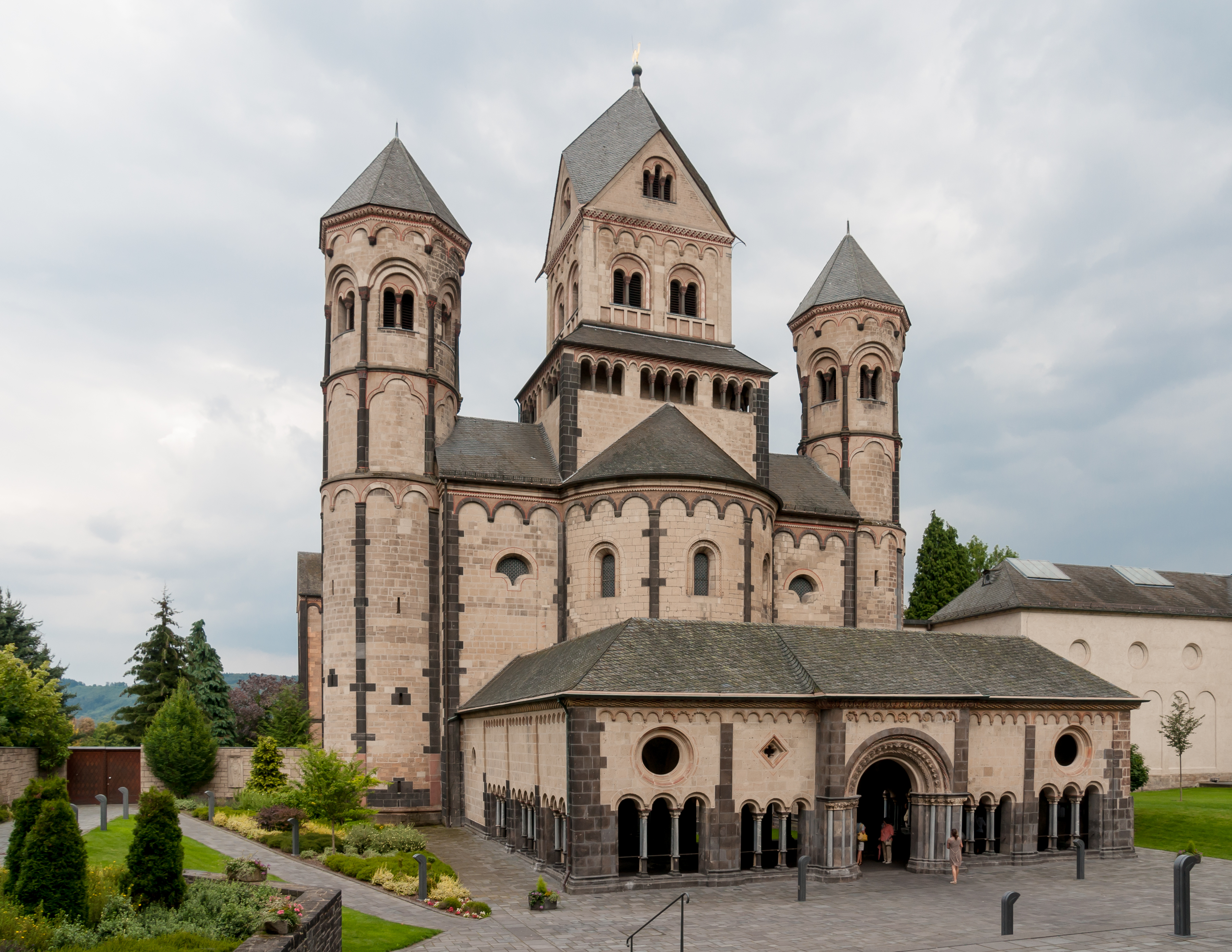
Абатство Марії Лаах, Глес, Німеччина, невідомий архітектор, 1093-1230 рр.
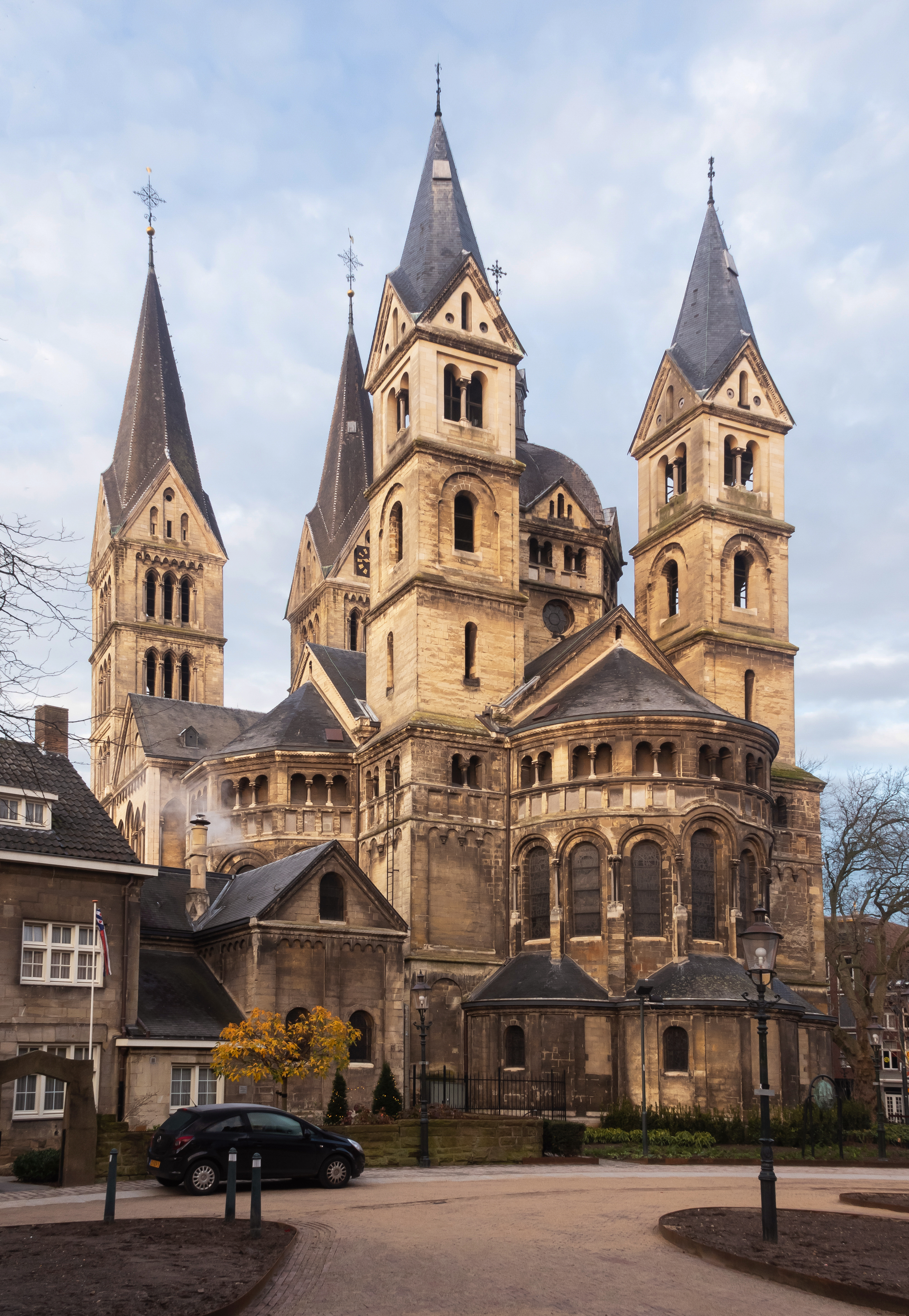
Мюнстерська церква[en], Рурмонд, Нідерланди, невідомий архітектор, 1220 р.

Термін «романський» виник у XIX столітті, коли ним почали позначати середньовічні церкви, збудовані між X і XII століттями, тобто до появи крутих стрілчастих арок, аркбутанів та інших готичних елементів. Цей архітектурний стиль виник майже одночасно в кількох країнах — Франції, Німеччині, Італії, Іспанії. Для критиків XIX століття романський стиль уособлював архітектуру каменярів, які, очевидно, захоплювалися важкими циліндричними склепіннями та майстерно вирізьбленими капітелями давньоримських зразків, однак їхня власна архітектура вважалася похідною та занепадницькою, позбавленою витонченості класичних моделей.
Учені XXI століття менш схильні розглядати архітектуру цього періоду як «невдачу» у відтворенні досягнень минулого і набагато частіше визнають її різноманіття експериментальних форм як низку творчих нововведень. Водночас дослідження поставили під сумнів цінність терміна «романський стиль» як стильового означення. На перший погляд, він зручно позначає будівлі, які об'єднує використання округлих арок і масивної кам'яної кладки, та з'являються між каролінзьким відродженням класичної античності у IX столітті й стрімким розвитком готичної архітектури після другої половини XII століття. Проблема, однак, полягає в тому, що цей термін охоплює широкий спектр регіональних варіацій, деякі з яких тісніше пов'язані з Римом, ніж інші. Варто також зазначити, що межа між романською архітектурою та її безпосередніми попередниками й наступниками зовсім не є чіткою. Існує небагато доказів того, що середньовічні глядачі переймалися тими стилістичними відмінностями, які ми спостерігаємо сьогодні, що ускладнює розподіл середньовічної архітектури на чіткі хронологічні категорії. Попри це, «романський стиль» залишається корисним терміном, незважаючи на його обмеження, оскільки відображає період інтенсивної будівельної діяльності, що певною мірою зберігала зв'язок із класичним минулим, але вільно переосмислювала античні форми у новий самобутній спосіб.
Романські собори легко відрізнити від готичних і візантійських завдяки стриманому оздобленню, широкому використанню масивних стовпів і колон, а також круглих арок. У них знову були повною мірою використані можливості аркад із круглими арками — як у конструктивному, так і в просторовому сенсі. На відміну від гострих стрілчастих арок пізнішої готики, романська кругла арка вимагала опори у вигляді потужних стовпів і колон. У порівнянні з візантійськими церквами, романські зазвичай не мають складного оздоблення як ззовні, так і всередині. Прикладом цього є собор у Періге (Періге, Франція), збудований на початку XII століття за зразком базиліки Святого Марка у Венеції, однак без мозаїки, через що його інтер'єр виглядає дуже суворо й мінімалістично.

#### Готична архітектура

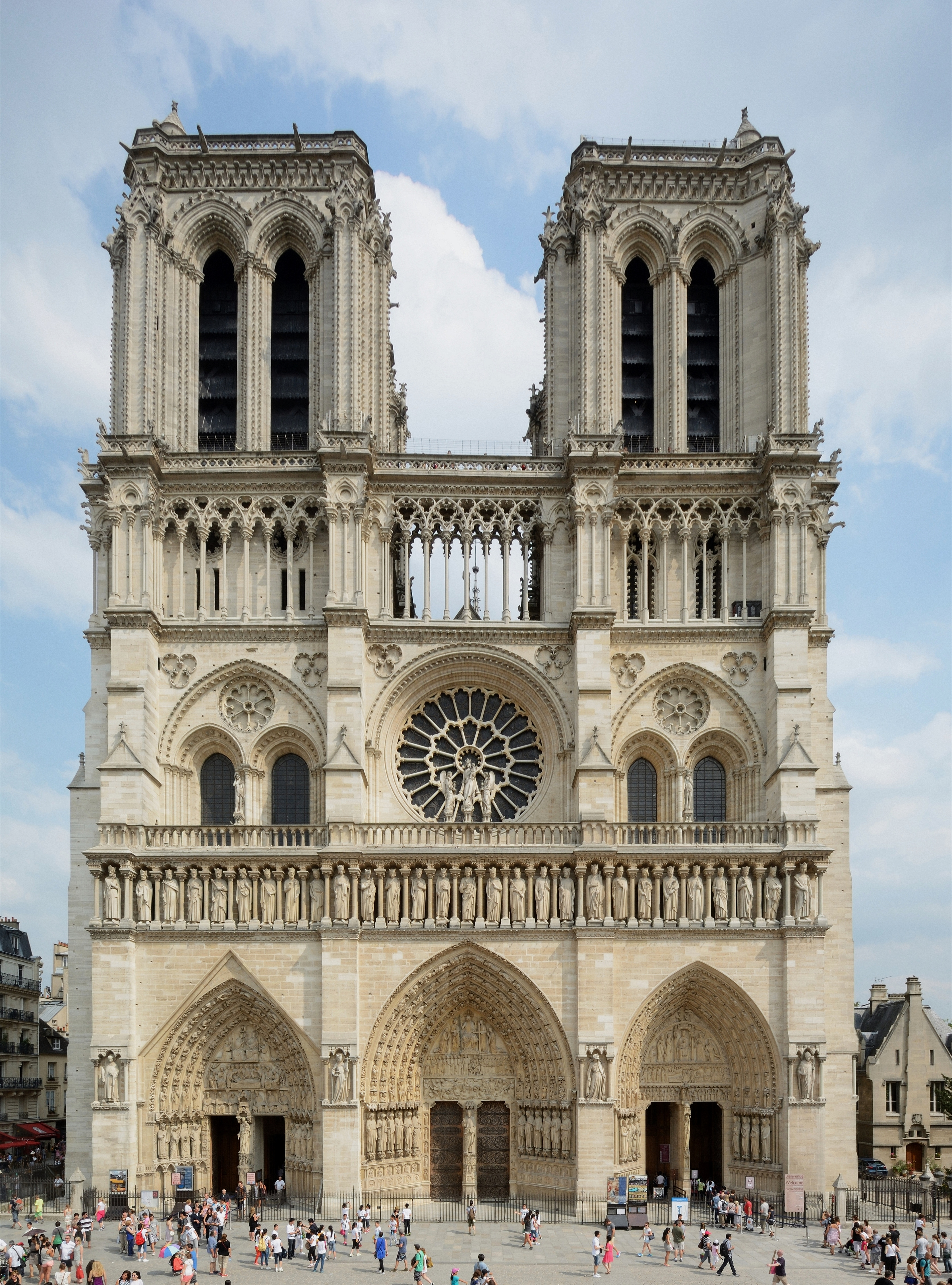
Собор Паризької Богоматері, Париж, різні архітектори, будівництво розпочалося в 1163 р.
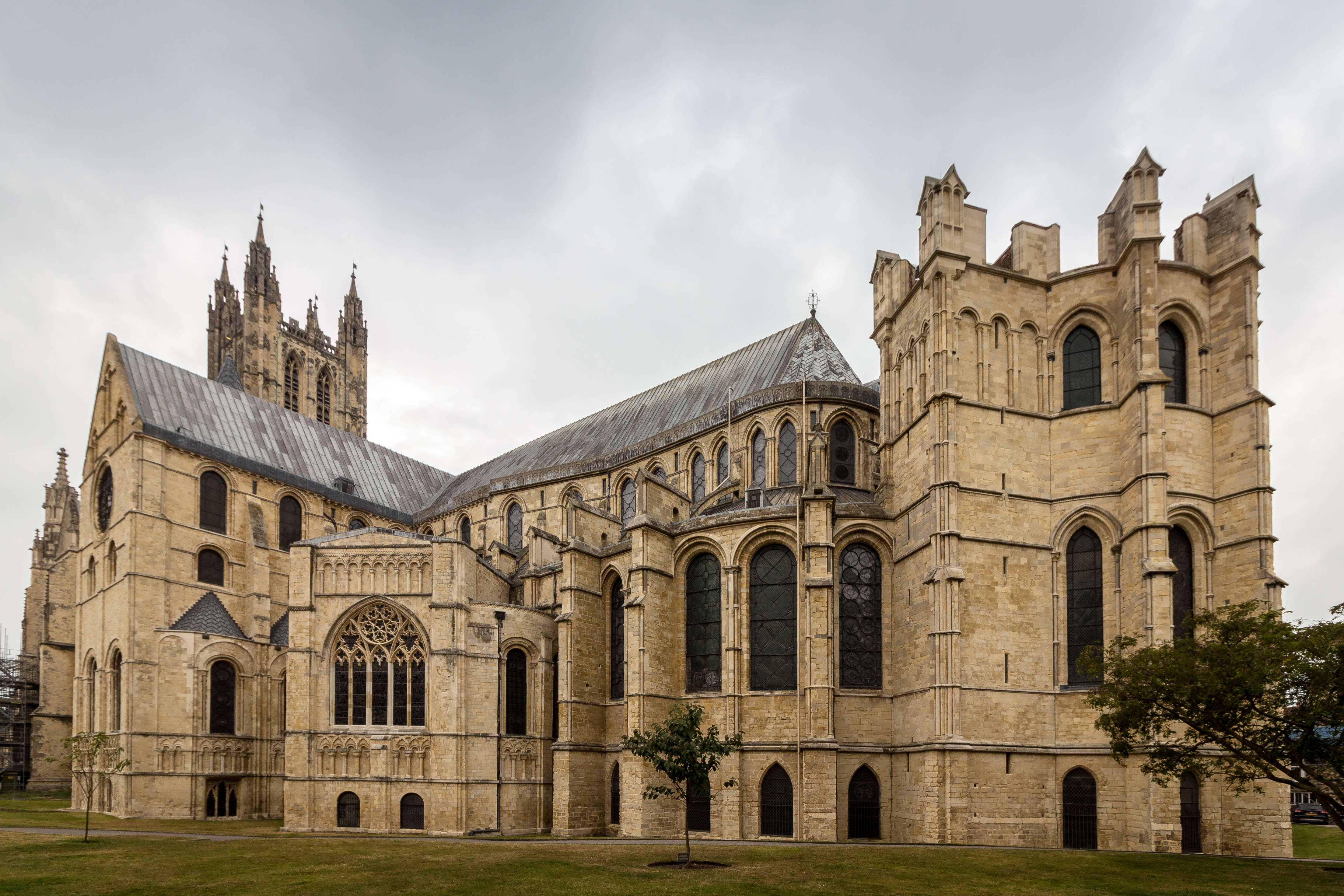
Кентерберійський собор, Кентербері, Кент, Велика Британія, архітектор — Вільгельм із Сенса[en], прибл. 1174–1184 рр.
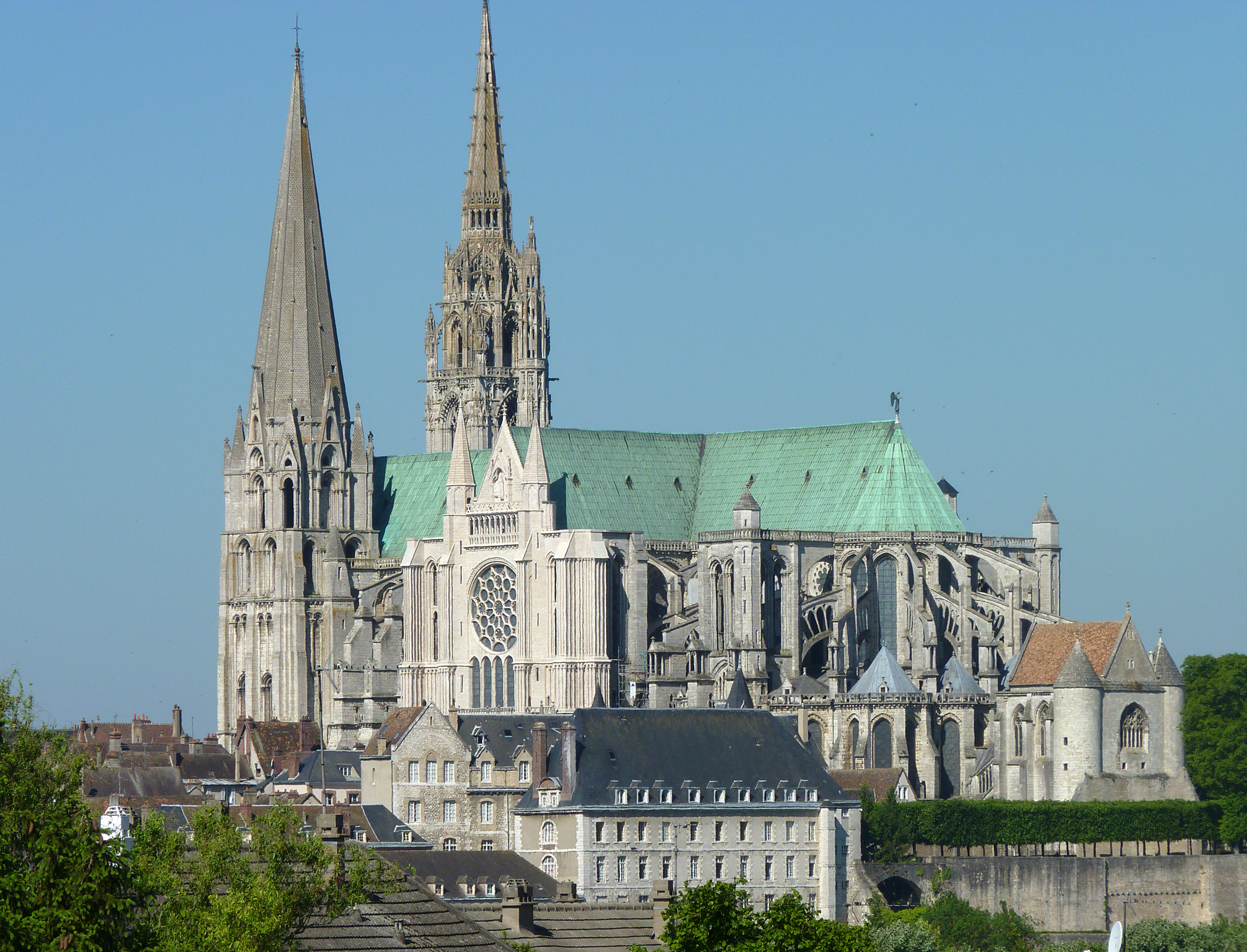
Шартрський собор, Шартр, Франція, невідомий архітектор, 1194-1250 рр.
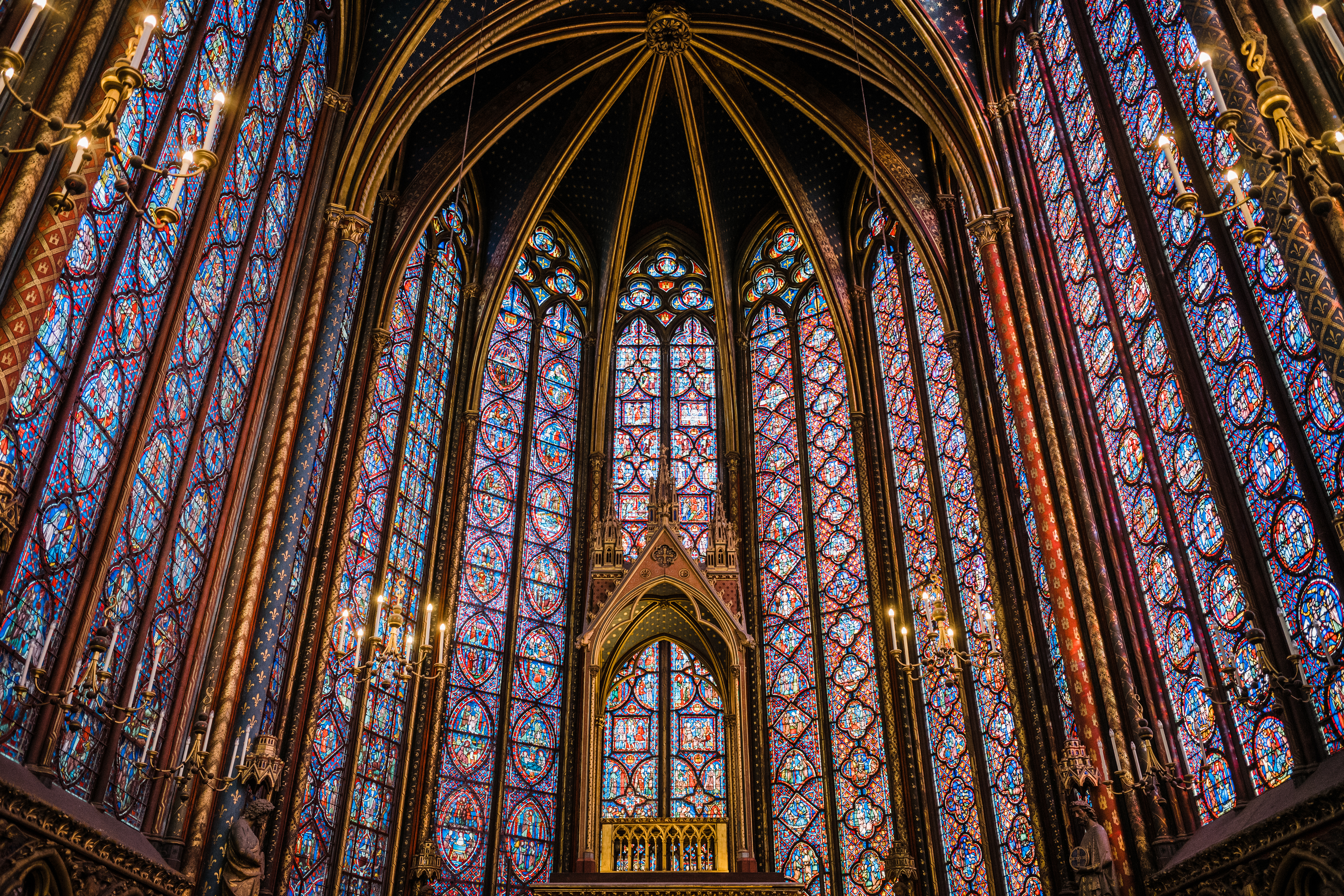
Церква Сент-Шапель, Париж, архітектор — П'єр де Монтрей[en], 1243-1248 рр.
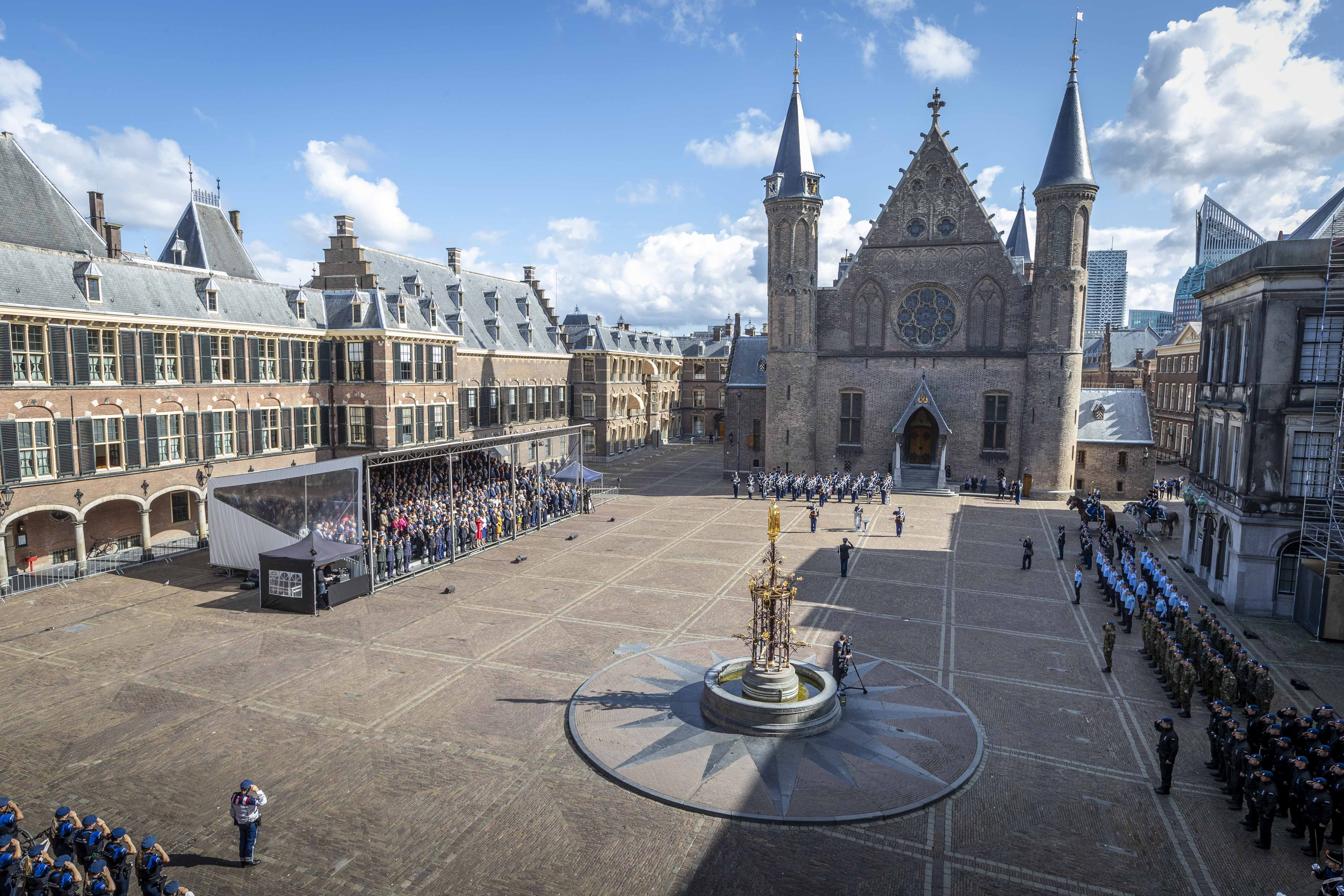
Ріддерзал, Гаага, Нідерланди, невідомий архітектор, 1288 р.
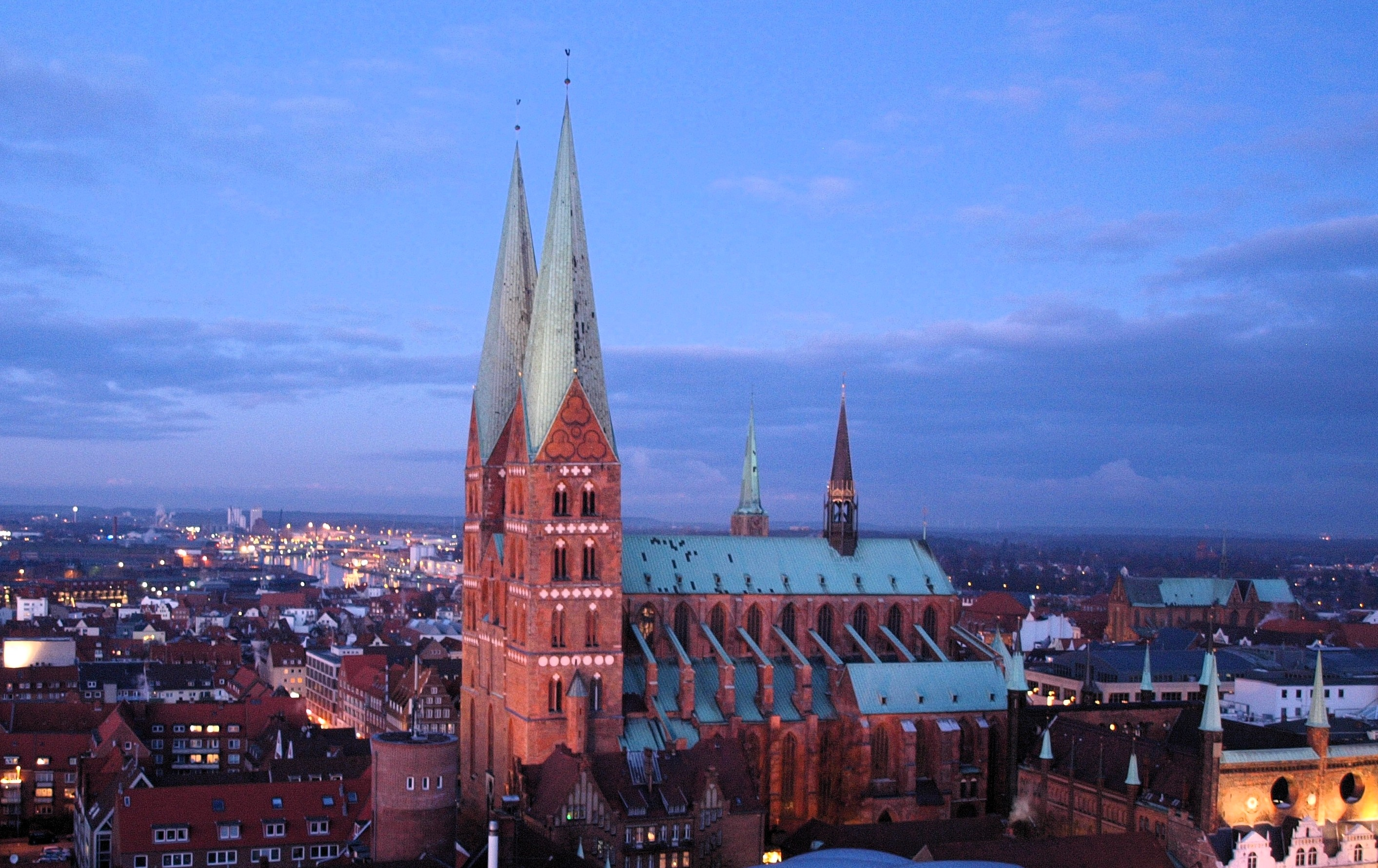
Церква Святої Марії, 1265–1352 рр., Любек, невідомий архітектор, Німеччина
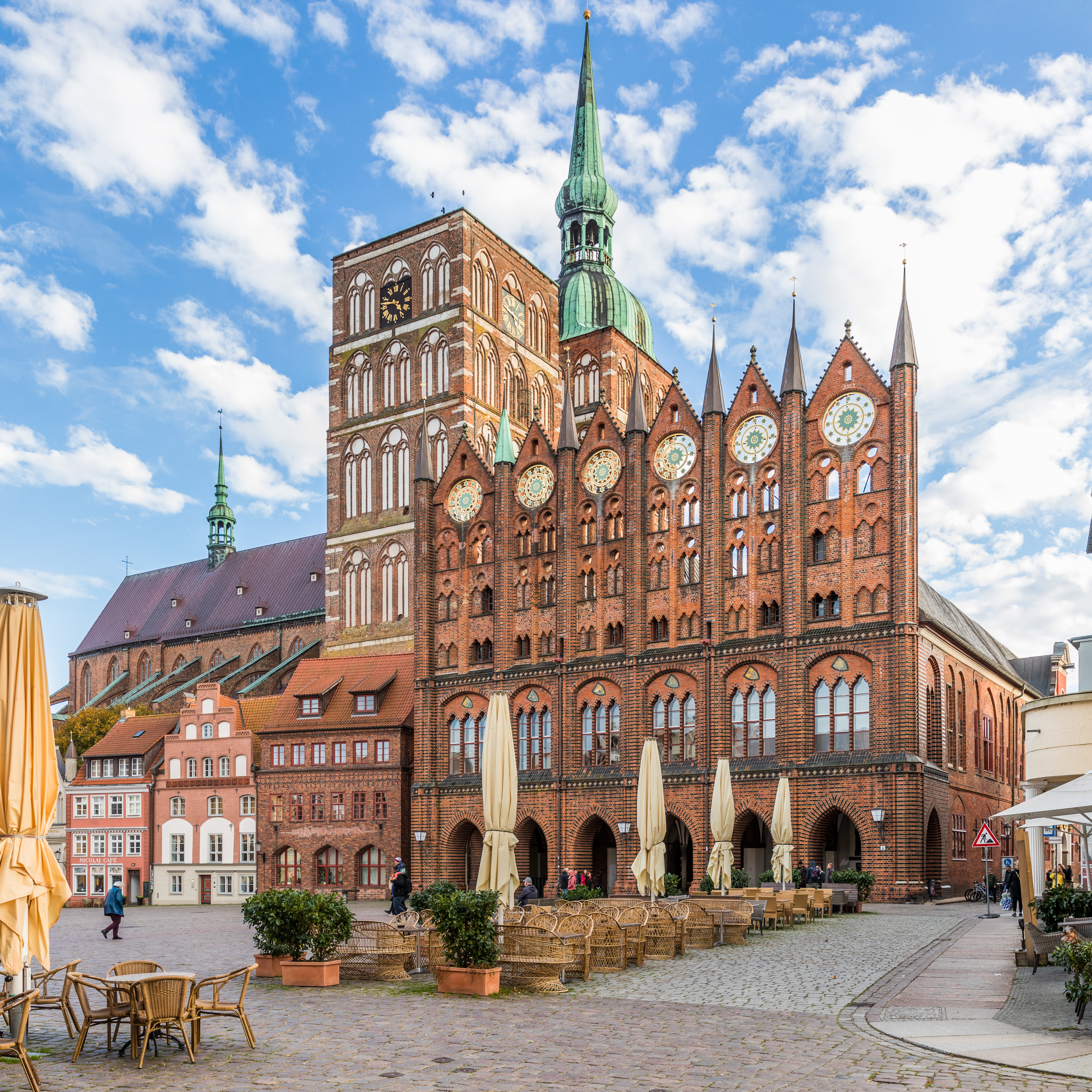
Ратуша та церква Святого Миколая[en], Штральзунд, приблизно з 1250 по 1400 рік, невідомий архітектор, Німеччина

Готична архітектура розпочалася з низки експериментів, які здійснювалися для виконання конкретних побажань замовників і для пристосування храмів до дедалі більшої кількості паломників, що відвідували місця, де зберігалися коштовні реліквії. У високому Середньовіччі (прибл. 1000—1250 рр.) паломники дедалі частіше вирушали не лише до відомих центрів паломництва, а й до місцевих святинь, пов'язаних із чудесами, які приписувалися місцевим чи національним святим. Тому церкви й монастирі, де зберігалися важливі реліквії, прагнули піднести авторитет своїх святих і спорудити для них гідні святині. Ці святині були не лише оздобленими коштовним камінням релікваріями, а передусім потужними архітектурними просторами, залитими кольоровим світлом, що проходило крізь великі площі вітражів. Проте використання вітражів — не єдина визначальна риса готичної архітектури; те саме стосується стрілчастої арки, реберного склепіння, вікна-троянди чи аркбутана — усі ці елементи в тій чи іншій формі вже використовувалися в попередніх архітектурних традиціях. Справжнім рушієм готичної архітектури стало саме поєднання та постійне вдосконалення цих елементів разом із швидким реагуванням на стрімкі зміни в будівельних технологіях того часу.
Відповідно, важко точно вказати на один архітектурний елемент чи конкретне місце, де готика з'явилася вперше; однак традиційно обговорення готичної архітектури починають із базиліки Сен-Дені (прибл. 1135—1344 рр.) та її покровителя, абата Сюжера, який розпочав перебудову західного фасаду й хору церкви. Як він писав у своїй праці De Administratione, стара будівля вже не могла вміщати величезний потік паломників, які приходили вшанувати реліквії святого Дені, і вирішення цієї проблеми було подвійне: західний фасад із трьома великими порталами та інноваційний новий хор, що поєднував амбулаторій з променеподібними каплицями, унікальними тим, що вони не були відділені стінами. Замість цього між каплицями та аркадою хору було вставлено ряд тонких колон для підтримки ребристих склепінь. Такий підхід дозволяв відвідувачам вільно пересуватися навколо вівтаря і наближатися до реліквій, не порушуючи простору вівтаря, а також милуватися великими вітражами в каплицях. Як підтверджував Сюжер, бажання мати більше вітражів не обов'язково було пов'язане з потребою в більшій кількості денного світла, а радше з прагненням наповнити простір неперервним потоком кольорового світла, схожого на мозаїки або коштовне каміння, яке нібито розчиняє стіни. Попит на дедалі більшу кількість вітражів і пошук технік, які б їх підтримували, супроводжують увесь розвиток готичної архітектури, що видно, зокрема, з творів самого Сюжера, якого захоплювала містична природа такого освітлення.
Цегляна готика була окремим стилем готичної архітектури, поширеним у Північно-Східній та Центральній Європі особливо в регіонах навколо Балтійського моря, де бракує природного каменю. Будівлі цього стилю зводилися переважно з цегли.

### Ренесансна архітектура

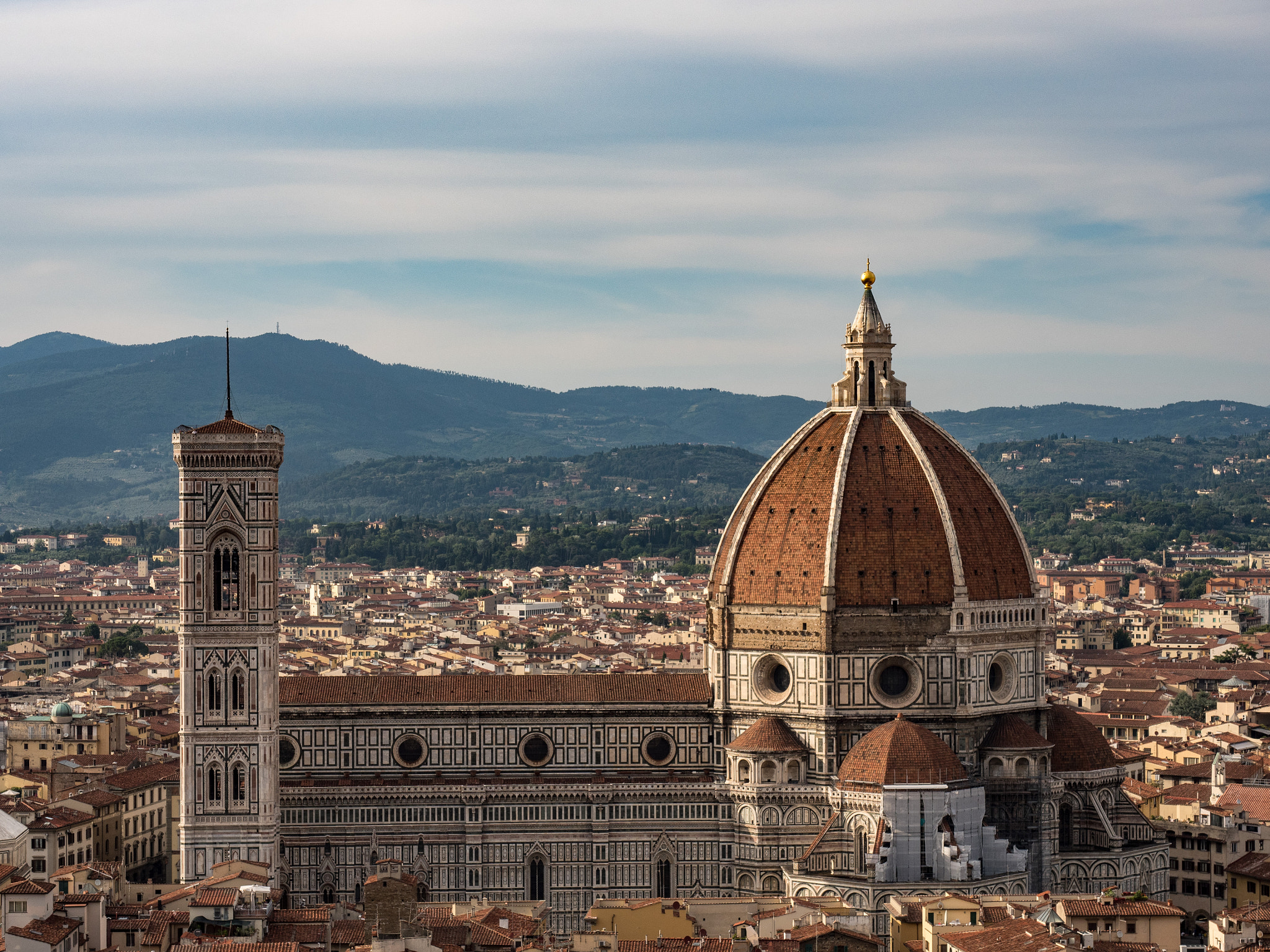
Раннє Відродження — Санта-Марія-дель-Фйоре, Флоренція, Італія, архітектори — Арнольфо ді Камбіо, Філіппо Брунеллескі та Еміліо Де Фабріс[en], 1294–1436 рр.
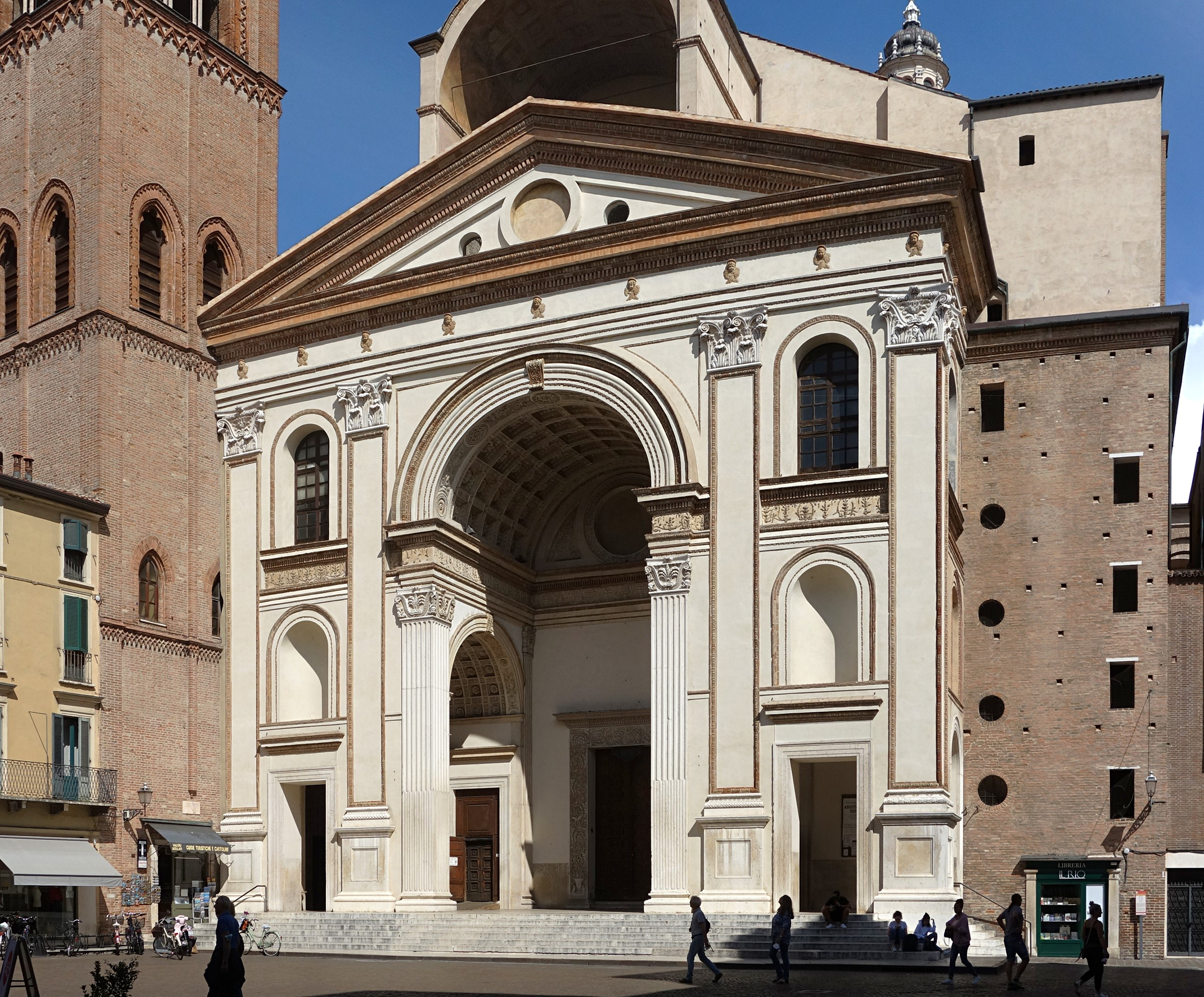
Раннє Відродження — Базиліка Сант Андреа, Мантуя, Італія, архітектор — Леон-Баттіста Альберті, розпочато в 1470 р.
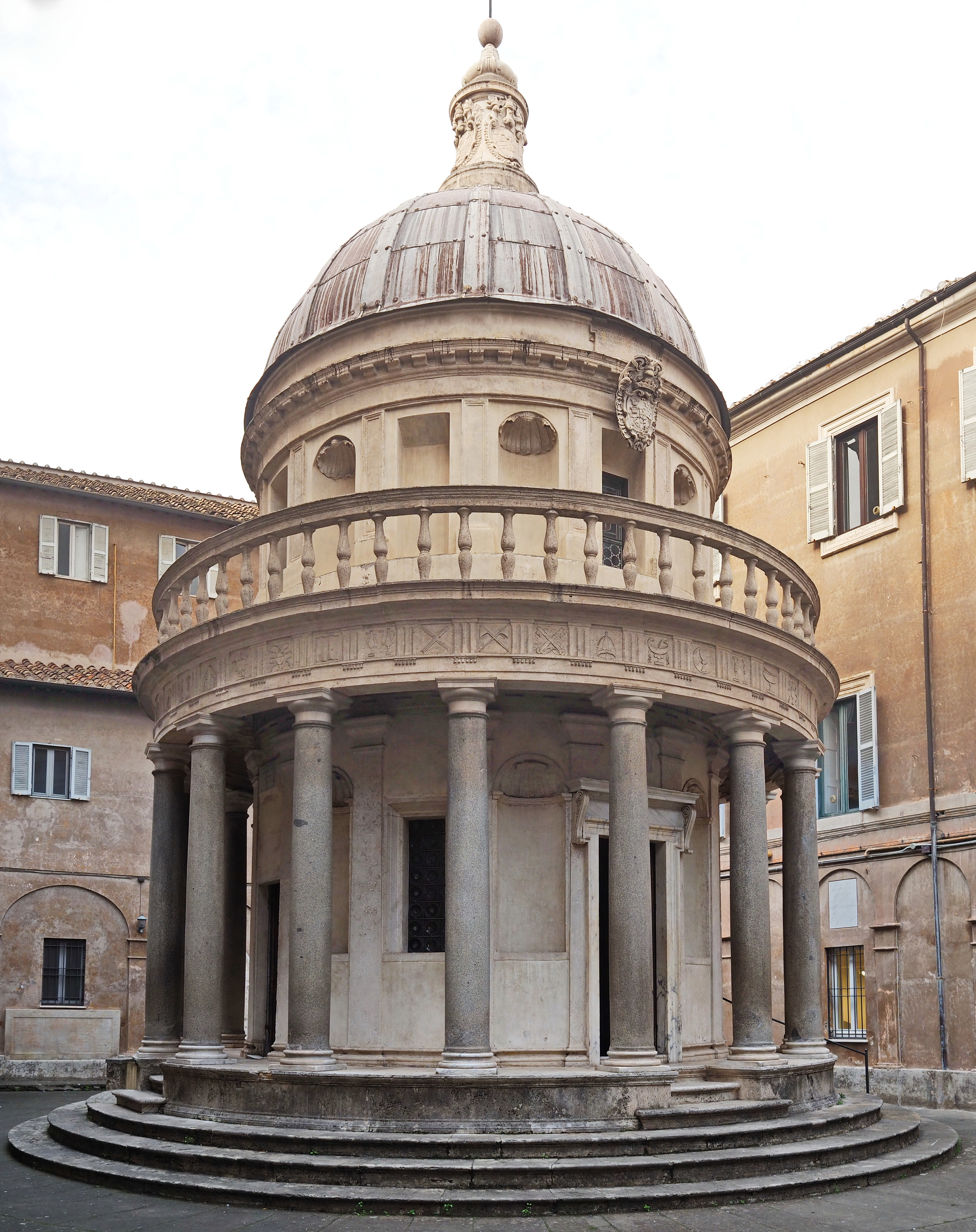
Високе Відродження - Маленький храм Браманте, Сан-П'єтро-ін-Монторіо, Рим, архітектор — Донато Браманте, 1502 р.
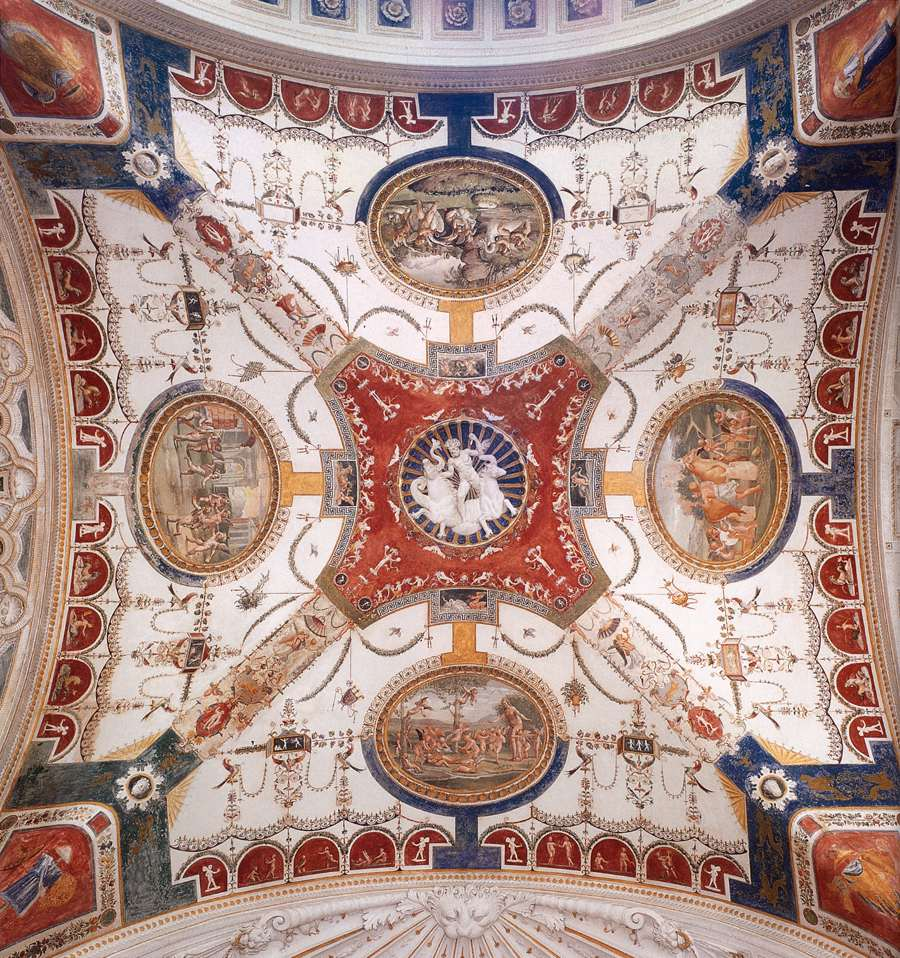
Високе Відродження — Вілла Мадама, поблизу Рима, розпочата Рафаелем, 1518-1525 рр.
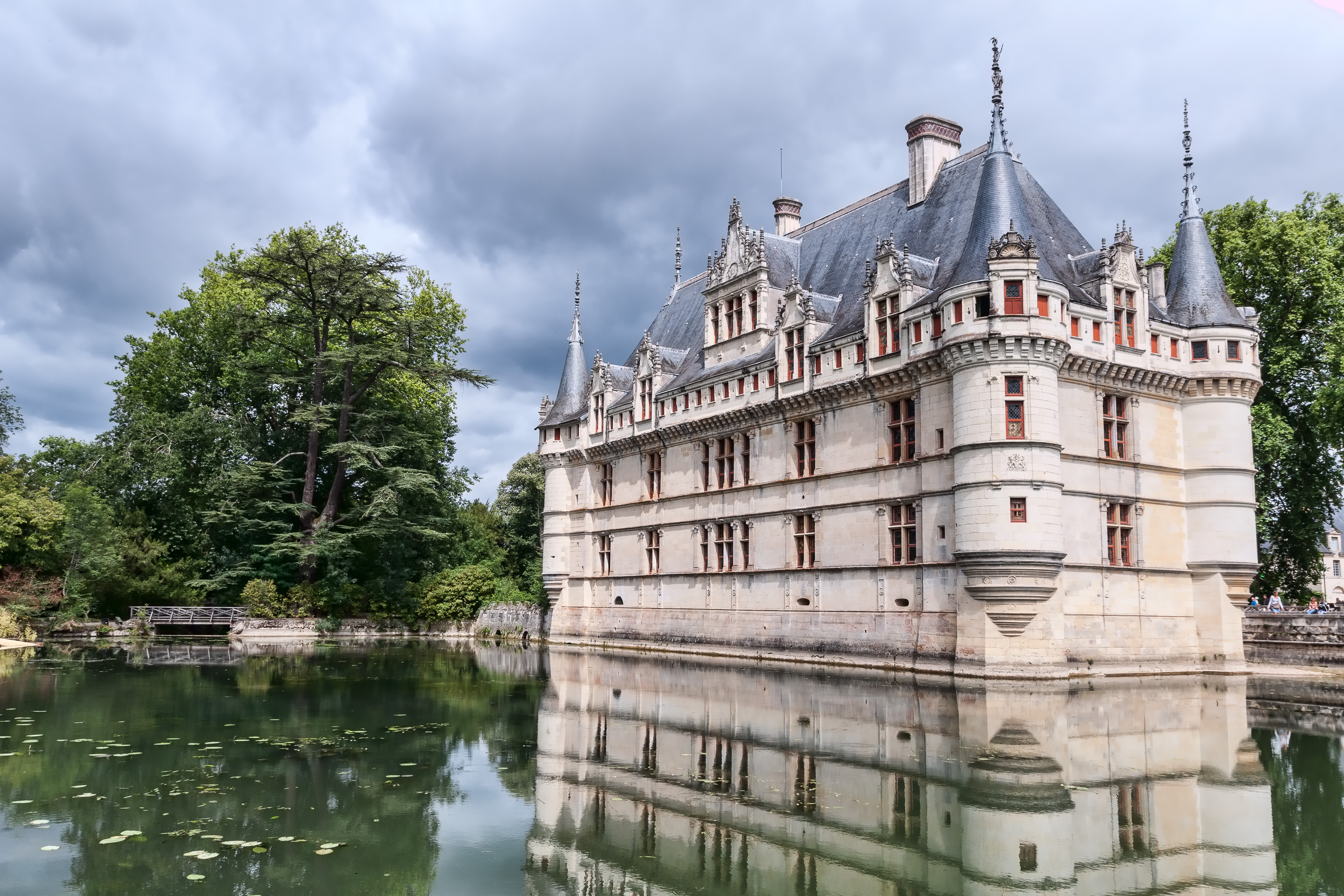
Північне Відродження — Замок Азе-ле-Ридо, Луара, Франція, невідомий архітектор, 1518-1527 рр.
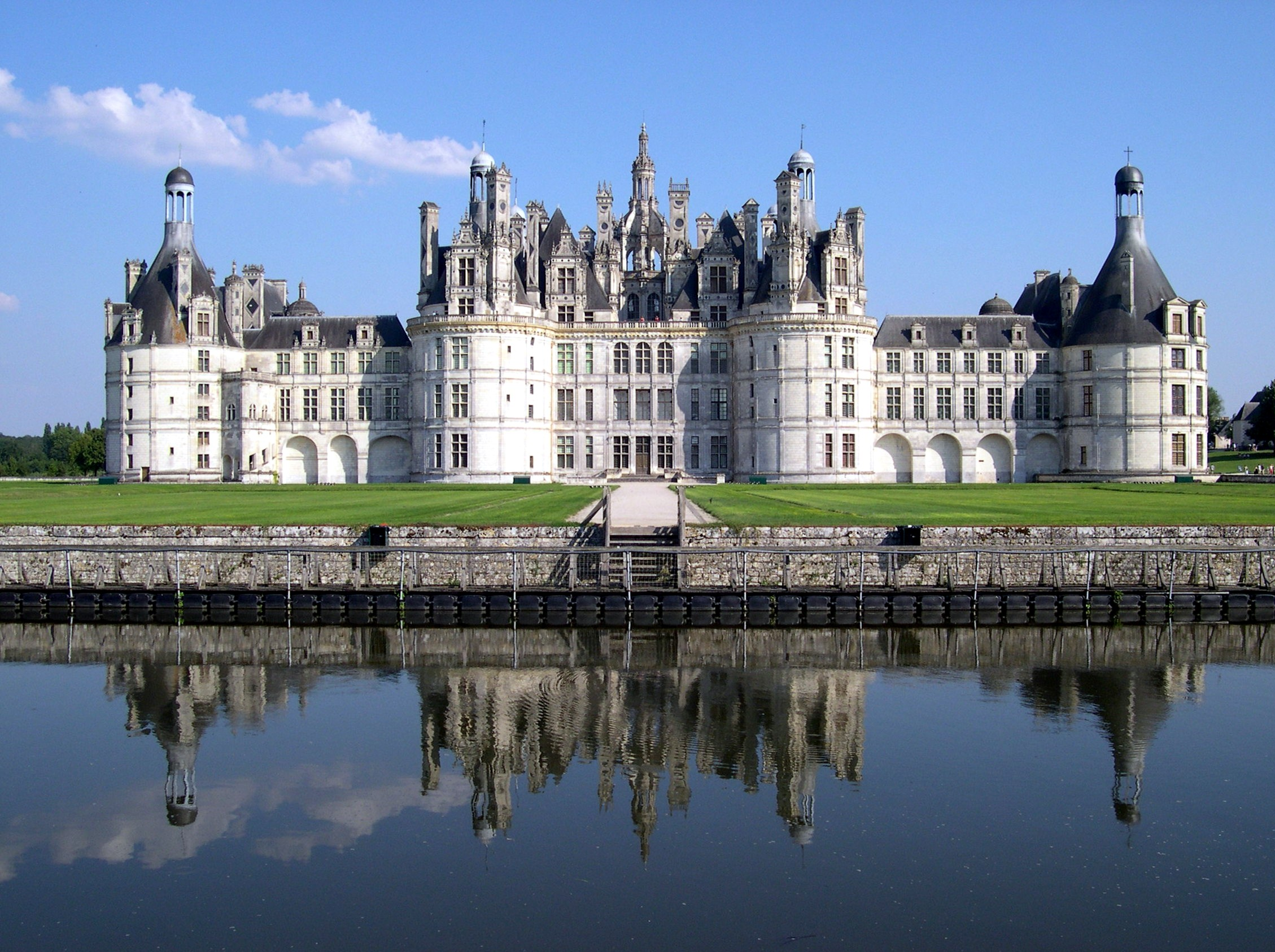
Північне Відродження — замок Шамбор, Луара, Франція, архітектор — Доменіко да Кортона[en], 1519-1547 рр.
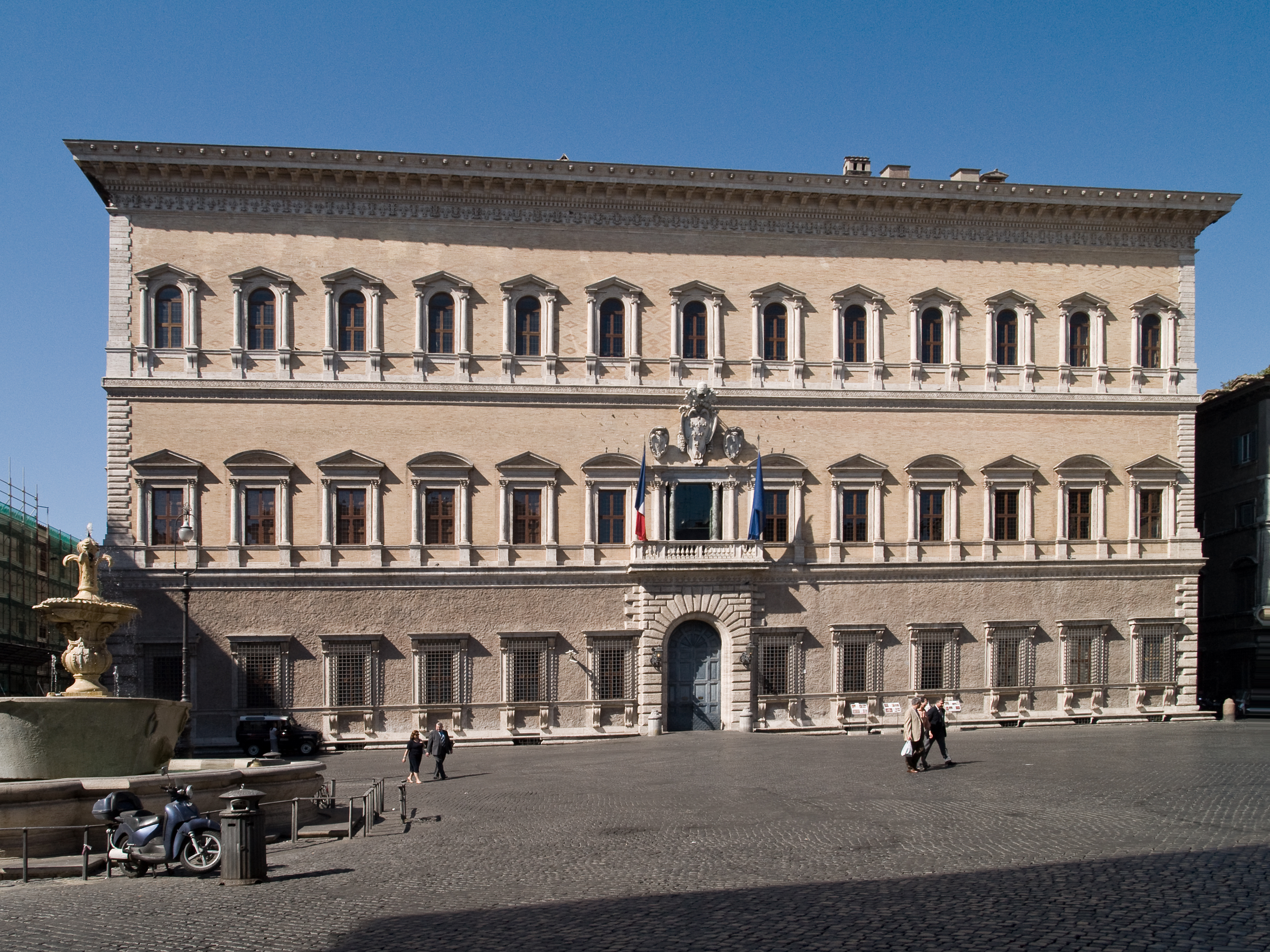
Високе Відродження — Палаццо Фарнезе, Рим, архітектор — Антоніо да Сангалло, 1534-1546 рр.
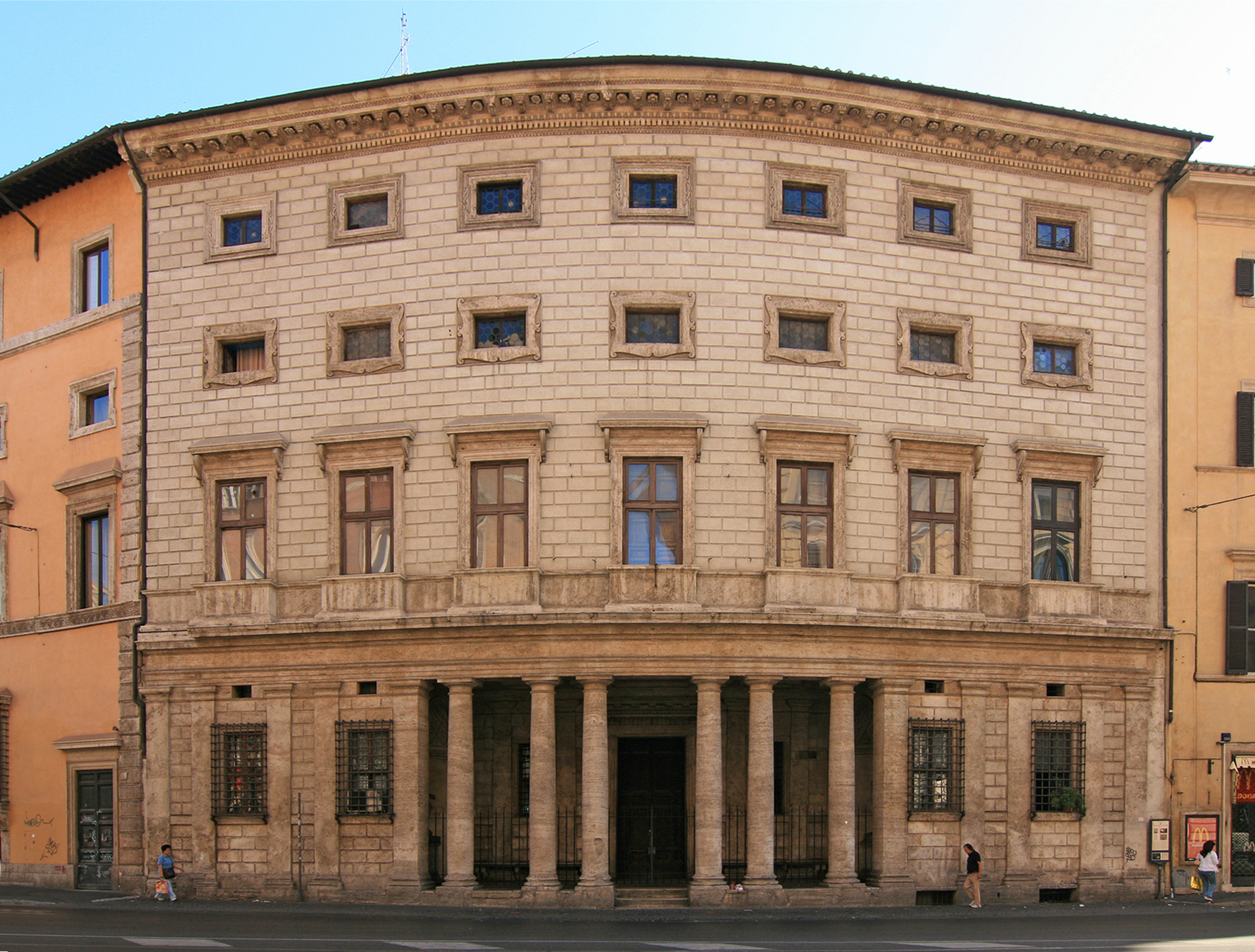
Маньєризм — Палаццо Массімо алле Колонне[en], Рим, архітектор — Бальдассаре Перуцці, розпочато 1535 р.
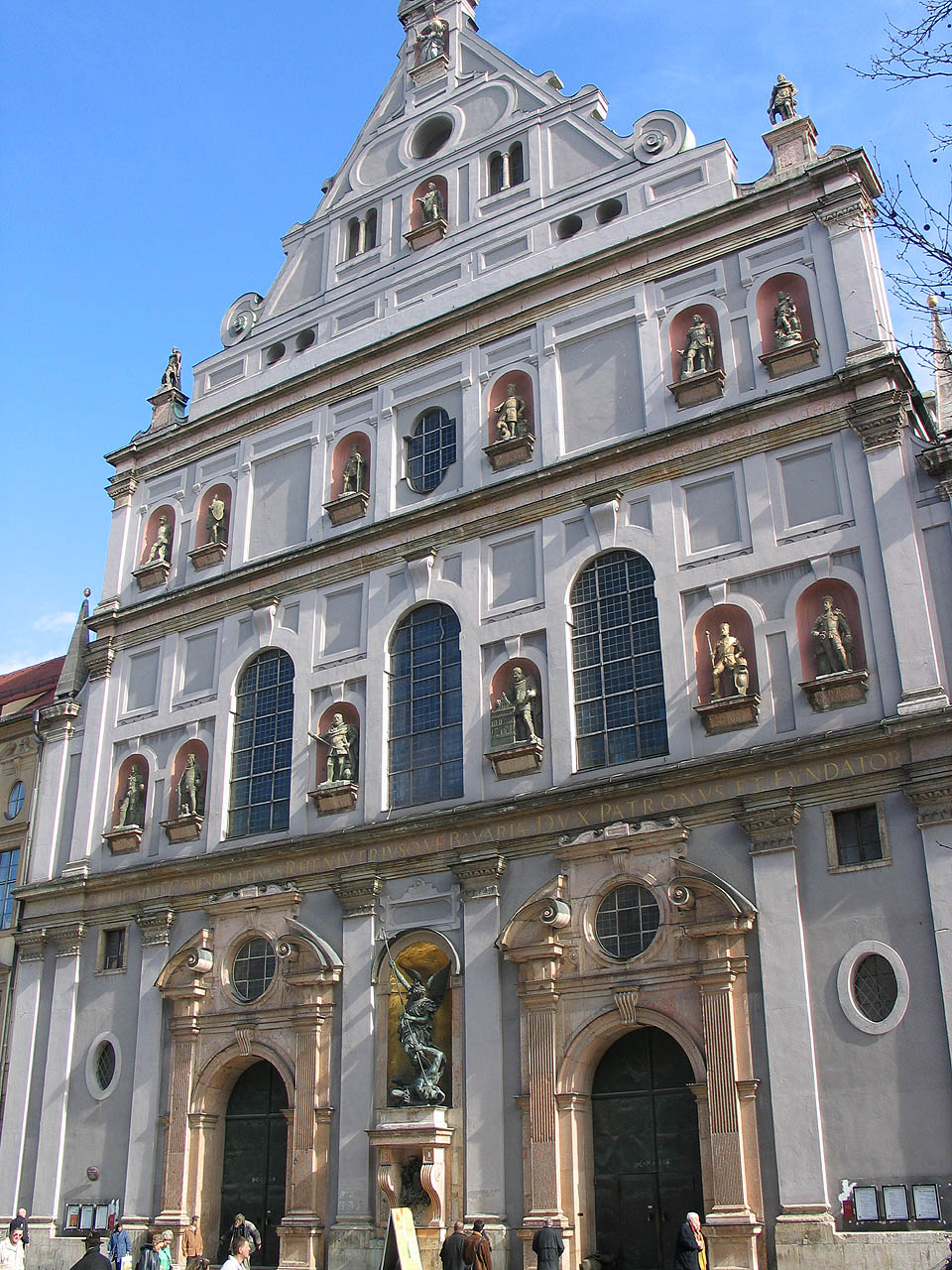
Маньєризм — церква Святого Михайла[en], Мюнхен, Німеччина, архітектори — Вендель Дітріх та Фрідріх Зустріс[en], 1583–1597 рр.
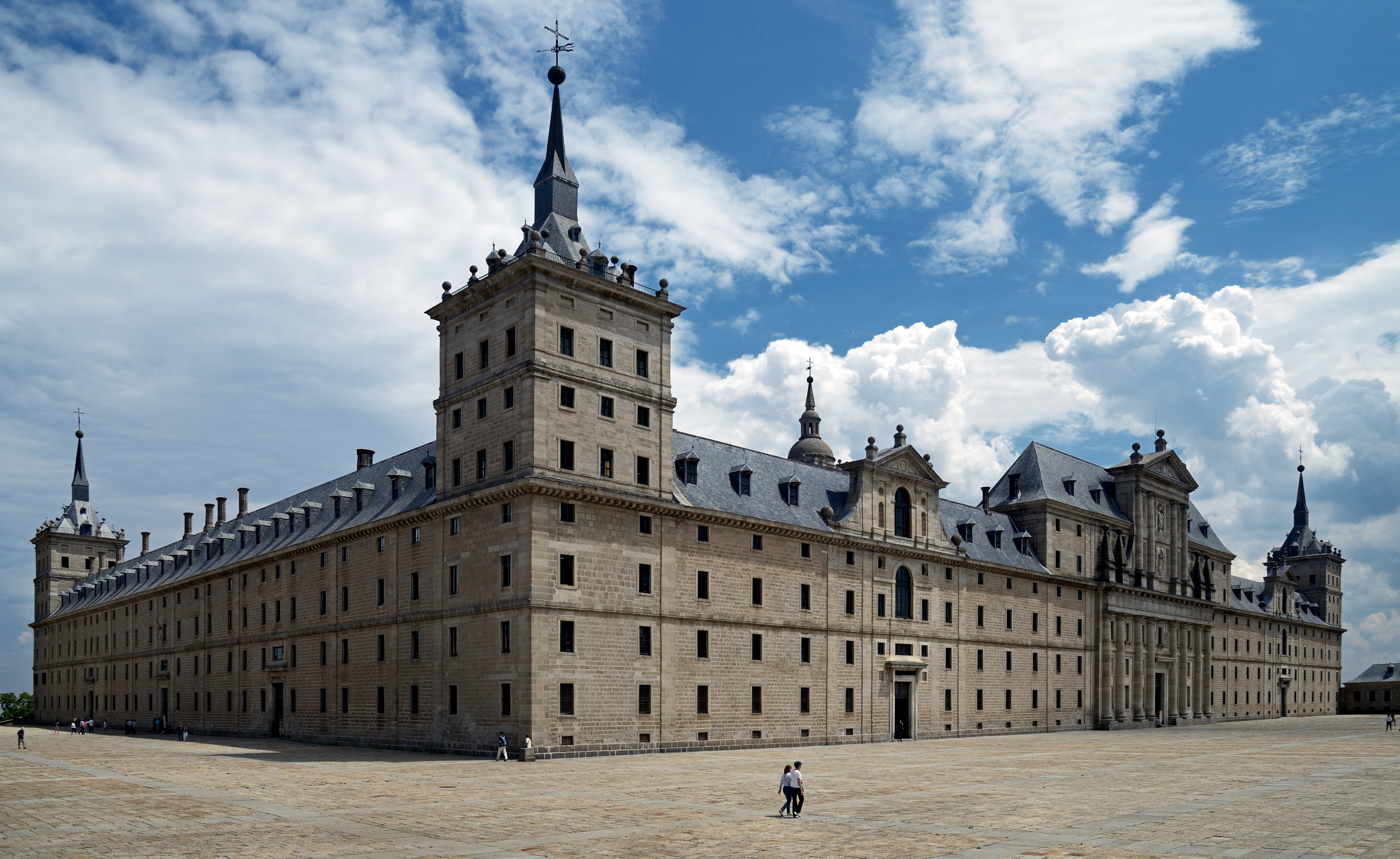
Маньєризм — Ескоріальський монастир, поблизу Мадрида, Іспанія, архітектори — Хуан Баутіста де Толедо[en] та Хуан де Еррера, 1559-1584 рр.
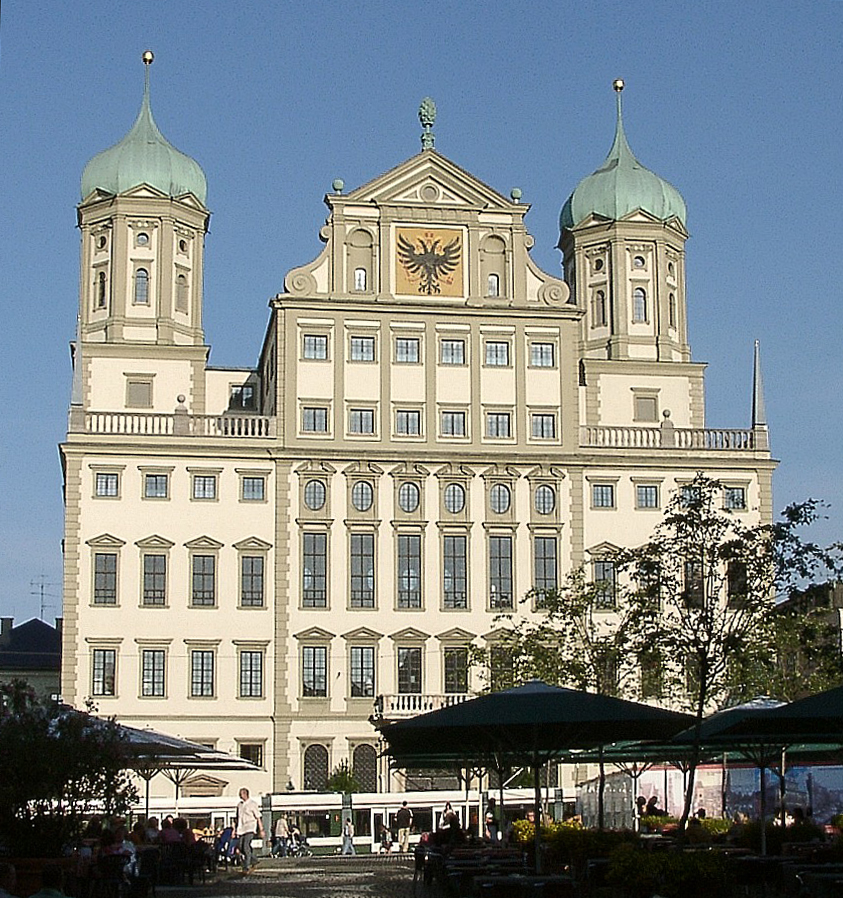
Маньєризм — Аугсбурзька ратуша[en], Аугсбург, архітектор — Еліас Холл[en], 1615–1624 рр.
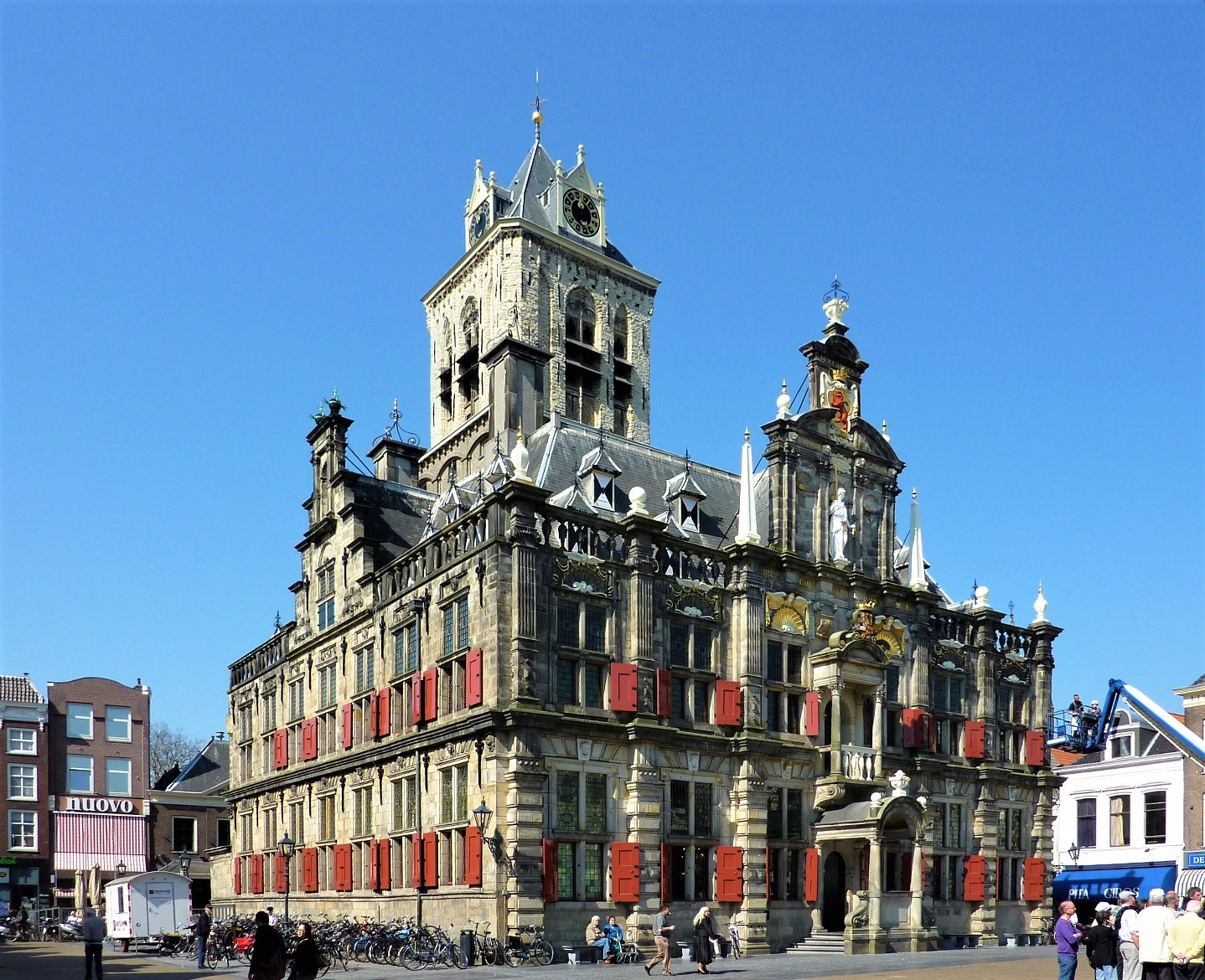
Маньєризм — Ратуша, Делфт, Нідерланди, архітектор — Гендрік де Кейзер, 1618–1620 рр.

В епоху Відродження Італія складалася з багатьох держав, і запекле суперництво між ними сприяло зростанню технічних і художніх досягнень. Родина Медічі, італійська банкірська родина та політична династія, відома своєю фінансовою підтримкою мистецтва й архітектури епохи Відродження.
Період розпочався приблизно у 1452 році, коли архітектор і гуманіст Леон-Баттіста Альберті (1404—1472) завершив свій трактат De Re Aedificatoria (Про мистецтво будування) після вивчення стародавніх руїн Риму та трактату Вітрувія De Architectura. Його праці охоплювали численні теми, зокрема історію, містобудування, інженерію, сакральну геометрію, гуманізм і філософії краси, й викладали основні елементи архітектури та її ідеальні пропорції. Упродовж останніх десятиліть XV століття художники й архітектори почали відвідувати Рим, щоб вивчати руїни, особливо Колізей і Пантеон. Вони залишили цінні записи своїх досліджень у формі рисунків. Хоча інтерес гуманістів до Риму формувався протягом понад століття (принаймні з часів Петрарки у XIV столітті), антикварні дослідження пам'яток тоді зосереджувалися радше на літературній, епіграфічній та історичній інформації, ніж на матеріальних залишках. Попри те, що відомо про те, що деякі митці й архітектори, зокрема Філіппо Брунеллескі (1377—1446), Донателло (прибл. 1386—1466) та Леон Батіста Альберті, вивчали римську скульптуру й руїни, майже не збереглося жодних прямих доказів цієї роботи. До 1480-х років визначні архітектори, зокрема Франческо ді Джорджо ді Мартіні (1439—1502) та Джуліано да Сангало (прибл. 1445—1516), вже здійснювали численні дослідження античних пам'яток, виконуючи їх таким чином, щоб демонструвати, що процес трансформації зразка в новий дизайн вже розпочався. У багатьох випадках зображення руїн у їх фрагментарному стані вимагало уявної реконструкції, як сам Франческо відверто визнавав у примітці до своєї реконструкції Капітолія: «значною мірою це моя уява, оскільки з руїн можна зрозуміти дуже мало».
Невдовзі у Флоренції почали зводити величні споруди в новому стилі, як-от Капела Пацці (1441—1478) або Палаццо Пітті (1458—1464). Відродження розпочалося в Італії, але поступово поширилося на інші частини Європи, набуваючи різних тлумачень.
Оскільки мистецтво Відродження є спробою відродити культуру Стародавнього Риму, воно використовує здебільшого ті самі орнаменти, що й мистецтво Стародавньої Греції та Риму. Проте через те, що більшість, якщо не всі, доступні ресурси для митців Відродження були римського походження, архітектура й декоративно-ужиткове мистецтво епохи Відродження широко застосовують мотиви та орнаменти, властиві саме Стародавньому Риму. Найхарактернішим серед них є марджент, вертикальне розташування квітів, листя або звисаючої лози, що використовувалося на пілястрах. Ще одним орнаментом, пов'язаним з епохою Відродження, є круглий медальйон, у якому зображено профіль людини, подібно до античних камей. Стилі Відродження, бароко, рококо та інші післясередньовічні стилі значно частіше, ніж грецьке чи римське мистецтво й архітектура, використовують путті (образи хлопчика з крилами). Орнамент, відновлений у період Відродження та успадкований від Стародавнього Риму, що буде також використовуватись у пізніших стилях — картуш, овальна або видовжена декоративна форма з дещо опуклою поверхнею, як правило, обрамлена орнаментальним завитковим візерунком.

## Архітектура світу

### Архітектура бароко

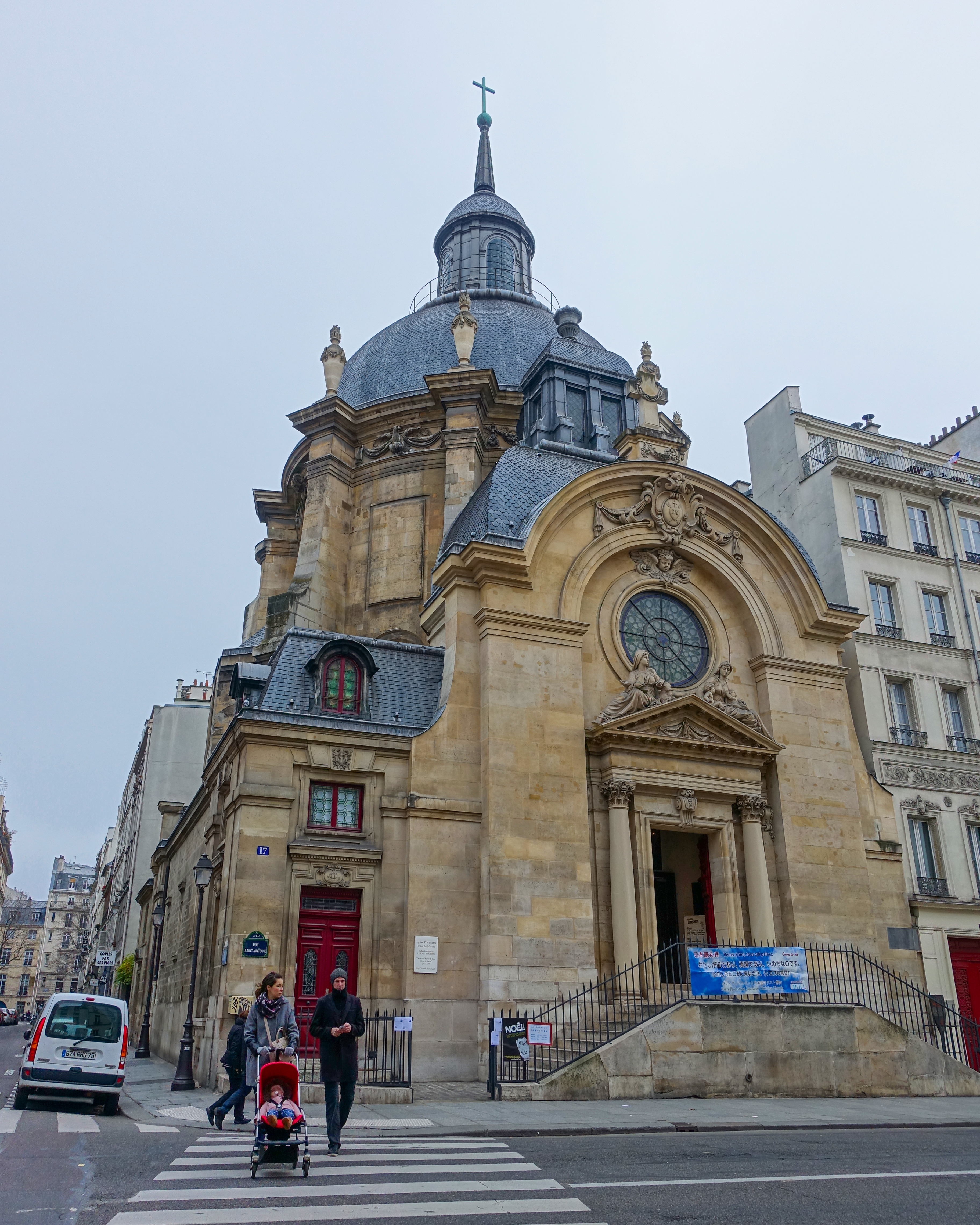
Храм дю Маре[en], Париж, архітектор — Франсуа Мансар, прибл. 1632 р.
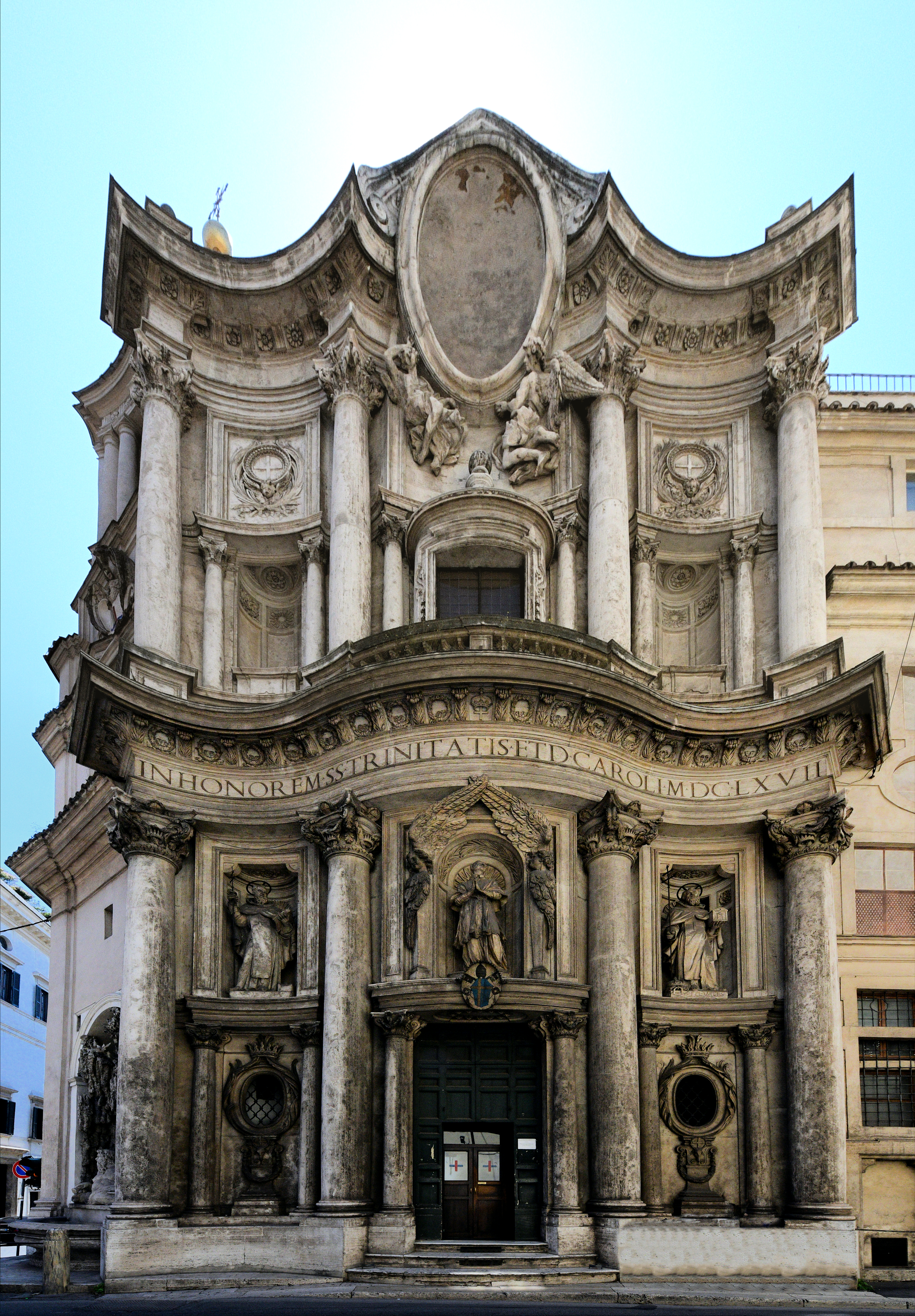
Сан-Карло-алле-Кваттро-Фонтане, Рим, архітектор — Франческо Борроміні, 1638-1677 рр.
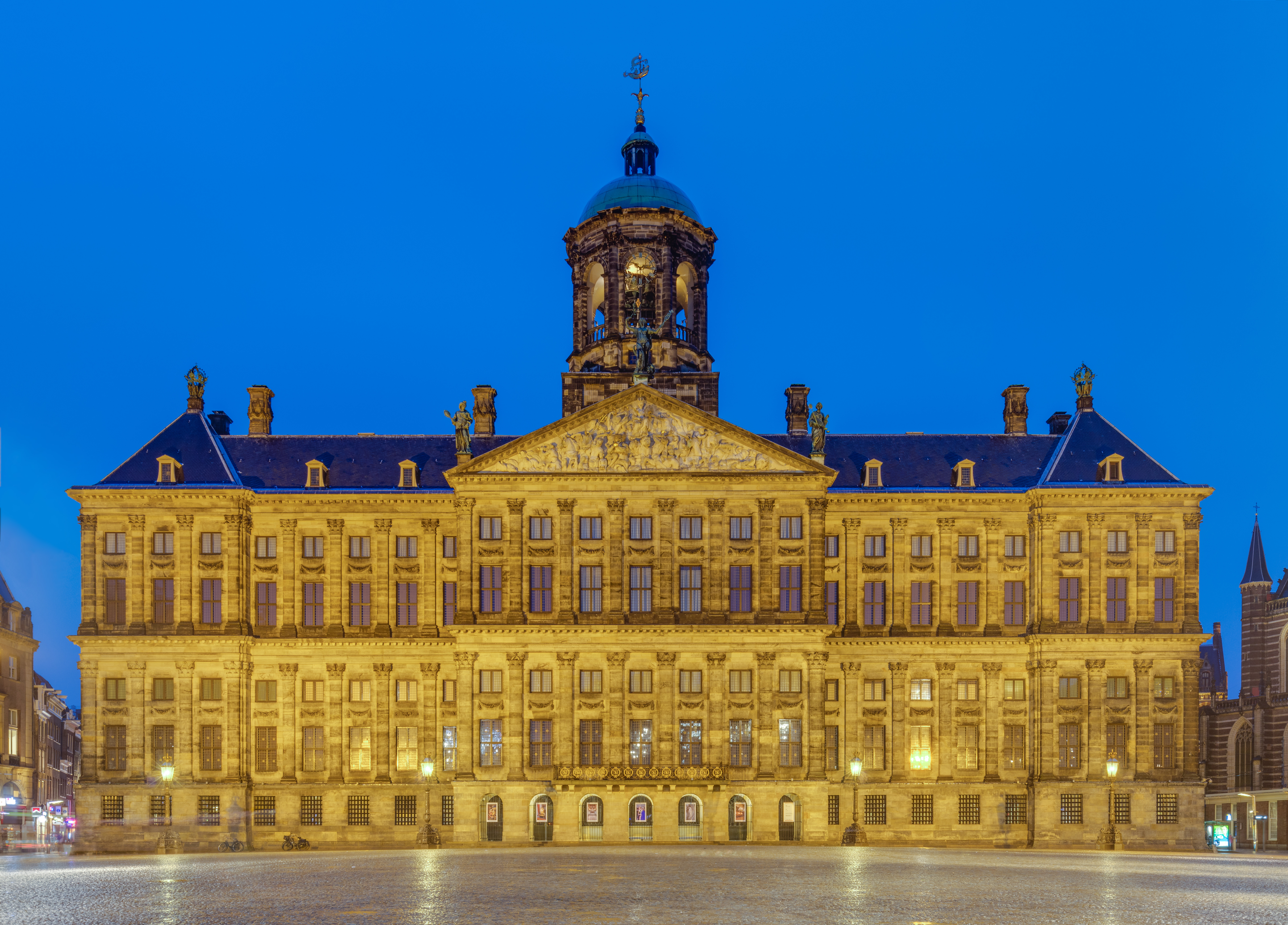
Королівський палац, Амстердам, Нідерланди, архітектор — Якоб ван Кампен, 1648–1665 рр.
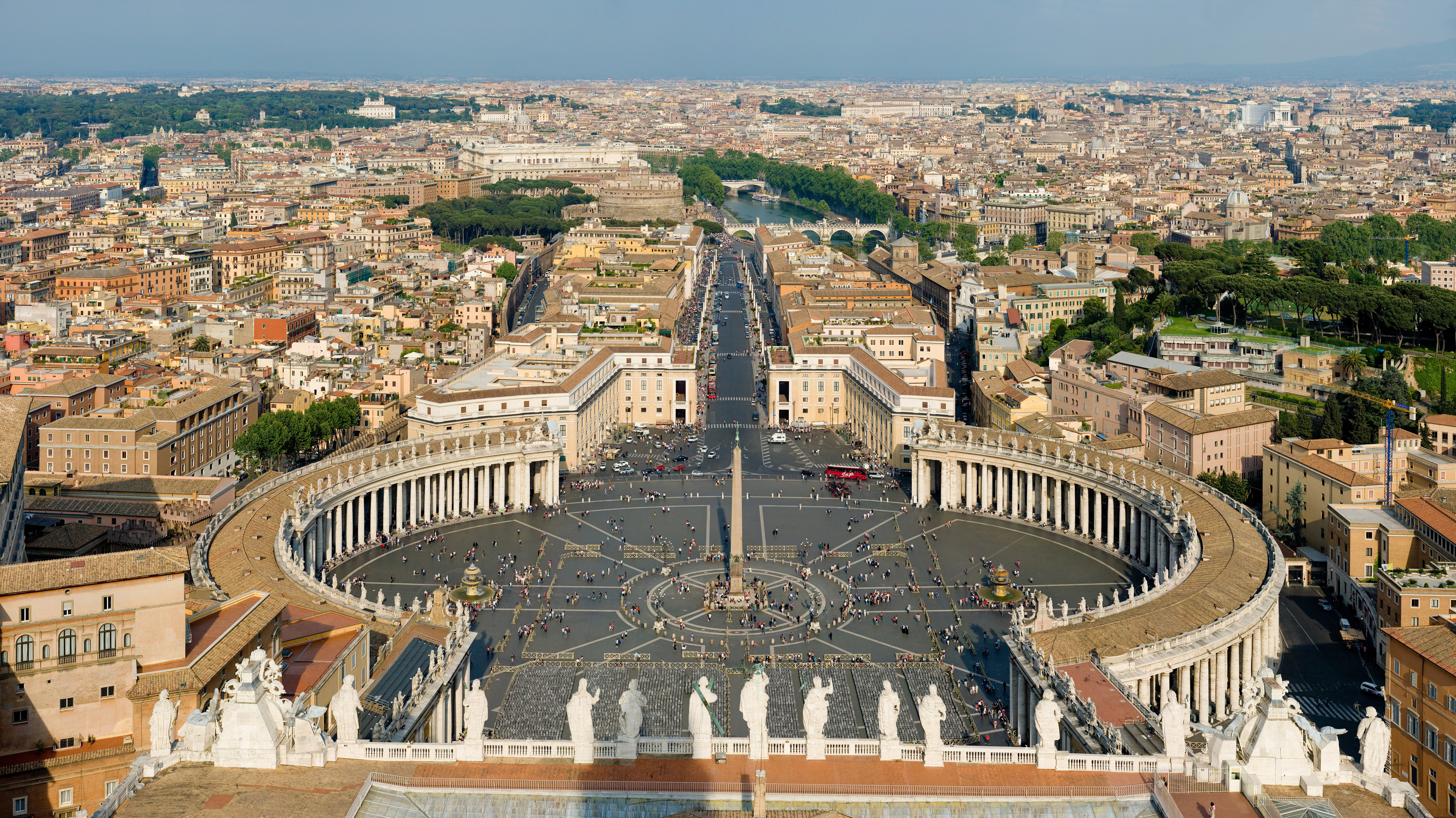
Майдан святого Петра, Рим, архітектор — Лоренцо Берніні, 1656-1667 рр.
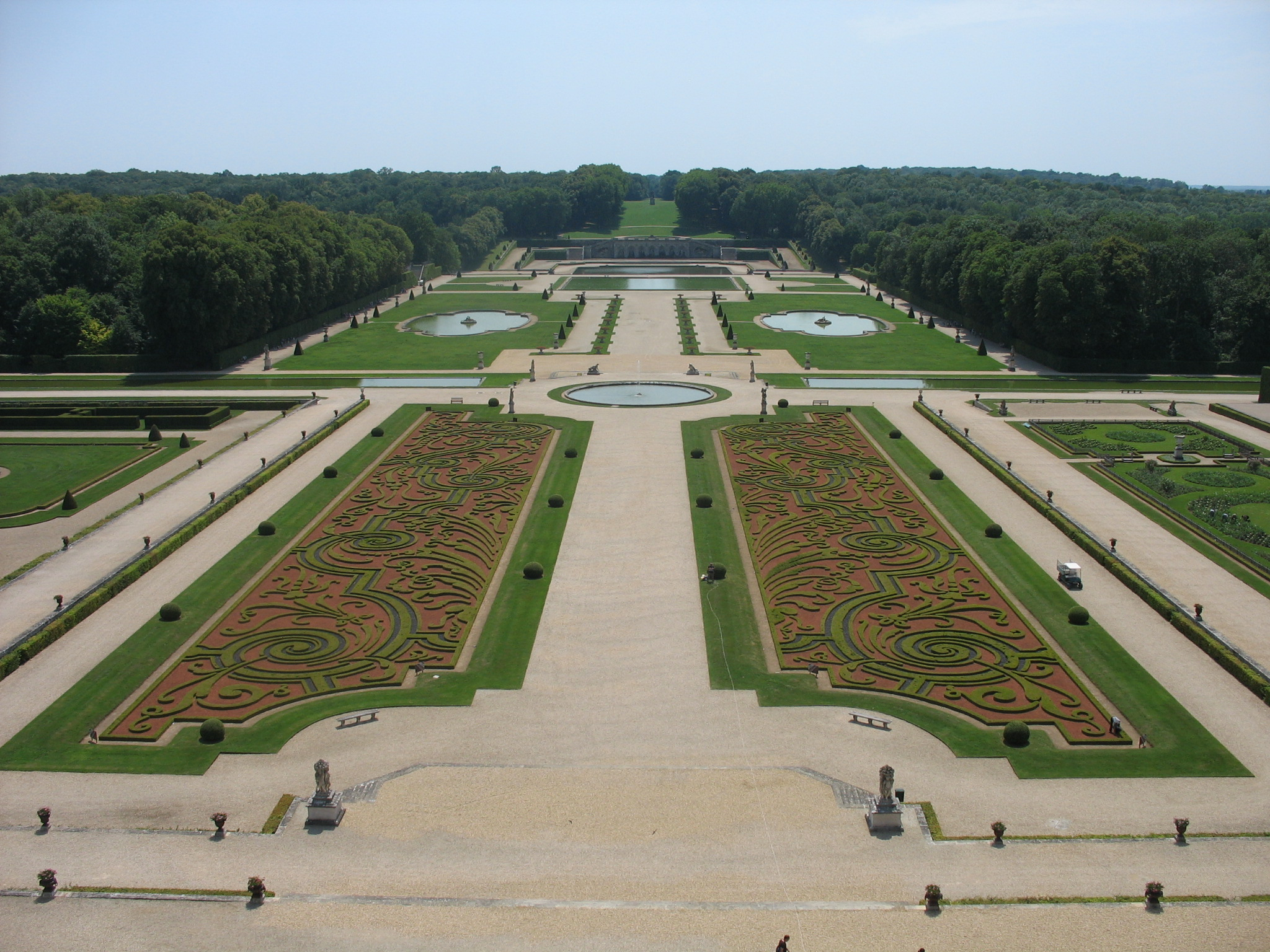
Сади в Во-ле-Віконт, Франція, архітектор — Андре Ленотр, 1657-1661 рр.
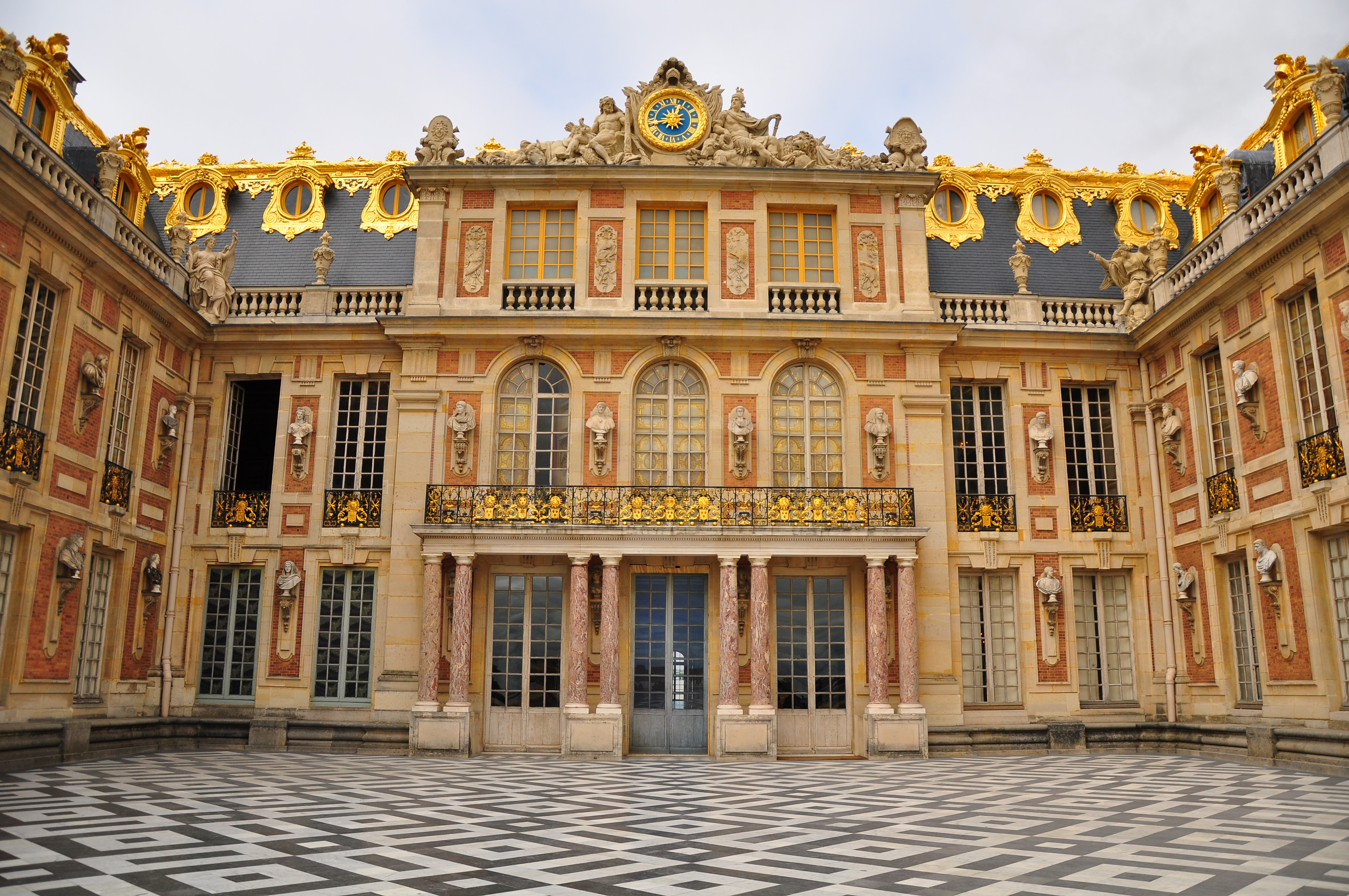
Мармуровий двір Версальського палацу, Версаль, Франція, архітектори — Луї Лево і Жуль Ардуен-Мансар, прибл. 1660 - 1715 рр.
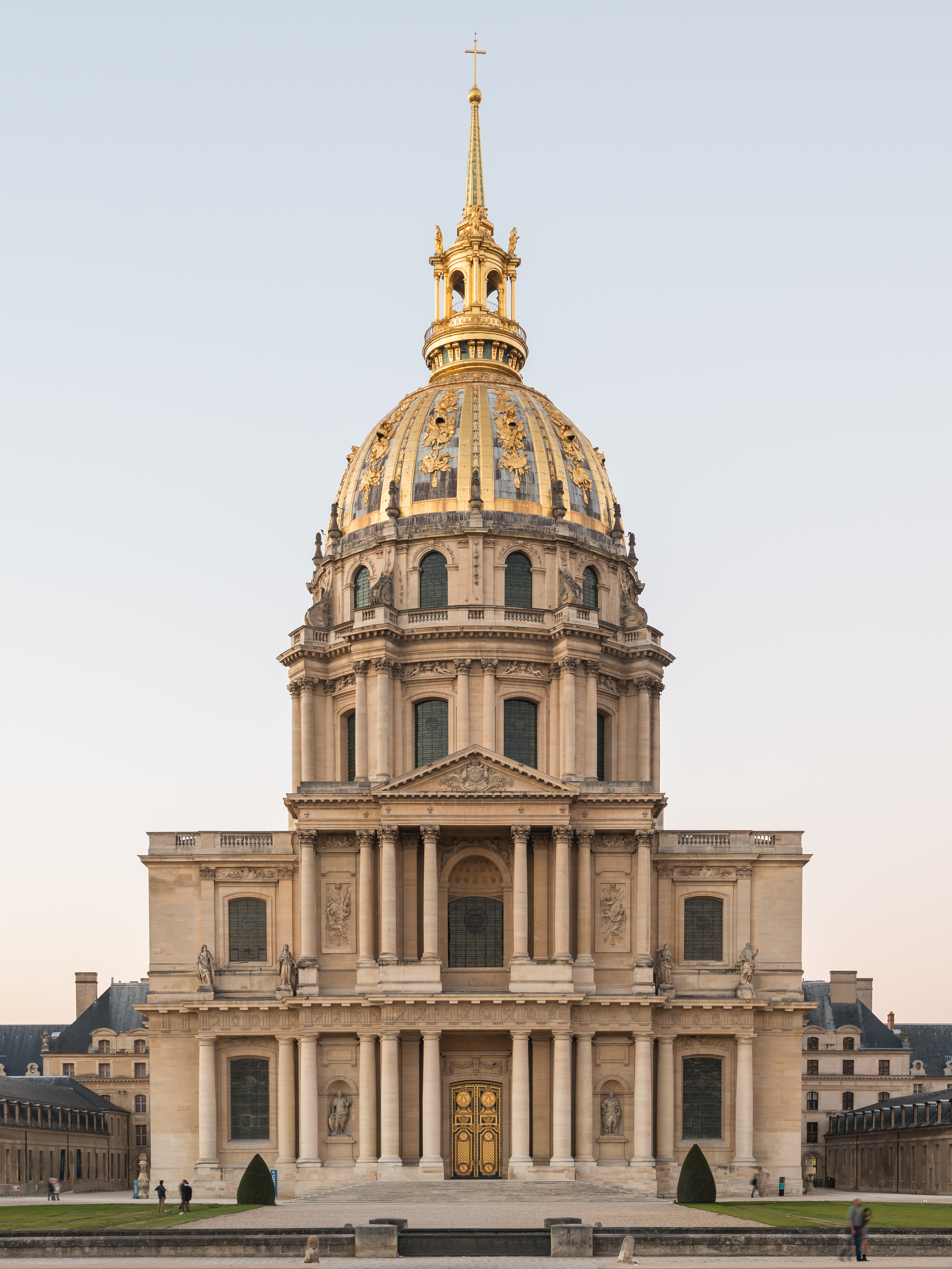
Купол Інвалідів, Париж, архітектор — Жуль Ардуен-Мансар, 1677-1706 рр.
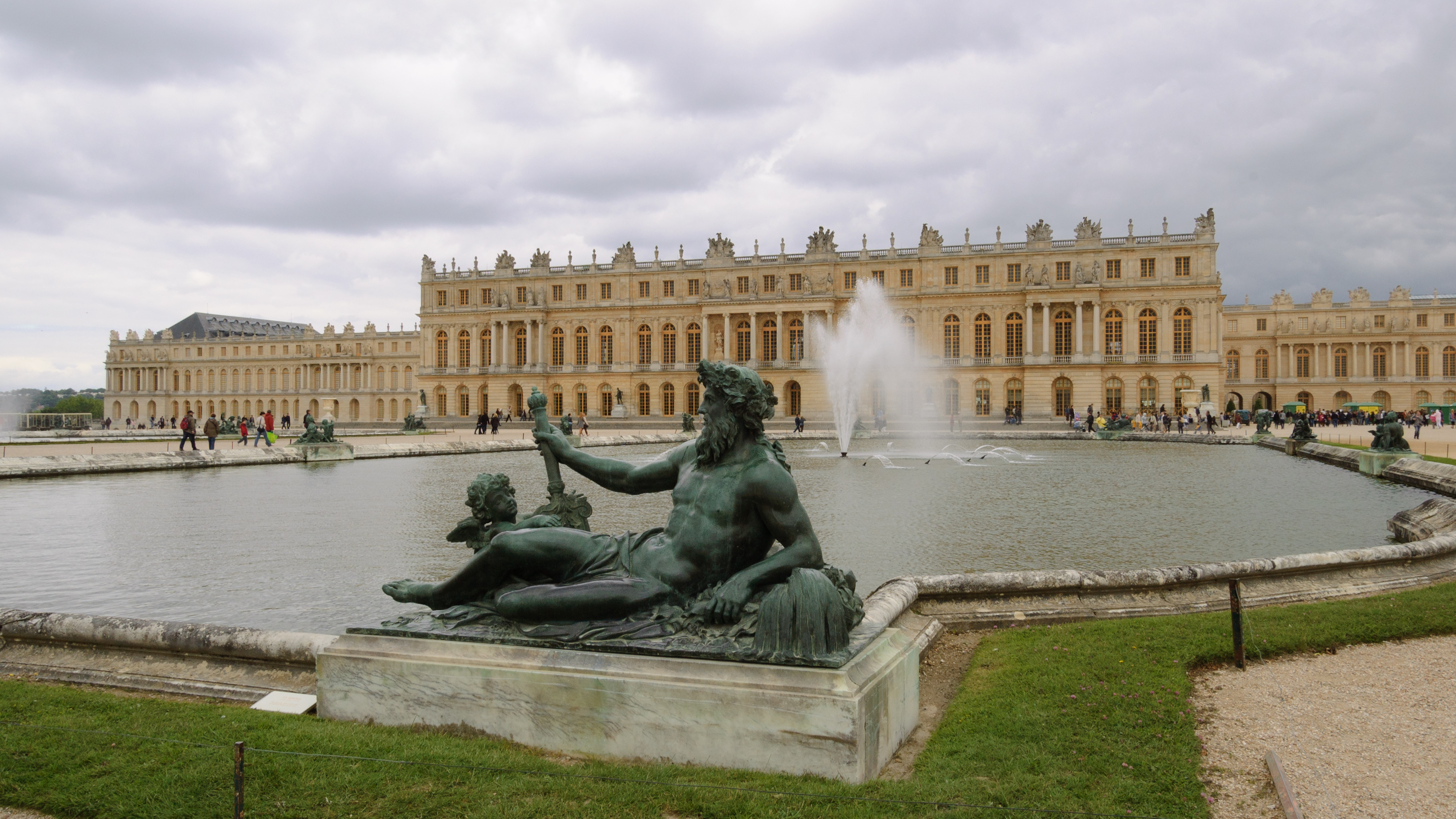
Садовий фасад Версальського палацу, архітектор Жюль Ардуен-Мансар, 1678–1688 рр.
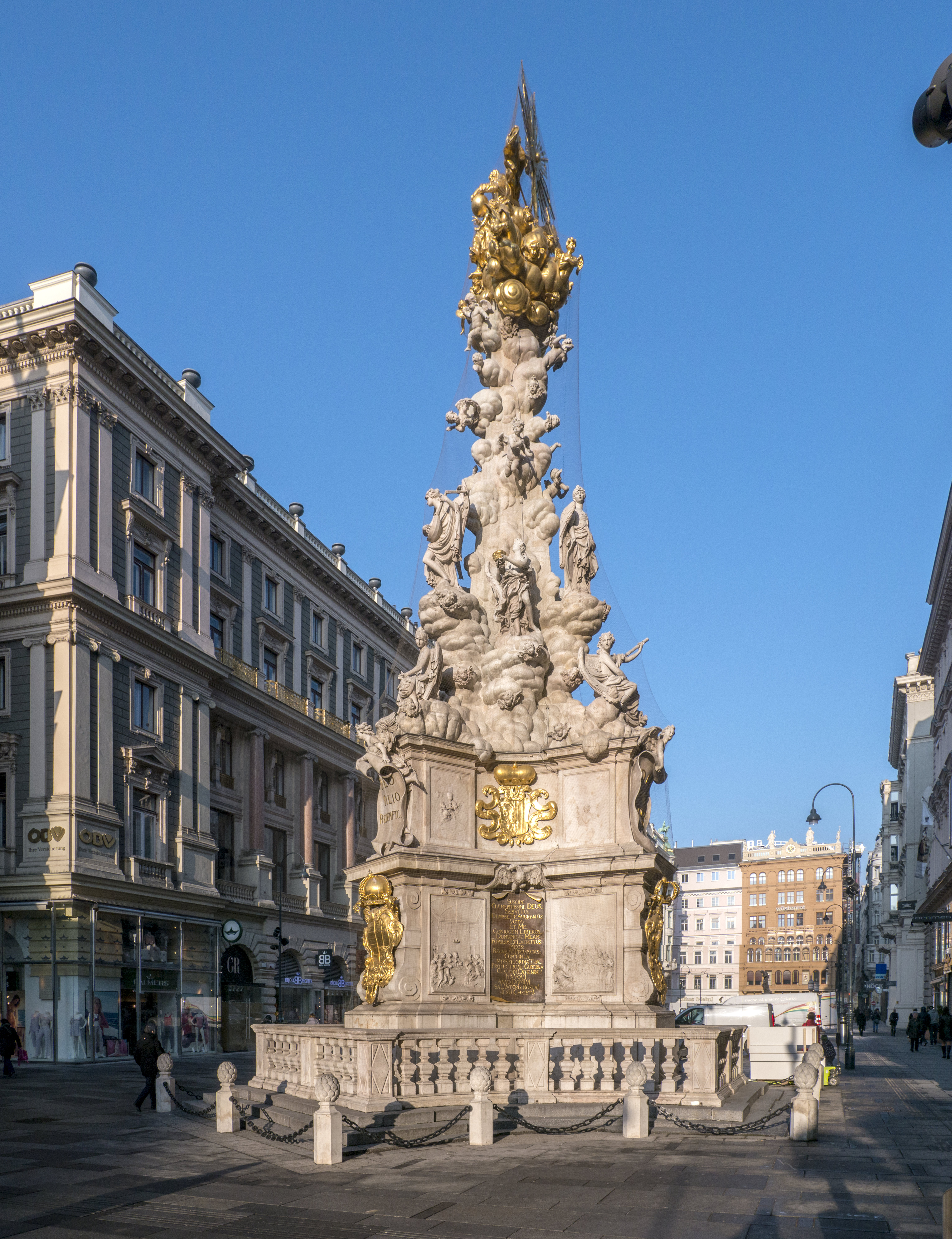
Чумний стовп, Відень, архітектори — Маттіас Раухміллер[en] і Йоган Бернгард Фішер фон Ерлах, 1682 і 1694 рр.
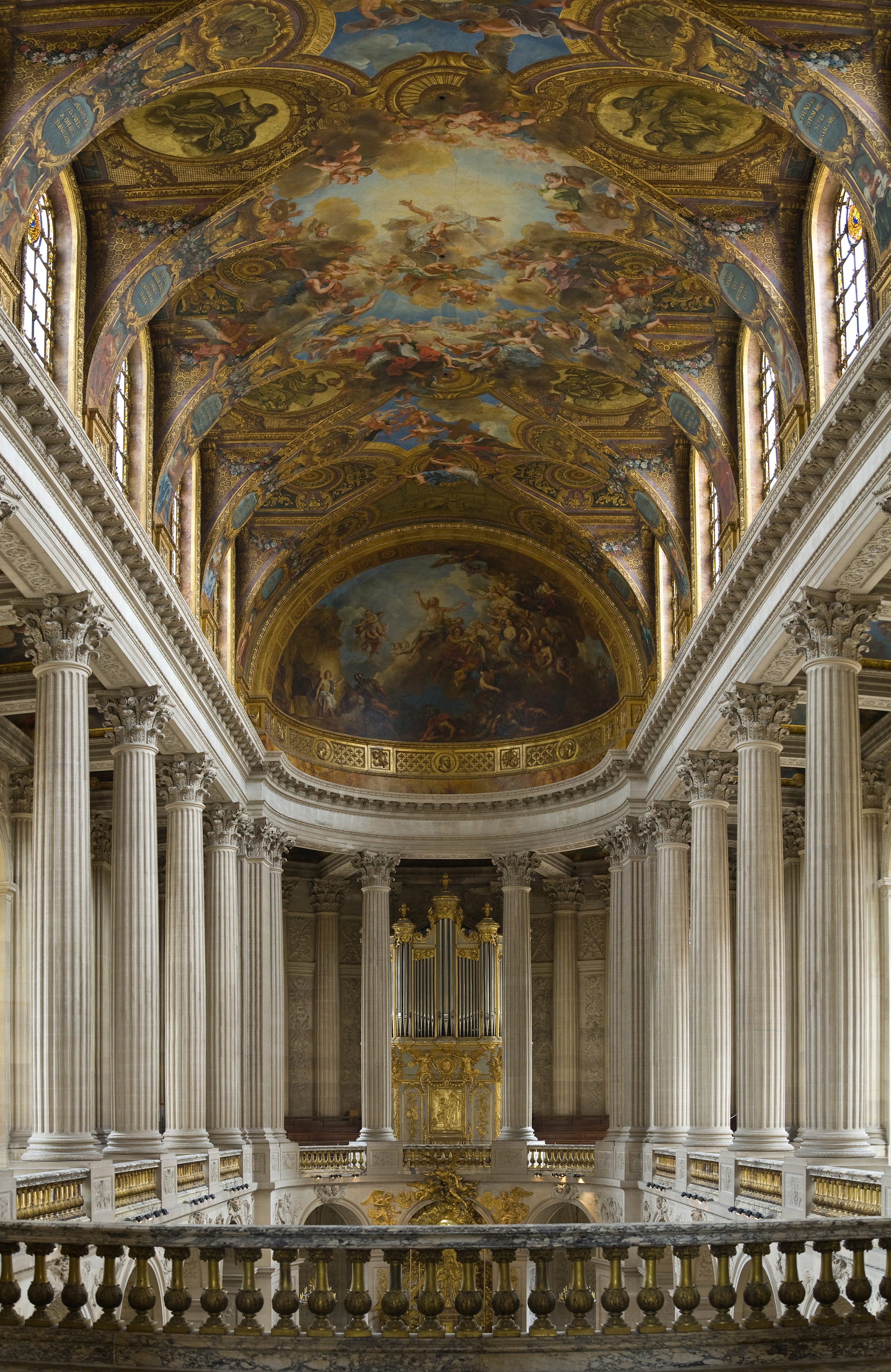
Каплиці Версаля, 1696–1710 рр.
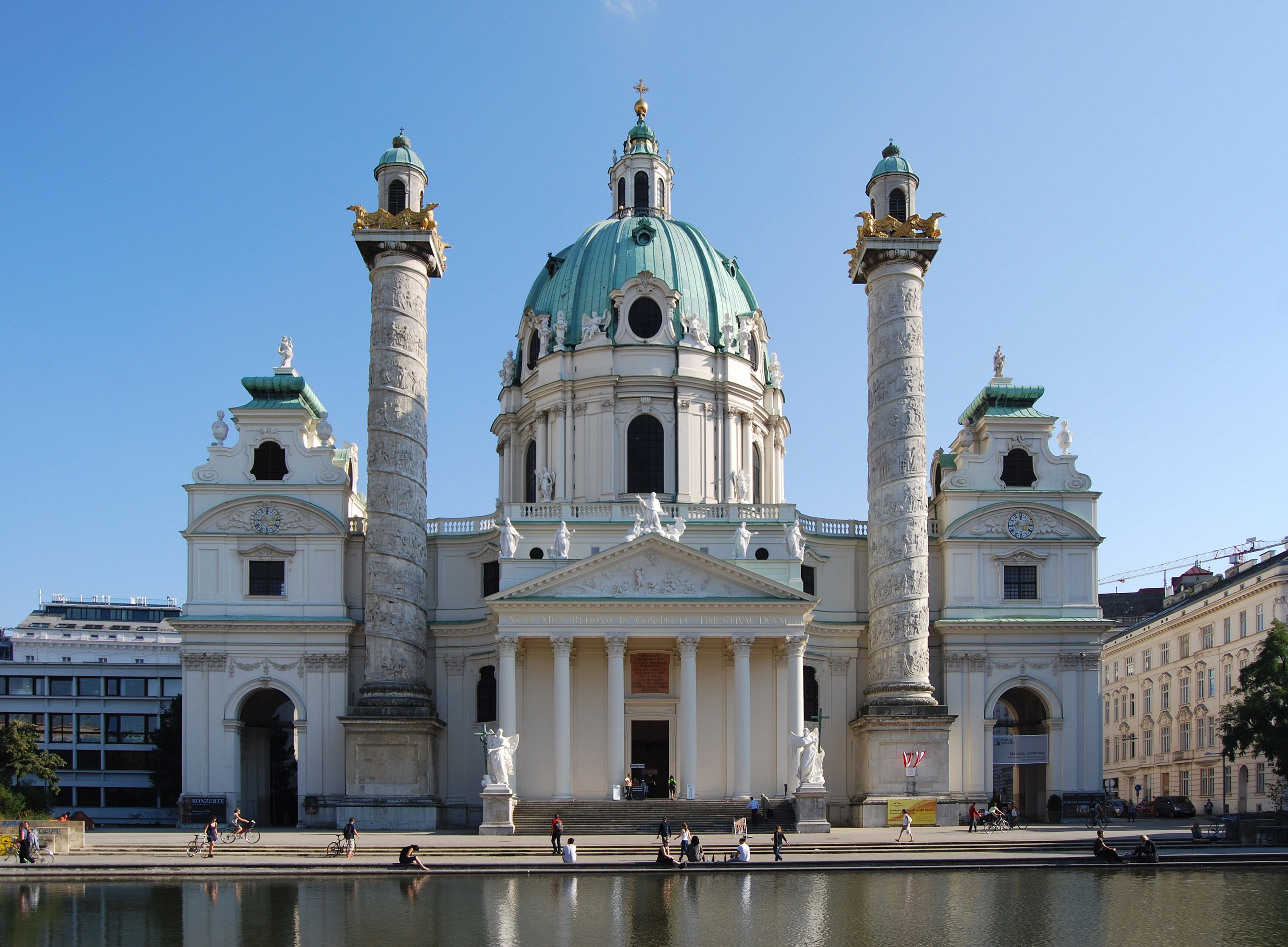
Собор Святого Карла, Відень, Австрія, архітектор — Йоган Бернгард Фішер фон Ерлах, 1715-1737 рр.
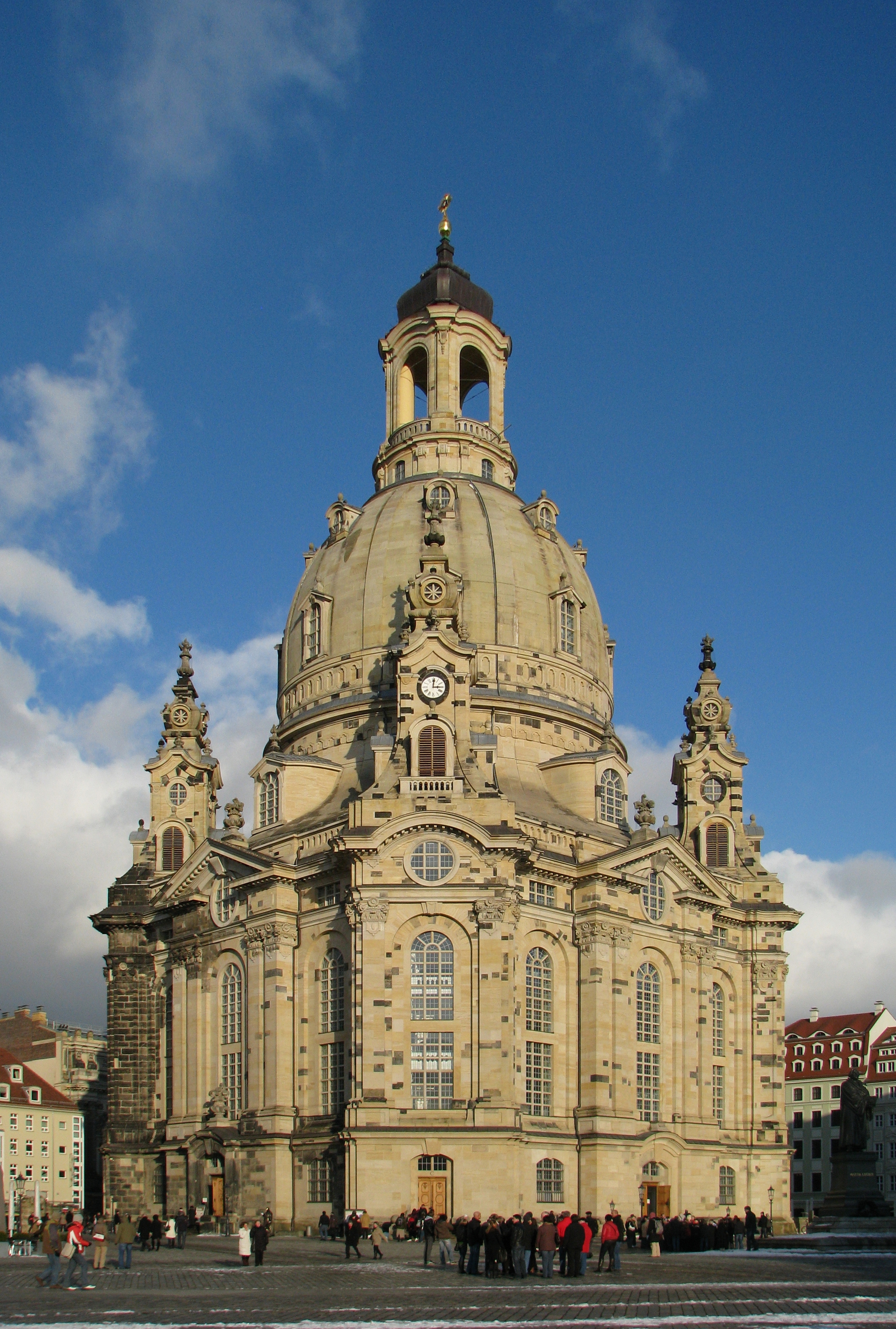
Фрауенкірхе, Дрезден, Німеччина, архітектор — Джордж Бер[en], 1726–1743 рр.
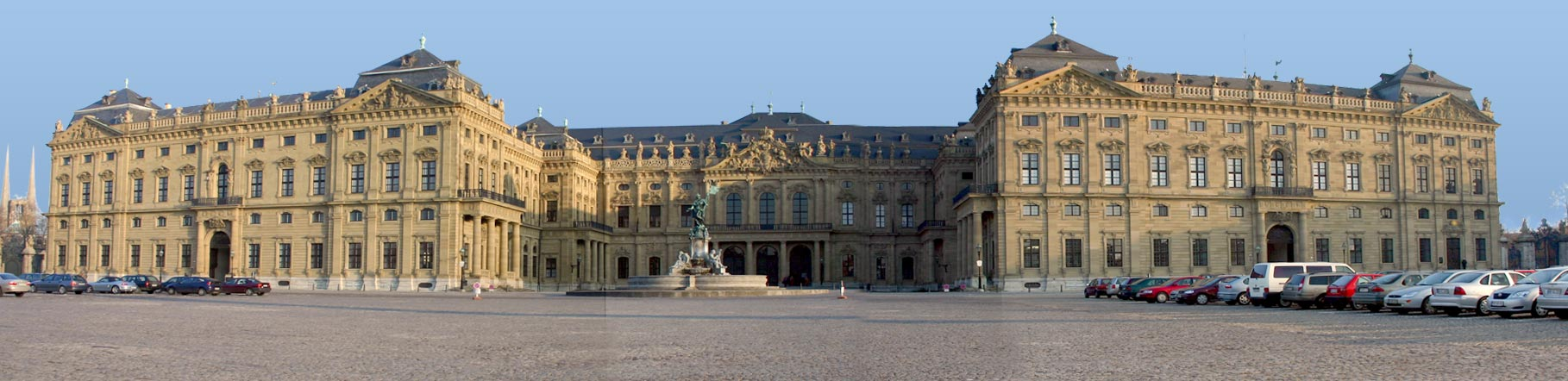
Вюрцбурзька резиденція, Вюрцбург, Німеччина, архітектор — Бальтазар Нейман, 1744–1780 рр.

Бароко виникло в період Контрреформації як спроба католицької церкви в Римі передати свою могутність і підкреслити велич Бога. Бароко та його пізній варіант рококо стали першими справді глобальними стилями в мистецтві. Протягом приблизно двох століть (прибл. 1580 – прибл. 1800) вони домінували в мистецтві та архітектурі Європи, Латинської Америки та за її межами. Бароко зародилося в живописних майстернях Болоньї та Риму в 1580–1590-х роках, а також у римських скульптурних і архітектурних майстернях у другому й третьому десятиліттях XVII століття, після чого стрімко поширилося по всій Італії, Іспанії та Португалії, Фландрії, Франції, Нідерландах, Англії, Скандинавії та Росії, а також у центральних і східноєвропейських центрах — від Мюнхена (Німеччина) до Вільнюса (Литва). Португальська, іспанська та французька імперії, а також голландська торгова мережа відіграли провідну роль у поширенні обох стилів до Америки, колоніальної Африки та Азії, зокрема в такі місця, як Ліма, Мозамбік, Гоа та Філіппіни. Через поширення в регіонах із різними архітектурними традиціями виникло багато різновидів бароко, які, попри певні відмінності, загалом мали спільні риси. Наприклад, французьке бароко виглядало суворішим і стриманішим у порівнянні з іншими, випереджаючи неокласицизм і архітектуру епохи Просвітництва. Гібридна архітектура бароко з елементами місцевих (корінних народів) і європейських традицій вперше з'явилася в Південній Америці (на відміну від Мексики) наприкінці XVII століття, після того як характерні для цього варіанту символи та стилі корінних народів зберігалися протягом попереднього століття в інших видах мистецтва. Яскравим прикладом цього є єзуїтська церква в Арекіпі (Перу).
Першими будівлями в стилі бароко були собори, церкви та монастирі, до яких згодом долучилися світські споруди, особняки та палаци. Для бароко характерна динаміка — вперше стіни, фасади та інтер'єри набули вигнутих форм, яскравим прикладом чого є церква Сан-Карло-алле-Кваттро-Фонтане в Римі. Архітектори бароко взяли за основу елементи ренесансної архітектури, включаючи куполи та колонади, і зробили їх вищими, грандіознішими, рясно декорованими та драматичнішими. Внутрішні ефекти часто досягалися за допомогою квадратури або живопису в техніці тромплей, поєднаного зі скульптурою: погляд спрямовувався вгору, створюючи ілюзію, що глядач дивиться в небеса. Стелі вкривали скупчення мальованих фігур та скульптурних янголів. Світло також використовували для створення драматичного ефекту: воно проникало з куполів і відбивалося від численних позолочених поверхонь. Часто застосовувалися соломонові колони, щоб створити ілюзію руху вгору, а декоративні елементи займали кожен вільний простір. У палацах бароко пишні сходи ставали центральним елементом. Крім архітектури, динамікою відзначалися також живопис і скульптура епохи бароко. Це контрастувало зі статичністю та спокоєм мистецтва Відродження.
Окрім самої будівлі, важливу роль відігравало і місце, де вона розташовувалася. Споруди в стилі бароко та рококо намагалися привернути увагу глядача та домінувати над оточенням — як у невеликому масштабі, наприклад, церква Сан-Карло-алле-Кваттро-Фонтане в Римі, так і у грандіозному, як новий фасад собору Сантьяго-де-Компостела, спроєктований так, щоби височіти над містом. Прояв влади й авторитету в найвеличнішому вигляді — барокове містобудування та оновлення міського простору заохочували як церква, так і держава. Це була перша епоха з часів античності, коли відбувалася масова міграція населення до міст, і міські планувальники вживали ідеалістичних заходів для їх упорядкування. Найвідомішим раннім прикладом стала реконструкція вуличної мережі Рима за Папи Сикста V, здійснена Доменіко Фонтаною. Архітектори експериментували з ідеалізованими планами міст ще з початку Ренесансу, наприклад, Леон-Баттіста Альберті (1404—1472) проєктував централізоване місто зі вулицями, що вели до центральної площі, а Філарете (Антоніо ді П'єтро Аверліно, прибл. 1400-прибл. 1469) створив проєкт круглого міста Сфорцінда (1451—1456) в основі планування якого лежала будова людського тіла, в уявленні, що здорове місто має відображати фізіогноміку його мешканців. Однак жодне з цих ідеальних міст так і не було збудоване. Насправді, подібні проєкти рідко втілювалися в Європі, оскільки нове будівництво було надто дорогим, а існуючі міста з наявними церквами та палацами не підлягали знесенню. Лише в Америці, де архітекторам часто діставалася чиста ділянка для роботи, подібні міста ставали можливими, як у Лімі (Перу) або Буенос-Айресі (Аргентина). Найдавнішим ідеальним містом у стилі бароко є Замостя, збудоване на північний схід від Кракова (Польща) італійським архітектором Бернардо Морандо (прибл. 1540-1600), яке мало централізовану структуру з площею в центрі та вулицями, що радіально розходилися від неї. У тих випадках, коли не було можливості перебудувати ціле місто, меценати та архітектори компенсували це створенням просторих і симетричних площ, часто з вулицями, що розходяться під прямими кутами, які вели до фонтану, статуї чи обеліска. Яскравий приклад — площа Вогезів (раніше Площа Рояль), зведена за наказом Генріха IV, ймовірно, за планами Батіста Дю Серсо (1545—1590). Найвідоміший простір епохи бароко у світі — майдан святого Петра в Римі, створений Лоренцо Берніні. Подібно до ідеального міського планування, сади у стилі бароко вирізняються прямими, геометрично організованими алеями та геометричними просторами.

### Рококо

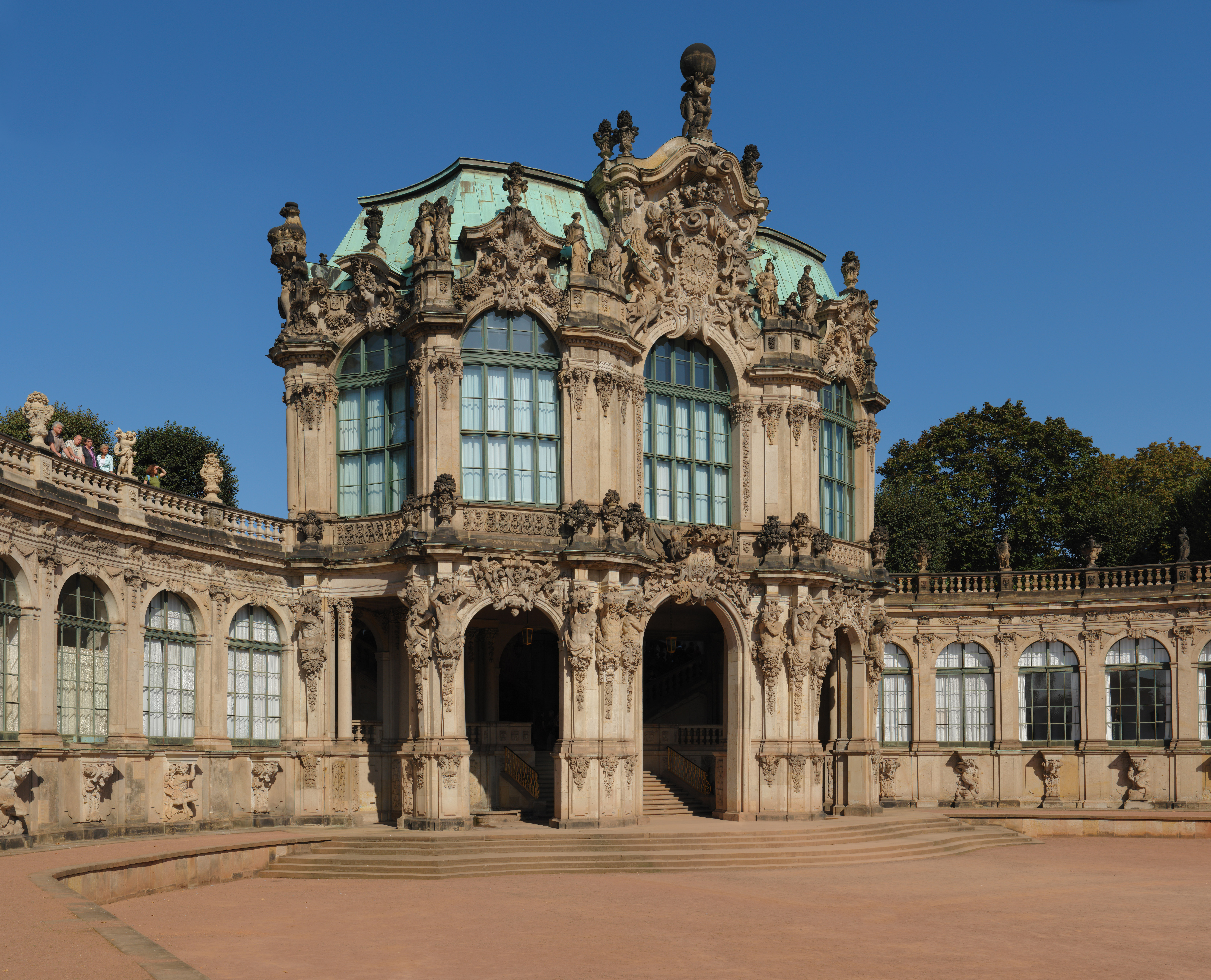
Цвінгер, Дрезден, Німеччина, архітектор — Маттеус Пеппельманн, 1719 р.
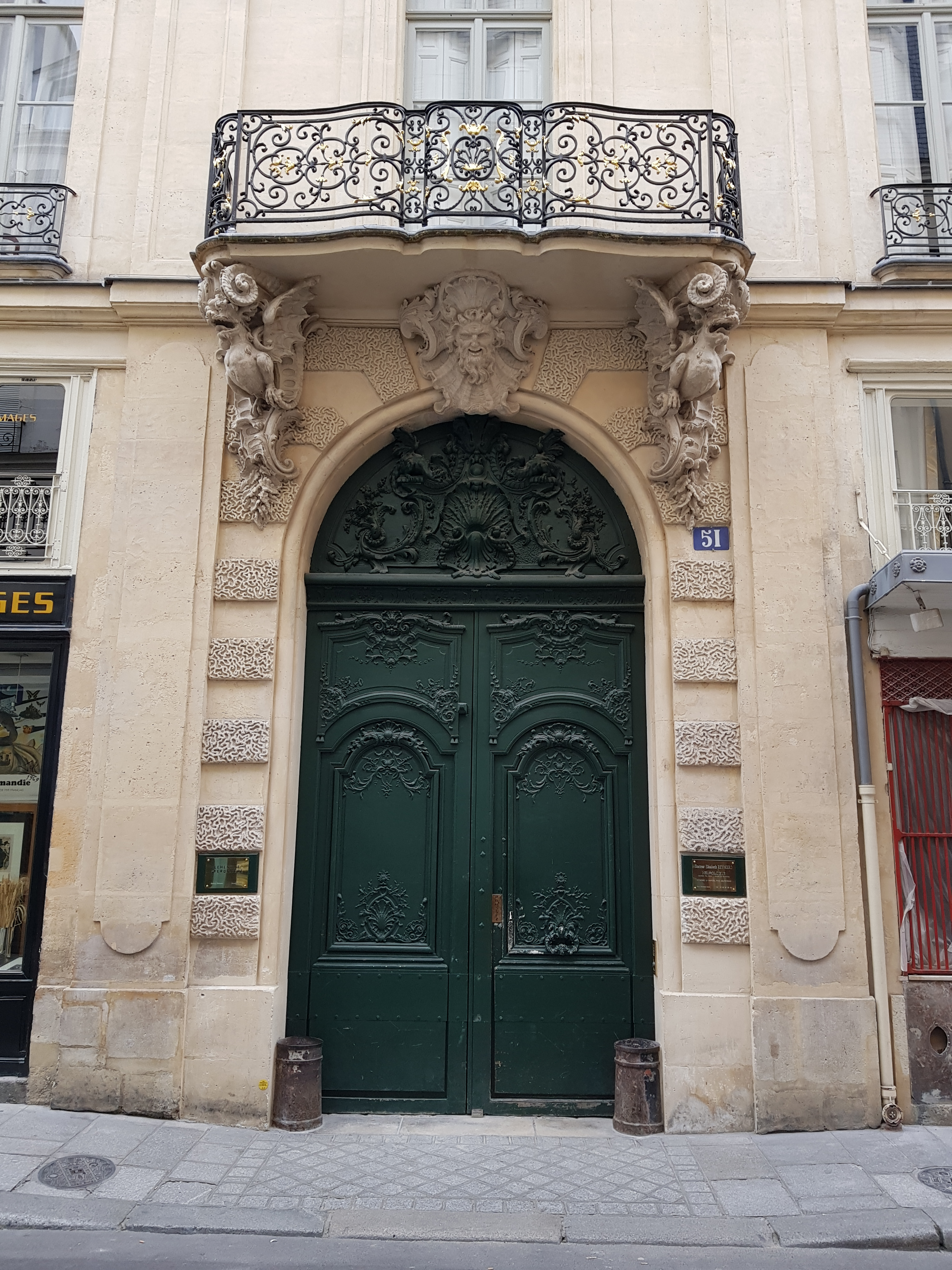
Двері особняка Отель де Шенізо[fr], Париж, архітектор — П’єр Віньє де Віньї[fr], 1719 р.
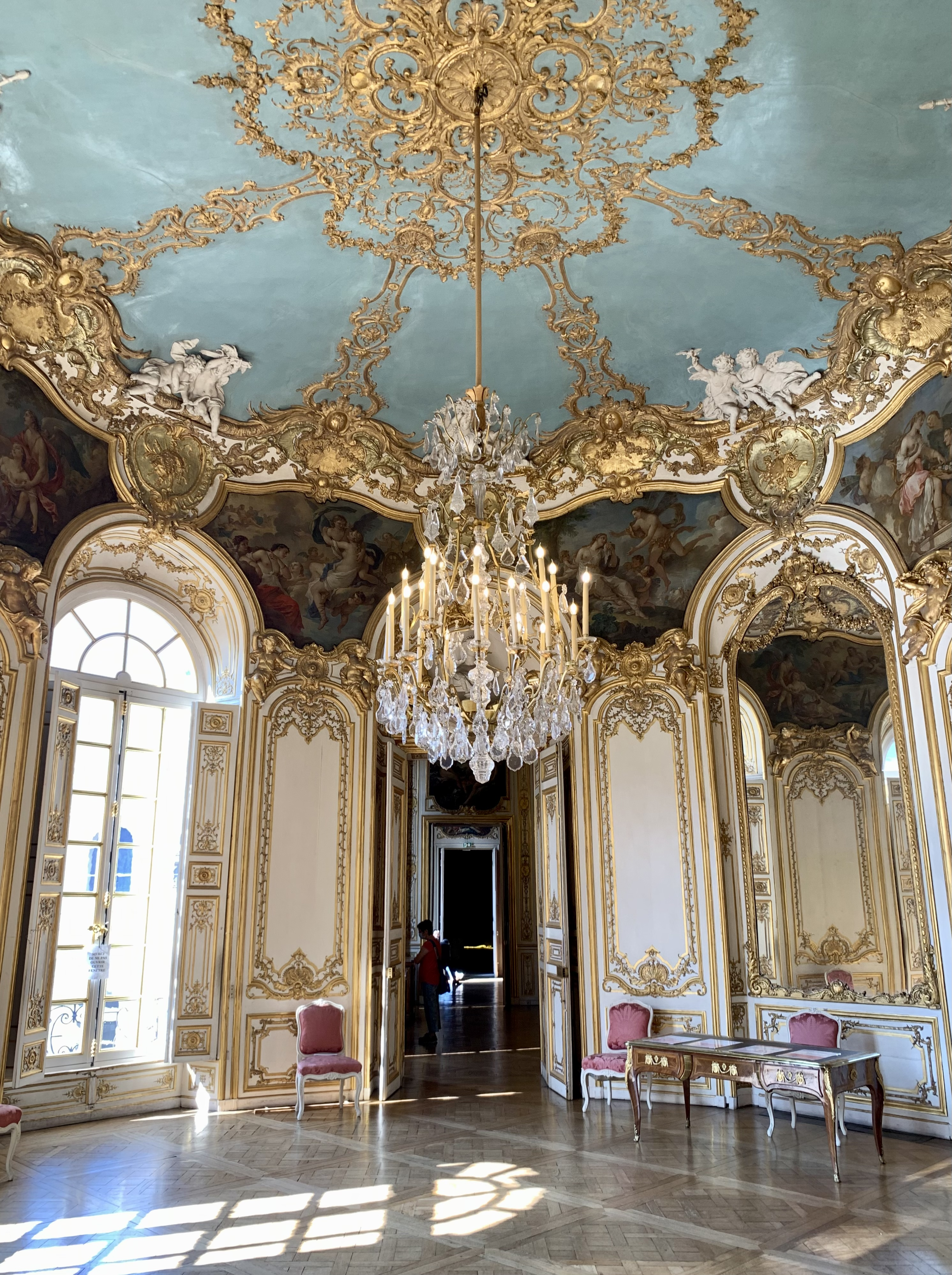
Стеля овального салону принцеси в особняку Субіз, Париж, архітектор — Жермен Бофран, 1740 р.
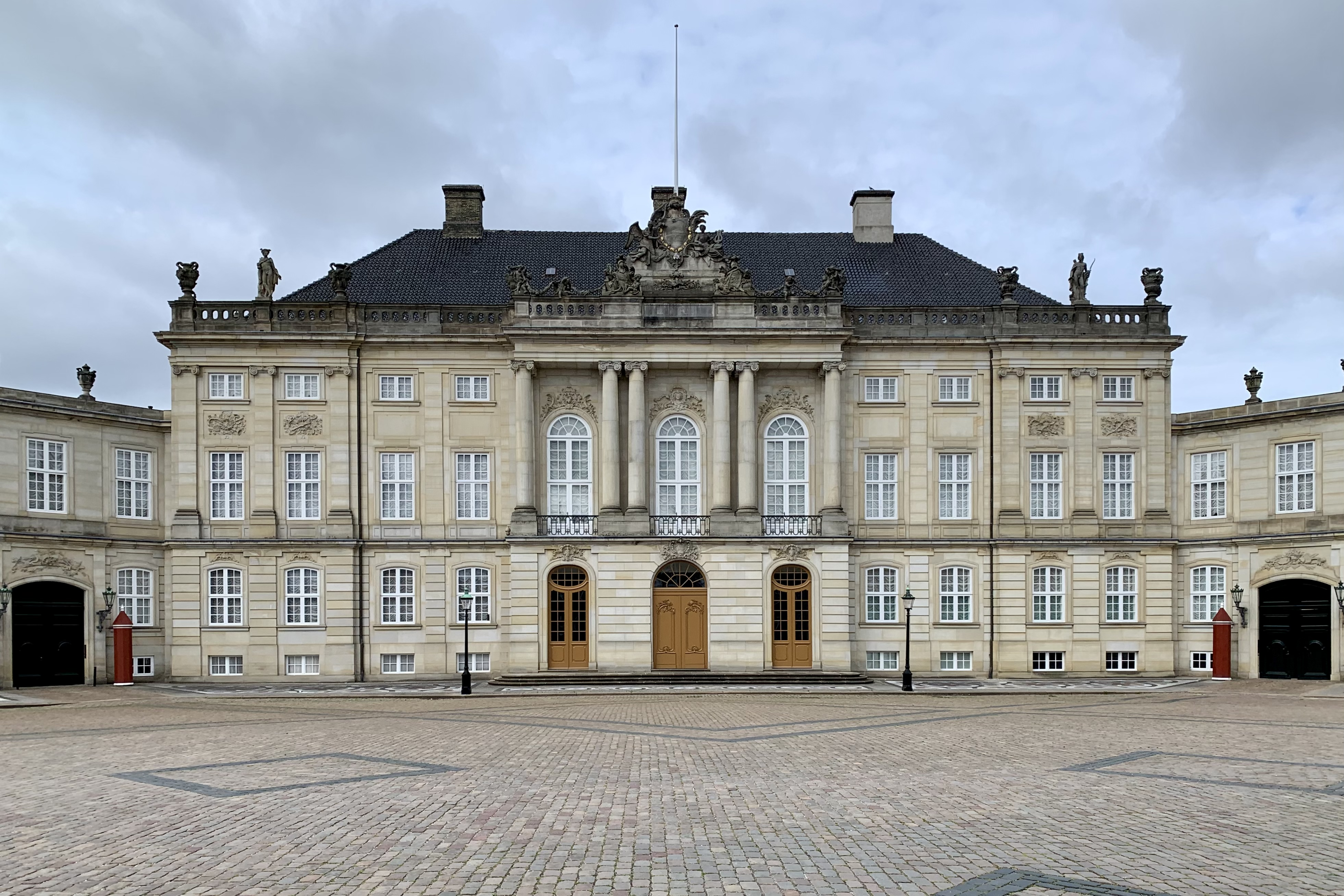
Амалієнборг, Копенгаген, Данія, архітектор — Нільс Ейгтвед, 1750-1754
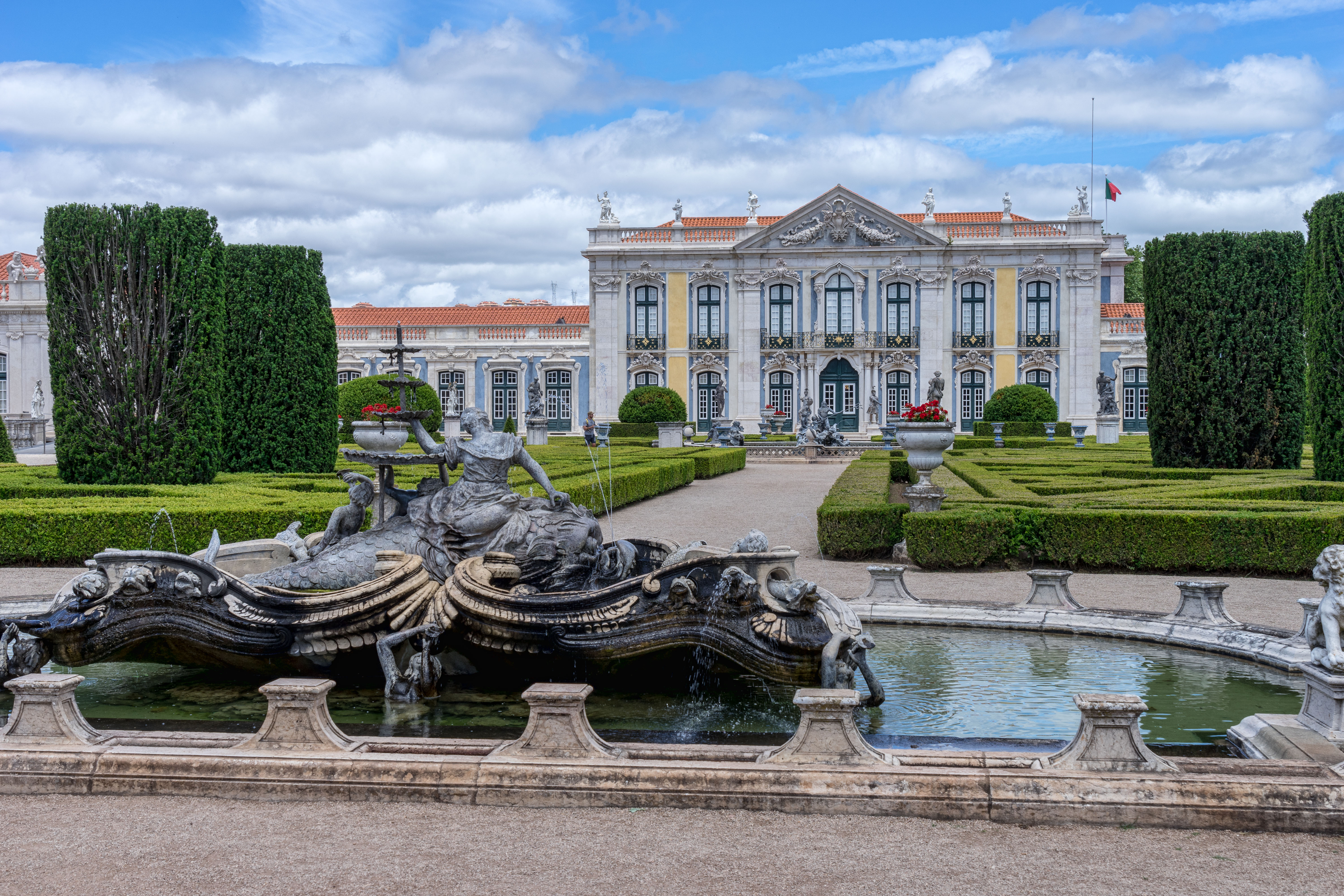
Палац Келуш, Лісабон, Portugal, архітектор — Матеус Вісенте де Олівейра[en], 1752 р.
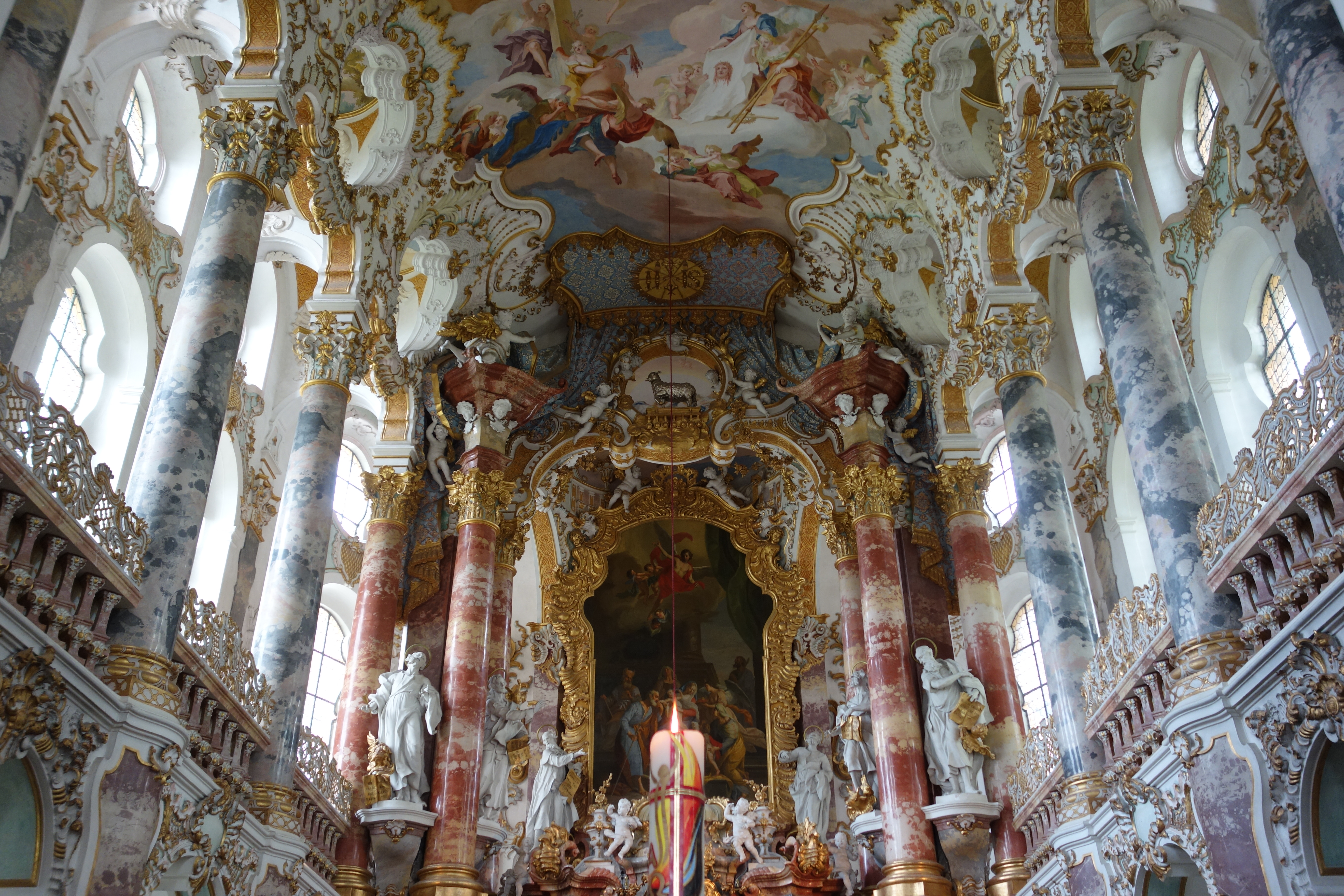
Паломницька церква у Вісі, Штайнгаден, Німеччина, архітектори — Домінікус[en] та Йоганн Баптіст Циммерманн, 1754 р.

Назва Рококо походить від французького слова rocaille, що описує оздоблення з каміння та мушель, і coquille, що означає «морська мушля». Архітектура рококо є вишуканою і плавною, з акцентом на асиметрію, з рясним використанням криволінійних форм, завитків, позолоти та орнаментів. Цей стиль здобув велику популярність серед правлячої еліти Європи у першій половині XVIII століття. Він сформувався у Франції як нова мода в оформленні інтер'єрів і згодом поширився Європою. Побутове рококо відмовилося від високого морального тону бароко, його важких алегорій і зацикленості на легітимності: навпаки, абстрактні форми й безтурботні, пасторальні сюжети більше відповідали ідеям затишку й радості, створюючи сприятливішу атмосферу для світської розмови. Кімнати в стилі рококо зазвичай менші, ніж у барокових будівлях, що відображає рух до домашньої інтимності. Навіть просторіші салони, призначені для прийомів, мали скромніші масштаби, оскільки соціальні події передбачали меншу кількість гостей.
Характерними для стилю були мотиви рокайлю, що походять від мушель, бурульок та оздоблення зі скель або декору гротів. Рокайльні арабески здебільшого являли собою абстрактні форми, розміщені симетрично навколо архітектурних рам. Улюбленим мотивом була гребінчаста мушля, верхні завитки якої відтворювали основні S- і C-подібні лінії арабесок, а хвилясті ребра — загальну криволінійність декору приміщення. Хоча у Франції було зведено небагато екстер'єрів у стилі рококо, в південній Німеччині збереглося кілька церков у цьому стилі. Серед інших поширених мотивів у декоративному мистецтві та інтер'єрній архітектурі —  акант та інше листя, птахи, букети квітів, фрукти, елементи, пов'язані з коханням (путті, сагайдаки зі стрілами та серця, пробиті стрілами), трофеї зброї, медальйони з обличчями, численні квіти та елементи, запозичені зі Сходу (пагоди, дракони, мавпи, химерні квіти, бамбук і зображення китайців). Широко використовувалися пастельні кольори, як-от блакитний, м'ятно-зелений чи рожевий. Дизайнери рококо також захоплювалися дзеркалами (чим більше — тим краще), прикладом чого є Дзеркальна зала в Амалієнбурзі (Мюнхен, Німеччина), створена Йоганном Баптистом Циммерманом. Загалом, дзеркала часто розміщували над камінами.

### Екзотизм

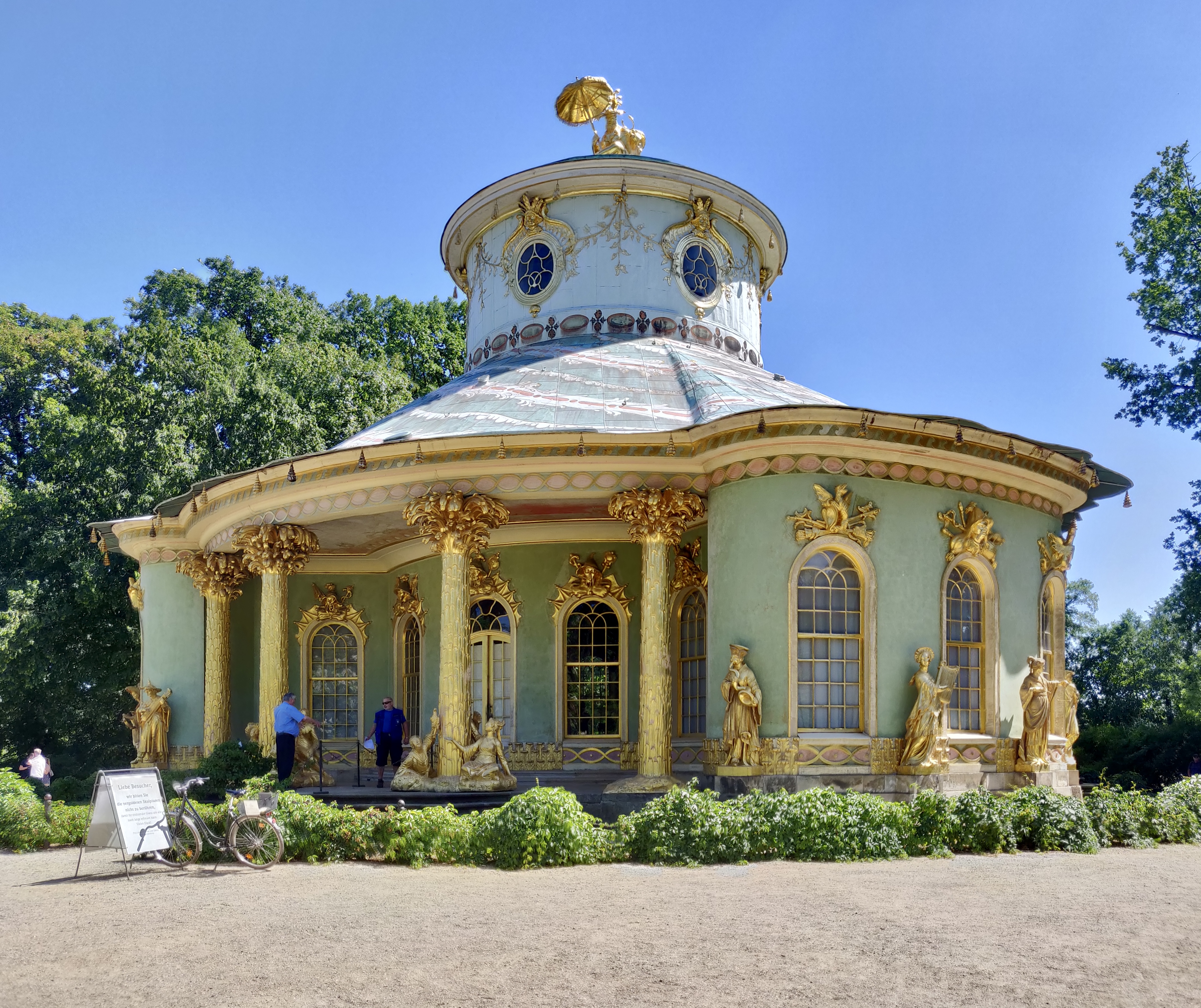
Китайське натхнення/Шинуазрі — Китайський чайний будиночок, Парк Сан-Сусі, Потсдам, Німеччина, архітектор — Йоганн Готфрід Бюрінг[en], 1755-1764 рр.
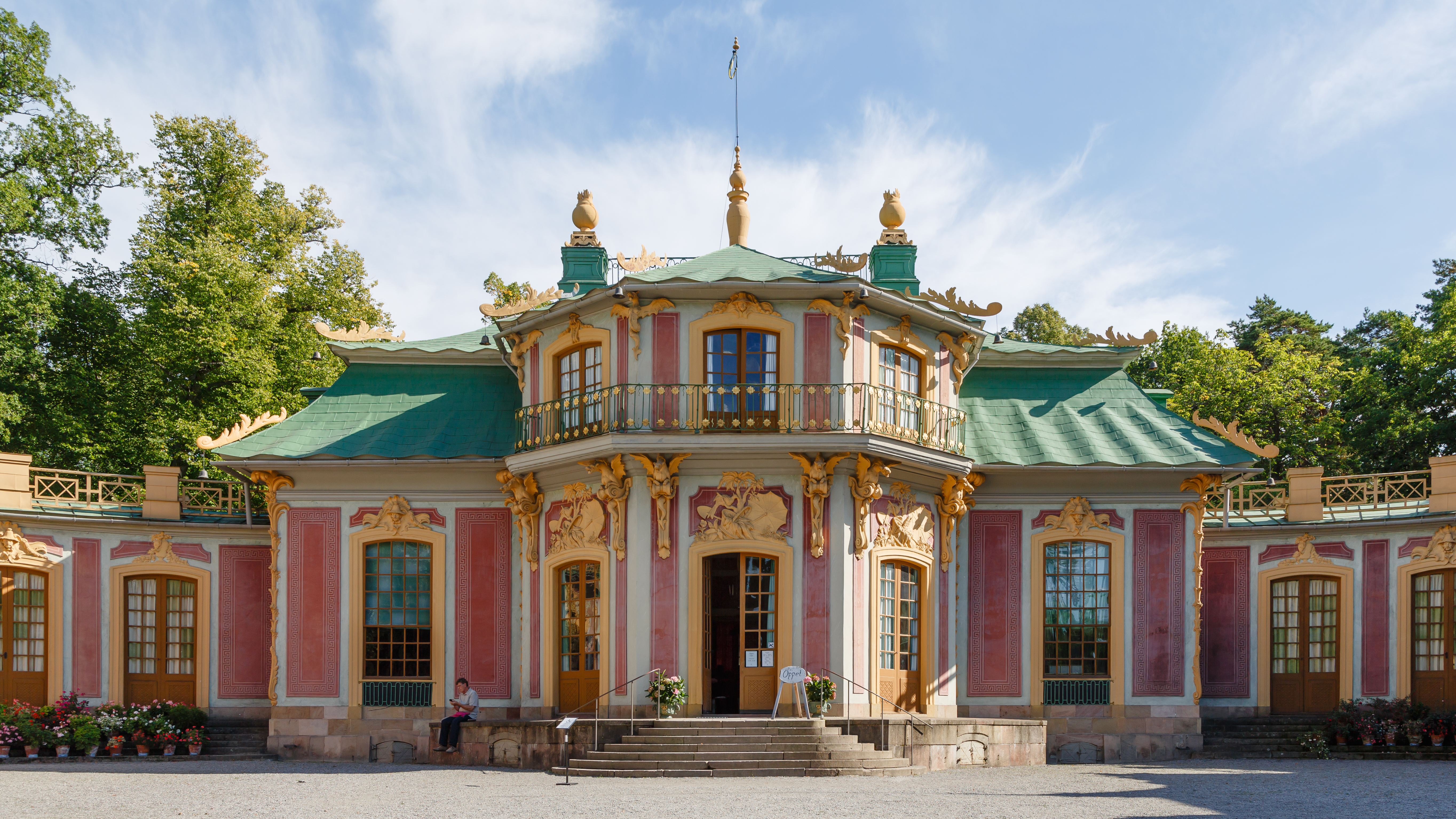
Китайське натхнення/Шинуазрі — Китайський павільйон[en], Екере, Швеція, архітектор — Карл Фредрік Аделькранц, 1763–1769 рр.
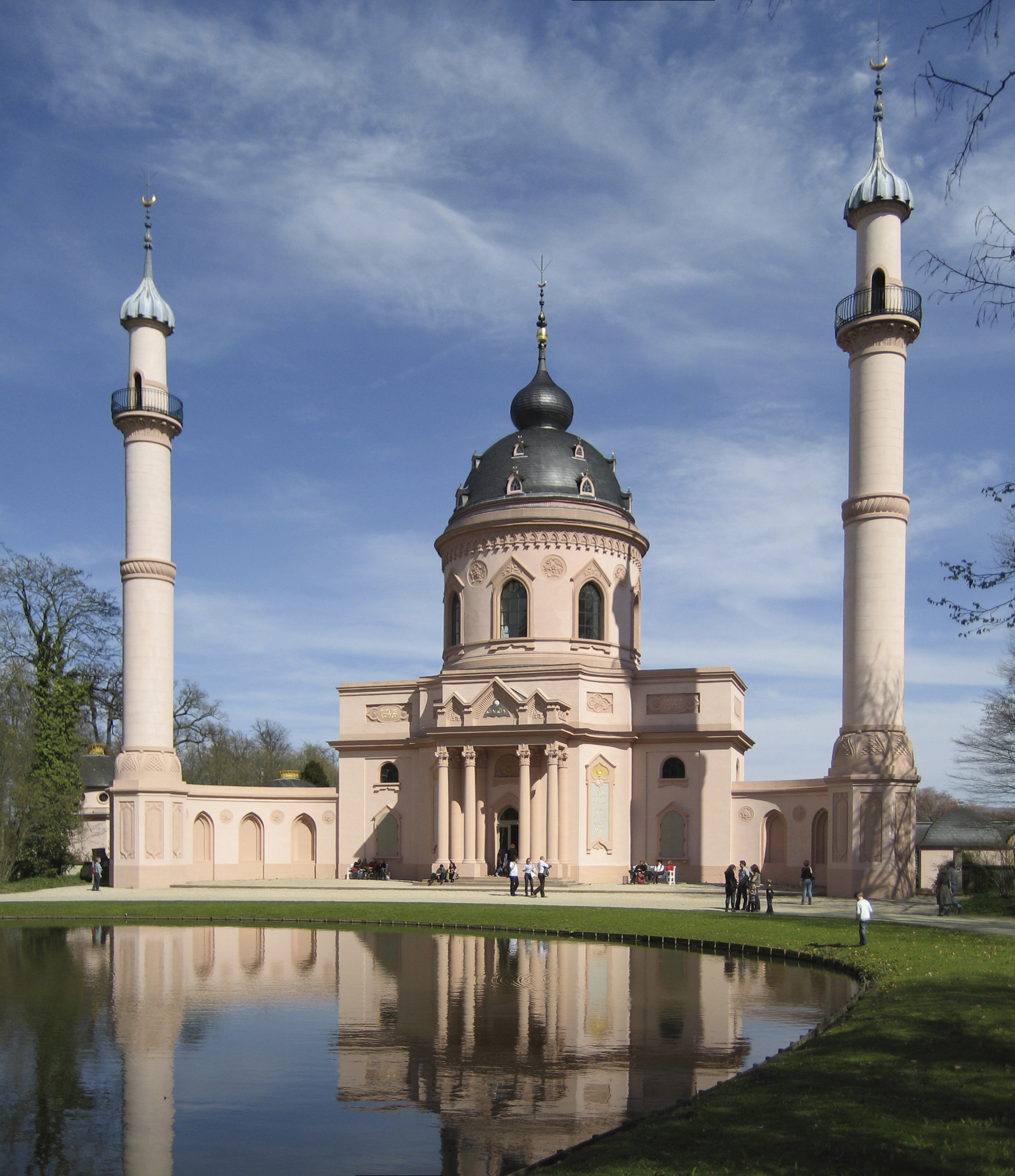
Ісламське натхнення  — Садова мечеть Шветцингенського палацу, Німеччина, архітектор — Ніколя де Пігаж[en], 1779-1795 рр.
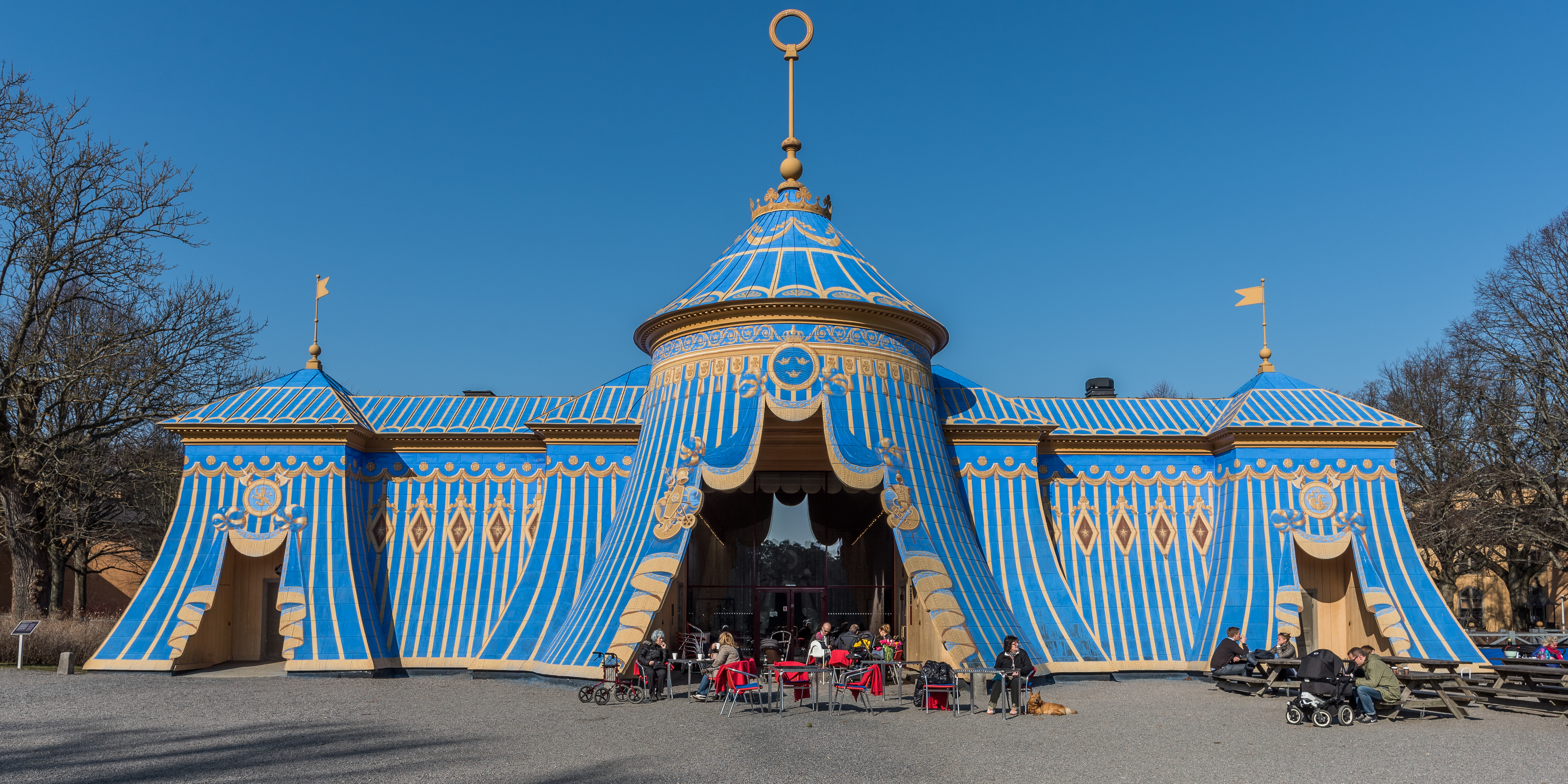
Ісламське натхнення — Турецький намет, Хагапаркен[en], Стокгольм, Швеція, архітектор — Луї Жан Депре[en], 1787 р.
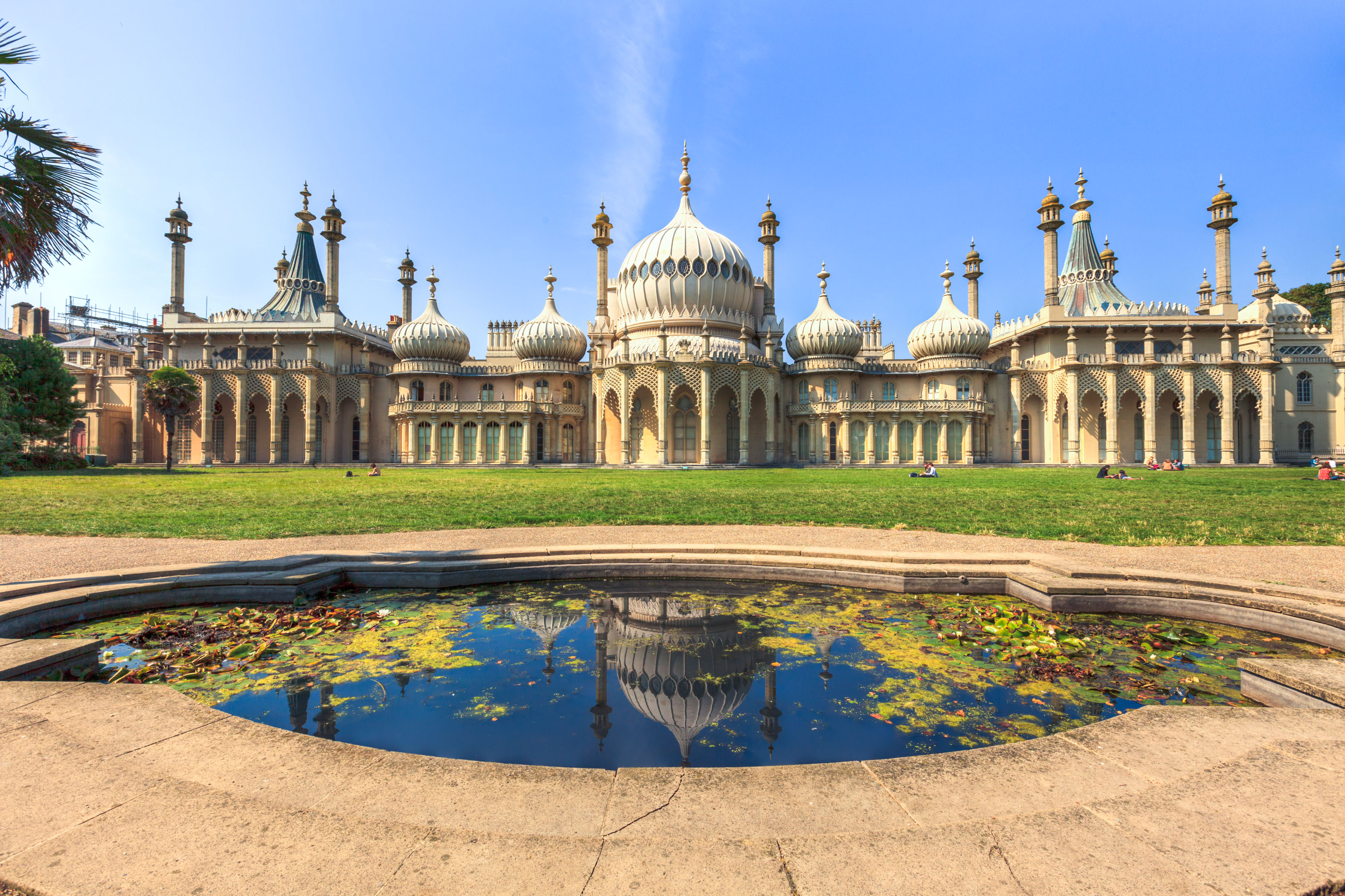
Ісламське натхнення — Королівський павільйон, Брайтон, Велика Британія, архітектор — Джон Неш, 1787-1823 рр.
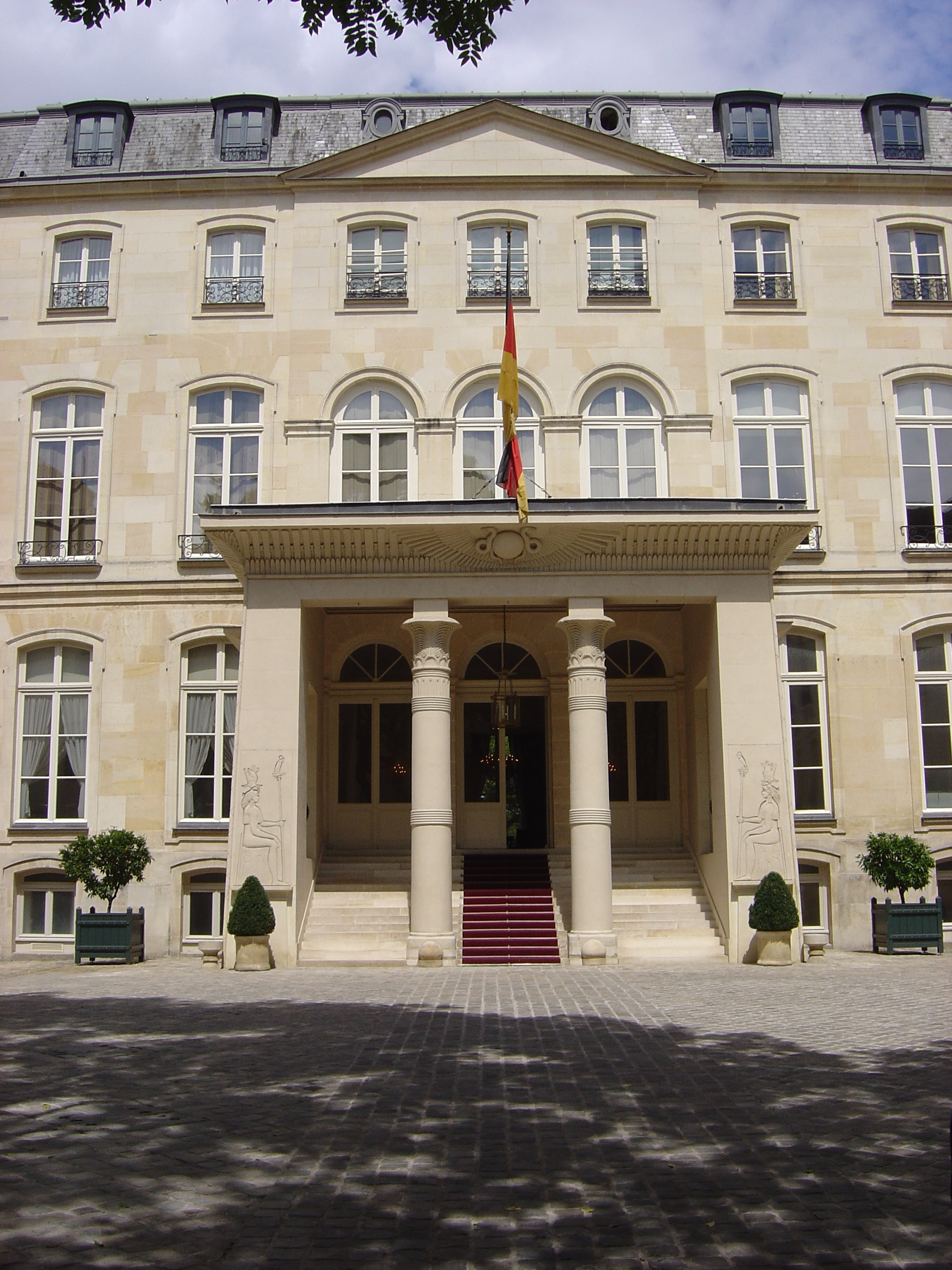
Єгипетське натхнення/Новоєгипетський стиль — портик готелю Богарне[en], Париж, Лоран-Едме Батайль, прибл. 1804 р.
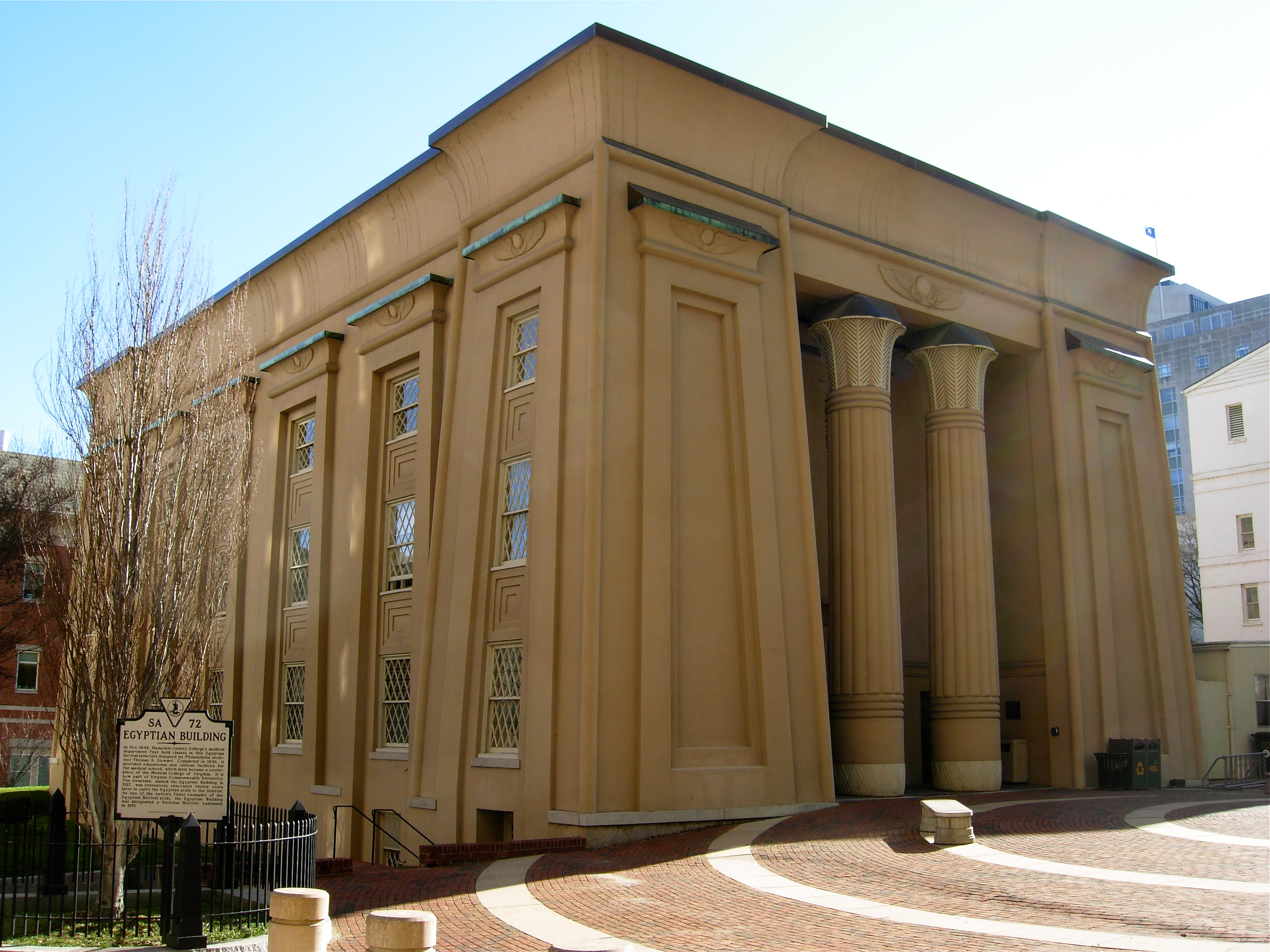
Єгипетське натхнення/Новоєгипетський стиль — Єгипетська будівля[en], частина університету Співдружності Вірджинії, Ричмонд, Вірджинія, США, архітектор — Томас Стюарт, 1845 р.
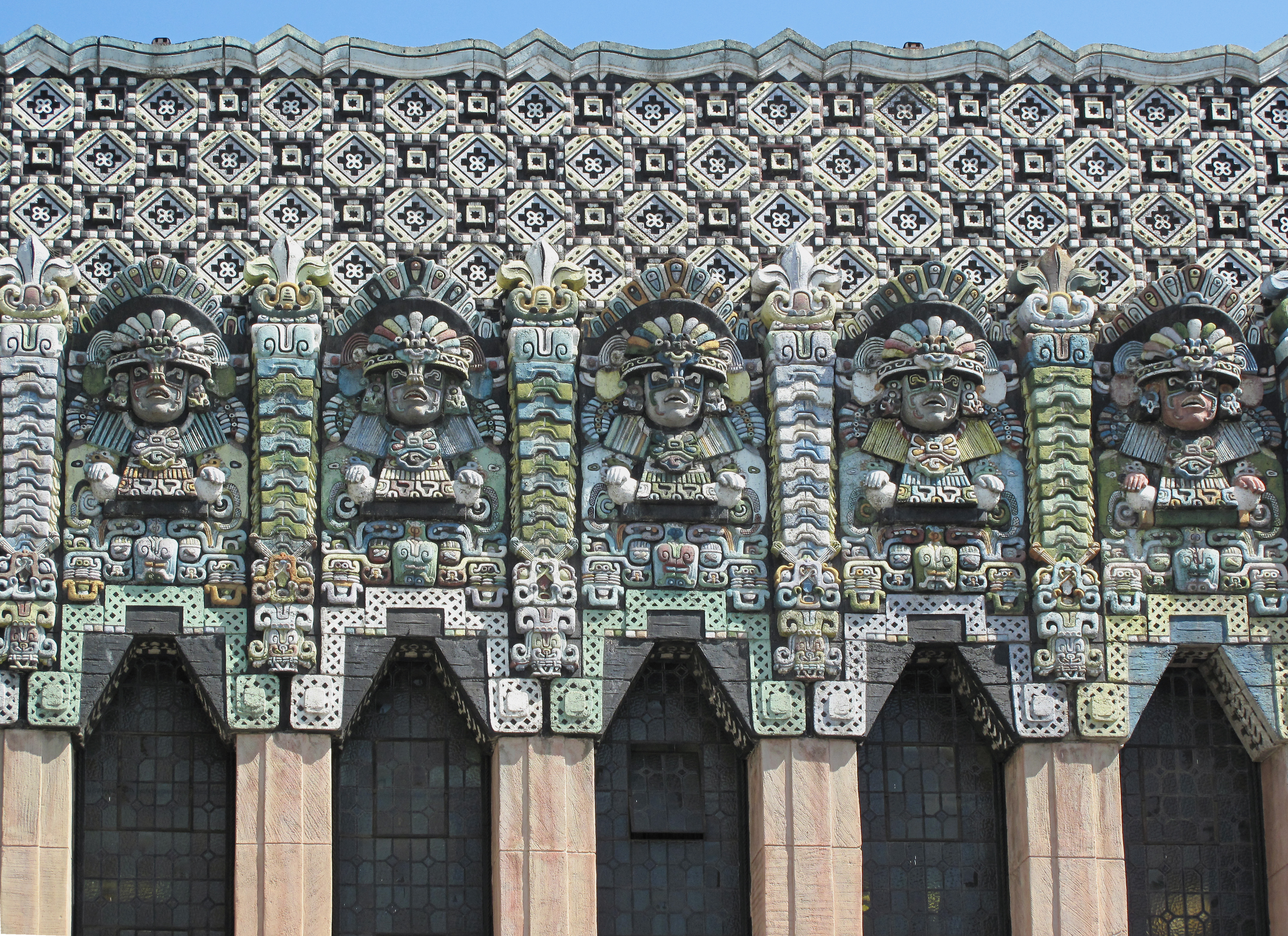
Доколумбове натхнення/Відродження майя[en] — деталь фасаду театру майя[en], Лос-Анджелес, США, архітектор — Стайлз Клементс[en], 1927 р.
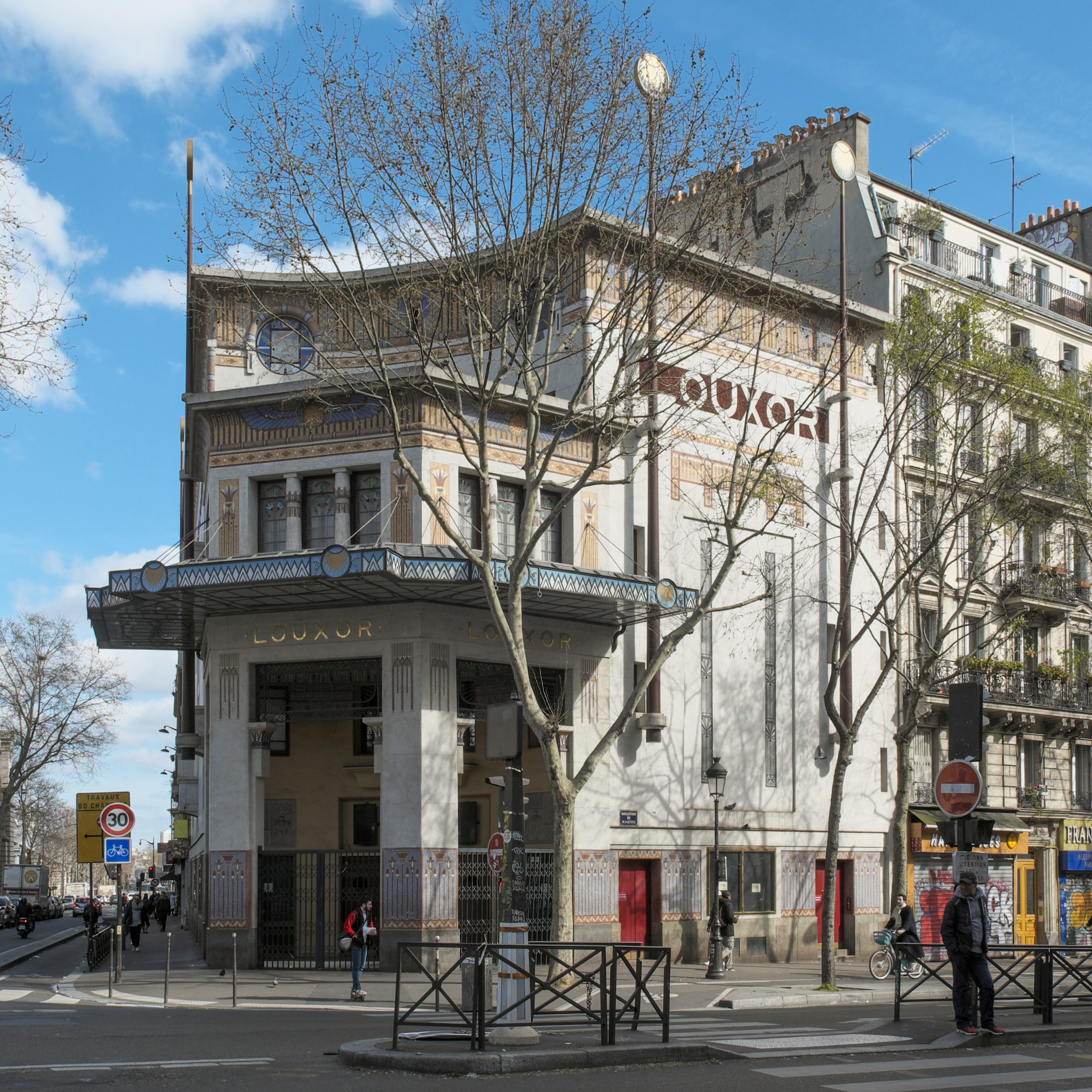
Єгипетське натхнення / поєднання новоєгипетського стилю та ар-деко — Кінотеатр Луксор[fr], Париж, архітектор Анрі Зіпсі, 1919-1921 рр.
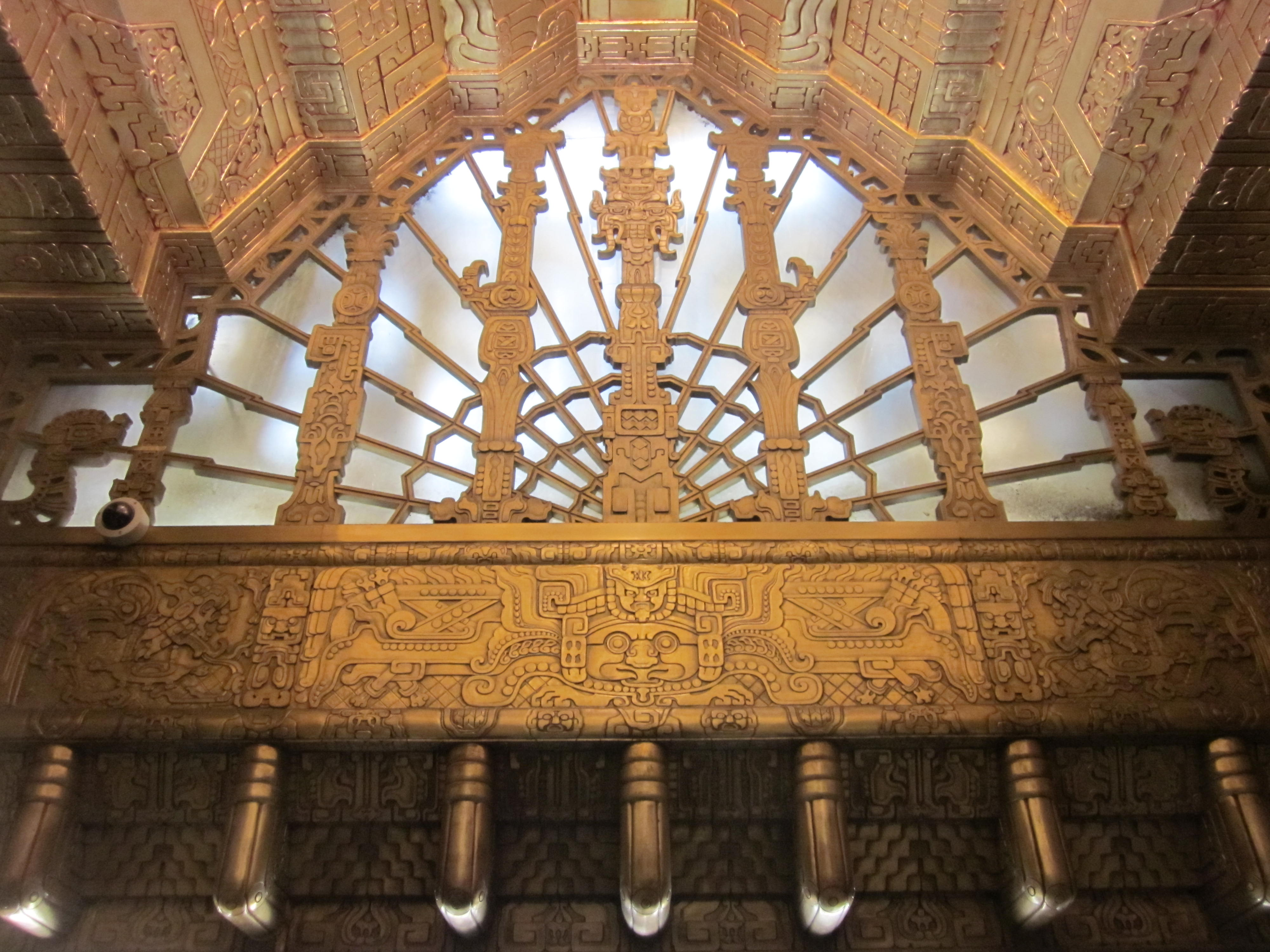
Доколумбове натхнення / поєднання відродження майя та ар-деко — деталь інтер'єру будівлі на 450 Саттер-стріт[en], Сан-Франциско, Каліфорнія, архітектор — Тімоті Л. Пфлюгер[en], 1929 р.

Взаємодії між Сходом і Заходом, спричинені колоніальними експедиціями, мали вплив на естетику. Оскільки деякі неєвропейські стилі були рідкісними та новими для європейців, вони викликали велике захоплення у XVII, XVIII та XIX століттях. Деякі аристократи та монархи зводили невеличкі споруди, натхненні цими стилями, в садах своїх палаців або повністю декорували кілька кімнат у палацах у подібному стилі. Через недостатнє розуміння походження та принципів, які лежать в основі цих екзотичних естетик, європейці іноді створювали гібриди стилю, який намагалися відтворити відповідно до тенденцій того часу. Гарним прикладом цього є шинуазрі, західний декоративний стиль, популярний у XVIII столітті, який був значною мірою натхненний китайським мистецтвом, але водночас і рококо. Оскільки подорожі до Китаю чи інших країн Далекого Сходу в той час були складними, ці регіони залишалися таємничими для більшості людей Заходу. Уява європейців живилася сприйняттям Азії як краю багатства й розкоші, тож покровителі — від імператорів до купців — змагалися між собою в оздобленні житлових приміщень азійськими товарами та декорацією в азійських стилях. Там, де азійські предмети було важко дістати, європейські ремісники та художники задовольняли попит, створюючи поєднання форм рококо з азійськими фігурами, мотивами та техніками.
Китайське мистецтво було не єдиним іноземним стилем, з яким експериментували європейці. Іншим прикладом був ісламський стиль. Прикладами цього є Садова мечеть у Шветцингенському палаці в Німеччині (єдина вціліла європейська садова мечеть XVIII століття), Королівський павільйон у Брайтоні, також будівлі в неомавританському стилі, зведені в ХІХ — на початку ХХ століття, з підковоподібними арками та цегляними візерунками. Коли йдеться про Схід, європейці також цікавилися культурою Давнього Єгипту. У порівнянні з іншими формами екзотизму, захоплення землею фараонів — найдавніше, оскільки ще в античності стародавні греки та римляни виявляли до неї цікавість. Основними періодами спорудження пам'яток у новоєгипетському стилі були початок XIX століття (після військових кампаній Наполеона в Єгипті) та 1920-ті роки, коли в 1922 році було відкрито гробницю Тутанхамона, що спричинило єгиптоманію, яка, своєю чергою, вплинула на стиль ар-деко, зокрема через використання мотивів, натхненних Стародавнім Єгиптом. Наприкінці XVIII — на початку XIX століття неокласицизм іноді поєднував елементи греко-римської архітектури з єгипетськими. Через асоціації з фараонами, смертю та вічністю, у цьому стилі зводили чимало надгробних пам'яток і брам до цвинтарів. Окрім поховальних споруд, серед збудованих у цьому стилі також є окремі синагоги, як-от синагога в Карлсруе а також імперські пам'ятки доби Наполеона, наприклад єгипетський портик готелю Богарне чи фонтан дю Фелла. У 1920-х — 1930-х роках архітектура доколумбової Месоамерики, зокрема споруди майя, викликала великий інтерес в американських архітекторів. Кілька будинків Френка Ллойда Райта в Каліфорнії були зведені у стилі відродження майя, а інші архітектори поєднували мотиви майя з елементами ар-деко.

### Архітектура неокласицизму

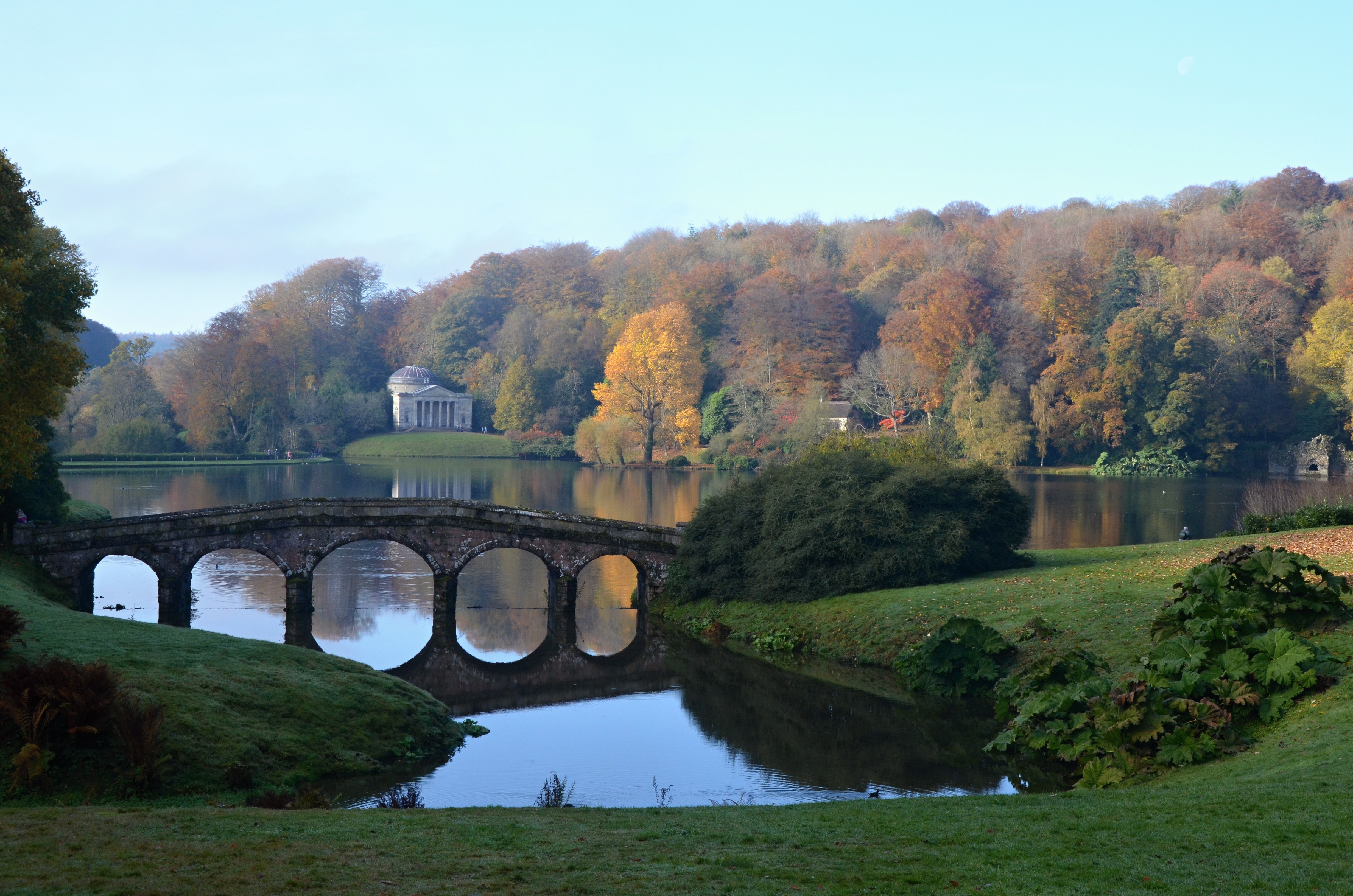
Пейзажний парк в Стоурхеді[en], Велика Британія, Генрі Хоар[en], 1740-ті роки
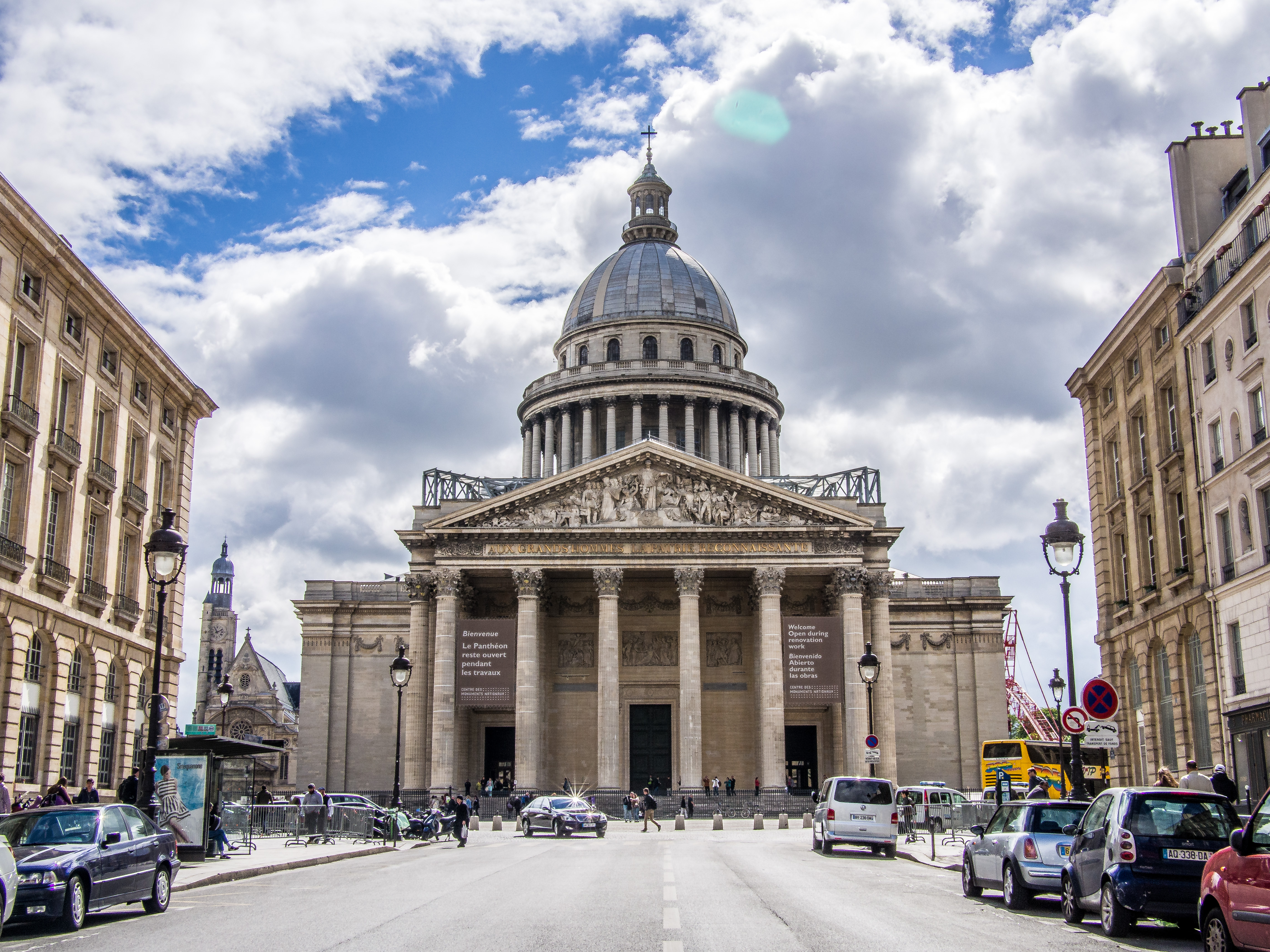
Пантеон, Париж, Жак-Жермен Суффло та Жан-Батист Рондле[en], 1758–1790 рр.
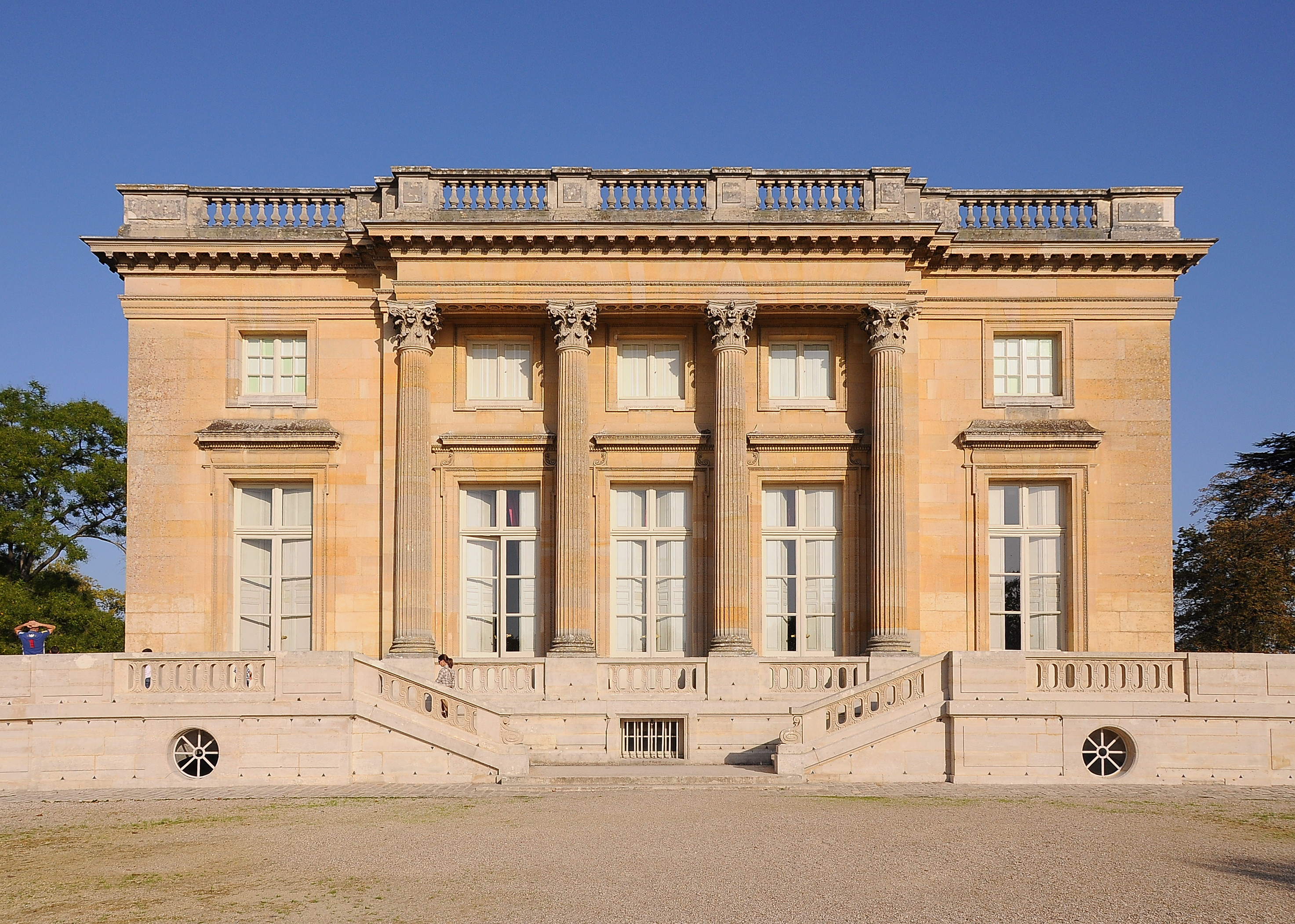
Малий Тріанон, Версальський палац, Франція, Анж Жак Ґабріель, 1764 р.
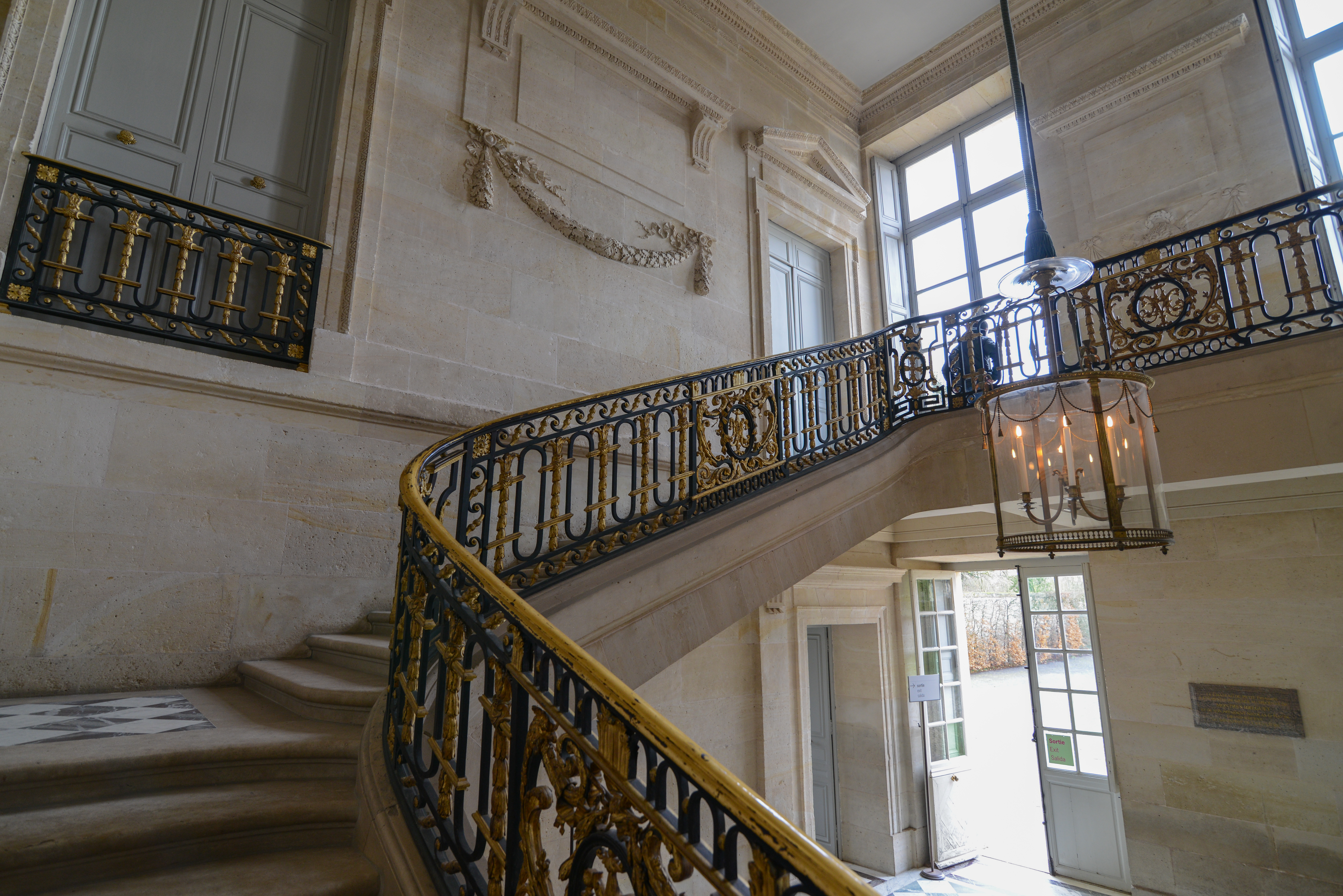
Сходи Малого Тріанона, Анж Жак Ґабріель, 1764 р.
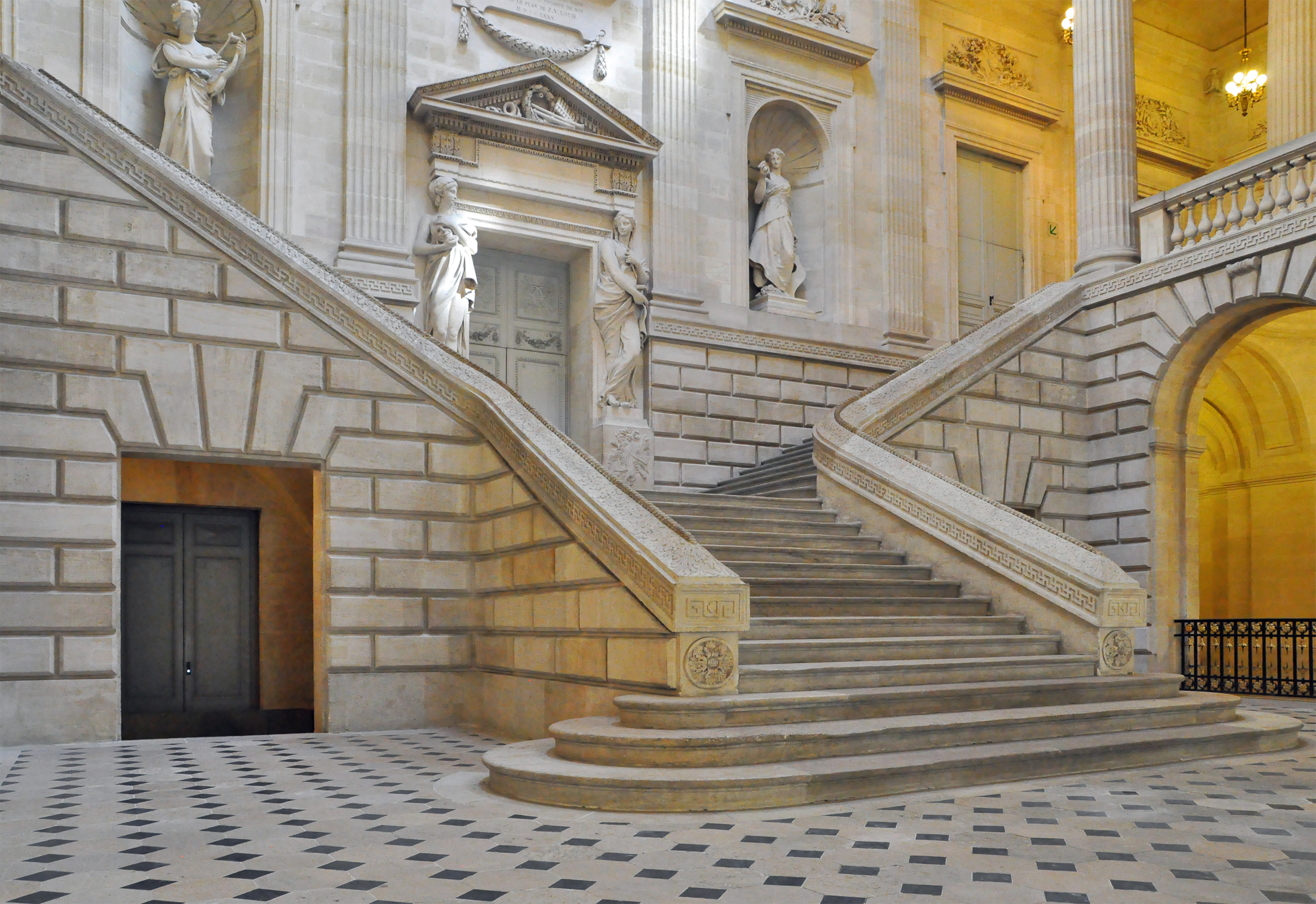
Сходи Великого театру Бордо, Бордо, Франція, Віктор Луї, 1777-1780 рр.
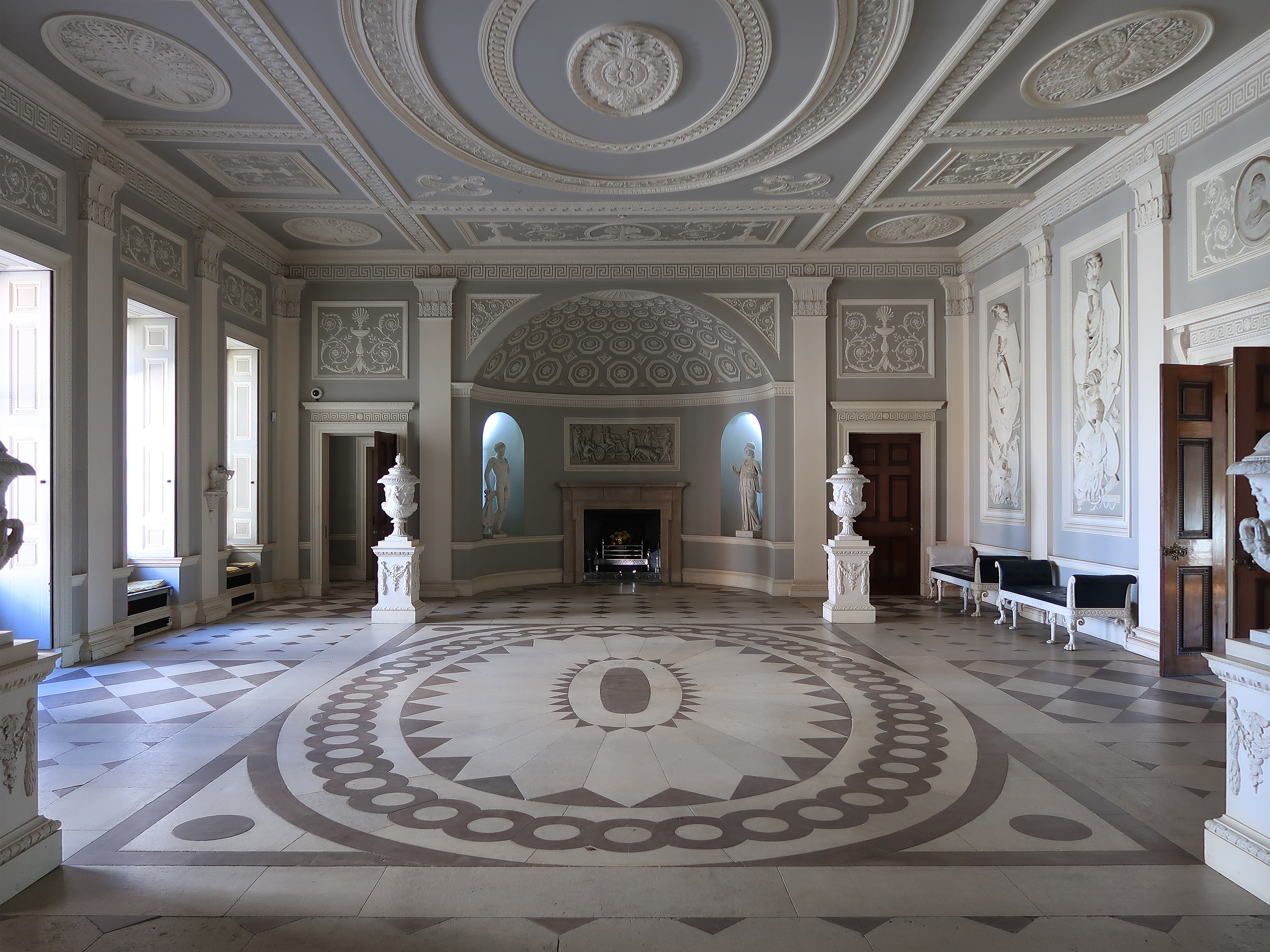
Зала, Остерлі-Парк[en], Лондон, Роберт Адам, 1767 р.
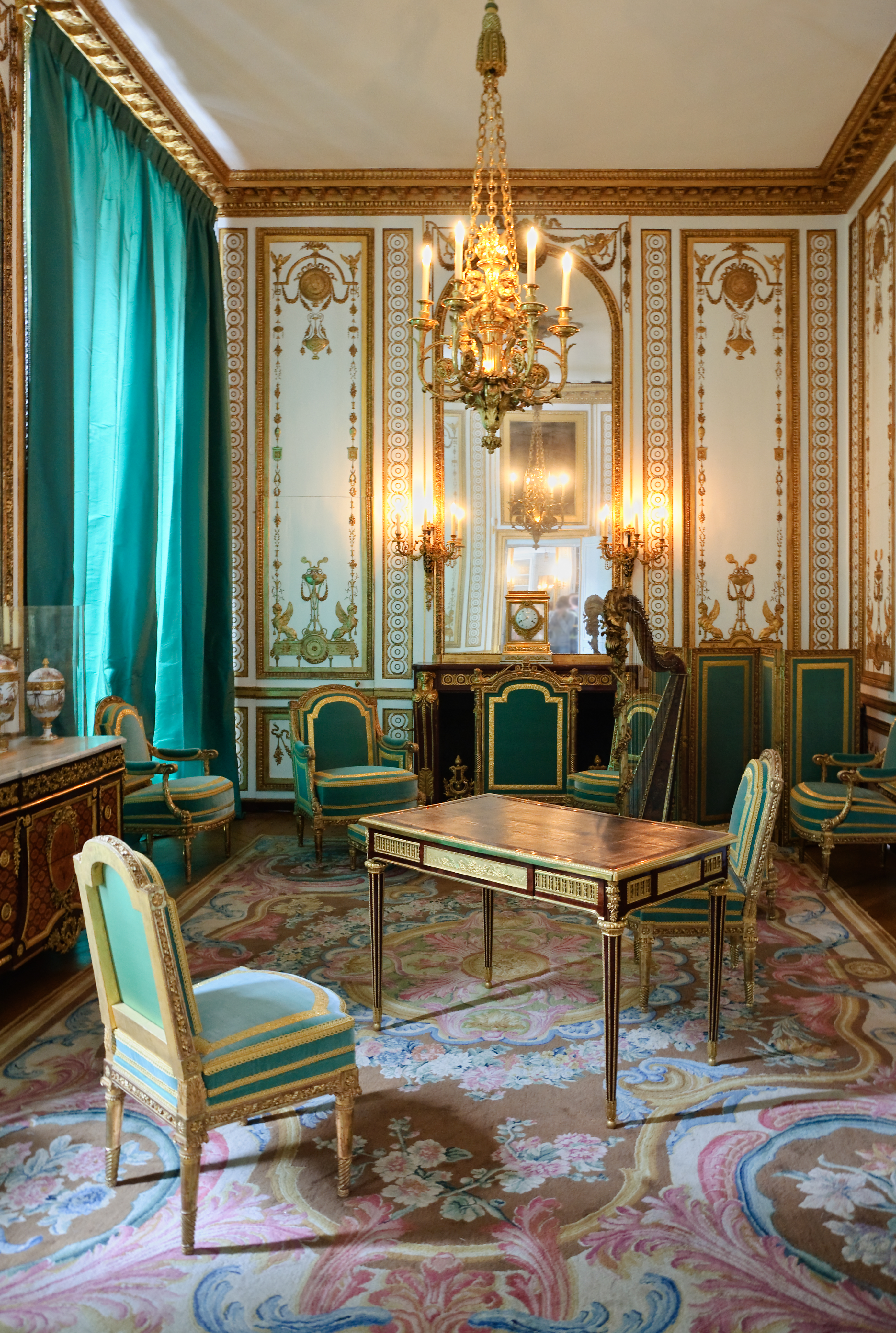
Кабінет Доре Марії-Антуанетти у Версальському палаці, 1783 р., роботи братів Руссо
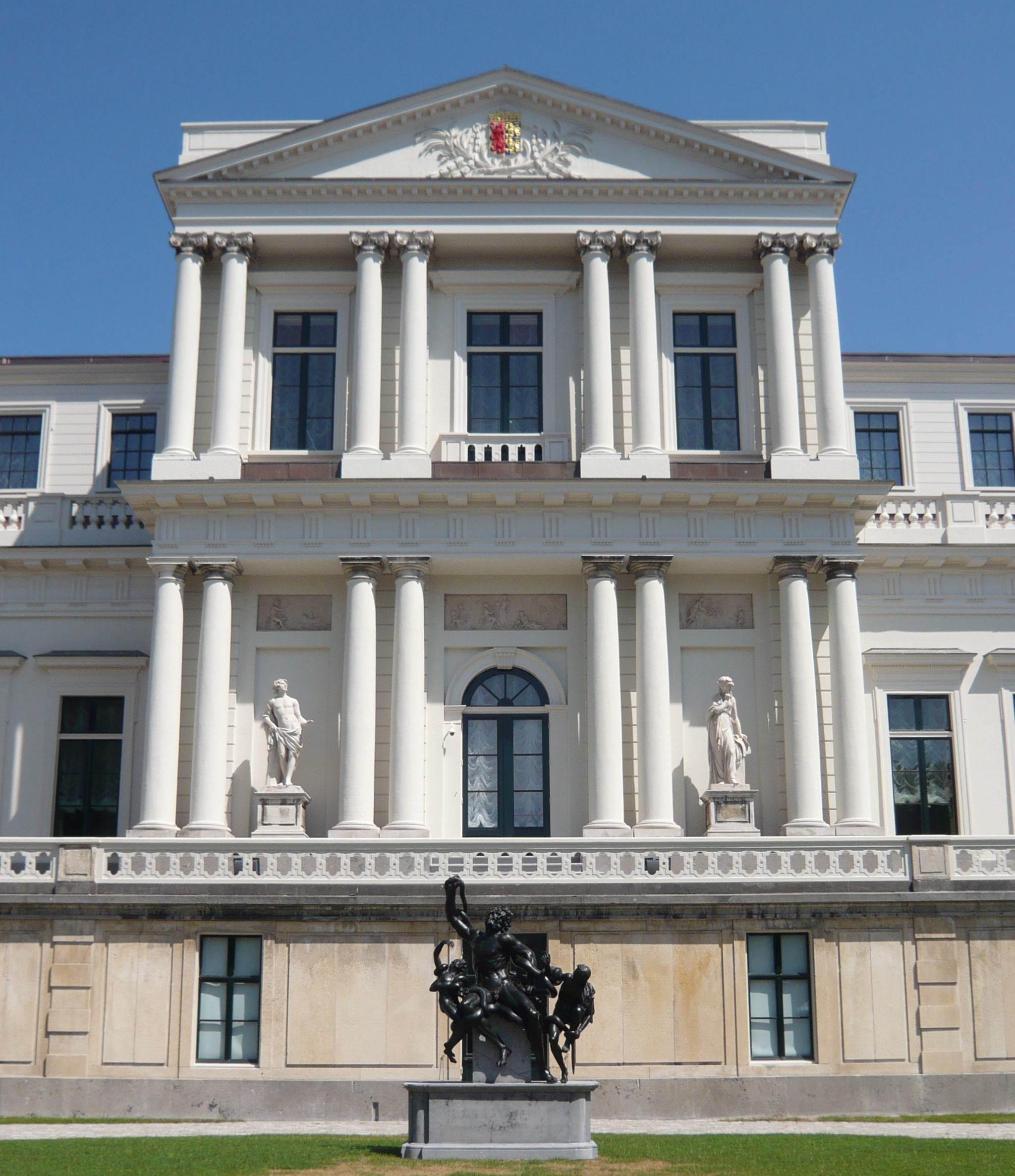
Вілла Велгелеген[en], Гарлем, Нідерланди, Авраам ван дер Харт[en], 1789 р.
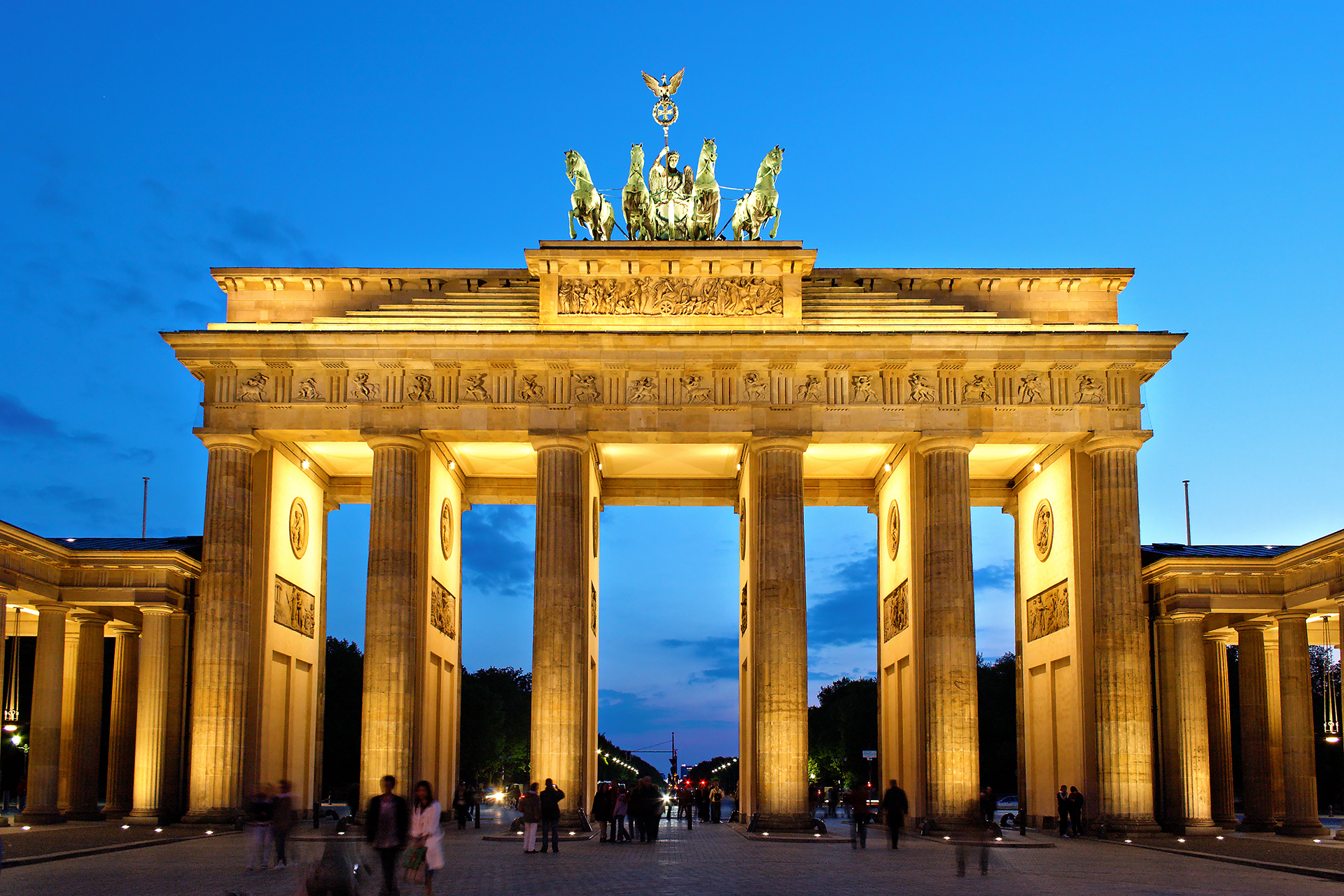
Бранденбурзькі ворота, Берлін, Німеччина, Карл Готтард Ланґганс, 1791 р.
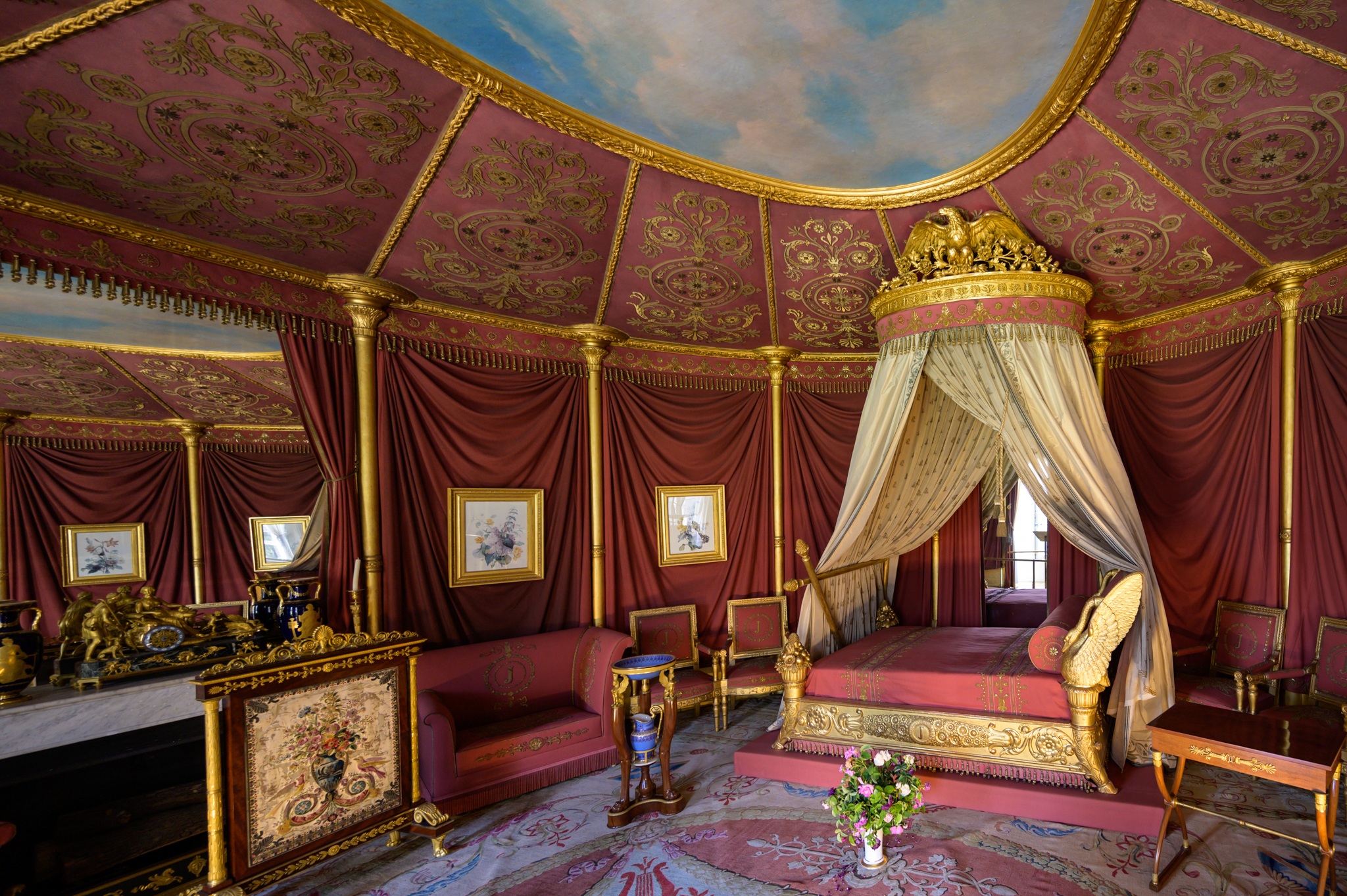
Спальня імператриці Жозефіни в Шато де Мальмезон, Рюей-Мальмезон, Франція, Шарль Персьє та П'єр-Франсуа-Леонар Фонтен, 1800-1802 рр.
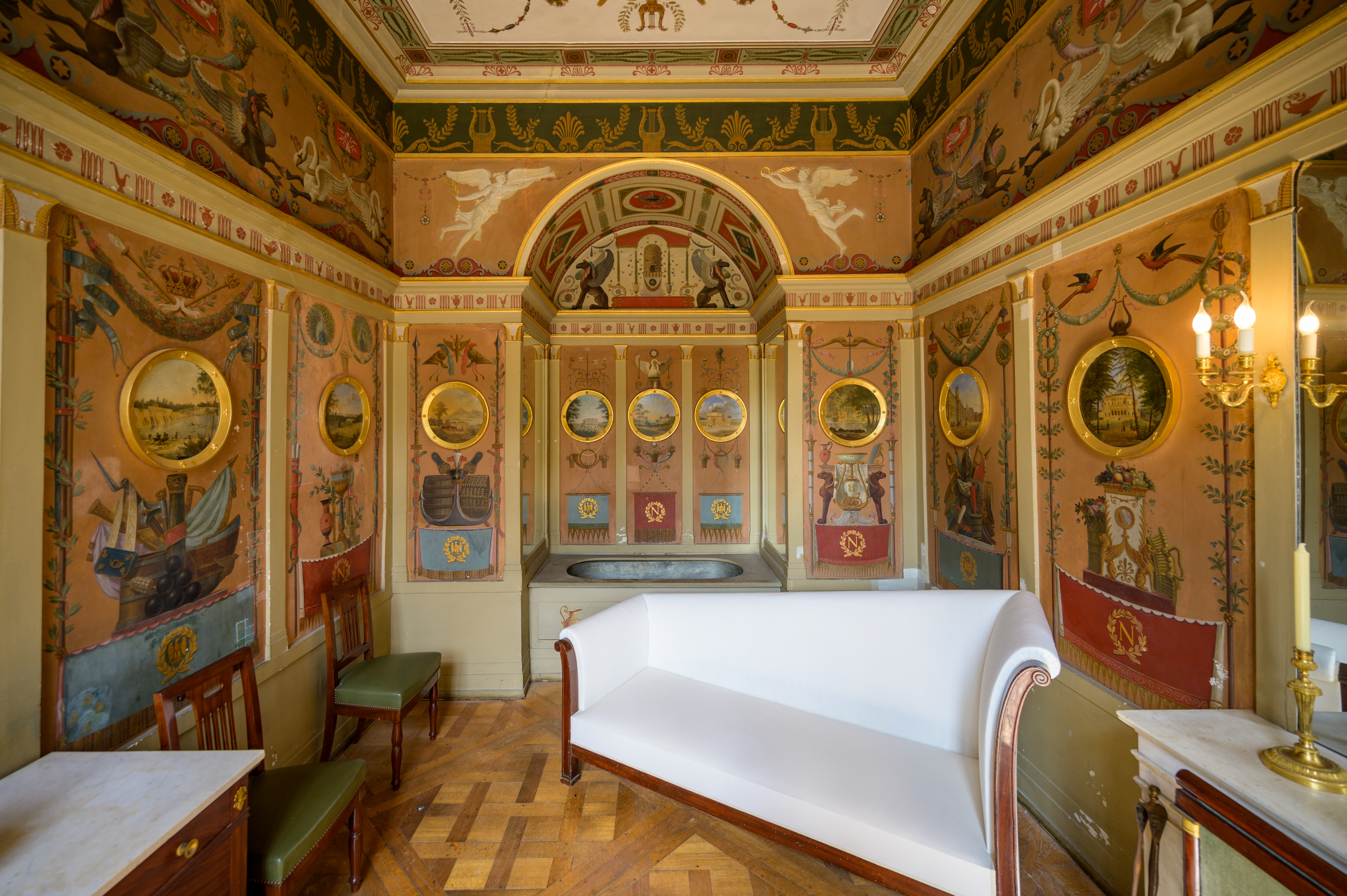
Ванна Наполеона в Шато де Рамбує[en], Рамбує, Франція, розписана Годаром і Жаном Вассеро, 1806 р.
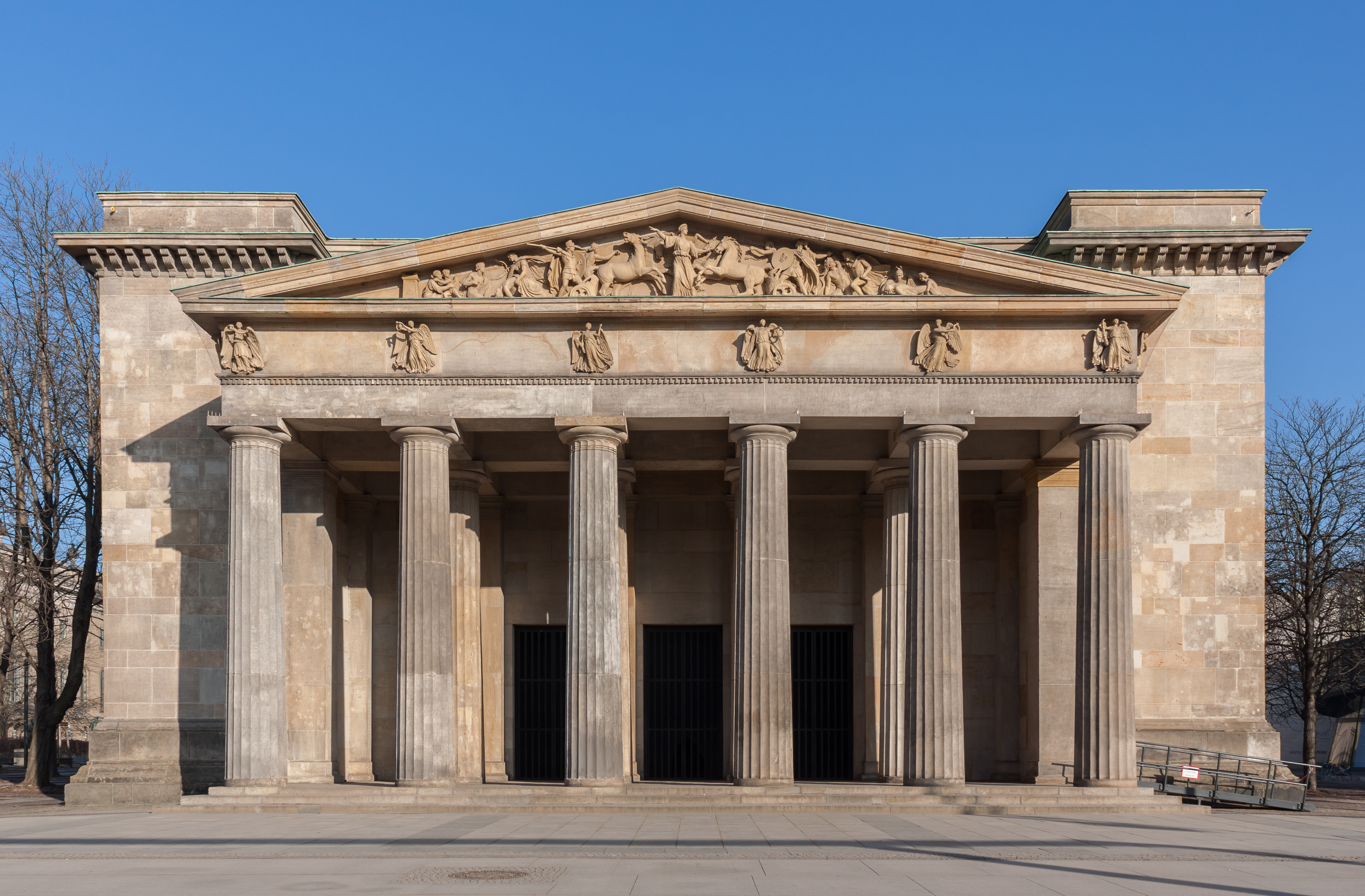
Нова варта[en], Берлін, Карл Фрідріх Шинкель і Саломо Закс[en], 1816 р.
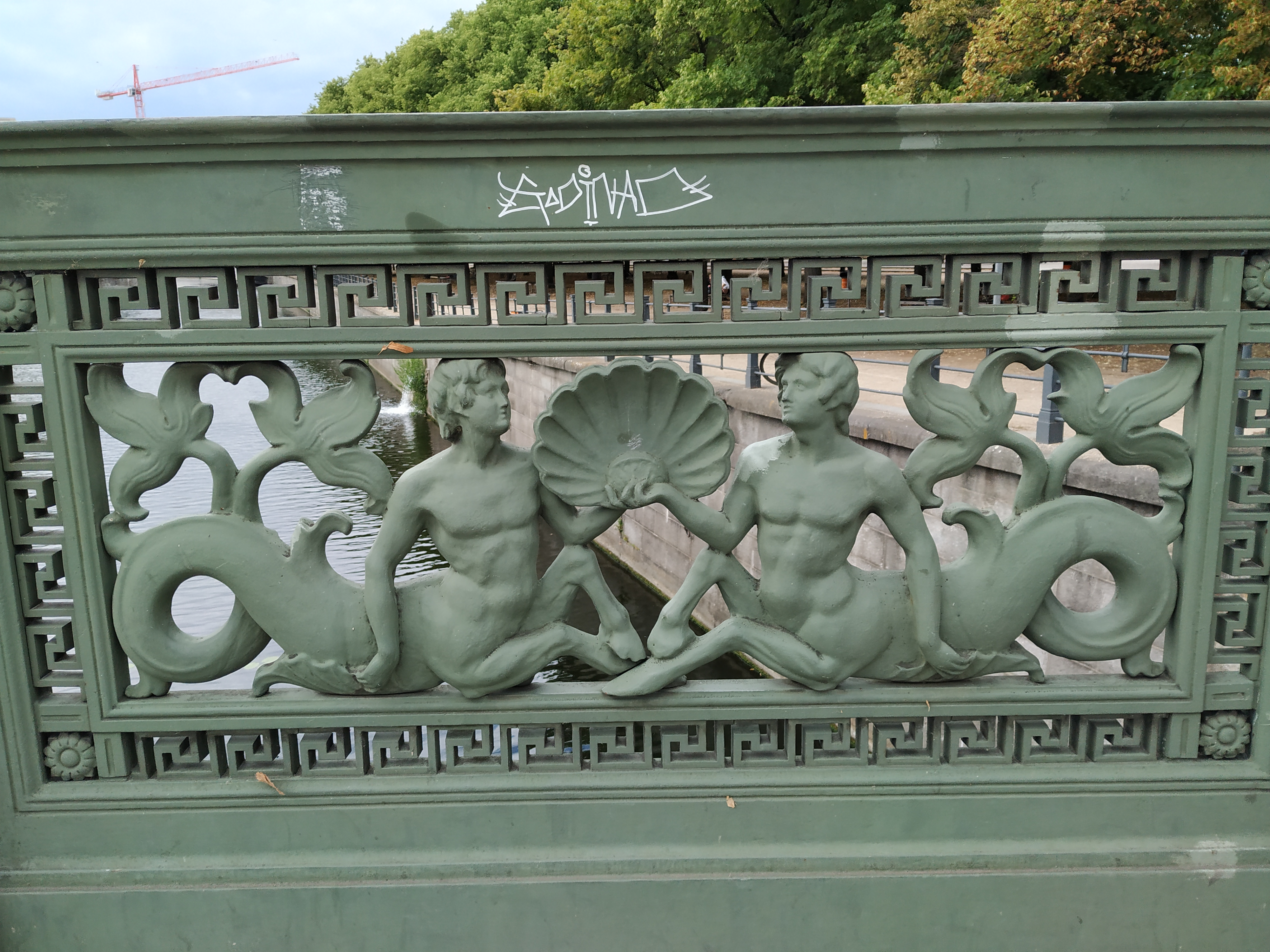
Деталь чавунної огорожі мосту Шлоссбрюкке[en], Берлін, за проєктом Карла Фрідріха Шинкеля, спроєктовано 1819 року, виготовлено 1824 року
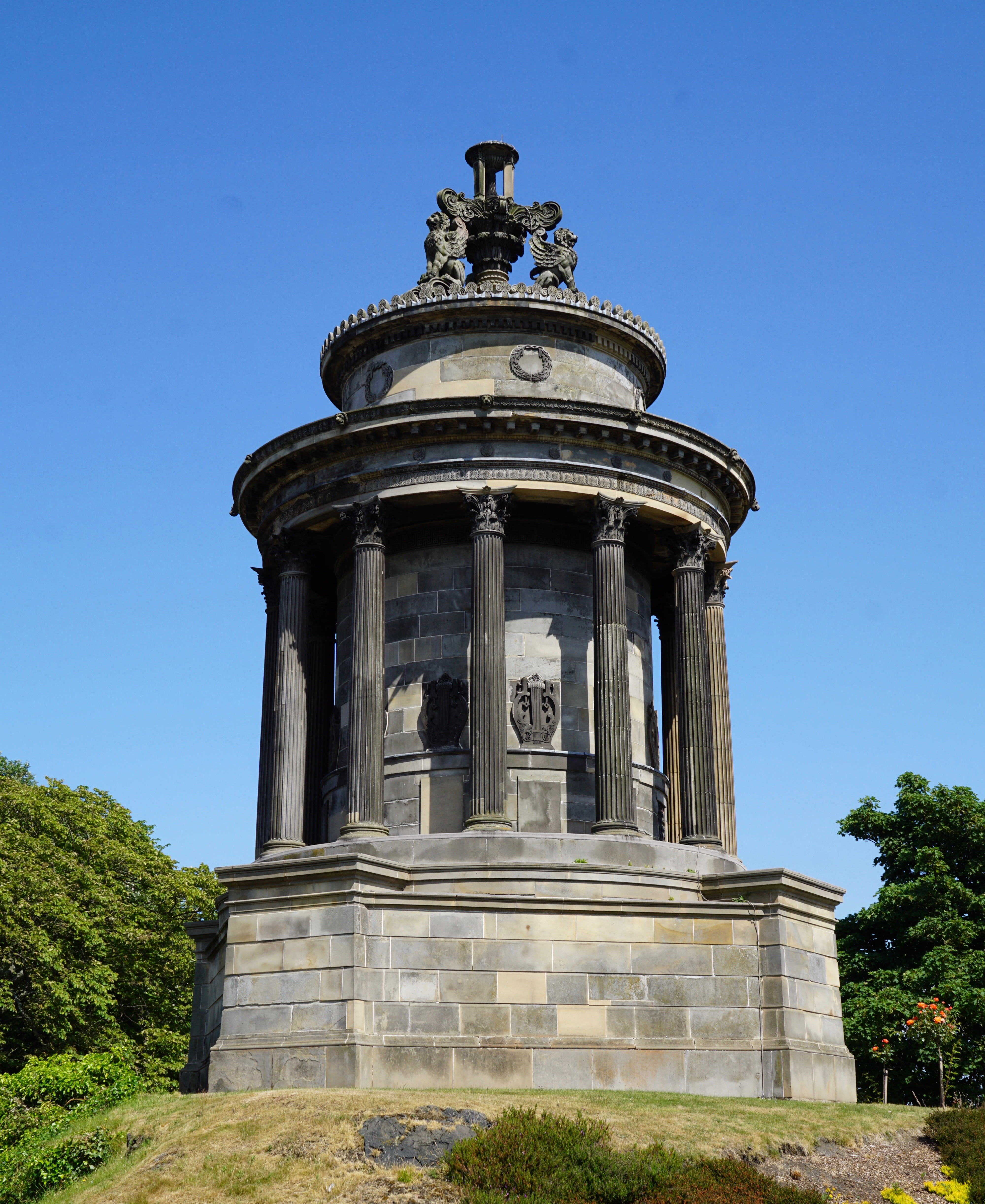
Пам'ятник Бернсу[en], Единбург, Велика Британія, Томас Гамільтон[en], 1820-1831 рр.

Неокласична архітектура зосереджувалася на деталях античної грецької та римської архітектури, простих білих стінах і величному масштабі. Порівняно з попередніми стилями, бароко та рококо, неокласичні екстер'єри вирізнялися більшою мінімалістичністю: з прямими й кутовими лініями, хоча й залишалися оздобленими. Чіткі лінії стилю, а також відчуття рівноваги й пропорцій добре підходили як для монументальних споруд (таких як Пантеон у Парижі), так і для менших будівель (таких як Малий Тріанон).
Розкопки, проведені у XVIII столітті в Помпеях і Геркуланумі, які були поховані під вулканічним попелом після виверження Везувію в 79 році н. е., надихнули на повернення до порядку та раціональності, значною мірою завдяки працям Йоганна Йоахіма Вінкельмана. У середині XVIII століття античність як зразок для архітектури стала актуальною, як ніколи раніше. Неокласицизм був фундаментальним дослідженням самих основ архітектурної форми та змісту. У 1750-х роках розпочався союз між археологічними дослідженнями та архітектурною теорією, який продовжувався і в XIX столітті. У 1753 році Марк-Антуан Лож'є писав: «Архітектура всім своїм досконалим зобов'язана грекам».
Цей стиль був прийнятий прогресивними колами в інших країнах, таких як Швеція та Росія. Федеральний стиль архітектури — це назва класицистичної архітектури, що будувалася в Північній Америці приблизно між 1780 і 1830 роками, особливо в період із 1785 по 1815 рік. Цей стиль має спільну назву зі своєю епохою — федеральним періодом. Термін також використовується щодо дизайну меблів у США того ж періоду. Стиль загалом відповідає класицизму середнього класу стилю бідермаєр у німецькомовних країнах, стилю регенства у Великій Британії та французького ампіру. У Центральній та Східній Європі цей стиль зазвичай називають класицизмом (нім. Klassizismus, рос. Классицизм), тоді як новіші стилі Відродження XIX століття й донині називаються неокласичними.
Етьєн Луї Булле (1728—1799) був архітектором-візіонером того часу. Його утопічні проєкти, які так і не були реалізовані, включали пам'ятник Ісааку Ньютону (1784) у формі величезного купола з окулюсом, що пропускав світло, створюючи враження зоряного неба. Його проєкт розширення Королівської бібліотеки (1785) був ще більш вражаючим, із гігантською аркою, що вкривала зібрання книжок. Хоча жоден із його проєктів не був втілений, зображення широко публікувалися й надихали архітекторів того часу шукати нові форми поза межами традиційного.
Подібно до епох Відродження та бароко, в період неокласицизму також з'явилися урбаністичні теорії про те, яким має бути гарне місто. Письменники епохи Просвітництва XVIII століття критикували проблеми Парижа того часу, найбільшою з яких була велика кількість вузьких середньовічних вулиць, заповнених скромними будинками. Вольтер відкрито засуджував нездатність французької королівської адміністрації розпочати громадські роботи, покращити якість життя в містах та стимулювати економіку. «Настав час тим, хто править найзаможнішою столицею Європи, зробити її найкомфортнішим і найвеличнішим з міст. Мають бути громадські ринки, фонтани, які справді постачають воду, і звичайні тротуари. Вузькі та забруднені вулиці слід розширити, пам'ятники, які не видно, мають бути відкриті, а нові побудовані для загального огляду», наполягав Вольтер у полемічному есе «Про прикрашення Парижа» 1749 року. У тому ж році Етьєн Ла Фон де Сен-Єн критикував те, що великий східний фасад Лувру Людовика XIV був майже прихований від поглядів щільним кварталом скромних будинків. Вольтер також зазначав, що для перетворення Парижа на місто, здатне змагатися з античним Римом, потрібно більше зносити, ніж будувати. «Наші міста досі є тим, чим і були — масивом будинків, скупчених навмання, без будь-якої системи, плану чи задуму», — скаржився Марк-Антуан Лож’є в 1753 році. Десять років потому П'єр Патт виступив за реформу міського простору в ім'я здоров'я, соціального порядку й безпеки, водночас запровадивши медичну та органічну метафору, що порівнювала містобудування з роботою хірургів. Через погане повітря та брак свіжої води його нинішній стан був патологічним, стверджував Патт, закликаючи розмістити фонтани на головних перехрестях та ринках. Площі рекомендувалися для покращення циркуляції повітря, і з тієї ж причини пропонувалося знести будинки, зведені на міських мостах. Він також критикував розміщення лікарень біля ринків і протестував проти продовження поховань на переповнених кладовищах при міських церквах. Окрім ідей щодо міст, у XVIII столітті в Англії з’явилися нові уявлення про те, яким має бути сад. Так виник англійський пейзажний сад (jardin à l'anglaise), що характеризувався ідеалізованим зображенням природи, використанням греко-римських чи готичних руїн, містків та іншої мальовничої архітектури, покликаної створити ідилічний пасторальний краєвид. Це був повний антипод симетричного та геометрично впорядкованого саду у стилі бароко (jardin à la française).

### Ревівалізм та еклектизм

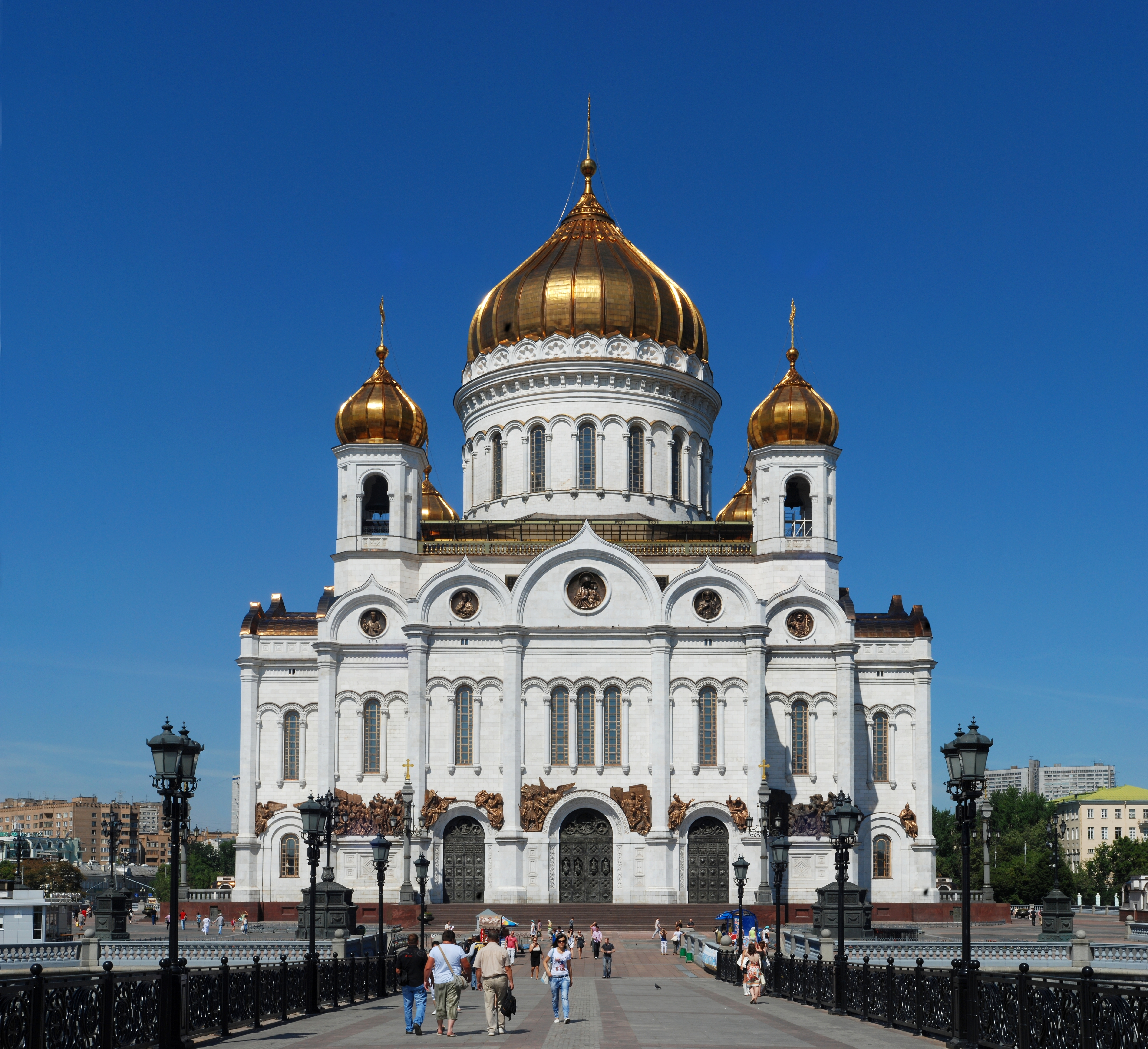
Псевдоросійський стиль - Храм Христа Спасителя, Москва, Росія, 1839–1860 рр., зруйнований у 1931 році та відбудований у 1995–2000 роках
Неоготика - інтер'єр церкви Всіх Святих[en], Лондон, Вільям Баттерфілд[en], 1850–1859 рр.
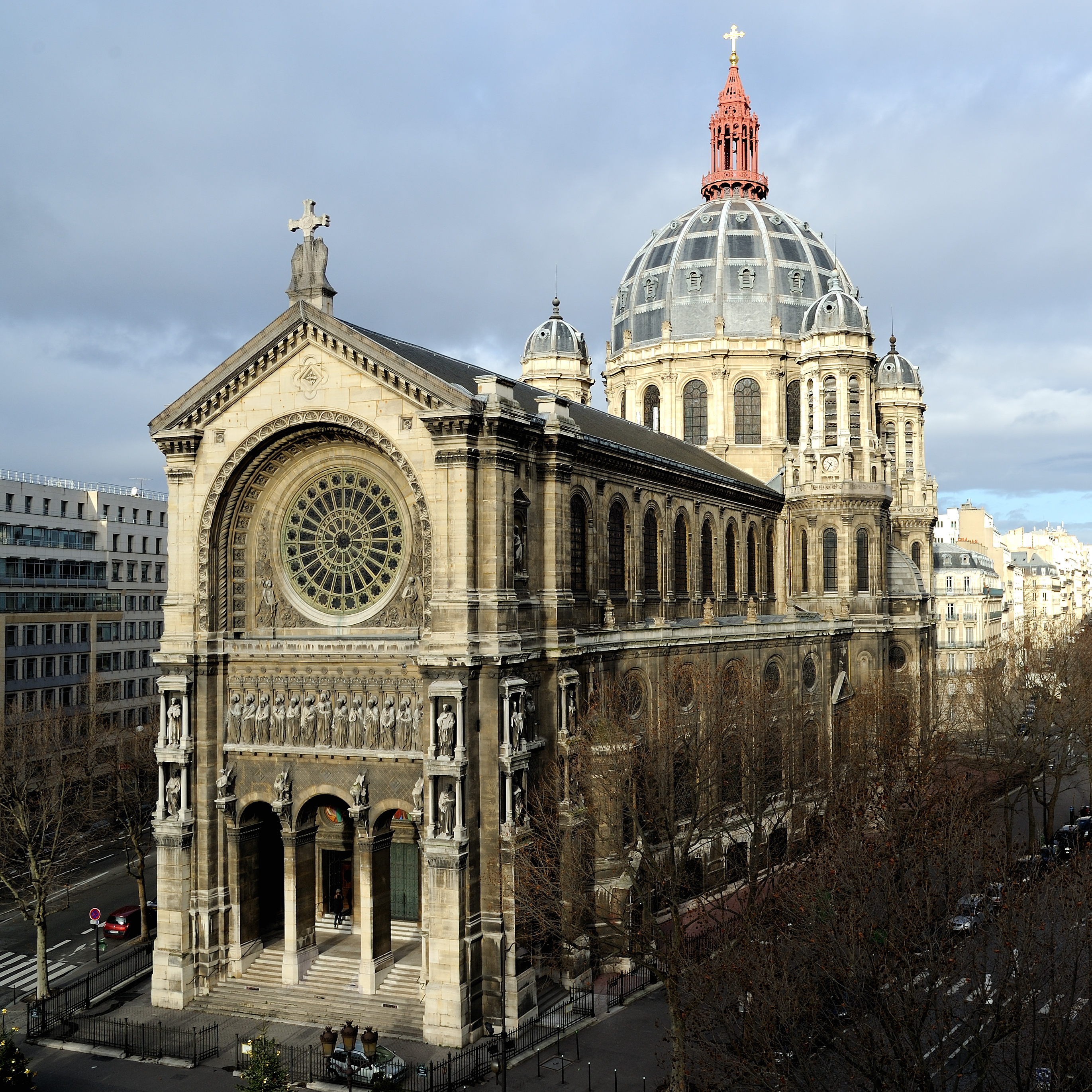
Еклектизм - церква Сент-Огюстен, Віктор Балтард[en], 1860–1868 рр.
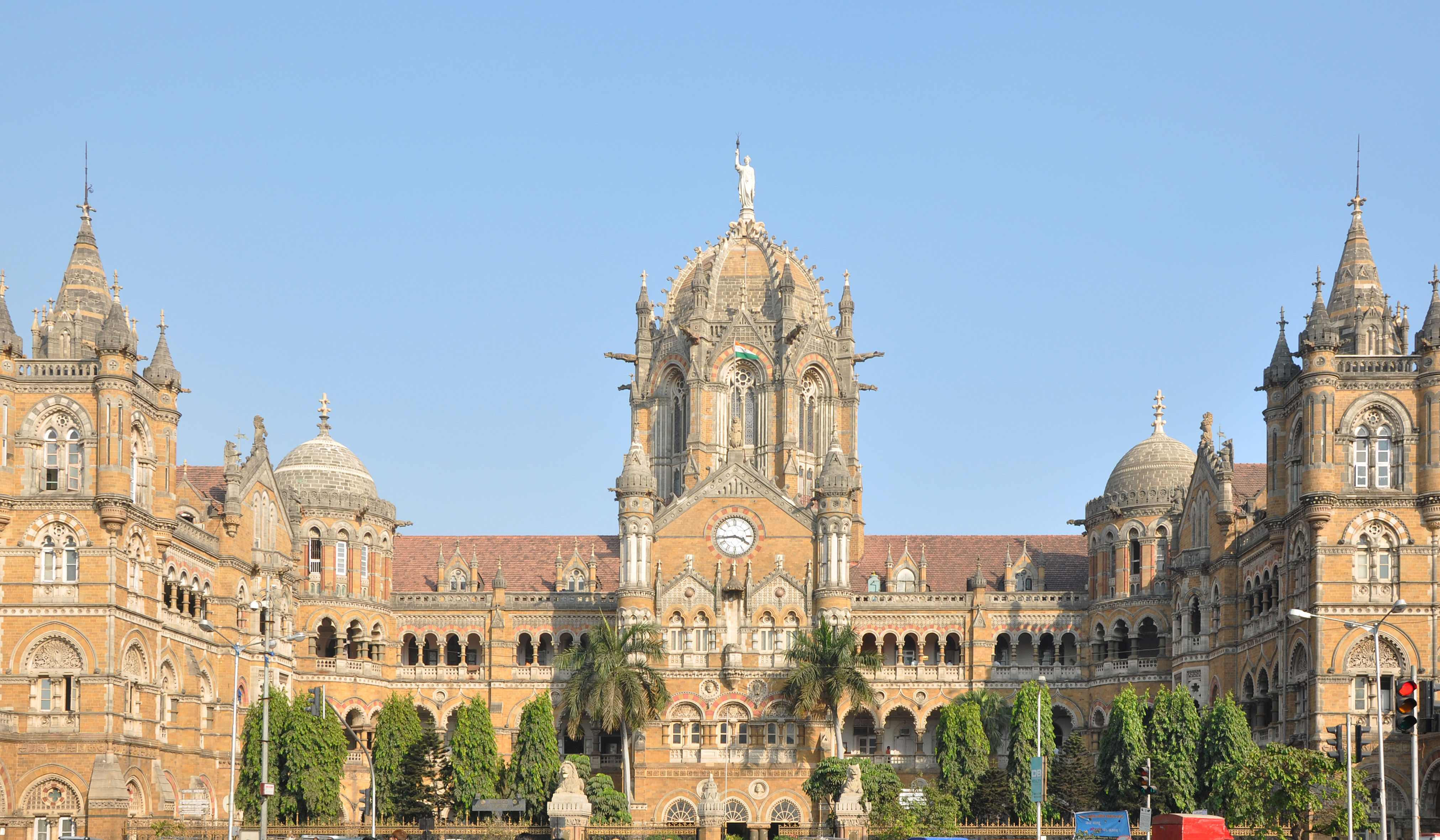
Індо-сарацинський стиль в архітектурі - Вокзал Чгатрапаті-Шиваджі, раніше термінал Вікторія, суміш романських, готичних та могольських елементів, Мумбай, Махараштра, Фредерік Вільям Стівенс[en], 1878 —1888 рр.
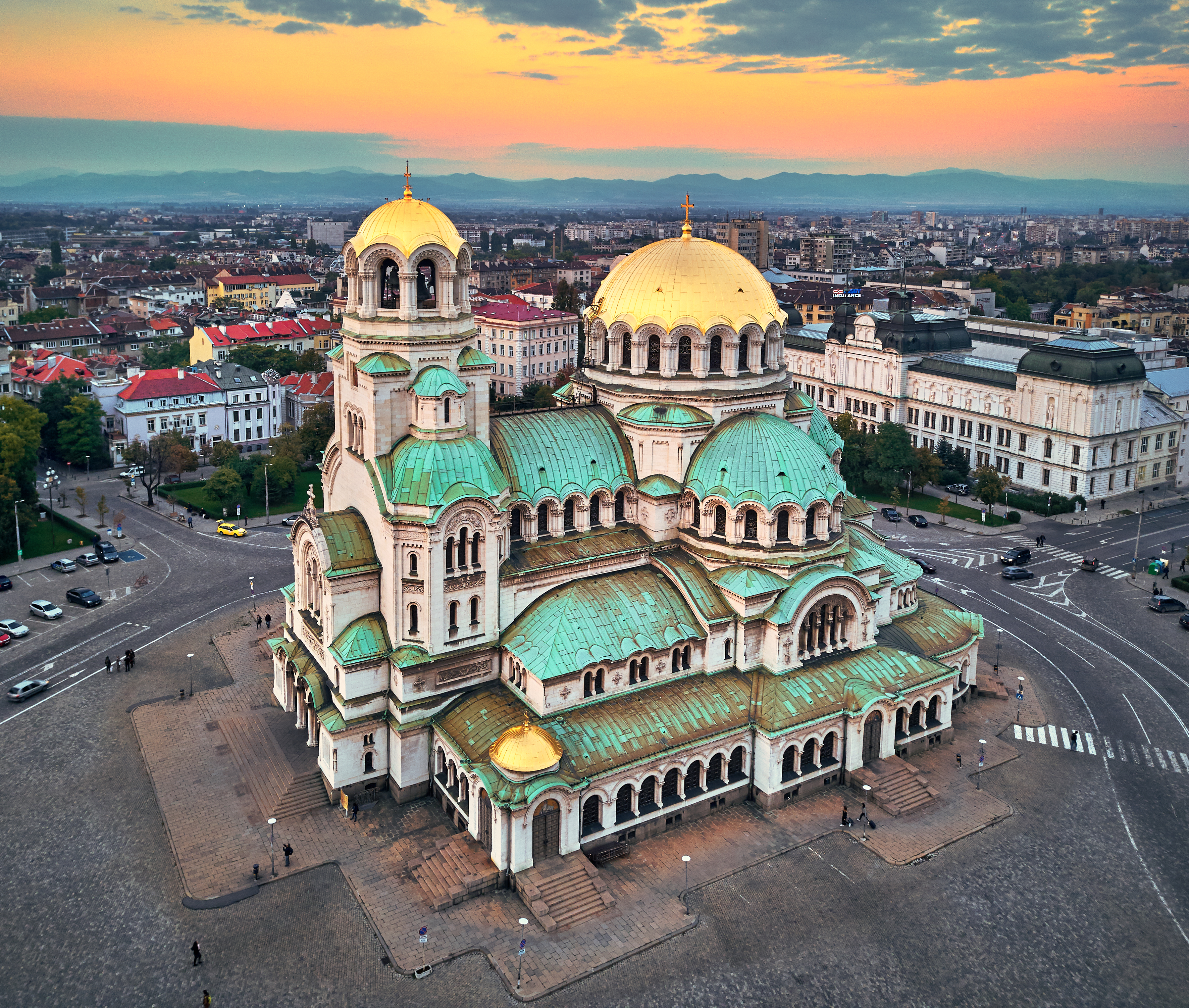
Неовізантійський стиль - Храм-пам'ятник Олександра Невського, Софія, Болгарія, Олександр Померанцев[en], 1882–1912 рр.
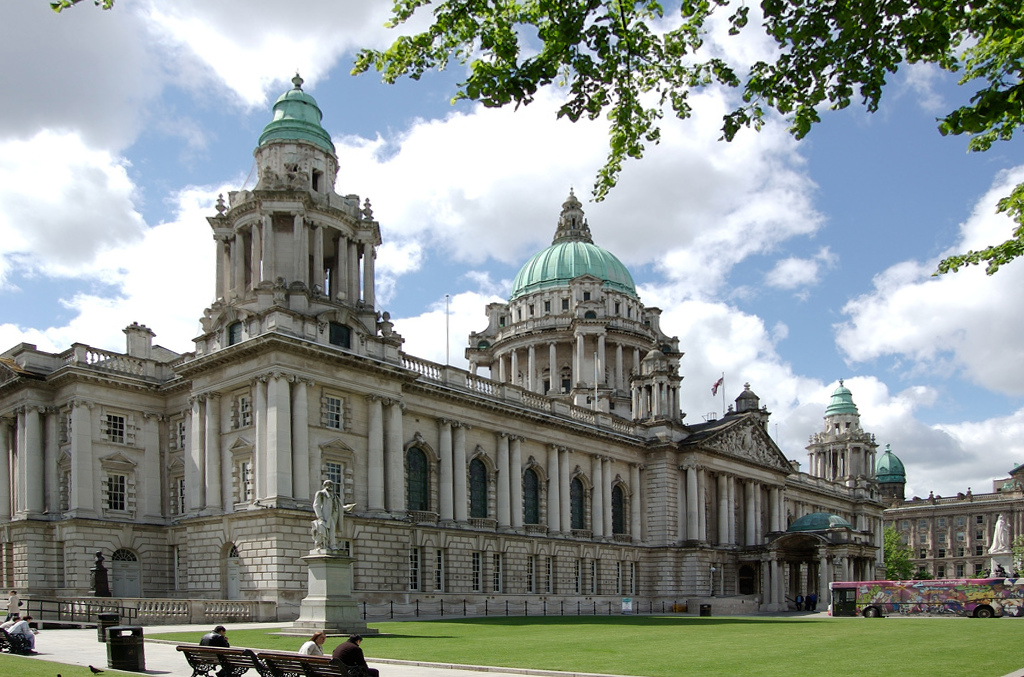
Необароко - Ратуша Белфаста[en], Белфаст, Велика Британія, Брамвелл Томас[en], 1898–1906 рр.
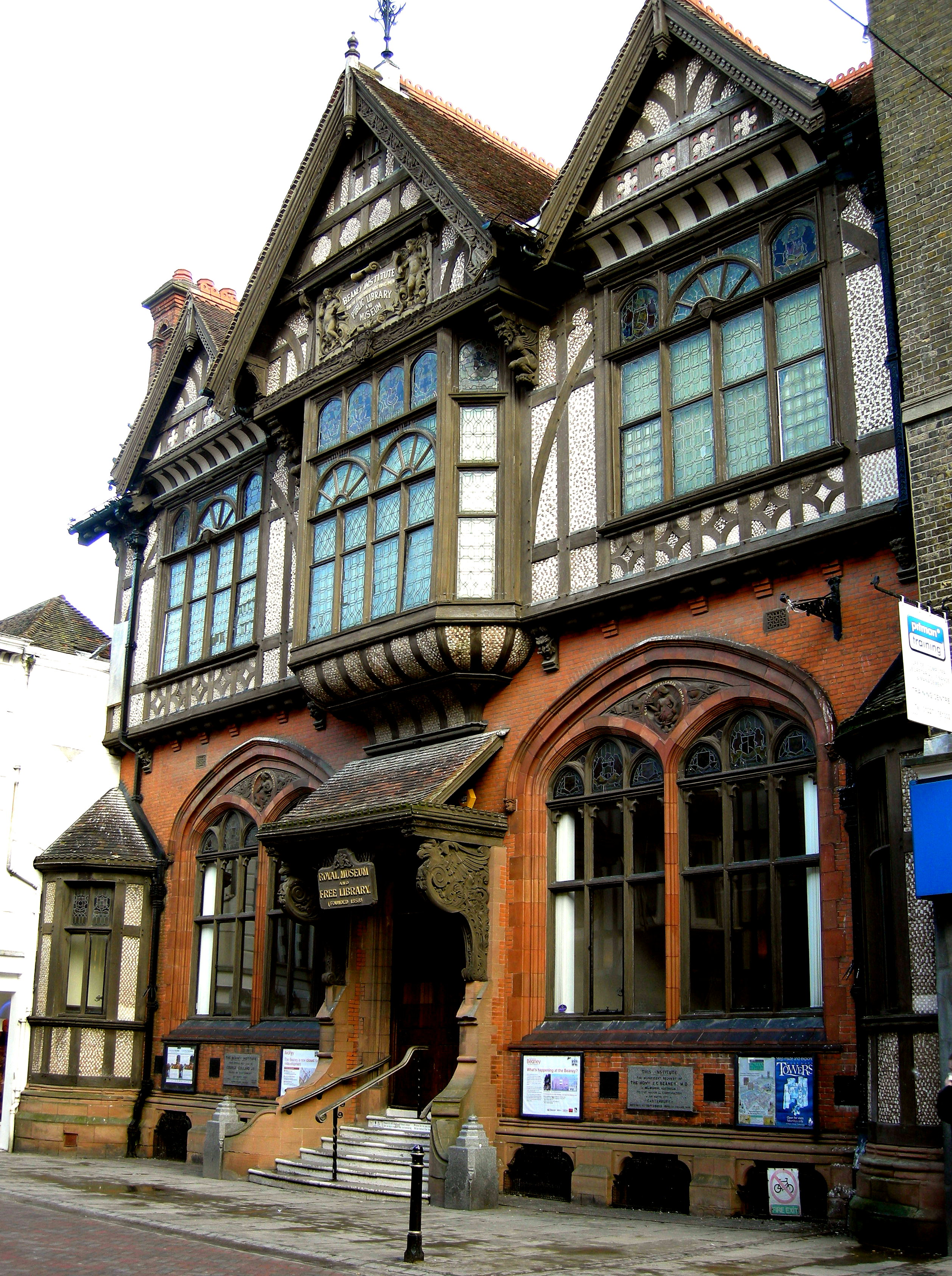
Архітектура відродження епохи Тюдорів[en] - Будинок мистецтва та знань Біні[en], Кентербері, Англія, А. Г. Кемпбелл, 1899 р.
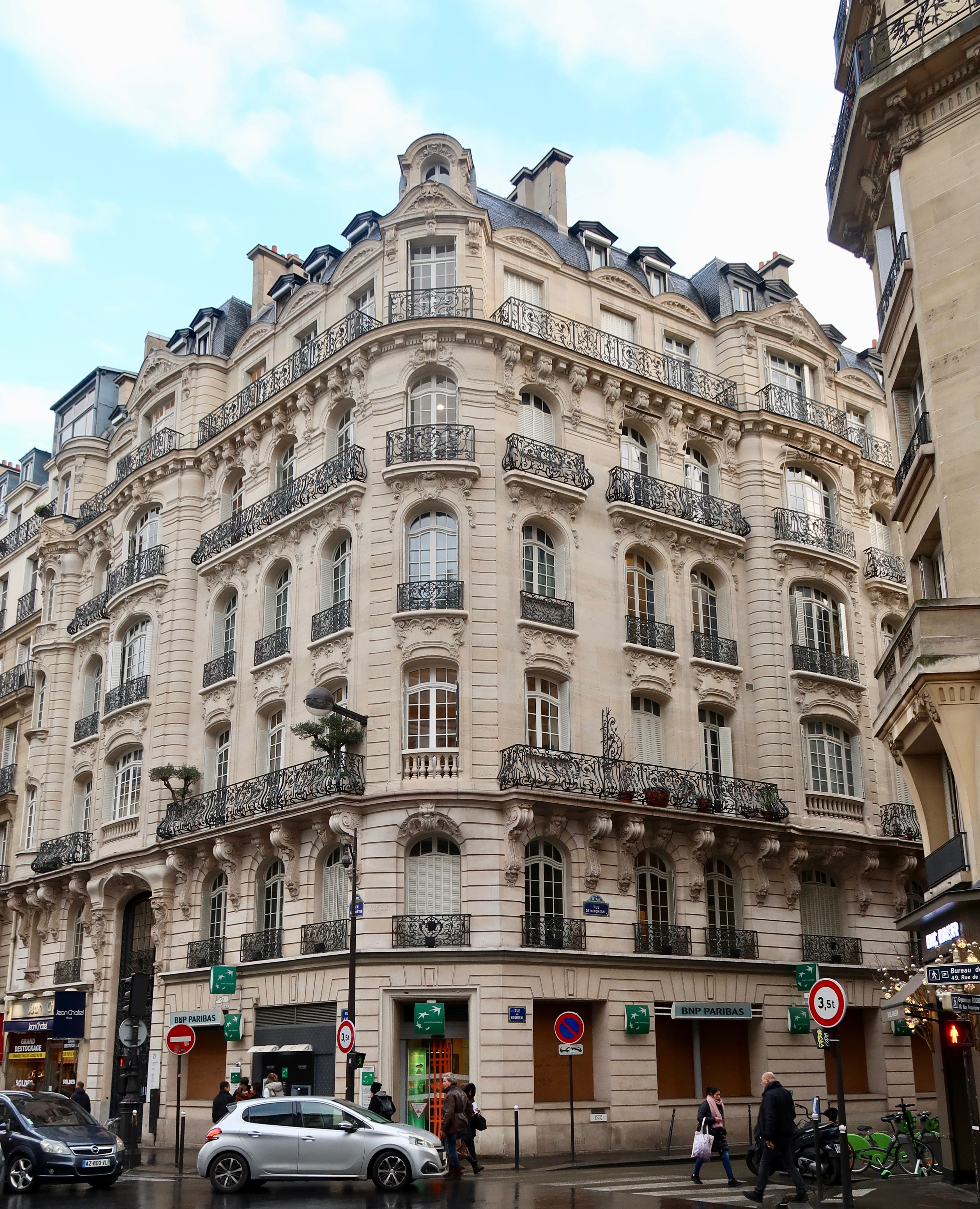
Неорококо - будинок № 8 на вулиці Міромесніль[en] (Париж), 1900 р., П. Лоброт
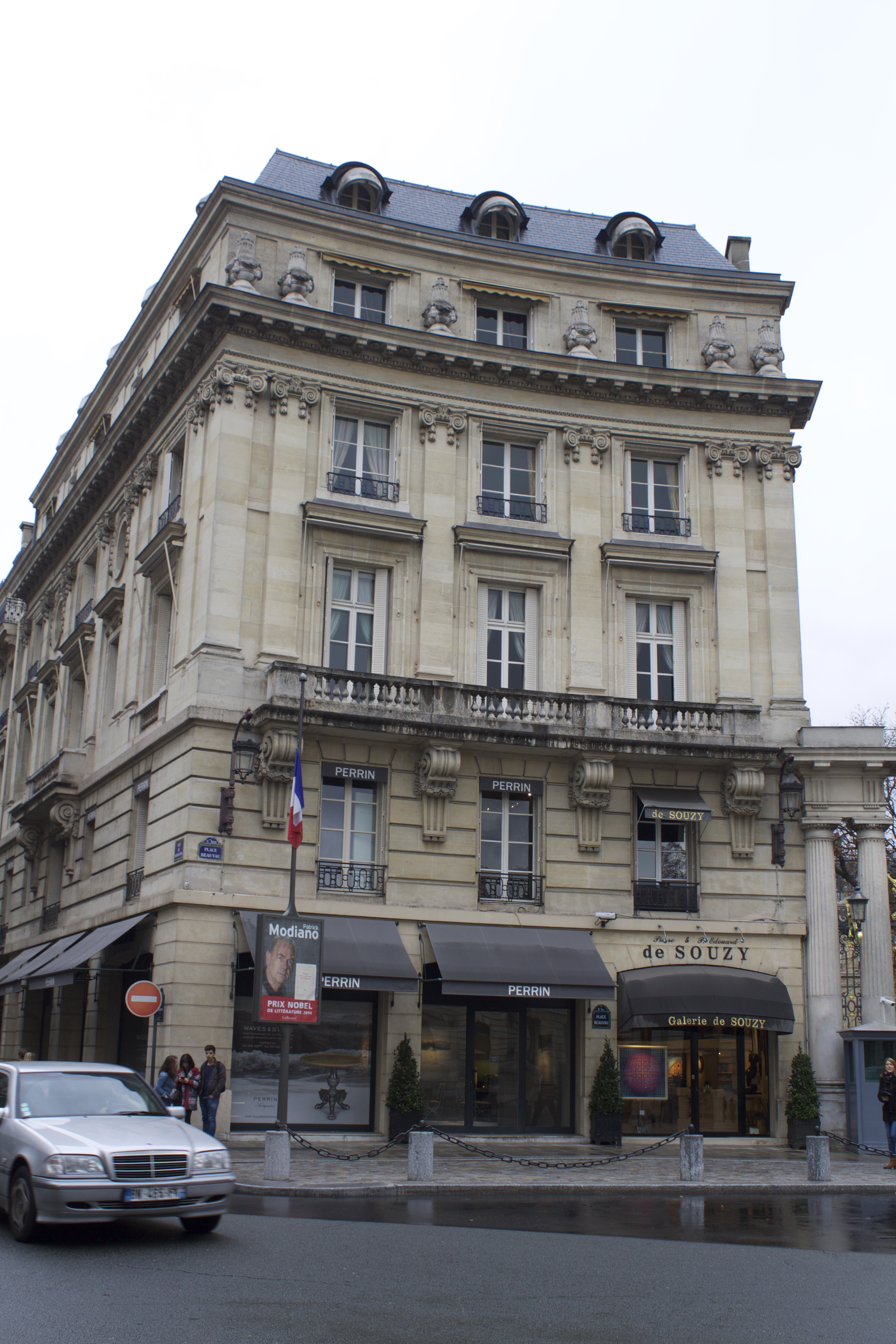
Відродження Людовика XVI - будинок №  2 вулиці Міромесніль, Париж, невідомий архітектор, прибл. 1900 р.
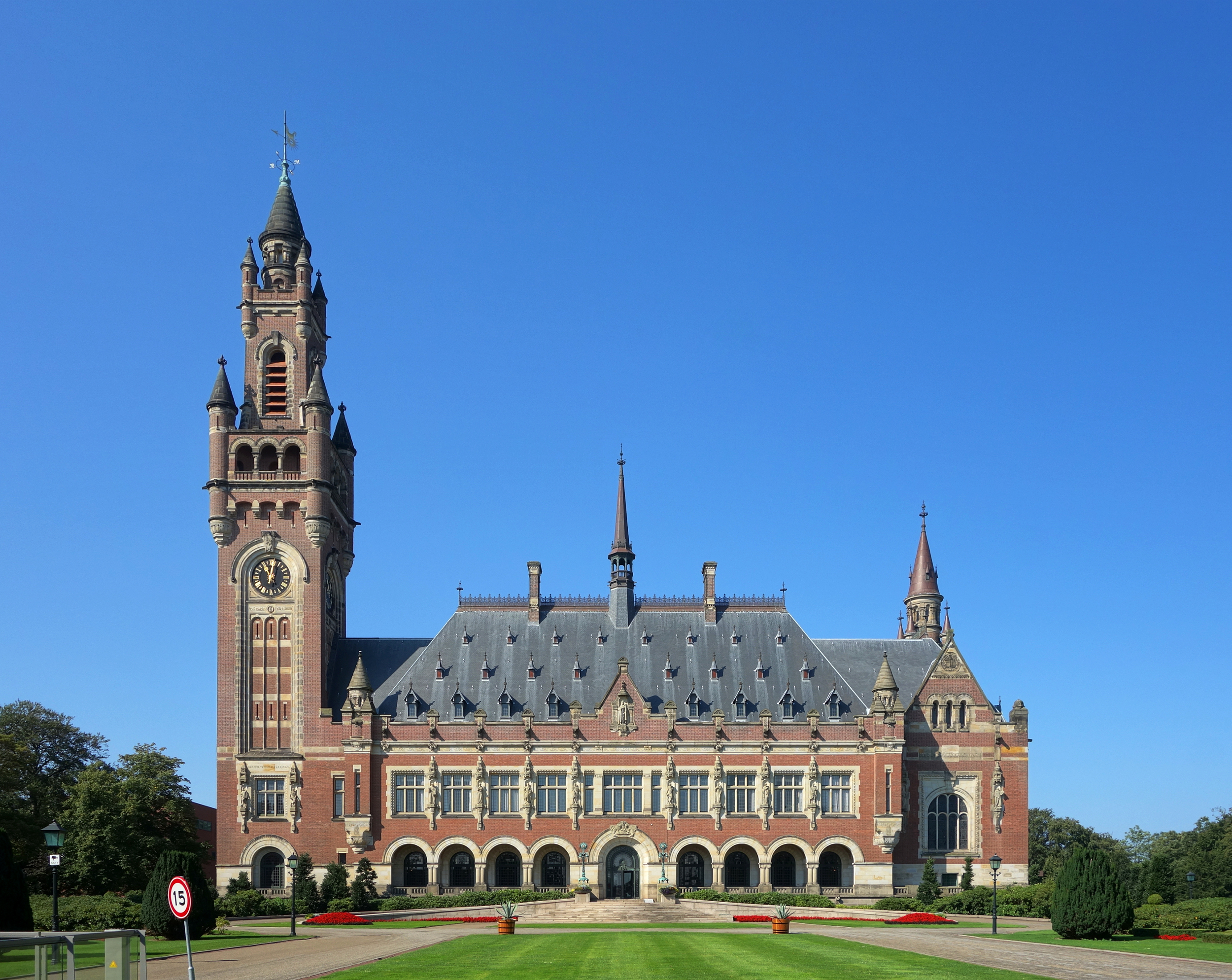
Неоренесанс - Палац миру, Гаага, Нідерланди, Луї Марі Кордоньє[en], 1907 р.
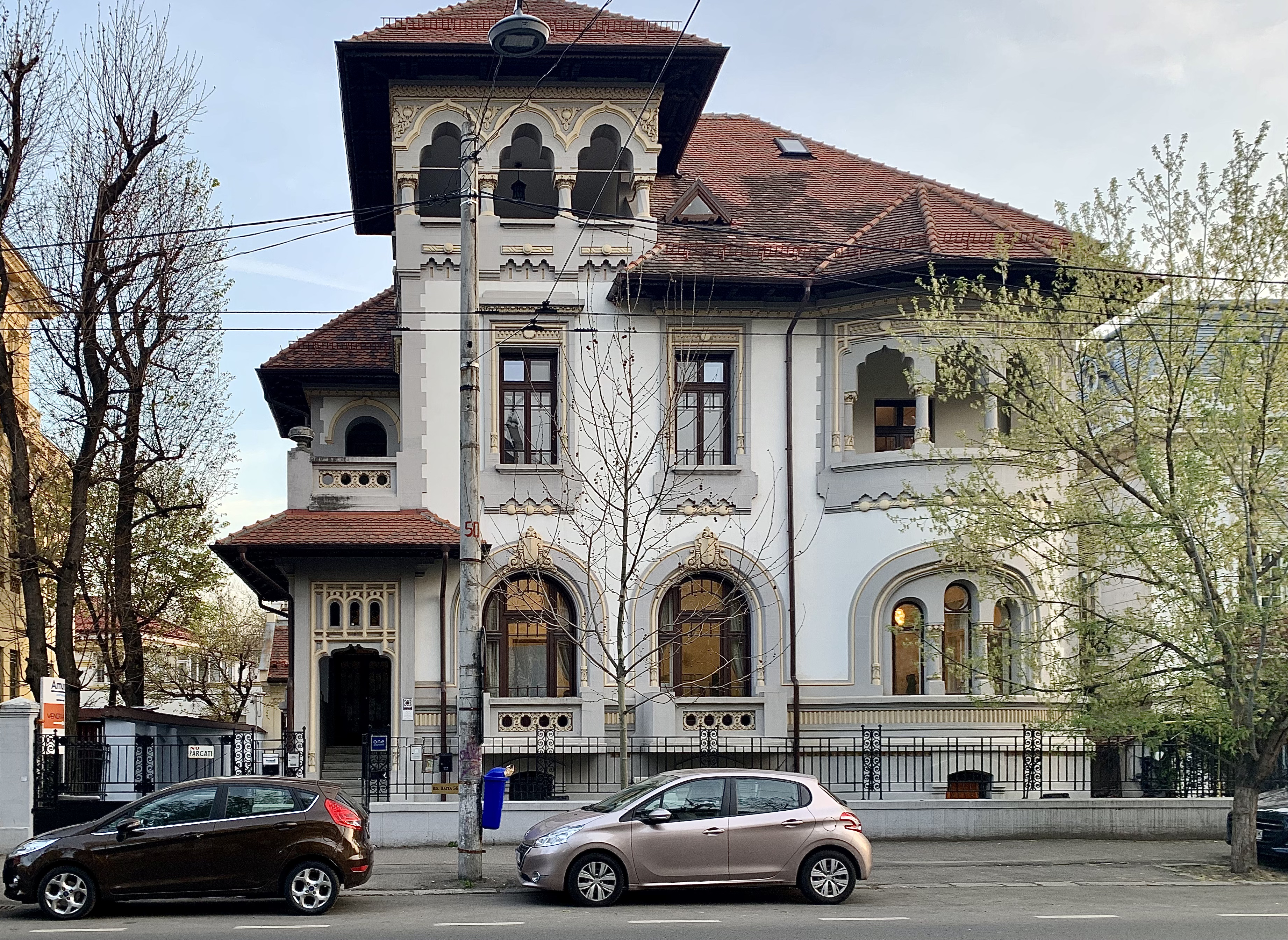
Румунське відродження[en] - будинок C.N. Câmpeanu на бульварі Дація, Бухарест, Румунія, прибл. 1923, архітектор — Константін Ненеску
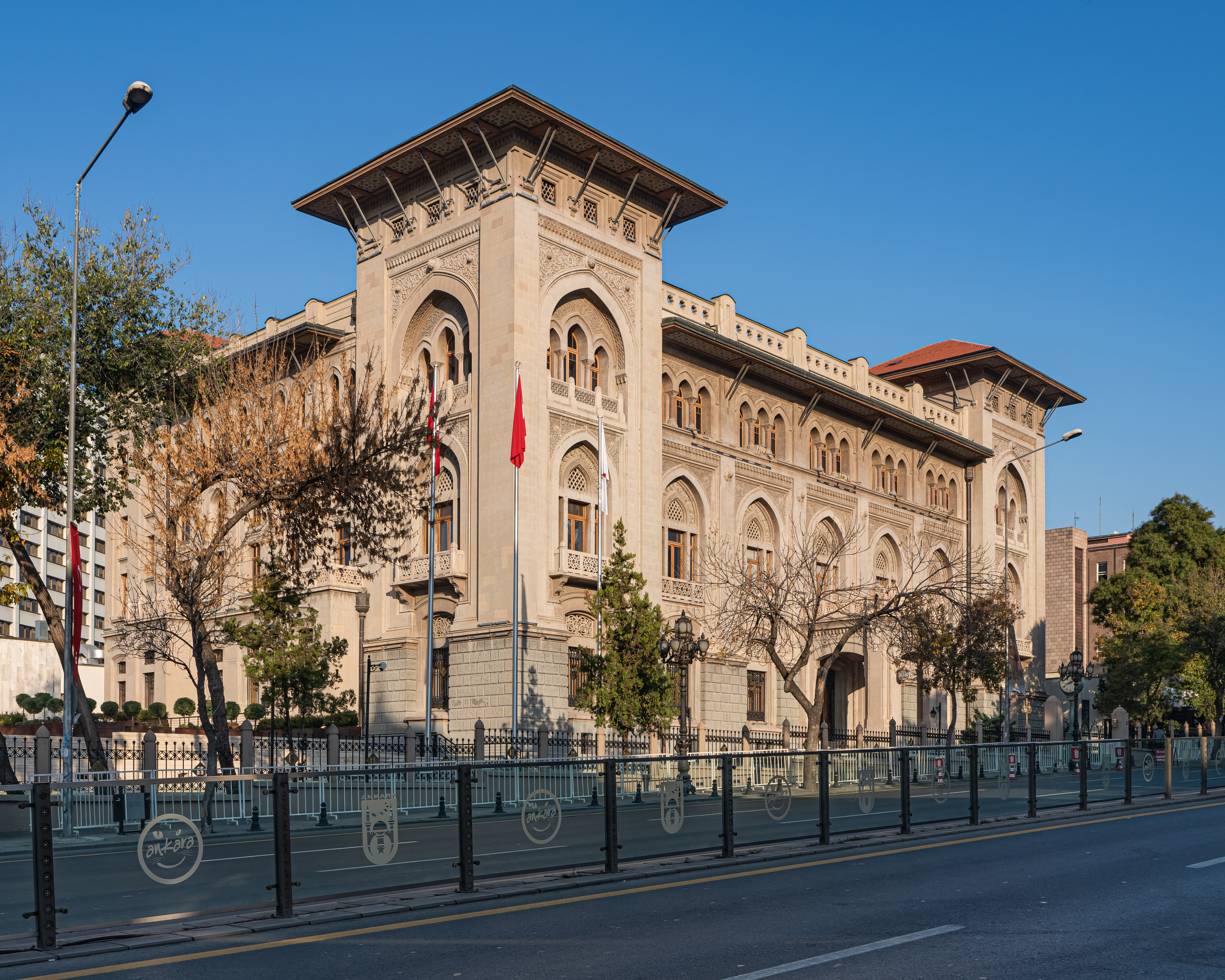
Перший національний рух[en] - Музей банку Ziraat, Анкара, Туреччина, 1929 р., Джуліо Монджері[en]
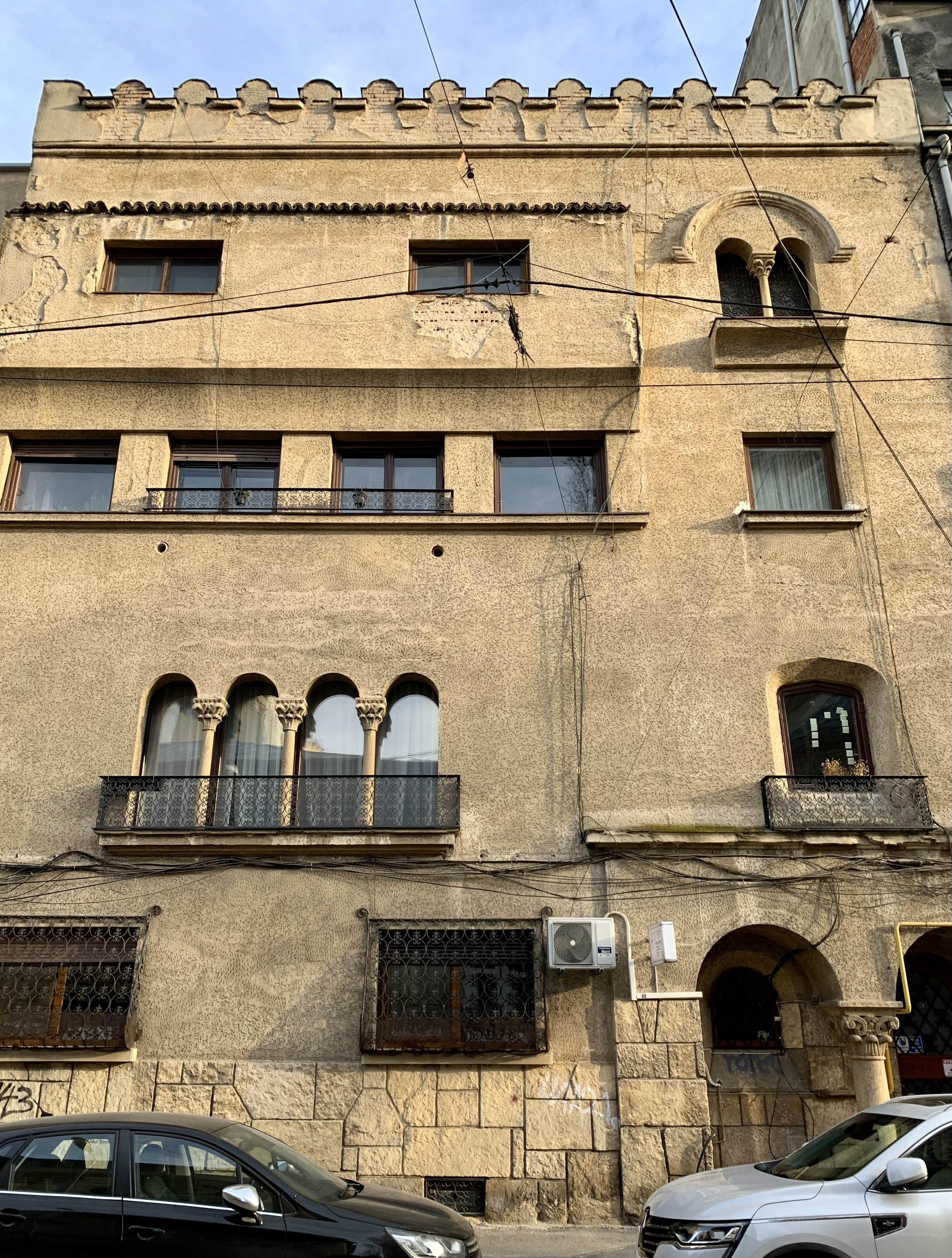
Середземноморська архітектура Відродження[en] - будівля генерала Мандироса Чіомака та Сіміона Чіомака (вул. Арменяска, № 12), Бухарест, архітектор — Іон Джурджа, 1938 р.

XIX століття було позначене широким розмаїттям стилістичних відроджень, варіацій і тлумачень. Відродження в архітектурі — це використання візуальних стилів, які свідомо відтворюють стиль попередньої архітектурної епохи. Сучасні стилі відродження можна узагальнити в межах нової класичної архітектури, а іноді — під загальним терміном «традиційна архітектура».
Ідею про те, що архітектура може уособлювати славу королівств, можна простежити до зародження цивілізації, але уявлення, що архітектура здатна нести відбиток національного характеру, є сучасною ідеєю, яка з'явилася в історичній думці XVIII століття та набула політичного значення після Французької революції. У часи, коли карта Європи постійно змінювалася, архітектура слугувала засобом надання ореолу славетного минулого навіть наймолодшим націям. На додаток до кредо універсального класицизму, на початку XIX століття співіснували два нові, й часто суперечливі, підходи до історичних стилів. Плюралізм передбачав одночасне використання розширеної гами стилів, тоді як ревізалізм вважав, що для сучасної архітектури доречна єдина історична модель. З'явилися асоціації між стилями та типами будівель, наприклад: єгипетський — для в'язниць, готичний — для церков, неоренесанс — для банків та бірж. Цей вибір був результатом інших асоціацій: фараони — зі смертю та вічністю, середньовіччя — із християнством, а родина Медічі — зі становленням банківської справи та сучасної комерції.

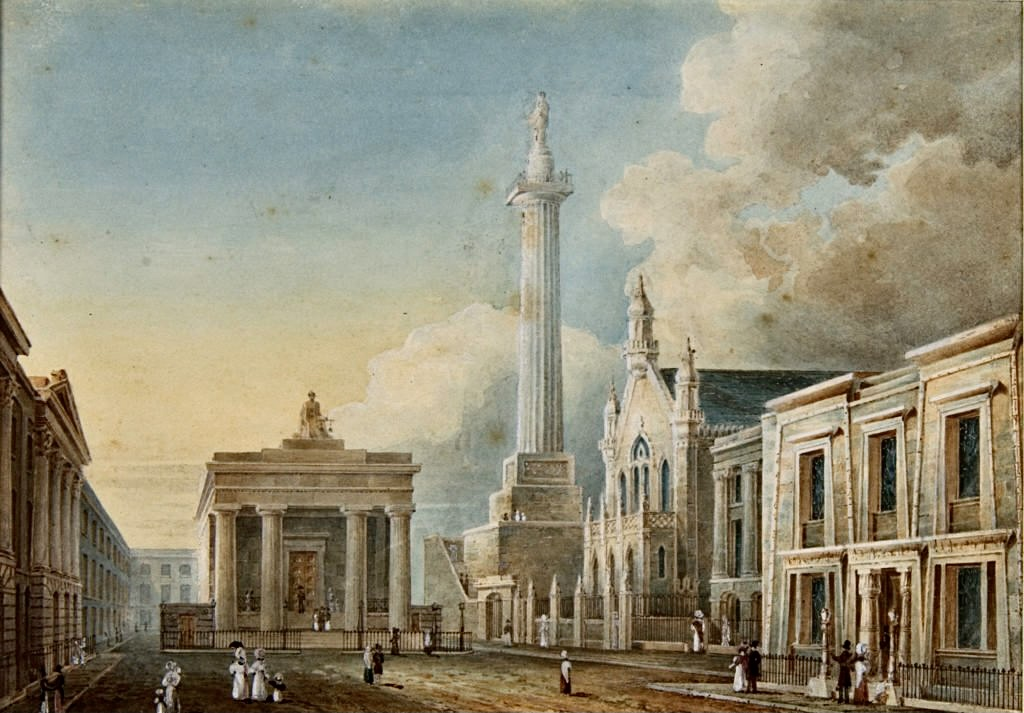
Вид на Девонпорт, поблизу Плімута (Велика Британія), Джон Фоулстон, 1820-ті роки, із зображенням «єгипетської» бібліотеки, «індуїстської» неконформістської каплиці, «примітивної доричної» ратуші та вулиці з будинками римського коринфського ордера

Незалежно від того, був їхній вибір класичним, середньовічним чи ренесансним, усі прихильники відродження стилів поділяли стратегію обстоювання певного стилю на основі національної історії, що стало одним із найвидатніших починань істориків на початку XIX століття. Лише один історичний період вважався єдиним здатним надати зразки, укорінені в національних традиціях, інституціях чи цінностях. Питання стилю ставали справою державної ваги.
Найвідомішим стилем відродження є готичне відродження, що з'явилося в середині XVIII століття в будинках низки заможних антикварів в Англії, яскравим прикладом якого є будинок Стробері-Гілл. Першими, хто почав пропагувати готику як потужний вираз національного характеру та, своєю чергою, використовувати її як символ національної ідентичності на все ще розділених територіях, були німецькі письменники та архітектори в стилі романтизму. Йоганн-Готфрід Гердер поставив питання: «Чому ми завжди маємо наслідувати іноземців, наче ми греки чи римляни?».
В історії мистецтва та архітектури термін «орієнталізм» стосується творів західних митців, які спеціалізувалися на східних сюжетах і створювали їх під час своїх подорожей Західною Азією у XIX столітті. У той час таких митців і вчених називали орієнталістами, особливо у Франції.
В Індії за часів Британського панування формувався новий архітектурний стиль — індо-сарацинський, (також відомий як індо-готика, могольська готика, нео-могольський або індуїстський стиль), який поєднував у різних пропорціях індійські елементи з західноєвропейською архітектурною традицією. Храми і монастирі Гоа є ще одним прикладом поєднання традиційних індійських стилів із західноєвропейськими архітектурними формами. Більшість громадських будівель у індо-сарацинському стилі були зведені між 1858 і 1947 роками, пік цього стилю припадає на 1880-ті роки. Цей стиль описують як «частину руху XIX століття, спрямованого на те, щоб представити себе як природних спадкоємців Великих Моголів». Такі будівлі часто споруджувалися для сучасних функцій, таких як транспортні вузли, урядові установи та суди. Стиль був особливо помітним у центрах британської влади на субконтиненті, таких як Мумбай, Ченнай та Колката.

### Боз-ар

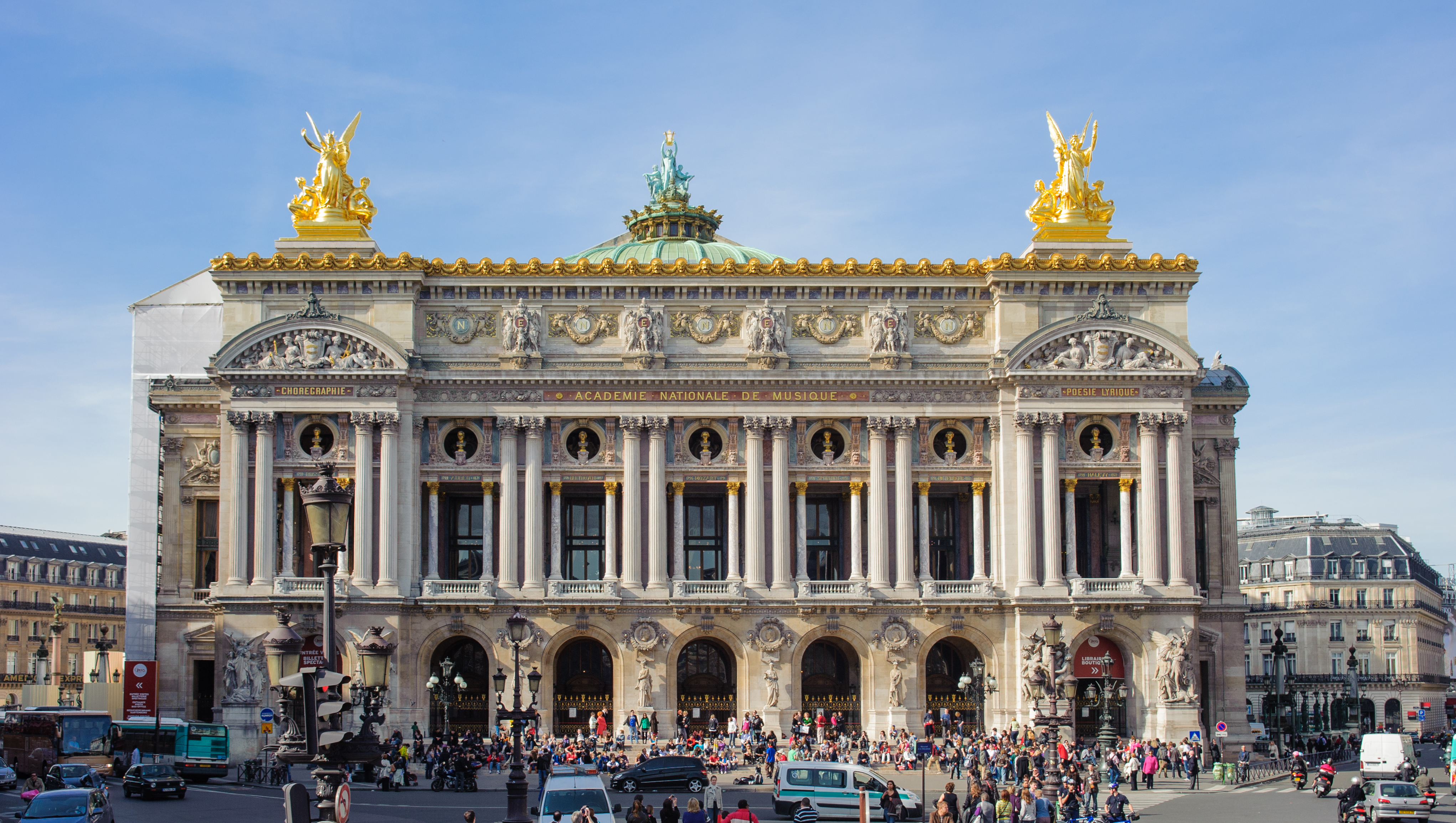
Екстер'єр (фасад) опери Гарньє, Париж, Шарль Гарньє, 1860–1875 рр.
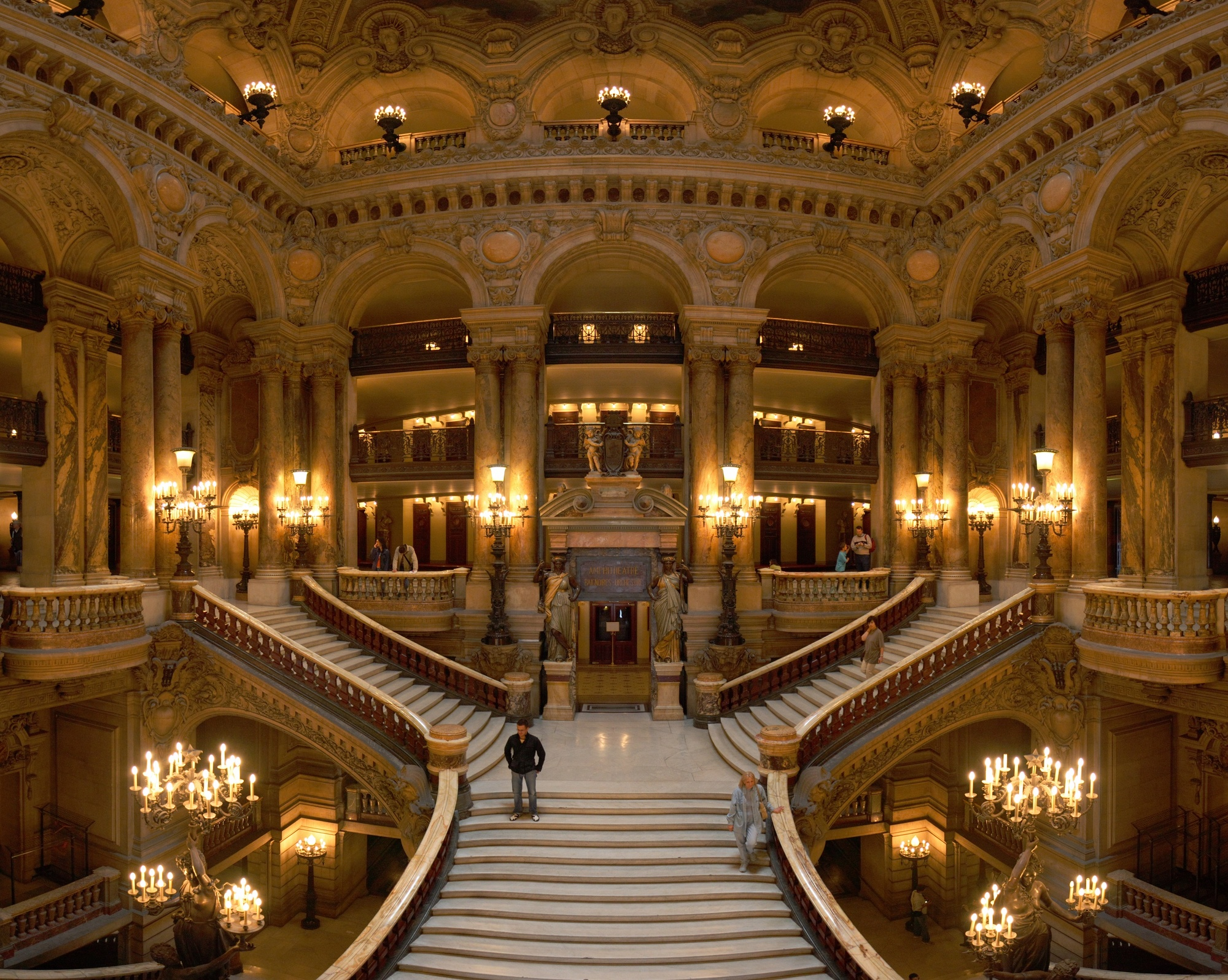
Великі сходи опери Гарньє, Шарль Гарньє, 1860–1875 рр.
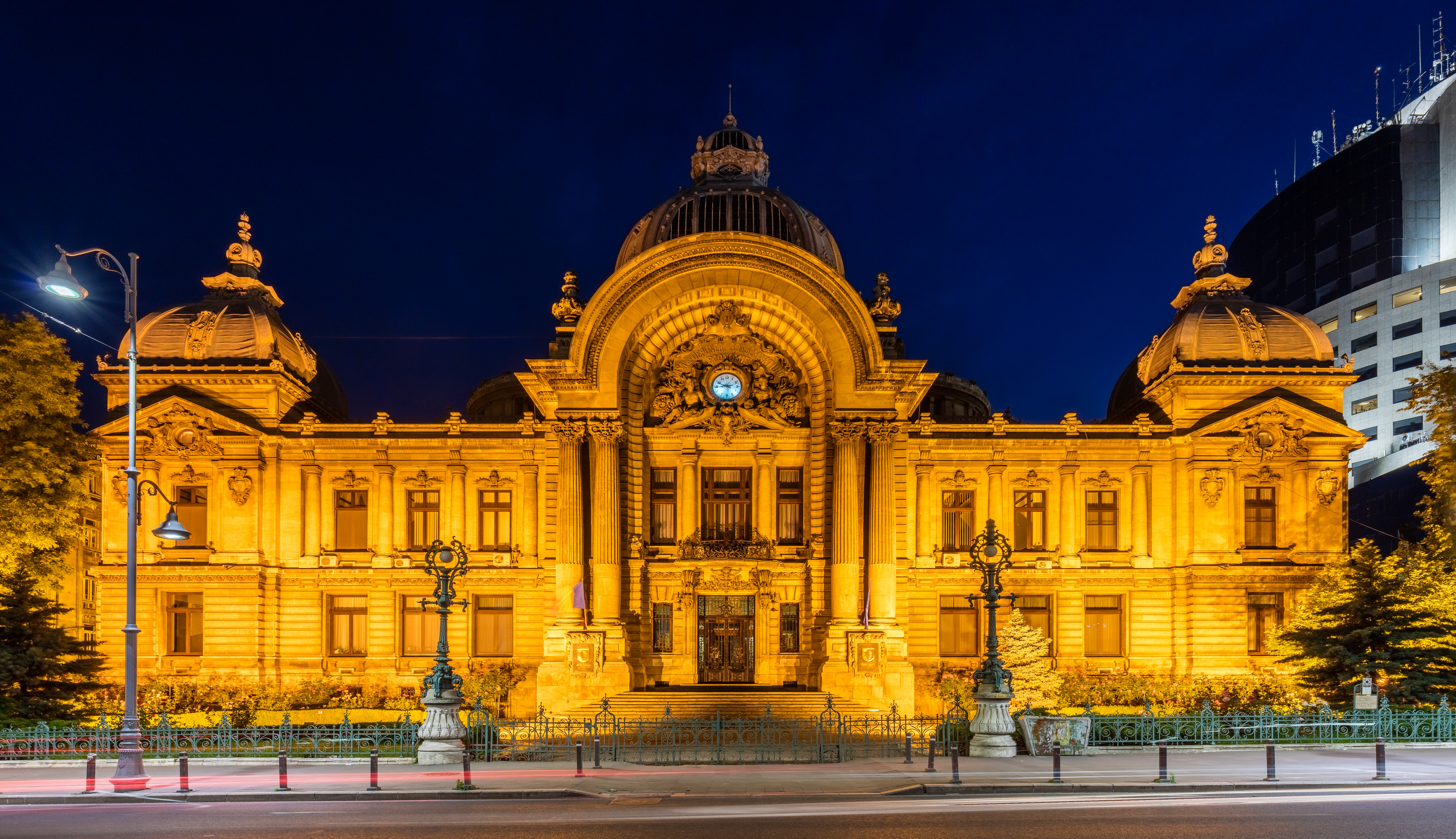
Палац CEC на проспекті Перемоги, Бухарест, Румунія, Поль Готтеро[ro], 1897-1900 рр.
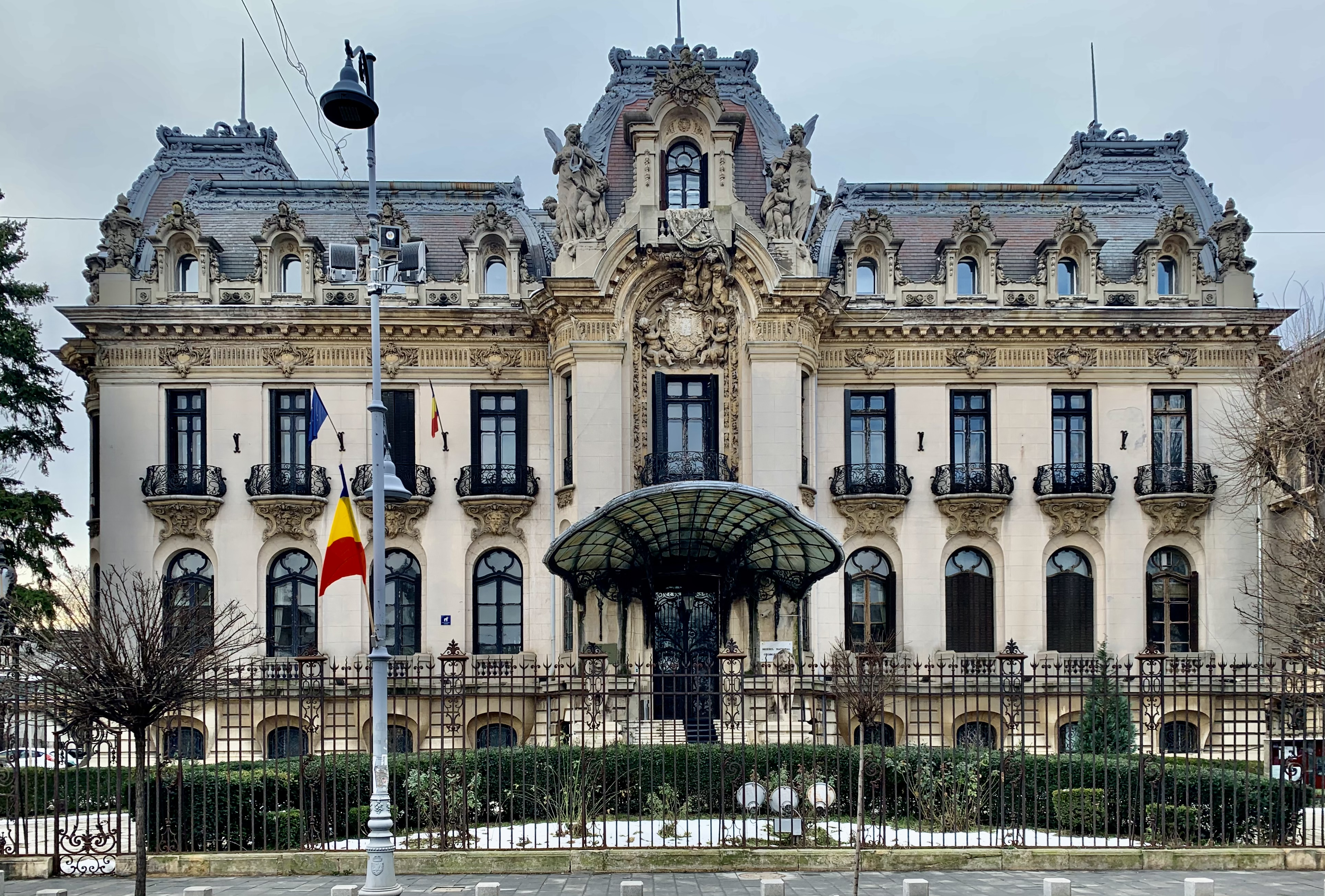
Палац Кантакузіно, Бухарест, Іон Д. Беріндей[ro], 1898-1906 рр.
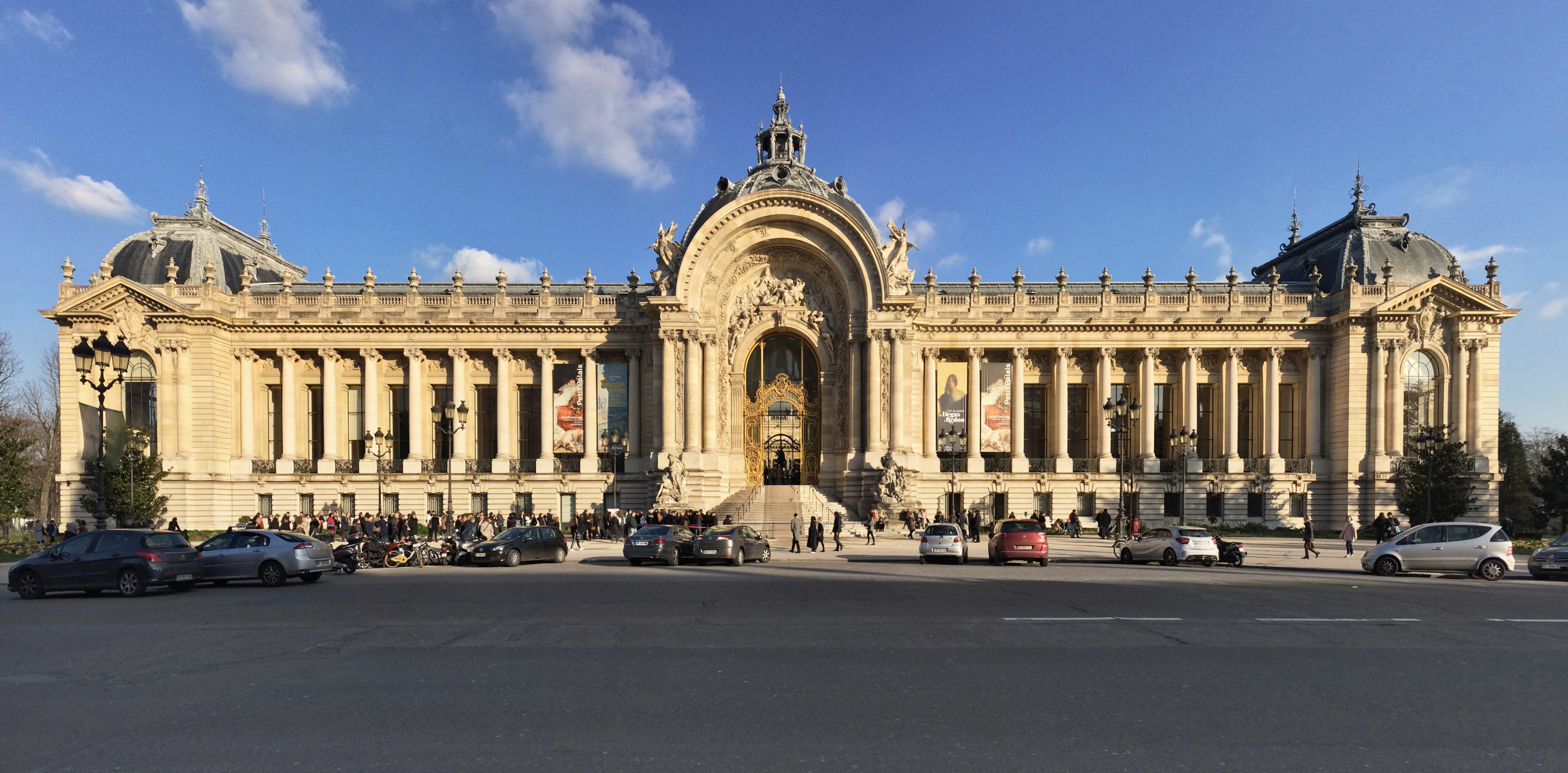
Малий палац, Париж, Шарль Жиро[en], 1900
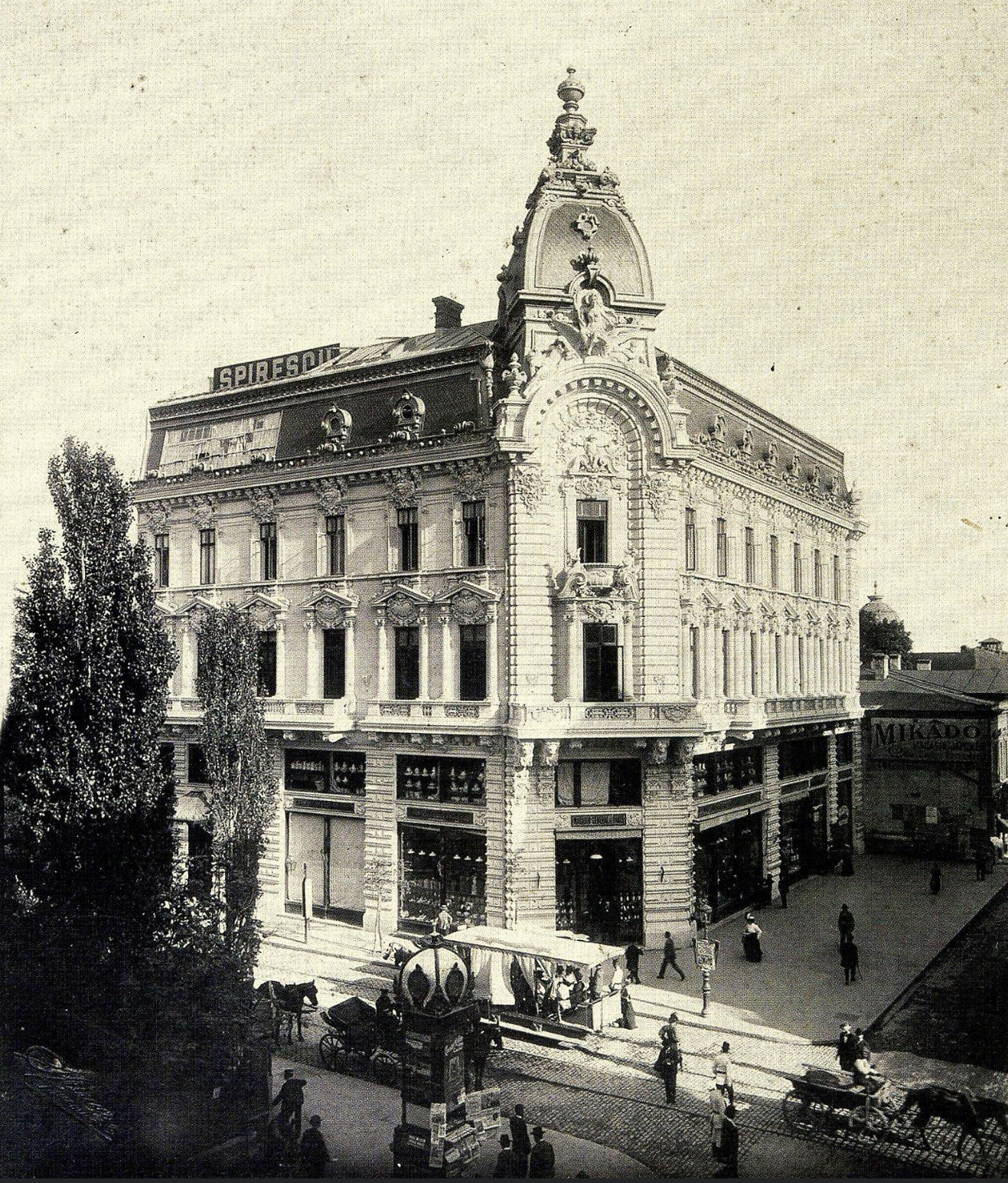
Будівля Анкер, Бухарест, архітектор — Леоніда Негреску[ro], прибл. 1900 р.
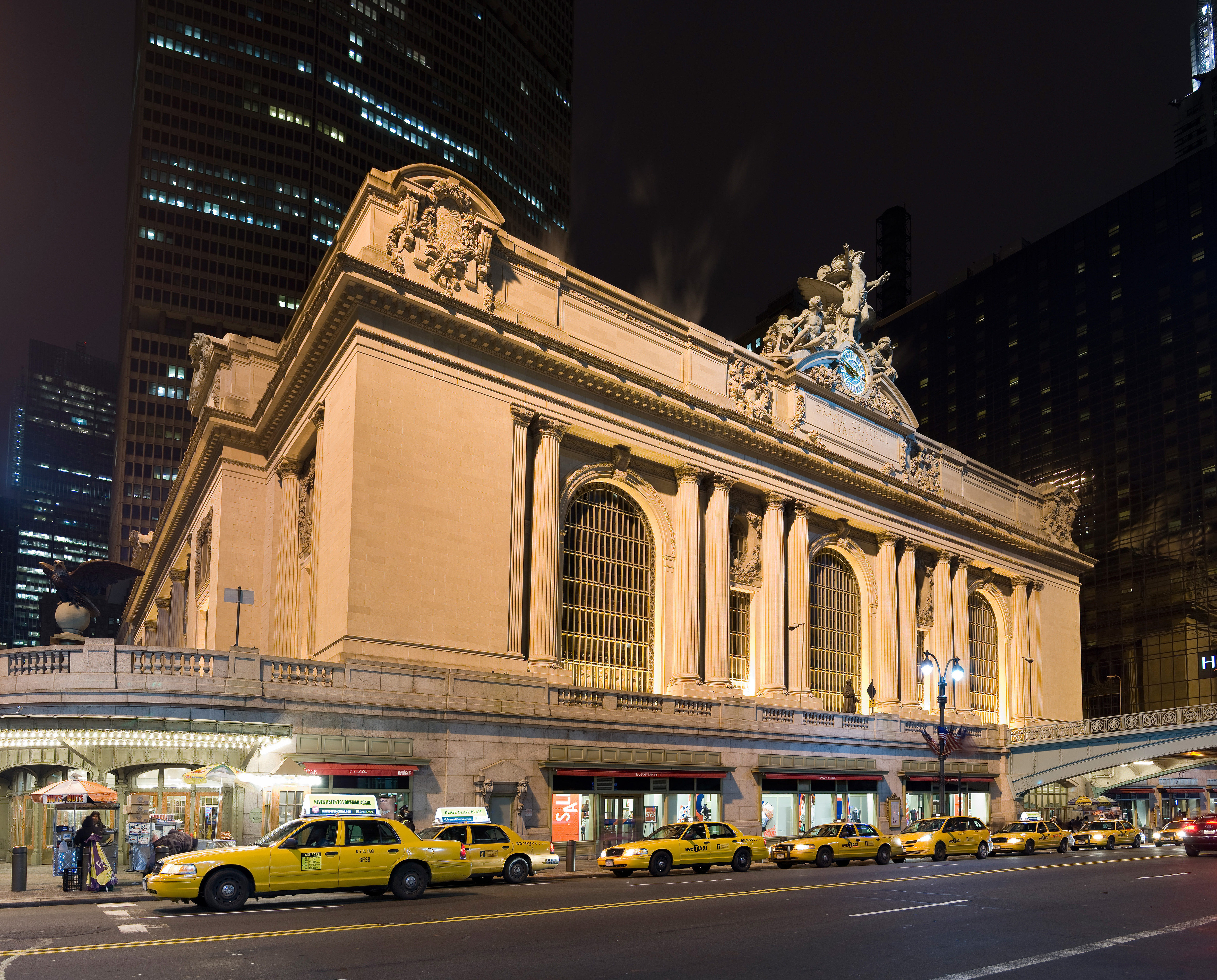
Гранд-Сентрал-Стейшн, Нью-Йорк, Рід і Стем[en] та Воррен і Ветмор[en], 1903 р.
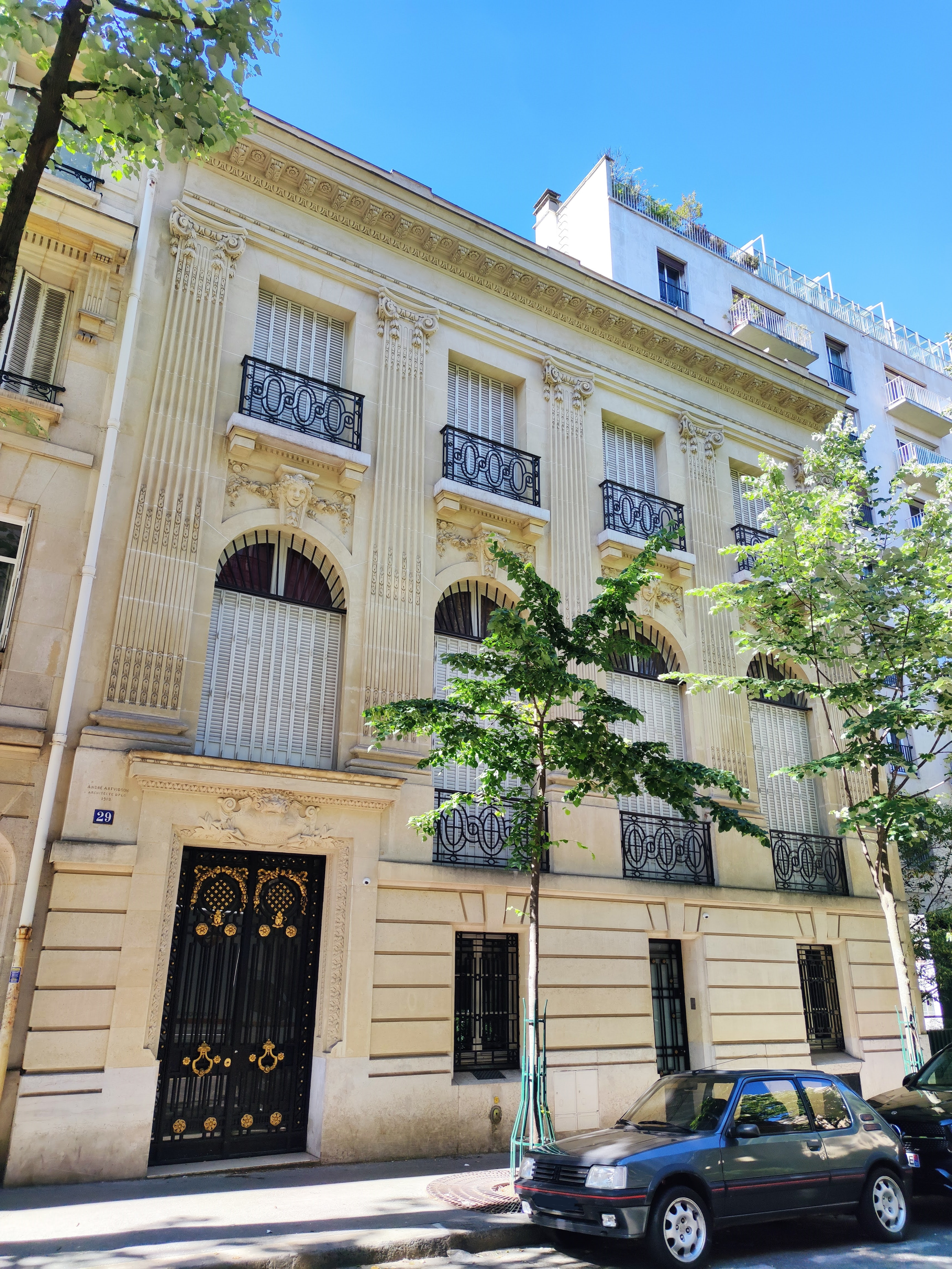
Готель Роксороа де Бельфор, Париж, 1911 р., архітектор —  Андре Арфвідсон[fr]
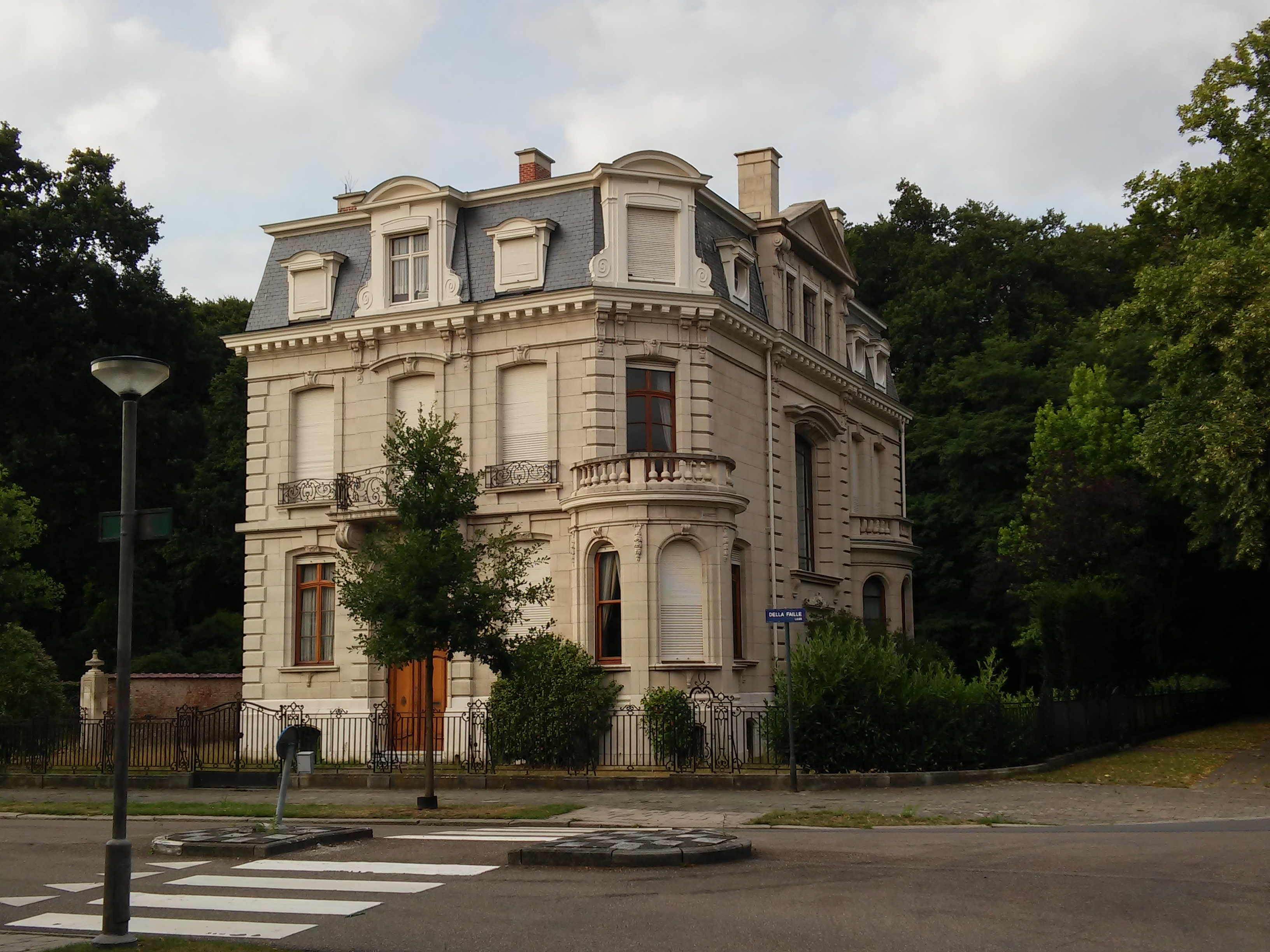
Вілла, Антверпен, Бельгія, Мішель де Брей[nl], 1913 р.

Стиль Боз-ар отримав свою назву від Паризької школи витончених мистецтв (École des Beaux-Arts), де він сформувався і де навчалися багато провідних його представників. Завдяки тому, що тут здобували освіту іноземні студенти, будівлі цього типу другої половини XIX — початку XX століття можна знайти по всьому світу, спроєктовані такими архітекторами, як Шарль Жіро, Томас Гастінгс, Іон Д. Беріндей або Петре Антонеску. Сьогодні, від Бухареста до Буенос-Айреса і від Сан-Франциско до Брюсселя, стиль Боз-ар зберігся в оперних театрах, громадських будівлях, університетських кампусах, пам'ятних монументах, розкішних готелях і міських особняках. На стиль значно вплинула Паризька опера (1860—1875), спроєктована Шарлем Гарньє, шедевр перебудови Парижа XIX століття, що домінує над усім своїм кварталом і досі вражає відвідувачів величними сходами та парадними залами. Опера стала естетичним і суспільним переломним моментом у французькій архітектурі. Тут Гарньє продемонстрував те, що він називав фр. style actuel, який був сформований під впливом духу часу (нім. Zeitgeist), і відображав особистий смак дизайнера.
Фасади у стилі Боз-ар зазвичай виконувалися у вигляді нашарувань, де класичні елементи або скульптури перекривали одне одного. Часто фасад складався з високого рустованого цокольного ярусу, над яким розміщувався кількаповерховий основний ярус, зазвичай прикрашений пілястрами або колонами, а зверху — аттиковий ярус та/або дах. Архітекторів у стилі Боз-ар часто запрошували для проєктування монументальних громадських будівель, що символізували впевненість міста у собі. Стиль прагнув барокової пишноти, втіленої у щедро декорованих монументальних спорудах, які викликали асоціації з Версалем Людовика XIV. Водночас це був не просто відроджений бароко, а радше синтез класицистичних стилів, таких як Відродження, бароко, рококо, неокласицизм тощо.

### Промисловість та нові технології

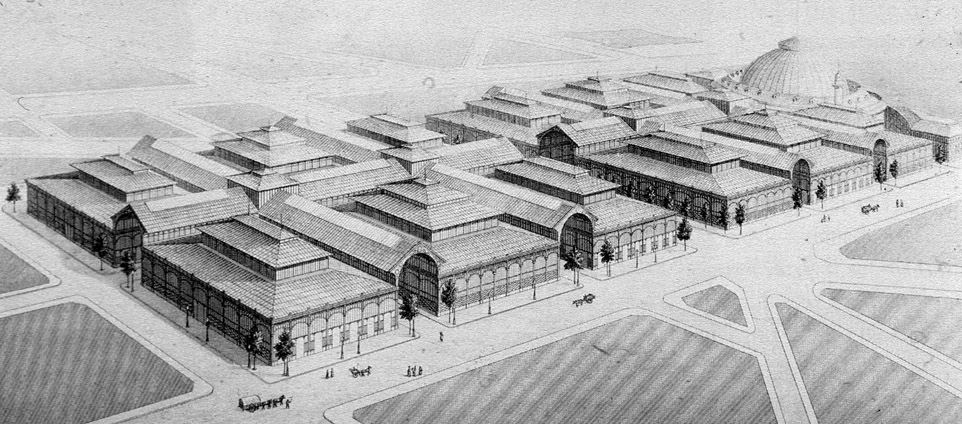
Ле-Аль[en], Париж, Віктор Балтард[en], 1852-1855 рр.
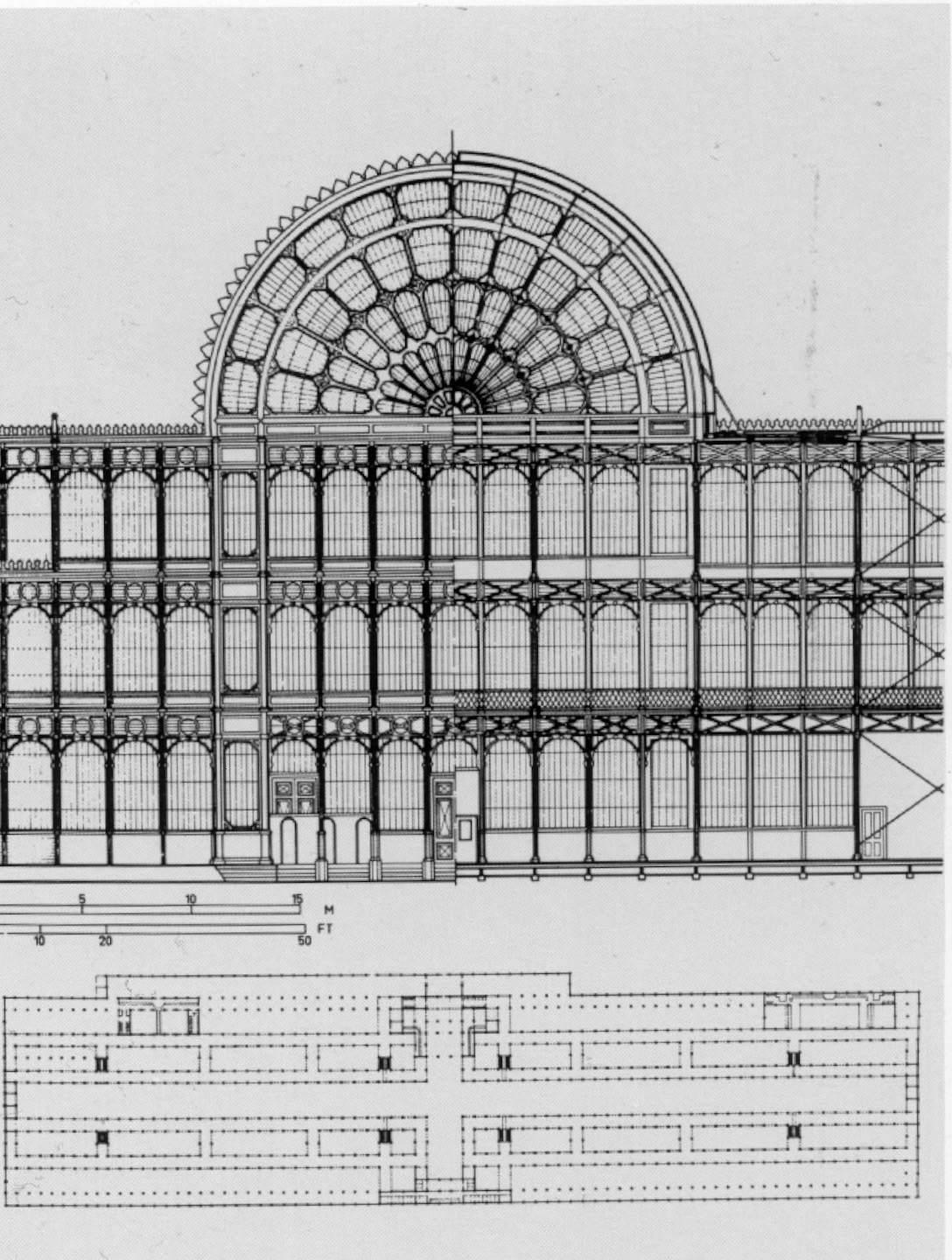
План і фасад Кришталевого палацу, Лондон, Джозеф Пакстон, 1854 р.
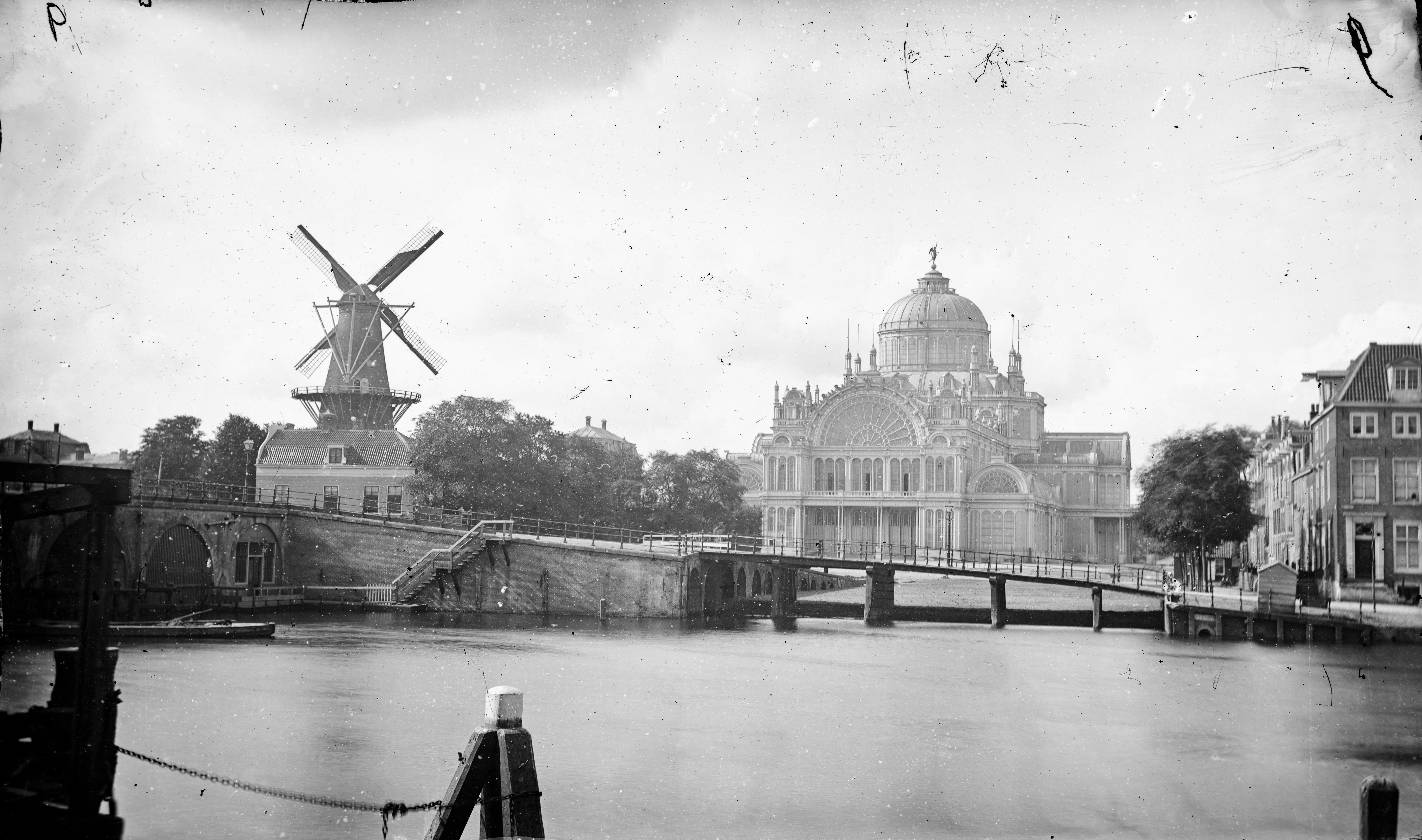
Палац народної індустрії[en], Амстердам, Нідерланди, Корнеліс Аутсхорн[nl], 1859–1964 рр.
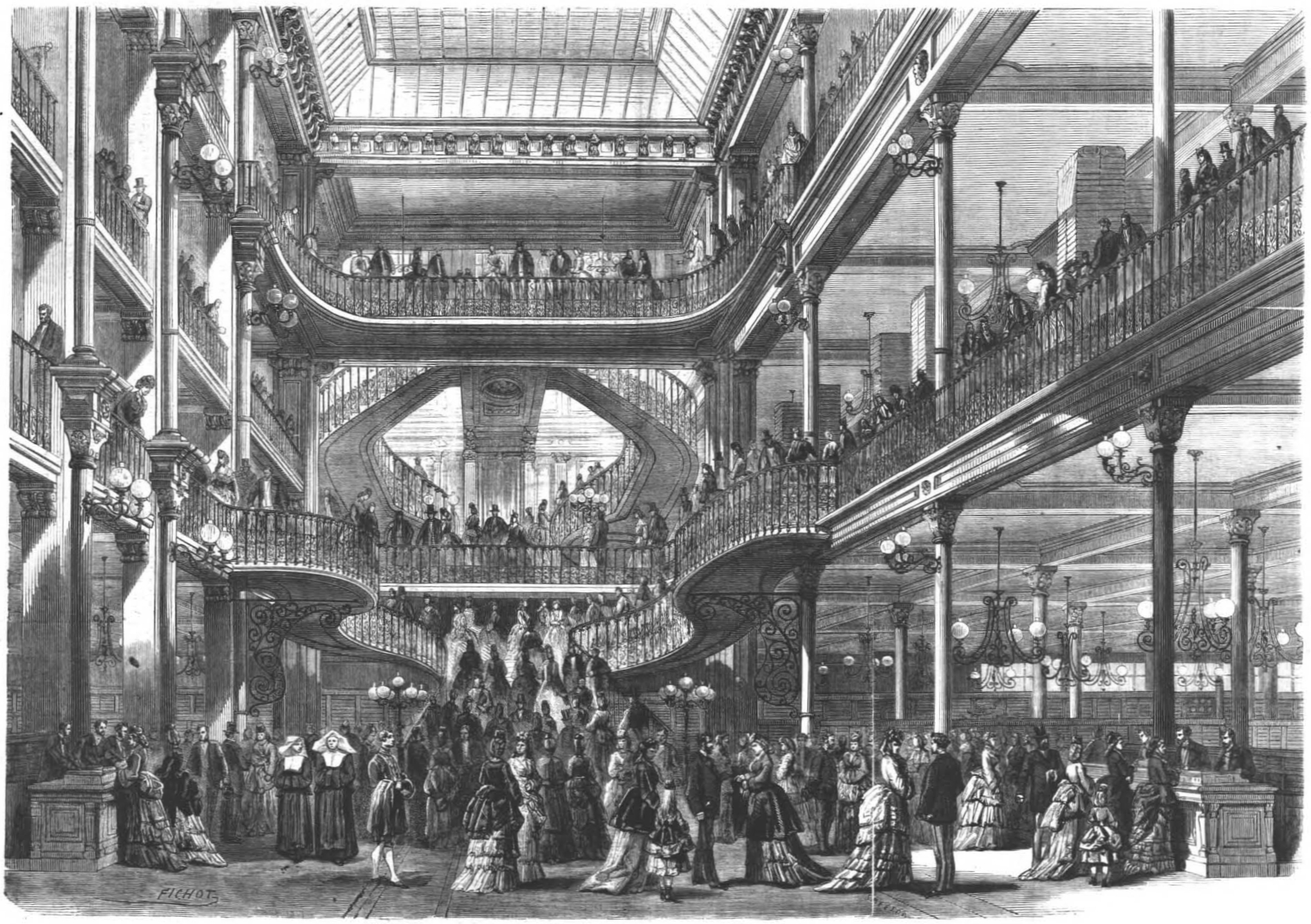
Le Bon Marché[en], Париж, Луї-Шарль Буало[en] у співпраці з інженерною фірмою Гюстава Ейфеля, 1872 р.
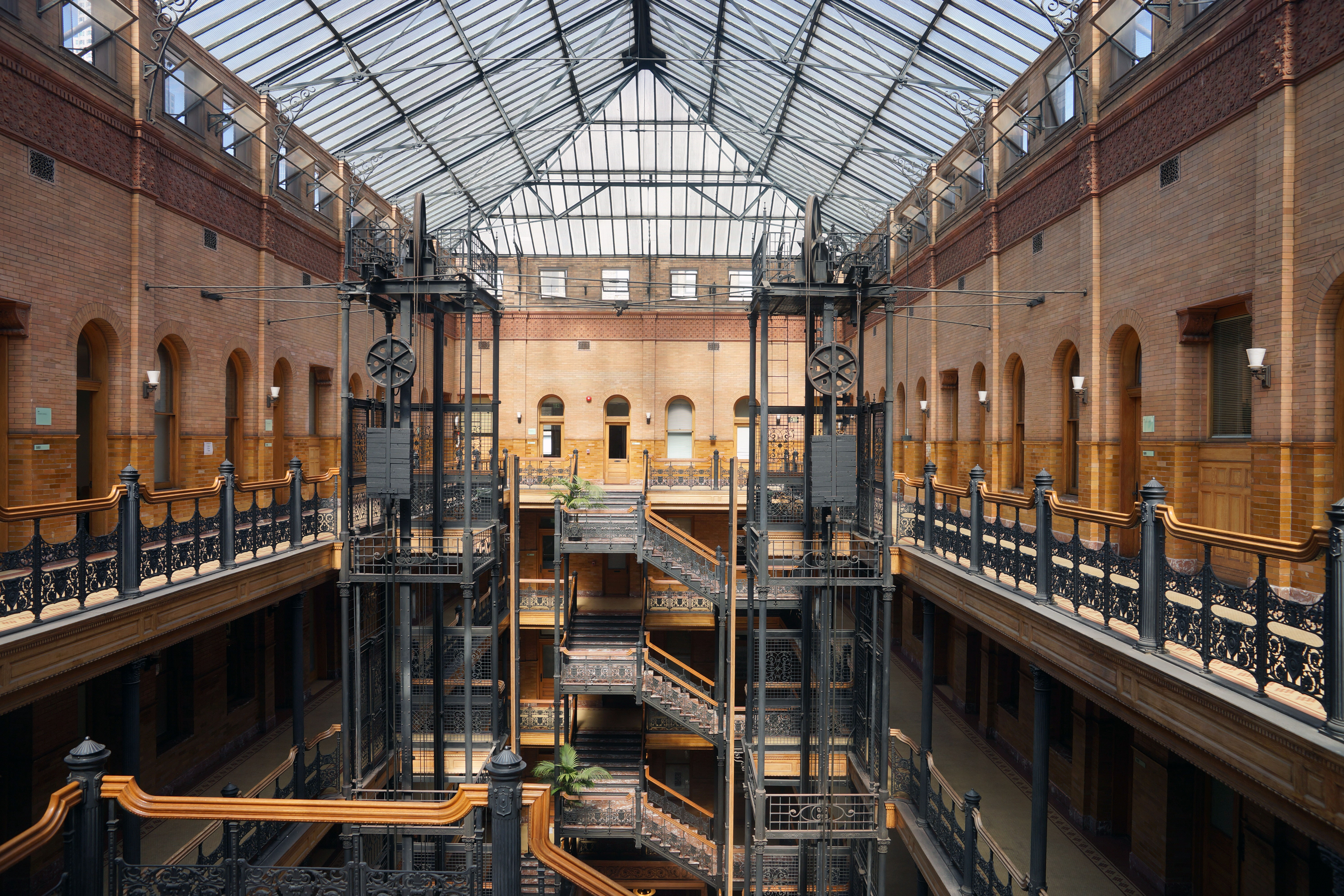
Інтер'єр Бредбері-білдінг з відкритими сходами та окремостоячими гідравлічними ліфтами, Лос-Анджелес, США, Джордж Герберт Вайман[en], 1889-1893 рр.
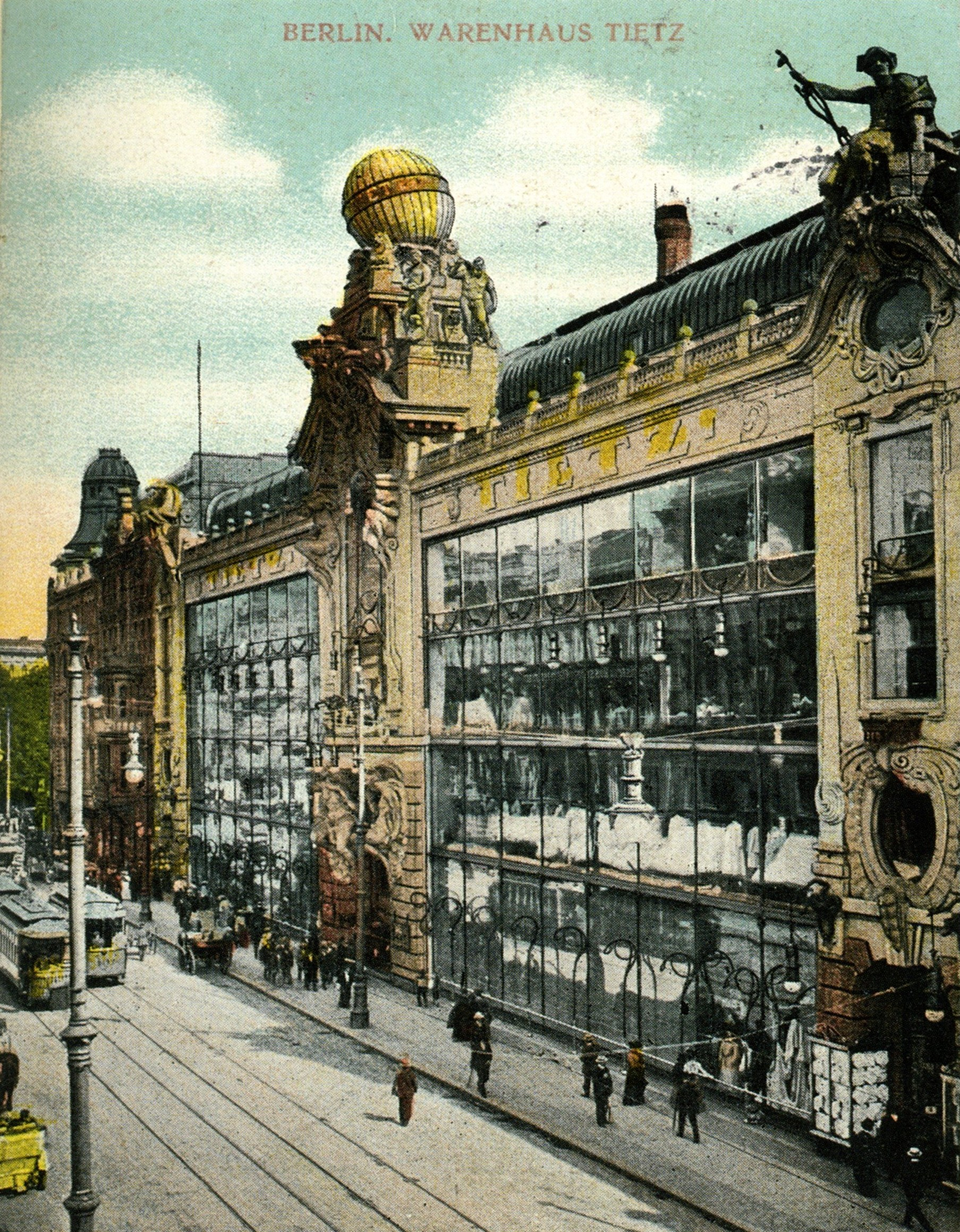
Універмаг Tietz із величезними вітринами, що тягнулися через усі поверхи, Берлін, Німеччина, архітектори — Бернгард Зерінг[en] і Л. Лахман, 1899-1900 рр.

Завдяки промисловій революції та новим технологіям, які вона принесла, з'явилися нові типи будівель. До 1850 року залізо було доволі поширеним у повсякденному житті на всіх рівнях, від масово вироблених декоративних архітектурних деталей та предметів багатоквартирних будинків та комерційних будівель до залізничних депо. Відомою спорудою зі скла і заліза XIX століття є Кришталевий палац у Гайд-парку (Лондон), збудований 1851 року для проведення Всесвітньої виставки, зовні подібний до теплиці. Його масштаби вражали.
Кришталевий палац започаткував новаторське використання заліза й скла для створення архітектури демонстрації та споживання, яка перетворила тимчасову експозицію всесвітніх виставок на постійну складову сучасного міського життя. Всього через рік після демонтажу Кришталевого палацу Аристід Бусіко відкрив у Парижі те, що історики масового споживання назвали першим універмагом — Le Bon Marché. У міру розширення магазину його зовнішній вигляд набував форми громадського монумента, щедро оздобленого мотивами французького Відродження. Входи ледь помітно виступали на тротуар, намагаючись привернути увагу потенційних покупців. У 1872—1874 роках інтер'єр був перебудований Луї-Шарлем Буало, у співпраці з молодою інженерною фірмою Гюстава Ейфеля. Замість відкритого внутрішнього двору, необхідного для того, щоб пропускати більше денного світла, нова будівля була зосереджена навколо трьох атріумів зі світловими ліхтарями.

### Модерн

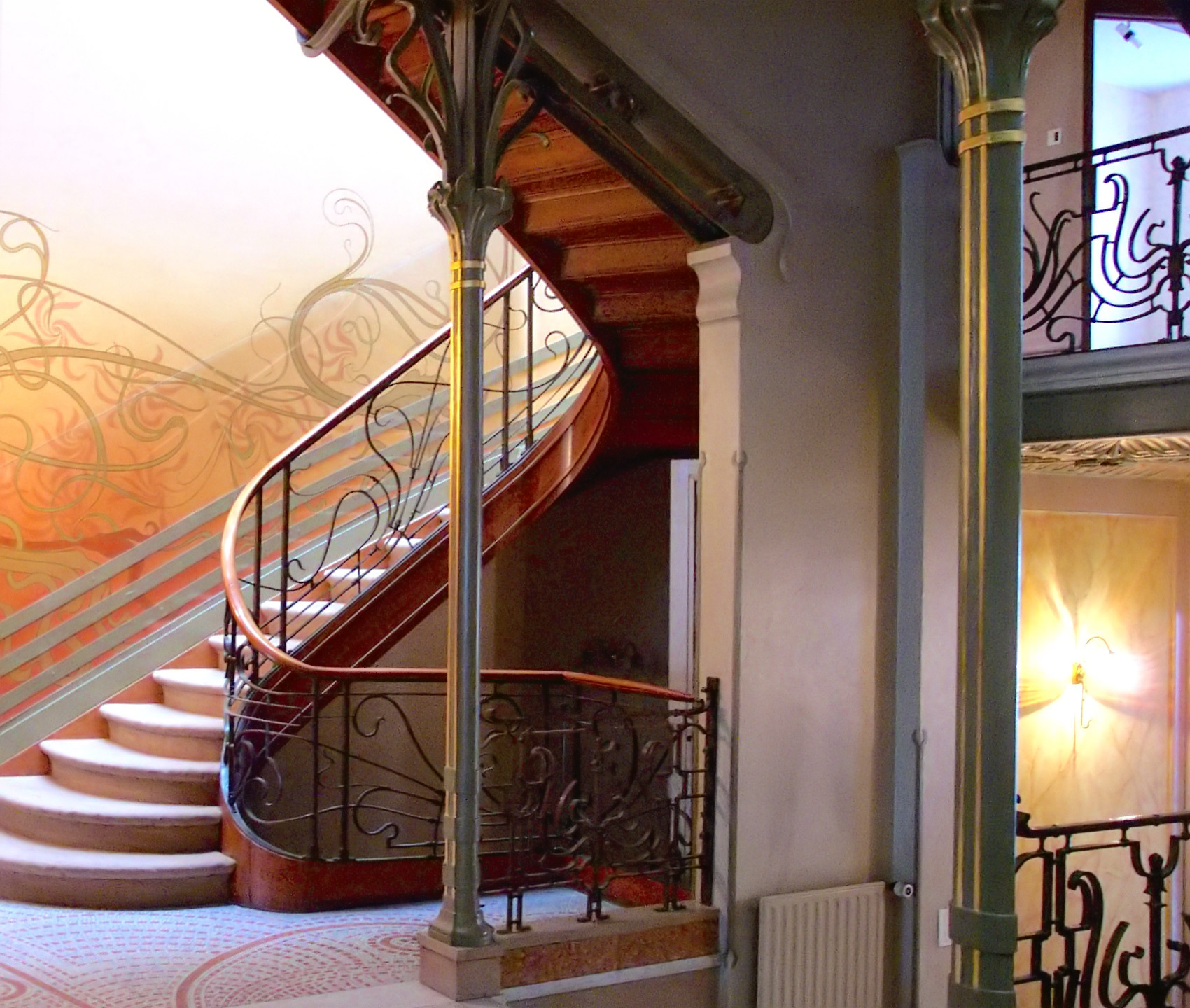
Отель-Тассель, Брюссель, Бельгія, Віктор Орта, 1894 р.
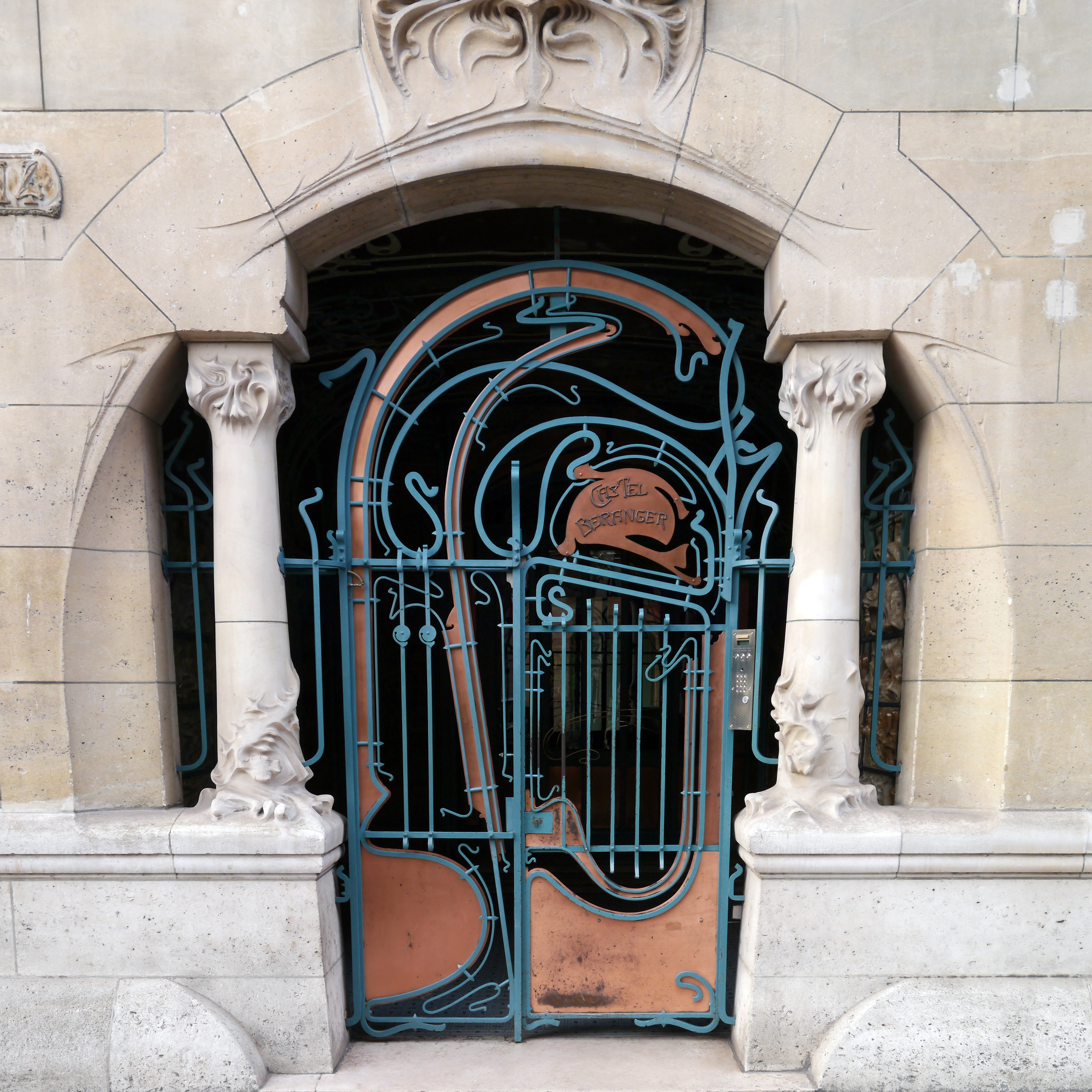
Вхід у замок Беранже[en], Париж, Ектор Ґімар, 1895–1898 рр.
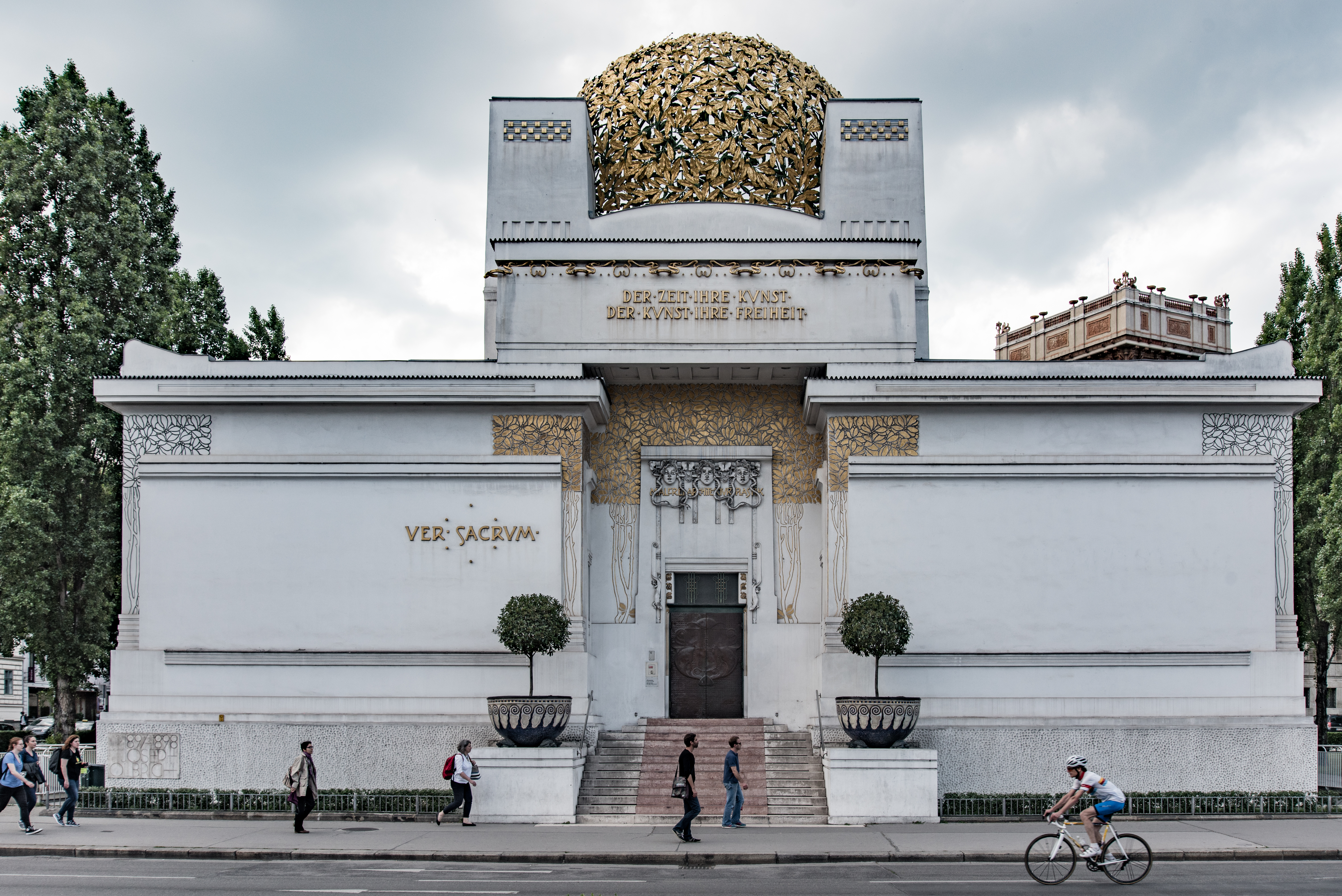
Будинок сецесіону, Відень, Австрія, Йозеф Ольбріх, 1897 р.
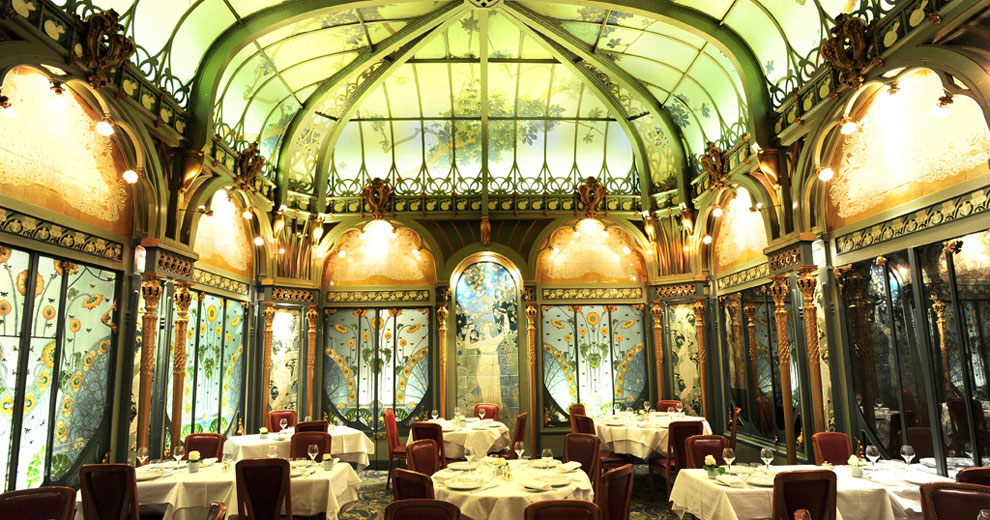
La Fermette Marbeuf[en], Париж, Еміль Юртре, 1898 р.
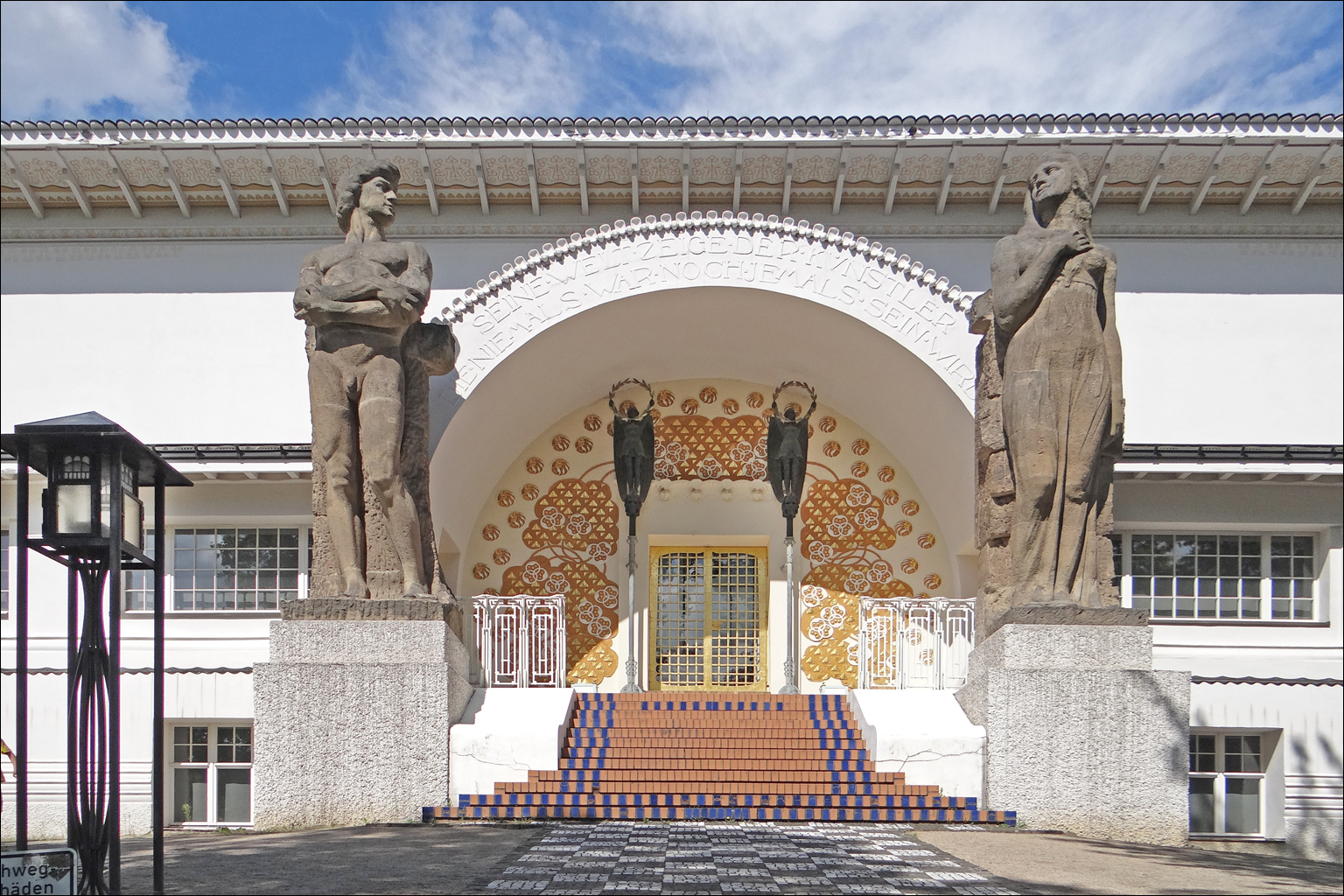
Будинок Ернста Людвіга в Дармштадтській художній колонії, Дармштадт, Німеччина, Йозеф Ольбріх (1900 р.)
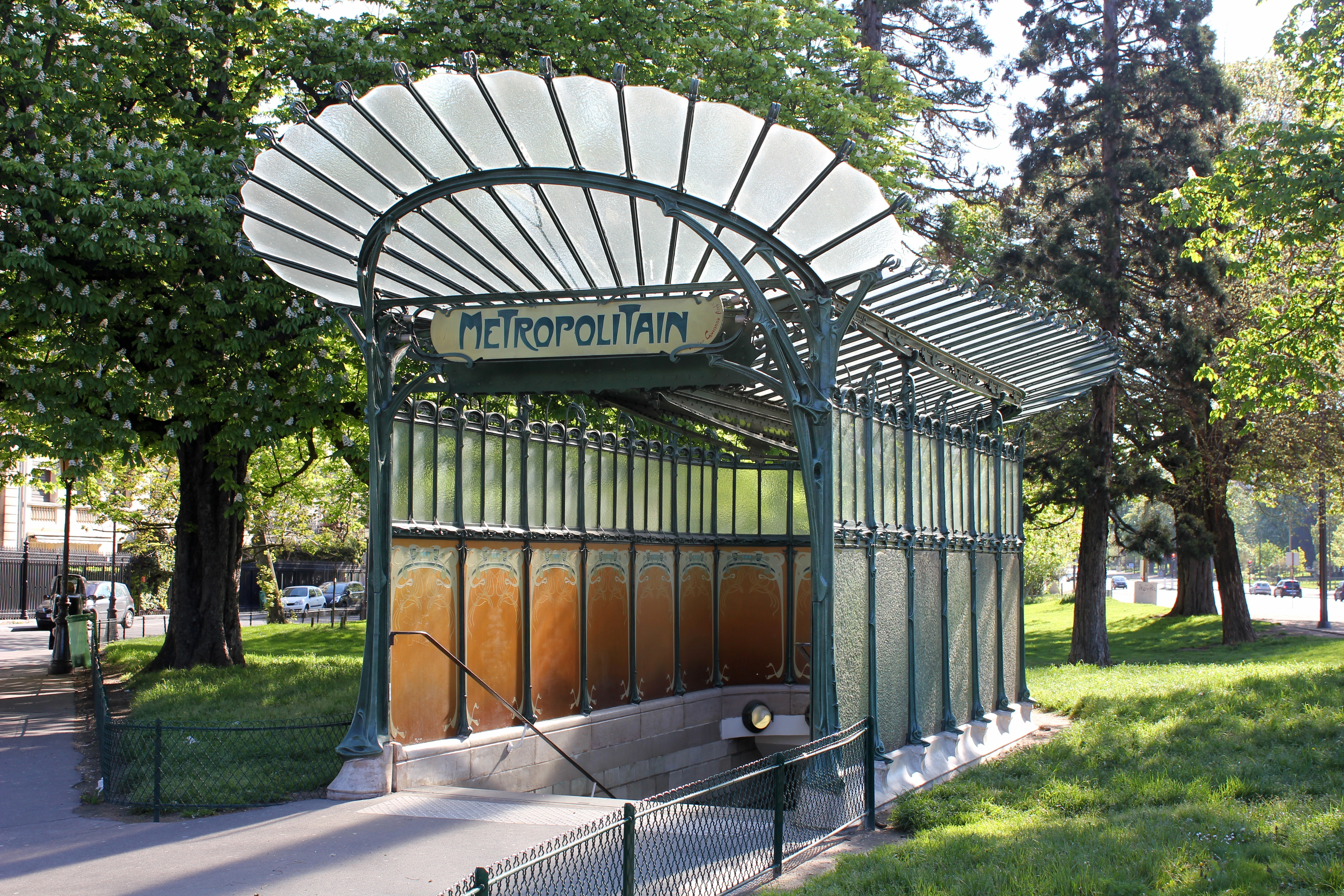
Станція метро Порт Дофін[en], Париж, Ектор Ґімар, 1900 р.
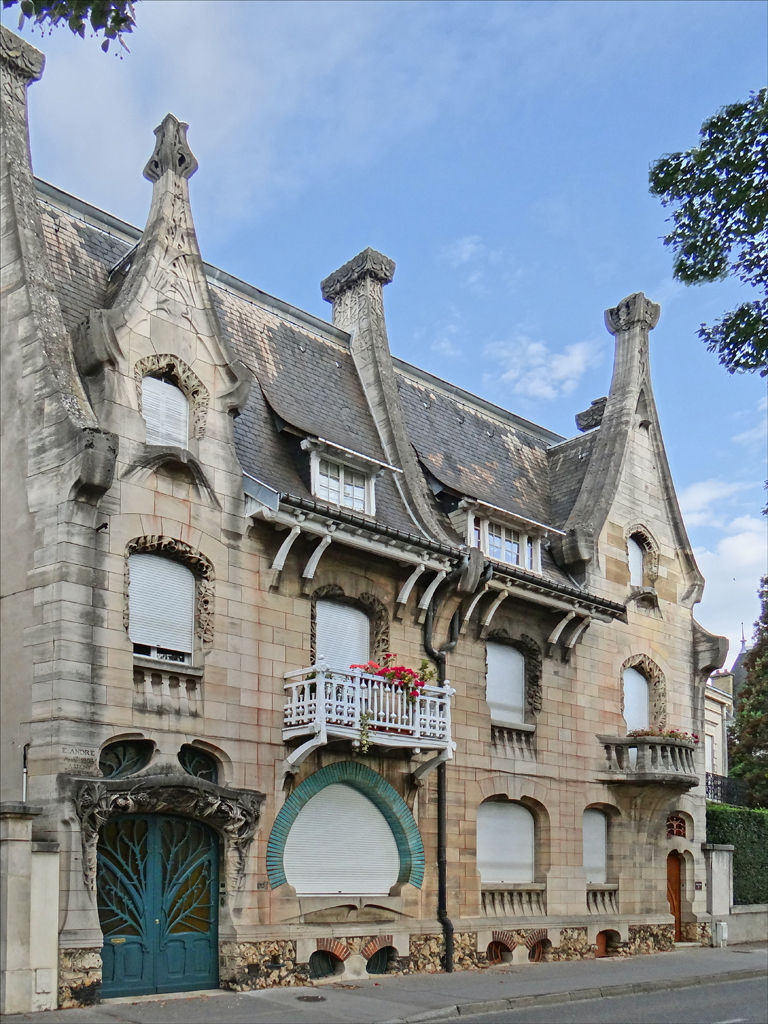
Будинок Юо, Нансі, France, Еміль Андре (архітектор)[en], 1903 р.
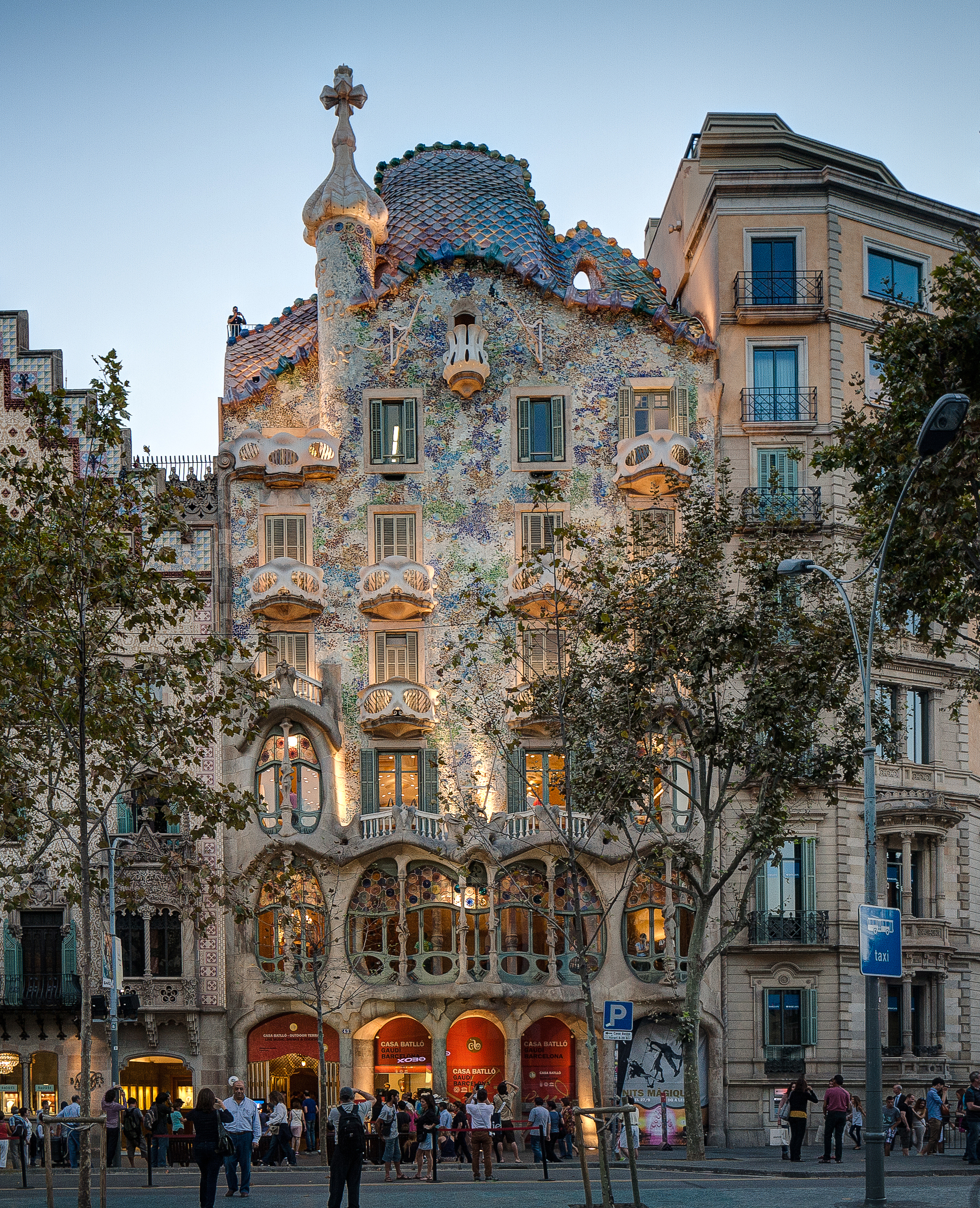
Будинок Бальо, Барселона, Іспанія, Антоніо Гауді, 1904–1906 рр.

Популярний у багатьох країнах від початку 1890-х років і до початку Першої світової війни 1914 року, стиль модерн був впливовим, хоча й відносно короткотривалим художнім та дизайнерським рухом і філософією. Попри те, що він виявився швидкоплинною модою, цей стиль проклав шлях до сучасної архітектури XX століття. Між прибл. 1870 та 1900 роками відбулася криза історизму, під час якої істористську культуру піддавали критиці; одним із таких голосів був Фрідріх Ніцше, який у 1874 році назвав «злоякісним історичним запалом» одну з паралізуючих ознак сучасної культури, обтяженої археологічними студіями та вірою в закони історичного поступу.
Зосереджуючись на природних формах, асиметрії, звивистих лініях і вигинах на кшталт удару батога, архітектори та дизайнери прагнули відійти від надмірно декоративних стилів і історичних відтворень, популярних у XIX столітті. Втім, цей стиль не був абсолютно новим, адже митці стилю модерн спиралися на широкий спектр впливів, зокрема архітектуру стилю боз-ар, рух мистецтв і ремесел, естетизм і мистецтво Японії. У будівлях використовували матеріали, які в XIX столітті асоціювалися з модерністю, наприклад, чавун і скло. Гарним прикладом цього є вхід до паризького метро на станції Порт Дофін створений Ектором Ґімаром (1900). Його чавунно-скляний навіс є водночас і скульптурою, і архітектурою. У Парижі стиль модерн дехто навіть називав фр. Le Style Métro («метростиль»). Інтерес до стилізованих органічних форм орнаменту зародився ще в середині XIX століття, коли його популяризував британський архітектор Оуен Джонс (1809—1874) у своїй збірці зразків англ. «The Grammar of Ornament» («Граматика орнаменту», 1854).
Лінії, що нагадують рух батога та звивисті органічні лінії є його найвідомішими ознаками, однак стиль не можна зводити лише до них, адже його форми значно різноманітніші й складніші. Рух мав багато національних інтерпретацій. Залежно від місця поширення він надихався кельтським мистецтвом, неоготикою, неорококо та необароко. У таких країнах, як Угорщина, Румунія та Польща, стиль модерн включав фольклорні елементи. Особливо це було помітно в Румунії, адже там він сприяв появі стилю румунського відродження, що черпав натхнення з бринковянської архітектури та традиційних селянських будинків і предметів побуту. Стиль мав різні назви залежно від країни. У Британії його знали як Modern Style, у Нідерландах — Nieuwe Kunst, у Німеччині та Австрії — Jugendstil, в Італії — стиль Ліберті, у Румунії — Arta 1900, а в Японії — Shiro-Uma. Було б помилкою відносити його виникнення лише до якогось одного місця, адже, очевидно, він зародився одночасно в кількох осередках.

### Модернізм

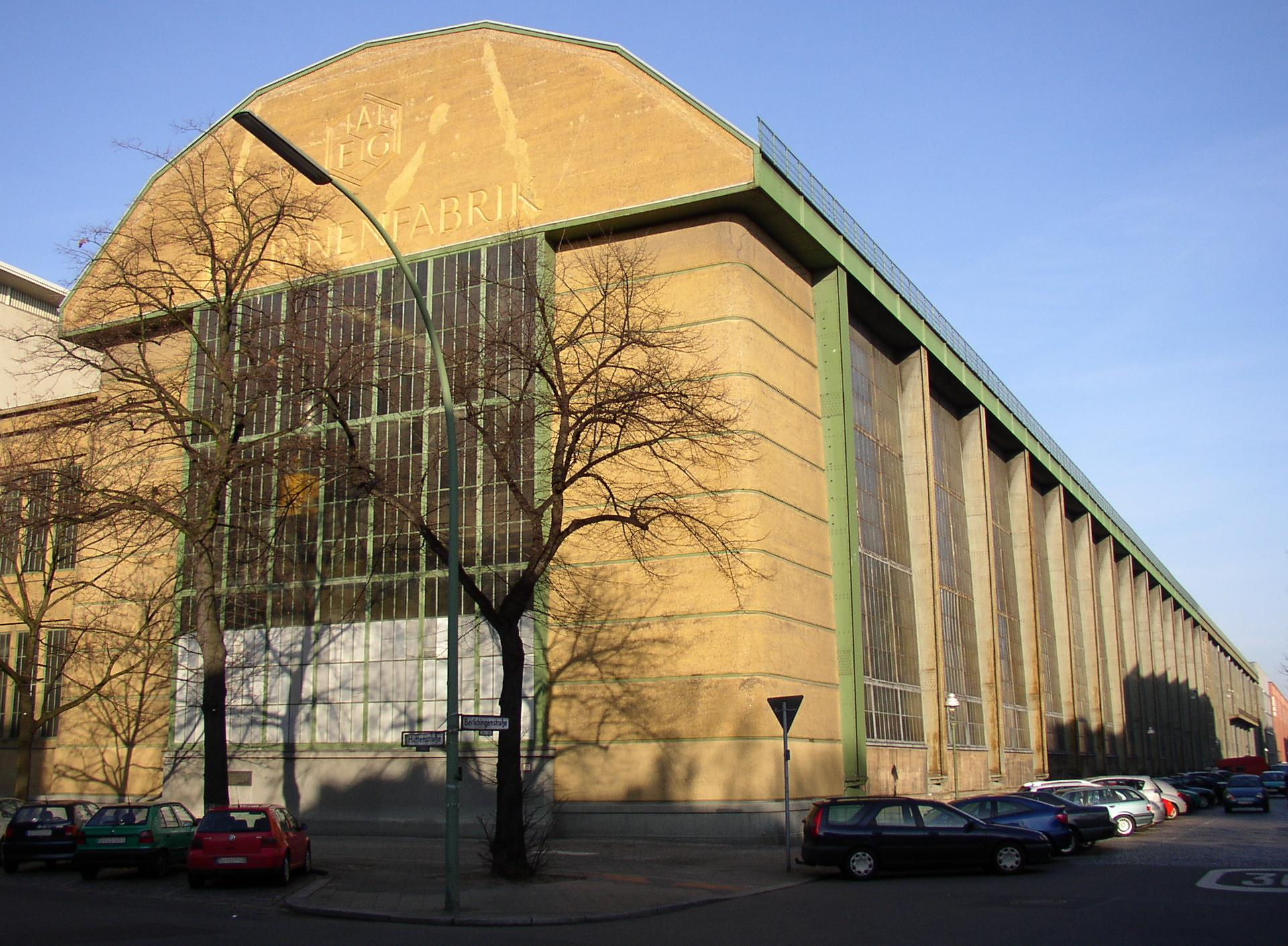
Завод турбін AEG[en], Берлін, Німеччина, Петер Беренс, 1909 р.
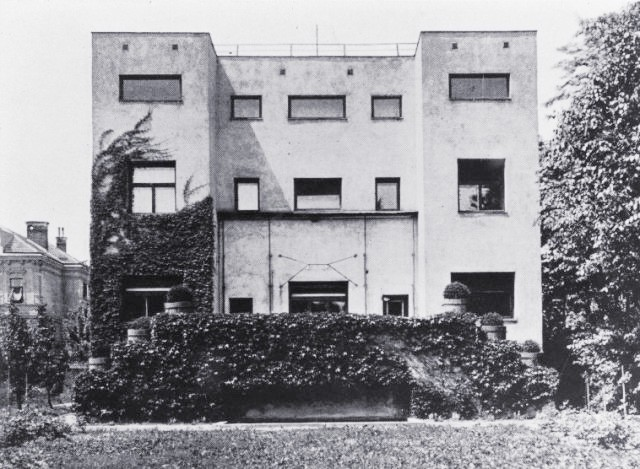
Будинок Штайнера, Відень, Австрія, Адольф Лоос, 1910 р.
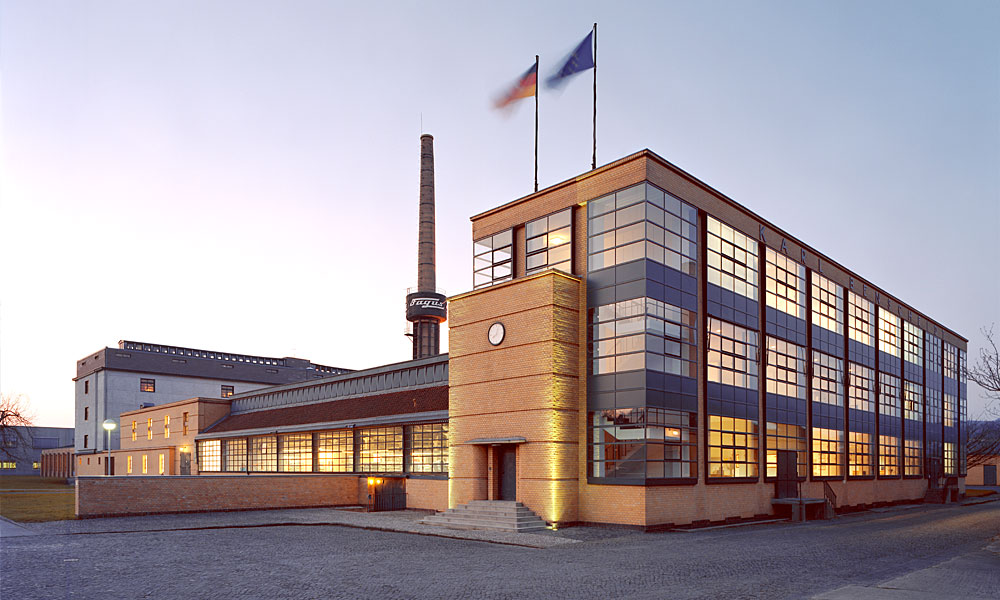
Фабрика Фагус, Альфельд, Німеччина, Вальтер Ґропіус, 1911 р.
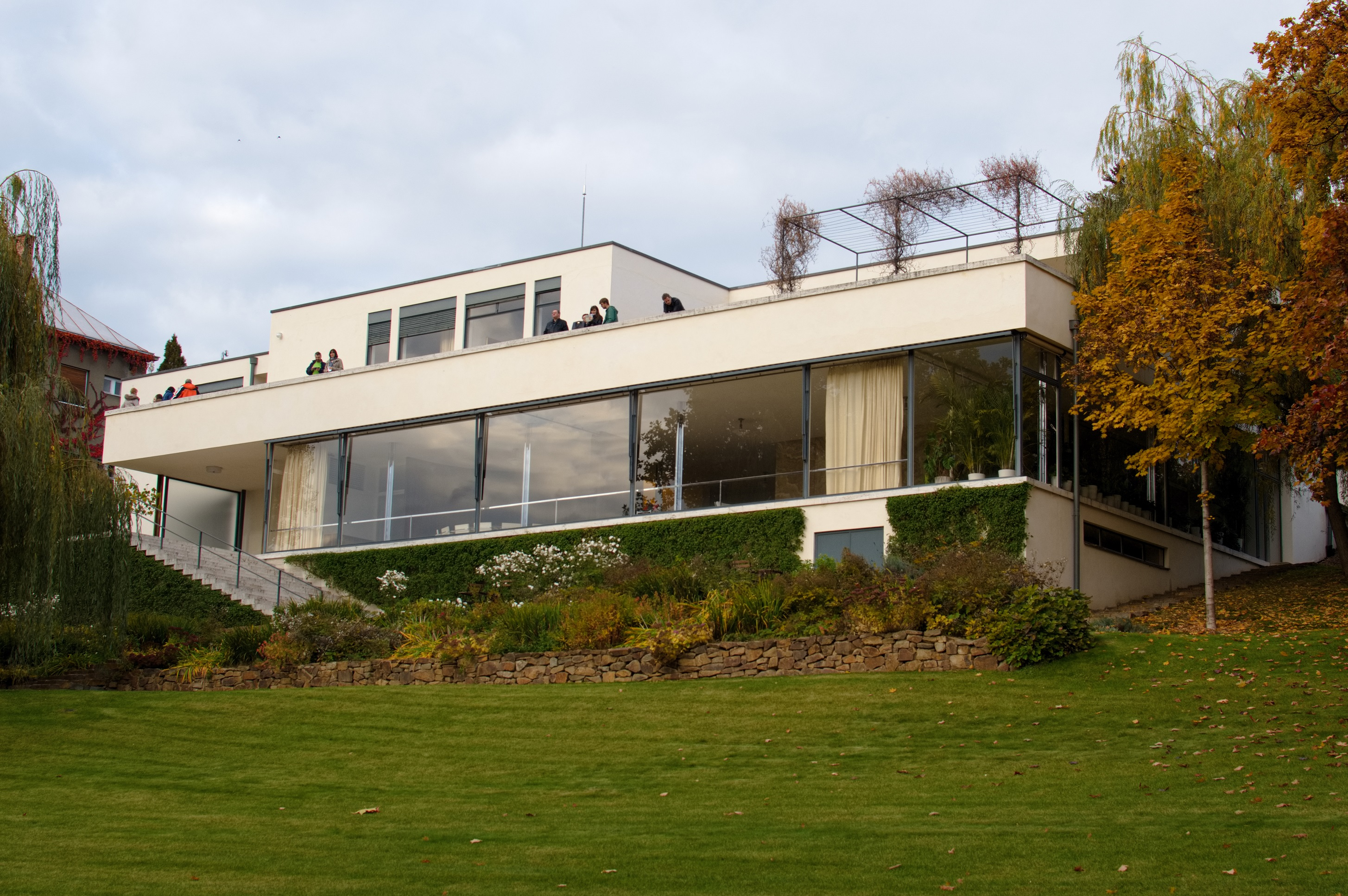
Вілла Тугендгат, Брно, Чеська Республіка, Людвіг Міс ван дер Рое та Лілі Райх, 1930 р.

Відкидаючи орнамент і приймаючи мінімалізм та сучасні матеріали, модерністська архітектура з'явилася в усьому світі на початку XX століття. Стиль модерн проклав їй шлях, просуваючи ідею неісторичних стилів. Спершу модернізм розвинувся в Європі, зосереджуючись на функціоналізмі та уникненні декору. Своєї вершини він досяг у 1930–1940-х роках із Баугаузом та Інтернаціональним стилем, обидва з яких характеризувалися асиметрією, пласкими дахами, великими стрічковими вікнами, використанням металу й скла, білою штукатуркою та інтер'єрами з відкритим плануванням.

#### Ар-деко

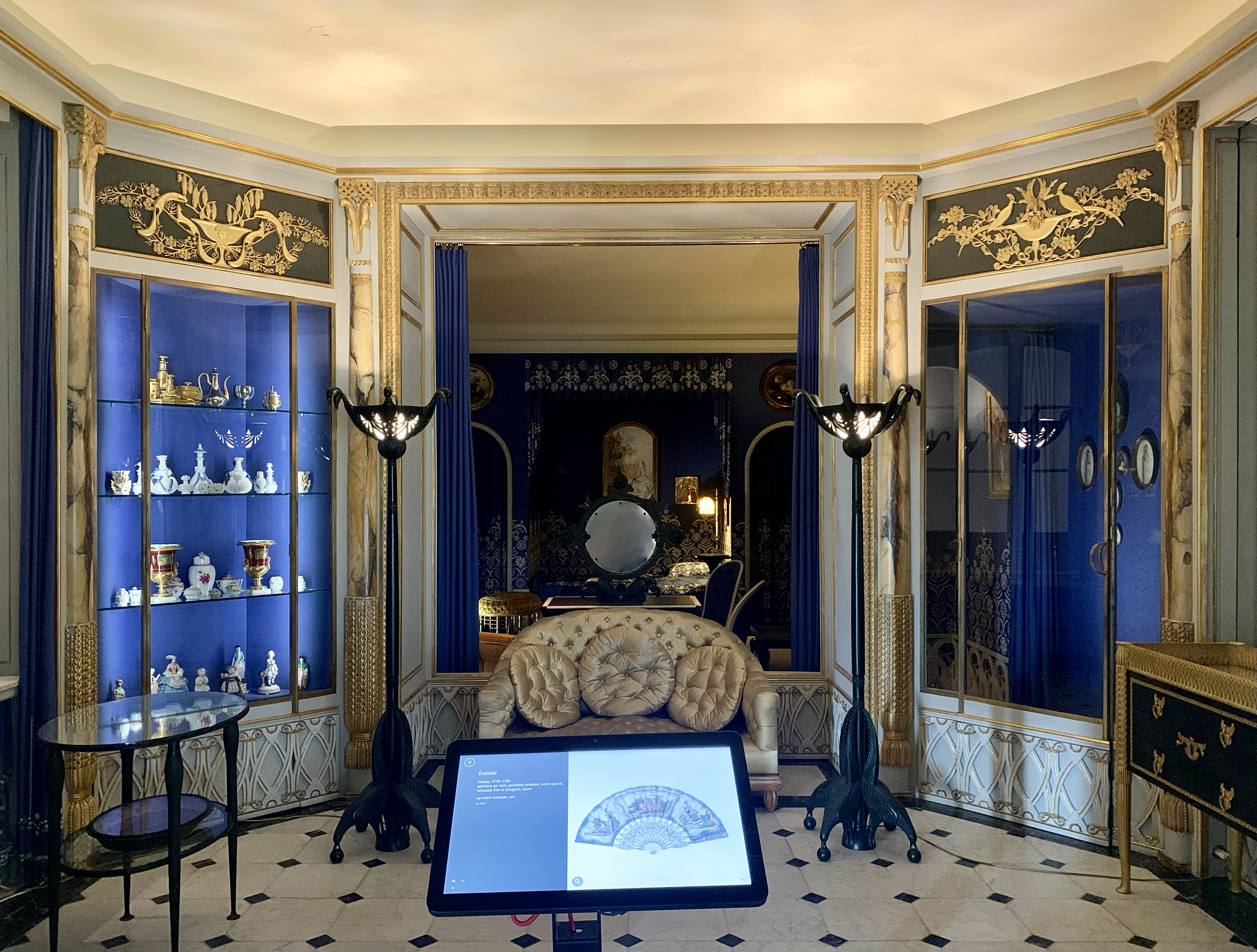
Будуар модельєрки Жанни Ланвен (нині в Музеї декоративного мистецтва[en], Париж), Арман-Альбер Рато[en], 1920-1922 рр.
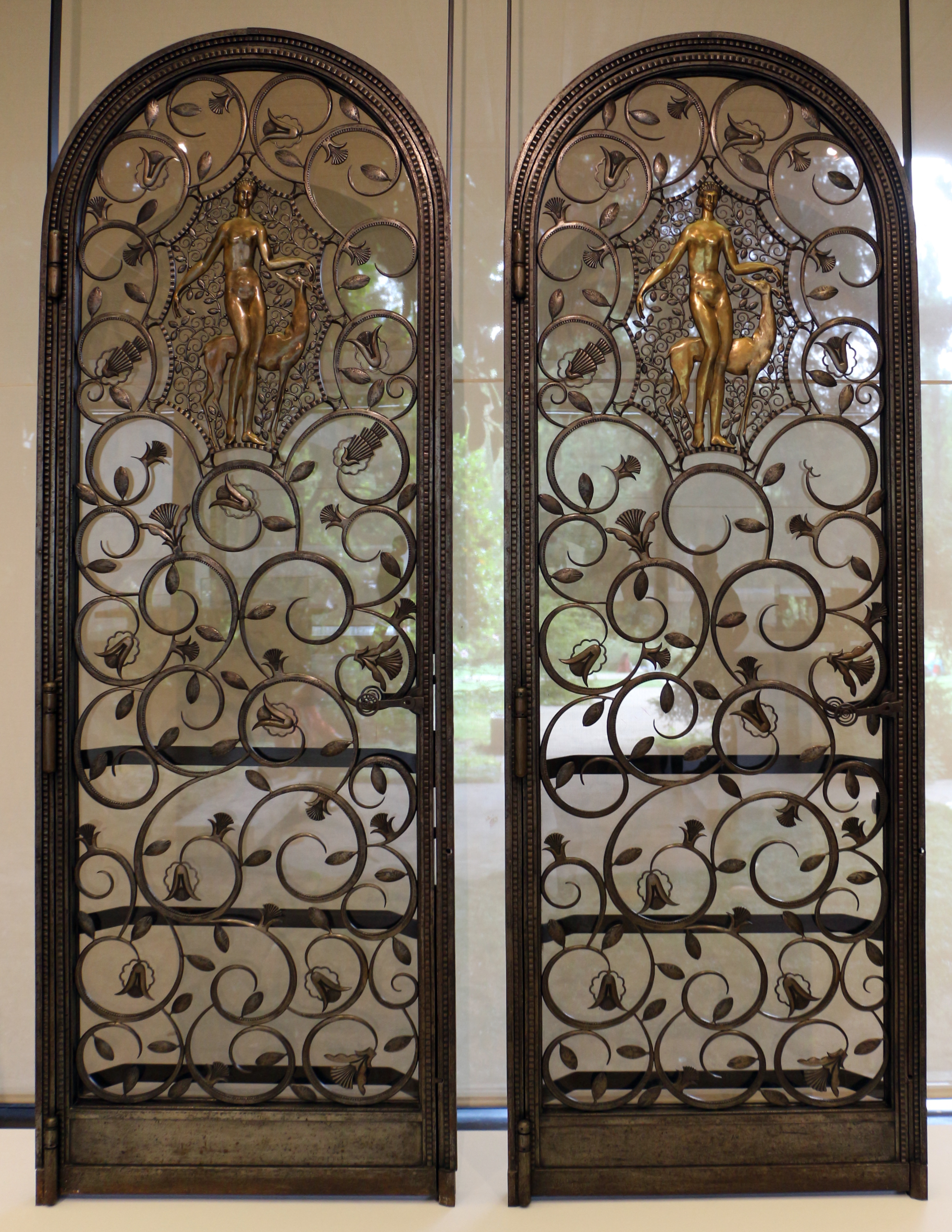
Двері ліфта, нині у музеї Калуста Гульбенкяна, Лісабон, Португалія, Едгар Брандт[en], 1926 р.
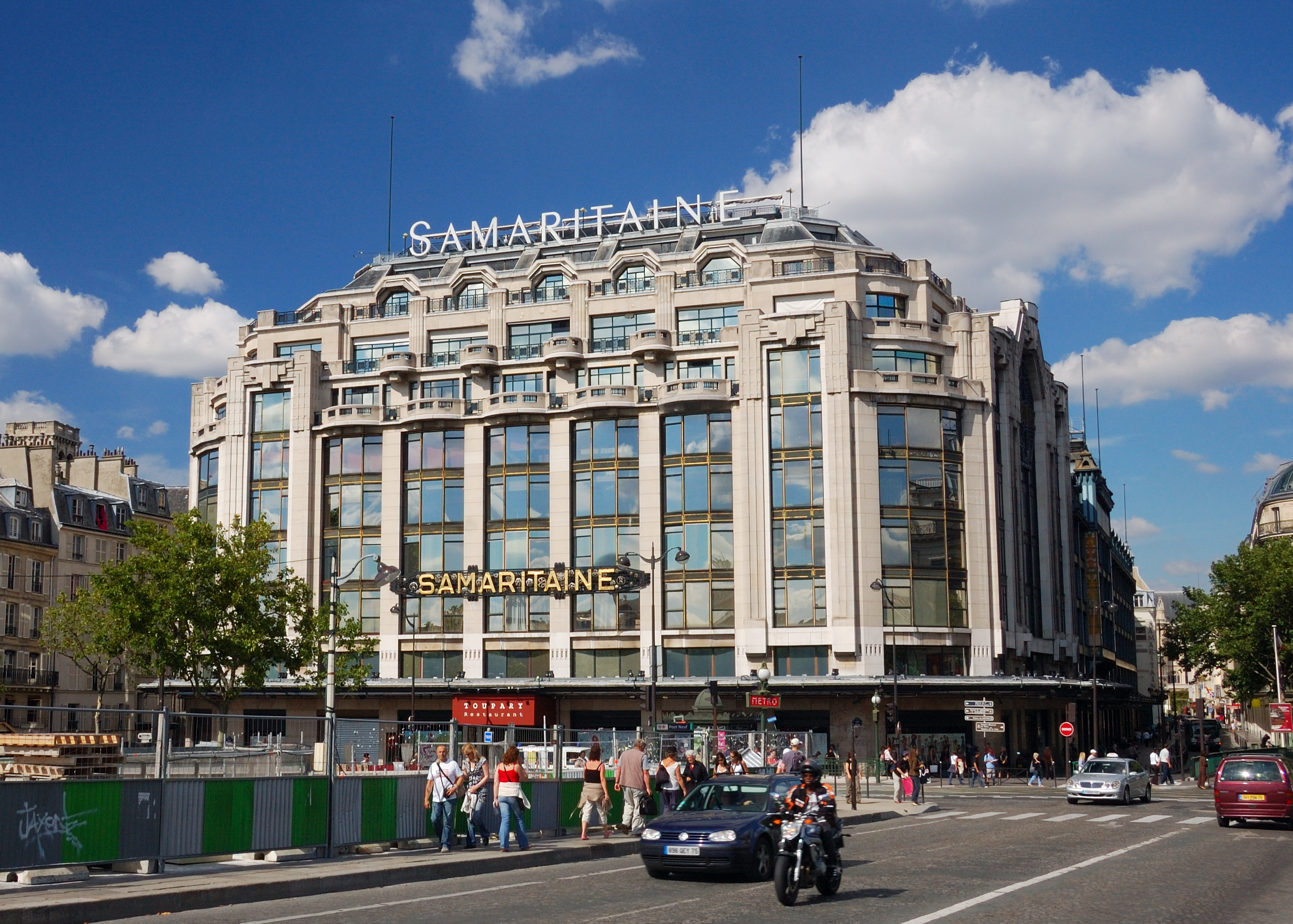
La Samaritaine[en], Париж, Анрі Соваж[en], 1926–1928
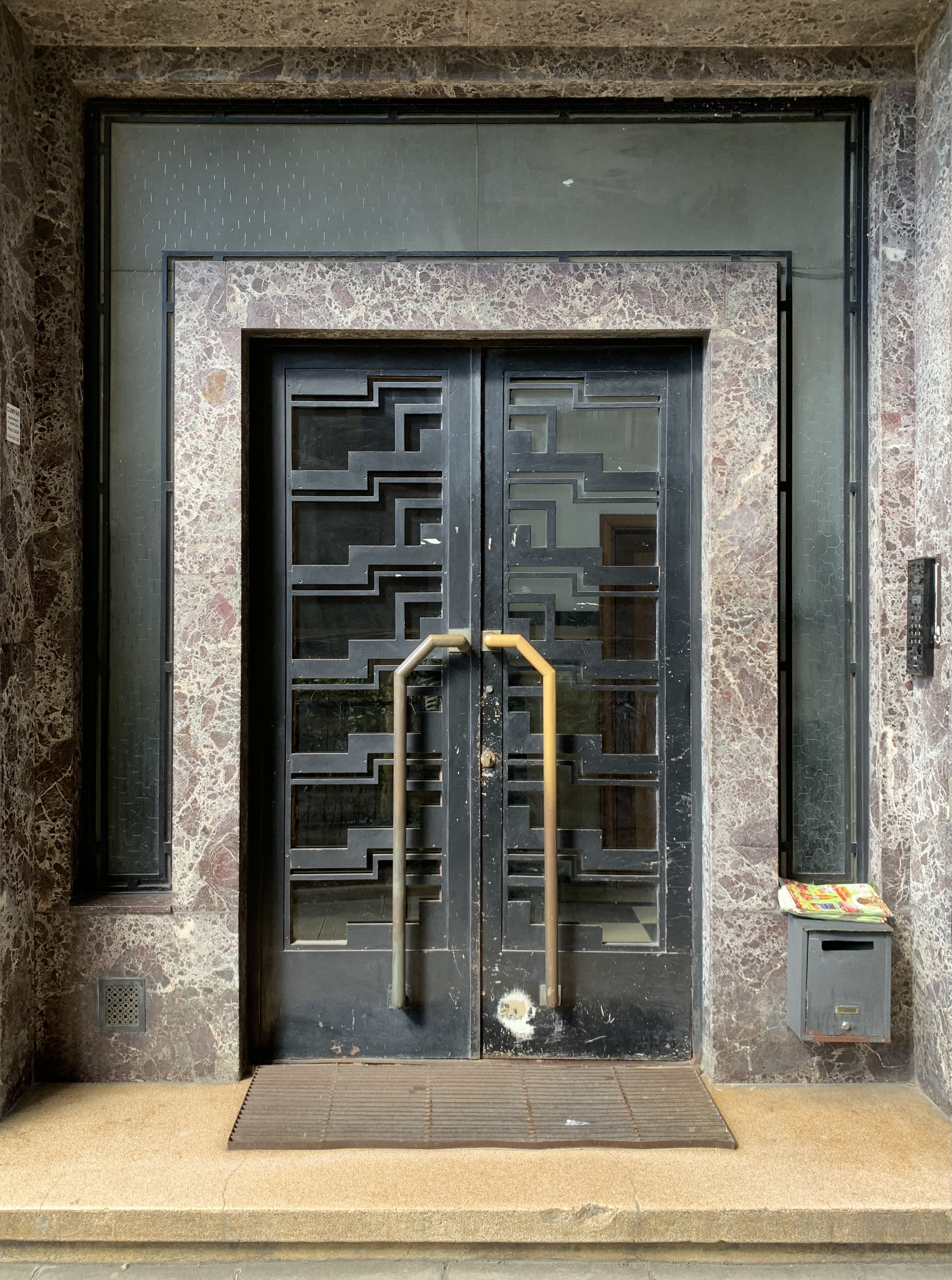
Двері будинку на бульварі Ласкара Катаргіу[en], 28, Бухарест, Румунія, невідомий архітектор, прибл. 1930 р.
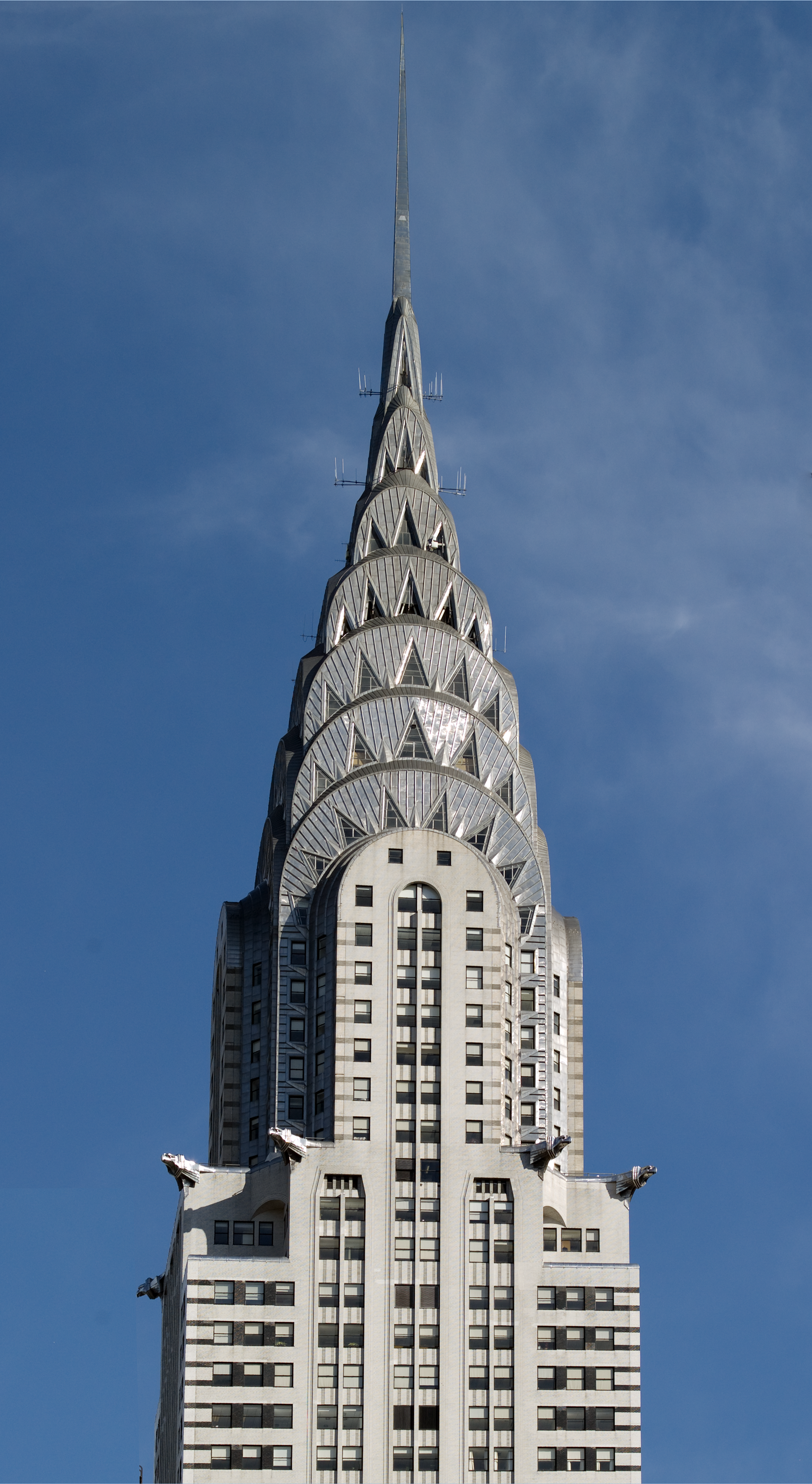
Крайслер-Білдінг, Нью-Йорк, Вільям Ван Аллен[en], 1930 р.
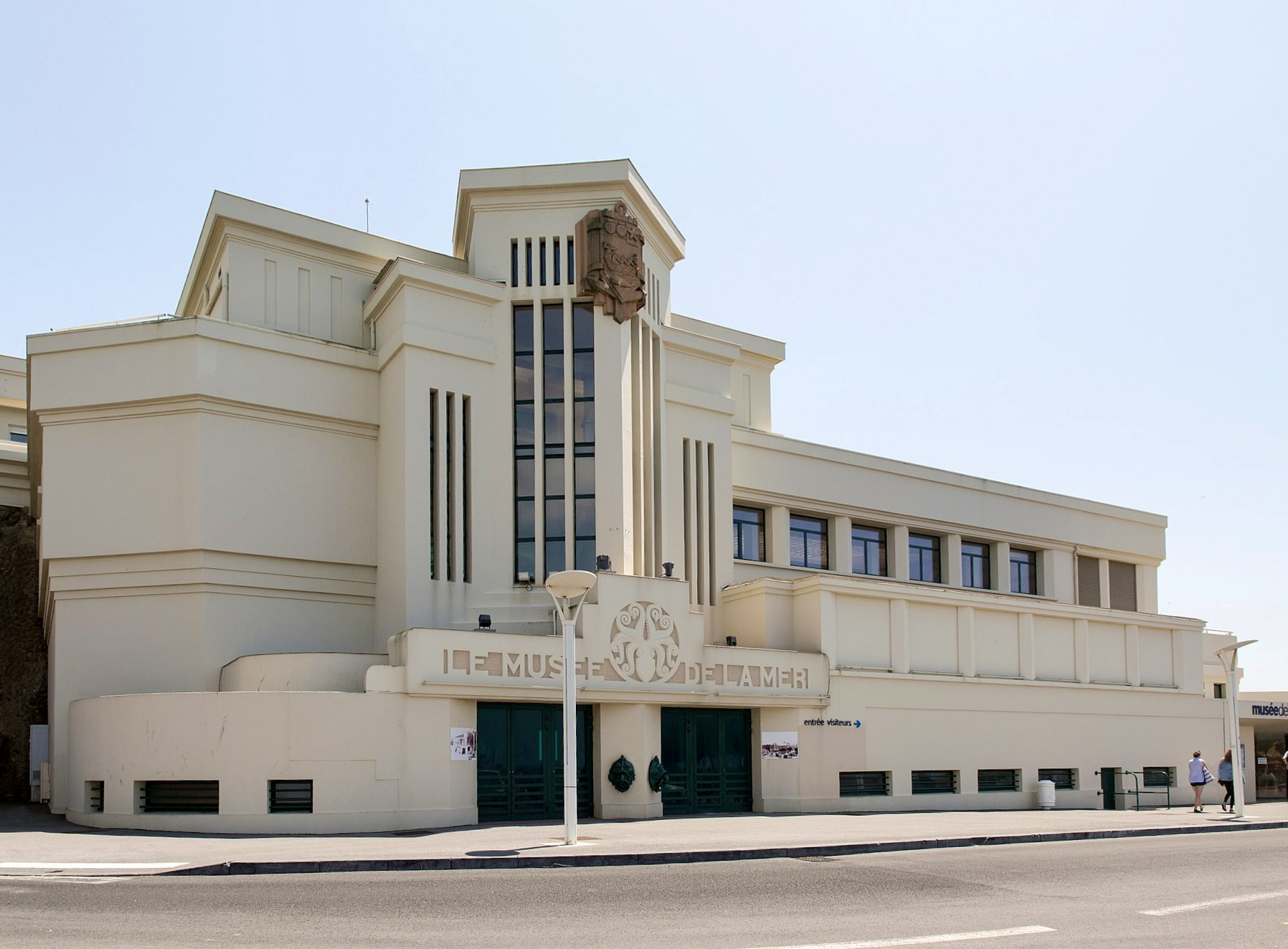
Музей де ла Мер[en], Біарриц, Франція, Жозеф Хіріар[en], 1933 р.

Ар-деко, названий ретроспективно на честь виставки, що відбулася в Парижі 1925 року, зародився у Франції як розкішний, рясно декорований стиль. Згодом він швидко поширився по всьому світу — особливо яскраво у США — і впродовж 1930-х років став більш обтічним і модерністичним. Стиль був всюдисущим і популярним, знаходячи втілення в дизайні всього — від ювелірних виробів до знімальних майданчиків, від інтер'єрів звичайних помешкань до кінотеатрів, розкішних лайнерів і готелів. Його енергійність та фантазія відображали дух «ревучих двадцятих» і давали змогу втекти від реальності Великої депресії в 1930-х роках.
Хоча він завершив своє існування з початком Другої світової війни, його привабливість збереглася й надалі. Попри те, що це приклад сучасної архітектури, елементи стилю спиралися на впливи давньоєгипетського, грецького, римського, африканського, ацтекського та японського мистецтва, а також футуризму, кубізму й Баугауза. Насичені кольори часто наносили на рельєфи невеликої глибини. Переважаючими матеріалами є хромоване покриття, латунь, полірована сталь та алюміній, інкрустоване дерево, камінь та вітражі.

#### Інтернаціональний стиль

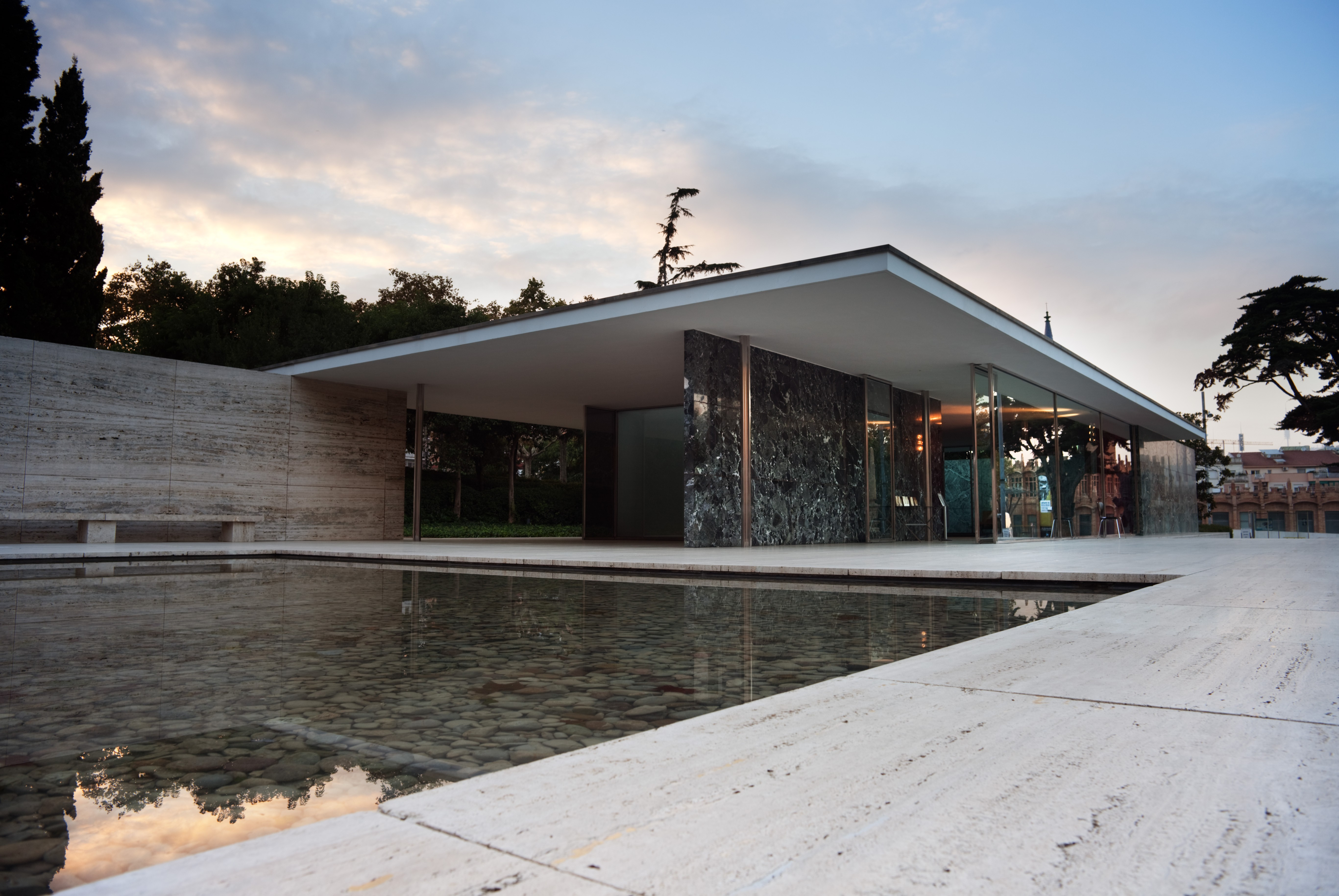
Барселонський павільйон[en], Барселона, Іспанія, Людвіг Міс ван дер Рое, 1929 р.
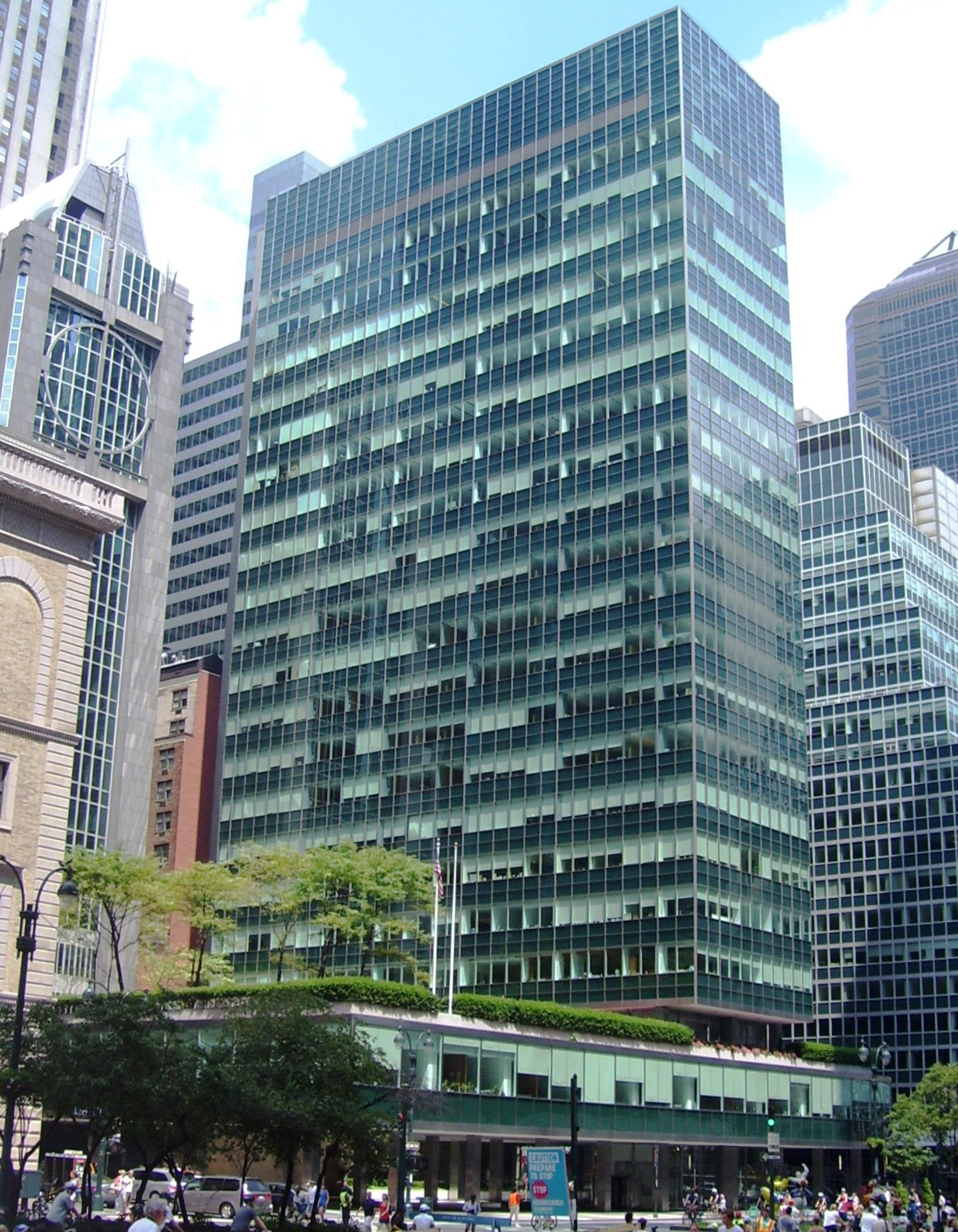
Будівля Lever House[en], Нью-Йорк, архітектурне бюро Skidmore, Owings and Merrill, 1952 р.
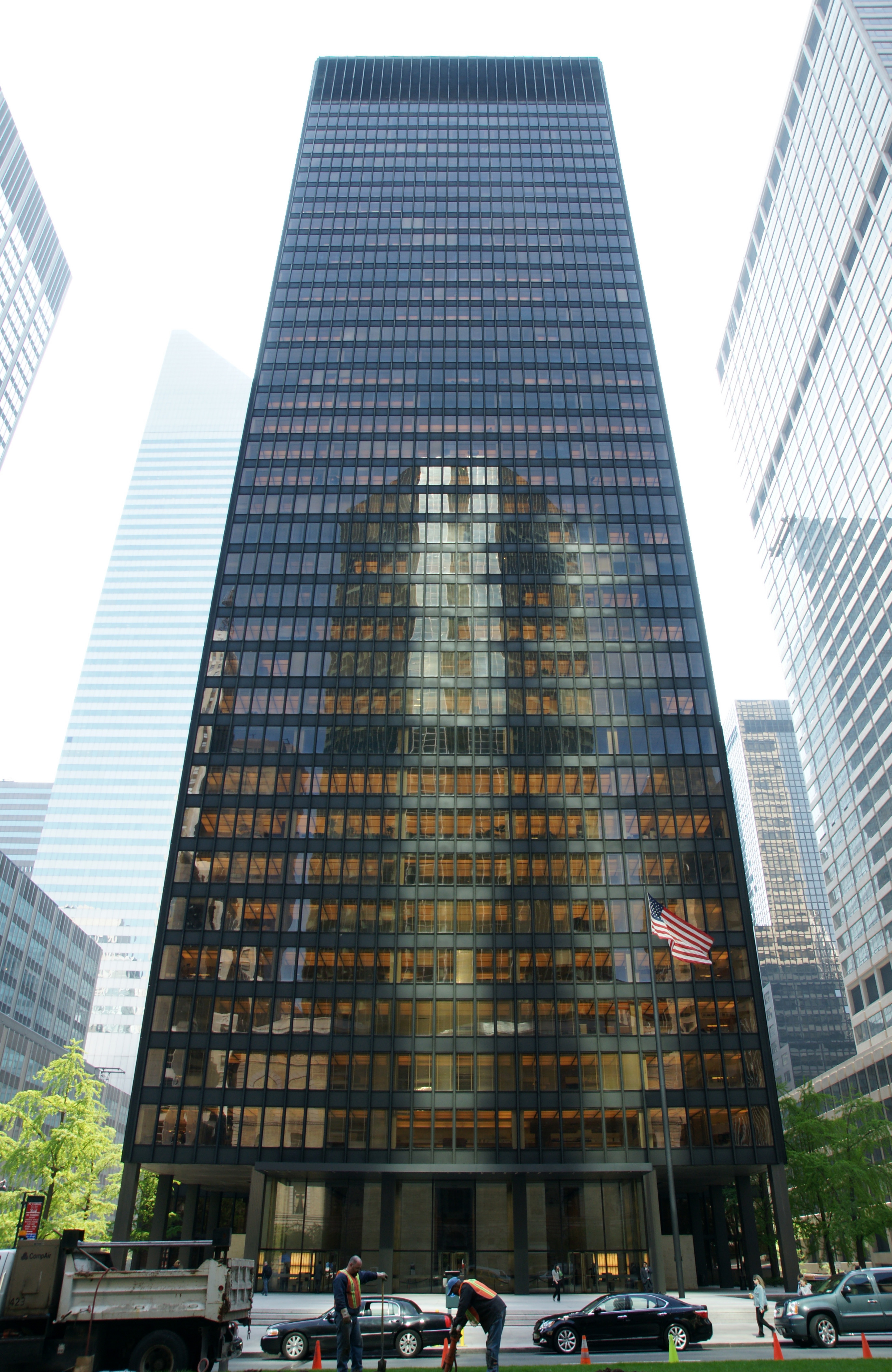
Сігрем-білдінг, Нью-Йорк, Людвіг Міс ван дер Рое, 1958 р.

Інтернаціональний стиль виник у Європі після Першої світової війни під впливом новітніх течій, зокрема групи Стиль та стилю Стримлайн, та мав тісний зв'язок із Баугаузом. Будучи антитезою майже кожного попереднього архітектурного напряму, інтернаціональний стиль усунув зайвий декор і використовував сучасні промислові матеріали, такі як сталь, скло, залізобетон і хромоване покриття. Прямолінійний, із пласким дахом, асиметричний і білий, він став символом модерності в усьому світі. Здавалось, що він пропонував чітке, чисте й раціональне майбутнє після жахів війни. Названий архітектором Філіпом Джонсоном і істориком Генрі-Расселом Гічкоком (1903—1987) у 1932 році, цей напрям уособлював Шарль-Едуар Жаннере, відомий як Ле Корбюзьє, чітко виразивши його у твердженні: «будинок — це машина для проживання».

#### Бруталізм

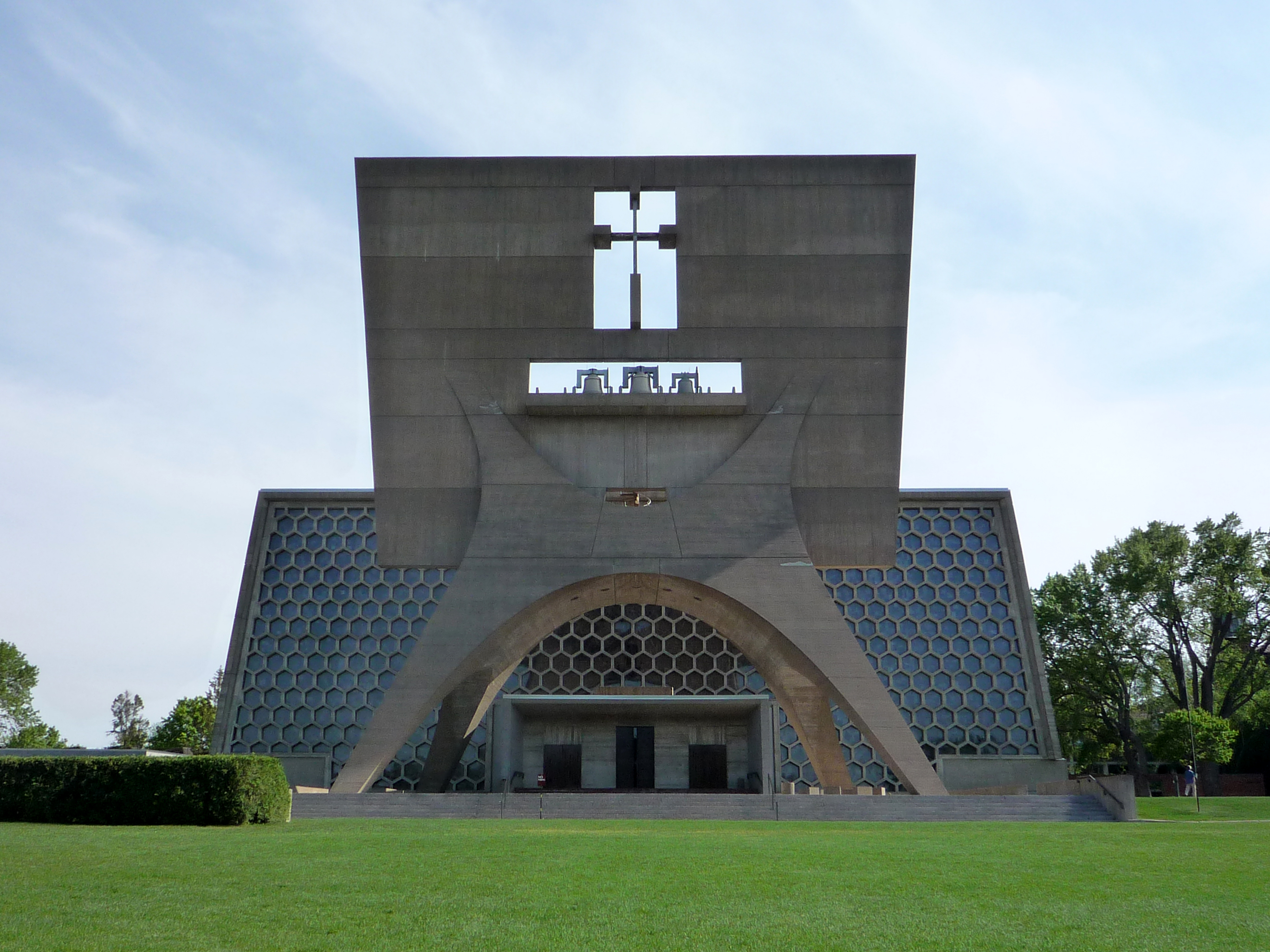
Абатство Святого Джона[en], Коледжвілл[en], США, Марсель Броєр, 1961 р.
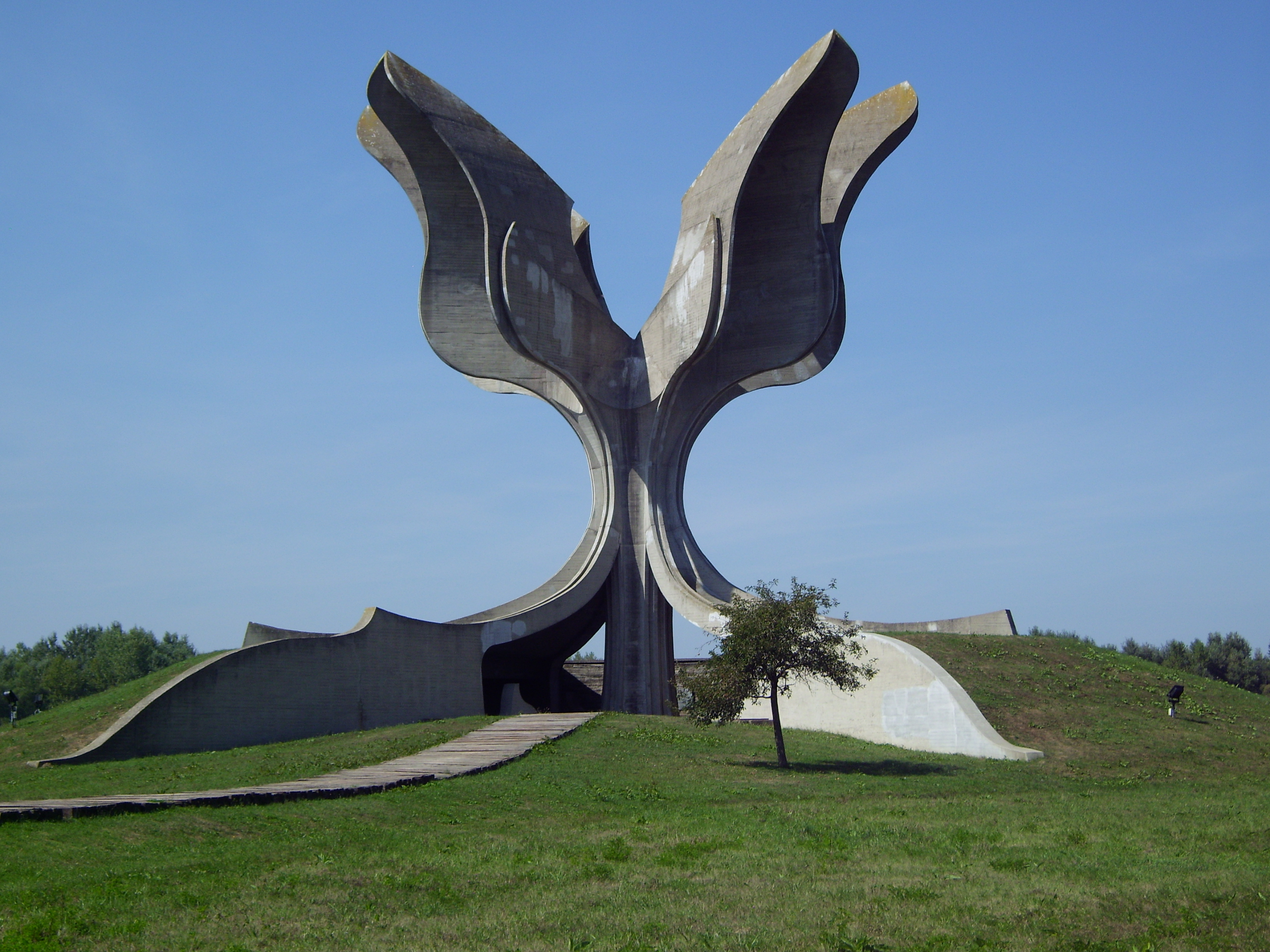
Пам'ятник-квітка[en], Меморіальний комплекс Ясеноваць, Ясеноваць, Сисацько-Мославинська жупанія, Хорватія, Богдан Богданович[en], 1965
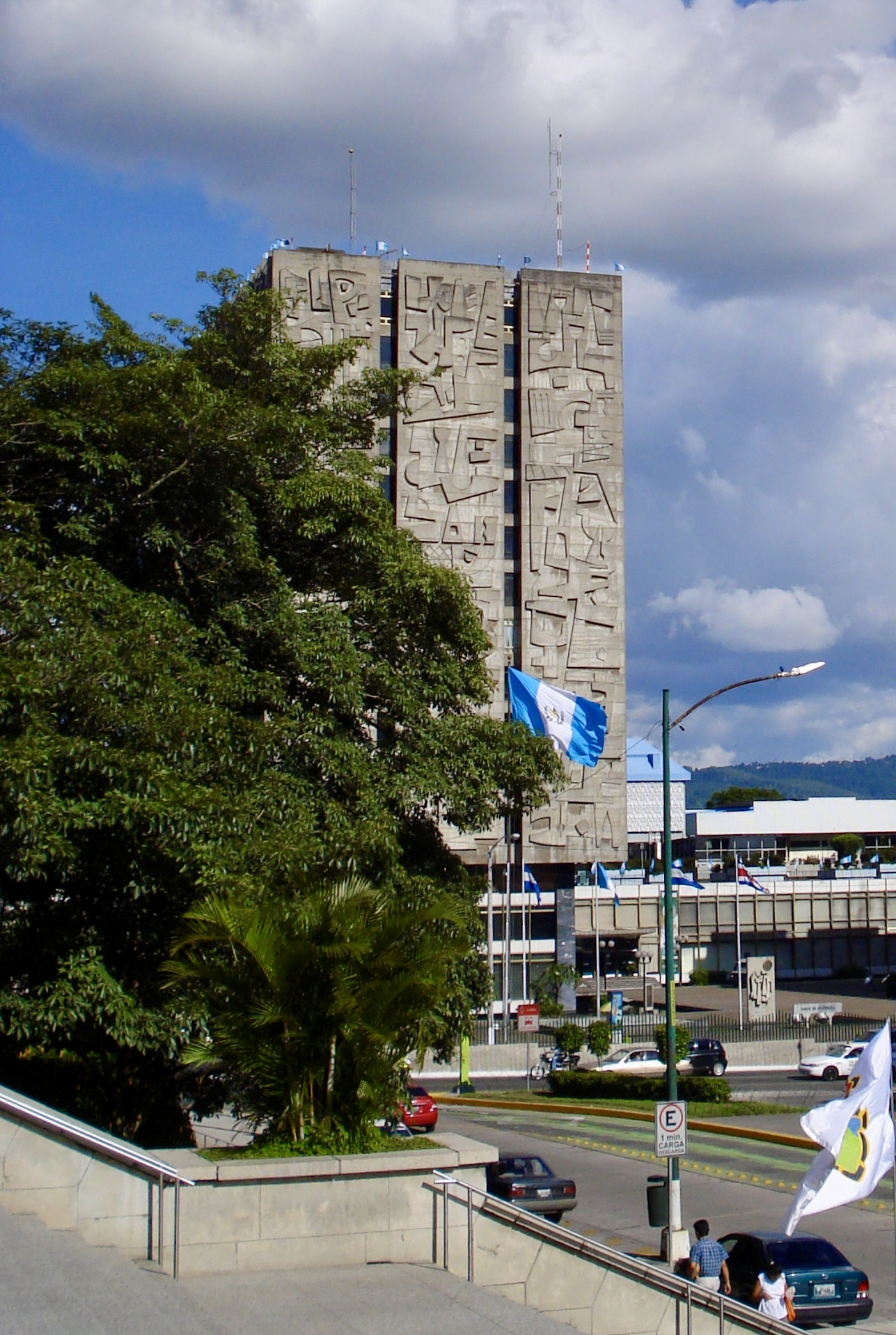
Банк Гватемали, місто Гватемала, Гватемала, Рауль Мінондо Еррера та Хорхе Монтес Кордова, 1966 р.
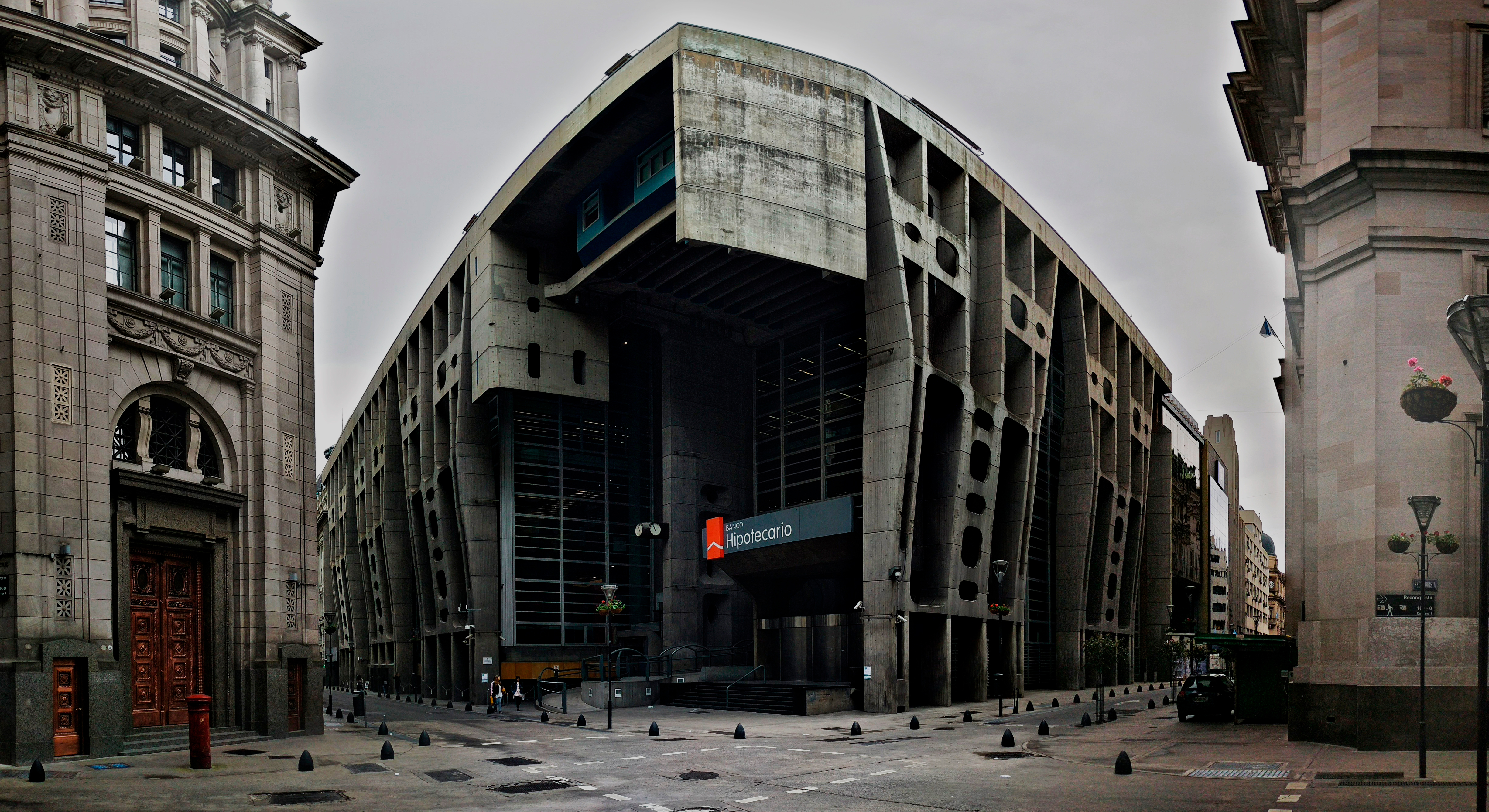
Штаб-квартира Банку Лондона та Південної Америки[en], Буенос-Айрес, Аргентина, Клоріндо Теста[en], 1966 р.
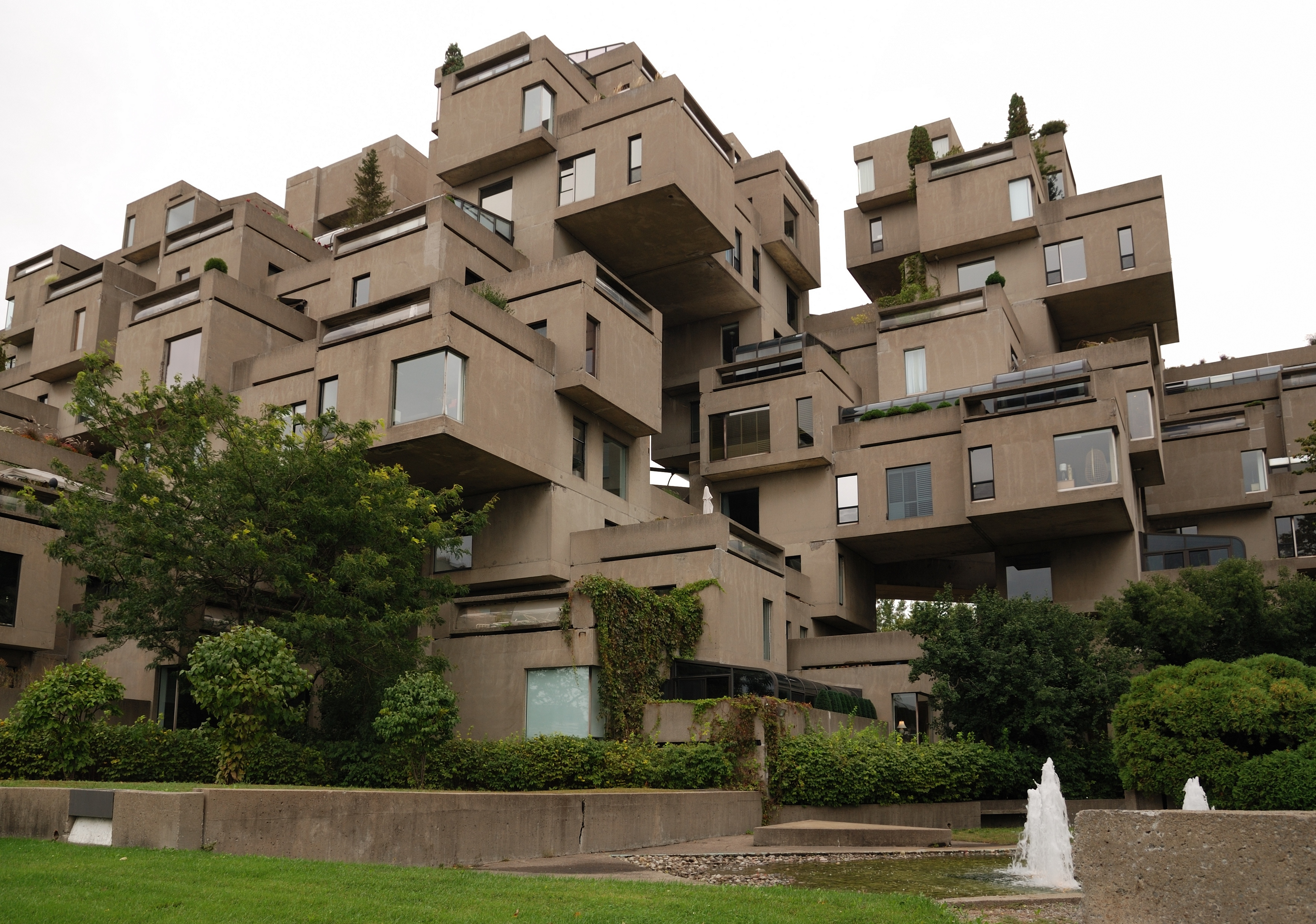
Habitat 67[en], Монреаль, Канада, Моше Сафді, 1966–1967 рр.
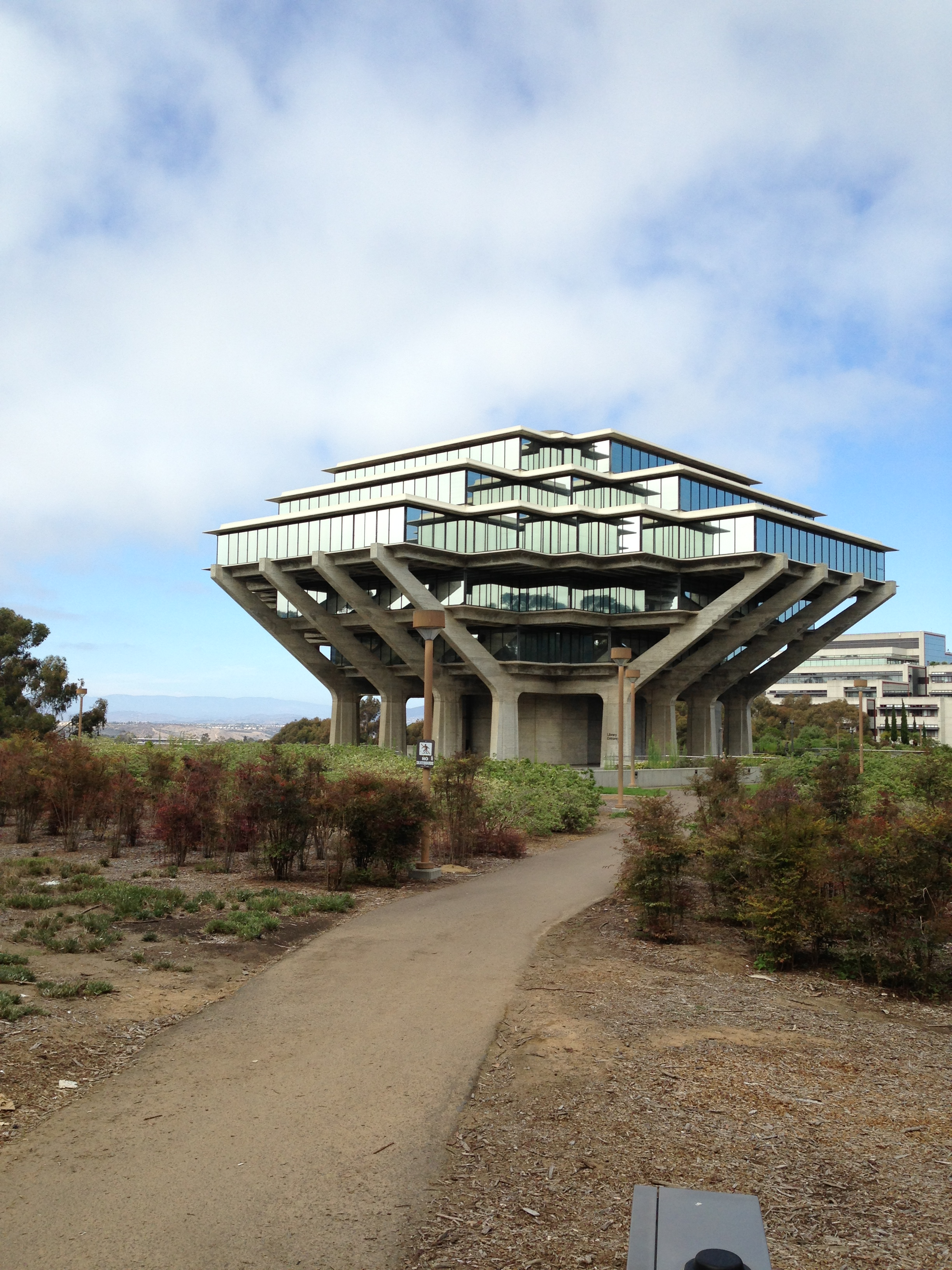
Бібліотека Гейзеля[en], Сан-Дієго, Каліфорнія, США, Вільям Перейра[en], 1970 р.
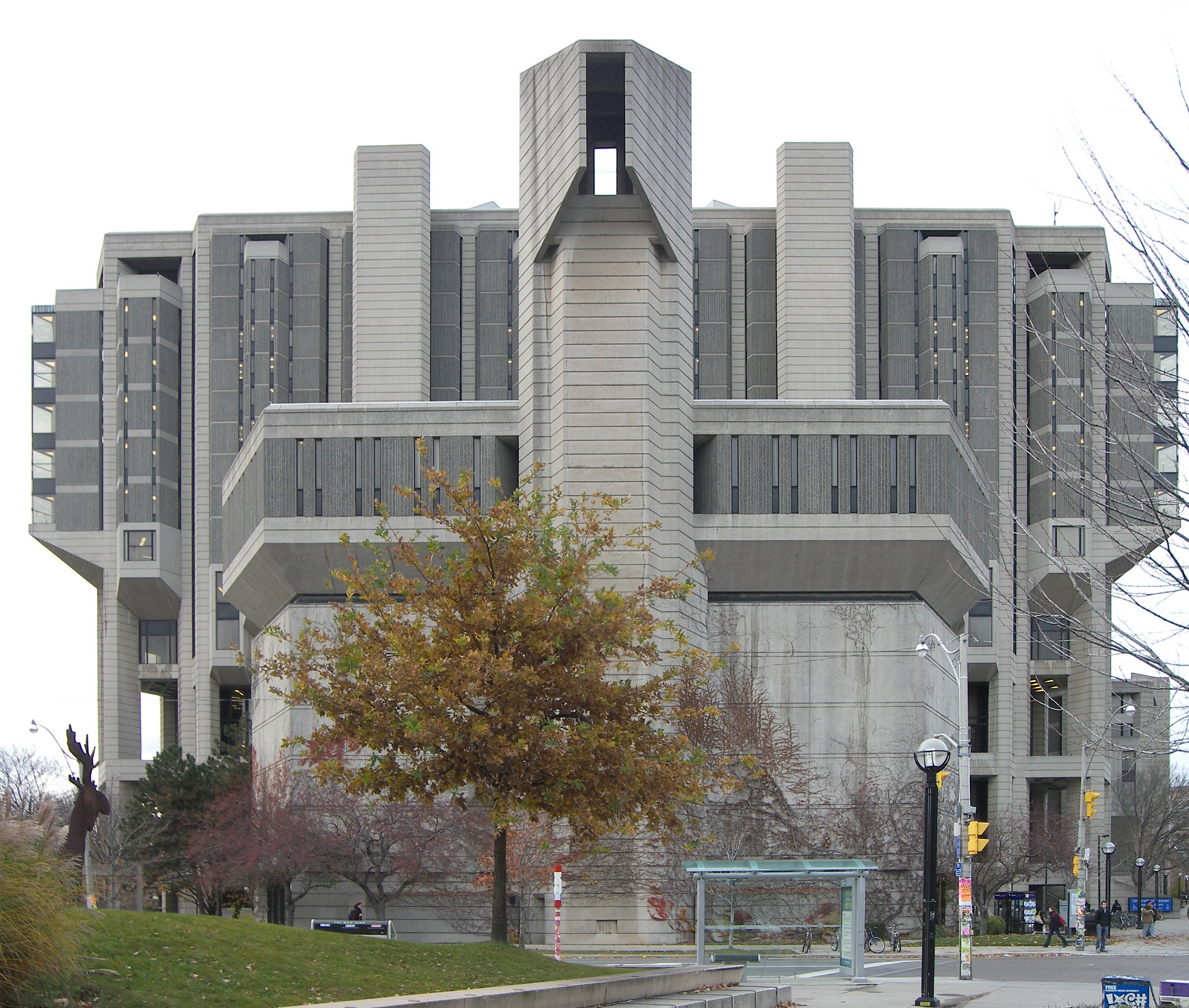
Бібліотека Робартса[en], Торонто, Канада, архітектурне бюро Mathers & Halden, 1973 р.
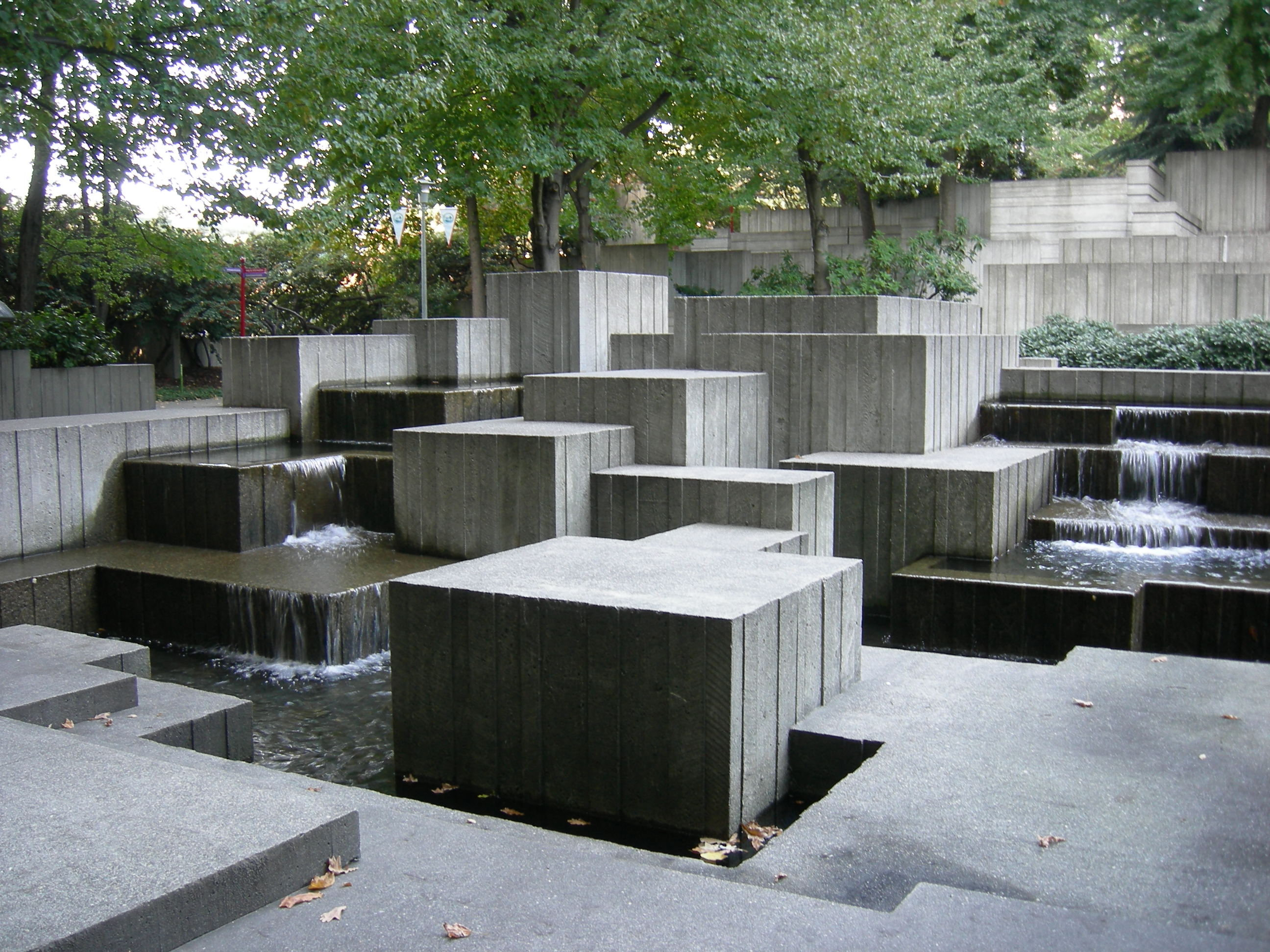
Фонтан у парку Фривей[en], Сіетл, штат Вашингтон, США, Лоуренс Галпрін[en], 1976 р.

За твердженнями, заснований на соціальній рівності, бруталізм був натхненний проектом «Житлова одиниця» (фр. Unité d'habitation) Ле Корбюзьє в Марселі (1947—1952). Вважають, що сам термін уперше запропонував шведський архітектор Ганс Асплунд (1921—1994), однак особливий вплив мало використання Ле Корбюзьє вислову béton brut («сирий бетон»), для позначення обраного ним матеріалу для «Житлової одиниці». Стиль розквітав з 1950-х до середини 1970-х років, переважно застосовуючи бетон, який, хоч і не був новим матеріалом, залишався нетрадиційним, коли його залишали видимим на фасадах. До бруталізму бетон зазвичай ховали під іншими матеріалами.

### Постмодерна архітектура

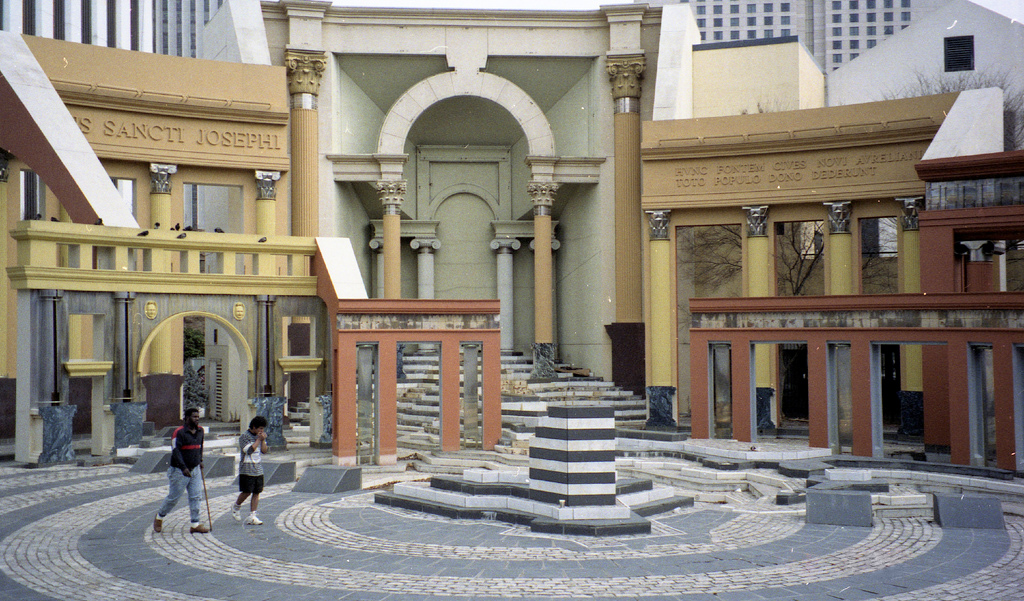
П'яцца д'Італія[en], Новий Орлеан, США, Чарльз Мур[en], 1978 р.
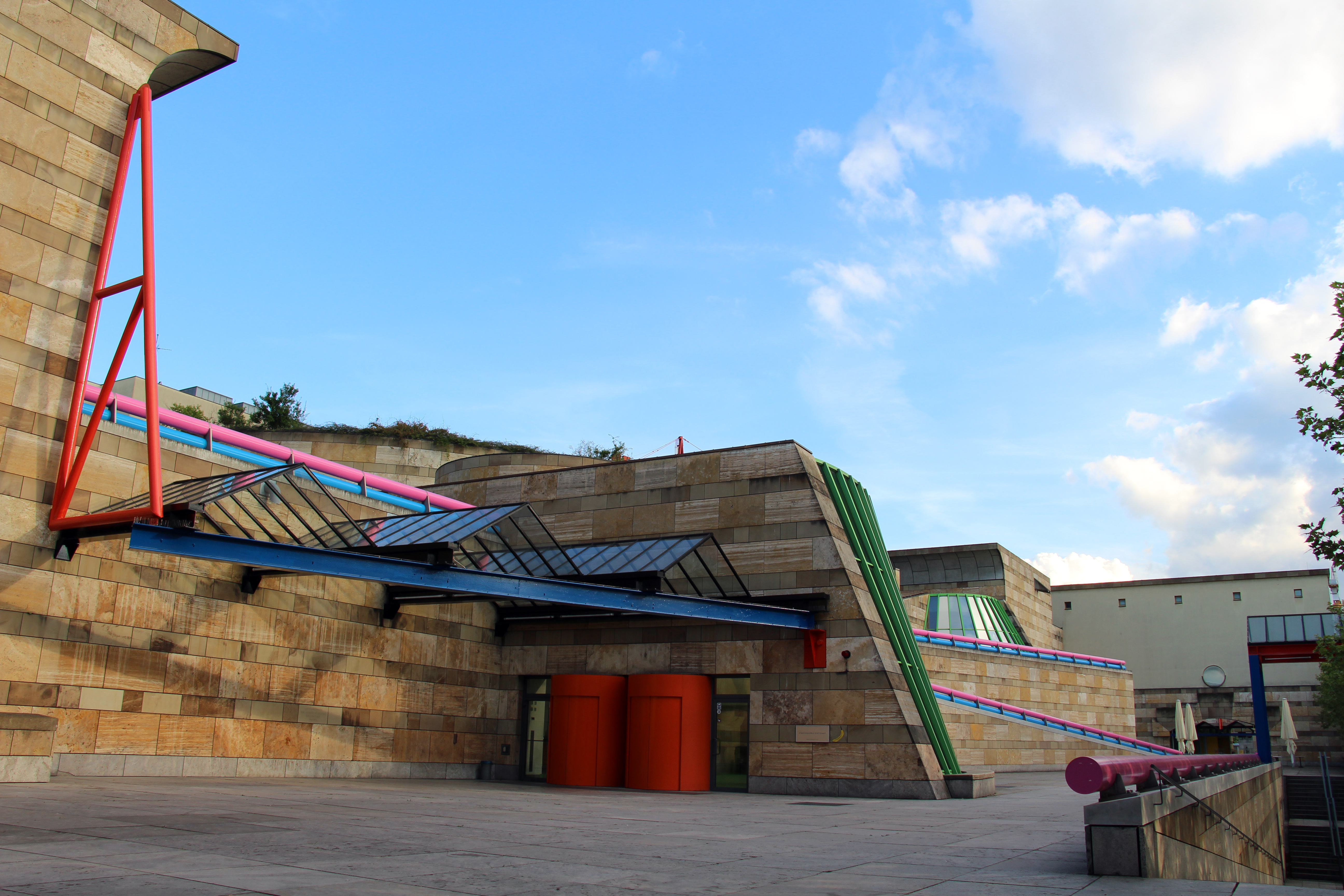
Нова Державна галерея[en], Штутгарт, Німеччина, Джеймс Стерлінг, 1984 р.
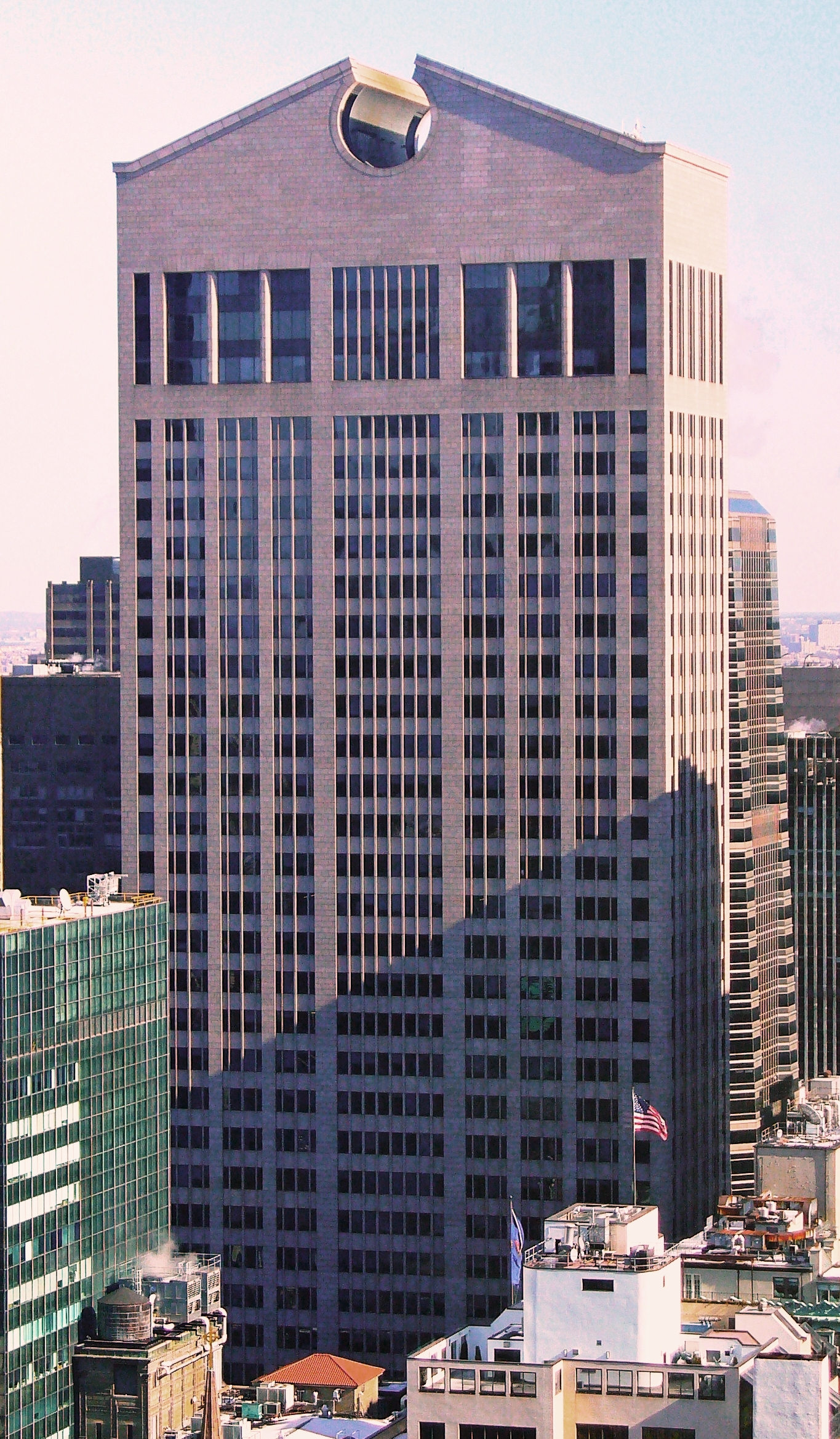
Штаб-квартира AT&T[en], Нью-Йорк, Філіп Джонсон та Джон Берджі[en], 1984 р.
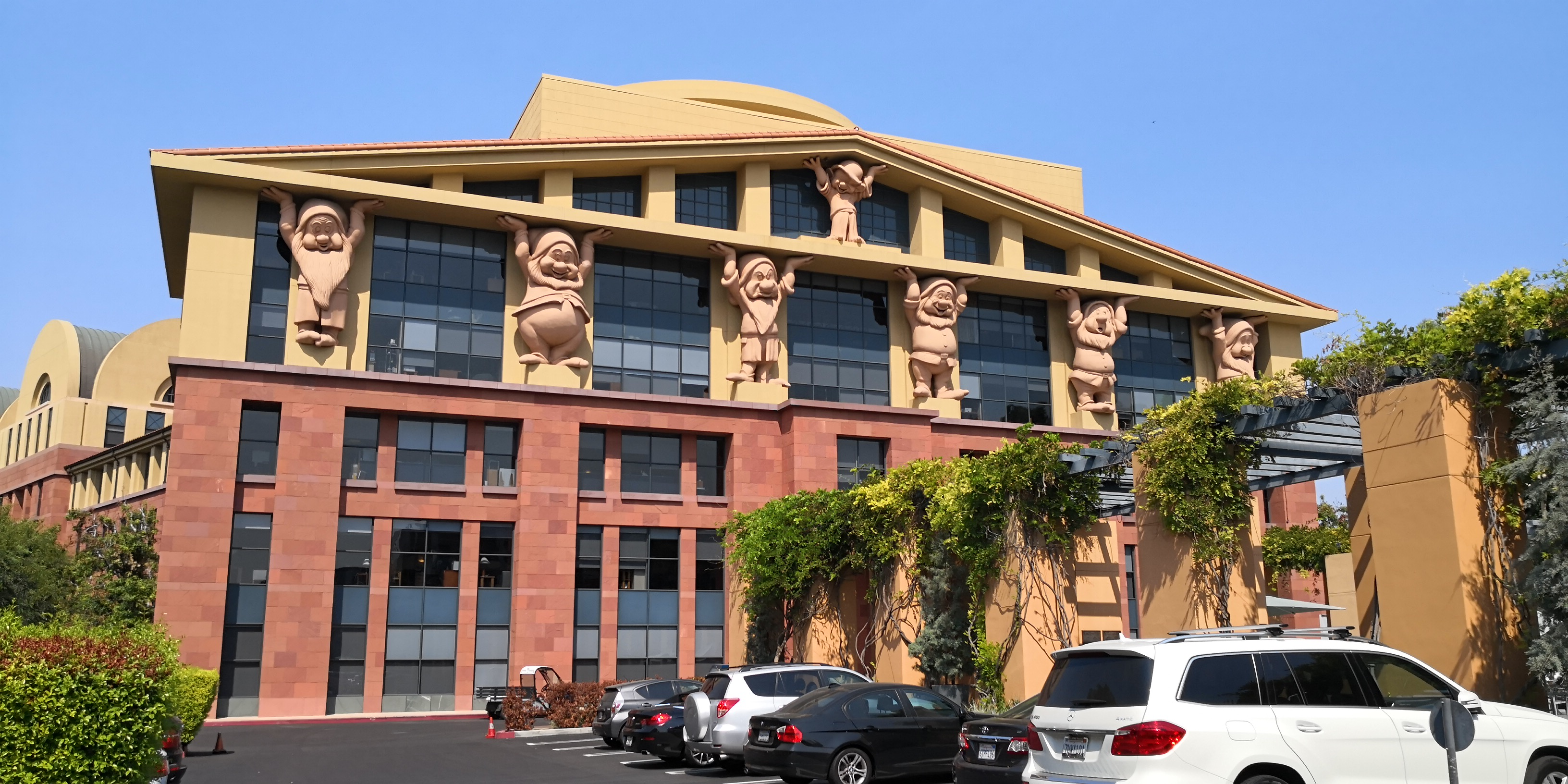
Будівля Team Disney, Лос-Анджелес, США, Майкл Грейвз[en], 1990 р.
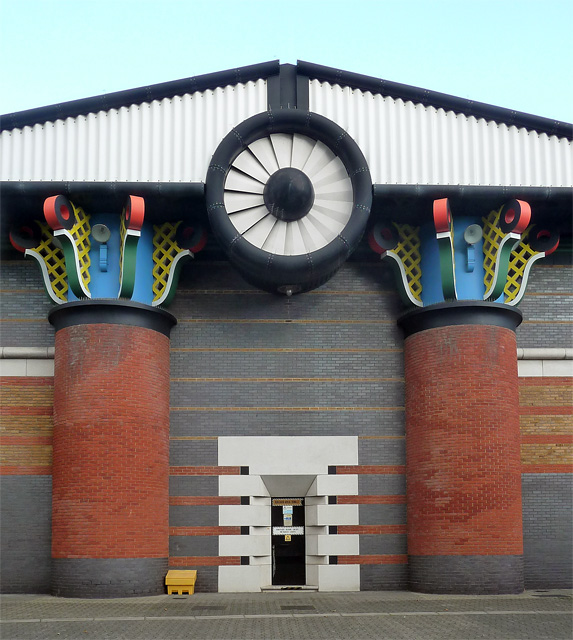
Насосна станція Айл-оф-Догс[en], Лондон, Джон Аутрем[en], 1988 р.
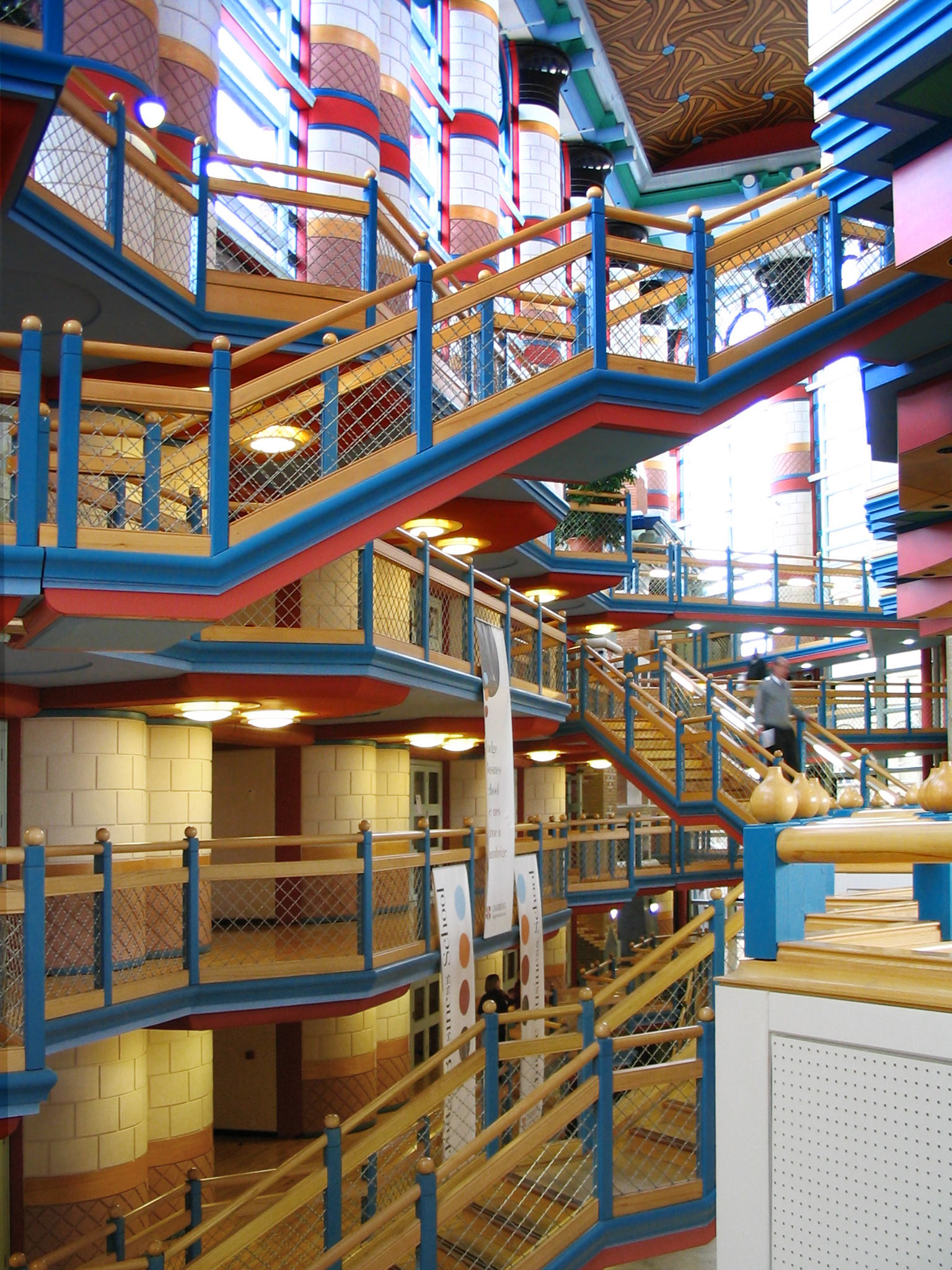
Багатокольоровий інтер'єр бізнес-школи Кембриджського університету[en], Кембридж, Велика Британія, Джон Аутрем[en], 1995 р.
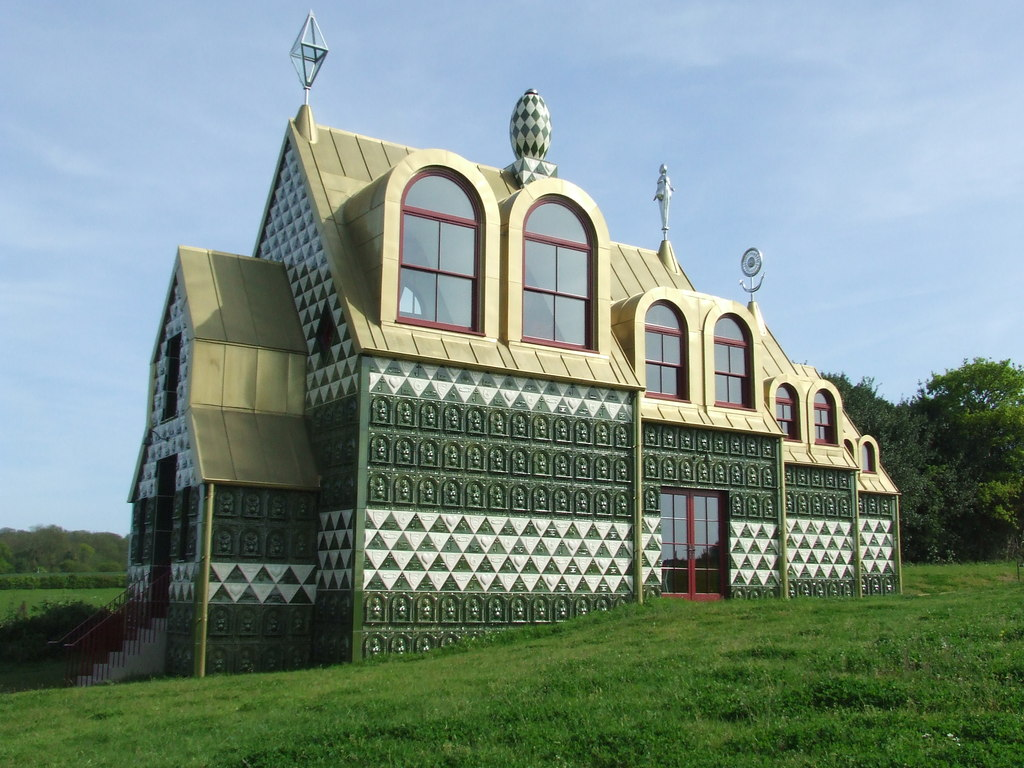
Будинок для Ессексу, Врабнесс[en], Ессекс, Велика Британія, FAT[en] і Грейсон Перрі, 2014 р.

Не будучи єдиним чітко визначеним стилем, постмодернізм є еклектичною сумішшю підходів, що з'явилася наприкінці ХХ століття як реакція проти модернізму, який дедалі більше сприймався як одноманітний і консервативний. Як і у випадку з багатьма рухами, сформувалася цілковита антитеза модернізму. У 1966 році архітектор Роберт Вентурі (1925—2018) опублікував свою книгу Складність і суперечливість в архітектурі, в якій вихваляв оригінальність і креативність маньєристської та барокової архітектури Рима, а також закликав до більшої неоднозначності та складності в сучасному проєктуванні. Скаржачись на суворість і нудьгу численних гладких сталевих і скляних модерністських будівель та свідомо заперечуючи відомий модерністський принцип «менше означає більше», Вентурі заявив: «менше — це нудно». Його теорії стали значним чинником розвитку постмодернізму.

#### Деконструктивізм

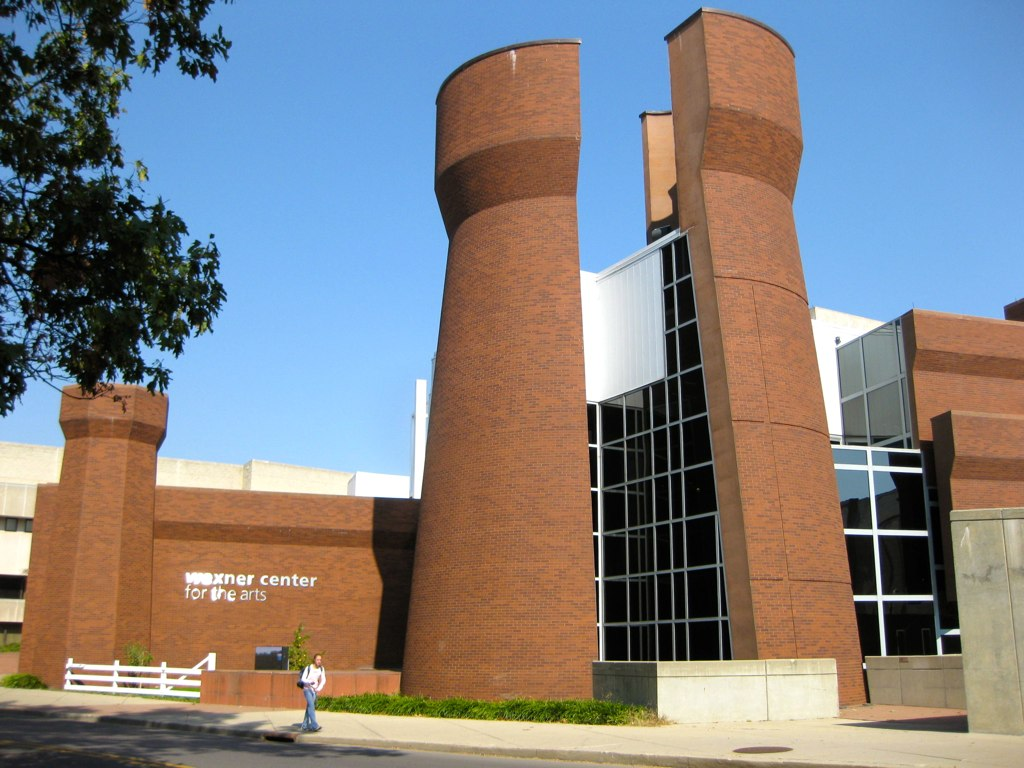
Центр мистецтв Векснера[en], Університет штату Огайо, Коламбус, США, Пітер Айзенман[en], 1989 р.
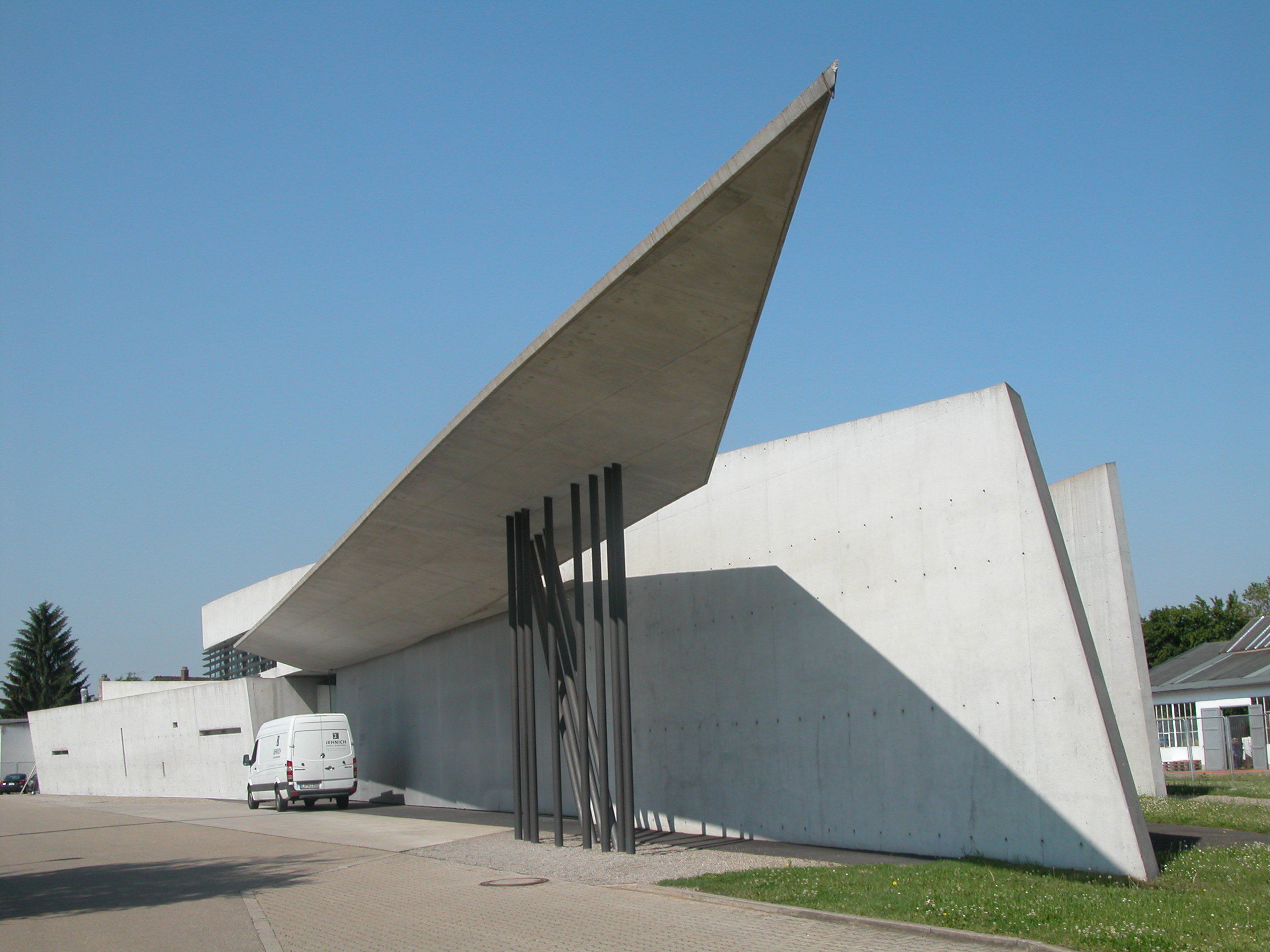
Пожежна станція Vitra, Вайль-на-Рейні, Німеччина, Заха Хадід, 1989–1993 рр.
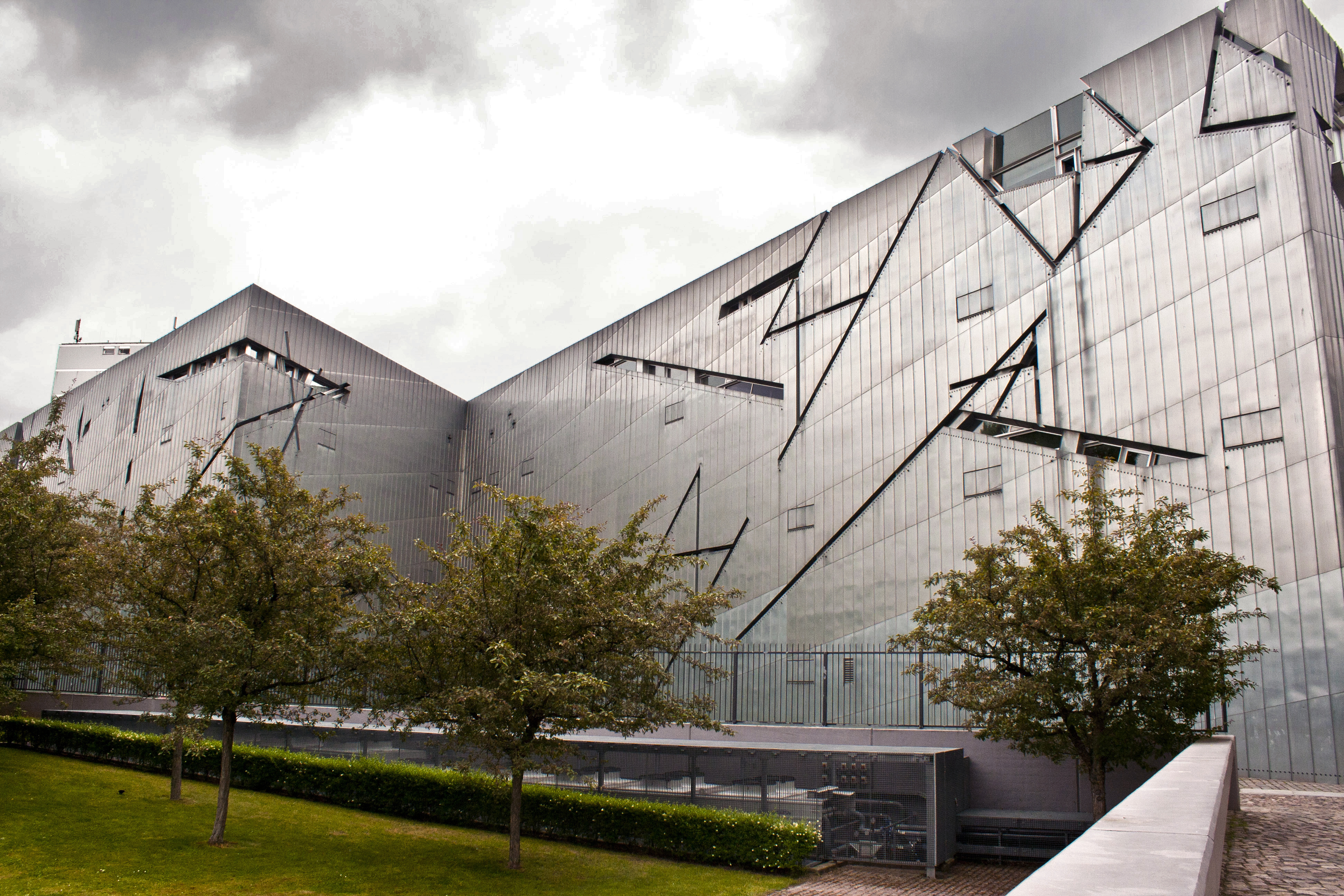
Єврейський музей[en], Берлін, Німеччина, Даніель Лібескінд[en], 1992–1999 рр.
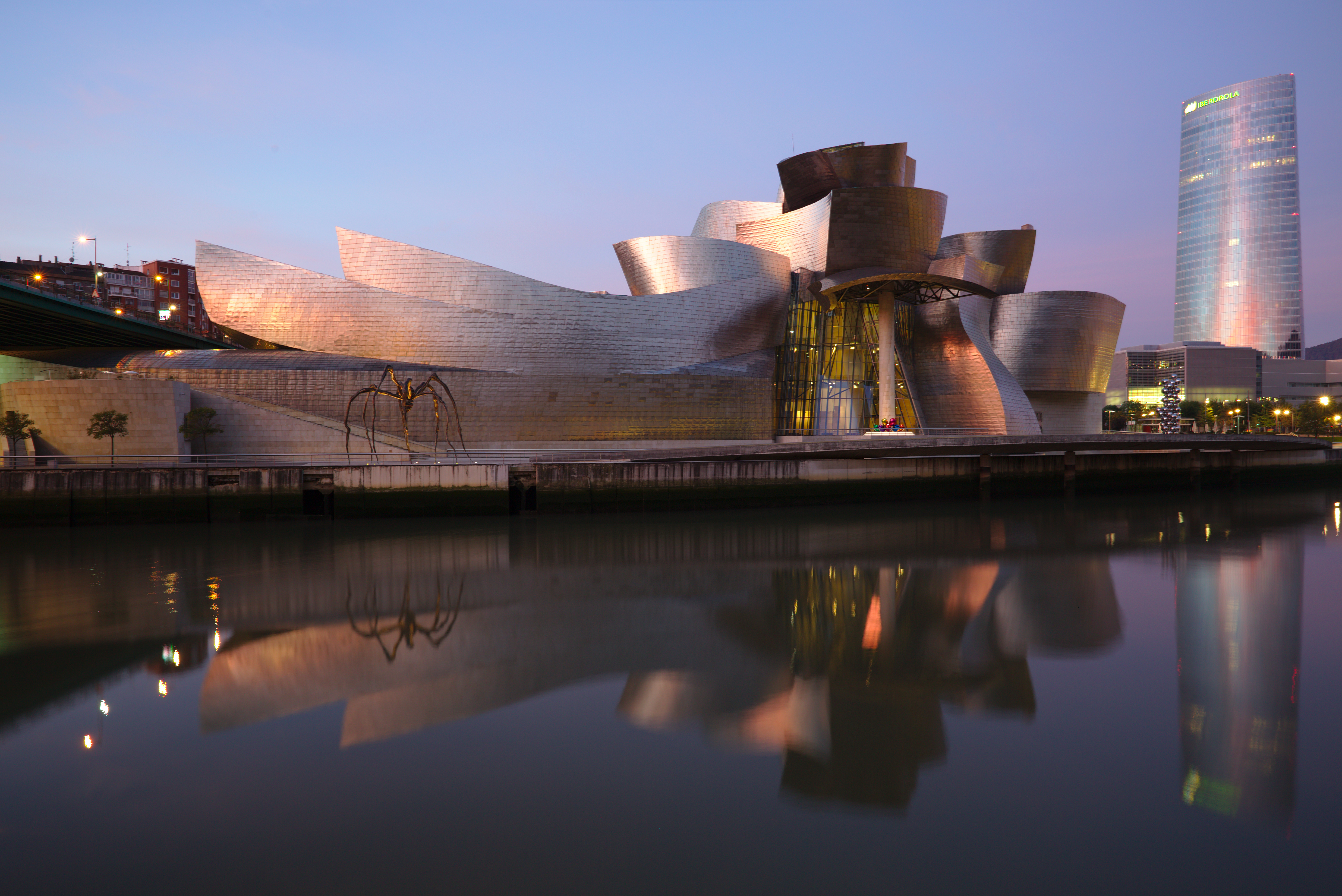
Музей Гуггенгайма, Більбао, Іспанія, Френк Гері, відкритий 1997 р.
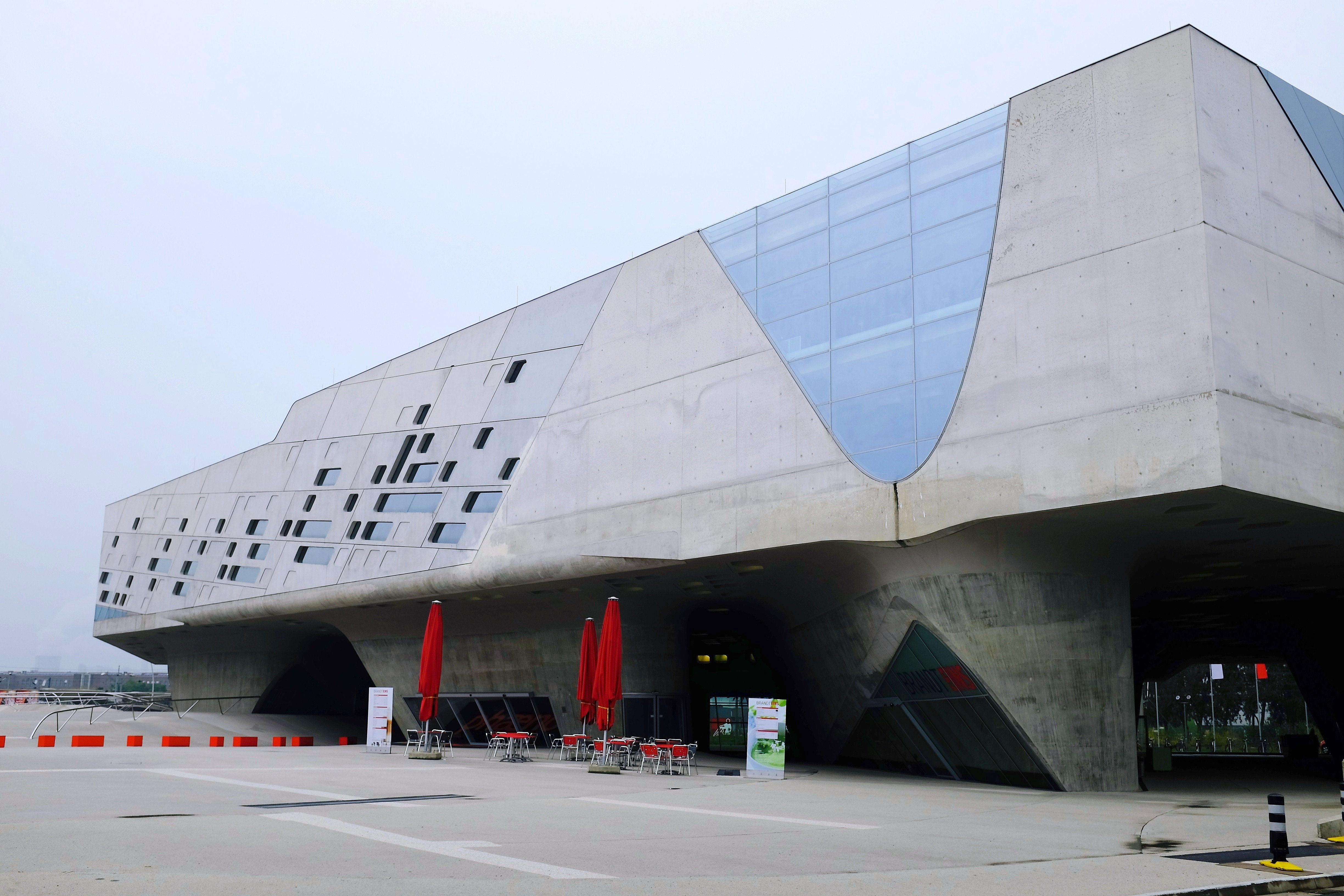
Науковий центр Фаено[en], Вольфсбург, Німеччина, Заха Хадід, 2005 р.

Деконструктивізм в архітектурі — це розвиток постмодерністської архітектури, що розпочався наприкінці 1980-х років. Йому притаманні ідеї фрагментації, нелінійні процеси проєктування, інтерес до маніпуляцій з поняттям поверхні чи оболонки конструкції, а також очевидна неевклідова геометрія, (тобто непрямолінійні форми), які слугують для спотворення та зміщення окремих елементів архітектури, таких як структура та огороджувальні конструкції. Завершений візуальний вигляд будівель, що демонструють різні «стилі» деконструктивізму, вирізняється стимулювальною непередбачуваністю та контрольованим хаосом.
Важливими подіями в історії руху деконструктивізму є конкурс архітектурних проєктів у парку Ла-Віллетт (особливо проєкт французького філософа Жака Дерріди та американського архітектора Пітера Айзенмана, а також переможний проєкт Бернара Чумі), виставка Деконструктивістська архітектура в Музеї сучасного мистецтва в Нью-Йорку 1988 року, організована Філіпом Джонсоном та Марком Віглі, і відкриття 1989 року Центру мистецтв Векснера в Коламбусі, спроєктованого Пітером Айзенманом. Нью-Йоркська виставка представила роботи Френка Гері, Даніеля Лібескінда, Рема Колгаса, Пітера Айзенмана, Захі Хадід, Coop Himmelblau та Бернара Чумі. Після виставки багато архітекторів, яких пов'язували з деконструктивізмом, дистанціювалися від цього терміна. Тим не менш, він закріпився і тепер фактично став загальною тенденцією в сучасній архітектурі.

### Сучасна архітектура
Сучасна архітектура — це архітектура XXI століття. Жоден стиль не є домінуючим. Сучасні архітектори працюють у кількох різних стилях, від постмодернізму, хай-тек архітектури та нових інтерпретацій традиційної архітектури, таких як неокласична архітектура та неовернакулярна архітектура, до висококонцептуальних форм і проєктів, що нагадують скульптуру в гігантському масштабі. Деякі з цих стилів і підходів застосовують надсучасні технології та сучасні будівельні матеріали, наприклад трубчасті конструкції, які дають змогу зводити будівлі вищі, легші й міцніші, ніж у XX столітті, тоді як інші віддають перевагу використанню природних та екологічних матеріалів, таких як камінь, дерево й вапно. Однією з технологій, спільних для всіх форм сучасної архітектури, є використання нових методів комп'ютерного проєктування, які дозволяють створювати й моделювати будівлі на комп'ютерах у трьох вимірах та зводити їх із більшою точністю й швидкістю.

## Додаткова література
- Історія архітектури: навч. посібник в 3 ч. Ч. 1: Стародавній світ та середньовіччя / Солярська І. О., Васильченко В. І., Авдєєва М. С., Авдєєва Н. Ю. — К. : Освіта України, 2012. — 300 с.
- Історія архітектури: навч. посібник в 3 ч. Ч. 2: Історія української архітектури / Васильченко В. І., Авдєєва М. С., Солярська І. О, Авдєєва Н. Ю. — К. : Освіта України, 2012. — 300 с.
- Історія архітектури: в 3 ч. : навч. посіб. для студ. архітектур. спец. вищ. навч. закл. Ч. 3 : Сучасна світова архітектура (творчість майстрів) / М. С. Авдєєва, Н. Ю. Авдєєва, В. І. Васильченко, І. О. Солярська. — К. : Освіта України, 2012. — 300 с. : іл. — Бібліогр.: с. 297—299 (940 назв).
- Історія архітектури: підручник / О. В. Петрів. — Львів: Магнолія 2006. — 209 с. — ISBN 978-617-574-118-4.
- Sir Banister Fletcher's a History of Architecture Fletcher, Banister[en]; Cruickshank, Dan, Architectural Press, 20th edition, 1996. ISBN 0-7506-2267-9